# 1975
Portal Geschichte | Portal Biografien | Aktuelle Ereignisse | Jahreskalender | Tagesartikel

◄ |
19. Jahrhundert |
20. Jahrhundert
| 21. Jahrhundert

◄ |
1940er |
1950er |
1960er |
1970er
| 1980er | 1990er | 2000er | ►

◄◄ |
◄ |
1971 |
1972 |
1973 |
1974 |
1975
| 1976 | 1977 | 1978 | 1979 | ► | ►►
 Jan.
| Feb.
| Mär.
| Apr.
| Mai
| Jun.
| Jul.
| Aug.
| Sep.
| Okt.
| Nov.
| Dez.
Staatsoberhäupter · Wahlen · Nekrolog  · Literaturjahr · Musikjahr · Filmjahr · Rundfunkjahr · Sportjahr
| Januar | Januar | Januar | Januar | Januar | Januar | Januar | Januar |
| Kw     | Mo     | Di     | Mi     | Do     | Fr     | Sa     | So     |
| ------ | ------ | ------ | ------ | ------ | ------ | ------ | ------ |
| 1      |        |        | 1      | 2      | 3      | 4      | 5      |
| 2      | 6      | 7      | 8      | 9      | 10     | 11     | 12     |
| 3      | 13     | 14     | 15     | 16     | 17     | 18     | 19     |
| 4      | 20     | 21     | 22     | 23     | 24     | 25     | 26     |
| 5      | 27     | 28     | 29     | 30     | 31     |        |        |

| Februar | Februar | Februar | Februar | Februar | Februar | Februar | Februar |
| Kw      | Mo      | Di      | Mi      | Do      | Fr      | Sa      | So      |
| ------- | ------- | ------- | ------- | ------- | ------- | ------- | ------- |
| 5       |         |         |         |         |         | 1       | 2       |
| 6       | 3       | 4       | 5       | 6       | 7       | 8       | 9       |
| 7       | 10      | 11      | 12      | 13      | 14      | 15      | 16      |
| 8       | 17      | 18      | 19      | 20      | 21      | 22      | 23      |
| 9       | 24      | 25      | 26      | 27      | 28      |         |         |

| März | März | März | März | März | März | März | März |
| Kw   | Mo   | Di   | Mi   | Do   | Fr   | Sa   | So   |
| ---- | ---- | ---- | ---- | ---- | ---- | ---- | ---- |
| 9    |      |      |      |      |      | 1    | 2    |
| 10   | 3    | 4    | 5    | 6    | 7    | 8    | 9    |
| 11   | 10   | 11   | 12   | 13   | 14   | 15   | 16   |
| 12   | 17   | 18   | 19   | 20   | 21   | 22   | 23   |
| 1    | 24   | 25   | 26   | 27   | 28   | 29   | 30   |
| 14   | 31   |      |      |      |      |      |      |

| April | April | April | April | April | April | April | April |
| Kw    | Mo    | Di    | Mi    | Do    | Fr    | Sa    | So    |
| ----- | ----- | ----- | ----- | ----- | ----- | ----- | ----- |
| 14    |       | 1     | 2     | 3     | 4     | 5     | 6     |
| 15    | 7     | 8     | 9     | 10    | 11    | 12    | 13    |
| 16    | 14    | 15    | 16    | 17    | 18    | 19    | 20    |
| 17    | 21    | 22    | 23    | 24    | 25    | 26    | 27    |
| 18    | 28    | 29    | 30    |       |       |       |       |

| Mai | Mai | Mai | Mai | Mai | Mai | Mai | Mai |
| Kw  | Mo  | Di  | Mi  | Do  | Fr  | Sa  | So  |
| --- | --- | --- | --- | --- | --- | --- | --- |
| 18  |     |     |     | 1   | 2   | 3   | 4   |
| 19  | 5   | 6   | 7   | 8   | 9   | 10  | 11  |
| 20  | 12  | 13  | 14  | 15  | 16  | 17  | 18  |
| 21  | 19  | 20  | 21  | 22  | 23  | 24  | 25  |
| 22  | 26  | 27  | 28  | 29  | 30  | 31  |     |

| Juni | Juni | Juni | Juni | Juni | Juni | Juni | Juni |
| Kw   | Mo   | Di   | Mi   | Do   | Fr   | Sa   | So   |
| ---- | ---- | ---- | ---- | ---- | ---- | ---- | ---- |
| 22   |      |      |      |      |      |      | 1    |
| 23   | 2    | 3    | 4    | 5    | 6    | 7    | 8    |
| 24   | 9    | 10   | 11   | 12   | 13   | 14   | 15   |
| 25   | 16   | 17   | 18   | 19   | 20   | 21   | 22   |
| 26   | 23   | 24   | 25   | 26   | 27   | 28   | 29   |
| 27   | 30   |      |      |      |      |      |      |

| Juli | Juli | Juli | Juli | Juli | Juli | Juli | Juli |
| Kw   | Mo   | Di   | Mi   | Do   | Fr   | Sa   | So   |
| ---- | ---- | ---- | ---- | ---- | ---- | ---- | ---- |
| 27   |      | 1    | 2    | 3    | 4    | 5    | 6    |
| 2    | 7    | 8    | 9    | 10   | 11   | 12   | 13   |
| 29   | 14   | 15   | 16   | 17   | 18   | 19   | 20   |
| 30   | 21   | 22   | 23   | 24   | 25   | 26   | 27   |
| 31   | 28   | 29   | 30   | 31   |      |      |      |

| August | August | August | August | August | August | August | August |
| Kw     | Mo     | Di     | Mi     | Do     | Fr     | Sa     | So     |
| ------ | ------ | ------ | ------ | ------ | ------ | ------ | ------ |
| 31     |        |        |        |        | 1      | 2      | 3      |
| 32     | 4      | 5      | 6      | 7      | 8      | 9      | 10     |
| 33     | 11     | 12     | 13     | 14     | 15     | 16     | 17     |
| 34     | 18     | 19     | 20     | 21     | 22     | 23     | 24     |
| 35     | 25     | 26     | 27     | 28     | 29     | 30     | 31     |

| September | September | September | September | September | September | September | September |
| Kw        | Mo        | Di        | Mi        | Do        | Fr        | Sa        | So        |
| --------- | --------- | --------- | --------- | --------- | --------- | --------- | --------- |
| 36        | 1         | 2         | 3         | 4         | 5         | 6         | 7         |
| 37        | 8         | 9         | 10        | 11        | 12        | 13        | 14        |
| 38        | 15        | 16        | 17        | 18        | 19        | 20        | 21        |
| 39        | 22        | 23        | 24        | 25        | 26        | 27        | 28        |
| 40        | 29        | 30        |           |           |           |           |           |

| Oktober | Oktober | Oktober | Oktober | Oktober | Oktober | Oktober | Oktober |
| Kw      | Mo      | Di      | Mi      | Do      | Fr      | Sa      | So      |
| ------- | ------- | ------- | ------- | ------- | ------- | ------- | ------- |
| 40      |         |         | 1       | 2       | 3       | 4       | 5       |
| 41      | 6       | 7       | 8       | 9       | 10      | 11      | 12      |
| 42      | 13      | 14      | 15      | 16      | 17      | 18      | 19      |
| 43      | 20      | 21      | 22      | 23      | 24      | 25      | 26      |
| 44      | 27      | 28      | 29      | 30      | 31      |         |         |

| November | November | November | November | November | November | November | November |
| Kw       | Mo       | Di       | Mi       | Do       | Fr       | Sa       | So       |
| -------- | -------- | -------- | -------- | -------- | -------- | -------- | -------- |
| 44       |          |          |          |          |          | 1        | 2        |
| 45       | 3        | 4        | 5        | 6        | 7        | 8        | 9        |
| 46       | 10       | 11       | 12       | 13       | 14       | 15       | 16       |
| 47       | 17       | 18       | 19       | 20       | 21       | 22       | 23       |
| 48       | 24       | 25       | 26       | 27       | 28       | 29       | 30       |

| Dezember | Dezember | Dezember | Dezember | Dezember | Dezember | Dezember | Dezember |
| Kw       | Mo       | Di       | Mi       | Do       | Fr       | Sa       | So       |
| -------- | -------- | -------- | -------- | -------- | -------- | -------- | -------- |
| 49       | 1        | 2        | 3        | 4        | 5        | 6        | 7        |
| 50       | 8        | 9        | 10       | 11       | 12       | 13       | 14       |
| 51       | 15       | 16       | 17       | 18       | 19       | 20       | 21       |
| 52       | 22       | 23       | 24       | 25       | 26       | 27       | 28       |
| 1        | 29       | 30       | 31       |          |          |          |          |

| Januar | Januar | Januar | Januar | Januar | Januar | Januar | Januar |
| Kw     | Mo     | Di     | Mi     | Do     | Fr     | Sa     | So     |
| ------ | ------ | ------ | ------ | ------ | ------ | ------ | ------ |
| 1      |        |        | 1      | 2      | 3      | 4      | 5      |
| 2      | 6      | 7      | 8      | 9      | 10     | 11     | 12     |
| 3      | 13     | 14     | 15     | 16     | 17     | 18     | 19     |
| 4      | 20     | 21     | 22     | 23     | 24     | 25     | 26     |
| 5      | 27     | 28     | 29     | 30     | 31     |        |        |

| Februar | Februar | Februar | Februar | Februar | Februar | Februar | Februar |
| Kw      | Mo      | Di      | Mi      | Do      | Fr      | Sa      | So      |
| ------- | ------- | ------- | ------- | ------- | ------- | ------- | ------- |
| 5       |         |         |         |         |         | 1       | 2       |
| 6       | 3       | 4       | 5       | 6       | 7       | 8       | 9       |
| 7       | 10      | 11      | 12      | 13      | 14      | 15      | 16      |
| 8       | 17      | 18      | 19      | 20      | 21      | 22      | 23      |
| 9       | 24      | 25      | 26      | 27      | 28      |         |         |

| März | März | März | März | März | März | März | März |
| Kw   | Mo   | Di   | Mi   | Do   | Fr   | Sa   | So   |
| ---- | ---- | ---- | ---- | ---- | ---- | ---- | ---- |
| 9    |      |      |      |      |      | 1    | 2    |
| 10   | 3    | 4    | 5    | 6    | 7    | 8    | 9    |
| 11   | 10   | 11   | 12   | 13   | 14   | 15   | 16   |
| 12   | 17   | 18   | 19   | 20   | 21   | 22   | 23   |
| 1    | 24   | 25   | 26   | 27   | 28   | 29   | 30   |
| 14   | 31   |      |      |      |      |      |      |

| April | April | April | April | April | April | April | April |
| Kw    | Mo    | Di    | Mi    | Do    | Fr    | Sa    | So    |
| ----- | ----- | ----- | ----- | ----- | ----- | ----- | ----- |
| 14    |       | 1     | 2     | 3     | 4     | 5     | 6     |
| 15    | 7     | 8     | 9     | 10    | 11    | 12    | 13    |
| 16    | 14    | 15    | 16    | 17    | 18    | 19    | 20    |
| 17    | 21    | 22    | 23    | 24    | 25    | 26    | 27    |
| 18    | 28    | 29    | 30    |       |       |       |       |

| Mai | Mai | Mai | Mai | Mai | Mai | Mai | Mai |
| Kw  | Mo  | Di  | Mi  | Do  | Fr  | Sa  | So  |
| --- | --- | --- | --- | --- | --- | --- | --- |
| 18  |     |     |     | 1   | 2   | 3   | 4   |
| 19  | 5   | 6   | 7   | 8   | 9   | 10  | 11  |
| 20  | 12  | 13  | 14  | 15  | 16  | 17  | 18  |
| 21  | 19  | 20  | 21  | 22  | 23  | 24  | 25  |
| 22  | 26  | 27  | 28  | 29  | 30  | 31  |     |

| Juni | Juni | Juni | Juni | Juni | Juni | Juni | Juni |
| Kw   | Mo   | Di   | Mi   | Do   | Fr   | Sa   | So   |
| ---- | ---- | ---- | ---- | ---- | ---- | ---- | ---- |
| 22   |      |      |      |      |      |      | 1    |
| 23   | 2    | 3    | 4    | 5    | 6    | 7    | 8    |
| 24   | 9    | 10   | 11   | 12   | 13   | 14   | 15   |
| 25   | 16   | 17   | 18   | 19   | 20   | 21   | 22   |
| 26   | 23   | 24   | 25   | 26   | 27   | 28   | 29   |
| 27   | 30   |      |      |      |      |      |      |

| Juli | Juli | Juli | Juli | Juli | Juli | Juli | Juli |
| Kw   | Mo   | Di   | Mi   | Do   | Fr   | Sa   | So   |
| ---- | ---- | ---- | ---- | ---- | ---- | ---- | ---- |
| 27   |      | 1    | 2    | 3    | 4    | 5    | 6    |
| 2    | 7    | 8    | 9    | 10   | 11   | 12   | 13   |
| 29   | 14   | 15   | 16   | 17   | 18   | 19   | 20   |
| 30   | 21   | 22   | 23   | 24   | 25   | 26   | 27   |
| 31   | 28   | 29   | 30   | 31   |      |      |      |

| August | August | August | August | August | August | August | August |
| Kw     | Mo     | Di     | Mi     | Do     | Fr     | Sa     | So     |
| ------ | ------ | ------ | ------ | ------ | ------ | ------ | ------ |
| 31     |        |        |        |        | 1      | 2      | 3      |
| 32     | 4      | 5      | 6      | 7      | 8      | 9      | 10     |
| 33     | 11     | 12     | 13     | 14     | 15     | 16     | 17     |
| 34     | 18     | 19     | 20     | 21     | 22     | 23     | 24     |
| 35     | 25     | 26     | 27     | 28     | 29     | 30     | 31     |

| September | September | September | September | September | September | September | September |
| Kw        | Mo        | Di        | Mi        | Do        | Fr        | Sa        | So        |
| --------- | --------- | --------- | --------- | --------- | --------- | --------- | --------- |
| 36        | 1         | 2         | 3         | 4         | 5         | 6         | 7         |
| 37        | 8         | 9         | 10        | 11        | 12        | 13        | 14        |
| 38        | 15        | 16        | 17        | 18        | 19        | 20        | 21        |
| 39        | 22        | 23        | 24        | 25        | 26        | 27        | 28        |
| 40        | 29        | 30        |           |           |           |           |           |

| Oktober | Oktober | Oktober | Oktober | Oktober | Oktober | Oktober | Oktober |
| Kw      | Mo      | Di      | Mi      | Do      | Fr      | Sa      | So      |
| ------- | ------- | ------- | ------- | ------- | ------- | ------- | ------- |
| 40      |         |         | 1       | 2       | 3       | 4       | 5       |
| 41      | 6       | 7       | 8       | 9       | 10      | 11      | 12      |
| 42      | 13      | 14      | 15      | 16      | 17      | 18      | 19      |
| 43      | 20      | 21      | 22      | 23      | 24      | 25      | 26      |
| 44      | 27      | 28      | 29      | 30      | 31      |         |         |

| November | November | November | November | November | November | November | November |
| Kw       | Mo       | Di       | Mi       | Do       | Fr       | Sa       | So       |
| -------- | -------- | -------- | -------- | -------- | -------- | -------- | -------- |
| 44       |          |          |          |          |          | 1        | 2        |
| 45       | 3        | 4        | 5        | 6        | 7        | 8        | 9        |
| 46       | 10       | 11       | 12       | 13       | 14       | 15       | 16       |
| 47       | 17       | 18       | 19       | 20       | 21       | 22       | 23       |
| 48       | 24       | 25       | 26       | 27       | 28       | 29       | 30       |

| Dezember | Dezember | Dezember | Dezember | Dezember | Dezember | Dezember | Dezember |
| Kw       | Mo       | Di       | Mi       | Do       | Fr       | Sa       | So       |
| -------- | -------- | -------- | -------- | -------- | -------- | -------- | -------- |
| 49       | 1        | 2        | 3        | 4        | 5        | 6        | 7        |
| 50       | 8        | 9        | 10       | 11       | 12       | 13       | 14       |
| 51       | 15       | 16       | 17       | 18       | 19       | 20       | 21       |
| 52       | 22       | 23       | 24       | 25       | 26       | 27       | 28       |
| 1        | 29       | 30       | 31       |          |          |          |          |

Das Jahr 1975 markiert auf der politischen Weltbühne das endgültige Ende des Vietnamkrieges, der mit dem Sieg des kommunistischen Nordens über den US-Verbündeten Südvietnam endet. In Spanien geht mit dem Tod von Diktator Francisco Franco und der Wiedereinführung der Monarchie eine Ära zu Ende.

## Ereignisse

### Politik und Weltgeschehen

#### Januar
- 01. Januar: Verfassungsänderung in Schweden. Der König übernimmt nur noch repräsentative Aufgaben
- 01. Januar: In der Bundesrepublik Deutschland tritt der neue Allgemeine Teil des Strafgesetzbuchs in Kraft (siehe auch Große Strafrechtsreform).
- 01. Januar: In Österreich tritt das neue Strafgesetzbuch in Kraft, das eine Fristenregelung bei Schwangerschaftsabbruch einführt.
- 01. Januar: Pierre Graber wird neuer Bundespräsident der Schweiz
- 01. Januar: In der Bundesrepublik Deutschland wird kraft Gesetzes das Volljährigkeitsalter von 21 auf 18 Jahre gesenkt. Mit dieser Gesetzesänderung werden somit alle in den Jahren 1954 bis 1956 Geborenen auf einen Schlag volljährig
- 01. Januar: Die kommunale Neugliederung im Ruhrgebiet und am Niederrhein tritt in Kraft. Wattenscheid wird ein Bochumer Stadtbezirk. Die linksrheinischen Städte Rheinhausen und Homberg sowie Walsum verlieren ihre Selbständigkeit und werden nach Duisburg eingemeindet. Hamm wird jüngste Großstadt in Nordrhein-Westfalen. Der Kreis Warendorf fusioniert mit dem Kreis Beckum zum neuen Kreis Warendorf. Aus den Kreisen Dinslaken, Moers und Rees wird der Kreis Wesel. Der Zusammenschluss von Gladbeck, Bottrop und Kirchhellen wird am 6. Dezember 1975 für verfassungswidrig erklärt und aufgehoben. Gladbeck wird ausgegliedert und in den Kreis Recklinghausen eingegliedert. In der Region Köln erfolgt eine kommunale Neuordnung aufgrund des Köln-Gesetzes.
- 01. Januar: In Baden-Württemberg werden die ersten 1.000 Polizeibeamten mit der sog. Chemischen Keule ausgestattet
- 06. Januar: Aufnahme diplomatischer Beziehungen zwischen der Bundesrepublik Deutschland und Guinea-Bissau
- 07. Januar: Die OPEC erhöht die Ölpreise um zehn Prozent
- 19. Januar: In Niedersachsen und Rheinland-Pfalz wurden Volksentscheide zur Wiederherstellung bzw. Umgliederung der Länderzugehörigkeit durchgeführt. Beide Abstimmungen hatten den Beibehalt des Status quo zur Folge.

#### Februar
- 05. Februar: Die Vereinigten Staaten reagieren auf die türkische Besetzung des Nordteils von Zypern im Jahr zuvor mit einem Waffenembargo gegen die Türkei.
- 11. Februar: Die britischen Conservatives wählen mit Margaret Thatcher erstmals eine Frau zur Parteivorsitzenden.
- 13. Februar: Der aus den Reihen der Zypern-Türken stammende Politiker Rauf Denktaş proklamiert den Türkischen Bundesstaat von Zypern auf der Insel Zypern. Bei Zypern-Griechen und der internationalen Politik stößt er damit auf Ablehnung.
- 17. Februar: Grenada wird Mitglied in der UNESCO
- 25. Februar: Mohammed Abdullah wird zum Regierungschef der Sonderrechte genießenden indischen Bundesstaaten Jammu und Kaschmir ernannt.
- 25. Februar: Reform des § 218 in Westdeutschland: Das Bundesverfassungsgericht erklärt die beschlossene Fristenregelung für verfassungswidrig.
- 27. Februar: Der Berliner CDU-Vorsitzende Peter Lorenz wird von Terroristen der Bewegung 2. Juni entführt.
- 28. Februar: Das Lomé-Abkommen wird unterschrieben.

#### März
- 03. März: In Begleitung von Pastor Heinrich Albertz werden fünf Strafgefangene nach Aden ausgeflogen, um Peter Lorenz freizubekommen.
- 04. März: Die später in der RAF aufgegangene Bewegung 2. Juni lässt Peter Lorenz frei.
- 06. März: Iran und Irak schließen das Abkommen von Algier, in dem der gemeinsame Grenzverlauf am Schatt el-Arab in Flussmitte und eine gegenseitige Nichteinmischung in innere Angelegenheiten festgelegt werden. Die Aufkündigung dieses Vertrages durch Irak im September 1980 führt zum Ersten Golfkrieg
- 10./11. März: Der Europäische Rat trifft erstmals zusammen
- 18. März: China erlässt eine Amnestie für alle ehemaligen Funktionäre der Kuomintang

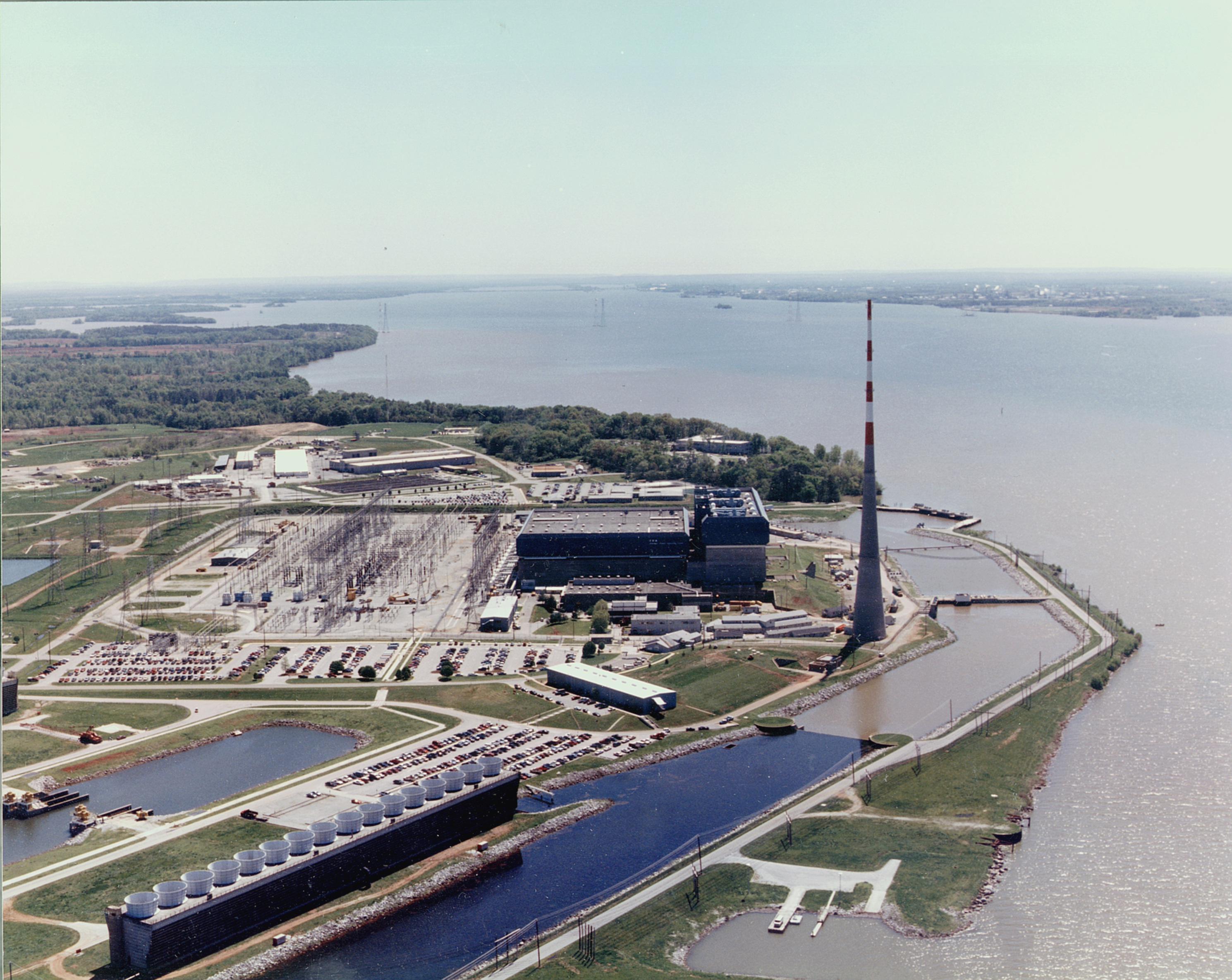
Kernkraftwerk Browns Ferry

Das Logo des EFRE

- 18. März: Der Europäische Fonds für regionale Entwicklung (EFRE) wird errichtet.
- 22. März: Im amerikanischen Kernkraftwerk Browns Ferry kommt es zu einem Großbrand.
- 26. März: Die am 16. Dezember 1971 von der Generalversammlung der Vereinten Nationen beschlossene Konvention über das Verbot der Entwicklung, Herstellung und Lagerung bakteriologischer (biologischer) Waffen und Toxinwaffen sowie über die Vernichtung solcher Waffen (Biowaffenkonvention) tritt in Kraft.
- 26. März: Österreich erkennt als erstes westliches Land die Staatsbürgerschaft der DDR vertraglich an.

#### April
- 17. April: Phnom Penh, Hauptstadt von Kambodscha, wird von den Roten Khmer unter Pol Pot eingenommen.
- 24. April: Geiselnahme von Stockholm: Ein RAF-Kommando Holger Meins überfällt die deutsche Botschaft in Stockholm. Wirtschaftsattaché Heinz Hillegaart und der Militärattaché Andreas von Mirbach werden ermordet. Die Terroristen Ulrich Wessel und Siegfried Hausner sterben an den Folgen einer Explosion.
- 30. April: Der Vietnamkrieg endet mit der Einnahme Saigons durch die kommunistischen Streitkräfte. Die Regierung von Südvietnam kapituliert bedingungslos, die letzten US-Amerikaner wurden am Tag zuvor während der Operation Frequent Wind aus der Stadt geholt
- April: Beginn des Libanesischen Bürgerkriegs

#### Mai
- 14. Mai: Gründung der gepa-Gesellschaft zur Förderung der Partnerschaft mit der Dritten Welt
- 15. Mai: Mit der Freilassung der Besatzung des Frachters SS Mayaguez endet der Mayaguez-Zwischenfall zwischen den Vereinigten Staaten und Kambodscha.
- 16. Mai: Das ehemalige Königreich Sikkim erklärt nach der Volksbefragung vom 14. April seinen Beitritt zur Indischen Union als 22. Bundesstaat.

#### Juni
- 01. Juni: In Berlin-Dahlem wird die Patriotische Union Kurdistans (PUK) (auf kurdisch YNK: Yeketiya Nistimaniya Kurdistane) gegründet. Führer der PUK wird Celal Talabani
- 05. Juni: Bei einem Referendum im Vereinigten Königreich stimmen 67 % der Wähler für einen Verbleib des Landes in der EWG.
- 25. Juni: Mosambik erhält die Unabhängigkeit von Portugal
- 25. Juni: In Indien wird ein nationaler Ausnahmezustand proklamiert
- 27. Juni: Doppelbesteuerungsabkommen zwischen der Bundesrepublik Deutschland und Brasilien

#### Juli

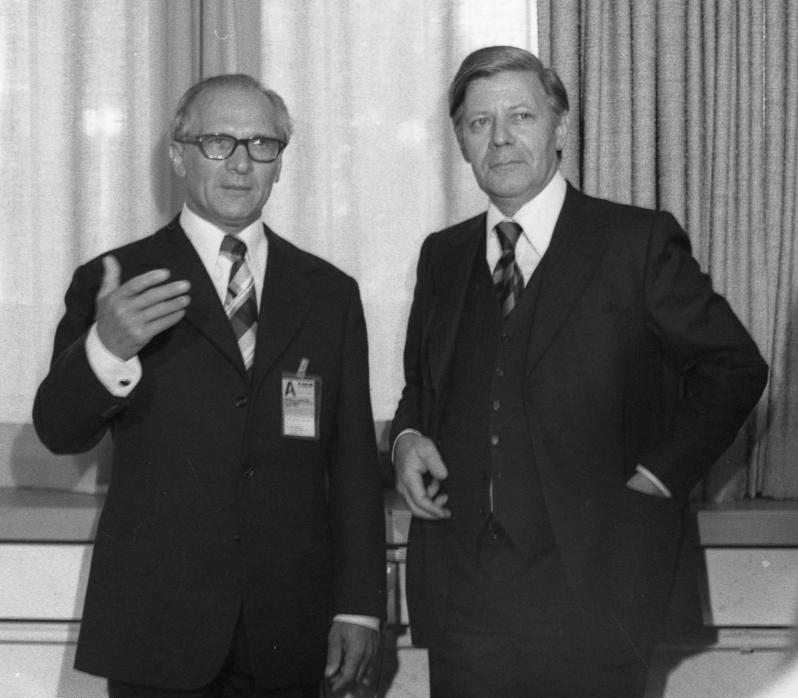
Erich Honecker und Helmut Schmidt auf dem KSZE-Gipfeltreffen in Helsinki

- 01. Juli: Das Washingtoner Artenschutzübereinkommen tritt in Kraft
- 05. Juli: Kap Verde erklärt seine Unabhängigkeit von Portugal
- 06. Juli: Die Komoren werden unabhängig
- 07. Juli: Die Republik Niger wird Mitglied in der ECOWAS (Wirtschaftsgemeinschaft westafrikanischer Staaten)
- 07. Juli: Parlamentswahlen in São Tomé und Príncipe
- 12. Juli: São Tomé und Príncipe erhält die Unabhängigkeit von Portugal
- 20. Juli: Gründung des Bundes für Umwelt und Naturschutz Deutschland e. V.
- 29. Juli: Militärputsch in Nigeria. Neuer Militärherrscher wird Murtala Mohammed.

#### August
- 01. August: Unterzeichnung der Schlussakte von Helsinki und Gründung der KSZE
- 03. August: Nach knapp einem Monat im Amt wird der komorische Staatspräsident Ahmed Abdallah mit Hilfe französischer Söldner um Bob Denard gestürzt. Neuer Präsident wird Prinz Said Mohamed Djohar.
- 10. August: Mit einer Hetzjagd durch die Erfurter Innenstadt beginnen die ersten ausländerfeindlichen Pogrome in Deutschland nach 1945. Opfer der Erfurter Pogrome sind algerische Vertragsarbeiter, die Ausschreitungen dauern bis zum 13. August an.
- 11. August: Die UDT versucht in der Kolonie Portugiesisch-Timor mit Gewalt die Macht zu ergreifen. Es kommt zum Bürgerkrieg, in dem die UDT der FRETILIN unterliegt.
- 15. August:. Mujibur Rahman, Mitgründer und Premierminister von Bangladesch, wird bei einem Militärputsch mit seiner Familie ermordet. Khondakar Mostaq Ahmad übernimmt die Macht.

#### September
- 01. September: Durch Misswirtschaft in Nigerias Verwaltung stauen sich 420 Schiffe mit Zementlieferungen vor dem Hafen von Lagos, die sogenannte „Zementarmada“.[1]
- 05. September: Lynette Fromme, Anhängerin von Charles Manson, richtet eine Pistole auf US-Präsident Gerald Ford, kann aber überwältigt werden, ohne dass der Präsident verletzt wird. Es ist das erste Attentat nach der Ermordung von John F. Kennedy, das auf einen amerikanischen Präsidenten versucht wird. Die Attentäterin wird zu lebenslanger Haft verurteilt (siehe auch 22. September 1975)
- 14. September: In der Siedlung Te Hapua beginnt auf der Nordinsel Neuseelands der Māori-Landmarsch. Mit der 29 Tage dauernden Aktion protestieren die Nachkommen der Ureinwohner gegen Enteignungen, Landnahme und Verkäufe von Māori-Land.
- 16. September: São Tomé und Príncipe, Mosambik und Kap Verde werden Mitglieder der Vereinten Nationen
- 16. September: Papua-Neuguinea wird unabhängig
- 22. September: Von einer 45-jährigen Hausfrau wird ein zweites Attentat auf den US-Präsidenten Gerald Ford begangen, nachdem schon am 5. September 1975 eines vereitelt werden konnte. Die Frau schießt auf ihn, wobei die Schussrichtung der Waffe von einem Passanten in letzter Sekunde verändert werden kann. Die Attentäterin wird zu lebenslanger Haft verurteilt
- 28. September: Bürgerschaftswahl in Bremen. Die regierende SPD verteidigt ihre absolute Mehrheit.

#### Oktober
- 05. Oktober: Nationalratswahl in Österreich. SPÖ mit Bundeskanzler Kreisky stimmenstärkste Partei.
- 08. Oktober: Indonesische Truppen besetzen mit Batugade den ersten Ort Osttimors, zu diesem Zeitpunkt noch Portugiesisch-Timor
- 10. Oktober: Papua-Neuguinea wird Mitglied bei den Vereinten Nationen.
- 16. Oktober: In Balibo (Portugiesisch-Timor) werden fünf ausländische Journalisten, die Balibo Five, durch indonesische Truppen ermordet.
- 23. Oktober: Die Armee Südafrikas greift in den Bürgerkrieg in Angola ein. Der mit Billigung der USA erfolgte Truppeneinmarsch soll die Position der Nationalen Front zur Befreiung Angolas (FNLA) stärken.
- 24. Oktober: In Island nehmen etwa 90 % der weiblichen Einwohner an einem nationalen Frauenstreik teil und legen das Land lahm.

#### November
- 04. November: Die Arbeitsgruppe Alternative Wirtschaftspolitik stellt ihr erstes „Memorandum für eine wirksame und soziale Wirtschaftspolitik“ vor. Wirtschaftswissenschaftler und Gewerkschafter haben die Gruppe 1975 gegründet, die bis heute besteht. Die Gruppe legt in Folge seit 1977 jeweils jährlich in der Woche vor dem 1. Mai ein Memorandum vor, das als „Gegengutachten“ zum jährlichen Gutachten des Sachverständigenrates zur Begutachtung der gesamtwirtschaftlichen Entwicklung (der „fünf Weisen“) konzipiert ist.
- 09. November: Meuterei auf der sowjetischen Fregatte Storoschewoi
- 10. November: Im Vertrag von Osimo einigen sich Italien und Jugoslawien endgültig über die Aufteilung des ehemaligen Freien Territoriums Triest.
- 11. November: Angola erhält die Unabhängigkeit von Portugal
- 12. November: Komoren wird Mitglied bei den Vereinten Nationen
- 15. November: Die Staats- und Regierungschefs der sechs wichtigsten Industrieländer halten in Rambouillet einen Gipfel über die Weltwirtschaftslage ab

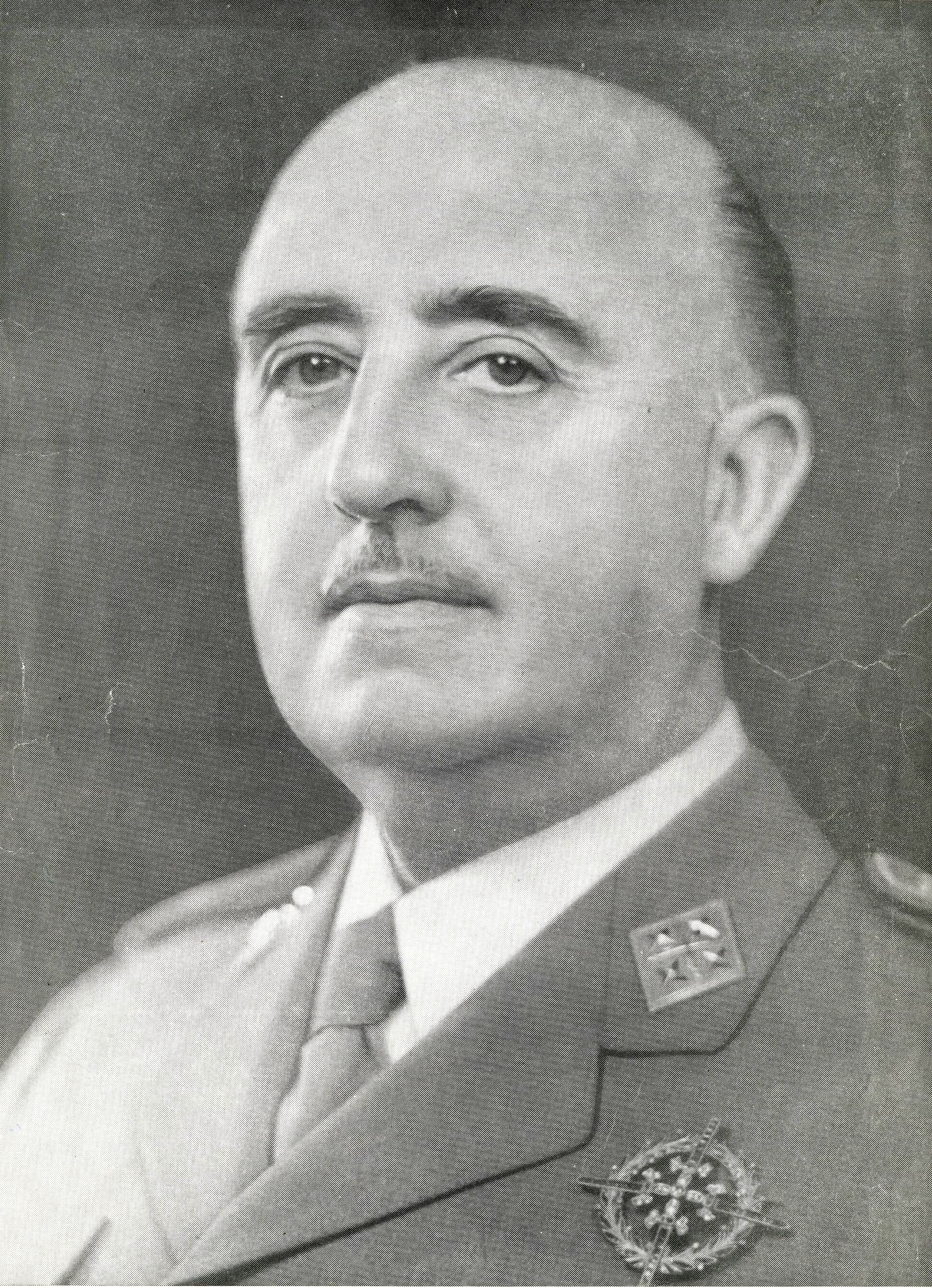
Francisco Franco

- 20. November: Mit dem Tod General Francos endet in Spanien eine 36-jährige Diktatur. Als Nachfolger steht schon seit 1969 Prinz Juan Carlos fest.
- 22. November: Juan Carlos I. wird zum König von Spanien proklamiert
- 25. November: Suriname erhält die Unabhängigkeit von den Niederlanden
- 25. November: Portugal. Putschversuch ohne Erfolg
- 28. November: Unabhängigkeitserklärung von Osttimor
- 30. November: In Westafrika wird die Volksrepublik Benin ausgerufen, die auf die Republik Dahomey folgt.

#### Dezember
- 02. Dezember: Laos. Die Laotische Revolutionäre Volkspartei stürzt die Monarchie und ruft die Demokratische Volksrepublik Laos aus. Prinz Souphanouvong wird erster Staatspräsident
- 02. Dezember: extremistische Mitglieder der 35.000 in den Niederlanden lebenden Ambonesen (Süd-Molukken) bringen einen Eisenbahnzug in ihre Gewalt (Geiselnahme)
- 04. Dezember: Ambonesen dringen in das indonesische Generalkonsulat in Amsterdam ein und nehmen Geiseln mit dem Ziel, dass die niederländische Regierung sich für die Ambonesen in Indonesien einsetzt. Die niederländische Regierung bleibt hart, die Ambonesen geben am 19. Dezember auf. In den Tagen zuvor erschießen sie vier Geiseln.
- 04. Dezember: Suriname (bis zum 25. November 1975 eine Kolonie der Niederlande) wird Mitglied der Vereinten Nationen
- 07. Dezember: Truppen Indonesiens besetzen Osttimor vollständig (Operation Seroja) – die UNO erkennt weder diese Besetzung noch die Osttimoresische Unabhängigkeit neun Tage zuvor an. Für die UNO bleibt Osttimor bis 2002 ein „abhängiges Gebiet unter portugiesischer Verwaltung“.
- 19. Dezember: Eine deutsch-deutsche Vereinbarung über den Ausbau der Transitstrecken nach Berlin kommt zustande.
- 21. Dezember: Im OPEC-Hauptgebäude in Wien nehmen Terroristen unter Führung von Carlos etwa 70 Geiseln, darunter elf Ölminister der OPEC-Länder. Die Geiselnehmer erschießen zwei Polizisten und einen irakischen OPEC-Angestellten, der sich ihnen entgegenstellte.
- 23. Dezember: US-Präsident Gerald Ford setzt das Gesetz Metric Conversion Act in Kraft. Es soll dem metrischen System bessere Geltung verschaffen.
- 30. Dezember: Auf Madagaskar wird nach Didier Ratsirakas vorausgegangenem Putsch die Demokratische Republik Madagaskar proklamiert.

### Wirtschaft
- 01. Januar: Die Vettern Josef Wiese und Aloys Coppenrath gründen in Westerkappeln die Conditorei Coppenrath & Wiese.
- 03. Februar: Der Chef der United Brands Company, Elihu Menashe Black, stürzt sich aus seinem Büro im 44. Stockwerk des New Yorker PanAm Buildings. Danach eingeleitete Untersuchungen der US-Börsenaufsichtsbehörde decken den Schmiergeldskandal Bananagate auf.
- 22. März: Im Kernkraftwerk Browns Ferry bei Decatur (Alabama) bricht beim Hantieren eines Technikers mit offenem Licht ein Feuer aus, das eine jahrzehntelange Außerbetriebnahme des Kernreaktors zur Folge hat.
- 27. März: Der Bau der Trans-Alaska-Pipeline beginnt. Damit wird das Erdölfeld in der Prudhoe Bay ausgebeutet und das Rohöl zum eisfreien Hafen Valdez (Alaska) im Süden des US-Bundesstaats durchgeleitet.

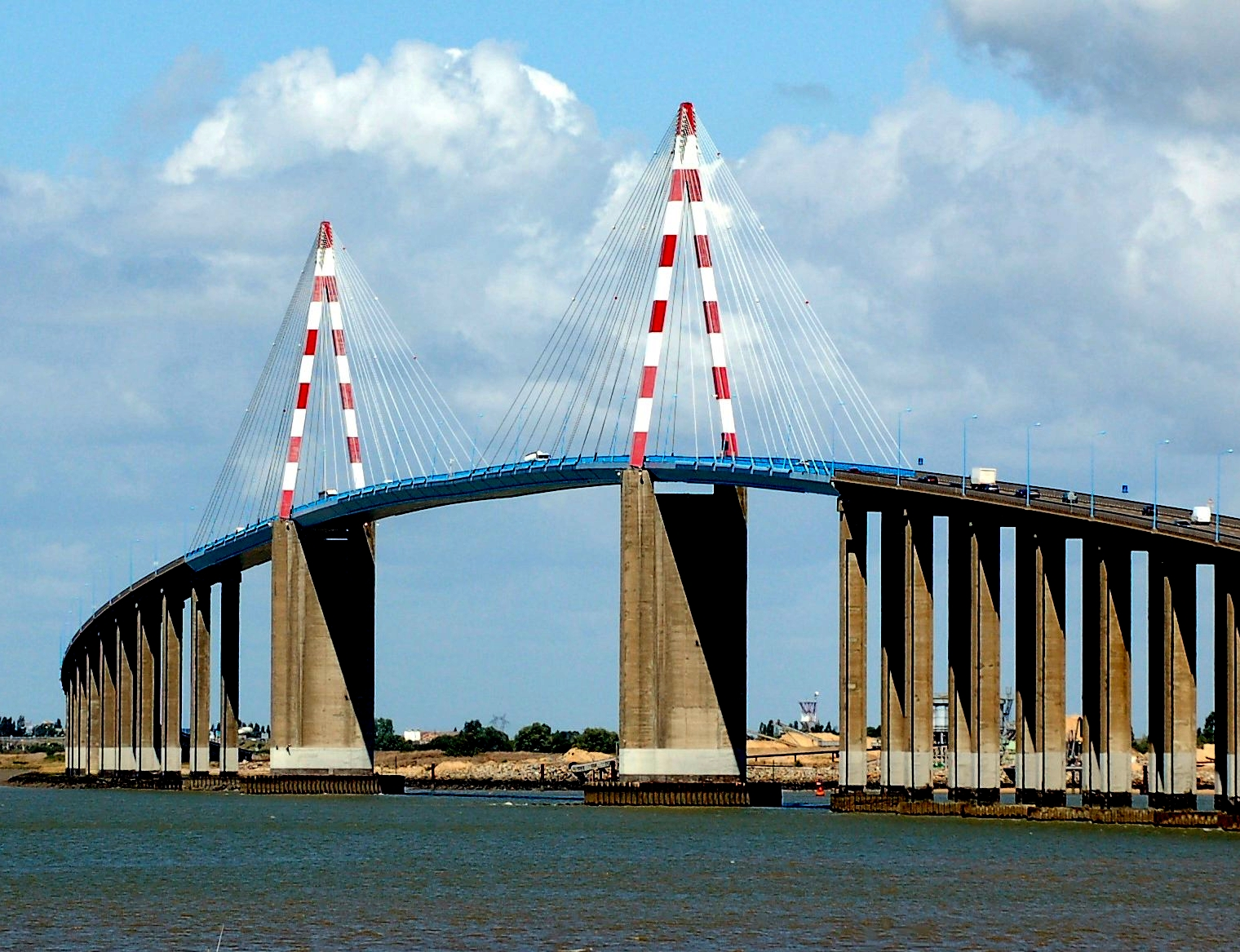
Saint-Nazaire-Brücke

- 04. April: Das Unternehmen Microsoft wird von Bill Gates und Paul Allen gegründet.
- 18. Oktober: An der Westküste Frankreichs wird die Saint-Nazaire-Brücke für den Straßenverkehr freigegeben. Die Schrägseilbrücke verfügt über eine der weltweit größten Stützweiten.
- 19. November: Im Kernkraftwerk Gundremmingen kommt es zum ersten tödlichen Betriebsunfall in einem deutschen Atomkraftwerk. Bei Reparaturarbeiten verbrühen sich zwei Schlosser an austretenden Dämpfen.
- 26. Dezember: Die Sowjetunion setzt das Überschall-Verkehrsflugzeug Tupolew Tu-144 nunmehr regelmäßig im Frachtflugbetrieb zwischen Moskau und Alma-Ata ein.
- In Deutschland wird das Material für die Produktion des 5-D-Mark-Geldstücks von Silber auf eine Stahl-Legierung umgestellt, weil erstmals die Produktionskosten höher waren als der Gegenwert des fertigen Produkts.
- Der deutsche Nutzfahrzeughersteller Magirus-Deutz wird in die IVECO-Gruppe eingegliedert.
- Mit dem Vierer-Club-Fahrzeug erscheint der erste „europäische Lastwagen“. An Entwicklung und Bau des Fahrzeugs sind vier verschiedene Hersteller aus vier europäischen Ländern beteiligt.
- Der Assuan-Staudamm in Ägypten wird gebaut. Das deutsche Bauunternehmen Hochtief versetzt den Tempel Kalabscha.

### Wissenschaft und Technik
- 24.–27. Februar: In Kalifornien findet die Asilomar Conference on Recombinant DNA statt, in deren Verlauf erste verbindliche Sicherheitskonzepte und Richtlinienvorschläge für den Umgang mit gentechnisch veränderten Organismen erarbeitet werden.
- 04. April: Das Unternehmen Microsoft wird in Albuquerque von Bill Gates und Paul Allen gegründet.
- 25. Mai: Der letzte Fall von echten Pocken wird in Bangladesch registriert, so dass diese 1980 von der WHO für ausgerottet erklärt werden können.
- 30. Mai: Die Europäische Weltraumorganisation (ESA) wird gegründet.
- 08. Juni: Die Sowjetunion startet mit Venera 9 eine zweite Generation von Raumsonden zur Erforschung des Planeten Venus. Sie bestehen aus einem Orbiter und einem Lander, die zunächst in eine Umlaufbahn gebracht werden.
- 20. Juni: Die Südbrücke über den Rhein wird in Koblenz fertiggestellt.

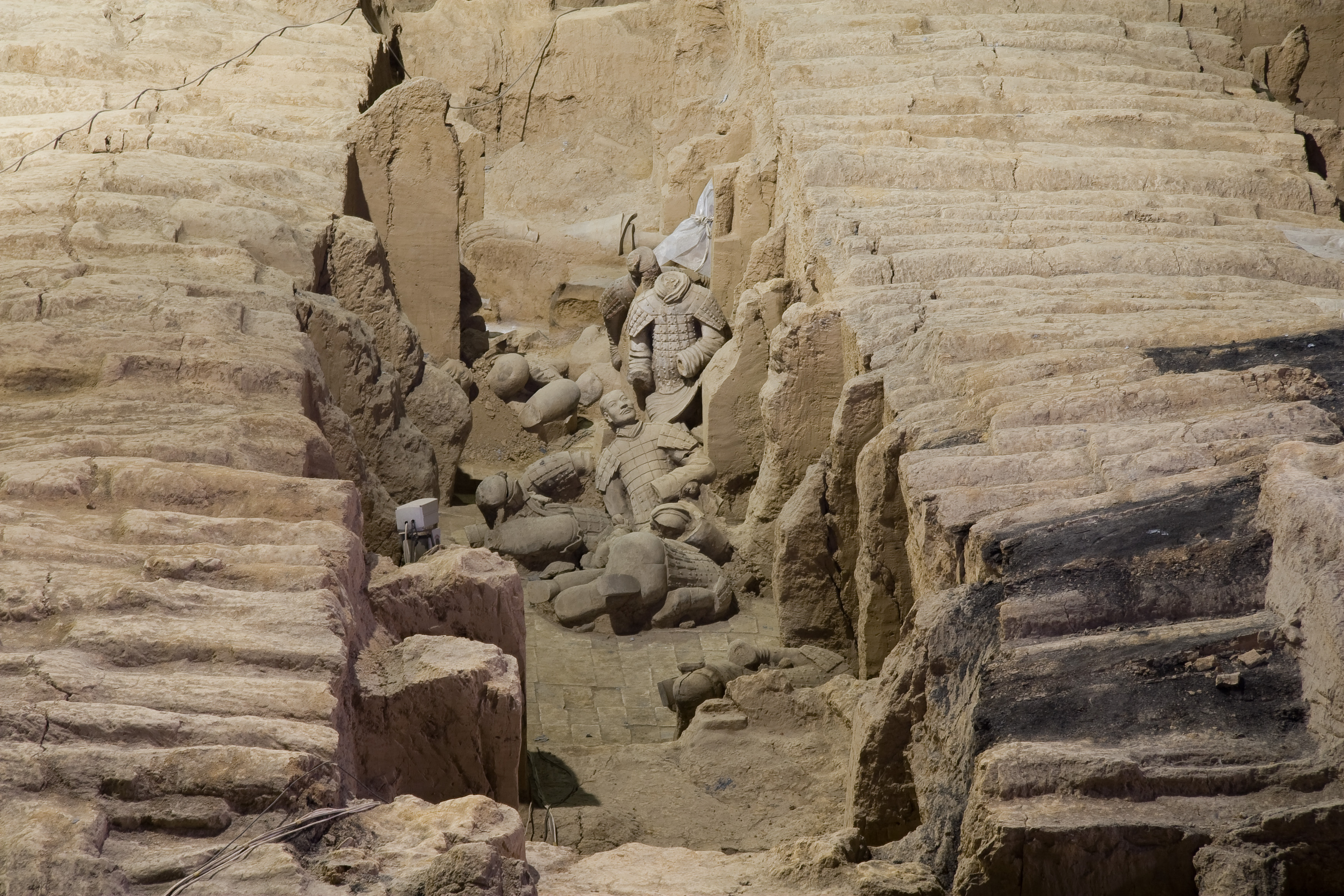
Terrakottaarmee (Detail)

- 11. Juli: Aus der Volksrepublik China wird das Entdecken einer Terrakottaarmee beim Mausoleum Qin Shihuangdis mitgeteilt. Archäologen hatten in den Monaten seit März 1974 nähere Untersuchungen am Fundort alter Bruchstücke aus Ton durchgeführt.
- 15. Juli: Die erste gemeinsame Raumfahrtmission (Apollo-Sojus-Projekt) der USA und der UdSSR mit einem Treffen im All am 17. Juli beginnt.
- 20. August: Die NASA startet ihre Mars-Sonde Viking 1.
- 12. September: Das TV Tennis Electrotennis, die erste japanische Spielkonsole überhaupt, wird von Epoch-sha veröffentlicht.
- 16. September: Der sowjetische Abfangjäger MiG-31 startet zu seinem Jungfernflug. Erst 1981 wird die Maschine in den Dienst der Streitkräfte gestellt.
- 30. September: Der Kampfhubschrauber Hughes AH-64 absolviert seinen Erstflug.
- 22. Oktober: Die sowjetische Raumsonde Venera 9 landet auf dem Planeten Venus und übermittelt erste Bilder von der Oberfläche des Planeten.

### Gesellschaft
- 02. November: Der offenbar mehrfach von einem Auto überfahrene Filmregisseur Pier Paolo Pasolini wird am Strand von Ostia aufgefunden. Der Mord ist trotz eines Geständnisses von Pino Pelasi über die Tat nicht vollständig aufgeklärt.
- Die Erste UN-Weltfrauenkonferenz findet im Rahmen des Internationalen Jahres der Frau in Mexiko-Stadt statt

Flagge des INSTRAW

- Gründung des International Research and Training Institute for the Advancement of Women (INSTRAW) durch die Vereinten Nationen

### Kultur
- 01. Januar: Das Internationale Jahr der Frau beginnt.
- 06. Januar: NBC strahlt in den Vereinigten Staaten erstmals Merv Griffins Spielshow Wheels of Fortune aus, die später als Glücksrad auch in Deutschland populär wird.
- 18. Januar: Uraufführung der Oper Ein wahrer Held von Giselher Klebe in Zürich
- 03. März: Kulturabkommen zwischen der Bundesrepublik Deutschland und Kanada. In Kraft seit dem 6. November 1975
- 04. März: Charles Chaplin wird durch die britische Königin Elisabeth II. zum Ritter geschlagen.
- 05. April: Joachim Fuchsberger moderiert letztmals die Talkshow Der heiße Draht, dem Internationalen Jahr der Frau gewidmet
- 15. Mai: Uraufführung der komischen Oper Der gestiefelte Kater oder Wie man das Spiel spielt von Günter Bialas auf den Schwetzinger Festspielen
- 01. September: Gründung des Bundesverband Deutscher Galerien

„Die Nachtwache“

- 14. September: Rembrandts Gemälde „Die Nachtwache“ wird im Amsterdamer Rijksmuseum von einem Geistesgestörten mit vielen Messerstichen attackiert
- 13. Oktober: Die erste Ausgabe der deutschen Comic-Zeitschrift Yps erscheint
- 03. November: Der erste Frauenbuchladen in der Bundesrepublik Deutschland, Lillemors Frauenbuchladen, wird in München eröffnet.
- 25. Dezember: Gründung der Metal-Band Iron Maiden
- Erstmalige Vergabe des Goslarer Kaiserrings

#### Uraufgeführte Filme
- Einer flog über das Kuckucksnest von Miloš Forman bekommt einen Oscar
- Der weiße Hai von Steven Spielberg
- Barry Lyndon von Stanley Kubrick
- Die 120 Tage von Sodom von Pier Paolo Pasolini
- Lotte in Weimar von Egon Günther

### Religion

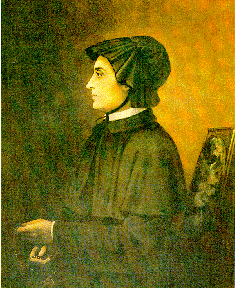
Elisabeth Ann Bayley Seton

- 11. Juni: In Frankfurt am Main beginnt der 16. Deutsche Evangelische Kirchentag. Er steht unter dem Motto „In Ängsten – und siehe wir leben.“
- 14. September: Papst Paul VI. erhebt mit der Heiligsprechung Elisabeth Anna Bayley Seton, die Gründerin des Ordens Sisters of Charity, zur ersten Heiligen aus den Vereinigten Staaten.
- Im Jahr 1975 waren für die Zeugen Jehovas 6.000 Jahre Menschheitsgeschichte vorbei. Aufgrund dieser Berechnung anhand der Bibel sagten einige von ihnen für dieses Jahr das Ende der Welt voraus.

### Sport
Einträge von Leichtathletik-Weltrekorden siehe unter der jeweiligen Disziplin unter Leichtathletik.
- 12. Januar bis 5. Oktober: Austragung der 26. Formel-1-Weltmeisterschaft
- 26. Januar: Die deutsche Hockeynationalmannschaft der Damen gewinnt die erste Hallenhockey-EM im französischen Arras
- 24. März: Muhammad Ali gewinnt seinen Boxkampf und Weltmeistertitel im Schwergewicht gegen Chuck Wepner im Richfield Coliseum, Cleveland, Ohio, USA, durch technischen KO
- 03. April: Der Weltschachbund FIDE erklärt Anatoli Karpow zum neuen Schachweltmeister, nachdem der geplante Weltmeisterschaftskampf auf Grund überzogener Forderungen des Titelverteidigers, Bobby Fischer, nicht zustande gekommen war.
- 03. April: In München beginnt die in der Bundesrepublik Deutschland stattfindende Eishockey-A-Weltmeisterschaft
- 27. April: Beim Großen Preis von Spanien sterben fünf Personen aufgrund eines Unfalls, der auf den Bruch des Heckflügels am Formel-1-Rennwagen von Rolf Stommelen zurückzuführen ist. Dieser erleidet Verletzungen, überlebt den Unfall jedoch.
- 16. Mai: Muhammad Ali gewinnt seinen Boxkampf und Weltmeistertitel im Schwergewicht gegen Ron Lyle im Convention Center, Las Vegas, Nevada, USA, durch technischen KO
- 21. Mai Borussia Mönchengladbach holt erstmals den UEFA-Cup gegen den FC Twente Enschede
- 28. Mai: Der FC Bayern München verteidigt den Europapokal der Landesmeister nach einem 2:0-Sieg über Leeds United
- 21. Juni: Die West Indies gewinnen den ersten Cricket World Cup in England, indem sie im Finale Australien mit 17 Runs besiegen.
- 30. Juni: Muhammad Ali gewinnt seinen Boxkampf und Weltmeistertitel im Schwergewicht gegen Joe Bugner im Merdeka Stadium, Kuala Lumpur, Malaysia, durch Sieg nach Punkten
- 05. Juli: Arthur Ashe gewinnt als erster Schwarzer das Tennisturnier von Wimbledon.
- 17. August: Alwin Schockemöhle wird in München Europameister der Springreiter
- 07. September: Niki Lauda gewinnt seinen ersten Formel-1-Weltmeistertitel
- 01. Oktober: Thrilla in Manila: Muhammad Ali gewinnt seinen Boxkampf und Weltmeistertitel im Schwergewicht gegen Joe Frazier im Araneta Coliseum, Quezon City, Philippinen, durch technischen KO.
- Borussia Mönchengladbach wird deutscher Meister in der Fußball-Bundesliga
- Eintracht Frankfurt gewinnt den DFB-Pokal

### Katastrophen
- 14. Januar: In Cottbus fordert der Absturz einer MiG-21 sieben Todesopfer. Er gilt als das schwerste Unglück mit einem Militärflugzeug in der DDR.
- 29. Januar: Der Rohöltanker Jakob Maersk tangiert beim Anlaufen des portugiesischen Zielhafens Porto de Leixões eine Sandbank, gerät in Brand, zerbricht und sinkt schließlich. Etwa 15.000 Tonnen austretendes Öl verschmutzen die Küste, die Rauchfahne der brennenden Ladung verursacht Atembeschwerden an Land.
- 04. Februar: Erdbeben der Stärke 7,0 in der Volksrepublik China, rund 2.000 Tote.
- 09. Februar: Kreta, Griechenland. Eine Transall der deutschen Luftwaffe zerschellt beim Landeanflug in Chania bei dichtem Schneetreiben an einem Berg. Alle 42 Insassen kommen ums Leben.
- 04. April: Saigon, Vietnam. Absturz einer Lockheed C-5A Galaxy der United States Air Force kurz nach dem Start. Von 328 Menschen an Bord, meist vietnamesische Kinder, sterben 155.
- 08. Juni: Beim Eisenbahnunfall von Warngau sterben 41 Menschen, 122 werden verletzt
- 16. Juni: Wegen des Brandes einer Lagerhalle für Düngemittel müssen Teile der Orte Heimstetten, Kirchheim, Landsham und Grub geräumt werden.[2] Betroffen sind etwa 10.000 Personen.[3]
- 24. Juni: New York, USA. Eine Boeing 727 der Eastern Air Lines, planmäßig von New Orleans kommend, wird bei der Landung auf dem John F. Kennedy International Airport von einem Blitz getroffen. Die Verkehrsmaschine zerbricht und fängt Feuer. 115 der 124 Menschen an Bord sterben.
- 03. August: Agadir, Marokko. Eine Boeing 707, auf einem Charterflug von Frankreich kommend, prallt gegen einen Berg. Alle 188 Menschen an Bord sterben.
- 08. August: In der Volksrepublik China brechen 62 Staudämme, einschließlich des Banqiao-Staudammes. Es sterben 231.000 Menschen.
- 08.–17. August: Waldbrände vernichten in der Lüneburger Heide sowie im Wendland über 8000 Hektar an Wald-, Moor- und Heideland. Die bis dahin größte Brandkatastrophe in der Bundesrepublik Deutschland fordert sieben Menschenleben.
- 06. September: Erdbeben in Lice, Türkei, fast 2.400 Tote
- 29. November: Hawaii wird von einem Tsunami heimgesucht. Die Höhe der Flutwelle beträgt 14,6 Meter.
- 27. Dezember: In Chasnala im indischen Bundesstaat Jharkhand ereignet sich eine Explosion in einem Steinkohlenbergwerk, der ein Wassereinbruch folgt. 372 Bergleute verlieren ihr Leben bei einer der weltweit schwersten Minenkatastrophen.

## Geboren

### Januar
- 01. Januar: Christopher John Anstey, australischer Basketballtrainer und -spieler
- 01. Januar: Antti-Pekka Auvinen, finnischer Telemarker und Skirennläufer
- 01. Januar: Christoph Bach, deutscher Schauspieler

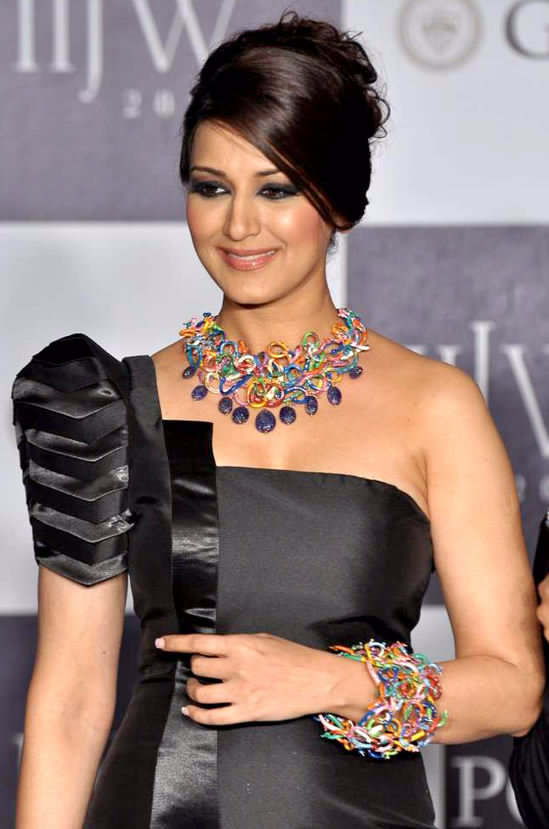
Sonali Bendre

- 01. Januar: Sonali Bendre, indische Schauspielerin und Model
- 01. Januar: Joe Cannon, US-amerikanischer Fußballspieler
- 01. Januar: Thorsten Dörp, deutscher Schriftsteller und Kaufmann
- 01. Januar: Fabian Feiner, deutscher Dokumentarfilmer und Filmeditor
- 01. Januar: Terence Flanagan, irischer Politiker
- 01. Januar: Élodie Frenck, französisch-schweizerische Schauspielerin
- 01. Januar: Becky Kellar, kanadische Eishockeyspielerin
- 01. Januar: El Hassan Lahssini, französischer Langstreckenläufer marokkanischer Herkunft
- 01. Januar: Myriam Lamare, französische Boxerin
- 01. Januar: Janez Marič, slowenischer Biathlet

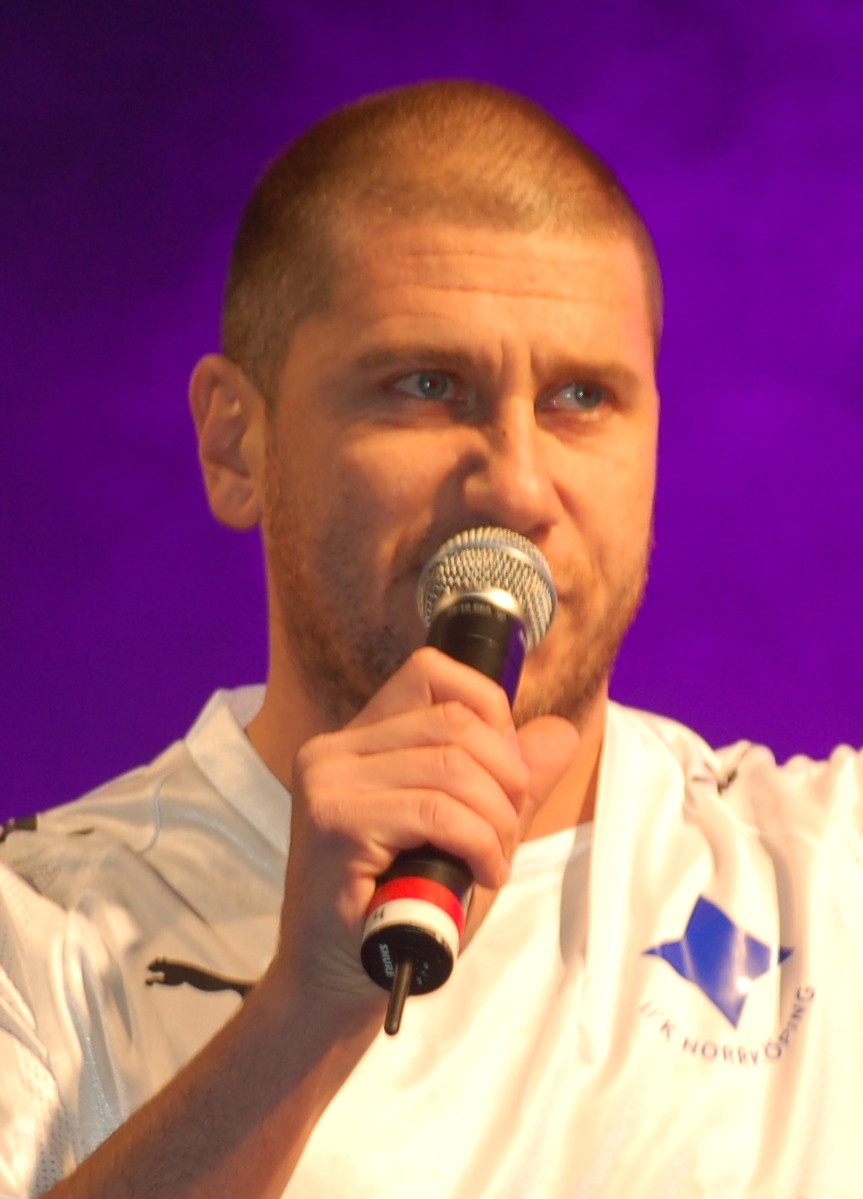
Markoolio

- 01. Januar: Markoolio, finnischer Rapper, Eurodance-Musiker und Schauspieler
- 01. Januar: Jeff Moss, US-amerikanischer Hacker, Computer- und Internetsicherheitsexperte
- 01. Januar: Eiichirō Oda, japanischer Mangaka
- 01. Januar: Ayman Odeh, israelischer Politiker
- 01. Januar: Makis Papadimitriou, griechischer Schauspieler
- 01. Januar: Francesco Piovanetti, puerto-ricanischer Investmentbanker und Automobilrennfahrer
- 01. Januar: Jens Rasiejewski, deutscher Fußballspieler, -trainer und -funktionär
- 01. Januar: Walter Salzburger, österreichischer Evolutionsbiologe und Hochschullehrer

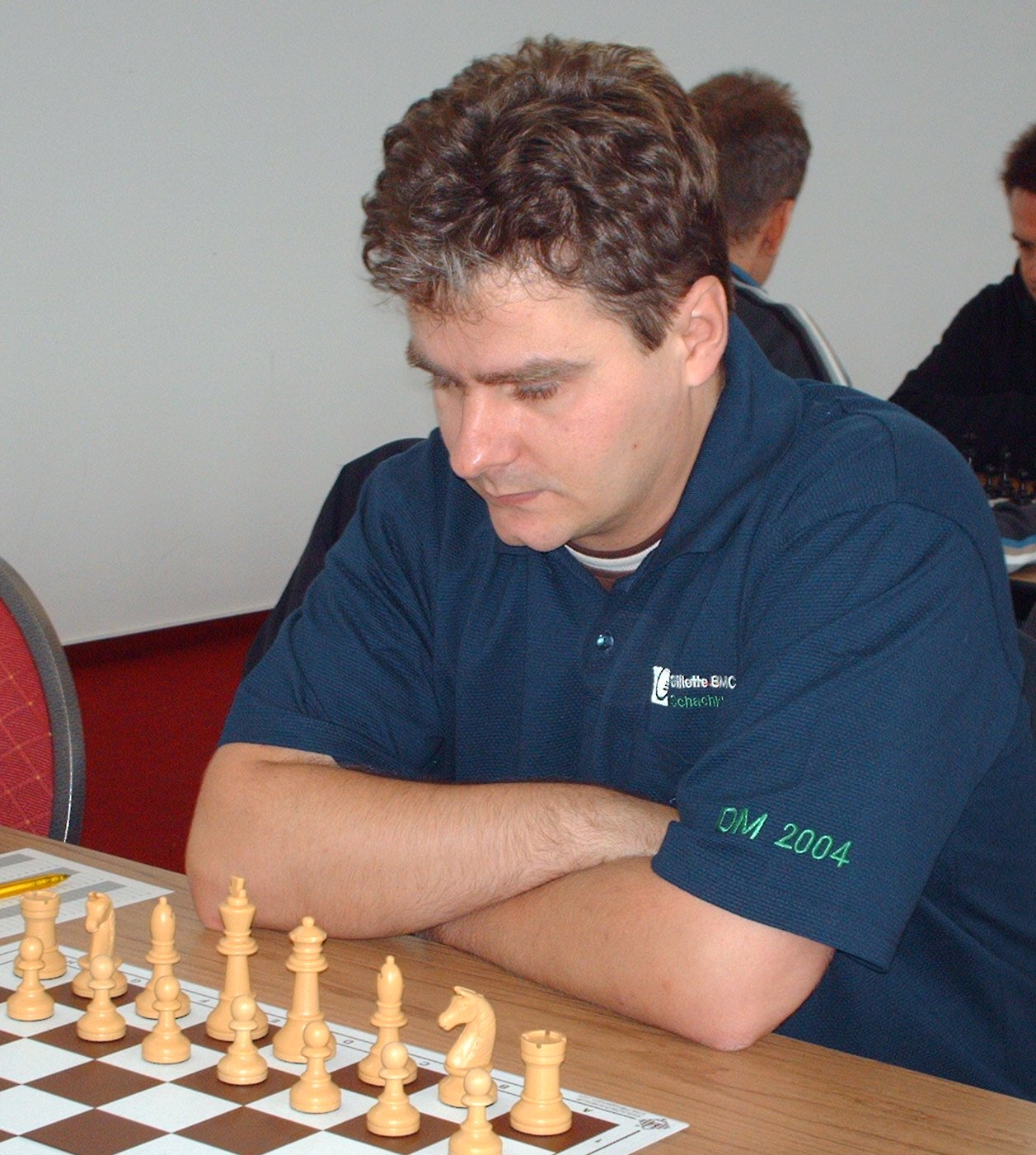
Roman Slobodjan

- 01. Januar: Roman Slobodjan, deutscher Schachspieler
- 01. Januar: Andreas Wels, deutscher Wasserspringer
- 01. Januar: Jasna Zorko, kroatische Fußballspielerin
- 01. Januar: Bekim Babić, bosnisch-jugoslawischer Skilangläufer
- 02. Januar: Emanuel Augustus, US-amerikanischer Boxer
- 02. Januar: Tore Bjonviken, norwegischer Skilangläufer
- 02. Januar: Chris Cheney, australischer Gitarrist
- 02. Januar: István Gál, ungarischer Fußballspieler und -trainer
- 02. Januar: Jenny Karlsson, schwedische Badmintonspielerin
- 02. Januar: Tapio Nurmela, finnischer Nordischer Kombinierer
- 02. Januar: Douglas Sean Robb, US-amerikanischer Sänger
- 02. Januar: Dax Shepard, US-amerikanischer Schauspieler, Filmregisseur und Drehbuchautor
- 02. Januar: Wladyslaw Waschtschuk, ukrainischer Fußballspieler
- 02. Januar: Sophie Wilcox, britische Schauspielerin
- 02. Januar: Erik Winquist, amerikanischer Spezialeffektkünstler
- 02. Januar: Beate Zschäpe, deutsche Rechtsextremistin

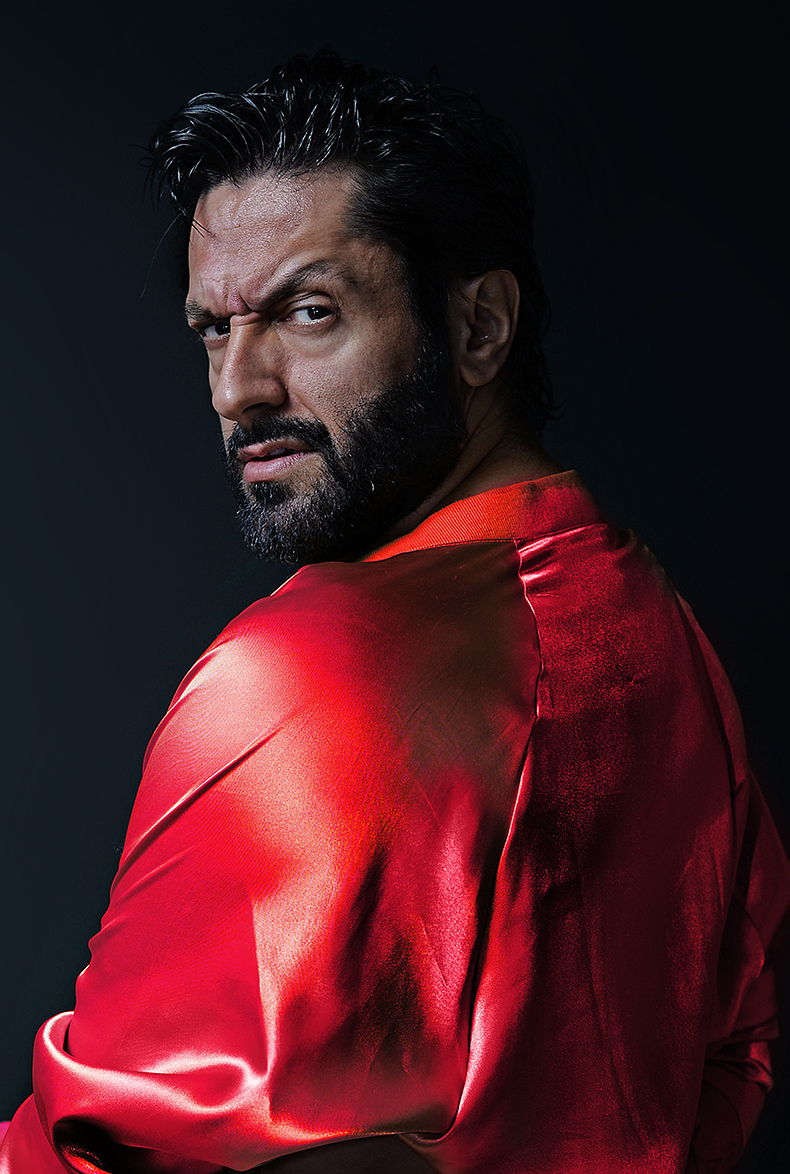
Rafael Amargo

- 03. Januar: Rafael Amargo, spanischer Flamenco-Tänzer und -Choreograf
- 03. Januar: Thomas Bangalter, französischer Musiker (Daft Punk)
- 03. Januar: Ronald Cerritos, salvadorianischer Fußballspieler
- 03. Januar: Shanta Ghosh, deutsche Leichtathletin
- 03. Januar: Ilja Grzeskowitz, deutscher Autor und Redner
- 03. Januar: Gu Jun, chinesische Badmintonspielerin
- 03. Januar: Kittisak Rawangpa, thailändischer Fußballtorhüter
- 03. Januar: Jun Maeda, japanischer Computer- und Videospielmusik-Komponist, Arrangeur, Autor und Liedtexter
- 03. Januar: Jason Marsden, US-amerikanischer Schauspieler

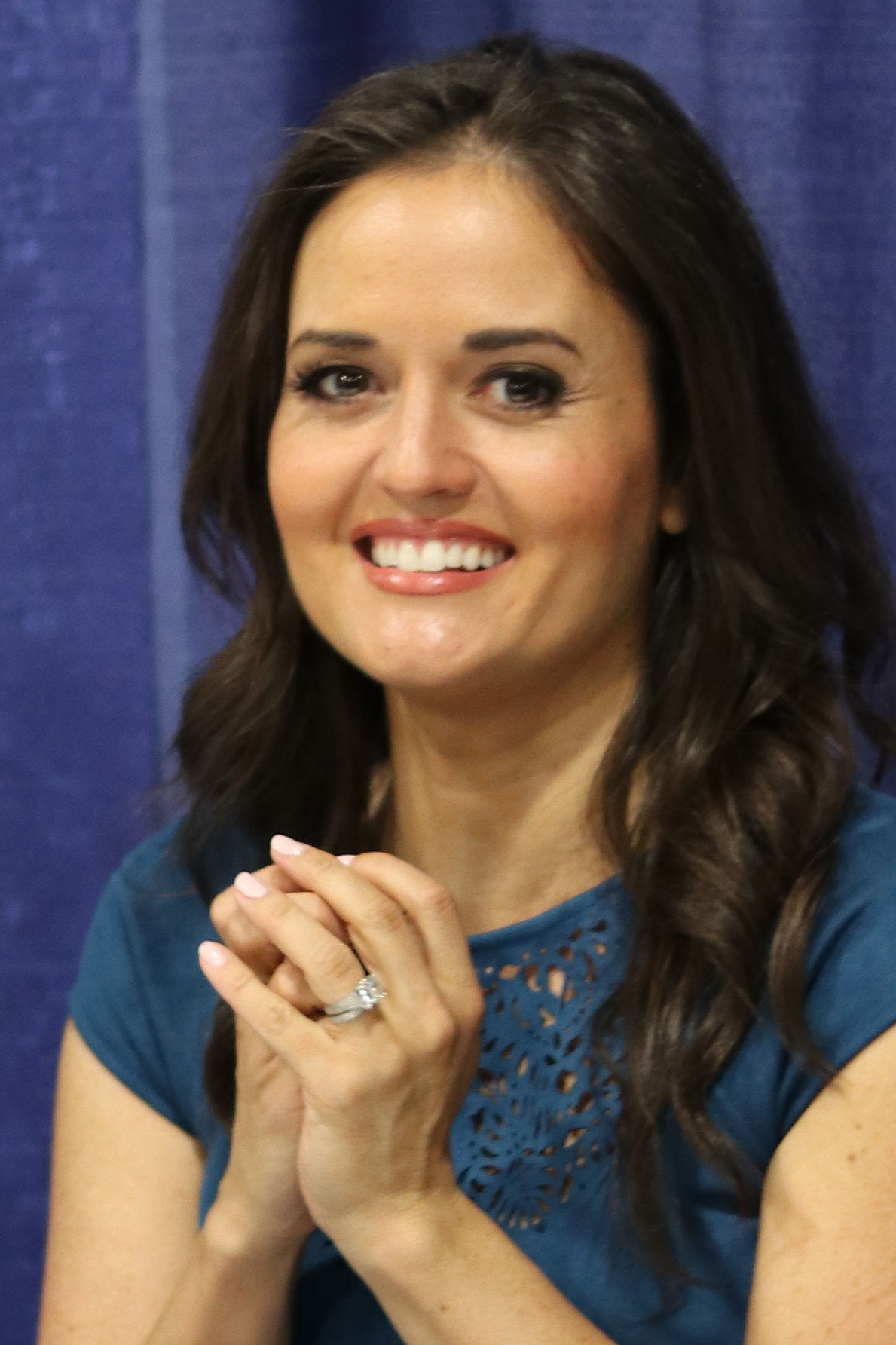
Danica McKellar

- 03. Januar: Danica McKellar, US-amerikanische Schauspielerin
- 03. Januar: Lisa Misipeka, amerikanisch-samoanische Leichtathletin
- 03. Januar: Jaber Saeed Salem, bulgarisch-katarischer Gewichtheber
- 03. Januar: Roxana Scarlat, rumänische Florettfechterin
- 03. Januar: Guido Spork, deutscher Fußballspieler
- 03. Januar: Carsten Svensgård, dänischer Curler
- 03. Januar: Jakob Vestergaard, dänischer Handballtrainer
- 03. Januar: Alena Walkawez, belarussische Biathletin und Skilangläuferin
- 03. Januar: Sergei Wyschedkewitsch, russischer Eishockeyspieler
- 04. Januar: Daniel Beery, US-amerikanischer Ruderer
- 04. Januar: Shane Carwin, US-amerikanischer Mixed-Martial-Arts-Kämpfer
- 04. Januar: Sara Indrio Jensen, dänische Schauspielerin und Musikerin
- 04. Januar: Jill Marie Jones, US-amerikanische Schauspielerin
- 04. Januar: Sandra Kiriasis, deutsche Bobpilotin
- 04. Januar: Ulla Saar, estnische Illustratorin, Graphikerin und Designerin

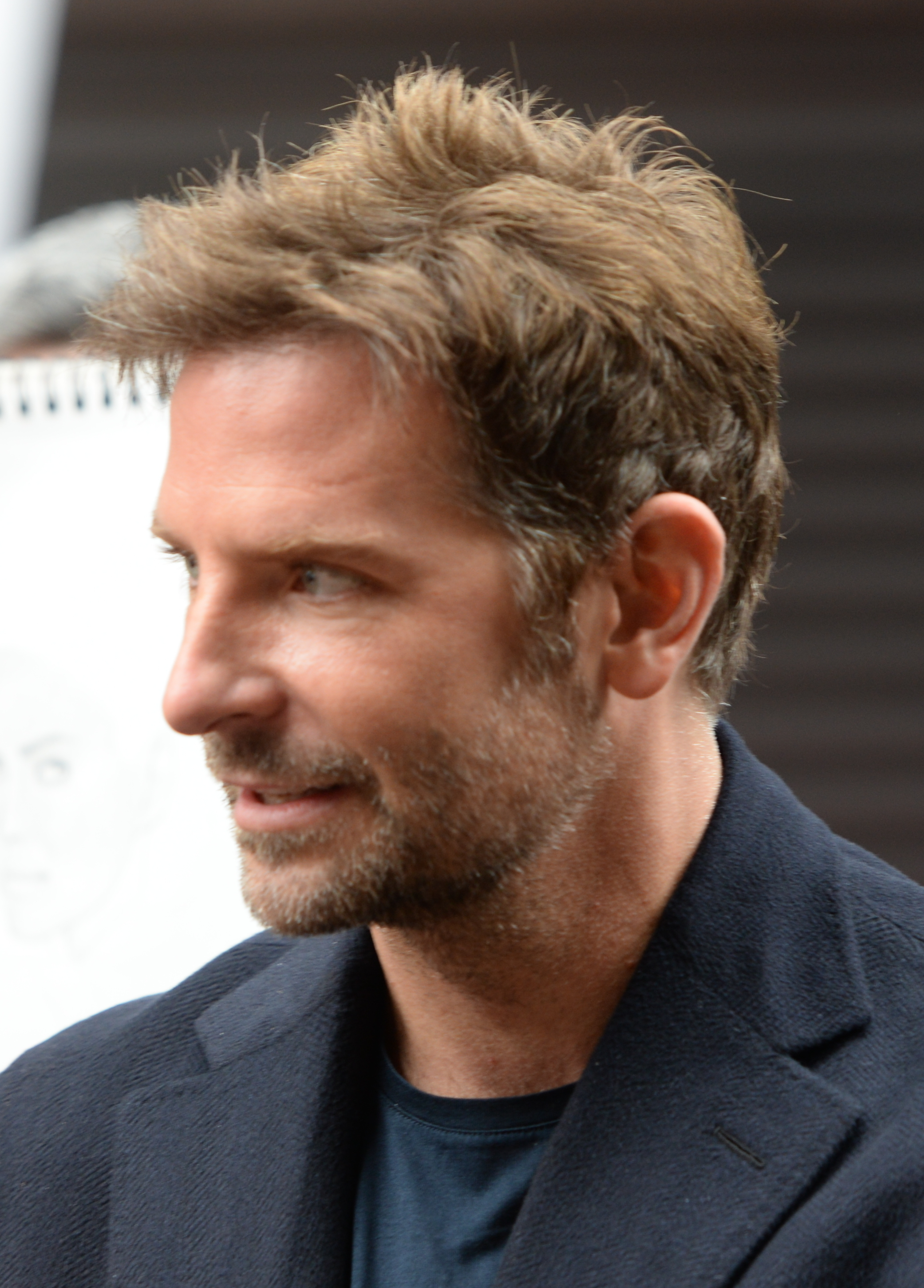
Bradley Cooper

- 05. Januar: Bradley Cooper, US-amerikanischer Schauspieler
- 05. Januar: Émerson, brasilianischer Fußballspieler
- 05. Januar: Mike Grier, US-amerikanischer Eishockeyspieler und -scout
- 05. Januar: Anthony Idiata, nigerianischer Hochspringer
- 05. Januar: John King junior, US-amerikanischer Politiker
- 05. Januar: Igor Pugaci, moldauischer Radrennfahrer
- 05. Januar: Tang Yongshu, chinesisch-australische Badmintonspielerin
- 05. Januar: Tromla, deutscher Schlagzeuger
- 06. Januar: Trond Andersen, norwegischer Fußballspieler
- 06. Januar: Nicole DeHuff, US-amerikanische Schauspielerin († 2005)
- 06. Januar: Andreas Dressel, deutscher Politiker
- 06. Januar: David Henry, US-amerikanisch-deutscher Basketballspieler
- 06. Januar: Josico, spanischer Fußballspieler und -trainer

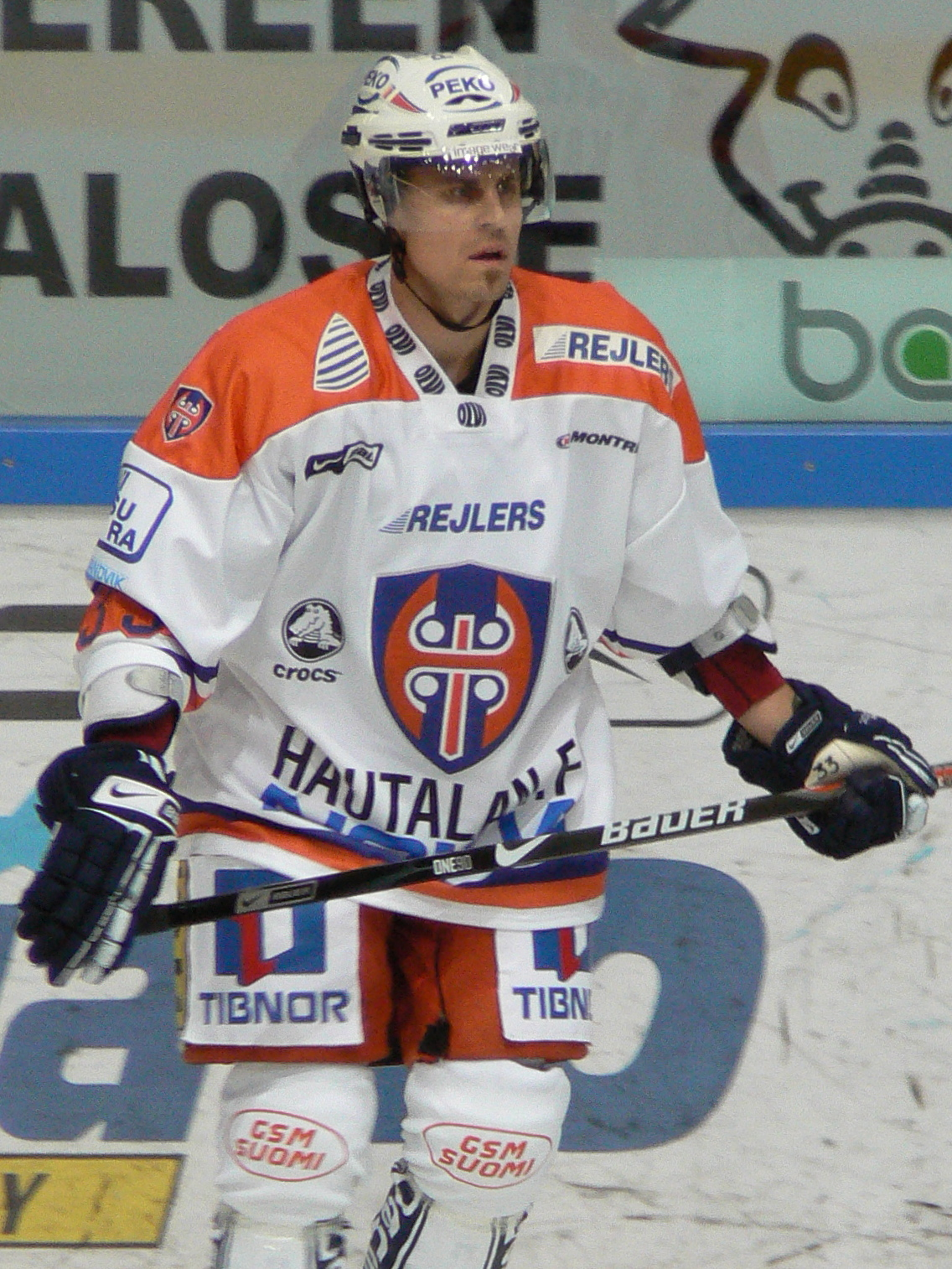
Miska Kangasniemi

- 06. Januar: Miska Kangasniemi, finnischer Eishockeyspieler
- 06. Januar: Daniela Krukower, argentinische Judoka
- 06. Januar: Vincent Niclo, französischer Opernsänger und Schauspieler
- 06. Januar: Ashwien Sankholkar, österreichischer Wirtschaftsjournalist
- 06. Januar: Ricardo Santos, brasilianischer Beachvolleyballspieler
- 06. Januar: Wu Jintao, chinesischer Skilangläufer
- 07. Januar: Joubert Araújo Martins, brasilianischer Fußballspieler
- 07. Januar: Josh Blake, US-amerikanischer Fernsehschauspieler
- 07. Januar: Iván Calderón, puerto-ricanischer Boxer
- 07. Januar: Hossein Derakhshan, kanadisch-iranischer Blogger und politischer Aktivist
- 07. Januar: Jani Hurme, finnischer Eishockeytorwart
- 07. Januar: Urs Imboden, Schweizer und moldauischer Skirennfahrer

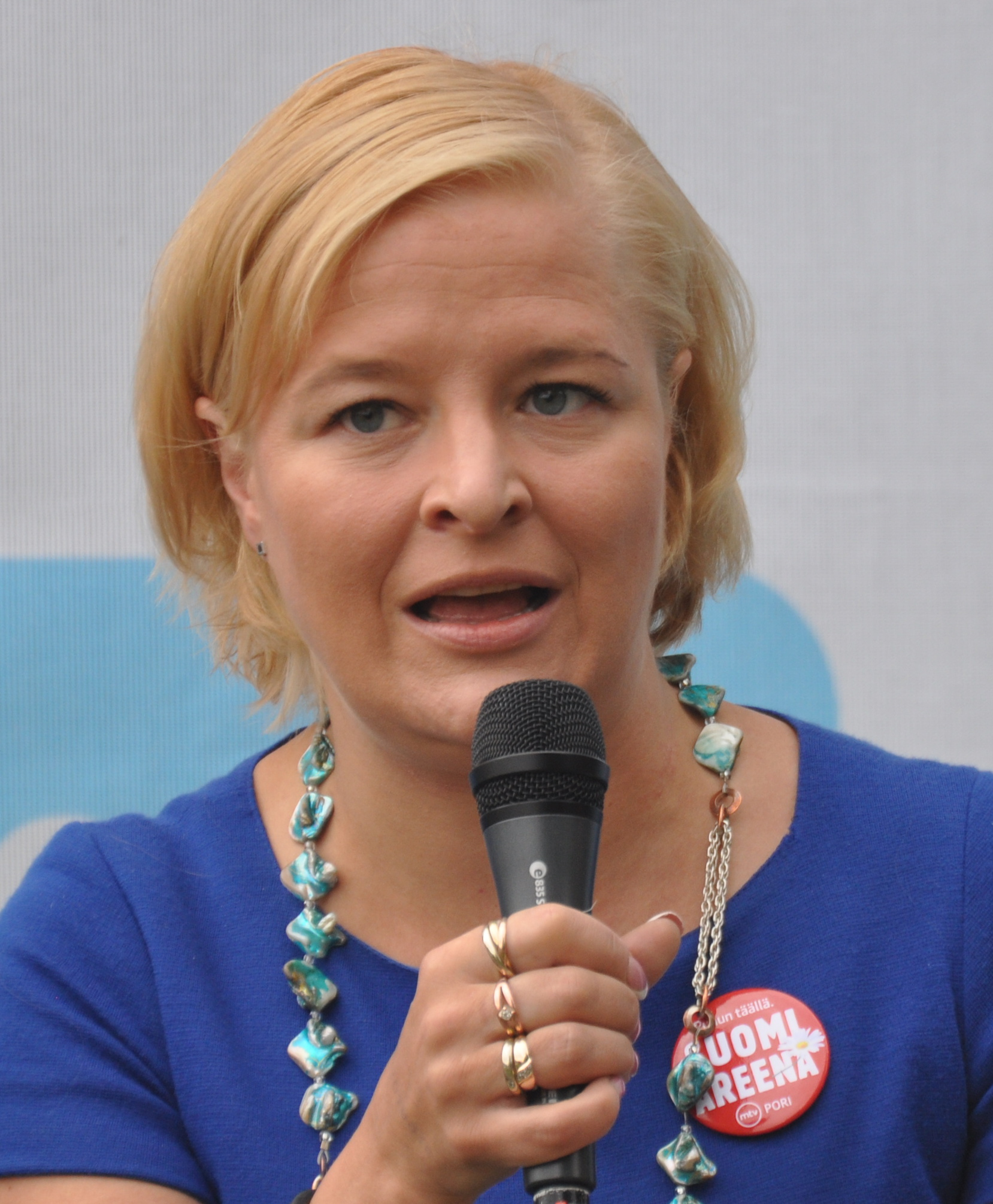
Piia-Noora Kauppi

- 07. Januar: Piia-Noora Kauppi, finnische Politikerin
- 07. Januar: Tobias Kuhn, deutscher Musiker, Singer-Songwriter und Musikproduzent
- 07. Januar: Adaljíza Magno, osttimoresische Diplomatin und Politikerin
- 07. Januar: Shawn Phelan, US-amerikanischer Filmschauspieler und Musiker († 1998)
- 07. Januar: Nadine Rebel, deutsche Soziologin, Unternehmensberaterin, Trainerin und Sportlerin
- 07. Januar: Mojca Suhadolc, slowenische Skirennläuferin
- 07. Januar: Jeff Toyne, kanadischer Komponist
- 07. Januar: Rob Waddell, neuseeländischer Ruderer und Segler
- 07. Januar: Axel Wedekind, deutscher Schauspieler

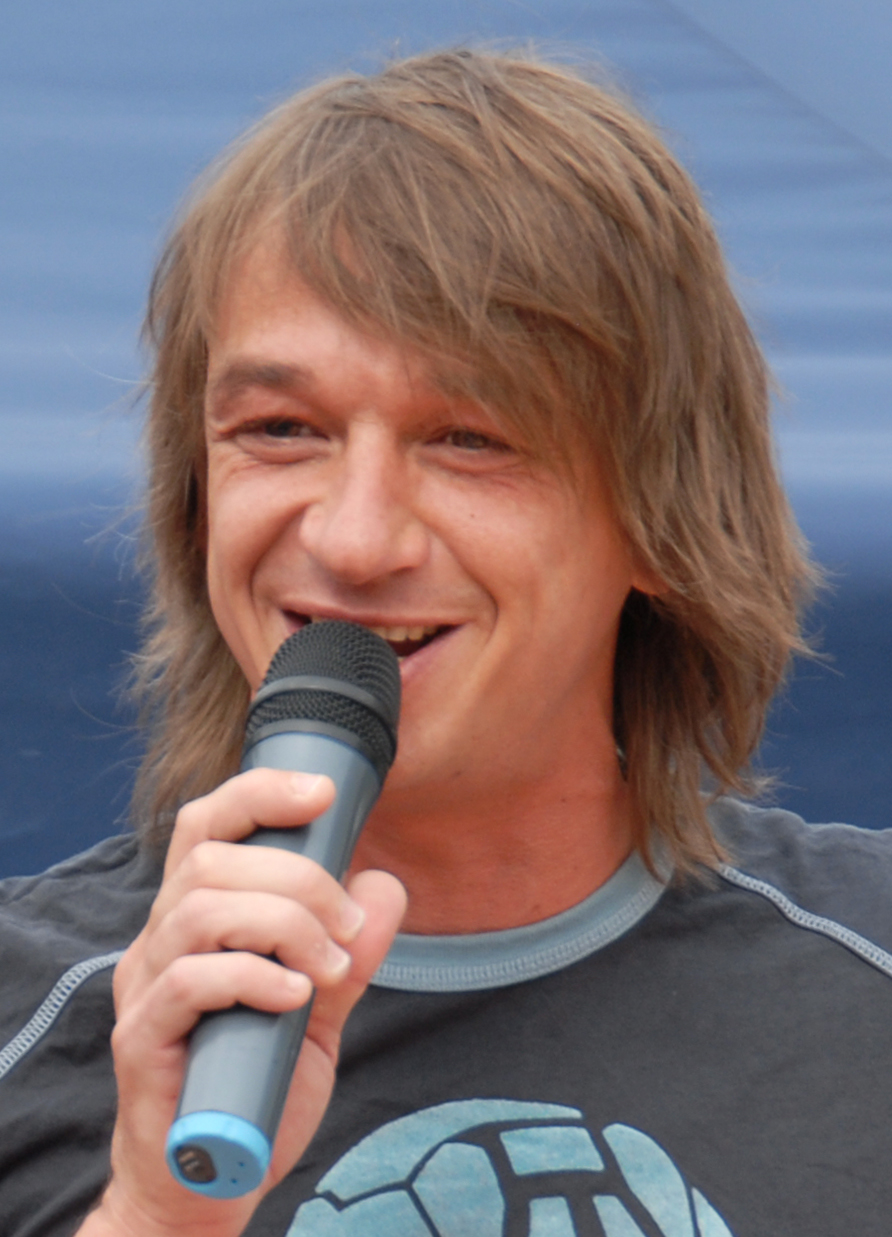
Michael Wurst

- 07. Januar: Michael Wurst, deutscher Sänger
- 08. Januar: Basto, belgischer DJ
- 08. Januar: Leif Blum, deutscher Politiker
- 08. Januar: DJ Clue, US-amerikanischer Hip-Hop-DJ
- 08. Januar: Stefanie Dvorak, österreichische Schauspielerin
- 08. Januar: Alexander Filipović, deutscher Sozialethiker, Medienethiker und Theologe
- 08. Januar: Mourad Guerri, algerischer Skirennläufer
- 08. Januar: Elena Hruschyna, ukrainische Eiskunstläuferin
- 08. Januar: Witali Jatschmenjow, russischer Eishockeyspieler

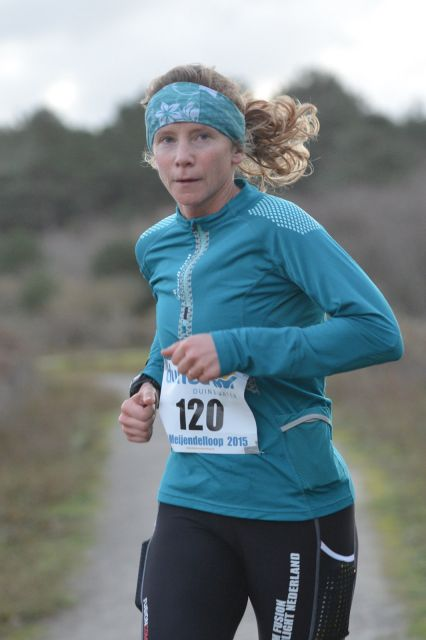
Irene Kinnegim

- 08. Januar: Irene Kinnegim, niederländische Triathletin
- 08. Januar: Michail Lepjoschkin, kasachischer Biathlet
- 08. Januar: Ylenia Scapin, italienische Judoka
- 09. Januar: Agnes Armour, ungarisch-US-amerikanische Handballspielerin
- 09. Januar: James Beckford, jamaikanischer Leichtathlet
- 09. Januar: David Bernabéu, spanischer Radrennfahrer
- 09. Januar: Anders Eriksson, schwedischer Eishockeyspieler
- 09. Januar: Dalibor Grubačević, kroatischer Komponist, Musiker und Musikproduzent
- 09. Januar: Ronny Hebestreit, deutscher Fußballspieler und -trainer
- 09. Januar: Justin Huish, US-amerikanischer Bogenschütze und Olympiasieger
- 09. Januar: David Ling, kanadischer Eishockeyspieler
- 09. Januar: Adama Niang, senegalesischer Fußballspieler
- 09. Januar: Stefan Örn, schwedischer Komponist und Musiker
- 09. Januar: Sven Oswald, deutscher Journalist, Schriftsteller, Radiomoderator und Sprecher
- 09. Januar: Isabel Pin, französisch-deutsche Kinderbuchillustratorin und -autorin
- 09. Januar: Patrick Sabongui, kanadischer Schauspieler
- 09. Januar: Michael Stuart, puerto-ricanischer Musiker

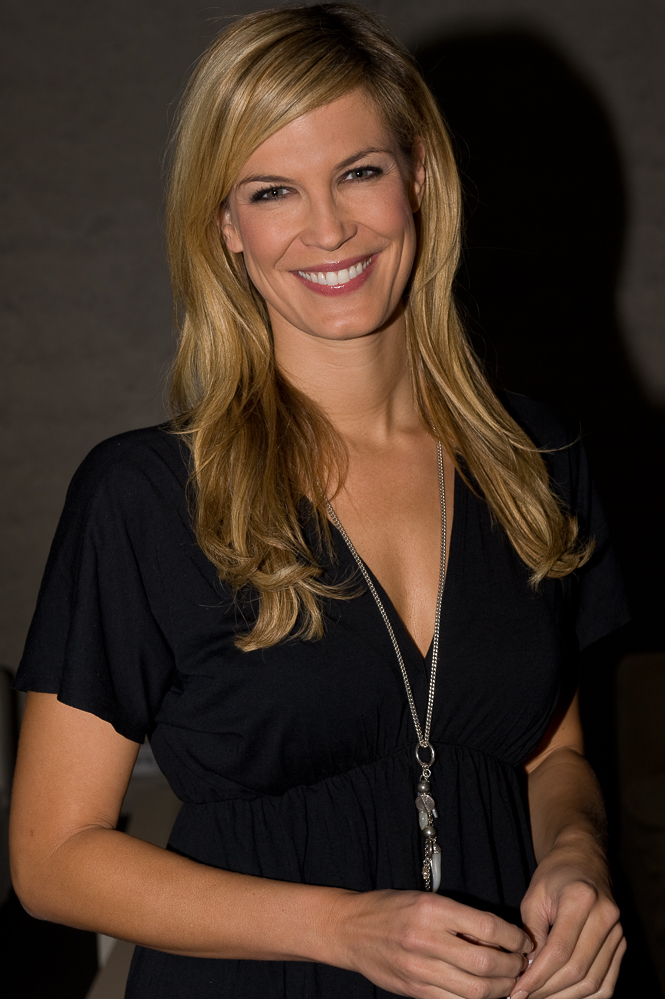
Verena Wriedt

- 09. Januar: Verena Wriedt, deutsche Journalistin und Fernsehmoderatorin
- 09. Januar: Karim Zaza, dänisch-marokkanischer Fußballtorwart
- 10. Januar: Zoltán Bagó, ungarischer Politiker
- 10. Januar: Jake Delhomme, US-amerikanischer American-Football-Spieler
- 10. Januar: Trevor Gallant, kanadischer Eishockeyspieler
- 10. Januar: Marina Hands, französische Schauspielerin
- 10. Januar: Sebastian Hülk, deutscher Schauspieler
- 10. Januar: Markus Juchems, deutscher Radiologe
- 10. Januar: Alexis Loret, französischer Schauspieler
- 10. Januar: Hiroyuki Miyazawa, japanischer Politiker
- 10. Januar: Hai Ngoc Tran, norwegisch-vietnamesischer Fußballspieler
- 11. Januar: Aboukar Abdoulaye Diori, nigrischer Diplomat
- 11. Januar: Trine Bakke, norwegische Skirennläuferin
- 11. Januar: Eskil Ervik, norwegischer Eisschnellläufer
- 11. Januar: Rory Fitzpatrick, US-amerikanischer Eishockeyspieler
- 11. Januar: Adolf Grugger, österreichischer Skispringer
- 11. Januar: Chip Knight, US-amerikanischer Skirennläufer
- 11. Januar: Kevin Koe, kanadischer Curler
- 11. Januar: Liu Hongyu, chinesische Geherin
- 11. Januar: Toni Mäkiaho, finnischer Eishockeyspieler

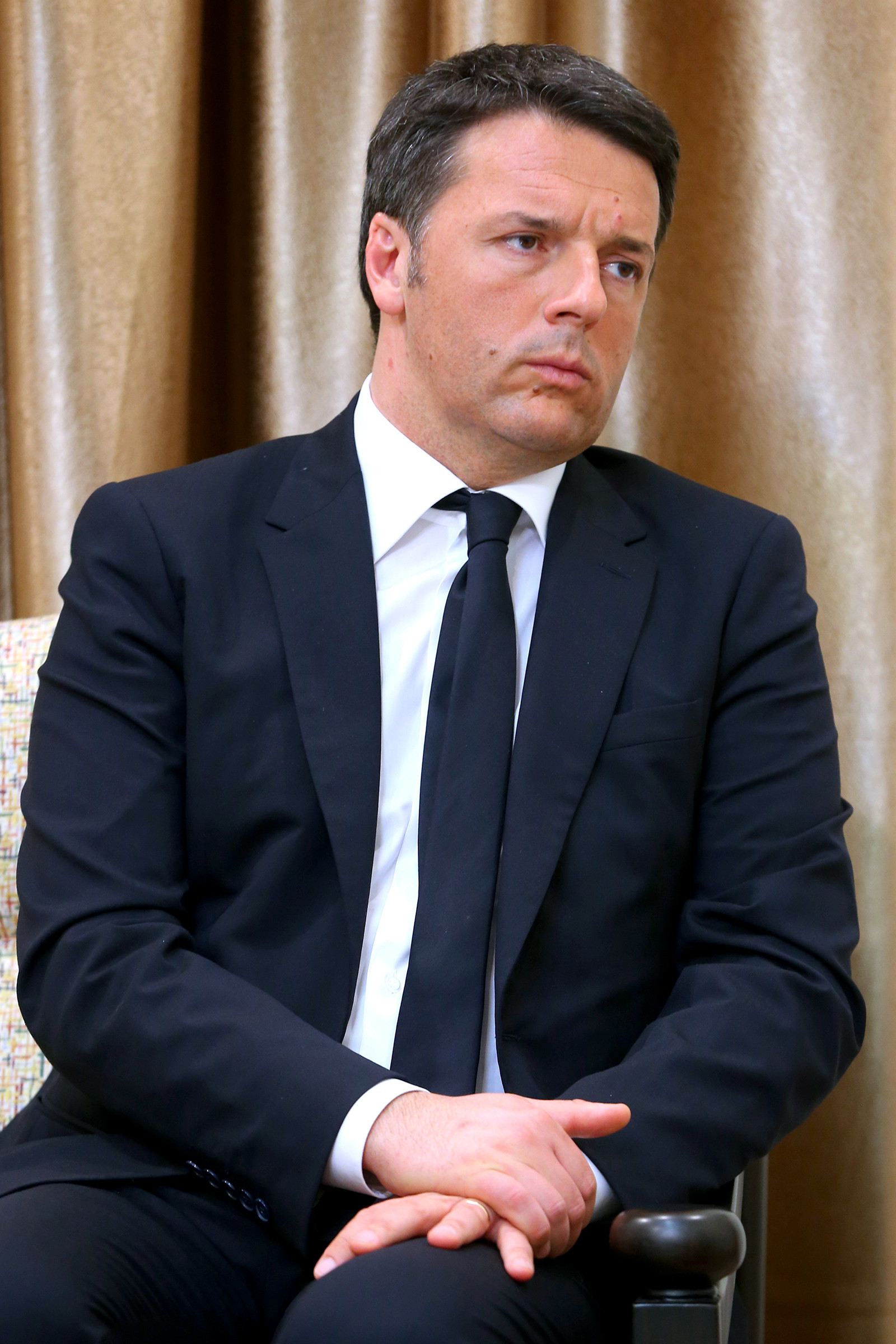
Matteo Renzi

- 11. Januar: Matteo Renzi, italienischer Politiker und Ministerpräsident
- 11. Januar: Bernie Rieder, österreichischer Koch
- 11. Januar: Venetian Snares, kanadischer Produzent elektronischer Musik
- 11. Januar: Timbuktu, schwedischer Rapper und Reggaekünstler
- 12. Januar: Leda Abati, italienische Biathletin
- 12. Januar: Jeremy Baig, kanadischer Skispringer und Skisprungtrainer
- 12. Januar: Alexander Bonde, deutscher Politiker
- 12. Januar: Rich Cullen, US-amerikanischer Fußballtorwart
- 12. Januar: Gustav Danielsson, schwedischer Kameramann und Autorenfilmer
- 12. Januar: Jason Freese, US-amerikanischer Rockmusiker
- 12. Januar: Pascal Gourville, mauretanischer Fußballspieler
- 12. Januar: Rick Hoogendorp, niederländischer Fußballspieler
- 12. Januar: Björn Jotzo, deutscher Politiker
- 12. Januar: Yua Kotegawa, japanische Manga-Zeichnerin
- 12. Januar: Kai Lüftner, deutscher Kinder- und Jugendbuchautor, Musiker, Komponist, Hörbuch-Bearbeiter und Regisseur
- 12. Januar: Lisa Rieffel, US-amerikanische Schauspielerin
- 12. Januar: Jocelyn Thibault, kanadischer Eishockeytorwart
- 12. Januar: Tian Yuan, kroatische Tischtennisspielerin
- 13. Januar: Tom Gaebel, deutscher Sänger, Entertainer und Bandleader
- 13. Januar: JS-16, finnischer Songwriter, DJ und Musikproduzent

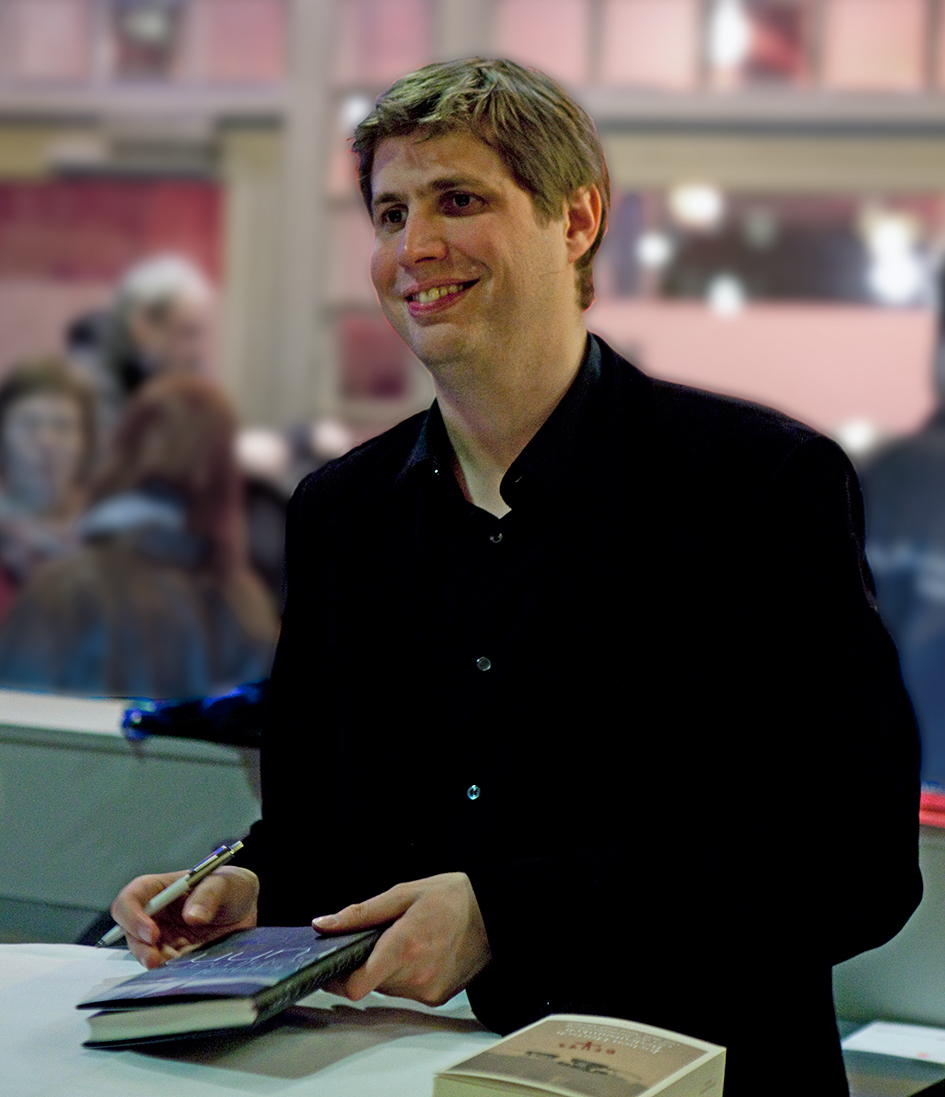
Daniel Kehlmann

- 13. Januar: Daniel Kehlmann, deutsch-österreichischer Schriftsteller
- 13. Januar: Matej Mamić, bosnischer Basketballspieler
- 13. Januar: Mailis Reps, estnische Politikerin, Mitglied des Riigikogu
- 13. Januar: Arnold Schwellensattl, italienischer Fußballspieler (Südtirol)
- 13. Januar: Wadym Tassojew, ukrainischer Ringer
- 13. Januar: Michał Witkowski, polnischer Schriftsteller und Journalist
- 13. Januar: Andrew Yang, US-amerikanischer Unternehmer
- 14. Januar: Francilla Agar, dominicanische Schwimmerin
- 14. Januar: Boris Amromin, israelischer Eishockeytorwart
- 14. Januar: Georgina Cates, britische Schauspielerin
- 14. Januar: Carlos Chaile, argentinischer Fußballspieler
- 14. Januar: Cornelia Hagele, österreichische Politikerin
- 14. Januar: Taylor Hayes, US-amerikanische Pornodarstellerin
- 14. Januar: Koh Gabriel Kameda, deutsch-japanischer Geiger und Violinpädagoge
- 14. Januar: Jordan Ladd, US-amerikanische Schauspielerin
- 14. Januar: Alessandro Spezialetti, italienischer Radrennfahrer
- 14. Januar: Anthony Vosahlo, französischer Fußballspieler
- 15. Januar: Srikerd Anurak, thailändischer Fußballspieler
- 15. Januar: Steve Brulé, kanadischer Eishockeyspieler
- 15. Januar: Stefan Erdmann, deutscher Tanzsportler, Tanzsporttrainer, Wertungsrichter und Choreograph
- 15. Januar: Holger Mück, deutscher Solotrompeter und Leiter eines Blasorchesters

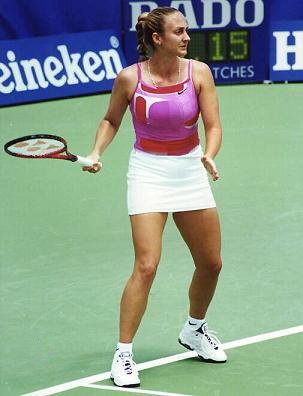
Mary Pierce

- 15. Januar: Mary Pierce, französische Tennisspielerin
- 15. Januar: Patryk Pysz, deutsch-polnischer Eishockeyspieler
- 15. Januar: Christiane Soeder, österreichische Radrennfahrerin
- 15. Januar: Martin Štrbák, slowakischer Eishockeyspieler
- 15. Januar: Tomáš Vlasák, tschechischer Eishockeyspieler
- 15. Januar: David Willemsens, belgischer Cyclocrossfahrer
- 15. Januar: Sophie Wilmès, belgische Politikerin
- 16. Januar: Aruna Abrams, US-amerikanische Singer-Songwriterin
- 16. Januar: Elena Antoci, rumänische Mittelstreckenläuferin
- 16. Januar: Christian Flückiger, Schweizer Radiojournalist
- 16. Januar: Felix Fuders, deutscher und chilenischer Ökonom
- 16. Januar: Andrea Grill, österreichische Biologin und Schriftstellerin
- 16. Januar: Han Jingna, chinesische Badmintonspielerin
- 16. Januar: Scott Handley, englischer Squashspieler

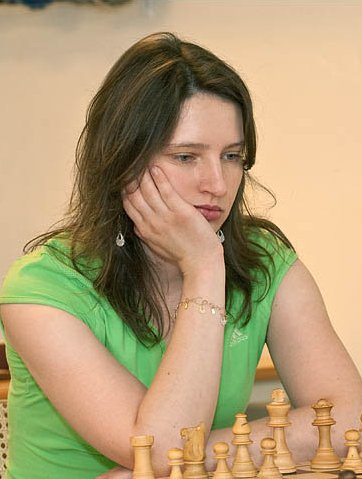
Eva Repková

- 16. Januar: Eva Repková, slowakische Schachmeisterin
- 16. Januar: Alexander Robé, österreichischer Gleitschirmflieger
- 16. Januar: Alexandra Robl, österreichische Alpinistin, Leistungs-, Ski- und Höhenbergsteigerin
- 16. Januar: Michael Sprott, britischer Schwergewichtsboxer
- 16. Januar: Karina Szymańska, polnische Marathonläuferin
- 16. Januar: Jörg Wittwer, deutscher Psychologe und Bildungsforscher
- 16. Januar: Nozomi Yamagō, japanische Fußballspielerin
- 17. Januar: Annica Gunilla Åhlén, schwedische Eishockeytorhüterin
- 17. Januar: Bisi Alimi, nigerianischer LGBT- und HIV-Aktivist
- 17. Januar: Ewa Brych-Pająk, polnische Marathonläuferin
- 17. Januar: Chris William Martin, kanadischer Schauspieler
- 17. Januar: Dmitri Nikiforow, russischer Sommerbiathlet
- 17. Januar: Freddy Rodríguez, US-amerikanischer Schauspieler
- 17. Januar: Andrés Scagliola, uruguayischer Politiker
- 17. Januar: Joseph Sirianni, australischer Tennisspieler
- 17. Januar: Squarepusher, britischer Drill-’n’-Bass-Musiker und Bassist

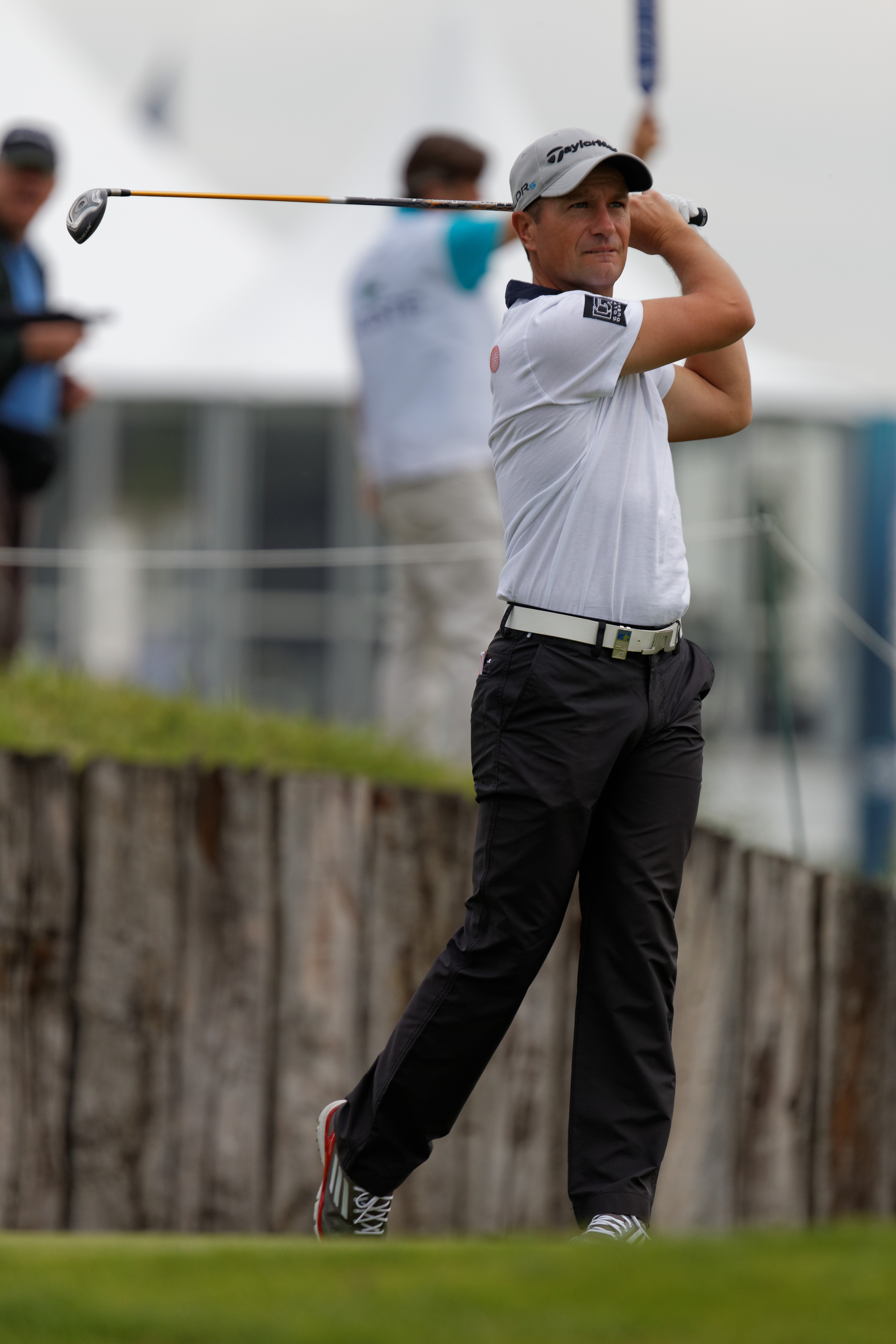
Steve Webster

- 17. Januar: Steve Webster, englischer Golfer
- 17. Januar: Vladislavas Zybaila, litauischer Skilangläufer
- 18. Januar: Radim Bičánek, tschechischer Eishockeyspieler
- 18. Januar: Alan Ferber, US-amerikanischer Jazz-Posaunist, Komponist und Bandleader
- 18. Januar: Mark Ferber, US-amerikanischer Jazz-Schlagzeuger
- 18. Januar: Jiang Yihong, chinesische Schauspielerin
- 18. Januar: Jochen Kohler, deutscher Politiker
- 18. Januar: Lucie Oršulová, tschechische Skibergsteigerin
- 19. Januar: Alexandar Alexandrow, bulgarischer Fußballspieler
- 19. Januar: Natalie Cook, australische Beachvolleyballspielerin
- 19. Januar: Danny Granville, englischer Fußballspieler
- 19. Januar: Tarek Helmy, deutscher Synchronsprecher und Schauspieler
- 19. Januar: Somjit Jongjohor, thailändischer Boxer
- 19. Januar: Mikaël Lesage, französischer Fußballschiedsrichter
- 19. Januar: Birger Lüssow, deutscher Politiker und Neonazi
- 19. Januar: Kerstin Meier, deutsche Politikerin
- 19. Januar: Doris Pöllhuber, österreichische Judoka
- 19. Januar: Jacob Moe Rasmussen, dänischer Radrennfahrer
- 19. Januar: Andreas Wunn, deutscher Fernsehmoderator und Journalist
- 20. Januar: Christian Brachthäuser, deutscher Bibliothekar und Sachbuchautor

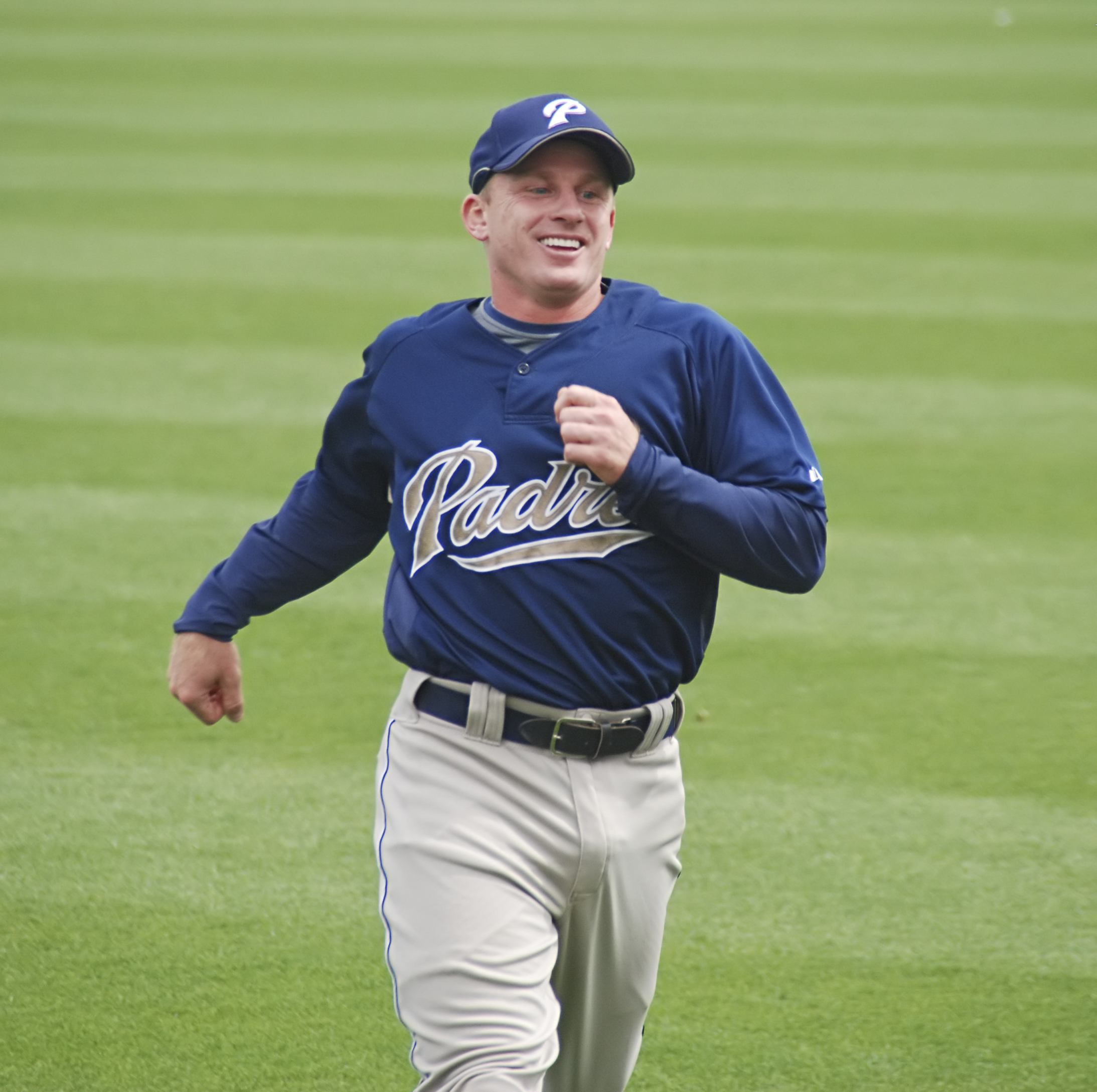
David Eckstein

- 20. Januar: David Eckstein, US-amerikanischer Baseballspieler
- 20. Januar: Norberto Fontana, argentinischer Automobilrennfahrer
- 20. Januar: Zac Goldsmith, britischer Politiker
- 20. Januar: Adrian Grasse, deutscher Politiker
- 20. Januar: Chris Harris, britischer Motorjournalist und Automobilrennfahrer
- 20. Januar: Eric Healey, US-amerikanischer Eishockeyspieler
- 20. Januar: Brian Kenneally, irischer Straßenradrennfahrer
- 20. Januar: Éric Landry, kanadisch-US-amerikanischer Eishockeyspieler und -trainer
- 20. Januar: Christian Maly, deutscher Fußballtorwart
- 20. Januar: Dick Tärnström, schwedischer Eishockeyspieler
- 20. Januar: Marc Thomas, deutscher Regisseur, Filmeditor und Kameramann
- 20. Januar: Joakim Zander, schwedischer Jurist und Autor
- 21. Januar: Nicholas „Nicky“ Butt, englischer Fußballspieler
- 21. Januar: Regla María Cárdenas, kubanische Siebenkämpferin und Weitspringerin
- 21. Januar: Casey FitzRandolph, US-amerikanischer Eisschnellläufer
- 21. Januar: Zach Helm, US-amerikanischer Drehbuchautor und Regisseur
- 21. Januar: Yūji Ide, japanischer Formel-1-Rennfahrer
- 21. Januar: Ito, spanischer Fußballspieler und -trainer

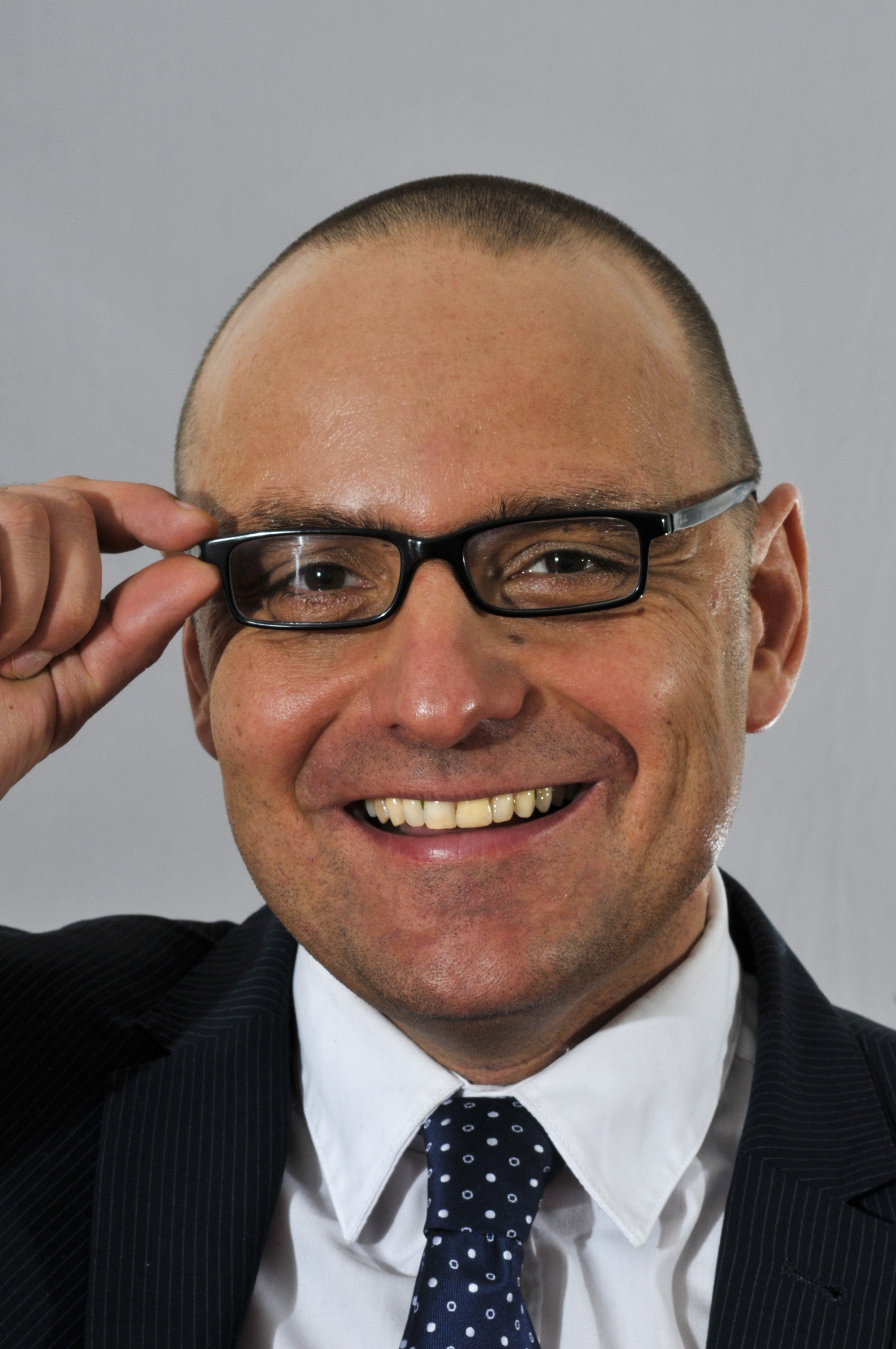
Björn Lakenmacher

- 21. Januar: Björn Lakenmacher, deutscher Politiker
- 21. Januar: Tegwen Malik, walisische Squashspielerin
- 21. Januar: Jason Moran, US-amerikanischer Jazzmusiker
- 21. Januar: Silvio Nickol, deutscher Koch
- 21. Januar: Florin Șerban, rumänischer Regisseur
- 22. Januar: Calvin Brock, US-amerikanischer Boxer
- 22. Januar: Shean Donovan, kanadischer Eishockeyspieler
- 22. Januar: Josh Earnest, US-amerikanischer Politiker
- 22. Januar: Balthazar Getty, US-amerikanischer Schauspieler und Musiker
- 22. Januar: Kim Min-soo, südkoreanischer Judoka
- 22. Januar: Anja Kunick, deutsche Fußballschiedsrichterin
- 22. Januar: Zoe Mazah, deutsch-liberianische Reggae-Sängerin
- 22. Januar: James Murray, britischer Schauspieler
- 22. Januar: David Výborný, tschechischer Eishockeyspieler
- 23. Januar: Ghabidolla Äbdirachymow, kasachischer Politiker
- 23. Januar: Tayfun Baydar, deutscher Theater- und Fernsehschauspieler
- 23. Januar: B. G. Knocc Out, US-amerikanischer Rapper
- 23. Januar: Tayfun Baydar, deutscher Theater- und Fernsehschauspieler türkischer Abstammung
- 23. Januar: Thomas Brdarić, deutscher Fußballspieler und -trainer
- 23. Januar: Phil Dawson, US-amerikanischer American-Football-Spieler
- 23. Januar: Markus Hofmann, kleinwüchsiger Schweizer Schauspieler
- 23. Januar: Li Feng-ying, taiwanische Gewichtheberin
- 23. Januar: Ingeborg Helen Marken, norwegische Skirennläuferin
- 23. Januar: Márcio Mixirica, brasilianischer Fußballspieler
- 23. Januar: Michael Olheiser, US-amerikanischer Straßenradrennfahrer

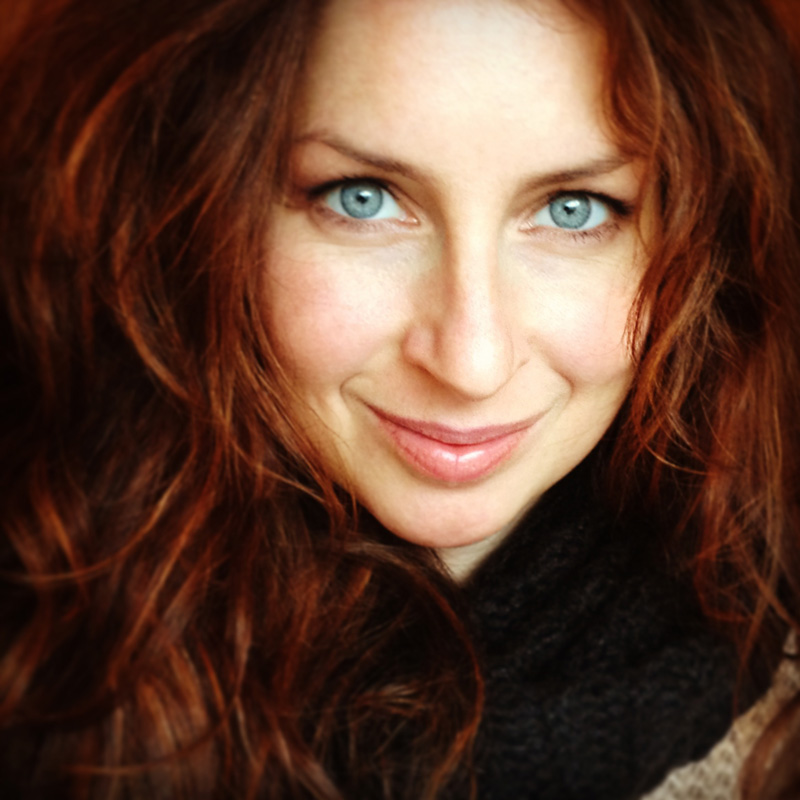
Omnitah

- 23. Januar: Omnitah, schwedische Musikerin, Sängerin, Komponistin und Musikarrangeurin
- 23. Januar: Tito Ortiz, US-amerikanischer Mixed-Martial-Arts-Kämpfer
- 24. Januar: Gianluca Basile, italienischer Basketballspieler
- 24. Januar: Isobel „Izzy“ Cooper, britische Sopranistin und Popsängerin
- 24. Januar: Dean Downing, britischer Radrennfahrer
- 24. Januar: Ian Duncan, südafrikanischer Schauspieler
- 24. Januar: Rónald Gómez, costa-ricanischer Fußballspieler
- 24. Januar: Reto Hug, Schweizer Triathlet
- 24. Januar: Kati Kovalainen, finnische Eishockeyspielerin
- 24. Januar: Charalambos Papadias, griechischer Sprinter
- 24. Januar: Henna Raita, finnische Skirennläuferin
- 24. Januar: Roberto Carlos Sosa, argentinischer Fußballspieler
- 24. Januar: Sebastian Szymanski, deutscher Basketballspieler
- 25. Januar: Gregor Cankar, slowenischer Leichtathlet
- 25. Januar: Thomas Gilgenreiner, österreichischer Fußballspieler
- 25. Januar: Mia Kirshner, kanadische Schauspielerin

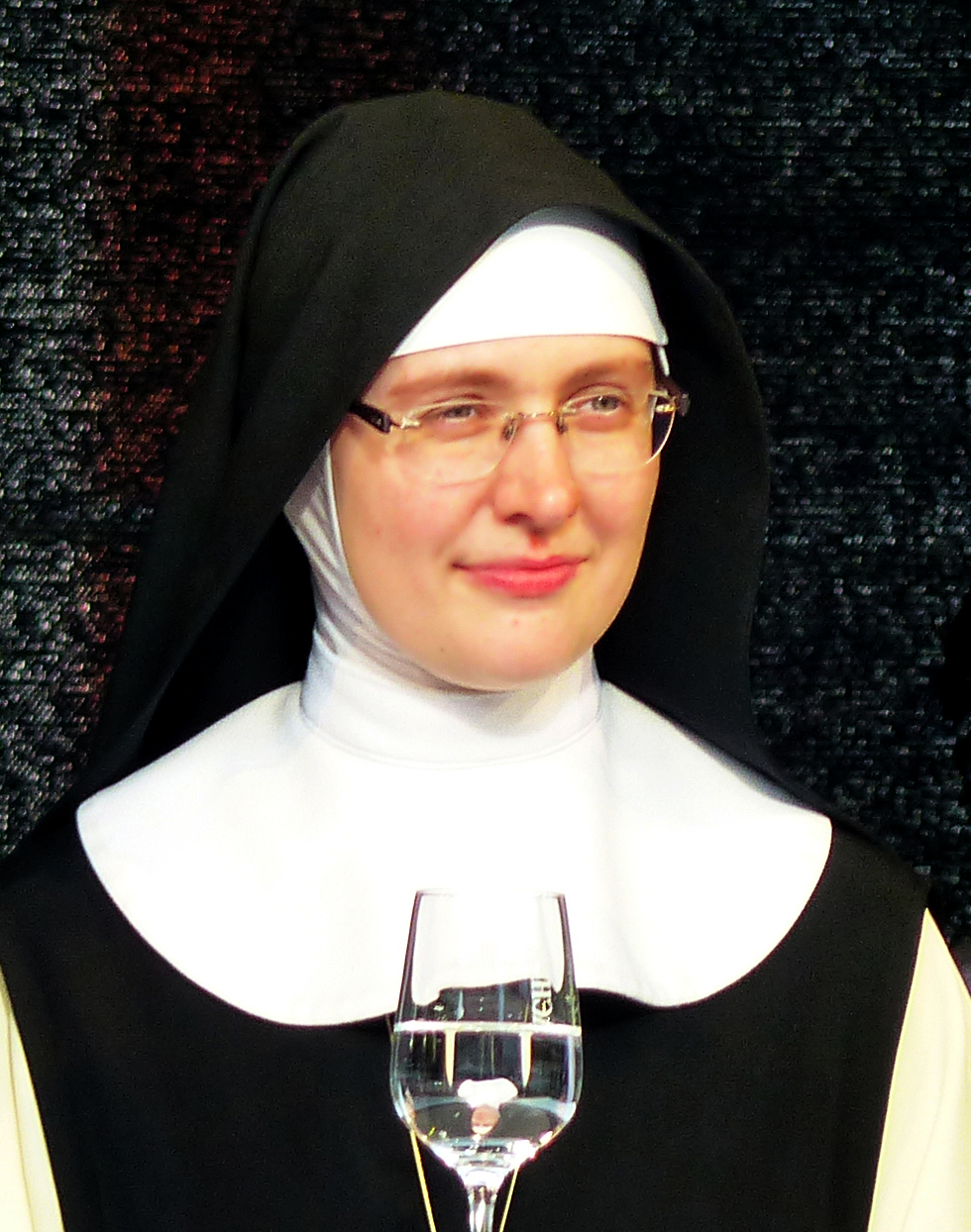
Philippa Kraft

- 25. Januar: Philippa Kraft, deutsche Ordensfrau und Äbtissin
- 25. Januar: Martin Lachkovics, österreichischer Leichtathlet und Bobsportler
- 25. Januar: Martin Laciga, Schweizer Beachvolleyballspieler († 2023)
- 25. Januar: Remo Pesenti, Schweizer Fußballspieler
- 25. Januar: Passion Richardson, US-amerikanische Sprinterin
- 25. Januar: Elisabetta Rocchetti, italienische Schauspielerin
- 25. Januar: Markus Schroth, deutscher Fußballspieler
- 25. Januar: Michaela Taupe-Traer, österreichische Ruderin
- 25. Januar: Petros Tzamaloukas, griechischer Squashspieler
- 26. Januar: Mandy Benzien, deutsche Kanutin
- 26. Januar: Tonje Larsen, norwegische Handballspielerin und -trainerin
- 26. Januar: Pia Wunderlich, deutsche Fußballspielerin
- 27. Januar: Olli Briesch, deutscher Hörfunk- und Fernsehmoderator
- 27. Januar: Mitra Farahani, iranische Filmemacherin und Künstlerin
- 27. Januar: Brian Minto, US-amerikanischer Boxer
- 27. Januar: Joe Murphy, kanadischer Eishockeyspieler

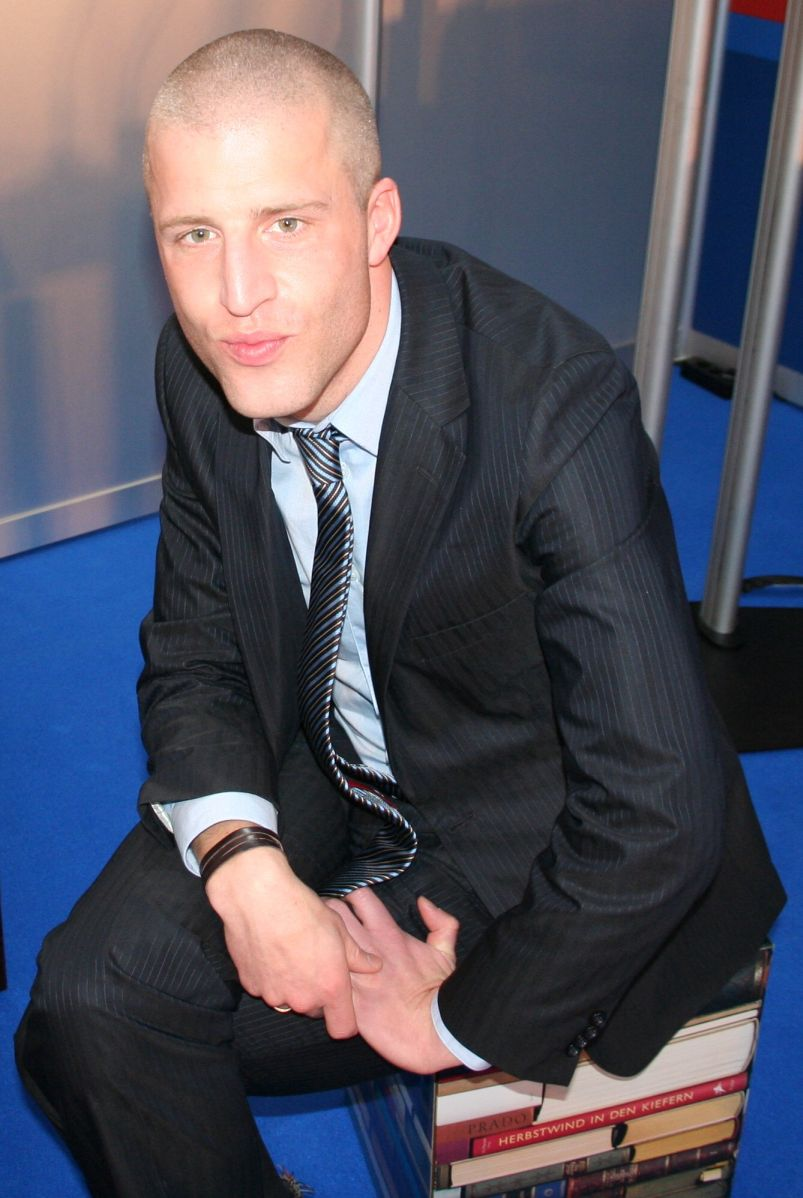
Benjamin von Stuckrad-Barre

- 27. Januar: Benjamin von Stuckrad-Barre, deutscher Schriftsteller
- 27. Januar: Nadine Wrietz, deutsche Schauspielerin
- 28. Januar: Claudia Barth, deutsche Ruderin
- 28. Januar: Pablo Zalba Bidegain, spanischer Politiker
- 28. Januar: Tommaso Cerno, italienischer Schriftsteller, Journalist und Fernsehmoderator

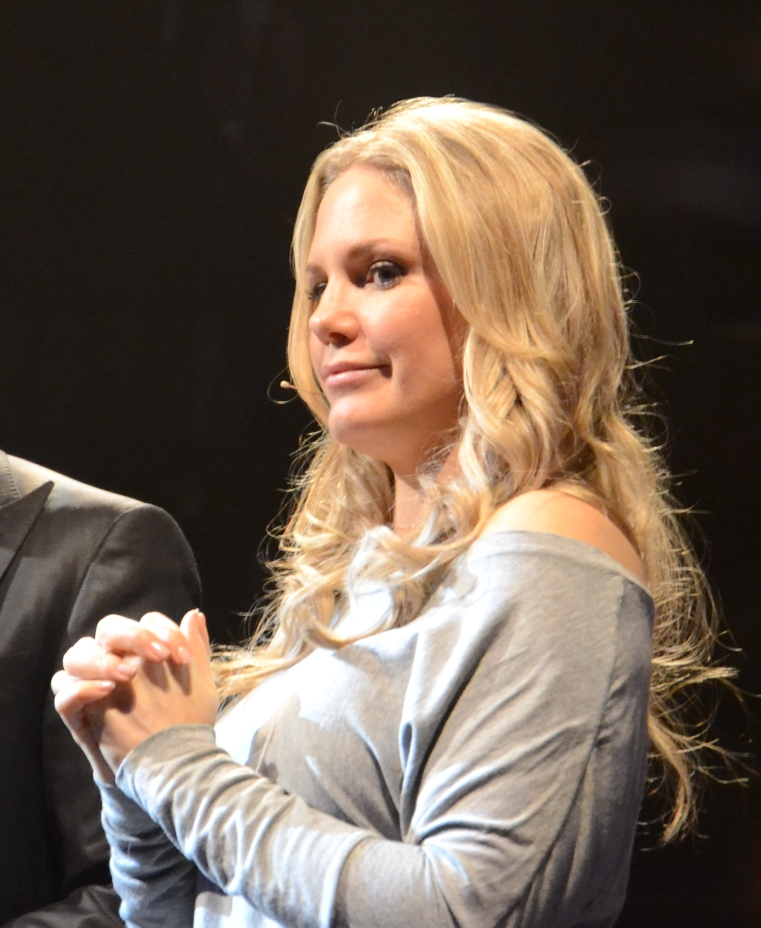
Terri Conn

- 28. Januar: Terri Conn, US-amerikanische Schauspielerin
- 28. Januar: Julian Dean, neuseeländischer Radrennfahrer
- 28. Januar: Thomas Docherty, britischer Politiker
- 28. Januar: Susana Feitor, portugiesische Leichtathletin
- 28. Januar: Jaliesky García, kubanisch-isländischer Handballspieler
- 28. Januar: Hiroshi Kamiya, japanischer Synchronsprecher (Seiyū)
- 28. Januar: Tim Montgomery, US-amerikanischer Leichtathlet
- 28. Januar: Anne Montminy, kanadische Wasserspringerin
- 28. Januar: Alexander Richling, deutscher Leichtathlet
- 28. Januar: Lorenzo Sanguedolce, US-amerikanischer Jazzmusiker
- 28. Januar: Jozef Žabka, slowakischer Radrennfahrer
- 29. Januar: Sharif Atkins, US-amerikanischer Filmschauspieler und Filmproduzent
- 29. Januar: Galit Chait, israelische Eiskunstläuferin
- 29. Januar: Hendrik Dreekmann, deutscher Tennisspieler
- 29. Januar: Roberto García, US-amerikanischer Boxer

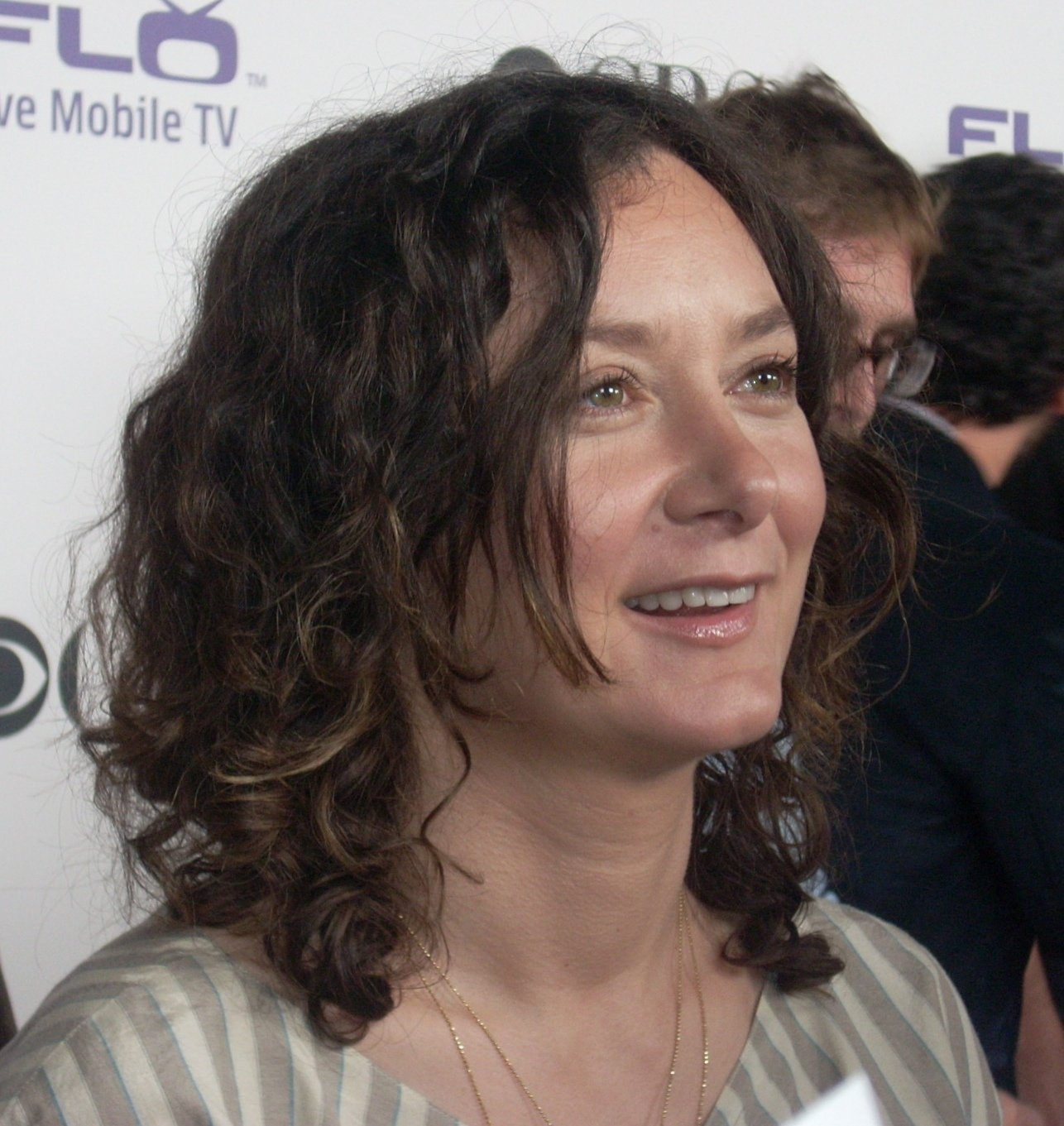
Sara Gilbert

- 29. Januar: Sara Gilbert, US-amerikanische Schauspielerin
- 29. Januar: Jürgen Christian Hörl, österreichischer Designer
- 29. Januar: Alexandra Ihringová, britische Schiedsrichterin
- 29. Januar: Britta Knöller, deutsche Filmproduzentin
- 29. Januar: Serhij Matwjejew, ukrainischer Radrennfahrer
- 29. Januar: Kelly Packard, US-amerikanische Schauspielerin
- 29. Januar: Hagen Stoll, deutscher Musiker und Musikproduzent
- 29. Januar: Michaela Teller, deutsche Juristin
- 29. Januar: Michael Theede, deutscher Konzertpianist, Kultur- und Medienmanager und Hochschullehrer
- 30. Januar: Magnus Bäckstedt, schwedischer Radrennfahrer
- 30. Januar: Mihály Deák Bárdos, ungarischer Ringer
- 30. Januar: Tino Brandt, deutscher Politiker
- 30. Januar: Erol Bulut, deutsch-türkischer Fußballspieler und -trainer
- 30. Januar: Tobias Dürr, deutscher Schauspieler
- 30. Januar: Juninho Pernambucano, brasilianischer Fußballspieler
- 30. Januar: Marijana Kravos, deutsche Schauspielerin
- 30. Januar: Manuela Mucke, deutsche Kanutin
- 30. Januar: Luigi Sartor, italienischer Fußballspieler

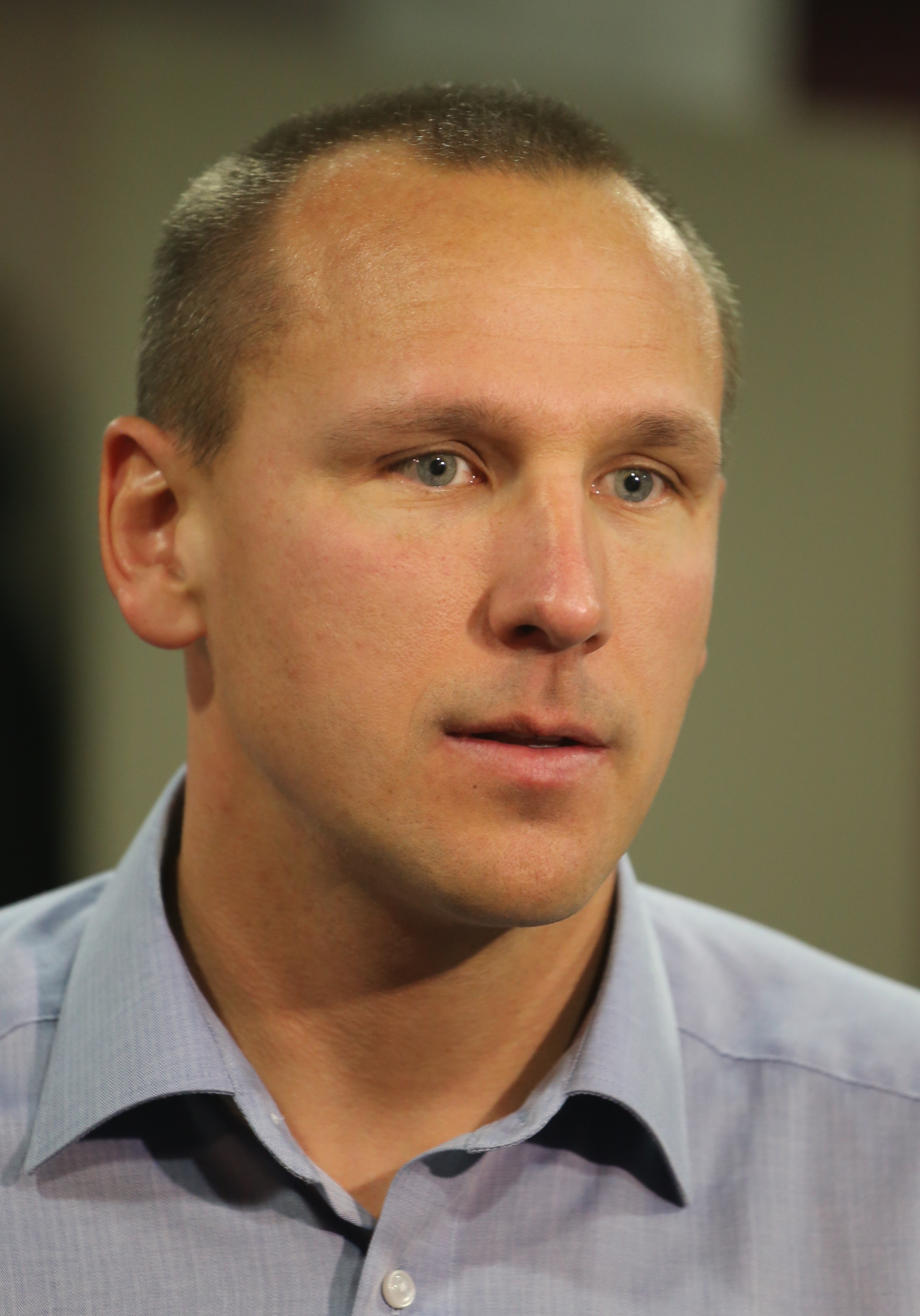
Botond Storcz

- 30. Januar: Botond Storcz, ungarischer Kanute
- 30. Januar: Gerrit Terdenge, deutscher Basketballspieler
- 31. Januar: Onochie Lawrence „Larry“ Achike, britischer Dreispringer
- 31. Januar: Alherd Bacharewitsch, belarussischer Schriftsteller und Übersetzer deutscher Literatur
- 31. Januar: Peter L. Eppinger, österreichischer Radio- und Fernsehmoderator
- 31. Januar: Neville Godwin, südafrikanischer Tennisspieler
- 31. Januar: Mark Hersam, US-amerikanischer Materialwissenschaftler
- 31. Januar: Birgit Kelle, deutsche Journalistin und Publizistin
- 31. Januar: Michelle Lang, kanadische Journalistin († 2009)
- 31. Januar: Walter Pérez, argentinischer Radrennfahrer
- 31. Januar: Matt Rhule, US-amerikanischer American-Football-Trainer
- 31. Januar: Alexander Samwer, deutscher Internetunternehmer
- 31. Januar: Fabian Schmidt, deutscher Degenfechter
- 31. Januar: Pichitnoi Sitbangprachan, thailändischer Boxer
- 31. Januar: Jean-Clotaire Tsoumou-Madza, kongolesischer Fußballspieler
- 31. Januar: Michael Zechner, österreichischer Fußballspieler und -trainer
- 31. Januar: Preity Zinta, indische Schauspielerin
- 00. Januar: Julissa Reynoso, US-amerikanische Diplomatin

### Februar

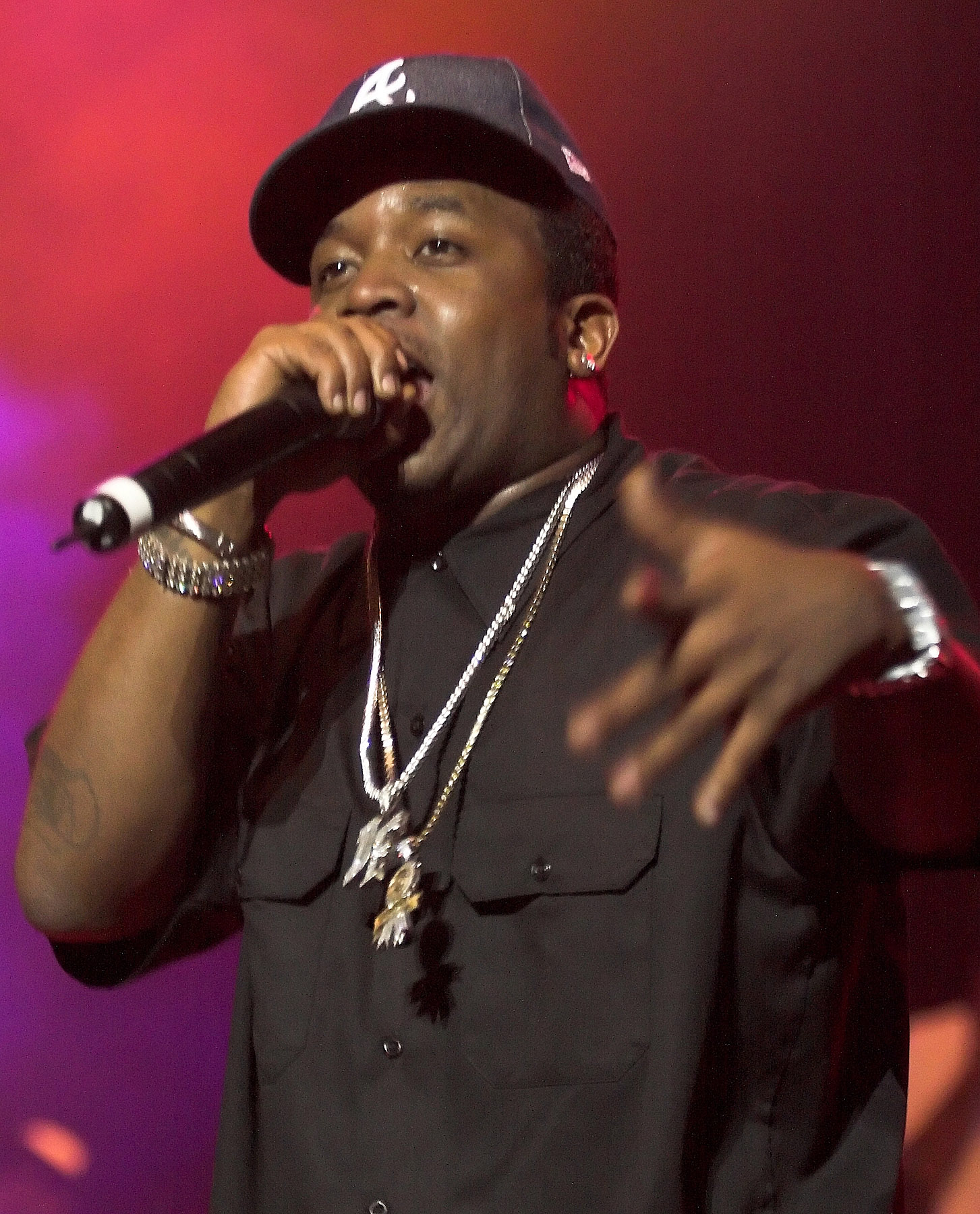
Big Boi

- 01. Februar: Big Boi, US-amerikanischer Rapper und Schauspieler
- 01. Februar: Tracy Cameron, kanadische Leichtgewichts-Ruderin
- 01. Februar: Michael Feygin, ukrainisch-deutscher Schachspieler
- 01. Februar: Hans van de Haar, niederländischer Fußballspieler
- 01. Februar: Petri Kokko, finnischer Eishockeyspieler
- 01. Februar: Gilles Roussel, französischer Comic-Autor
- 01. Februar: Ekaterini Thanou, griechische Leichtathletin
- 02. Februar: Todd Bertuzzi, kanadischer Eishockeyspieler
- 02. Februar: Marcus Bölz, deutscher Journalist, Wissenschaftler und Hochschullehrer
- 02. Februar: José Luis Cardoso, spanischer Motorradrennfahrer

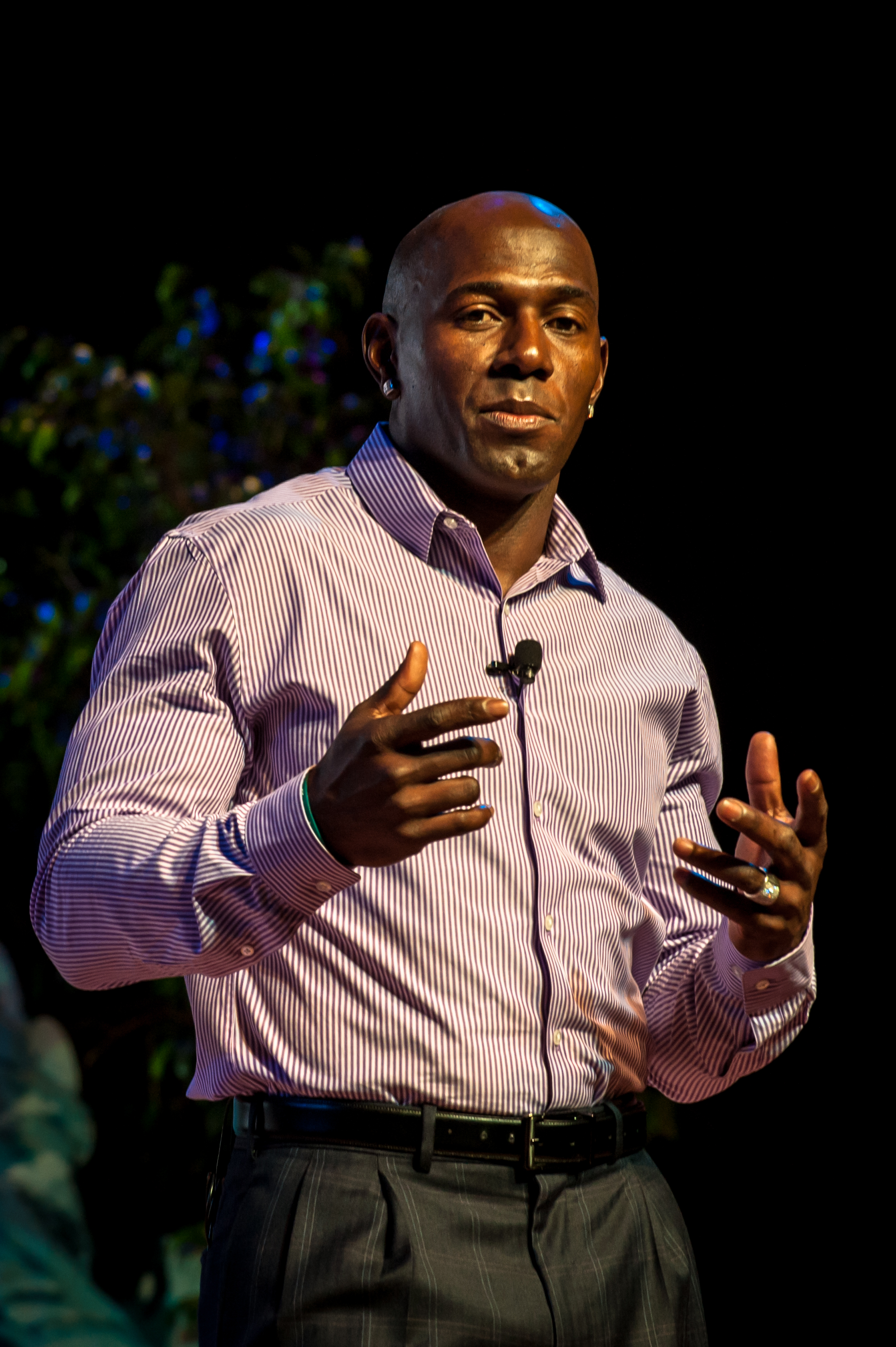
Donald Driver

- 02. Februar: Donald Driver, US-amerikanischer American-Football-Spieler
- 02. Februar: Sergei Filimonow, kasachischer Gewichtheber
- 02. Februar: Olaf de Fleur, isländischer Filmproduzent und Filmregisseur
- 02. Februar: Ronny Hornschuh, deutscher Skispringer und Skisprungtrainer
- 02. Februar: Meshack Kosgei Kirwa, kenianischer Marathonläufer
- 02. Februar: Blaise Kouassi, ivorischer Fußballspieler
- 02. Februar: Arron Oberholser, US-amerikanischer Golfer
- 02. Februar: Gairy St. Clair, australischer Boxer
- 02. Februar: Andrea Zanchetta, italienischer Fußballspieler
- 03. Februar: David Bichinashvili, georgisch-deutscher Ringer
- 03. Februar: Alexander Boikow, russischer Eishockeyspieler
- 03. Februar: Terry Chen, kanadischer Film- und Fernsehschauspieler
- 03. Februar: Harro Füllgrabe, deutscher Redakteur und Moderator
- 03. Februar: Yoel Mariño, kubanischer Straßenradrennfahrer
- 03. Februar: Matt Rhoades, US-amerikanischer politischer Funktionär
- 03. Februar: Markus Schulz, deutscher DJ und Musikproduzent
- 03. Februar: Jan Štochl, tschechischer Handballspieler
- 03. Februar: Ulrike Hölzl, österreichische Snowboarderin
- 04. Februar: Vittorio Arrigoni, italienischer Autor und Friedensaktivist († 2011)
- 04. Februar: Rick Burch, US-amerikanischer Musiker
- 04. Februar: Siegfried Grabner, österreichischer Snowboarder
- 04. Februar: Martin Härtl, deutscher Behindertensportler
- 04. Februar: Miriam Hoff, deutsche Psychotherapeutin, ehemaliges Fotomodell und Schönheitskönigin
- 04. Februar: Jan Hruška, tschechischer Radrennfahrer

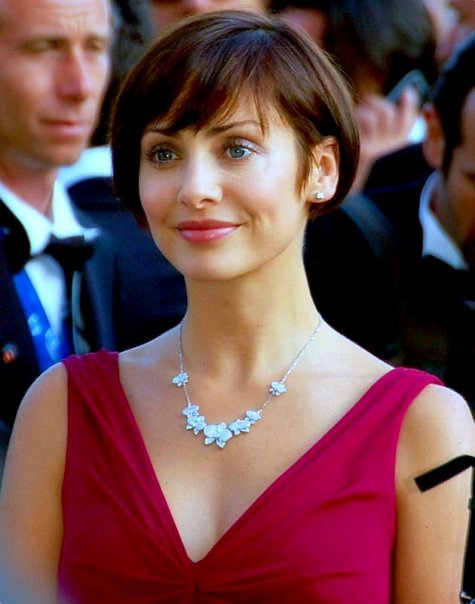
Natalie Imbruglia

- 04. Februar: Natalie Imbruglia, australisch-britische Sängerin und Songschreiberin, Schauspielerin und Model
- 04. Februar: Taryn Simon, US-amerikanische Künstlerin
- 04. Februar: Andrius Šležas, litauischer Basketballspieler und -trainer
- 04. Februar: Đorđe Višacki, serbischer Ruderer
- 04. Februar: Andrea Winkler, Schweizer Künstlerin
- 05. Februar: Mélanie Briche, französische Fußballspielerin und -trainerin
- 05. Februar: Giovanni van Bronckhorst, niederländischer Fußballspieler und -trainer
- 05. Februar: Nico Brünler, deutscher Politiker
- 05. Februar: James Cox, US-amerikanischer Regisseur
- 05. Februar: Myndy Crist, US-amerikanische Schauspielerin
- 05. Februar: Mathieu Delarive, französischer Schauspieler
- 05. Februar: Markus Hofman, deutscher Gedächtnistrainer und Keynote-Speaker
- 05. Februar: Denys Hotfrid, ukrainischer Gewichtheber
- 05. Februar: Michael Jensen, dänischer Automobilrennfahrer
- 05. Februar: André Mathes, deutscher American-Football-Spieler
- 05. Februar: David Svoboda, tschechischer Bildhauer
- 05. Februar: Annika Walter, deutsche Wasserspringerin
- 06. Februar: Tim Bergmeister, deutscher Automobilrennfahrer
- 06. Februar: Orkut Büyükkökten, türkischer Softwareingenieur
- 06. Februar: Thomas Christen, Schweizer Beamter und Parteifunktionär
- 06. Februar: Simon Dahl, schwedischer Beachvolleyballspieler
- 06. Februar: Holger Dexne, deutscher Schauspieler

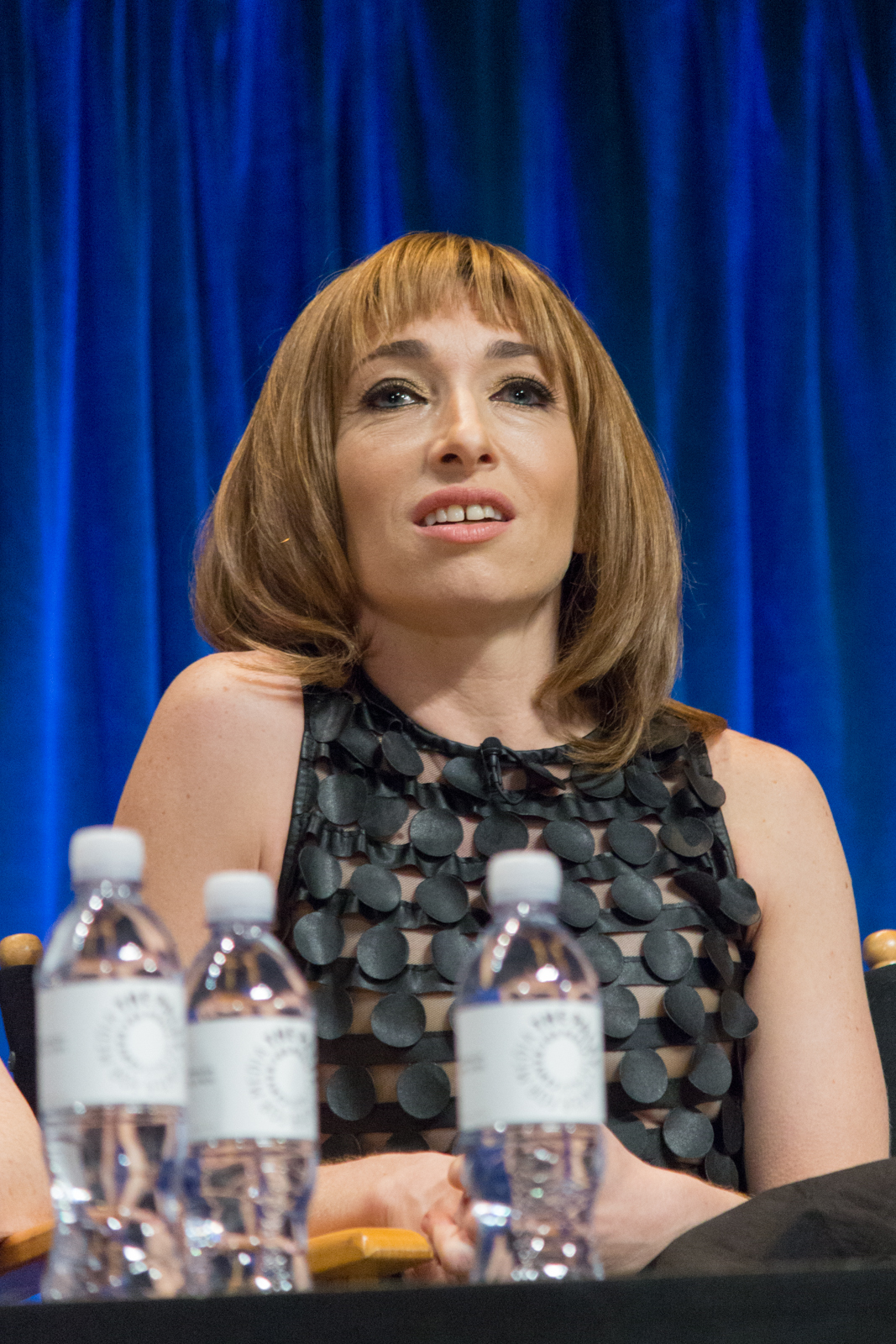
Naomi Grossman

- 06. Februar: Naomi Grossman, US-amerikanische Schauspielerin, Drehbuchautorin und Produzentin
- 06. Februar: Leo Insam, italienischer Eishockeyspieler († 2023)
- 06. Februar: Charlotte Karlinder, schwedische Peta-Aktivistin und Moderatorin
- 06. Februar: Tomoko Kawase, japanische Sängerin und Musikproduzentin
- 06. Februar: Alexander Maletin, russischer Boxer
- 06. Februar: Isabel Ostermann, deutsche Opernregisseurin
- 06. Februar: Marco Weber, deutscher Politiker
- 07. Februar: Zoran Antić, serbischer Fußballspieler
- 07. Februar: Kaspars Astašenko, lettischer Eishockeyspieler († 2012)
- 07. Februar: Mohammed Bijeh, iranischer Serienmörder († 2005)
- 07. Februar: Alexander Boikow, russischer Eishockeyspieler
- 07. Februar: Wes Borland, US-amerikanischer Gitarrist
- 07. Februar: Marco Carola, italienischer Techno-Musiker und DJ
- 07. Februar: Alexandre Daigle, kanadischer Eishockeyspieler

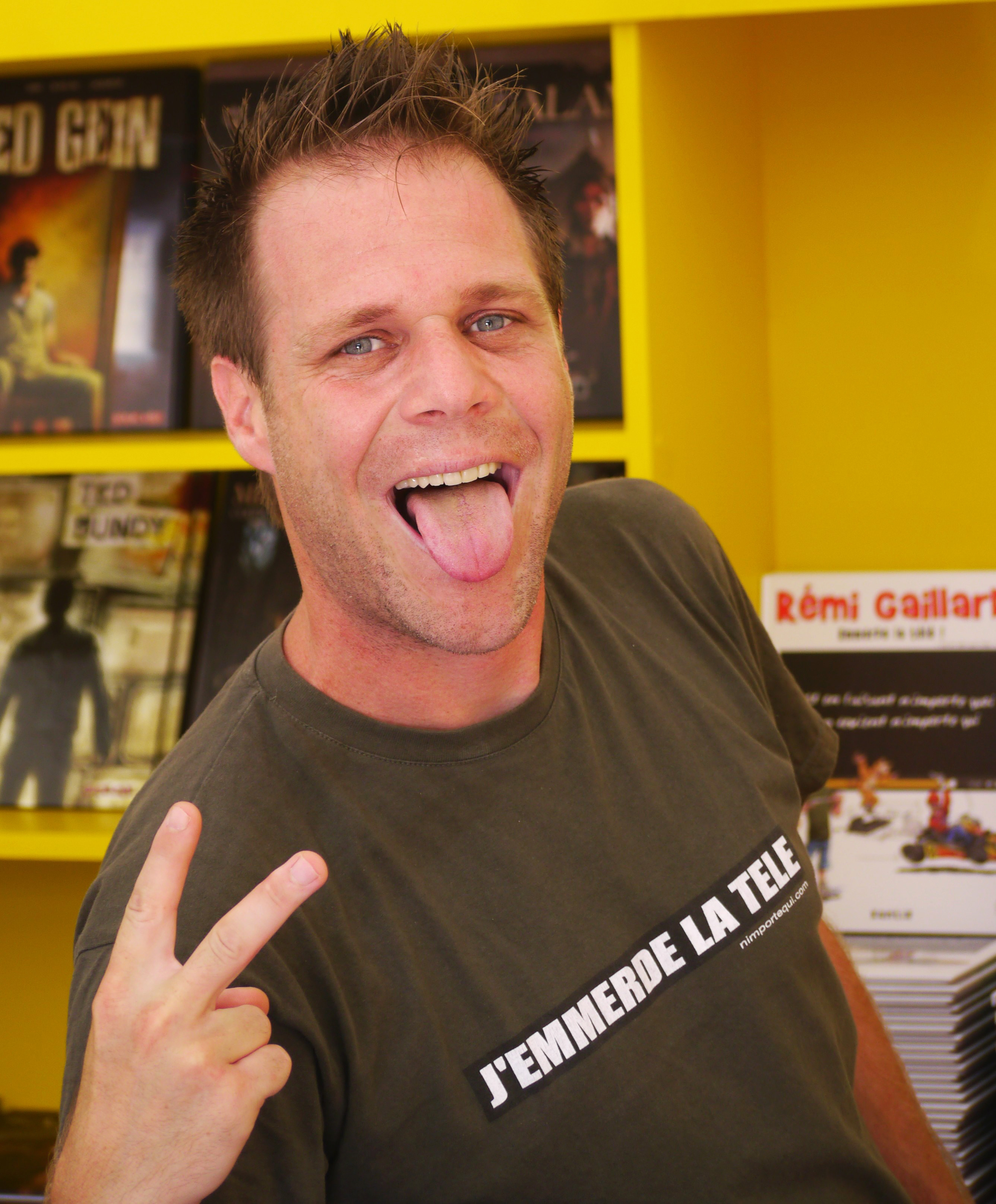
Rémi Gaillard

- 07. Februar: Rémi Gaillard, französischer Komiker
- 07. Februar: Matthias Landfried, deutscher Tischtennistrainer, Funktionär und Unternehmer
- 07. Februar: Marika Lehtimäki, finnische Eishockeyspielerin
- 07. Februar: Björn Michel, deutscher Hockeyspieler
- 07. Februar: Imke Rust, namibische Künstlerin
- 07. Februar: Rafik Saïfi, algerischer Fußballspieler
- 07. Februar: Søren Stryger, dänischer Handballspieler
- 07. Februar: Jelisaweta Tischtschenko, russische Volleyballspielerin
- 07. Februar: Claudia Weiss, deutsche Politikerin
- 08. Februar: Clarence Acuña, chilenischer Fußballspieler
- 08. Februar: Iwan Baan, niederländischer Fotograf
- 08. Februar: Kevin Cooper, englischer Fußballspieler und -trainer
- 08. Februar: Mariusz Dulęba, polnischer Eishockeyspieler und -trainer
- 08. Februar: Andrés Fleurquín, uruguayischer Fußballspieler
- 08. Februar: Daniel Flores, chilenischer Schlagzeuger und Aufnahmeproduzent
- 08. Februar: Vincent Le Quellec, französischer Radrennfahrer
- 08. Februar: Alexondra Lee, US-amerikanische Schauspielerin
- 08. Februar: Christian Lüring, deutscher Orthopäde

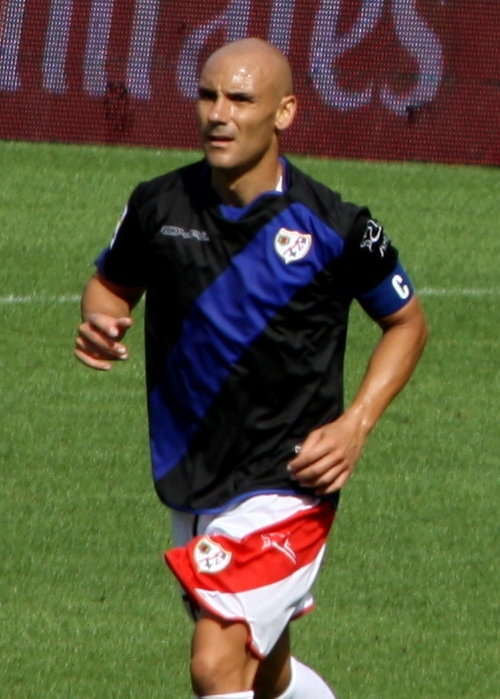
José María Movilla

- 08. Februar: José María Movilla, spanischer Fußballspieler
- 08. Februar: Olli Olé, deutscher Sänger und Entertainer
- 08. Februar: Patrizia Panico, italienische Fußballspielerin und -trainerin
- 08. Februar: Sébastien Philippe, französischer Autorennfahrer
- 08. Februar: César Luís Prates, brasilianischer Fußballspieler
- 08. Februar: André Roy, kanadisch-US-amerikanischer Eishockeyspieler
- 08. Februar: Michael Stürner, deutscher Jurist und Hochschullehrer
- 08. Februar: Uli Wolf, deutscher Handballspieler
- 09. Februar: Kurt Asle Arvesen, norwegischer Radrennfahrer
- 09. Februar: Güner Yasemin Balcı, deutsche Redakteurin und Schriftstellerin
- 09. Februar: Sander Dekker, niederländischer Politiker
- 09. Februar: Ratko Đurković, montenegrinischer Handballspieler
- 09. Februar: Liane Forestieri, deutsche Schauspielerin
- 09. Februar: Jérôme Gay, französischer Skispringer

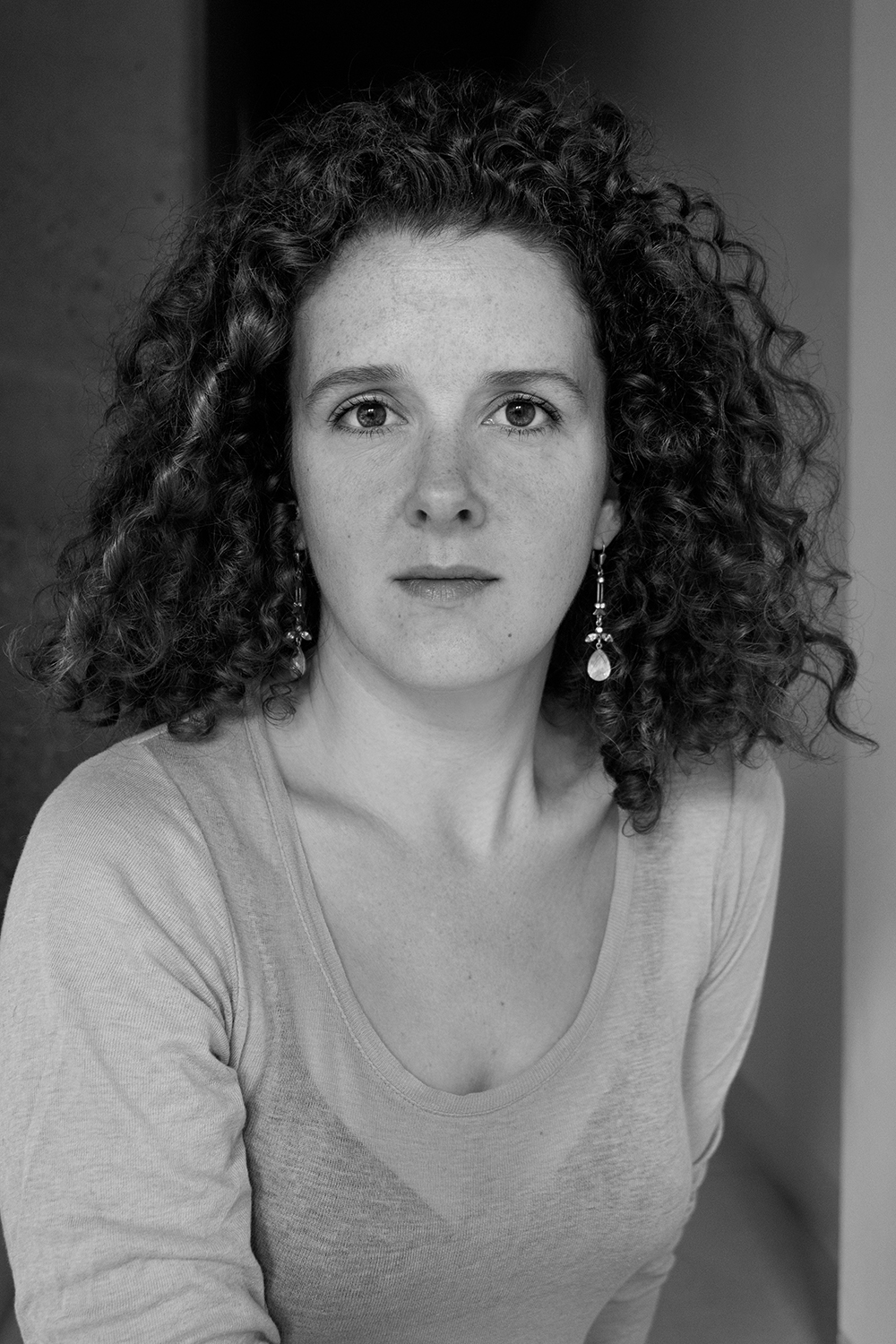
Franziska Hauser

- 09. Februar: Franziska Hauser, deutsche Autorin und Fotografin
- 09. Februar: Uroš Murn, slowenischer Radrennfahrer
- 09. Februar: Andreas Neuendorf, deutscher Fußballspieler
- 09. Februar: Raúl, spanischer Popsänger
- 09. Februar: Pavel Smutný, tschechischer Komponist
- 09. Februar: Gorden Sudeck, deutscher Sportwissenschaftler und Hochschullehrer
- 09. Februar: Rawson Marshall Thurber, US-amerikanischer Filmregisseur und Drehbuchautor
- 09. Februar: Wiktor Tschistjakow, russischer Stabhochspringer
- 10. Februar: Alexander Bucharow, russischer Schauspieler
- 10. Februar: Mario Cotelo, spanischer Fußballspieler
- 10. Februar: Jurij Dmitrulin, ukrainischer Fußballspieler
- 10. Februar: Scott Elrod, US-amerikanischer Schauspieler
- 10. Februar: Claire Goose, britische Schauspielerin
- 10. Februar: Oleg Grischkin, russischer Radsportler
- 10. Februar: Sebastian Höffner, deutscher Moderator und Sprecher
- 10. Februar: John Hynes, US-amerikanischer Eishockeyspieler und -trainer

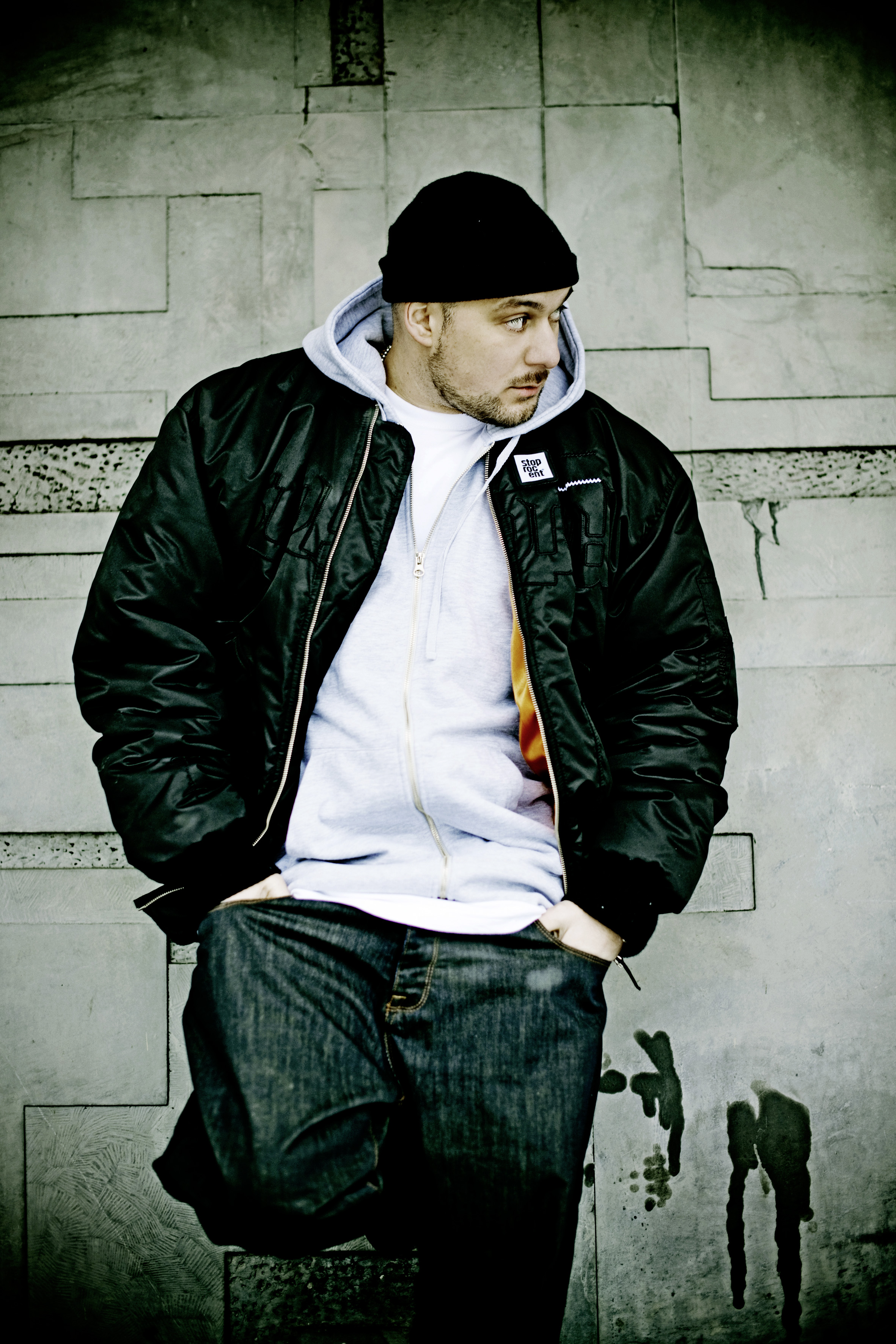
Kool Savas

- 10. Februar: Kool Savas, deutscher Rapper
- 10. Februar: Lee Hai-kyung, südkoreanische Squashspielerin
- 10. Februar: Moon Eui-jae, südkoreanischer Ringer
- 10. Februar: Marc Schemmel, deutscher Politiker
- 10. Februar: Thomas Shimada, japanischer Tennisspieler
- 10. Februar: Tina Thompson, US-amerikanische Basketballspielerin
- 10. Februar: Christoph Walser, österreichischer Unternehmer und Politiker
- 11. Februar: Yumileidi Cumbá, kubanische Leichtathletin
- 11. Februar: Pedro Emanuel, portugiesischer Fußballspieler und -trainer
- 11. Februar: Hal Rockland, US-amerikanischer Pornodarsteller
- 11. Februar: Diana Scheunemann, deutsch-schweizerische Mode- und Kunstfotografin
- 11. Februar: Matteo Sereni, italienischer Fußballtorhüter
- 11. Februar: Marek Špilár, slowakischer Fußballspieler († 2013)

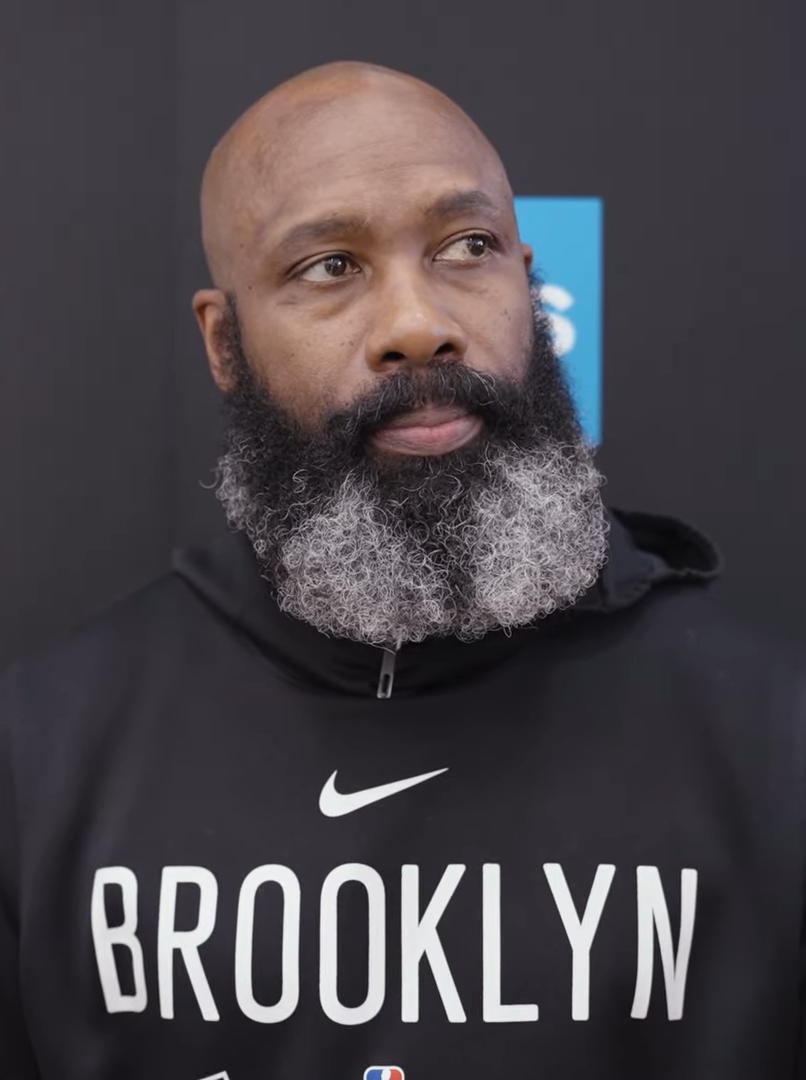
Jacque Vaughn

- 11. Februar: Jacque Vaughn, US-amerikanischer Basketballspieler
- 11. Februar: Ralf Ziervogel, deutscher Künstler
- 12. Februar: Jennifer Armbruster, US-amerikanische Goalballspielerin
- 12. Februar: Cliff Bleszinski, US-amerikanischer Computerspielentwickler
- 12. Februar: Shahzada Dawood, pakistanisch-britisch-maltesischer Geschäftsmann, Investor und Philanthrop († 2023)
- 12. Februar: Markus Ganahl, liechtensteinischer Skirennläufer
- 12. Februar: Alexia Landeau, französische Schauspielerin
- 12. Februar: Christian Linker, deutscher Jugendbuchautor
- 12. Februar: Scot Pollard, US-amerikanischer Basketballspieler
- 12. Februar: Regla Torres, kubanische Volleyballspielerin
- 12. Februar: Simone Westerfeld, deutsch-schweizerische Bankmanagerin und Hochschullehrerin
- 12. Februar: Sylvain White, französischer Filmregisseur
- 12. Februar: Heiko Wiesenthal, deutscher Sitzvolleyball- und Faustballspieler
- 13. Februar: Jason Barry, irischer Dartspieler
- 13. Februar: Sabine Bätzing-Lichtenthäler, deutsche Politikerin

Ben Collins

- 13. Februar: Ben Collins, britischer Automobilrennfahrer
- 13. Februar: Sarah Cook, neuseeländische Squashspielerin
- 13. Februar: Tony Dalton, mexikanisch-US-amerikanischer Schauspieler und Drehbuchautor
- 13. Februar: Lizzie Fletcher, US-amerikanische Politikerin
- 13. Februar: Sergej Korobka, ukrainischer Fußballspieler
- 13. Februar: Brad Norton, US-amerikanischer Eishockeyspieler
- 13. Februar: Sebastian Rohrbach, deutscher Schauspieler
- 13. Februar: Daniel Strigel, deutscher Degenfechter
- 14. Februar: Bernhard Baier, österreichischer Politiker
- 14. Februar: Claudia Blasberg, deutsche Ruderin
- 14. Februar: Markus Blume, deutscher Politiker
- 14. Februar: Leandro Fonseca, brasilianischer Fußballspieler
- 14. Februar: Nika Gilauri, georgischer Politiker

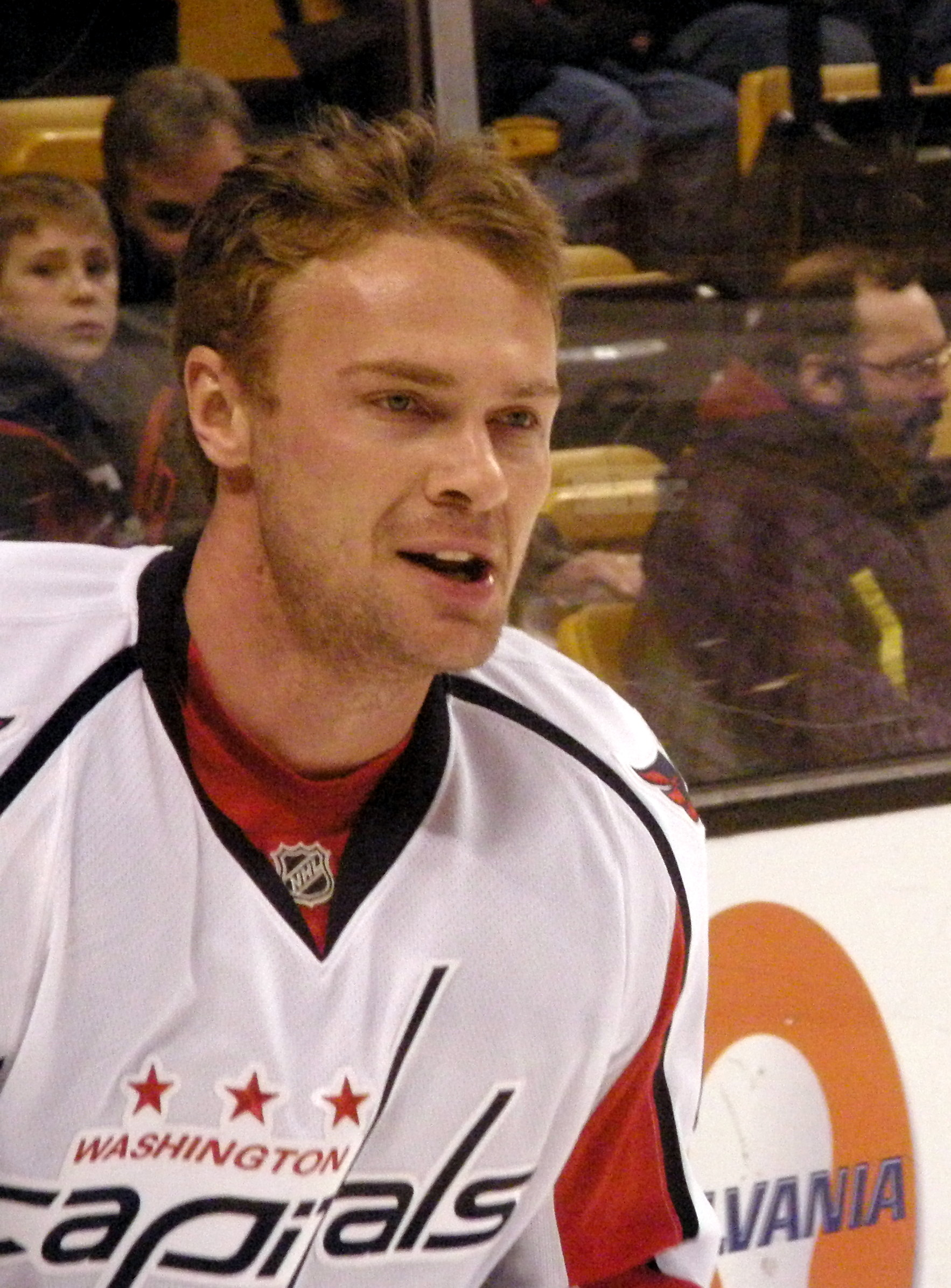
Wiktor Koslow

- 14. Februar: Wiktor Koslow, russischer Eishockeyspieler
- 14. Februar: Raik Nowka, deutscher Jurist und Politiker
- 14. Februar: Michael Scheurer, deutscher Bahnradsportler
- 14. Februar: Lars Schiersand, deutscher Fußballspieler
- 14. Februar: Harald Stolka, deutscher Poolbillardspieler
- 14. Februar: Xie Hui, chinesischer Fußballspieler
- 14. Februar: Malik Zidi, französischer Schauspieler
- 15. Februar: Serge Aubin, kanadischer Eishockeyspieler und -trainer
- 15. Februar: Thomas Bareiß, deutscher Politiker

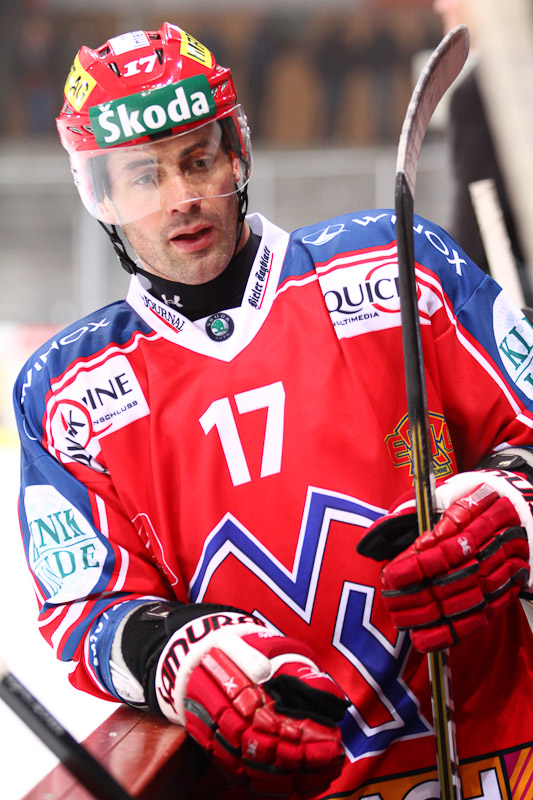
Sébastien Bordeleau

- 15. Februar: Sébastien Bordeleau, französisch-kanadischer Eishockeyspieler
- 15. Februar: Irina Fedotowa, russische Ruderin
- 15. Februar: Nadine Hampel, deutsche Politikerin
- 15. Februar: Jens Knippschild, deutscher Tennisspieler
- 15. Februar: Yumi Ōbe, japanische Fußballspielerin
- 15. Februar: Kati Venäläinen, finnische Skilangläuferin
- 16. Februar: Isaac Bustos, mexikanischer Boxer
- 16. Februar: Birgit Hesse, deutsche Politikerin

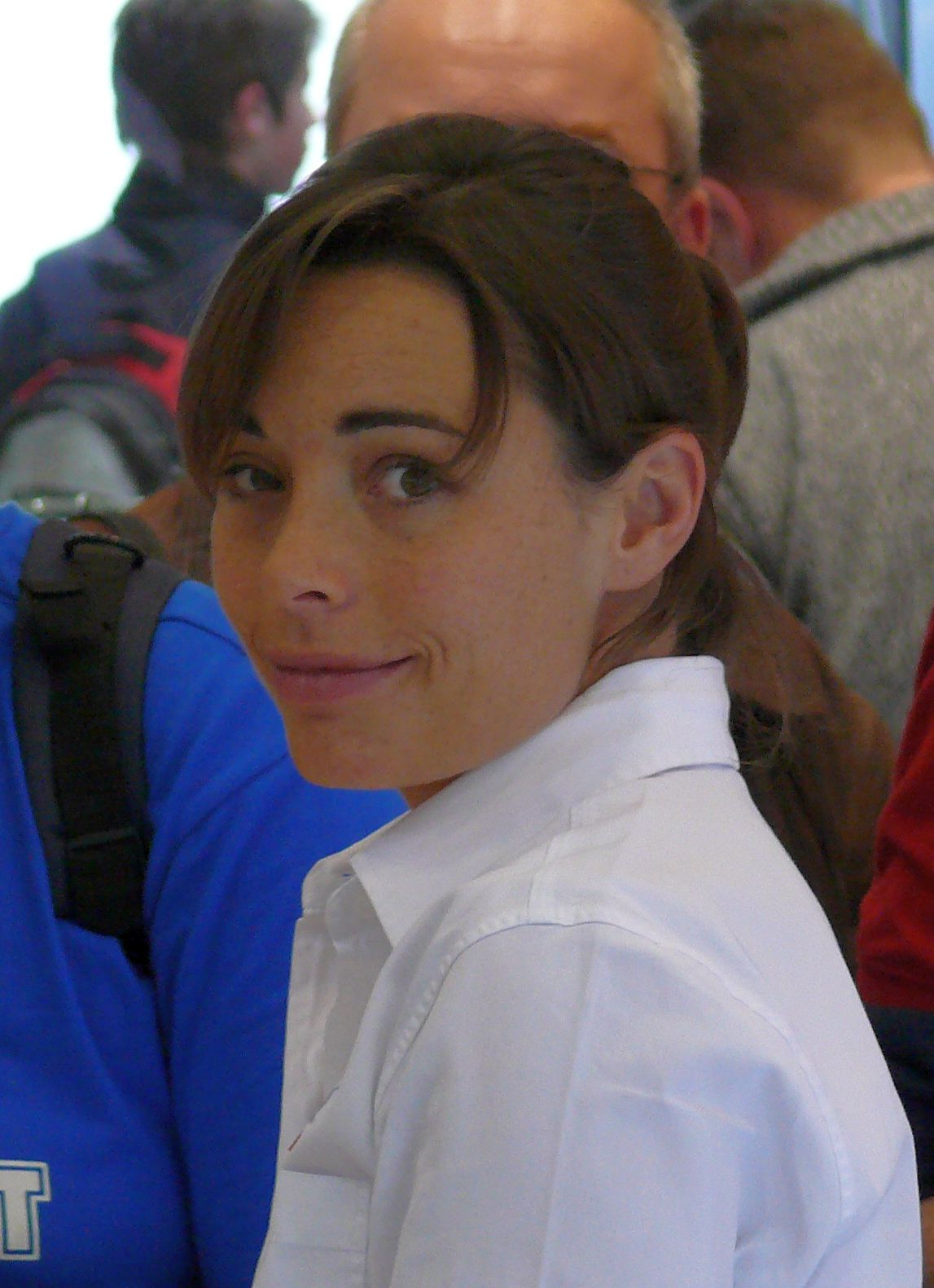
Vanina Ickx

- 16. Februar: Vanina Ickx, belgische Automobilrennfahrerin
- 16. Februar: Oleksij Masikin, ukrainischer Boxer
- 16. Februar: Marty Murray, kanadischer Eishockeyspieler und -trainer
- 16. Februar: Rustam Rahimov, tadschikisch-deutscher Amateurboxer
- 17. Februar: Erik Albinder, schwedischer Biathlet
- 17. Februar: Bülent Arslan, deutscher Politiker
- 17. Februar: Ronald Brunmayr, österreichischer Fußballspieler und -trainer
- 17. Februar: Julian Golding, englischer Sprinter
- 17. Februar: Steven Hansell, britischer Basketballspieler
- 17. Februar: Todd Harvey, kanadischer Eishockeyspieler, -trainer und -scout
- 17. Februar: Marie-Pierre Leray, französische Eiskunstläuferin
- 17. Februar: Johan Lindström, schwedischer Eishockeyspieler
- 17. Februar: Václav Prospal, tschechischer Eishockeyspieler und -trainer
- 17. Februar: Tommi Satosaari, finnischer Eishockeytorwart
- 17. Februar: Konstantin Schneider, deutscher Ringer
- 17. Februar: Ursi Walliser, schweizerische Skeletonpilotin
- 17. Februar: Peter Wurschi, deutscher Politikwissenschaftler und Soziologe
- 18. Februar: Igor Dodon, moldauischer Politiker
- 18. Februar: Serhij Fedorow, ukrainischer Fußballspieler
- 18. Februar: Keith Gillespie, nordirischer Fußballspieler
- 18. Februar: Endre Kósa, rumänischer Eishockeyspieler († 2015)
- 18. Februar: Simon Kvamm, dänischer Rocksänger
- 18. Februar: Amber Neben, US-amerikanische Radrennfahrerin

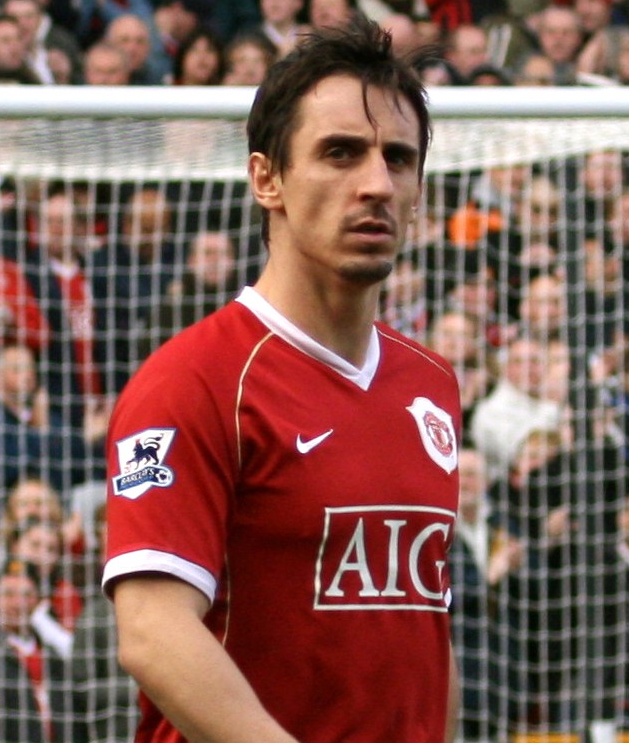
Gary Neville

- 18. Februar: Gary Neville, englischer Fußballspieler und -trainer
- 18. Februar: Darko Pivaljević, serbischer Fußballspieler
- 18. Februar: Caleb Porter, US-amerikanischer Fußballspieler und -trainer
- 18. Februar: Christo Schiwkow, bulgarischer Schauspieler († 2023)
- 18. Februar: Alexander Sholti, deutscher Schauspieler
- 18. Februar: Richard Spalinger, Schweizer Ski-Crosser
- 18. Februar: Marc Unternährer, Schweizer Jazz- und Improvisationsmusiker und Hochschullehrer
- 18. Februar: Dirk Werle, deutscher Germanist, Literaturwissenschaftler und Hochschullehrer
- 19. Februar: Daniel Patrick Adair, kanadischer Schlagzeuger
- 19. Februar: Mohamed Aly, ägyptischer Boxer im Superschwergewicht
- 19. Februar: Nataly Attiya, israelische Schauspielerin
- 19. Februar: Lata Gouveia, portugiesischer Singer-Songwriter und Gitarrist

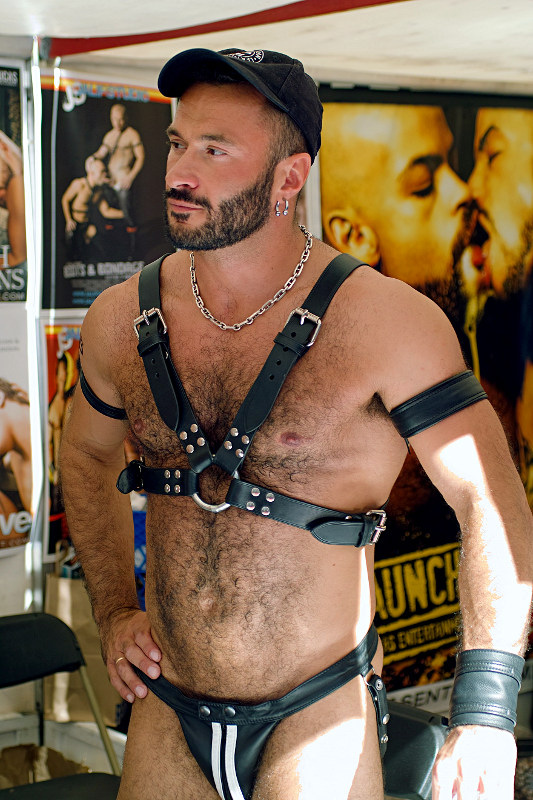
Wilfried Knight

- 19. Februar: Wilfried Knight, deutsch-US-amerikanischer Pornodarsteller († 2013)
- 19. Februar: Björn Kuhligk, deutscher Dichter und Schriftsteller
- 19. Februar: Esther de Lange, niederländische Politikerin
- 19. Februar: János Lázár, ungarischer Politiker
- 19. Februar: Andrea Lindlohr, deutsche Politikerin
- 19. Februar: Frank Lorber, deutscher Techno-DJ
- 19. Februar: Mirela Pașca, rumänische Kunstturnerin
- 19. Februar: Sergei Prokopjew, russischer Kosmonaut
- 19. Februar: Katja Schuurman, niederländische Schauspielerin
- 19. Februar: Daewon Song, US-amerikanischer Skateboarder
- 20. Februar: Hans Achorner, österreichischer Biathlet
- 20. Februar: Ismael Kirui, kenianischer Langstreckenläufer
- 20. Februar: David Klass, US-amerikanischer Drehbuchautor
- 20. Februar: Maria Liktoras, polnische Volleyballspielerin
- 20. Februar: Brian Littrell, US-amerikanischer Sänger und Mitglied der Boygroup Backstreet Boys

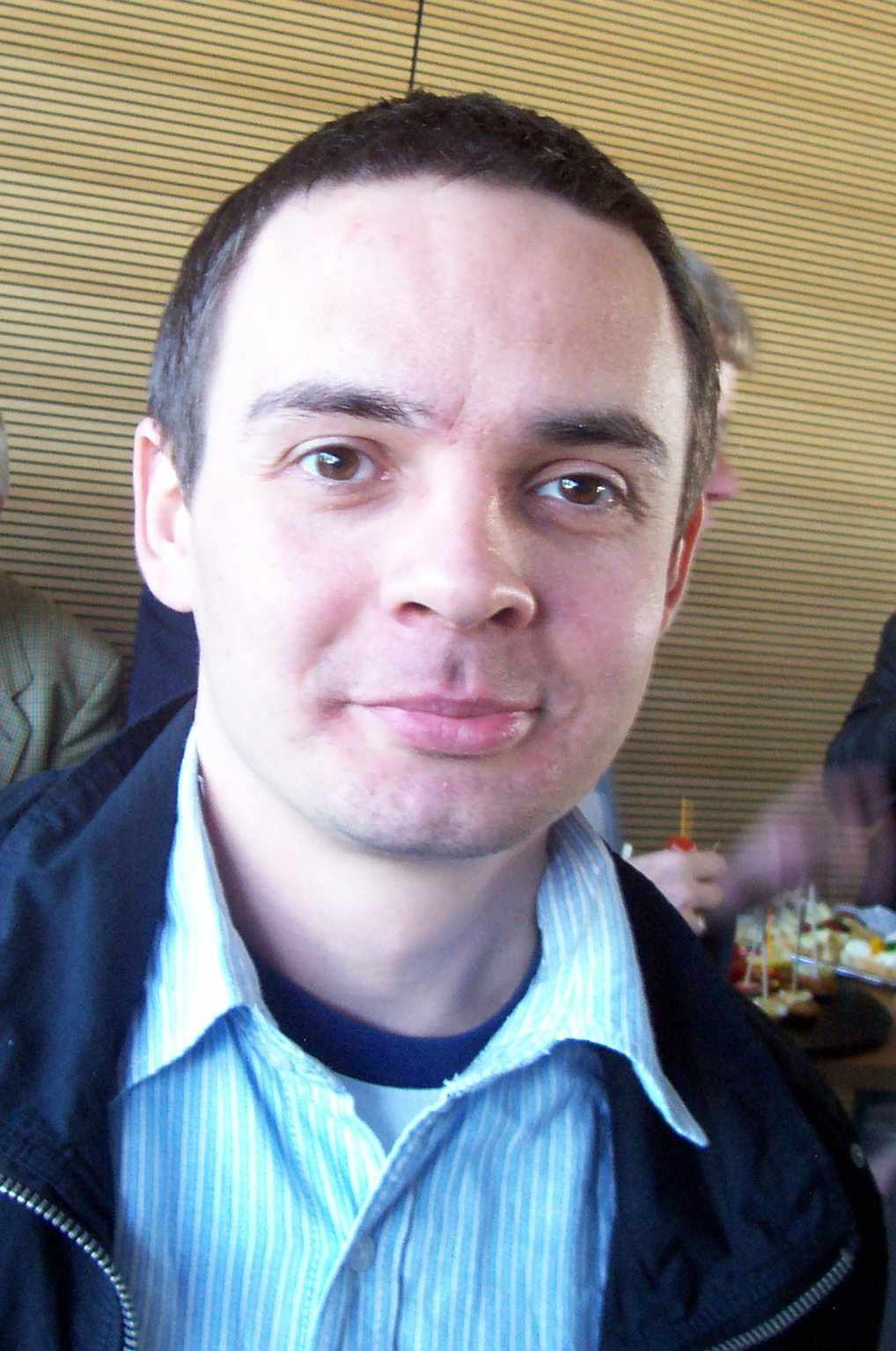
Piotr Murdzia

- 20. Februar: Piotr Murdzia, polnischer Schachspieler und Weltmeister im Lösen von Schachproblemen
- 20. Februar: Jens Reddig, deutscher Jurist
- 20. Februar: Rahman Rezaei, iranischer Fußballspieler
- 20. Februar: Cornelius Riese, deutscher Manager
- 20. Februar: Aleksandar Sarowni, bulgarischer Biathlet
- 20. Februar: Ann Vielhaben, deutsche Synchronsprecherin und Schauspielerin
- 20. Februar: Niclas Wallin, schwedischer Eishockeyspieler
- 20. Februar: Brendan Witt, kanadischer Eishockeyspieler
- 20. Februar: Denis Zovko, kroatischer Fußballspieler
- 20. Februar: Oleksandr Sarownyj, ukrainischer Skilangläufer
- 21. Februar: Daniel Fehlow, deutscher Schauspieler und Synchronsprecher
- 21. Februar: Lutz Heineking junior, deutscher Filmproduzent und Regisseur
- 21. Februar: Tuomas Ketola, finnischer Tennisspieler
- 21. Februar: Sergio Martínez, argentinischer Boxer
- 21. Februar: Richard Morales, uruguayischer Fußballspieler
- 21. Februar: Igoris Morinas, litauischer Fußballspieler
- 21. Februar: Mustafa Özkan, deutsch-türkischer Fußballspieler
- 21. Februar: Miroslav Schwarz, deutscher Schachspieler und -trainer
- 21. Februar: Troy W. Slaten, US-amerikanischer Schauspieler
- 21. Februar: Tobias Vethake, deutscher Musiker und Komponist
- 22. Februar: Annakin, Schweizer Musikerin

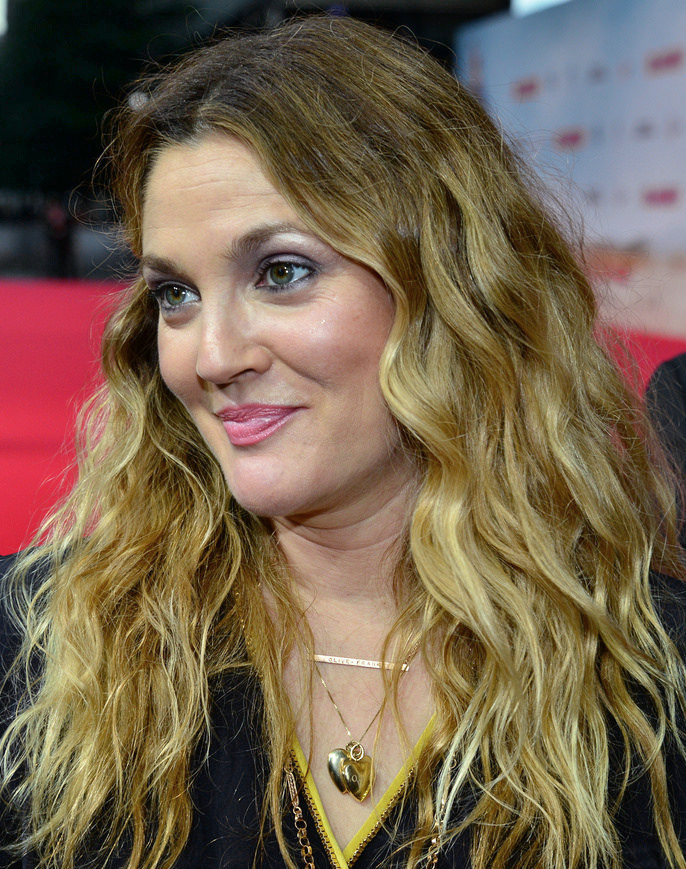
Drew Barrymore

- 22. Februar: Drew Barrymore, US-amerikanische Schauspielerin und Filmproduzentin
- 22. Februar: Rita Cardinale, ungarische Pornodarstellerin
- 22. Februar: Tolga Doğantez, türkischer Fußballspieler
- 22. Februar: Mathias Franzén, schwedischer Handballspieler und -trainer
- 22. Februar: Gianni Guigou, uruguayischer Fußballspieler
- 22. Februar: Niina Jyrkiäinen, finnische Biathletin
- 22. Februar: Fele Martínez, spanischer Schauspieler
- 22. Februar: Thomas Meggle, deutscher Fußballspieler
- 22. Februar: Mami Shindō, japanische Biathletin
- 22. Februar: Sébastien Tellier, französischer Sänger und Songwriter
- 22. Februar: Natalja Wesselnizkaja, russische Anwältin

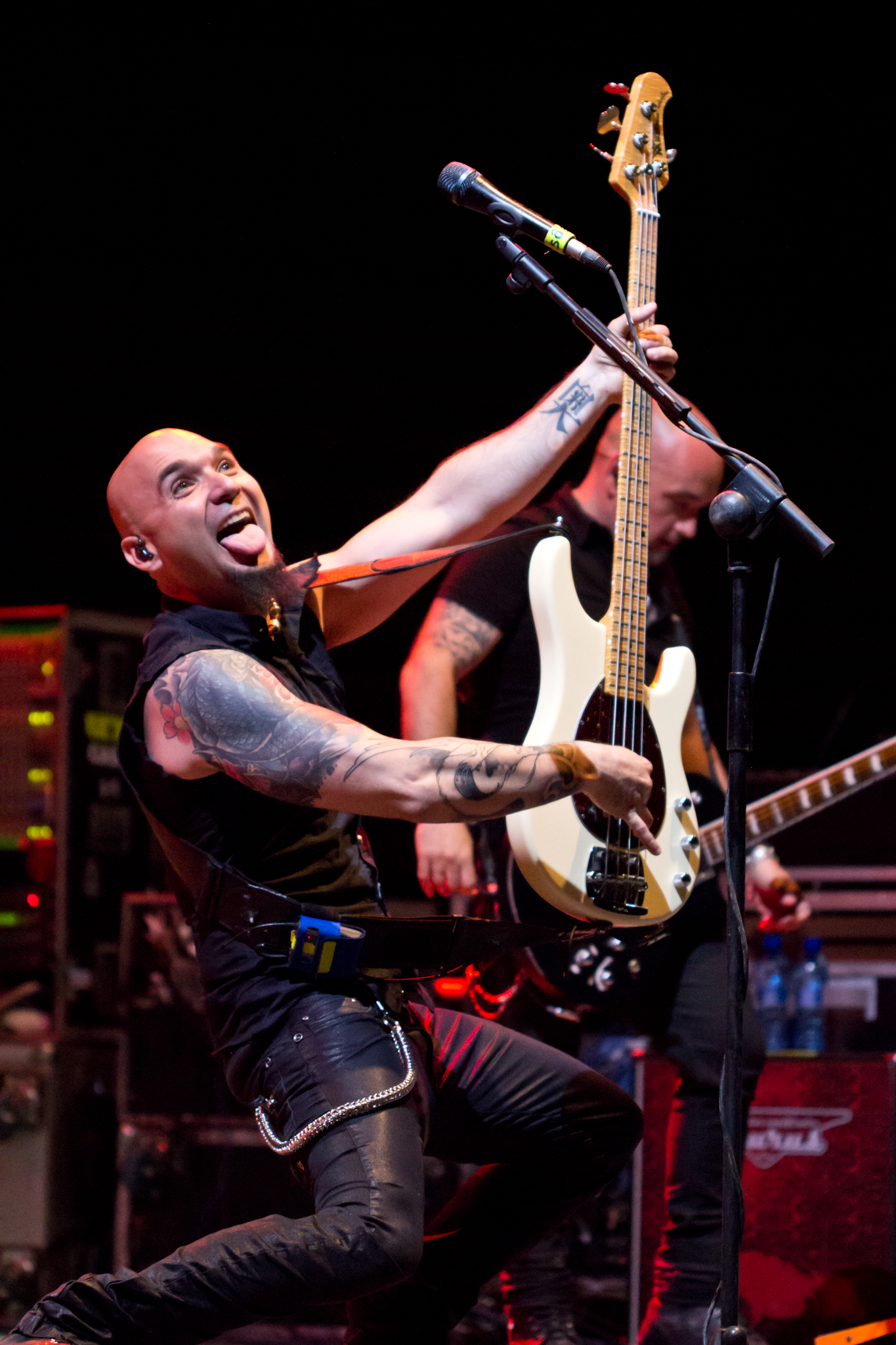
Carlos Escobedo

- 23. Februar: Carlos Escobedo, spanischer Rockmusiker
- 23. Februar: Wayne Escoffery, US-amerikanischer Jazzmusiker
- 23. Februar: Julia Fiedorczuk, polnische Schriftstellerin und Übersetzerin
- 23. Februar: Wilfred Kibet Kigen, kenianischer Marathonläufer
- 23. Februar: Robert Lopez, US-amerikanischer Film- und Musicalkomponist
- 23. Februar: Álvaro Morte, spanischer Schauspieler
- 23. Februar: Alexander Neidlein, deutscher Politiker
- 23. Februar: Sabina Sciubba, italienische Sängerin, Komponistin und Schauspielerin
- 23. Februar: Maryse Turcotte, kanadische Gewichtheberin
- 23. Februar: Bohdan Ulihrach, tschechischer Tennisspieler
- 23. Februar: Natalia Verbeke, spanische Schauspielerin
- 24. Februar: Modesto Álvarez Domínguez, spanischer Biathlet
- 24. Februar: Serkan Aykut, türkischer Fußballspieler
- 24. Februar: Guido van den Berg, deutscher Politiker († 2019)
- 24. Februar: Modesto Álvarez Domínguez, spanischer Biathlet
- 24. Februar: Markus Egger, Schweizer Beachvolleyballspieler

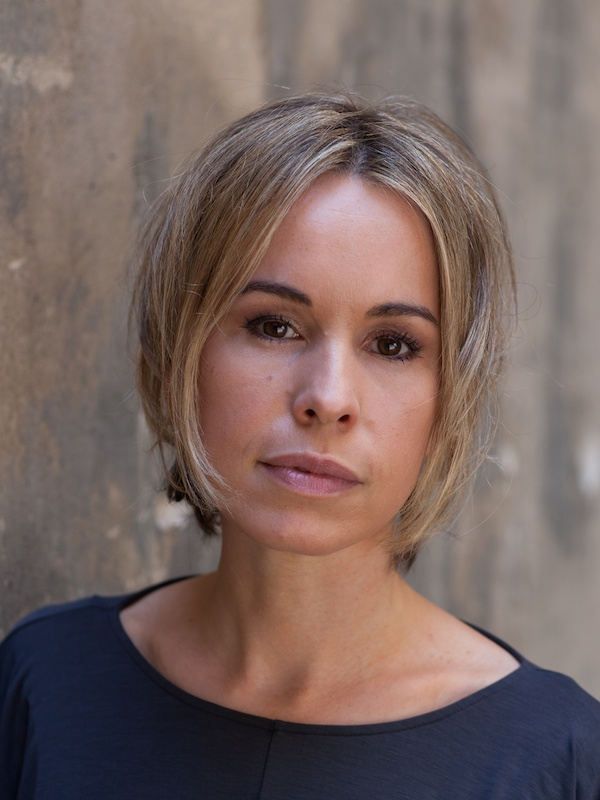
Mareike Fell

- 24. Februar: Mareike Fell, deutsche Schauspielerin
- 24. Februar: Vjeran Ivanković, Schweizer Eishockeyspieler und -trainer
- 24. Februar: Julian Johnsson, färöischer Fußballspieler
- 24. Februar: Ashley Dwayne MacIsaac, kanadischer Geiger und Rockmusiker
- 24. Februar: Philipp Mettler, Schweizer Kapellmeister, Klarinetten- und Saxophonspieler

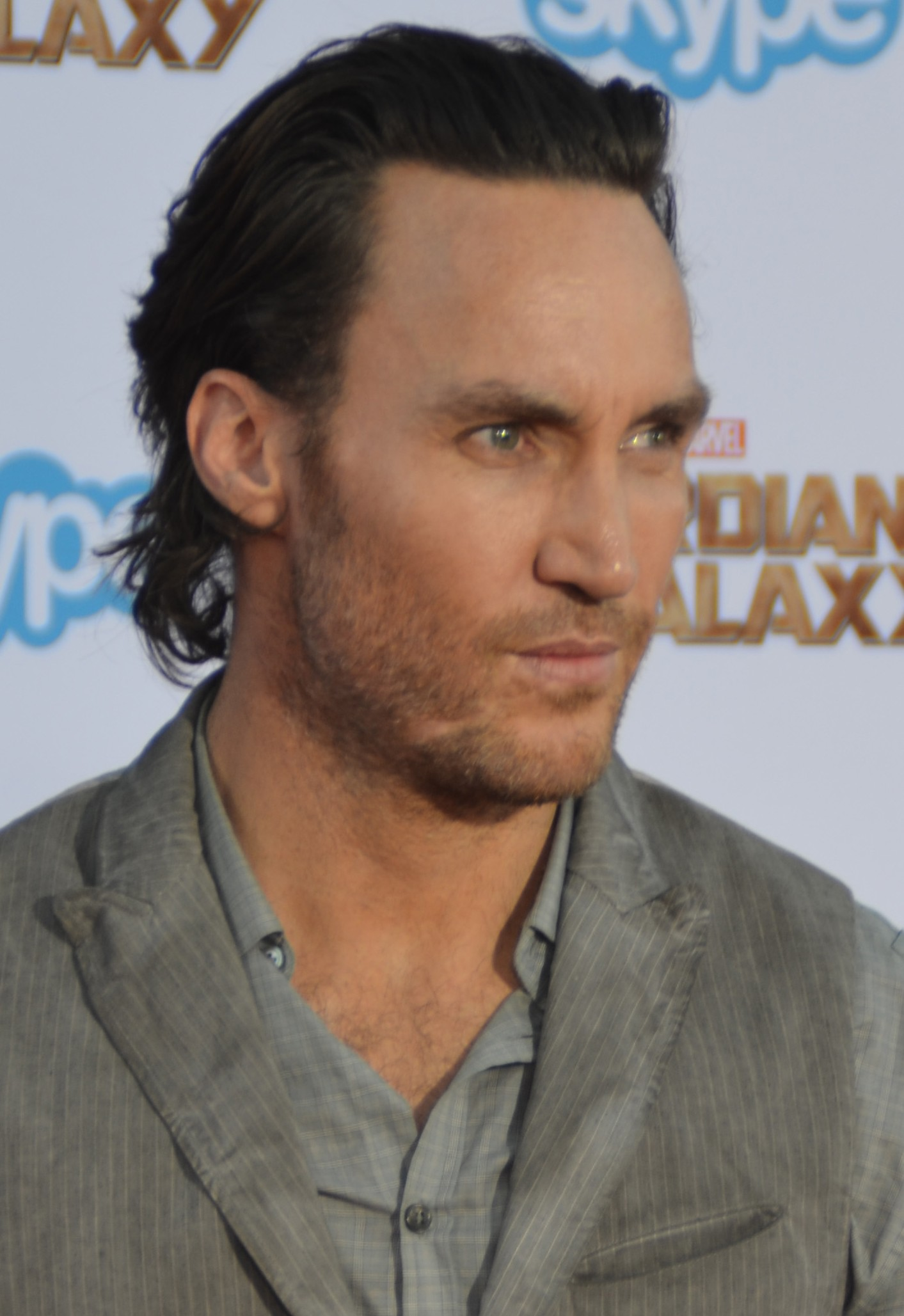
Callan Mulvey

- 24. Februar: Callan Mulvey, australischer Schauspieler
- 24. Februar: Fortunato Zampaglione, italienischer Songwriter und Sänger
- 25. Februar: Natalja Baranowa-Massalkina, russische Skilangläuferin
- 25. Februar: Wadym Braschnyk, ukrainischer Handballtorwart
- 25. Februar: Tobias Carlsson (Fußballspieler, 1975), schwedischer Fußballspieler
- 25. Februar: Brian Drye, US-amerikanischer Jazzposaunist, Pianist, Musikpädagoge und Komponist
- 25. Februar: Dariusz Dziadzio, polnischer Politiker
- 25. Februar: Mika’ela Fisher, deutsche Schauspielerin, Model, Regisseurin, Drehbuchautorin und Produzentin
- 25. Februar: Silvia Gajdošová, slowakische Fußballspielerin
- 25. Februar: Chelsea Handler, US-amerikanische Komikerin und Schauspielerin
- 25. Februar: Andreas Kuhlage, deutscher Radiomoderator
- 25. Februar: Oleh Kyrjuchin, ukrainischer Boxer
- 25. Februar: Claudia Lehmann, deutsche Filmemacherin, Autorin, Produzentin, Videokünstlerin und Performerin
- 25. Februar: Nandini Mitra, deutsche Fernsehmoderatorin
- 25. Februar: Patrik Müller, Schweizer Journalist
- 25. Februar: Uwe Steinmetz, deutscher Ju-Jutsuka

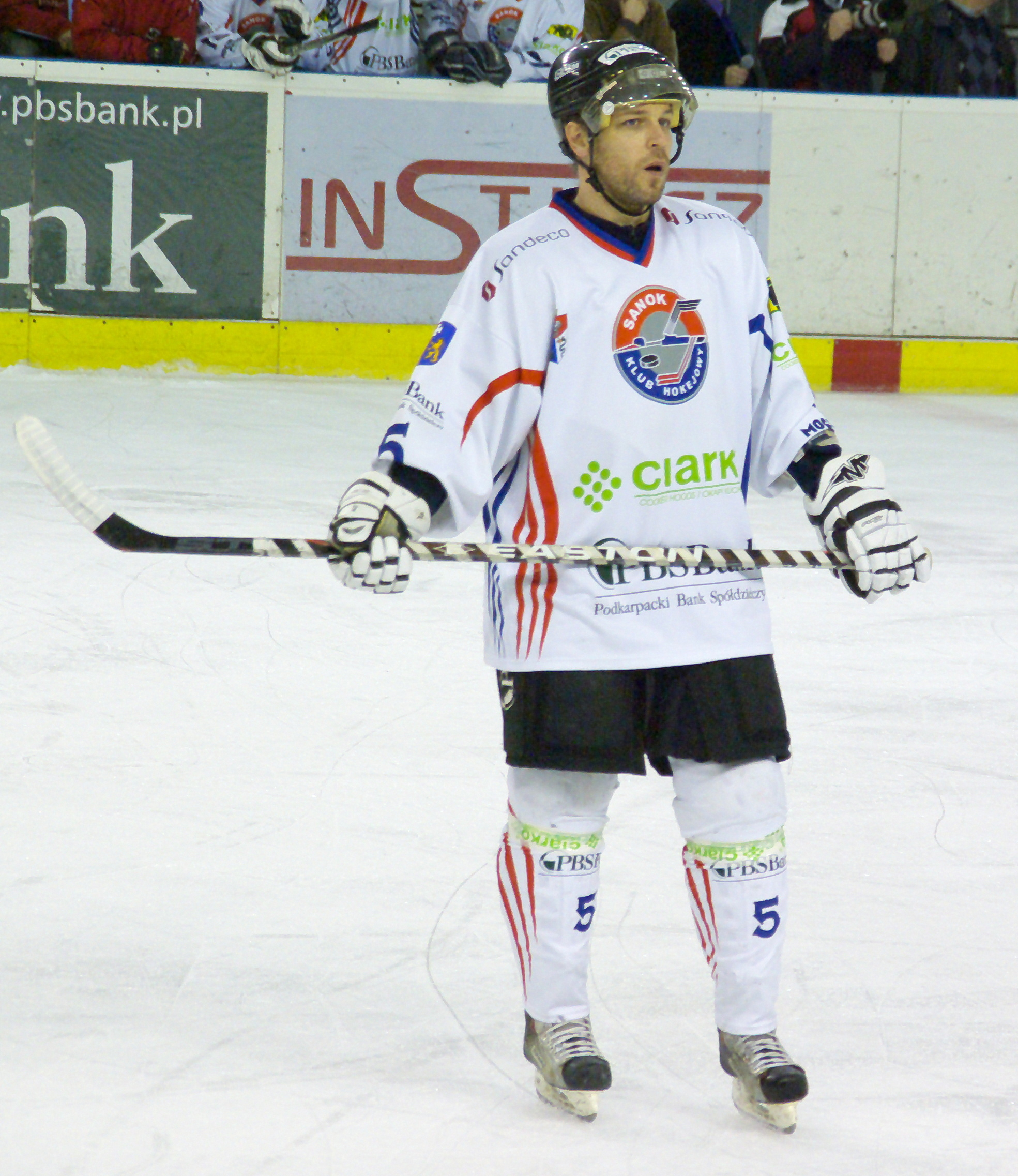
Dimitri Rodin

- 25. Februar: Dimitri Rodin, estnischer Eishockeyspieler
- 25. Februar: Ronny Weiland, deutscher Volksmusiksänger
- 26. Februar: Per Johan Axelsson, schwedischer Eishockeyspieler
- 26. Februar: Tim Berresheim, deutscher Künstler der Bildenden Kunst und der Musik
- 26. Februar: Alexander Botscharow, russischer Radrennfahrer
- 26. Februar: Julia Brendler, deutsche Schauspielerin
- 26. Februar: Frank Busemann, deutscher Zehnkämpfer
- 26. Februar: Alex Candelario, US-amerikanischer Radrennfahrer
- 26. Februar: Drew Goddard, US-amerikanischer Drehbuchautor, Produzent und Regisseur
- 26. Februar: Radka Kovaříková, tschechische Eiskunstläuferin
- 26. Februar: Michael Nast, deutscher Schriftsteller und Kolumnist
- 26. Februar: Bernhard Prinz, deutscher Künstler, Zeichner, Bildhauer und Karikaturist
- 26. Februar: Jaroslav Špelda, tschechischer Eishockeyspieler
- 27. Februar: Roberta Bieling, deutsche Journalistin und Fernsehmoderatorin
- 27. Februar: Aitor González Jiménez, spanischer Radrennfahrer
- 27. Februar: Dieter Henle, deutscher Politiker
- 27. Februar: Christoph Kuch, deutscher Mentalist
- 27. Februar: Christopher B. Landon, US-amerikanischer Drehbuchautor und Filmregisseur
- 27. Februar: Eugenia Manolides, griechische Komponistin, Dirigentin und Fernsehmoderatorin
- 27. Februar: Cristian Sanavia, italienischer Boxer
- 27. Februar: Christian Seeberger, deutscher Eishockeyspieler
- 27. Februar: Shelby Walker, US-amerikanische Boxsportlerin († 2006)
- 27. Februar: Ralf Wohlleben, deutscher Politiker

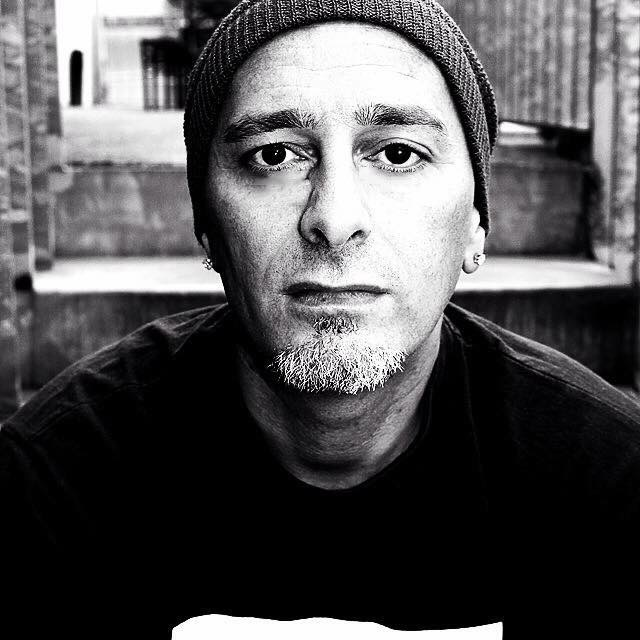
Serdar Thenk Yildiz

- 27. Februar: Serdar Thenk Yildiz, türkischer Entertainer und Promoter
- 28. Februar: Charles Amoah, ghanaischer Fußballspieler
- 28. Februar: Joachim Buggelsheim, österreichischer Basketballspieler
- 28. Februar: Georgia Ellinaki, griechische Wasserballspielerin
- 28. Februar: Mr. Sam, französischer Trance-DJ und Musikproduzent
- 28. Februar: Daniel Troha, deutscher Produzent, DJ, Remixer, Komponist, Photograph und Photodesigner
- 28. Februar: István Ujhelyi, ungarischer Politiker
- 28. Februar: Branch Warren, US-amerikanischer Bodybuilder

### März
- 01. März: Shahid Afridi, pakistanischer Cricketspieler Shahid Afridi

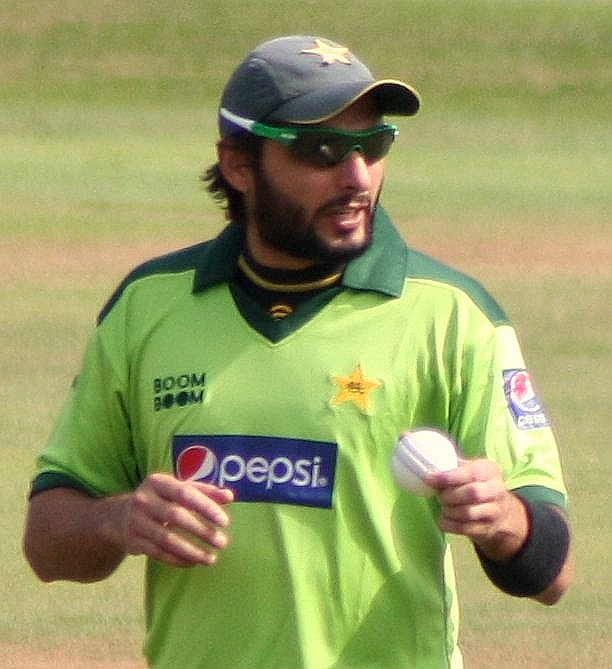
Shahid Afridi

- 01. März: Christian Anderl, österreichischer Radiomoderator, Fotograf, Videoproduzent und Filmemacher
- 01. März: Brendan Brazier, kanadischer Ausdauersportler, Autor und Unternehmer
- 01. März: Aynur Doğan, kurdische Sängerin Aynur Doğan

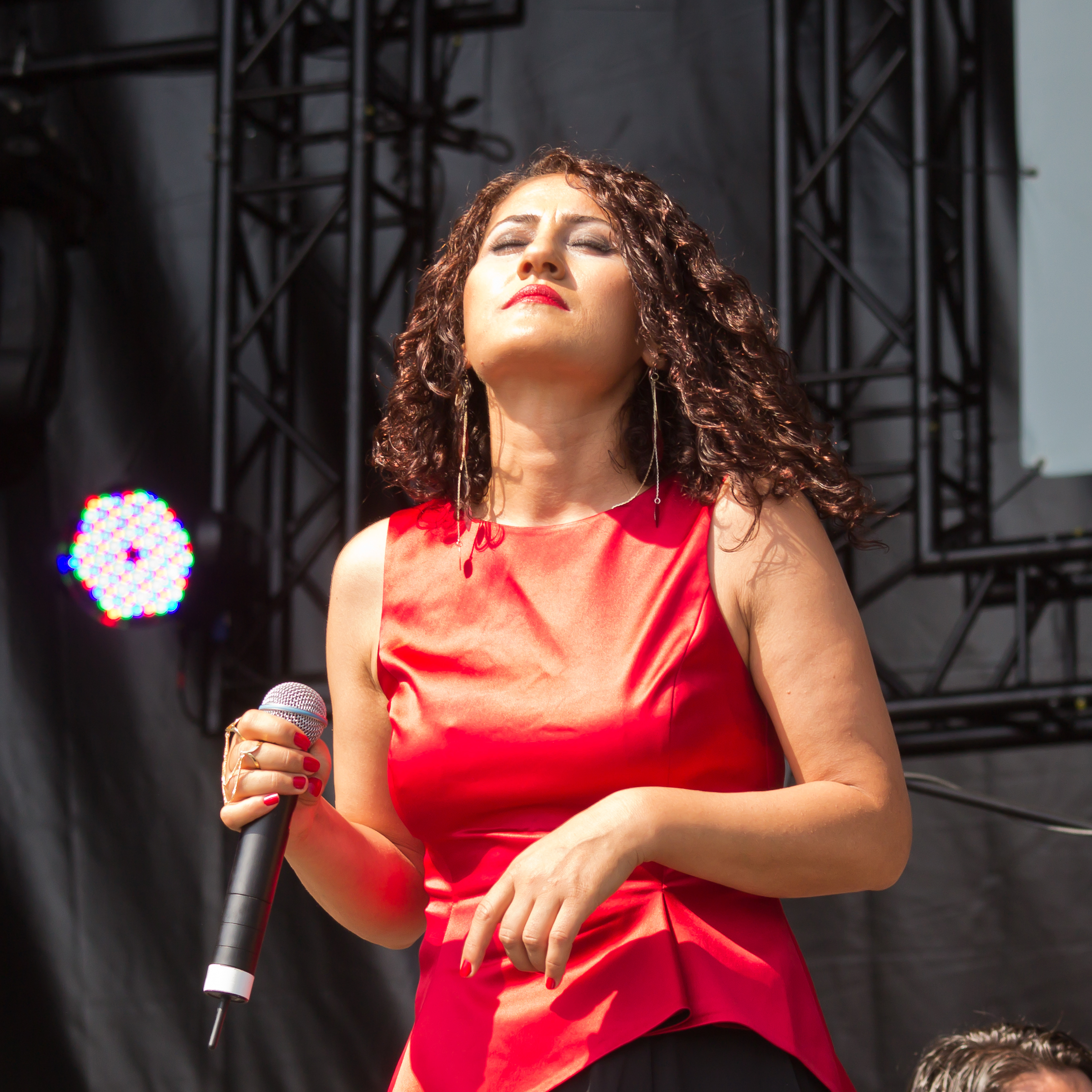
Aynur Doğan

- 01. März: Rüdiger Kauf, deutscher Fußballspieler
- 01. März: Aaron Keller, japanischer Eishockeyspieler kanadischer Herkunft
- 01. März: Krešimir Matijević, deutscher Althistoriker und Hochschullehrer
- 01. März: Valentina Monetta, san-marinesische Popsängerin
- 01. März: Thomas Rid, deutscher Politikwissenschaftler und Sachbuchautor
- 01. März: George Rimarcdi, schwedischer Badmintonspieler
- 01. März: Kristina Stoltz, dänische Schriftstellerin
- 02. März: Nicola Albrecht, deutsche Journalistin und Auslandskorrespondentin
- 02. März: Serena Owusua Dankwa, Schweizer Geschlechterforscherin, Fernsehmoderatorin und Journalistin
- 02. März: Karin Doppelbauer, österreichische Managerin, Bio-Bäuerin und Politikerin
- 02. März: El-P, US-amerikanischer Hip-Hop-Musiker und Produzent
- 02. März: Noriyuki Haga, japanischer Motorradrennfahrer
- 02. März: Ilse Kopatz, österreichische Fußballspielerin
- 02. März: Alexander Kowaljow, russischer Kanute
- 02. März: Lee Sun-kyun, südkoreanischer Schauspieler († 2023) Lee Sun-kyun

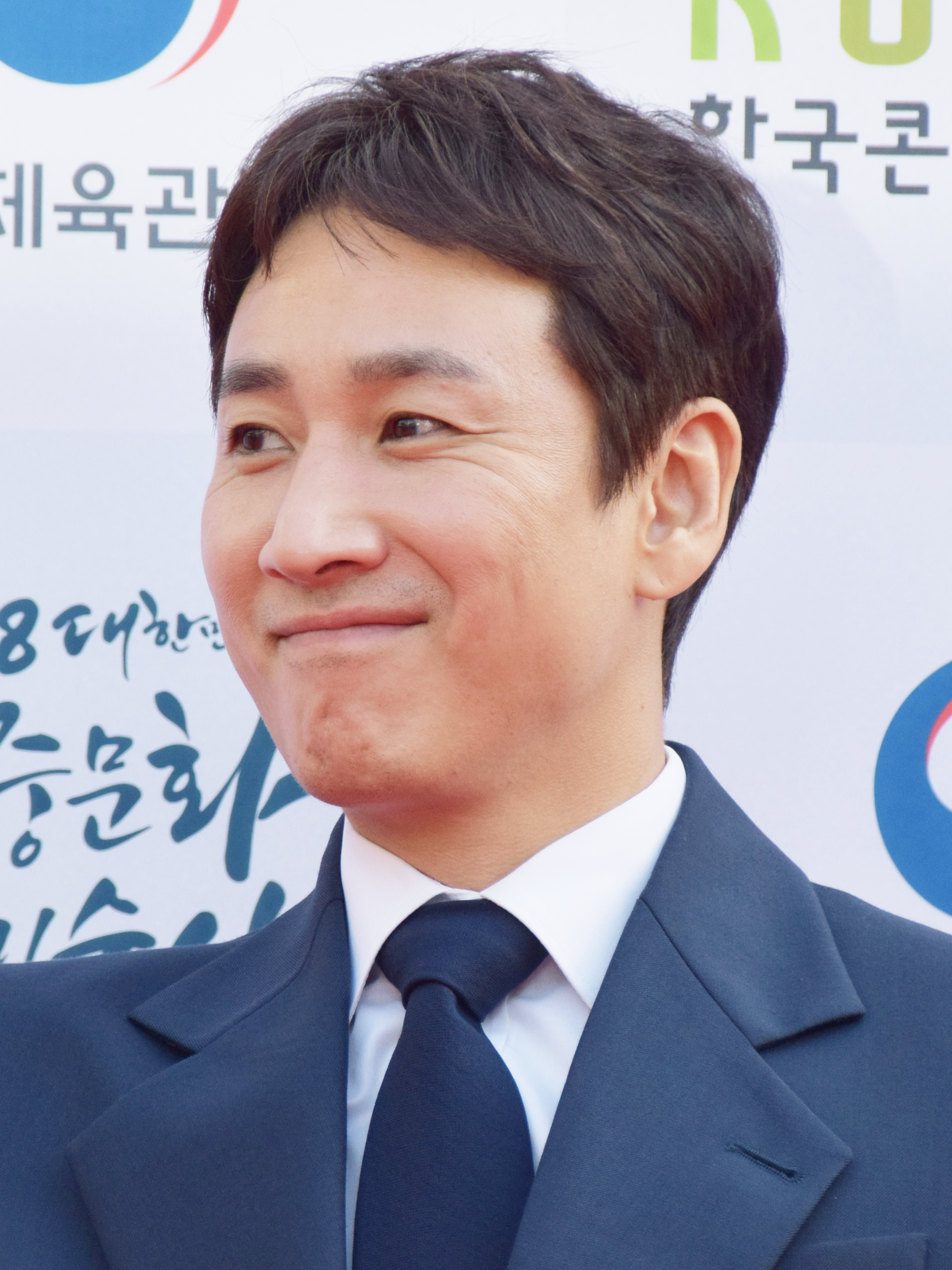
Lee Sun-kyun

- 02. März: Moussa Mara, malischer Politiker
- 02. März: Juan Antonio Marín, costa-ricanischer Tennisspieler
- 02. März: Thomas Mrsic-Flogel, britischer Neurobiologe
- 02. März: Radu Niculescu, rumänischer Fußballspieler
- 02. März: Gerda Raidt, deutsche Illustratorin
- 02. März: Cyd Schulte, US-amerikanische Schauspielerin, Drehbuchautorin, Produzentin und Regisseurin
- 02. März: Emanuel Schulz, österreichischer Komponist und Dirigent
- 03. März: Alberto Benito, spanischer Radrennfahrer
- 03. März: David Blanco, spanischer Radrennfahrer
- 03. März: Regula Elsener, Schweizer Journalistin, Buchautorin und TV-Moderatorin
- 03. März: Christian Gabriel, deutscher Schachgroßmeister
- 03. März: Martin Gjurow, bulgarischer Eishockeyspieler
- 03. März: Katja Leikert, deutsche Politikerin Katja Leikert

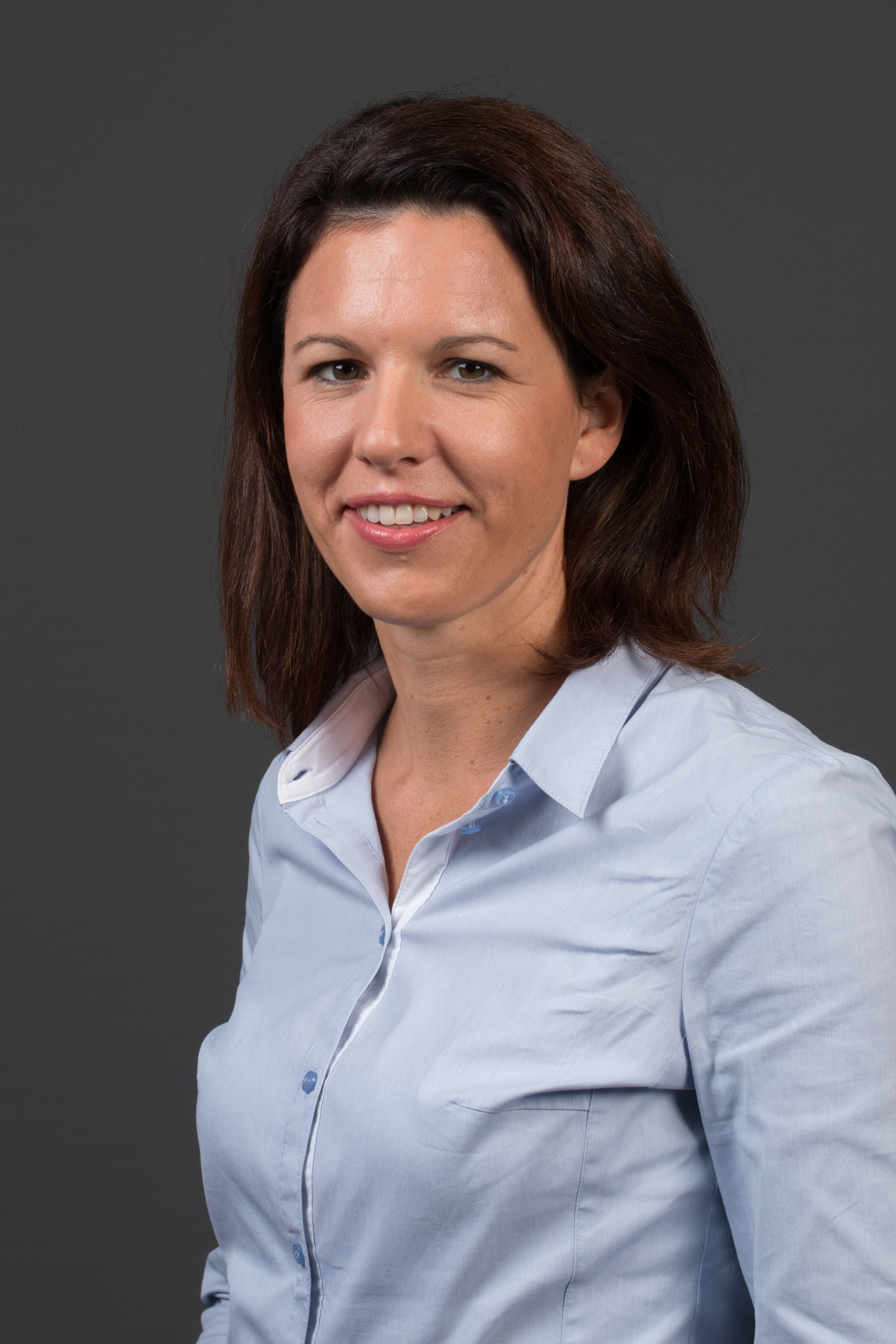
Katja Leikert

- 03. März: Richard Pavlikovský, slowakischer Eishockeyspieler
- 03. März: Thorunn Egilsdottir, luxemburgisch-isländische Sängerin, Schauspielerin, Fernseh- und Radiomoderatorin
- 03. März: Eric Powell, US-amerikanischer Comickünstler
- 03. März: Raoul Reinert, deutscher Filmproduzent, Dramaturg, Drehbuchautor und Rechtsanwalt
- 03. März: Colin Stetson, kanadischer Jazzmusiker und Komponist US-amerikanischer Herkunft
- 03. März: Marius Weiß, deutscher Politiker
- 03. März: Johanna Wokalek, deutsche Schauspielerin
- 04. März: Antti Aalto, finnischer Eishockeyspieler
- 04. März: Kirsten Bolm, deutsche Leichtathletin
- 04. März: Mats Eilertsen, norwegischer Jazzmusiker und Komponist Mats Eilertsen

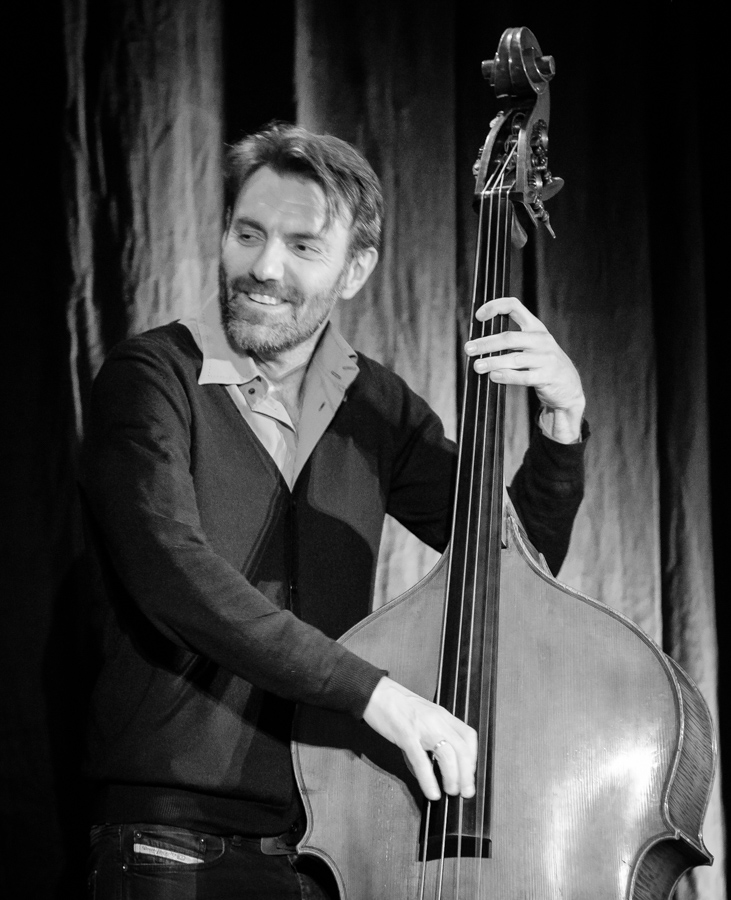
Mats Eilertsen

- 04. März: Patrick Femerling, deutscher Basketballspieler und -trainer
- 04. März: Robert Kleindienst, österreichischer Schriftsteller
- 04. März: Indrek Koff, estnischer Schriftsteller und Übersetzer
- 04. März: Ladislav Kohn, tschechischer Eishockeyspieler
- 04. März: Rudi Lausarot, uruguayischer Sportschütze
- 04. März: João Batista Casemiro Marques, brasilianisch-türkischer Fußballspieler
- 04. März: Eva Martincová, tschechische Tennisspielerin
- 04. März: Tino Sorge, deutscher Politiker
- 04. März: Marek Trejgis, polnischer Fußballspieler
- 04. März: Winson, deutscher Musiker und Radiomoderator
- 04. März: Hawksley Workman, kanadischer Singer-Songwriter
- 05. März: Louis Mark Attrill, britischer Ruderer
- 05. März: Florian Bahrdt, deutscher Fernsehjournalist und Moderator
- 05. März: Jolene Blalock, US-amerikanische Schauspielerin Jolene Blalock

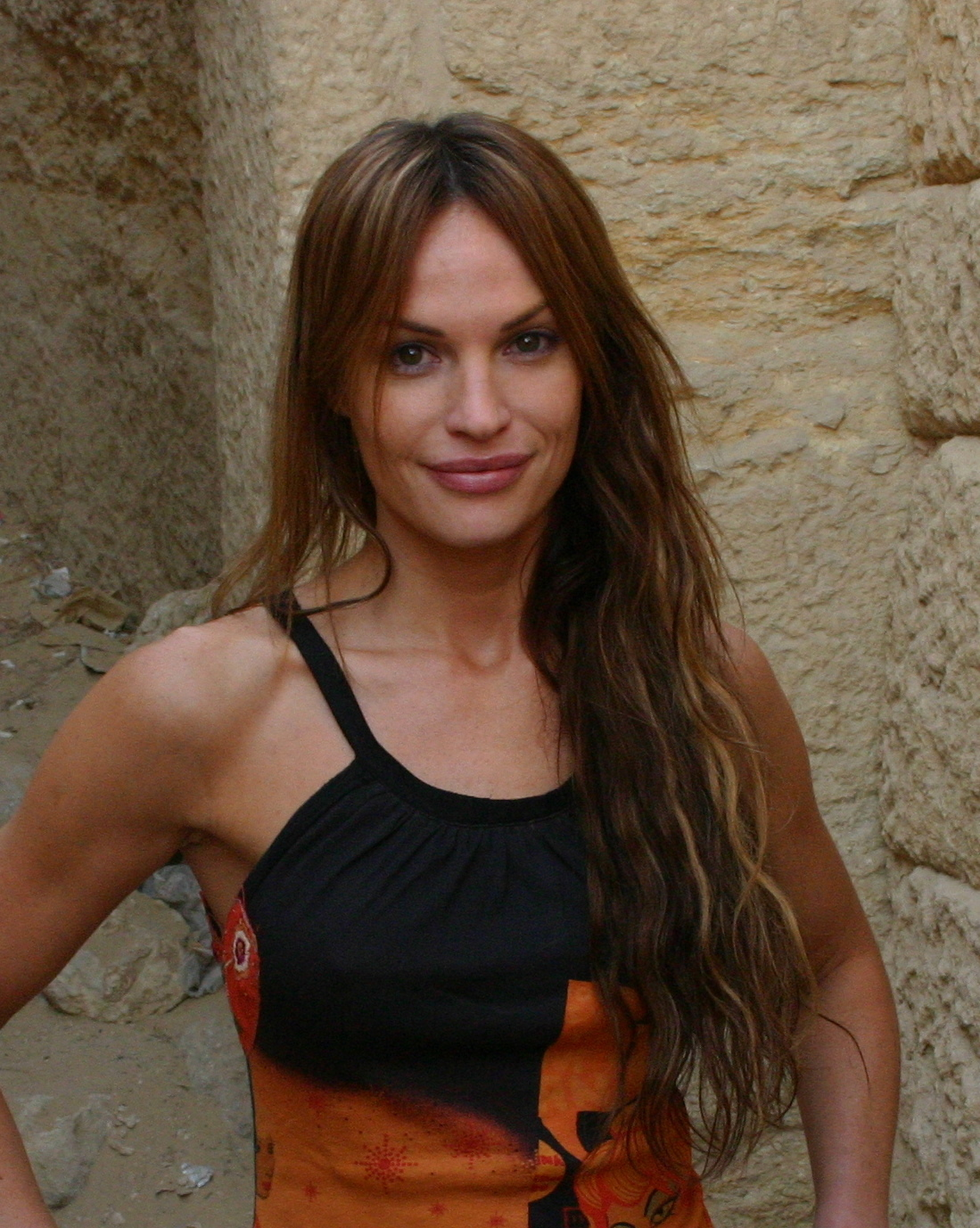
Jolene Blalock

- 05. März: Markus Stephan Bugnyár, österreichischer Priester
- 05. März: Luciano Burti, brasilianischer Automobilrennfahrer
- 05. März: Hana Dostalová, tschechische Biathletin
- 05. März: Danielo Estefan, uruguayischer Leichtathlet
- 05. März: Lars Geipel, deutscher Handballschiedsrichter
- 05. März: Anthony Gobert, australischer Motorradrennfahrer († 2024)
- 05. März: Olaf Hollenkamp, deutscher Basketballspieler
- 05. März: Sergei Iwanow, russischer Radrennfahrer
- 05. März: Sasho Petrovski, australischer Fußballspieler
- 05. März: Marcus Tesch, österreichischer Choreograph, Tänzer, Musicaldarsteller und Lehrer
- 06. März: Sébastien Crubilé, französischer Unternehmer und Automobilrennfahrer
- 06. März: Alexander Hoffmann, deutscher Politiker
- 06. März: Lars-Christian Karde, deutscher Hörfunkmoderator
- 06. März: Sheik Umar Khan, sierra-leonischer Mediziner († 2014)
- 06. März: Thorsten Koslowski, deutscher Eishockeyspieler
- 06. März: Eric Krieger, österreichischer Judoka
- 06. März: Yannick Nézet-Séguin, kanadischer Dirigent
- 06. März: Mikel Pradera, spanischer Radrennfahrer
- 06. März: Ra Mi-ran, südkoreanische Schauspielerin Ra Mi-ran

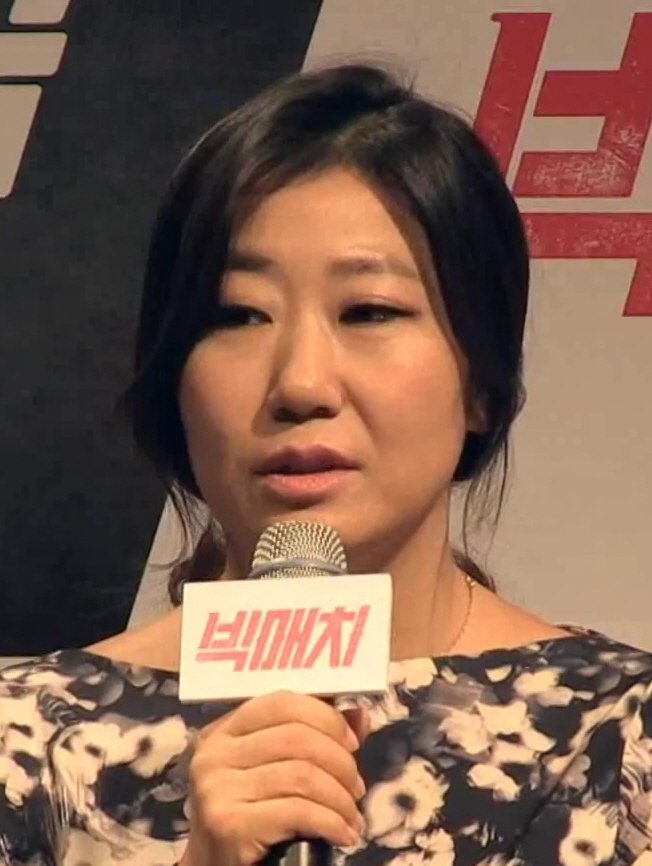
Ra Mi-ran

- 06. März: Robert Rosenberg, tschechischer Pornodarsteller
- 06. März: Janne Väätäinen, finnischer Skispringer und Trainer
- 06. März: Jiří Vávra, tschechischer Fußballspieler
- 07. März: József Adorján, rumänischer Eishockeyspieler
- 07. März: Ljubomira Batschewa, bulgarische Tennisspielerin
- 07. März: Ellie Chowns, britische Politikerin
- 07. März: Clair Fearnley, australische Leichtathletin
- 07. März: Stefan Hirsch, österreichischer Politiker
- 07. März: Li Ching, hongkong-chinesischer Tischtennisspieler
- 07. März: Pascal Meiser, deutscher Politiker
- 07. März: Ulrica Persson, schwedische Skilangläuferin
- 07. März: Florian Rentsch, deutscher Politiker
- 07. März: Sebastian Sager, deutscher Mathematiker
- 07. März: Olexander Streltsov, ukrainischer, schweizerischer und südkoreanischer Bobfahrer
- 07. März: T. J. Thyne, US-amerikanischer Filmschauspieler T. J. Thyne

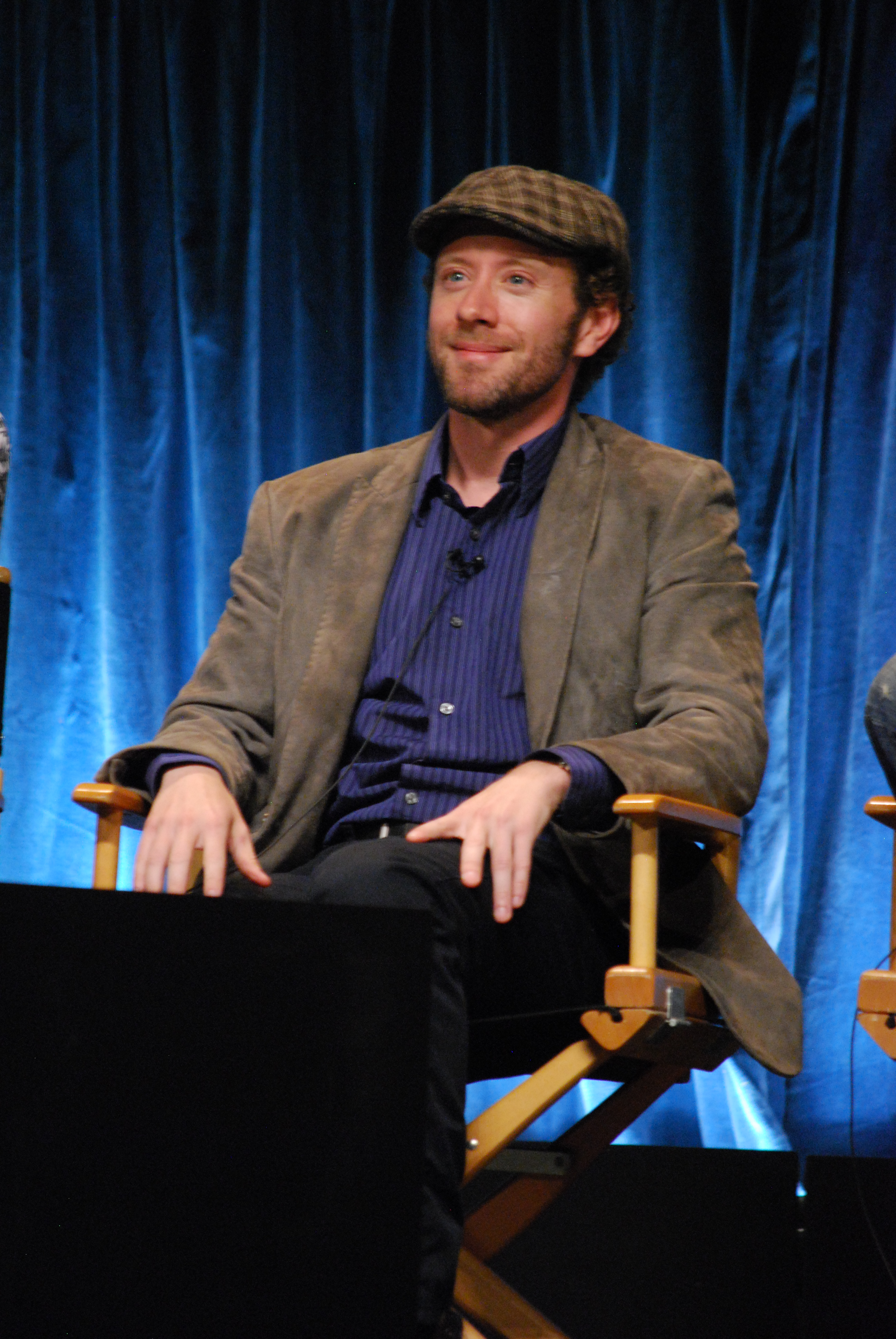
T. J. Thyne

- 08. März: Benoît Arrivé, französischer Politiker
- 08. März: Jens Boehnke, deutscher Fußballspieler
- 08. März: Eva Celbová, tschechische Beachvolleyballspielerin
- 08. März: Sergej Ćetković, montenegrinischer Sänger
- 08. März: Kalle Dalin, schwedischer Orientierungsläufer
- 08. März: Mami Donoshiro, japanische Tennisspielerin
- 08. März: Uwe Ehlers, deutscher Fußballspieler und -trainer
- 08. März: Andreas Fuchs, österreichischer Triathlet
- 08. März: Andreas Glück, deutscher Politiker
- 08. März: Josh Gottheimer, US-amerikanischer Politiker
- 08. März: Sultan-Achmed Ibragimow, russischer Boxer
- 08. März: Joshua Peterson, südafrikanischer Marathonläufer
- 08. März: Carlos Watzka, österreichischer Soziologe und Historiker
- 08. März: Nadine Weckardt, deutsche Floristin
- 08. März: Markus Weissenberger, österreichischer Fußballspieler
- 09. März: Jon Coleman, US-amerikanischer Eishockeyspieler und -trainer
- 09. März: Adonal Foyle, vincentischer Basketballspieler
- 09. März: Alexei Gluschkow, russischer Ringer
- 09. März: Alexander Jank, österreichischer Fußballspieler und -trainer
- 09. März: Tero Leinonen, finnischer Eishockeytorwart
- 09. März: Julian Maas, deutscher Musiker und Filmkomponist
- 09. März: Roy Makaay, niederländischer Fußballspieler Roy Makaay

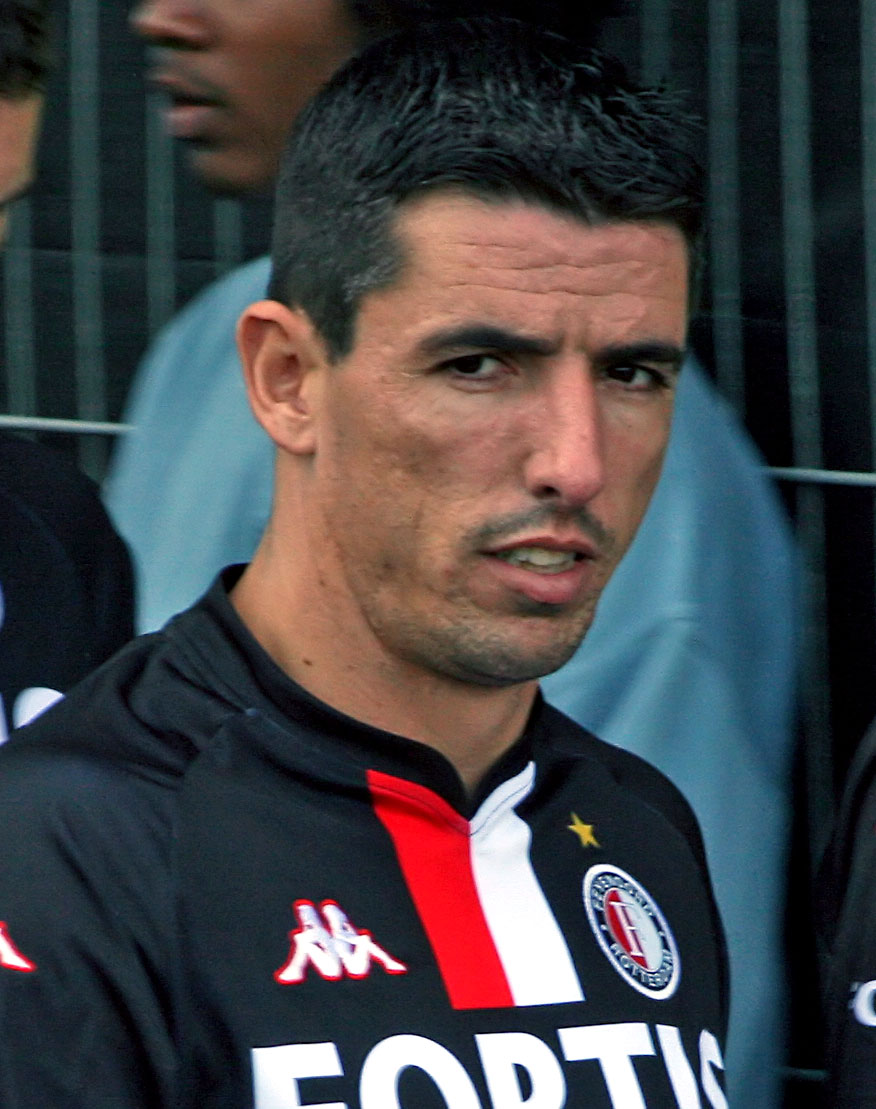
Roy Makaay

- 09. März: Lisa Miskovsky, schwedische Popsängerin
- 09. März: Tommy Möbius, deutscher Koch
- 09. März: Sander Mossing-Holsteijn, niederländischer Biathlet
- 09. März: Jan-Philipp Müller, deutscher Fernsehmoderator
- 09. März: Plumb, US-amerikanische Sängerin und Songwriterin
- 09. März: Antonio Roig, spanischer Eishockeyspieler
- 09. März: Chaske Spencer, US-amerikanischer Schauspieler und Synchronsprecher
- 09. März: Julia Valet, deutsches Fotomodell, Fernsehmoderatorin und Schauspielerin
- 09. März: Juan Sebastián Verón, argentinischer Fußballspieler
- 10. März: Stefan Bergkvist, schwedischer Eishockeyspieler
- 10. März: Lyne Bessette, kanadische Radrennfahrerin
- 10. März: Yve Burbach, deutsche Schauspielerin
- 10. März: Martin Eberhardt, österreichischer Fußballspieler
- 10. März: Kaspar Boye Larsen, dänischer Bassist Kaspar Boye Larsen

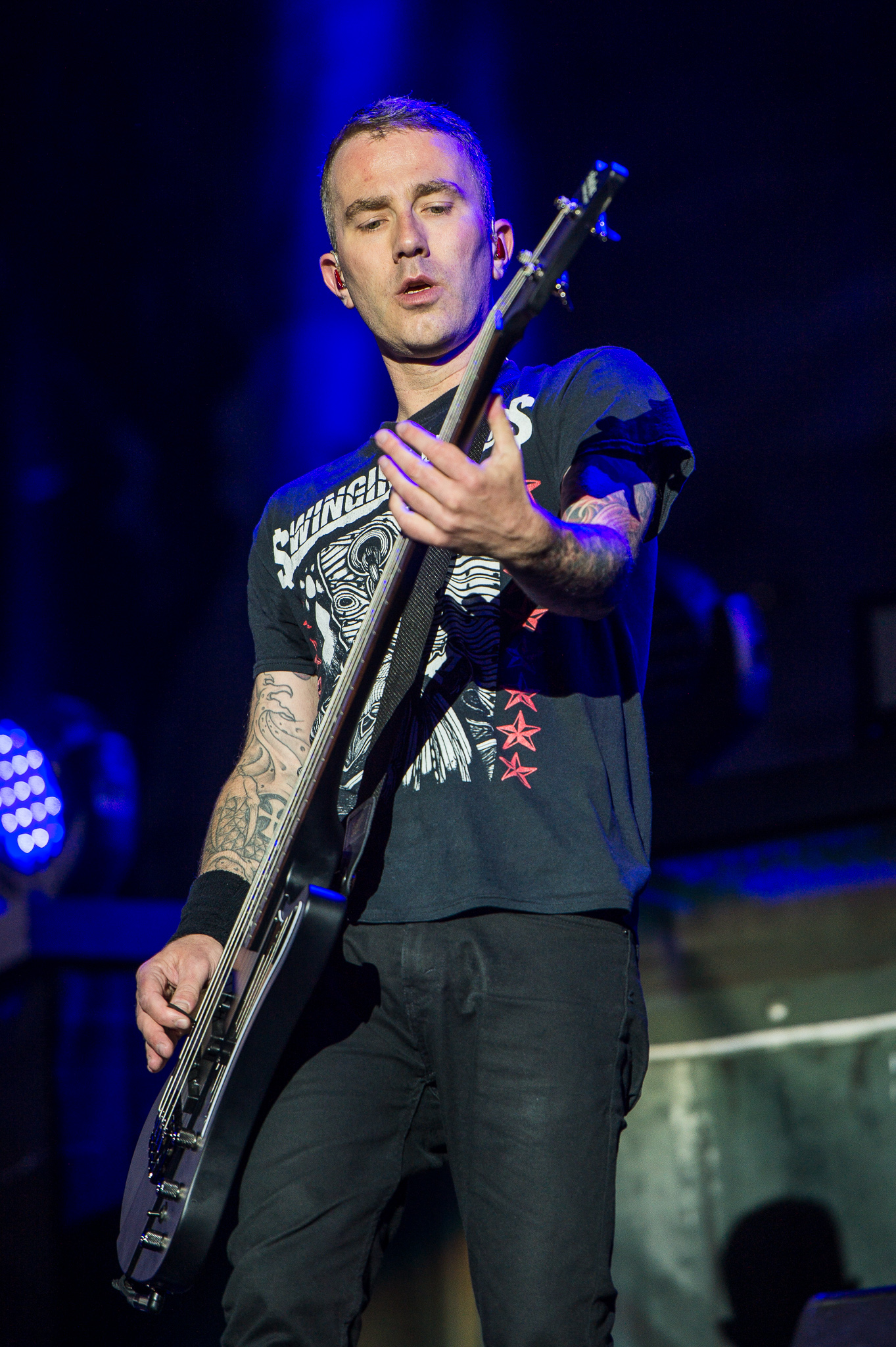
Kaspar Boye Larsen

- 10. März: Filip Minarik, tschechischer Jockey († 2023)
- 10. März: Heriberto Morales, mexikanischer Fußballspieler
- 10. März: John Németh, US-amerikanischer Blues- und Soul-Mundharmonikaspieler, Sänger und Songwriter
- 10. März: Francesc Obiols, andorranischer Fußballspieler
- 10. März: Zafer Özgültekin, türkischer Fußballtorhüter
- 10. März: Andy Sutton, kanadischer Eishockeyspieler
- 10. März: Yee Jee Tso, kanadischer Schauspieler
- 10. März: Håvard Wiik, norwegischer Jazzpianist
- 11. März: João Barbosa, portugiesischer Automobilrennfahrer
- 11. März: Fredrik Bekken, norwegischer Ruderer
- 11. März: Petra Bonmassar, österreichische Songwriterin, Musikproduzentin, Sängerin und Vocal-Coach
- 11. März: David Cañada, spanischer Radsportler († 2016)
- 11. März: Julius Frack, deutscher Illusionist, Zauberkünstler und Illusionsberater
- 11. März: Buwaissar Saitijew, russischer Ringer († 2025)
- 11. März: Luboš Schorný, tschechischer Biathlet
- 11. März: Karianne Væting, norwegische Biathletin
- 11. März: Stefan Wolner, österreichischer Filmemacher
- 12. März: Zoë Beck, deutsche Schriftstellerin, Verlegerin und Übersetzerin
- 12. März: Martin Hansson, schwedischer Skirennläufer
- 12. März: Edgaras Jankauskas, litauischer Fußballspieler und -trainer Edgaras Jankauskas

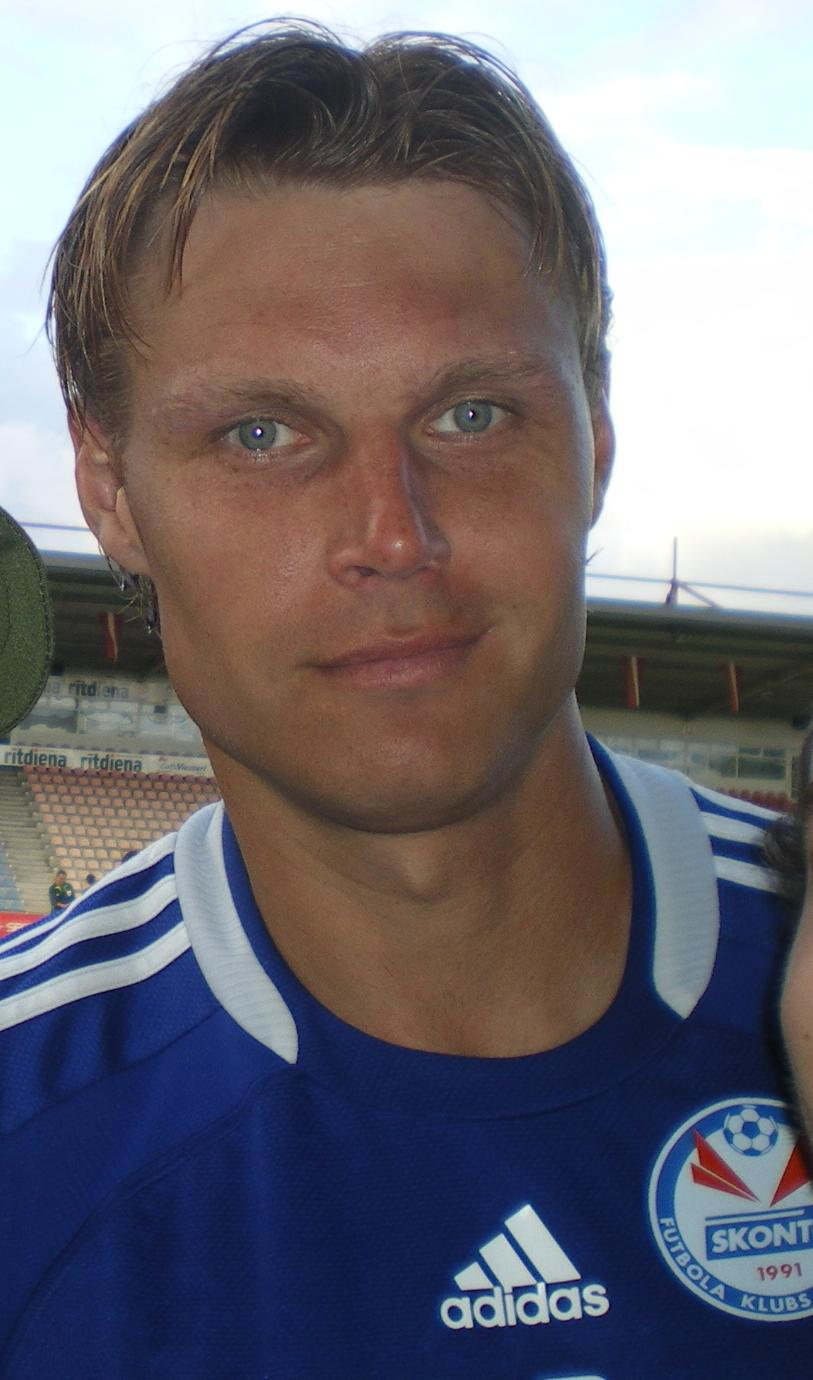
Edgaras Jankauskas

- 12. März: Cecilie Leganger, norwegische Handballspielerin
- 12. März: Pavel Nešťák, tschechischer Eishockeytorwart
- 12. März: Valérie Nicolas, französische Handballspielerin und -trainerin
- 12. März: André Poggenburg, deutscher Politiker
- 12. März: Kristine Roug, dänische Seglerin, Olympiasiegerin und Weltmeisterin
- 12. März: Sigmundur Davíð Gunnlaugsson, isländischer Politiker
- 13. März: Festus Agu, nigerianischer Fußballspieler
- 13. März: Yukio Akakariyama, japanischer Poolbillardspieler
- 13. März: Claudia de Breij, niederländische Kabarettistin und Rundfunkjournalistin
- 13. März: Mark Clattenburg, englischer Fußballschiedsrichter
- 13. März: Christian Dorer, Schweizer Journalist
- 13. März: Charmaine Howell, jamaikanische Leichtathletin
- 13. März: Simone Mathes, deutsche Hammerwerferin
- 13. März: Gerhard Mühlbacher, österreichischer Naturbahnrodler
- 13. März: Annika Olsen, färöische Politikerin
- 13. März: Alexander Skugarew, russischer Eishockeyspieler
- 13. März: Klára Trencsényi, ungarische Kamerafrau und Filmregisseurin
- 13. März: Eric Walther, deutscher Moderner Fünfkämpfer
- 13. März: Landon Wilson, US-amerikanischer Eishockeyspieler
- 14. März: Abd al Malik, französischer Rapper und Slampoet kongolesischer Herkunft Abd al Malik

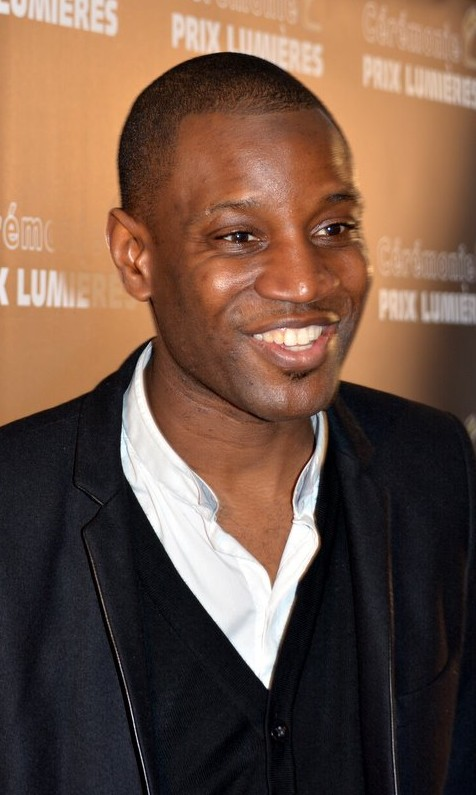
Abd al Malik

- 14. März: Jan-Axel Alavaara, schwedischer Eishockeyspieler, -trainer und -funktionär
- 14. März: Tinka Bechert, deutsche bildende Künstlerin
- 14. März: Izaskun Bengoa, spanische Radrennfahrerin
- 14. März: Gyde Callesen, deutsche Schriftstellerin
- 14. März: Peter Casparsson, schwedischer Eishockeyspieler
- 14. März: DOUBLE, japanische R&B-Sängerin
- 14. März: Fredrik Ericsson, schwedischer Bergsteiger und Extremskifahrer († 2010)
- 14. März: Steve Harper, englischer Fußballtorhüter
- 14. März: Dmitri Markov, australischer Stabhochspringer belarussischer Herkunft
- 14. März: Johan Paulik, slowakischer Pornodarsteller
- 14. März: Gianluca Petrella, italienischer Jazz-Posaunist
- 14. März: Marco Villiger, Schweizer Jurist und Fußball-Funktionär

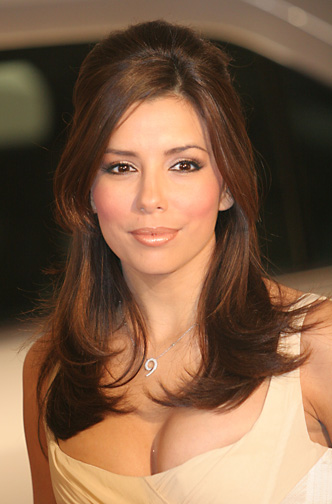
Eva Longoria

- 15. März: Alex Mineiro, brasilianischer Fußballspieler
- 15. März: Adrian Iencsi, rumänischer Fußballspieler und -trainer
- 15. März: Tobias van de Locht, deutscher Dirigent und Komponist
- 15. März: Eva Longoria, US-amerikanische Schauspielerin Eva Longoria
- 15. März: Alex Mineiro, brasilianischer Fußballspieler
- 15. März: Milena Oda, tschechische deutschsprachige Schriftstellerin
- 15. März: Alexander Raytchev, bulgarischer Pianist und Komponist
- 15. März: Berthold Rittberger, deutscher Politikwissenschaftler
- 15. März: Boris Schnuchel, dänischer Handballspieler
- 15. März: Wesselin Topalow, bulgarischer Schachspieler
- 15. März: Darcy Tucker, kanadischer Eishockeyspieler
- 15. März: will.i.am, US-amerikanischer Rapper will.i.am

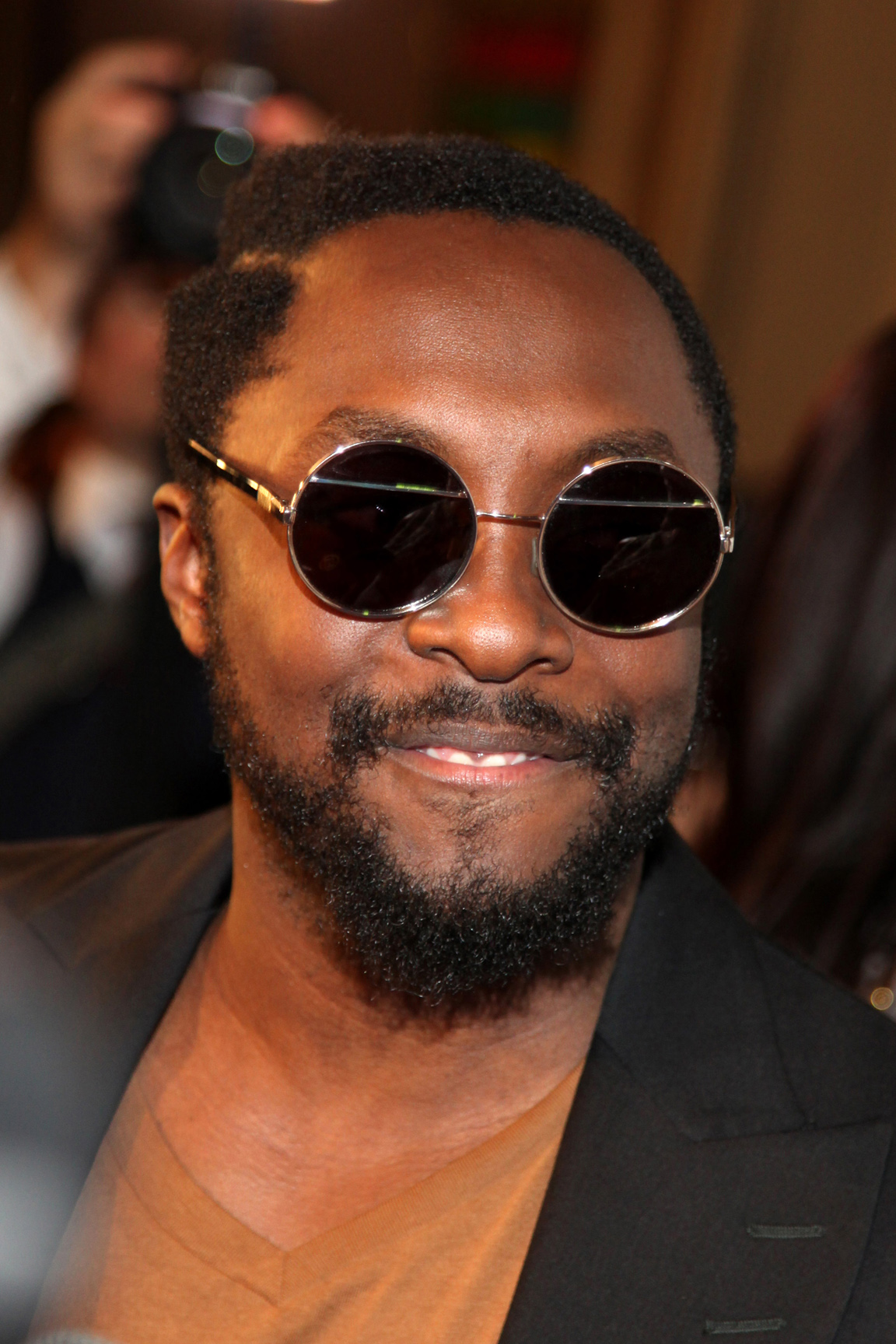
will.i.am

- 16. März: Sibylle Brauner, deutsche Skirennläuferin
- 16. März: Choketawee Promrut, thailändischer Fußballspieler
- 16. März: Oksana Fadejewa, russische Tischtennisspielerin
- 16. März: Sienna Guillory, britische Schauspielerin
- 16. März: Joanna Jesse, deutsche Künstlerin und Malerin
- 16. März: Moneybrother, schwedischer Sänger
- 16. März: Park Seong-cheol, südkoreanischer Fußballspieler
- 16. März: Jamie Rivers, kanadischer Eishockeyspieler und -trainer
- 16. März: Ilja Worobjow, deutsch-russischer Eishockeyspieler
- 17. März: Leonard Byrd, US-amerikanischer Sprinter
- 17. März: Tanya Carpenter, deutsche Autorin
- 17. März: Henning Finck, deutscher Politiker
- 17. März: Justin Hawkins, englischer Musiker, Sänger und Songwriter
- 17. März: Gina Holden, kanadische Schauspielerin
- 17. März: Ivana Jelić, montenegrinische Juristin und Richterin
- 17. März: Dariusz Jemielniak, polnischer Ökonom
- 17. März: Ismo Kuoppala, finnischer Eishockeyspieler
- 17. März: Daumantas Lapinskas, litauischer Manager und Politiker
- 17. März: Andrew Martin, kanadischer Wrestler († 2009)
- 17. März: Michael McDonald, jamaikanischer Sprinter
- 17. März: Thomas Melle, deutscher Schriftsteller und Übersetzer
- 17. März: Jair Oliveira, brasilianischer Sänger und Songwriter
- 17. März: Puneeth Rajkumar, indischer Schauspieler und Sänger († 2021) Puneeth Rajkumar

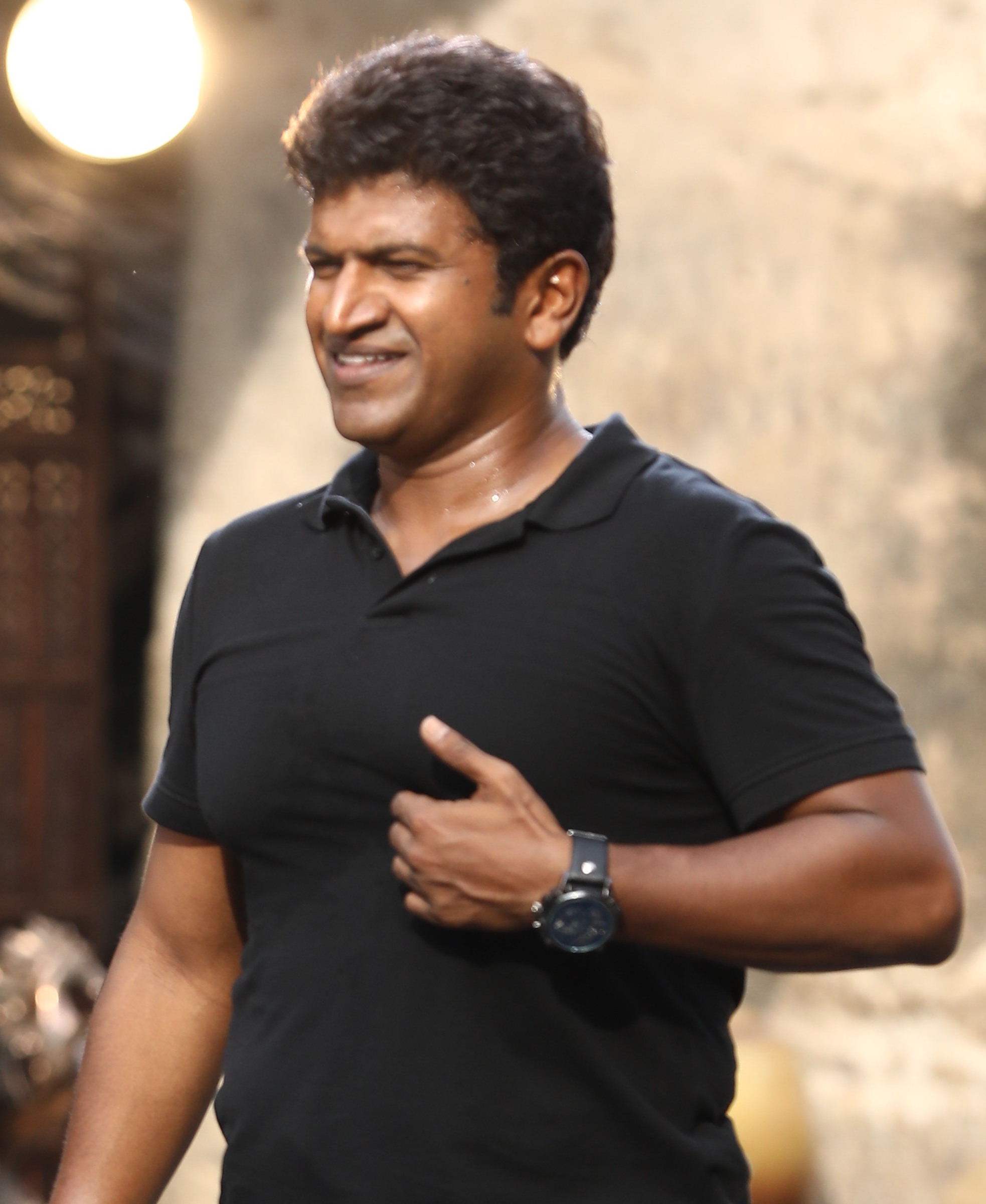
Puneeth Rajkumar

- 17. März: Michael Schaerer, Schweizer Filmeditor und Filmregisseur
- 17. März: Thomas Sixt, deutscher Koch und Autor
- 17. März: Klaus Stimeder, österreichischer Autor und Journalist
- 17. März: Donna Vargas, brasilianische Schauspielerin, Pornodarstellerin und Produzentin
- 17. März: Jan-Ulrich Weiß, deutscher Politiker
- 17. März: Natalie Zea, US-amerikanische Schauspielerin
- 17. März: Dirk Zetzsche, deutscher Jurist, Rechtsanwalt, Rechtswissenschaftler, Professor und Autor
- 18. März: Sutton Foster, amerikanische Schauspielerin, Sängerin und Tänzerin Sutton Foster

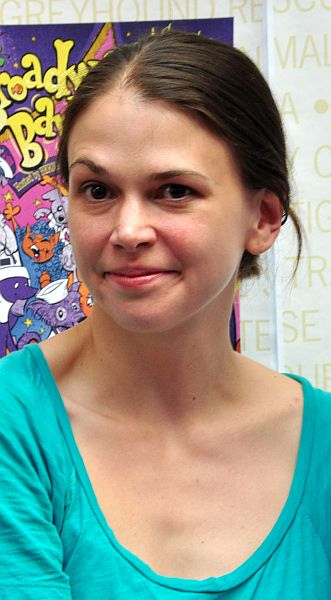
Sutton Foster

- 18. März: Christopher Kummer, deutscher Wirtschaftswissenschaftler, Hochschullehrer und Unternehmensberater
- 18. März: Jasna Mittler, deutsche Schriftstellerin
- 18. März: Claude N’Goran, ivorischer Tennisspieler
- 18. März: Lionel Ruffel, französischer Literaturwissenschaftler und Theoretiker der Gegenwart
- 18. März: Nikolai Sawaruchin, russischer Eishockeyspieler
- 18. März: Eric Taino, philippinischer Tennisspieler
- 18. März: Þóra Arnórsdóttir, isländische TV-Moderatorin
- 18. März: Kimmo Timonen, finnischer Eishockeyspieler
- 18. März: Steve Trapmore, britischer Ruderer
- 18. März: Ester Workel, niederländische Steuerfrau im Rudersport Ester Workel

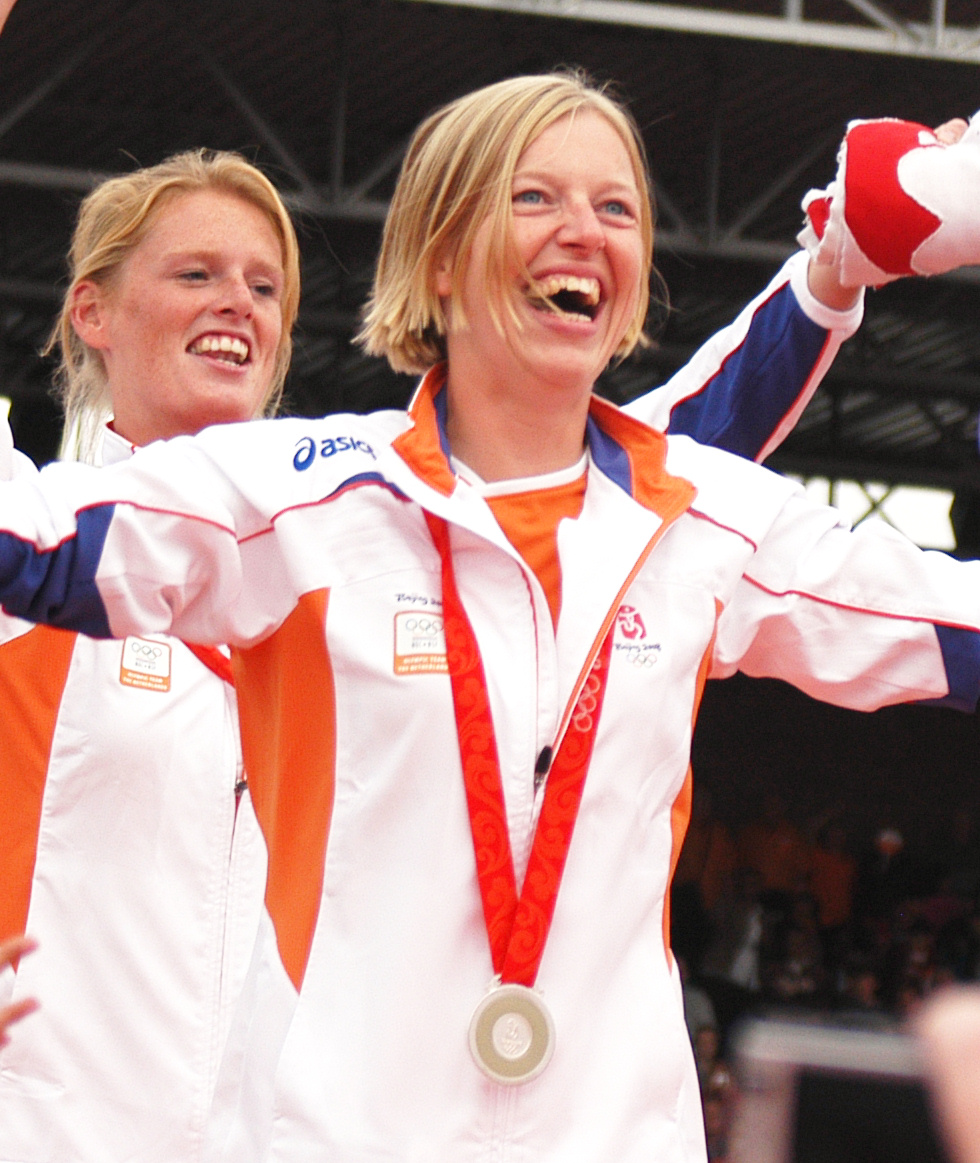
Ester Workel

- 18. März: Tomas Žvirgždauskas, litauischer Fußballspieler
- 19. März: Fredrik Bergström, schwedischer Badmintonspieler
- 19. März: Brann Dailor, US-amerikanischer Schlagzeuger und Sänger
- 19. März: Antonio Daniels, US-amerikanischer Basketballspieler
- 19. März: Brad Decker, US-amerikanischer Komponist, Musiker und Musikpädagoge
- 19. März: Vivian Hsu, taiwanische Sängerin, Schauspielerin, Fotomodell
- 19. März: Lucie Laurier, kanadische Schauspielerin
- 19. März: Le Jingyi, chinesische Schwimmerin und Olympiasiegerin
- 19. März: Dan Maag, deutscher Filmproduzent
- 19. März: Julia A. Noack, deutsche Musikerin
- 19. März: Luca Salsi, italienischer Bariton Luca Salsi

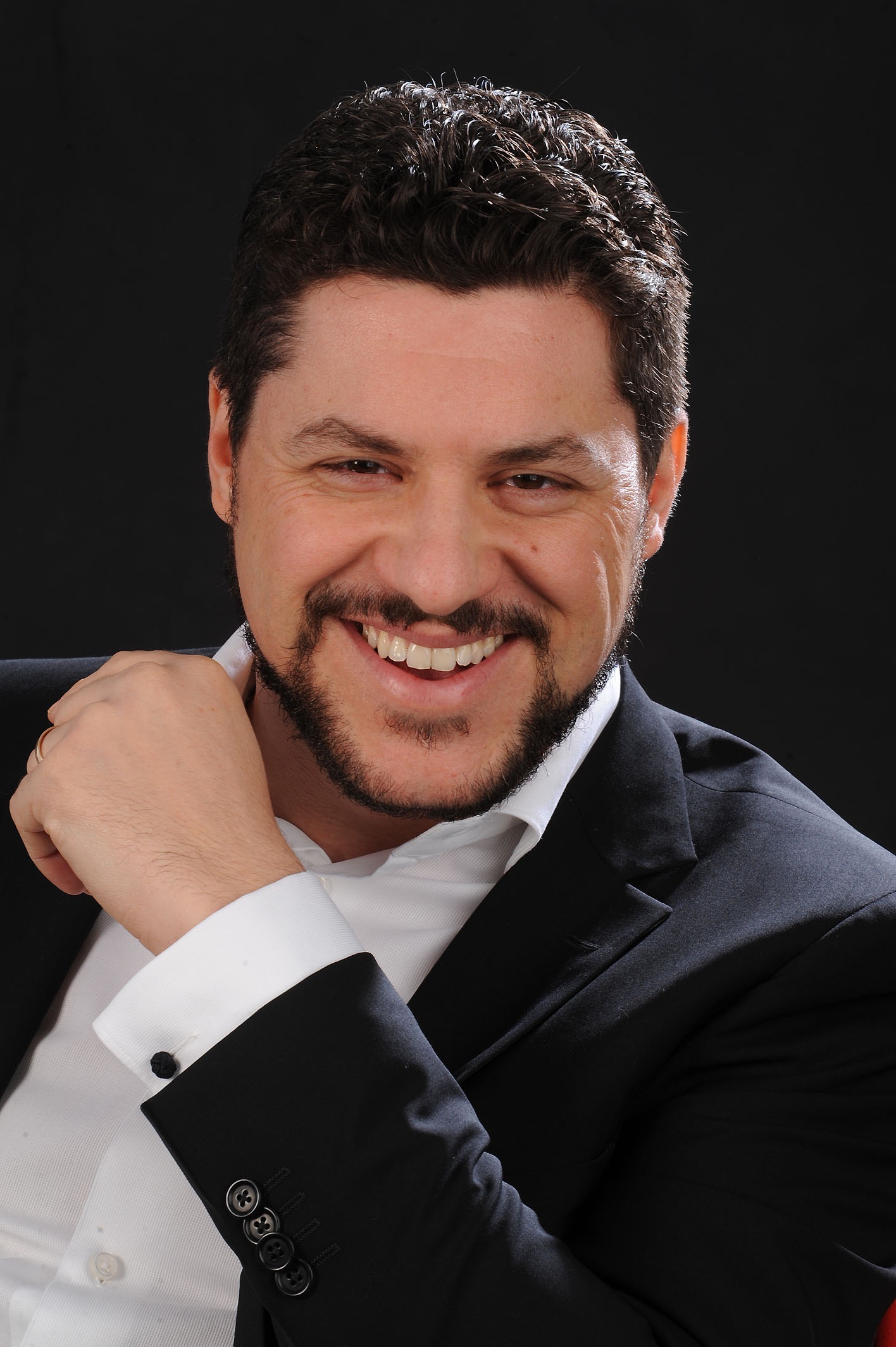
Luca Salsi

- 19. März: Günther Sidl, österreichischer Politiker
- 20. März: Djamel Ainaoui, französischer Ringer
- 20. März: Hans Petter Buraas, norwegischer Skirennläufer
- 20. März: Lacena Golding-Clarke, jamaikanische Hürdenläuferin und Weitspringerin
- 20. März: Isolde Kostner, italienische Skiläuferin
- 20. März: Andrius Kupčinskas, litauischer Politiker
- 20. März: Brian Løkken, dänischer Dartspieler
- 20. März: MC Mack, US-amerikanischer Rapper, Sänger, Songwriter, Produzent und Unternehmer
- 20. März: Andżelika Możdżanowska, polnische Journalistin, Volkswirtin und Politikerin Andżelika Możdżanowska

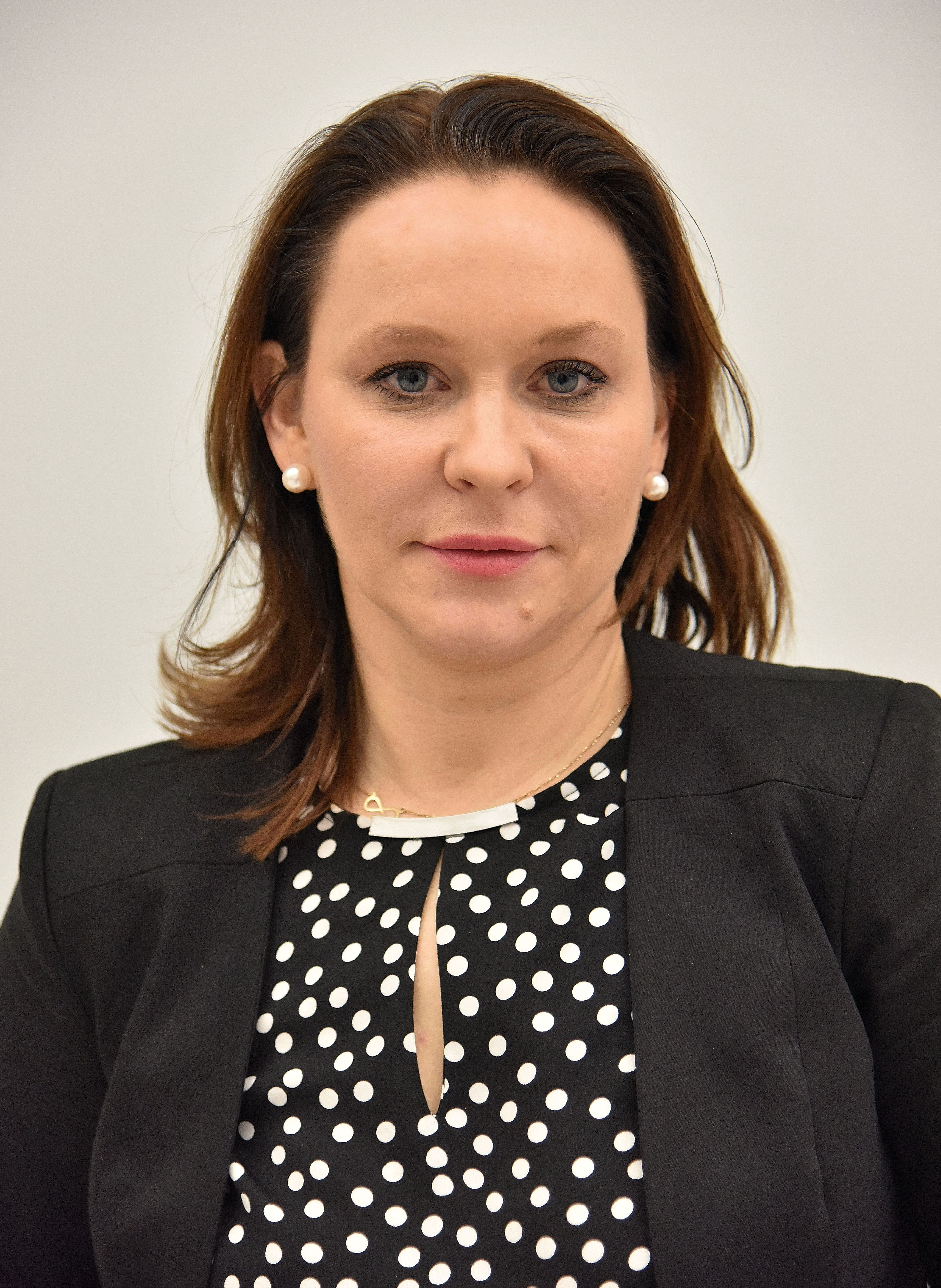
Andżelika Możdżanowska

- 20. März: Gerhard Schallert, österreichischer Skispringer
- 20. März: Sami Pietilä, finnischer Skilangläufer
- 21. März: Jordi Bes Ginesta, spanischer Skibergsteiger
- 21. März: Michale Graves, US-amerikanischer Horrorpunk-Musiker
- 21. März: Maryam Hosseinian, iranische Schriftstellerin († 2025)
- 21. März: Souleymane M’baye, französischer Boxer im Halbweltergewicht
- 21. März: Simona Martin, italienische Naturbahnrodlerin
- 21. März: Mahyar Monshipour, französischer Boxer im Superbantamgewicht
- 21. März: Fabricio Oberto, argentinischer Basketballspieler
- 21. März: Justin Pierce, US-amerikanischer Schauspieler († 2000)
- 21. März: Witalij Potapenko, ukrainischer Basketballspieler
- 21. März: Evamaria Salcher, deutsche Schauspielerin und Hörspielsprecherin
- 21. März: Mark J. Williams, walisischer Snookerspieler
- 21. März: Dennis Wilms, deutscher Fernsehmoderator
- 21. März: Mark Williams, walisischer Snookerspieler
- 22. März: Laure Calamy, französische Schauspielerin
- 22. März: Jiří Černý, tschechischer Mathematiker
- 22. März: Guillermo Díaz, US-amerikanischer Filmschauspieler Guillermo Díaz

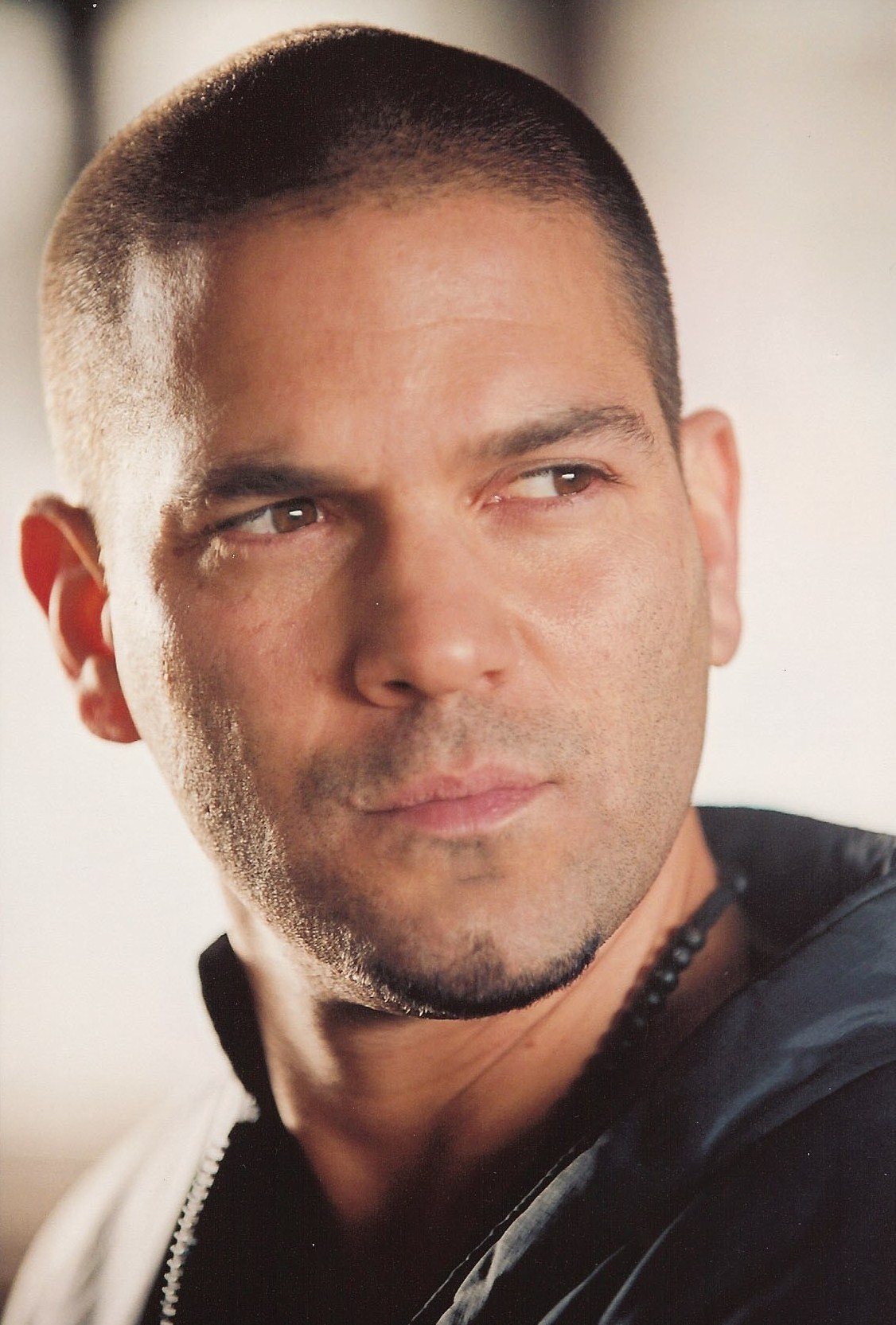
Guillermo Díaz

- 22. März: Anne Dudek, US-amerikanische Schauspielerin
- 22. März: Cole Hauser, US-amerikanischer Schauspieler
- 22. März: Marcel Rolf Hoffmann, deutscher Schauspieler und Sänger
- 22. März: Luo Yigang, chinesischer Badmintonspieler
- 22. März: Jiří Novák, tschechischer Tennisspieler
- 22. März: Mariusz Piekarski, polnischer Fußballspieler
- 22. März: Sebastian Putz, deutscher Ministerialbeamter und Staatssekretär (Sachsen-Anhalt)
- 22. März: Adrian Stern, Schweizer Sänger und Songschreiber
- 22. März: Ludovic Turpin, französischer Radrennfahrer
- 22. März: Hendrik Völzke, deutscher Fußballspieler
- 23. März: Francesc Arnau, spanischer Fußballtorwart († 2021) Francesc Arnau

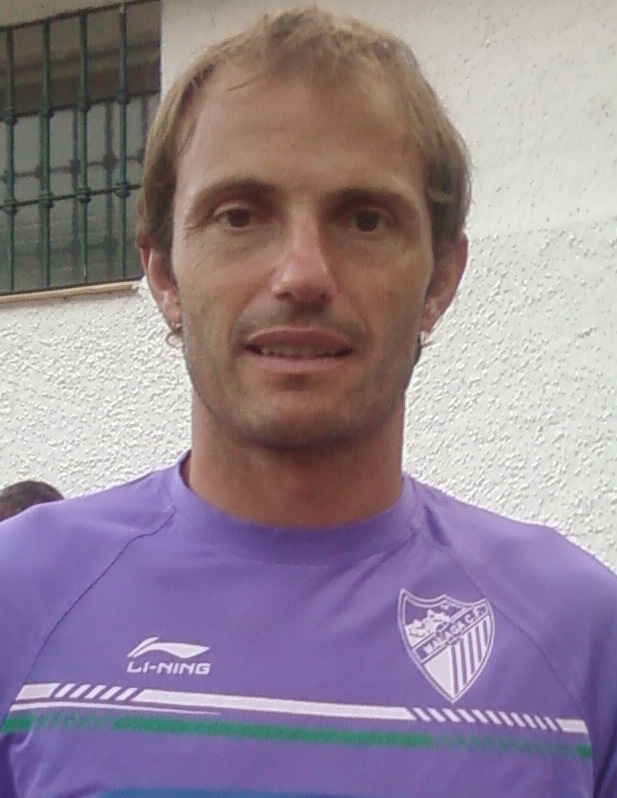
Francesc Arnau

- 23. März: Hossein Askari, iranischer Radrennfahrer
- 23. März: Hajrudin Ćatić, bosnischer Fußballspieler
- 23. März: Rita Grande, italienische Tennisspielerin
- 23. März: Fabian Kalaitzis, griechischer Squashspieler
- 23. März: Chris Kelleher, US-amerikanischer Eishockeyspieler
- 23. März: Nico Lange, deutscher Politologe, Publizist und Politik-Berater
- 23. März: Katie Mactier, australische Radrennfahrerin
- 23. März: Edith Mastenbroek, niederländische Politikerin († 2012)
- 23. März: Kazuya Minekura, japanische Manga-Zeichnerin
- 23. März: Stefan Möller, deutscher Jurist und Politiker
- 23. März: Jelena Safarowa, russische Biathletin
- 23. März: Maria Seweryn, polnische Schauspielerin Maria Seweryn

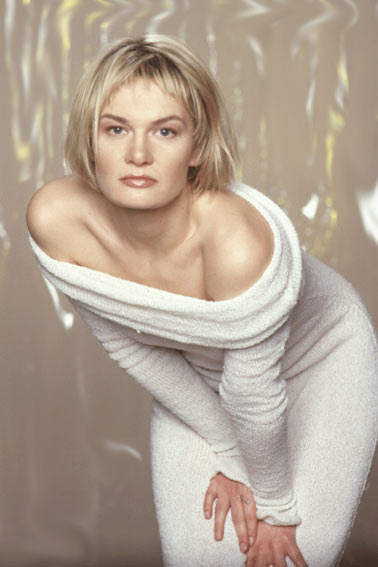
Maria Seweryn

- 23. März: Miroslav Srnka, tschechischer Komponist
- 23. März: Sabine Swoboda, österreichische Beachvolleyballspielerin
- 24. März: Frédérique Bel, französische Schauspielerin
- 24. März: Ladislav Benýšek, tschechischer Eishockeyspieler
- 24. März: Iradj El-Qalqili, deutscher Ruderer
- 24. März: Tracey Hallam, englische Badmintonspielerin
- 24. März: Thomas Johansson, schwedischer Tennisspieler
- 24. März: Albin Kurti, kosovarischer Studentenführer
- 24. März: Gunnar Pfingsten, deutscher Kugelstoßer
- 24. März: Dave Rempis, US-amerikanischer Jazz- und Improvisationsmusiker
- 24. März: Éva Szemcsák, ungarische Biathletin
- 24. März: Davor Vugrinec, kroatischer Fußballspieler
- 25. März: Albert Bachtisin, russischer Ökonom, Mathematiker und Hochschullehrer
- 25. März: Melanie Blatt, englische Sängerin, Schauspielerin und Moderatorin
- 25. März: Tony Grey, britischer Fusionmusiker Tony Grey

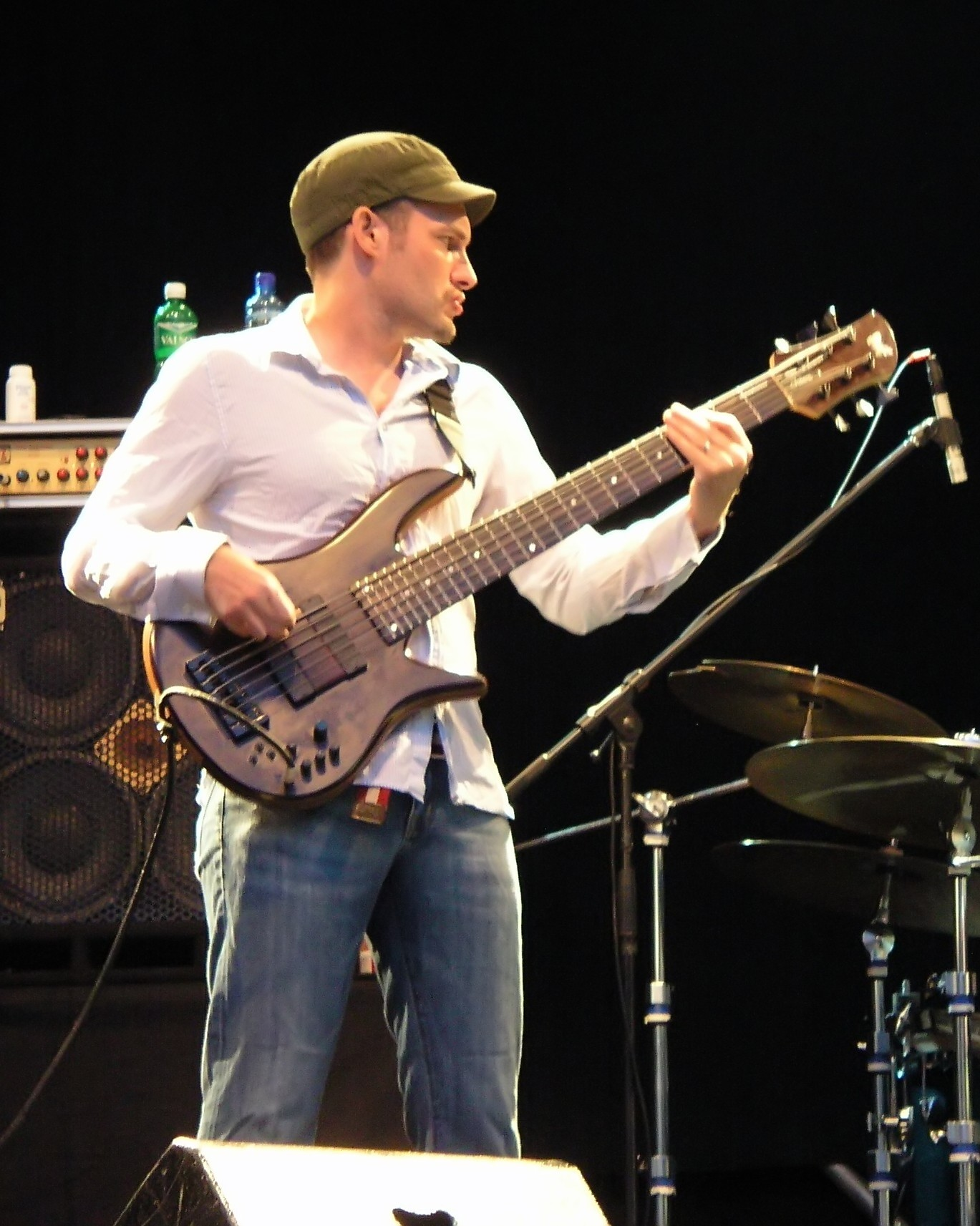
Tony Grey

- 25. März: Juvenile, US-amerikanischer Rapper
- 25. März: Jere Karalahti, finnischer Eishockeyspieler
- 25. März: Arkadiusz Klimek, polnischer Fußballspieler
- 25. März: Plamen Krumow, bulgarischer Fußballspieler
- 25. März: Gaspard Manesse, französischer Schauspieler und Komponist
- 25. März: Rafael Márquez, mexikanischer Boxer
- 25. März: Eric Nickulas, US-amerikanischer Eishockeyspieler
- 25. März: Cornelia Osterwald, deutsche Cembalistin und Dozentin für Alte Musik
- 25. März: Karl-Johan Persson, schwedischer Manager
- 25. März: Jamie Stevenson, britischer Orientierungsläufer
- 25. März: Sabine Timoteo, Schweizer Schauspielerin
- 25. März: Christian Tommasini, italienischer Politiker (Südtirol)
- 26. März: Roberto Bolle, italienischer Balletttänzer
- 26. März: Sandra Corzilius, deutsche Schauspielerin
- 26. März: Yvonne Ransbach, deutsche Fernsehmoderatorin Yvonne Ransbach

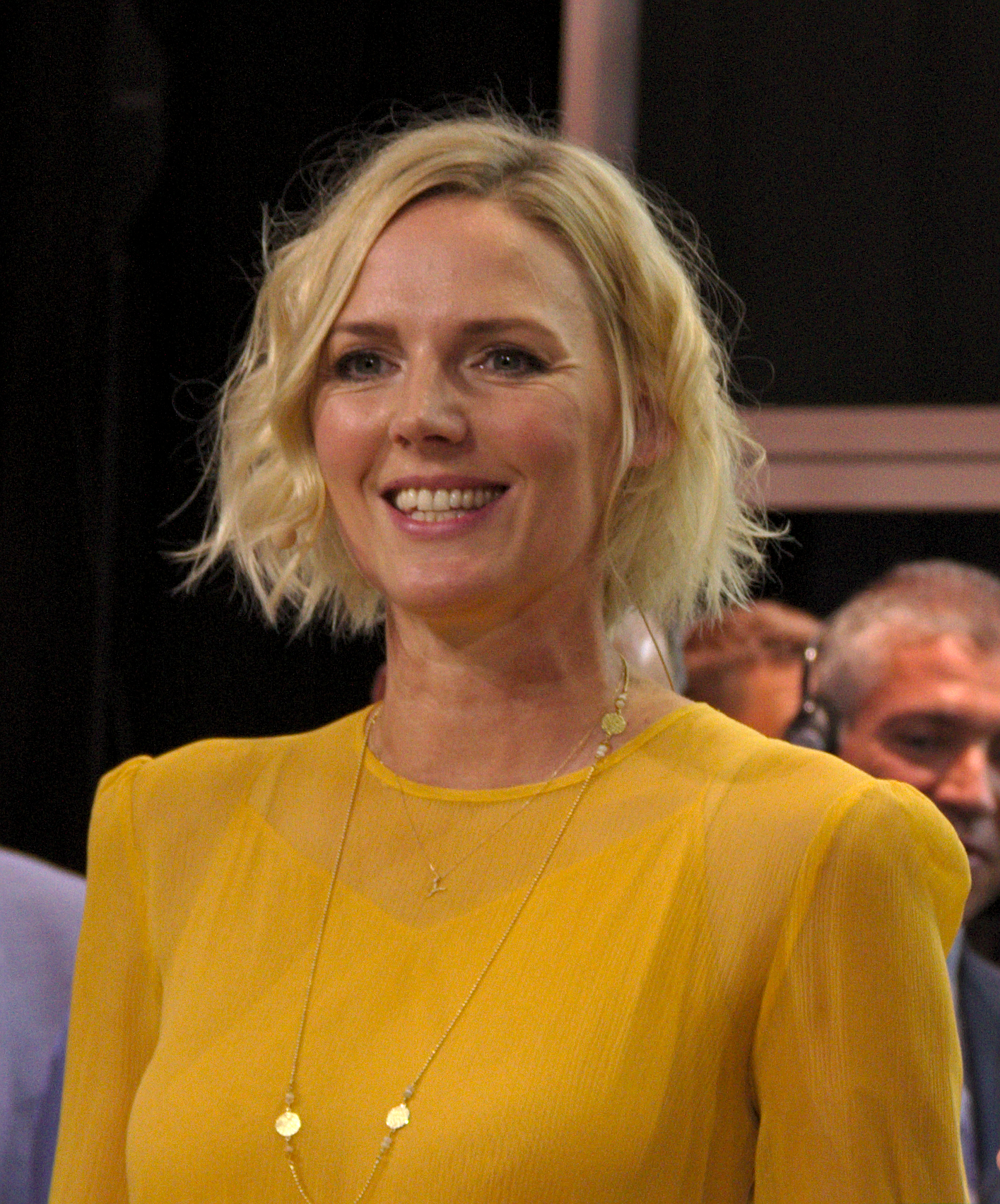
Yvonne Ransbach

- 26. März: Russel Roman, palauischer Leichtathlet
- 26. März: Alexandre Tassel, französischer Jazz-Trompeter
- 26. März: Freya Van den Bossche, belgische Politikerin
- 27. März: Jelena Afanassjewa, russische Politikerin
- 27. März: Siegfried Däbritz, deutscher Politaktivist
- 27. März: Stacy „Fergie“ Ferguson, US-amerikanische Sängerin der Hip-Hop-Band Black Eyed Peas Fergie

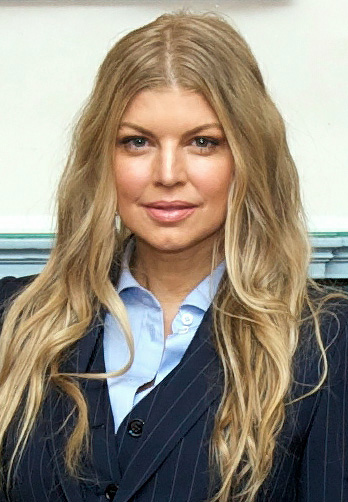
Fergie

- 27. März: Christian Fiedler, deutscher Fußballspieler
- 27. März: Nichole Galicia, US-amerikanische Schauspielerin und Model panamaischer Abstammung
- 27. März: Tom Goegebuer, belgischer Gewichtheber
- 27. März: Konstanze Kemnitzer, deutsche evangelische Theologin und Pfarrerin
- 27. März: Mihaela Melinte, rumänische Leichtathletin und Weltmeisterin
- 27. März: Julia M. Nauhaus, deutsche Kunsthistorikerin
- 27. März: Jeff Palmer, US-amerikanischer Pornodarsteller
- 27. März: Paul Pöchhacker, österreichischer Wahlkampfmanager
- 27. März: Jacqueline Uebelhart, Schweizer Triathletin
- 28. März: Marco Capparella, italienischer Fußballspieler
- 28. März: Salvatore Commesso, italienischer Radrennfahrer
- 28. März: Orrin Evans, US-amerikanischer Jazz-Pianist
- 28. März: Fabrizio Gollin, italienischer Automobilrennfahrer
- 28. März: Iván Helguera, spanischer Fußballspieler
- 28. März: Derek Hill, US-amerikanischer Automobilrennfahrer
- 28. März: Queen Ifrica, jamaikanische Reggae-Sängerin
- 28. März: Tímea Junghaus, ungarische Kunsthistorikerin, Kuratorin und Kulturaktivistin
- 28. März: Richard Kelly, US-amerikanischer Regisseur und Drehbuchautor
- 28. März: Akshaye Khanna, indischer Filmschauspieler
- 28. März: Marcão, brasilianischer Fußballspieler
- 28. März: Shanna Moakler, US-amerikanische Schauspielerin und Playboy-Model Shanna Moakler

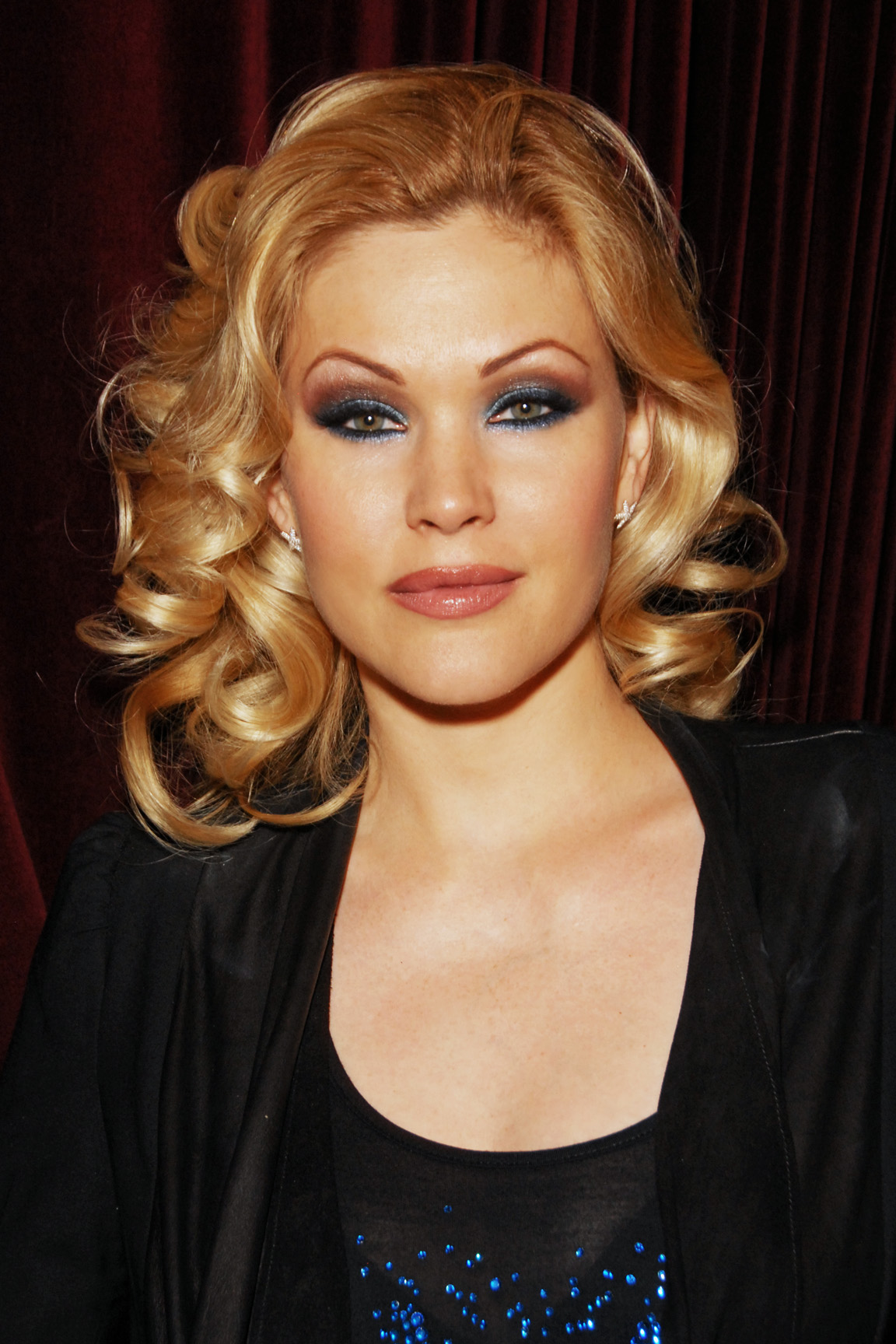
Shanna Moakler

- 28. März: Sandhya Mridul, indische Schauspielerin
- 28. März: Matt Reis, US-amerikanischer Fußballspieler
- 28. März: Dirk Sauermann, deutscher Volleyball-Trainer und Physiotherapeut
- 28. März: Nicholas Tzavaras, US-amerikanischer Cellist und Musikpädagoge
- 28. März: Adam Weiner, polnischer Handballspieler
- 28. März: Christoph Winder, österreichischer Politiker
- 29. März: Jan Bos, niederländischer Eisschnellläufer und Radrennfahrer
- 29. März: Roberto Fonseca, kubanischer Jazzpianist
- 29. März: Lars Leuenberger, Schweizer Eishockeyspieler und Eishockeytrainer
- 29. März: Marco Lipski, gehörloser Schauspieler, Kabarettist, TV-Moderator, Regisseur und Filmproduzent
- 29. März: Óscar Morales, uruguayischer Fußballspieler und -trainer
- 29. März: Jon Norfolk, britischer Radsportler
- 29. März: Paolo Roversi, italienischer Krimischriftsteller
- 29. März: Erica Sharp, kanadische Ringerin
- 29. März: Roger Stein, Schweizer Autor und Musiker
- 29. März: Wang Jing, chinesische Unternehmerin und Bergsteigerin
- 30. März: Choi Ma-ree, südkoreanische Badmintonspielerin
- 30. März: Dainius Gaižauskas, litauischer Politiker, Verwaltungsjurist und Polizeikommissar
- 30. März: Niels Grunenberg, deutscher Behindertensportler
- 30. März: Franck Jurietti, französischer Fußballspieler
- 30. März: Luk Piyes, deutsch-türkischer Schauspieler, Regisseur und Filmemacher
- 30. März: Bahar Soomekh, US-amerikanische Schauspielerin
- 30. März: Tatjana Woronowa, russische Politikerin und Staatsfrau
- 31. März: Toni Gardemeister, finnischer Rallyefahrer Toni Gardemeister

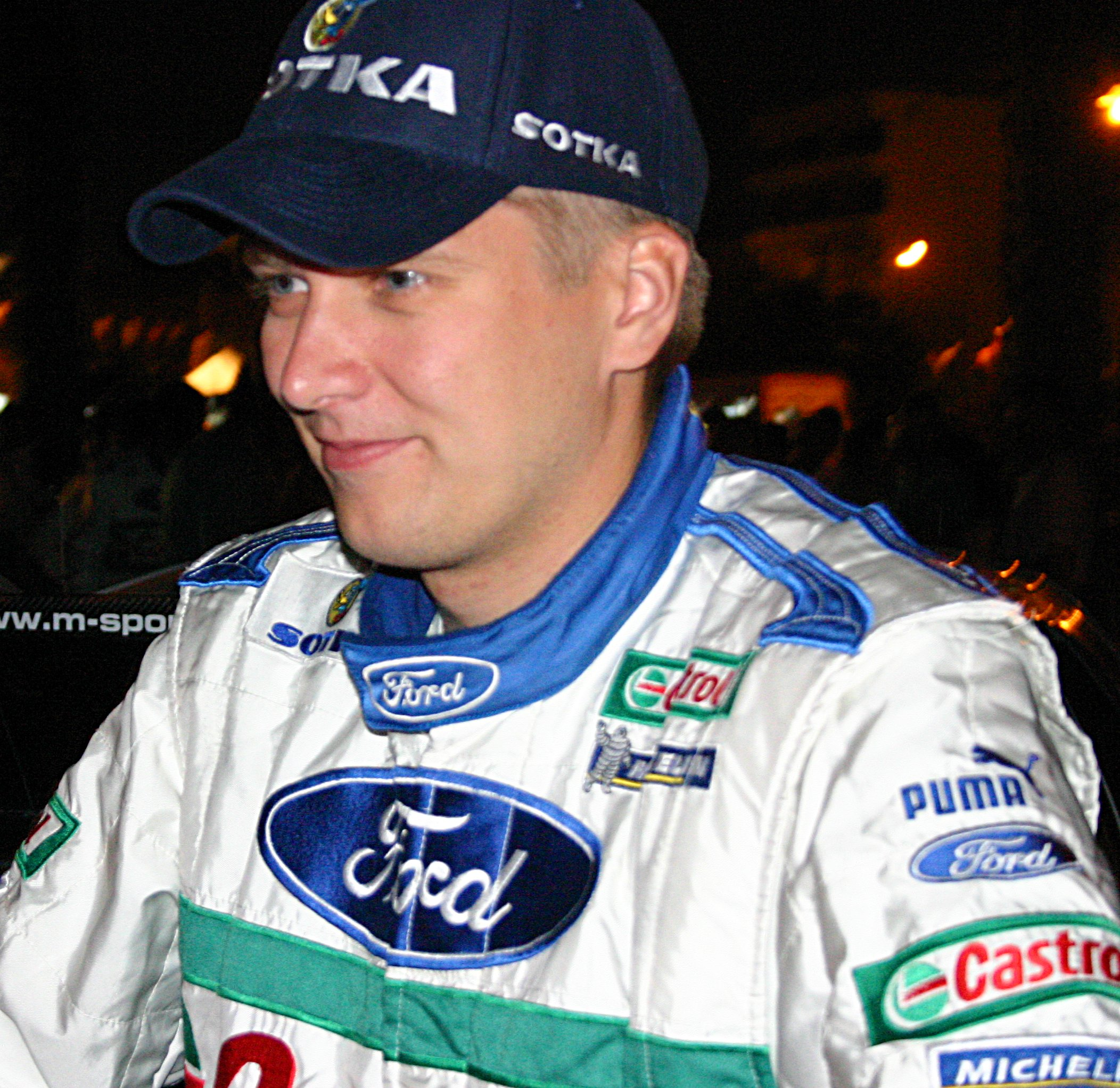
Toni Gardemeister

- 31. März: Víctor Godoi, argentinischer Boxer
- 31. März: Adam Green, US-amerikanischer Regisseur, Drehbuchautor und Filmproduzent
- 31. März: Mastafa Güler, türkischer Radrennfahrer
- 31. März: Natallja Salahub, belarussische Sprinterin
- 31. März: Titus Steel, rumänischer Pornodarsteller
- 31. März: Jenny Tranfield, englische Squashspielerin
- 31. März: Alexander Waske, deutscher Tennisspieler
- 31. März: Bettina Zimmermann, deutsches Fotomodell, Schauspielerin
- 00. März: Bettina Bruinier, deutsche Regisseurin

### April
- 01. April: Sandra Andreis, schwedische Schauspielerin
- 01. April: George Bastl, Schweizer Tennisspieler
- 01. April: Armin Blind, österreichischer Politiker und Jurist
- 01. April: Washington Stecanela Cerqueira, brasilianischer Fußballspieler
- 01. April: Rhon Diels, deutscher Schauspieler

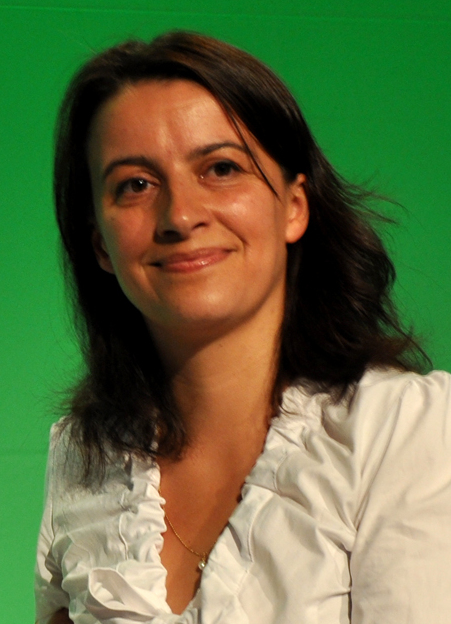
Cécile Duflot

- 01. April: Cécile Duflot, französische Politikerin
- 01. April: Nicole Frank, Schweizer Journalistin und Moderatorin
- 01. April: José Antonio García Calvo, spanischer Fußballspieler
- 01. April: Singa Gätgens, deutsche Fernsehmoderatorin
- 01. April: Gerrit Glomser, österreichischer Radrennfahrer
- 01. April: Javier Pineda Luna, spanischer Beachvolleyballspieler
- 01. April: Magdalena Maleewa, bulgarische Tennisspielerin
- 01. April: Viktória Mohácsi, ungarische Politikerin
- 01. April: Kristine Quance, US-amerikanische Schwimmerin

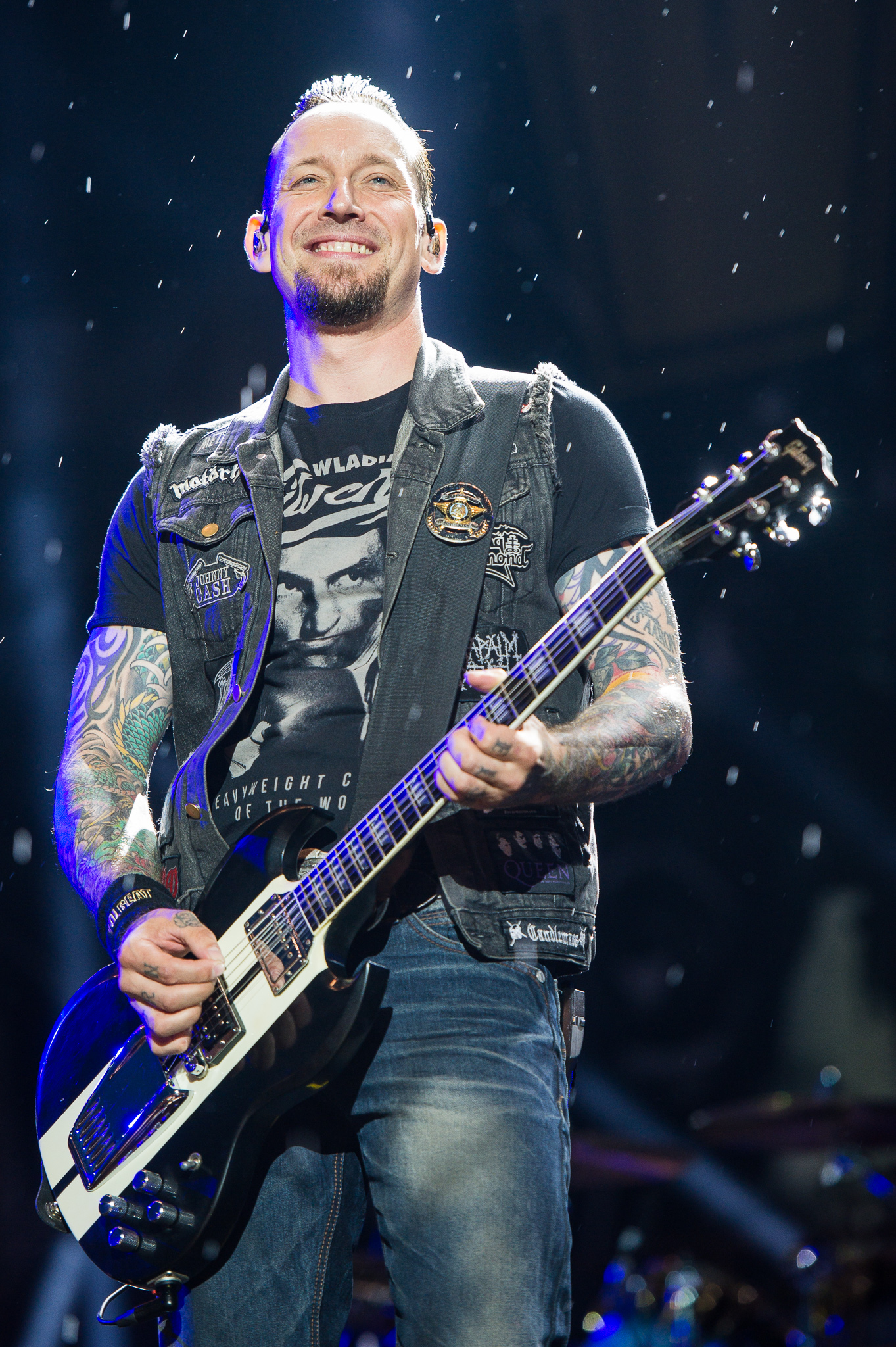
Michael Poulsen

- 01. April: Michael Poulsen, dänischer Sänger und Gitarrist
- 01. April: Murat Sözkesen, türkischer Fußballspieler, -trainer und -funktionär
- 01. April: Barbara Stadlhuber, österreichische Kellnerin und Sängerin († 2025)
- 01. April: Shigekazu Wakisaka, japanischer Automobilrennfahrer
- 01. April: ZeleMele, zazaischer Sänger und Komponist
- 02. April: J. J. Henry, US-amerikanischer Golfer
- 02. April: Christian Heule, Schweizer Cyclocrosser
- 02. April: Frank Hoppmann, deutscher Karikaturist
- 02. April: Pedro Pascal, US-amerikanischer Schauspieler
- 02. April: Aleš Pikl, tschechischer Fußballspieler
- 02. April: Zuzanna Radecka, polnische Sprinterin
- 02. April: Shawn Rhoden, jamaikanisch-US-amerikanischer Bodybuilder († 2021)

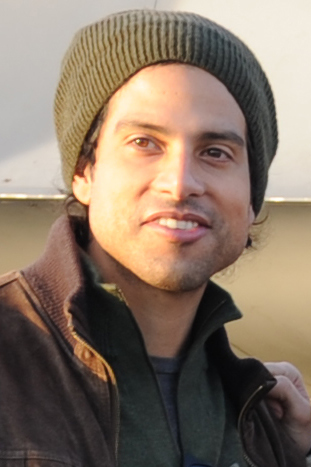
Adam Rodríguez

- 02. April: Adam Rodriguez, US-amerikanischer Schauspieler
- 02. April: Katrin Rutschow-Stomporowski, deutsche Ruderin und Olympiasiegerin
- 03. April: Shawn Bates, US-amerikanischer Eishockeyspieler
- 03. April: Julie Dibens, britische Triathletin
- 03. April: Paw Henriksen, dänischer Schauspieler
- 03. April: Ivo Jan, slowenischer Eishockeyspieler
- 03. April: Kornél Mundruczó, ungarischer Regisseur
- 03. April: Michael Olowokandi, britisch-nigerianischer Basketballspieler
- 03. April: Joakim Persson, schwedischer Fußballspieler
- 03. April: Aries Spears, US-amerikanischer Schauspieler und Komiker
- 03. April: Cristiano Spiller, italienischer DJ

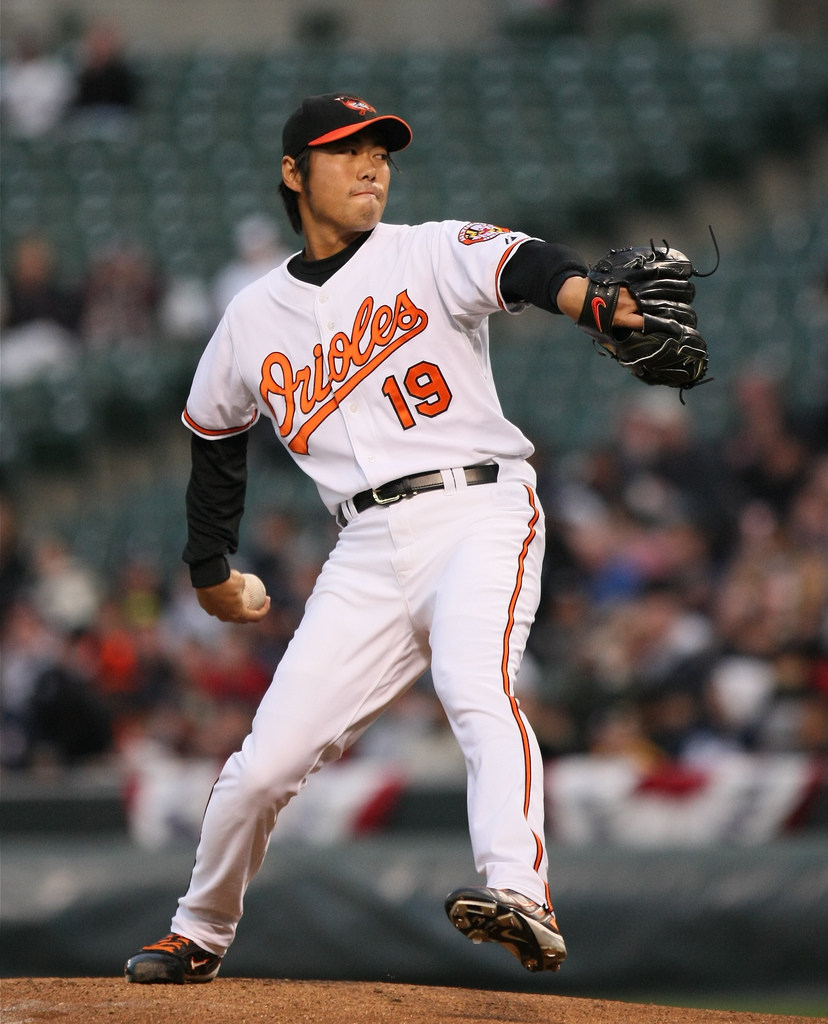
Kōji Uehara

- 03. April: Kōji Uehara, japanischer Baseballspieler
- 03. April: Satoshi Yagisawa, japanischer Komponist
- 04. April: Martin Atkins, englischer Dartspieler
- 04. April: Daniel Brockhaus, deutscher Schauspieler
- 04. April: Thobias Fredriksson, schwedischer Skilangläufer
- 04. April: Joyce Giraud, puerto-ricanische Schauspielerin
- 04. April: Martina Hofmann, Schweizer Sopranistin
- 04. April: Gundula Kreuzer, deutsche Musikwissenschaftlerin
- 04. April: Andrei Lissowski, russischer Zoologe und Mammaloge
- 04. April: František Ptáček, tschechischer Eishockeyspieler
- 04. April: Faustino Reyes, spanischer Boxer
- 04. April: Miranda Lee Richards, US-amerikanische Singer-Songwriterin
- 04. April: Lázaro Rivas, kubanischer Ringer († 2013)

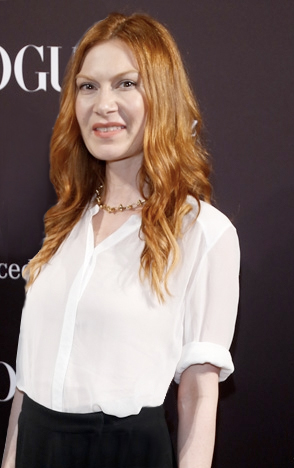
Alexandra Roehler

- 04. April: Alexandra Roehler, deutsche Modedesignerin
- 04. April: Astia Walker, jamaikanische Sprinterin
- 04. April: Kevin Weekes, kanadischer Eishockeytorwart
- 05. April: John Hartson, walisischer Fußballspieler
- 05. April: Wolf Henzler, deutscher Automobilrennfahrer
- 05. April: Juicy J, US-amerikanischer Rapper und Musikproduzent
- 05. April: Serhij Klymentjew, ukrainischer Eishockeyspieler
- 05. April: Caitlin Moran, britische Journalistin, Autorin und Feministin
- 05. April: Carla Pavan, kanadische Skeletonpilotin
- 05. April: Tanja Schulte, deutsche Fußballtrainerin
- 05. April: Shammond Williams, US-amerikanischer Basketballspieler

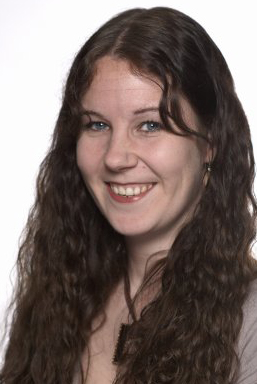
Charlotte Booth

- 06. April: Charlotte Booth, britische Archäologin, Ägyptologin und Autorin

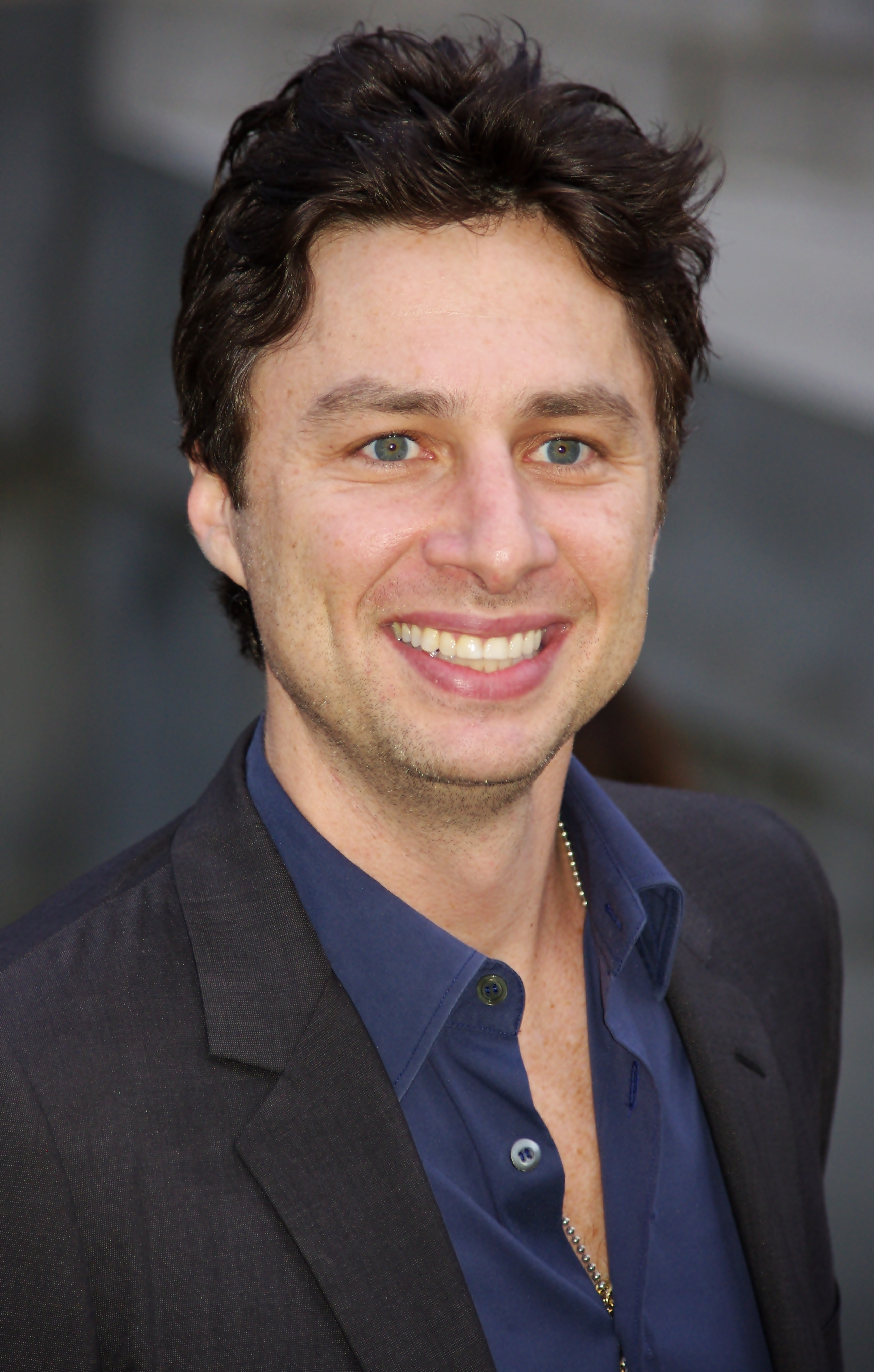
Zach Braff

- 06. April: Zach Braff, US-amerikanischer Schauspieler und Regisseur
- 06. April: Ahren Cadieux, kanadischer Beachvolleyballspieler
- 06. April: Philippe Collin, französischer Radiomoderator und Journalist
- 06. April: Petr Franěk, tschechischer Eishockeytorwart
- 06. April: Hal Gill, US-amerikanischer Eishockeyspieler
- 06. April: Johan Karlsson, schwedischer Fußballspieler
- 06. April: Marian Málek, tschechischer Biathlet
- 06. April: Patrícia Campos Mello, brasilianische Journalistin und Buchautorin
- 06. April: Trey Moore, US-amerikanischer Basketballspieler
- 06. April: Ivan Prokić, serbischer Eishockeyspieler
- 06. April: Patrick Venzke, deutscher American-Football-Spieler († 2024)
- 06. April: Joel West, US-amerikanischer Film- und Theaterschauspieler sowie Fotomodell
- 06. April: Kati Pulkkinen, finnische Skilangläuferin
- 07. April: Ronde Barber, US-amerikanischer American-Football-Spieler
- 07. April: Tiki Barber, US-amerikanischer American-Football-Spieler, Sportmoderator und Schriftsteller
- 07. April: Claudia Bogedan, deutsche Sozialwissenschaftlerin und Politikerin
- 07. April: Heather Burns, US-amerikanische Schauspielerin
- 07. April: John Cooper, US-amerikanischer Sänger und Bassist
- 07. April: Karin Dreijer, schwedische Sängerin, Komponistin und Musikproduzentin
- 07. April: Wolfgang Fackler, deutscher Jurist und Politiker
- 07. April: Thorsten Leibenath, deutscher Basketballtrainer
- 07. April: Miklós Lendvai, ungarischer Fußballspieler († 2023)
- 07. April: César Pérez, spanischer Hindernisläufer
- 07. April: Arne Thomas, deutscher Chemiker
- 07. April: Haralabos Voulgaris, kanadisch-griechischer Pokerspieler

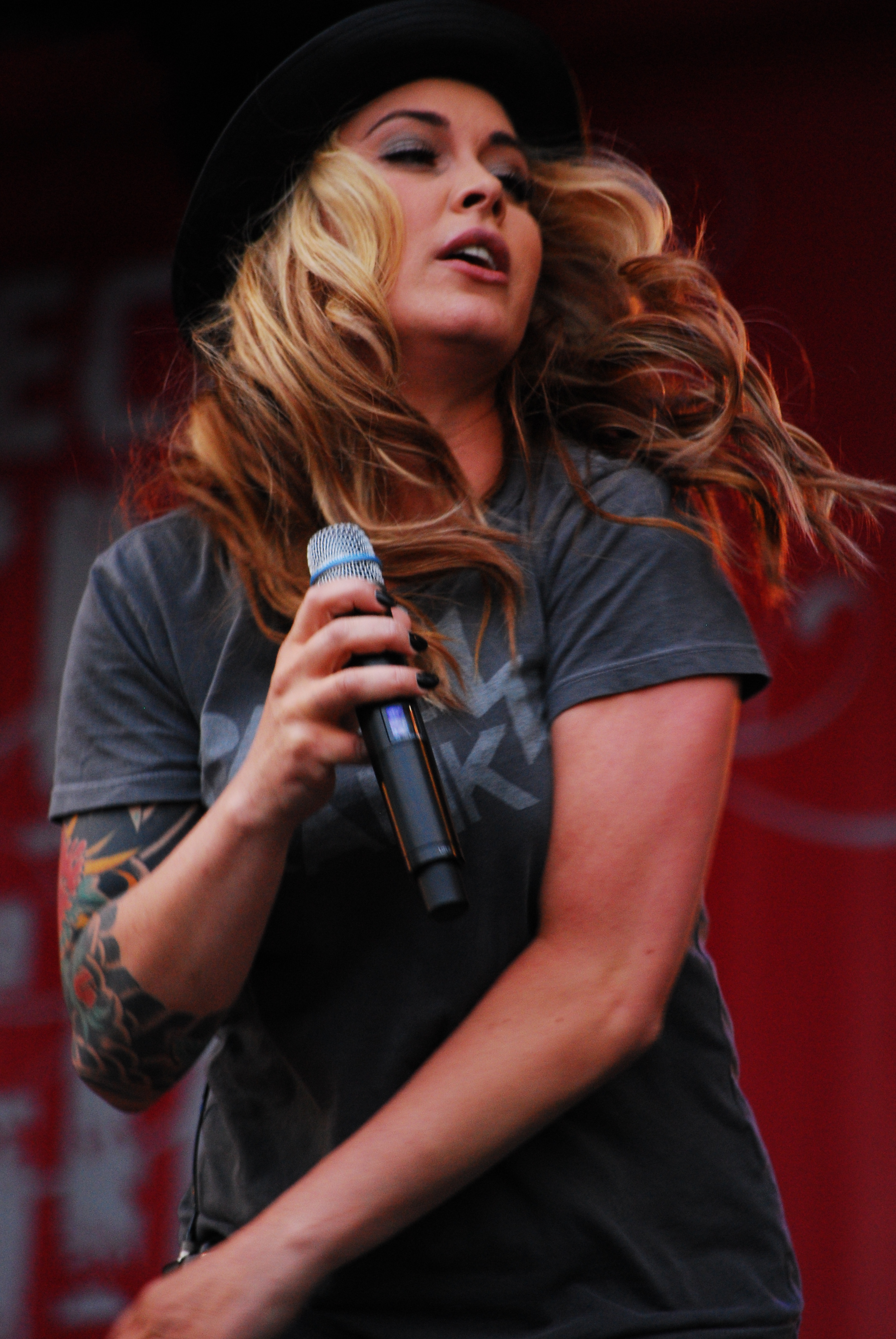
Anouk

- 08. April: Anouk, niederländische Sängerin
- 08. April: Funda Arar, türkische Popsängerin
- 08. April: Yasin Çelik, türkischer Fußballspieler und -trainer
- 08. April: Dariusz Dudek, polnischer Fußballspieler
- 08. April: Francesco Flachi, italienischer Fußballspieler
- 08. April: Markus Forster, deutscher Triathlet
- 08. April: Vicky Grau, andorranische Skirennläuferin
- 08. April: Oxana Kasakowa, russische Eiskunstläuferin
- 08. April: Keijo Kurttila, finnischer Skilangläufer
- 08. April: Nadav Lapid, israelischer Filmregisseur und Drehbuchautor
- 08. April: Sead Mehić, bosnischer Fußballspieler
- 08. April: Mike Pickel, deutscher Fußballschiedsrichter
- 08. April: Andi Ruetz, österreichischer Naturbahnrodler

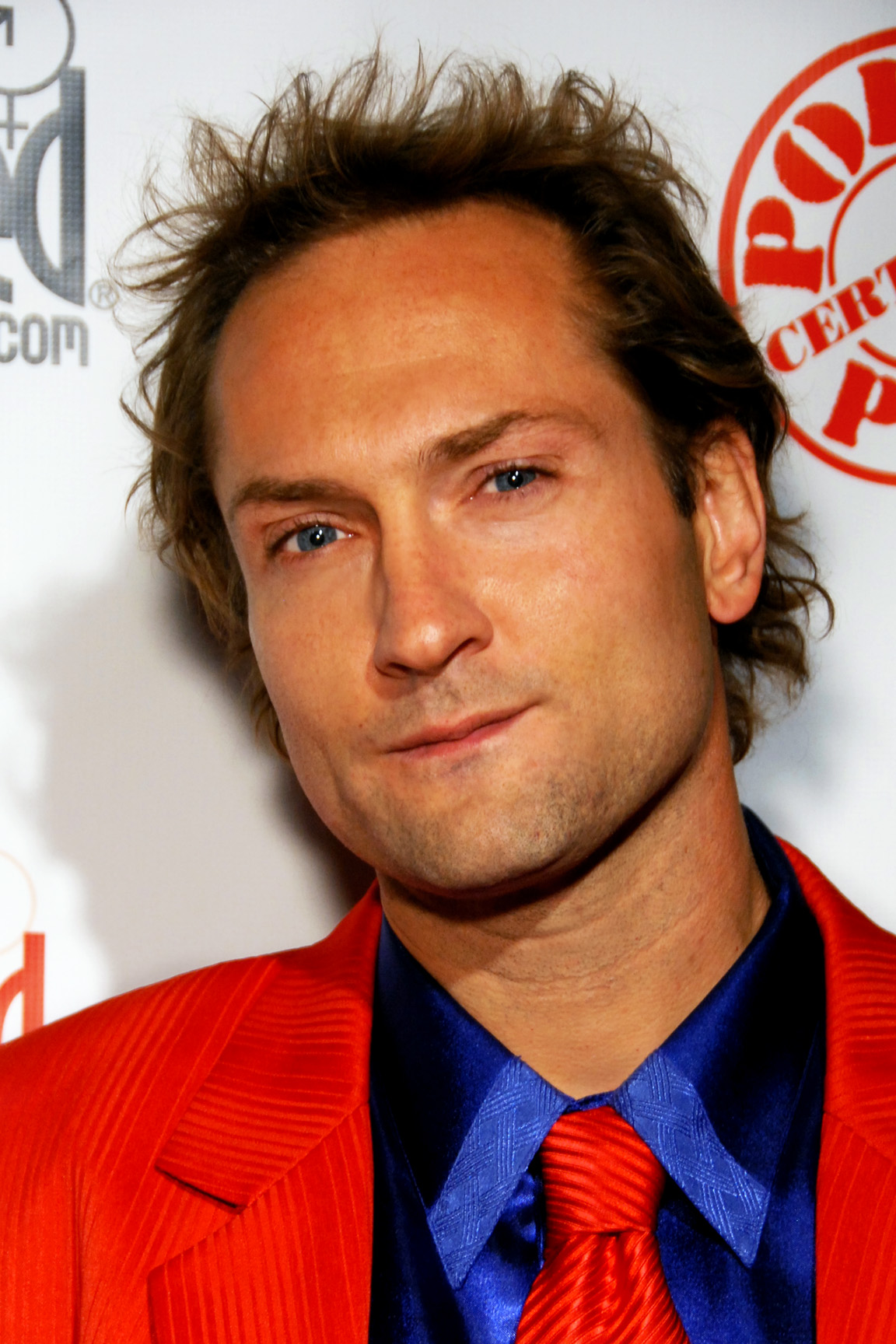
Eric Swiss

- 08. April: Eric Swiss, US-amerikanischer Pornodarsteller
- 08. April: Hiroaki Takeda, japanischer Marathonläufer
- 08. April: Keiko Yoshitomi, japanische Badmintonspielerin
- 09. April: Siegmund Andraschek, österreichischer Posaunist, Blasmusik-Komponist und -Arrangeur
- 09. April: Grégory Carraz, französischer Tennisspieler
- 09. April: Alexei A. Efros, US-amerikanischer Informatiker und Professor
- 09. April: Saïd El Khadraoui, belgischer Politiker
- 09. April: Robbie Fowler, englischer Fußballspieler
- 09. April: David Gordon Green, US-amerikanischer Filmregisseur, Produzent und Drehbuchautor
- 09. April: Tony Gunawan, amerikanisch-indonesischer Badmintonspieler
- 09. April: Alban Lefranc, französischer Schriftsteller und Übersetzer
- 09. April: Leila Leigh, US-amerikanische Schauspielerin
- 09. April: Enrico Lübbe, deutscher Theaterregisseur
- 09. April: Fabrizio Moro, italienischer Cantautore
- 09. April: Frank Stippler, deutscher Automobilrennfahrer
- 09. April: Constantin Trinks, deutscher Dirigent
- 09. April: Bertine Zetlitz, norwegische Popsängerin

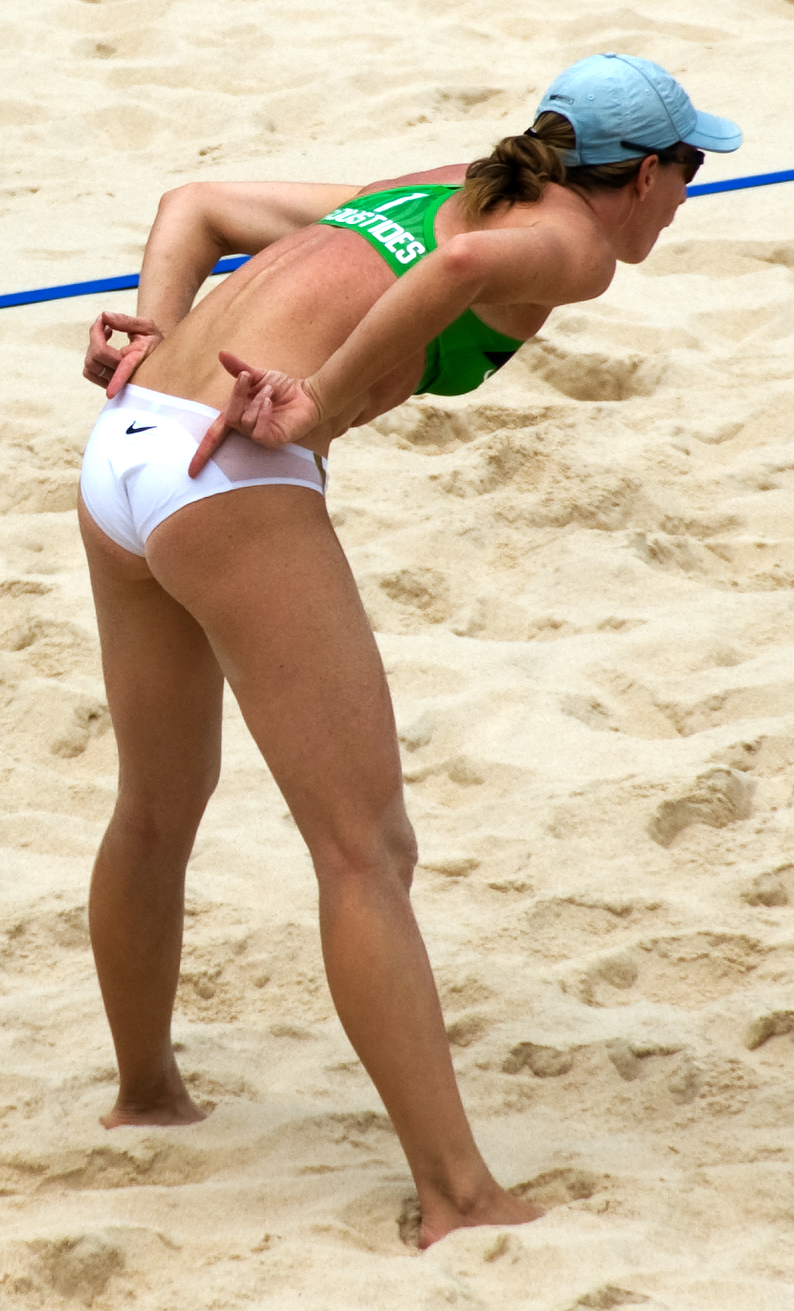
Judith Augoustides

- 10. April: Judith Augoustides, deutsch-südafrikanische Beachvolleyballspielerin
- 10. April: Malin Baryard-Johnsson, schwedische Springreiterin
- 10. April: Tino Boos, deutscher Eishockeyspieler
- 10. April: Emma Constable, englische Badmintonspielerin
- 10. April: Gabriele Graziani, italienischer Fußballspieler
- 10. April: David Harbour, US-amerikanischer Schauspieler
- 10. April: Joseph Ngolepus, kenianischer Marathonläufer
- 10. April: Björn Sänger, deutscher Politiker
- 10. April: Teun Verbruggen, belgischer Jazzmusiker
- 10. April: Steve Washburn, kanadischer Eishockeyspieler
- 11. April: Christian Balser, deutscher Radiomoderator, Redakteur und Sprecher
- 11. April: Anita Dark, ungarische Pornodarstellerin und Model
- 11. April: Magnus Gäfgen, deutscher Mörder
- 11. April: Andrea Gassner, österreichische Gestalterin und Grafikdesignerin
- 11. April: Salomé Haller, französische Opern- und Oratoriensängerin
- 11. April: Reina King, US-amerikanische Schauspielerin
- 11. April: Niels Laupert, deutscher Regisseur, Filmproduzent und Drehbuchautor
- 11. April: Mike Ostroski, US-amerikanischer Schauspieler
- 11. April: Damian Raczkowski, polnischer Politiker
- 11. April: Alfredo Rampi, italienisches Unfallopfer († 1981)
- 11. April: Rafał Riedel, polnischer Politikwissenschaftler
- 11. April: Barbara Josepha Scheuermann, deutsche Kuratorin und Autorin
- 11. April: Patrick Simon, deutscher Automobilrennfahrer
- 11. April: Walid Soliman, tunesischer Dolmetscher und Schriftsteller

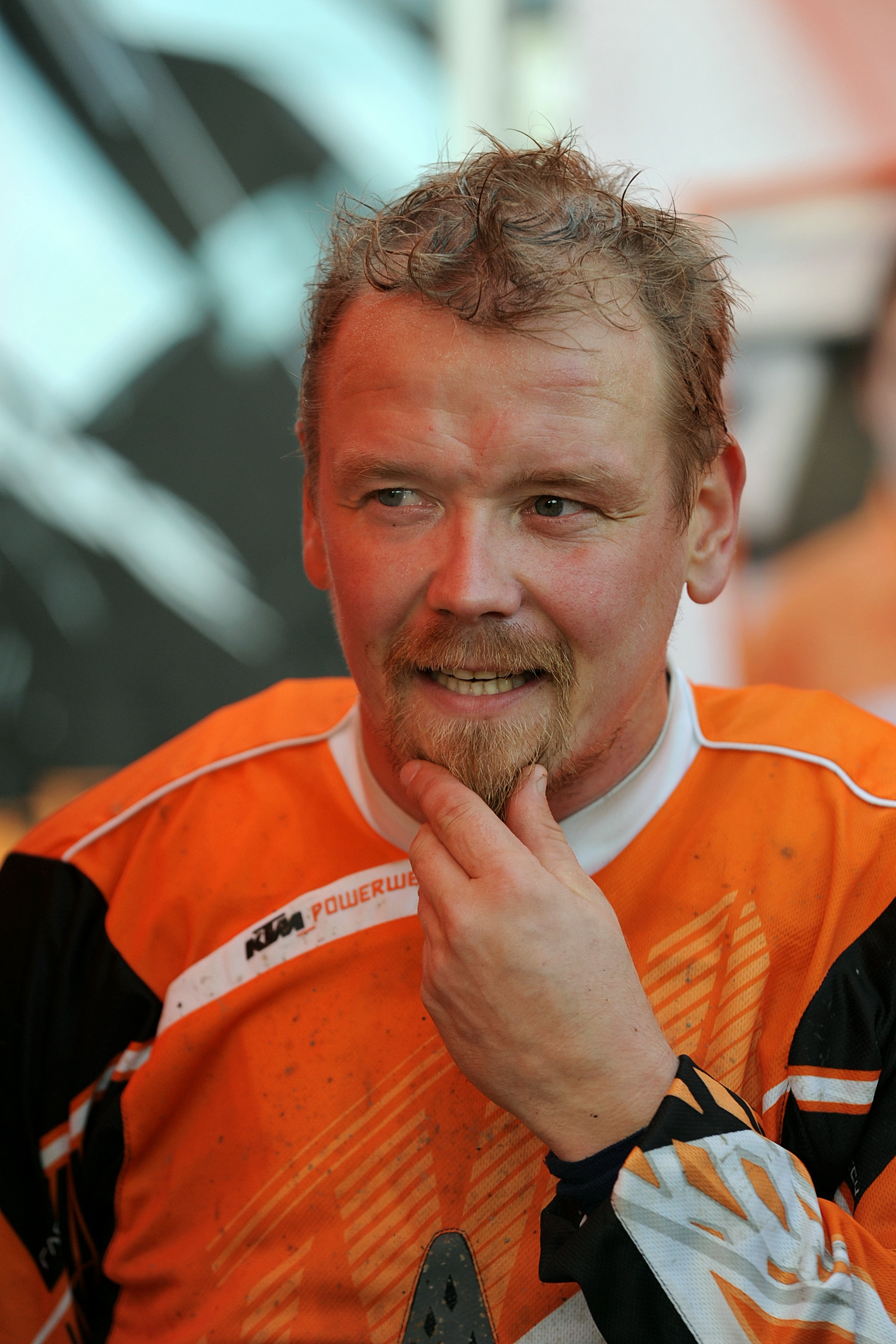
Samuli Aro

- 12. April: Samuli Aro, finnischer Motorradsportler
- 12. April: Hugues Bayet, belgischer Politiker
- 12. April: Kalle Granath, schwedischer Fußballspieler und -trainer
- 12. April: Christian Greve, deutscher Basketballtrainer
- 12. April: Lars Andreas Haug, norwegischer Jazzmusiker
- 12. April: Zwetelina Jantschulowa, bulgarische Beachvolleyballspielerin
- 12. April: Victoria Kawesa, schwedische Politikerin
- 12. April: Sylvia Liebscher, deutsche Skeletonpilotin
- 12. April: Marcelo Machado, brasilianischer Basketballspieler

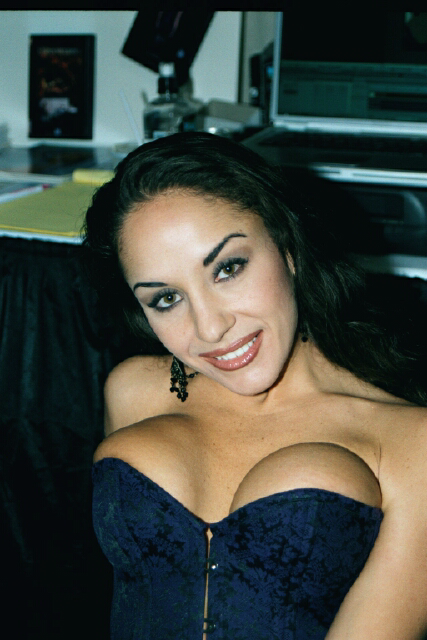
Jewell Marceau

- 12. April: Jewell Marceau, US-amerikanisches Fetisch- und Aktmodel, Pornodarstellerin und Regisseurin
- 12. April: Anja Nejarri, deutsche Schauspielerin
- 12. April: Andreas Nowak, deutscher Politiker
- 12. April: Marianne Pettersen, norwegische Fußballspielerin
- 12. April: Stefan Stankalla, deutscher Skirennläufer
- 12. April: Laurent Wauquiez, französischer Politiker
- 13. April: Jasey-Jay Anderson, kanadischer Snowboarder

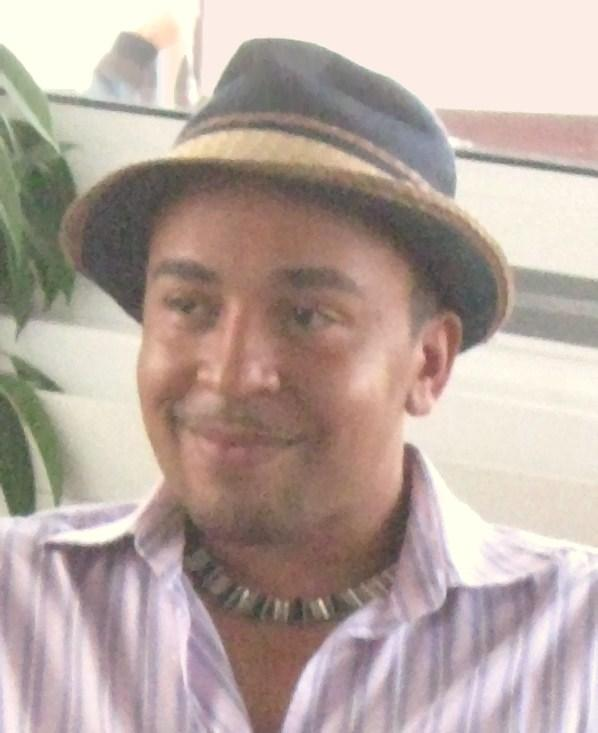
Lou Bega

- 13. April: Lou Bega, deutscher Latin-Pop-Sänger
- 13. April: David Philip Hefti, Schweizer Komponist und Dirigent
- 13. April: Lars Keiling, deutscher Koch
- 13. April: Timo Maran, estnischer Dichter und Semiotiker
- 13. April: Tatjana Nawka, russische Eiskunstläuferin
- 13. April: Marta Russo, italienische Jurastudentin und Mordopfer († 1997)
- 13. April: Torsten Spanneberg, deutscher Schwimmer
- 13. April: Susanne Theumer, deutsche Künstlerin, Grafikerin und Buchillustratorin
- 14. April: Frank Banham, kanadischer Eishockeyspieler
- 14. April: Adam Basil, australischer Sprinter
- 14. April: Petra Begerow, deutsche Tennisspielerin
- 14. April: Tino Chrupalla, deutscher Malermeister und Politiker
- 14. April: Avner Dorman, israelischer Komponist

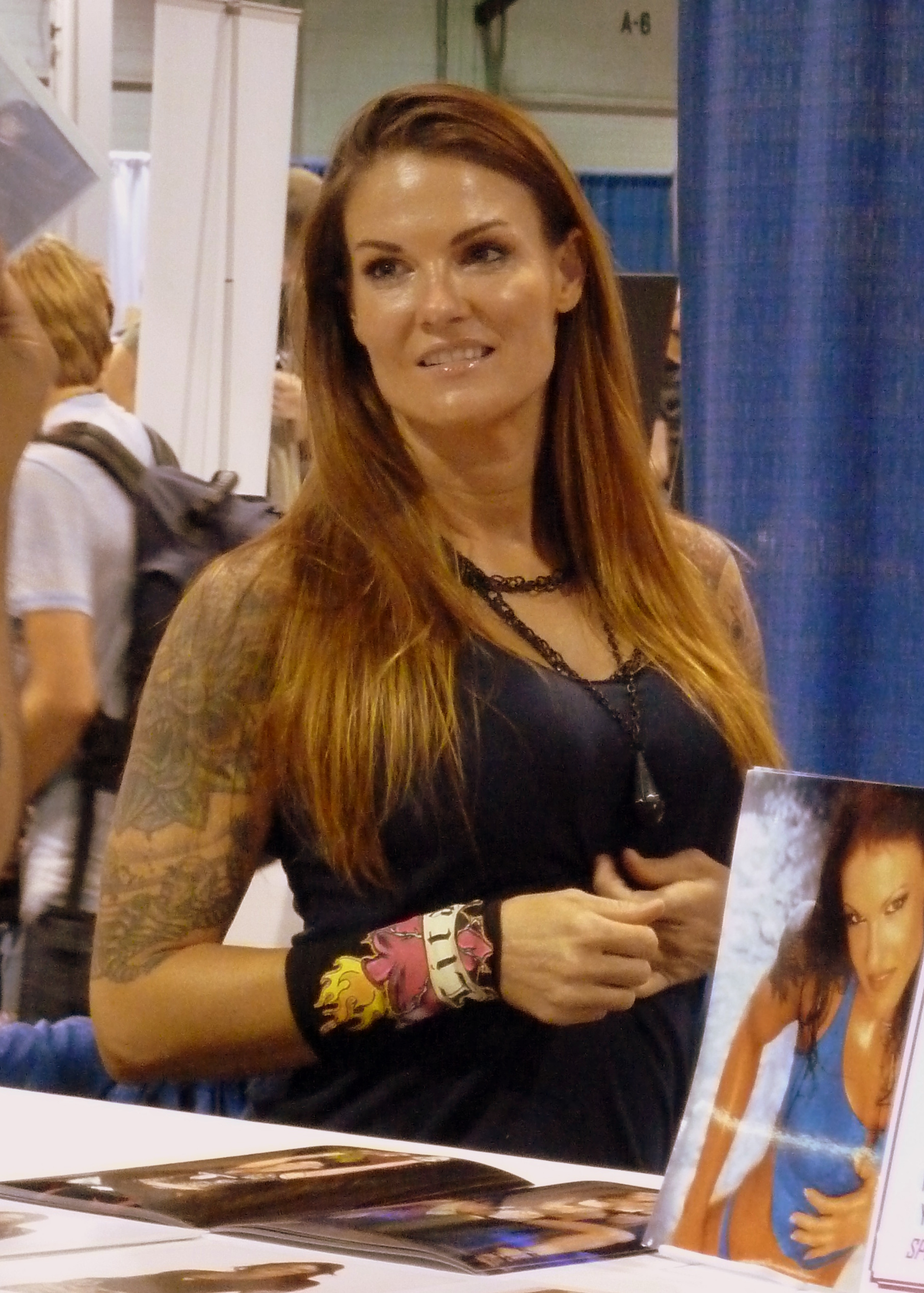
Amy Dumas

- 14. April: Amy Dumas, US-amerikanische Wrestlerin und Sängerin
- 14. April: Andreas Leitner, österreichischer Basketballfunktionär und -spieler
- 14. April: Claudia Lössl, deutsche Fantasyautorin († 2015)
- 14. April: Andy Marshall, englischer Fußballspieler
- 14. April: Anderson Silva, brasilianischer Mixed-Martial-Arts-Kämpfer
- 14. April: Antwon Tanner, US-amerikanischer Schauspieler
- 14. April: Gabriel Trifu, rumänischer Tennisspieler
- 14. April: Thomas Velin, dänischer Springreiter
- 14. April: Veronika Zemanová, Erotik-Fotomodell und Pornodarstellerin

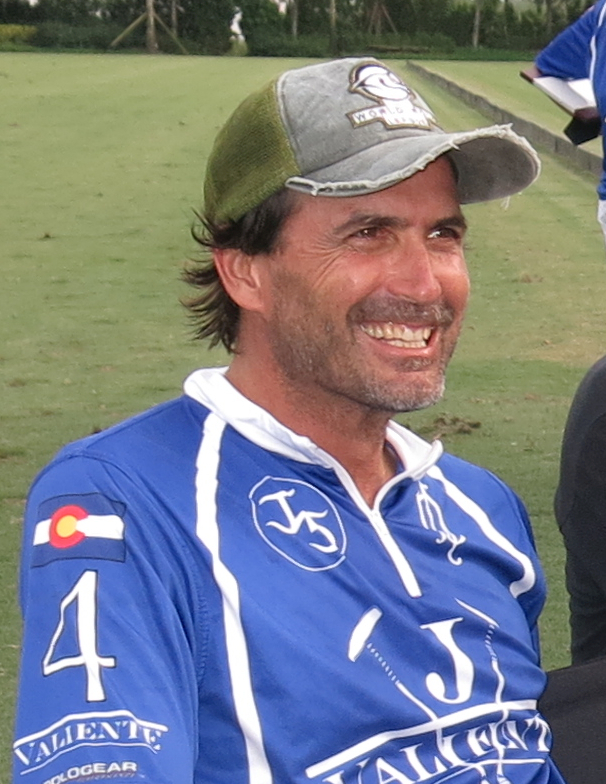
Adolfo Cambiaso

- 15. April: Adolfo Cambiaso, argentinischer Polospieler
- 15. April: Paul Dana, US-amerikanischer Automobilrennfahrer († 2006)
- 15. April: Dirk von Gehlen, deutscher Journalist
- 15. April: Nina Rillstone, neuseeländische Langstreckenläuferin
- 15. April: Cyril Rool, französischer Fußballspieler
- 15. April: Larissa Schaerer, paraguayische Tennisspielerin
- 15. April: Matthias Spillmann, Schweizer Jazztrompeter
- 15. April: Itaru Chimura, japanischer Snowboarder
- 16. April: Horácio de Almeida, osttimoresischer Jurist und Menschenrechtsaktivist
- 16. April: Diego Alonso, uruguayischer Fußballspieler
- 16. April: Éric Bertrand, kanadischer Eishockeyspieler
- 16. April: Antonino Cannavacciuolo, italienischer Koch und Fernsehmoderator

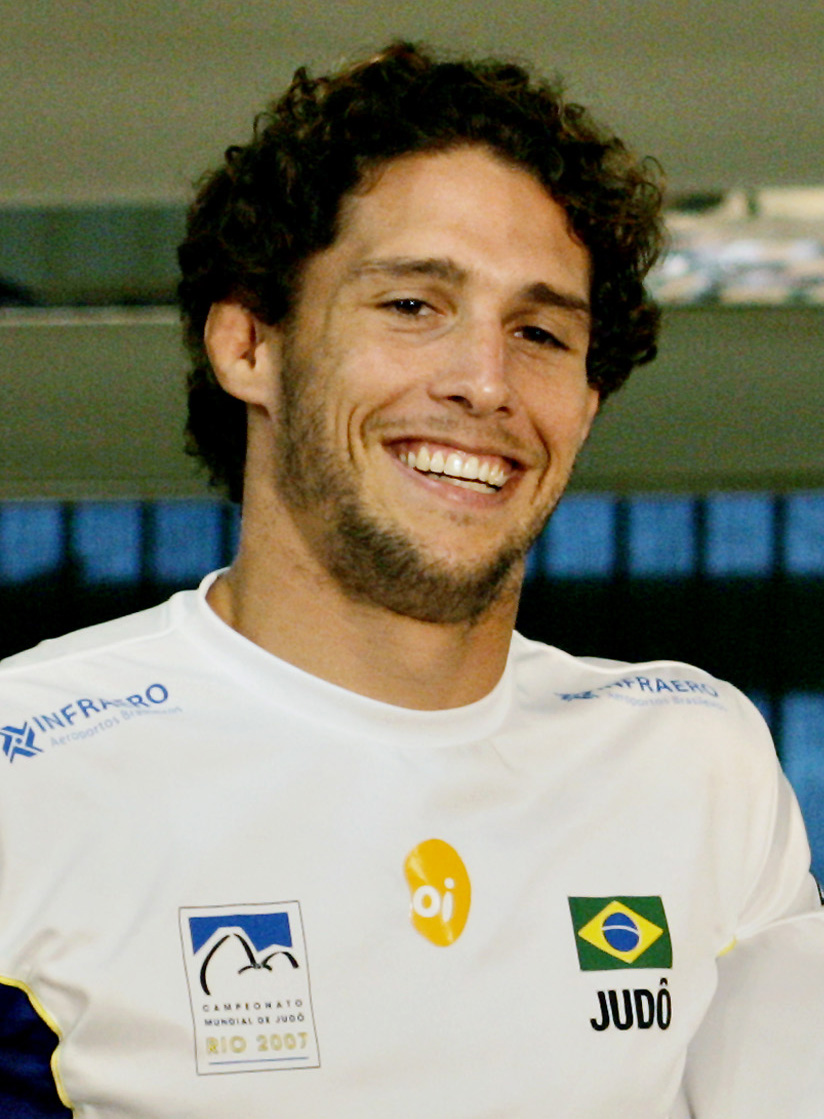
Flávio Canto

- 16. April: Flávio Canto, brasilianischer Judoka
- 16. April: Ali al-Dschalawi, bahrainischer Poet
- 16. April: Katharine Eustace, neuseeländische Skeletonsportlerin
- 16. April: Tiago Ferreira, portugiesischer Fußballtorhüter
- 16. April: Caspar Hirschi, Schweizer Historiker
- 16. April: Adem Kapič, slowenischer Fußballspieler
- 16. April: Sean Maher, US-amerikanischer Schauspieler
- 16. April: Hans Peter Motzfeldt-Kyed, grönländischer Handballspieler
- 16. April: Nicholas Pickard, englischer Schauspieler
- 16. April: Karl Yune, US-amerikanischer Schauspieler
- 16. April: Sander Zwegers, niederländischer Mathematiker
- 16. April: Hennadij Nikon, ukrainischer Skilangläufer
- 17. April: Wenderson de Arruda Said, brasilianischer Fußballspieler
- 17. April: Petter Bjällö, schwedischer Musicaldarsteller

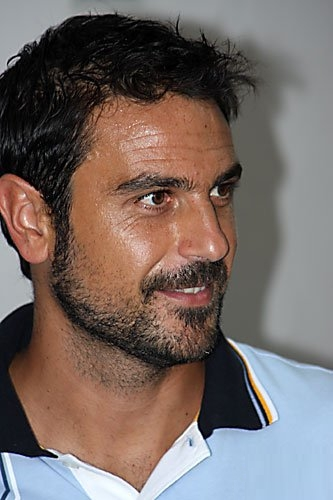
Stefano Fiore

- 17. April: Stefano Fiore, italienischer Fußballspieler
- 17. April: Ulf Ganschow, deutscher Handballspieler
- 17. April: John Gretton, 4. Baron Gretton, britischer Peer und Politiker
- 17. April: Tetjana Hladyr, ukrainische Langstreckenläuferin
- 17. April: Anik Kadinski, österreichische Sängerin
- 17. April: Oleh Malzew, ukrainischer Psychologe
- 17. April: Wélton Araújo Melo, brasilianischer Fußballspieler
- 17. April: Travis Roy, US-amerikanischer Eishockeyspieler, -trainer und Autor († 2020)
- 17. April: Thomas Schwab, deutscher Musiker, Komponist und Musikproduzent
- 18. April: Sandro Dias, brasilianischer Skateboarder
- 18. April: Sanna Englund, deutsche Schauspielerin
- 18. April: Alek Epstein, russisch-israelischer Soziologe, Politologe und Historiker
- 18. April: GoonRock, US-amerikanischer Musikproduzent und Musiker
- 18. April: David Havíř, tschechischer Eishockeyspieler
- 18. April: Oliver Kraas, südafrikanischer Skilangläufer
- 18. April: Konstantinos Papadakis, griechischer Politiker
- 18. April: Björn Schuller, deutscher Wissenschaftler und Unternehmer
- 18. April: Sergei Terehhov, estnischer Fußballspieler
- 19. April: Michael Bartels, deutscher Politiker
- 19. April: Stephan Beeharry, Badmintonspieler aus Mauritius

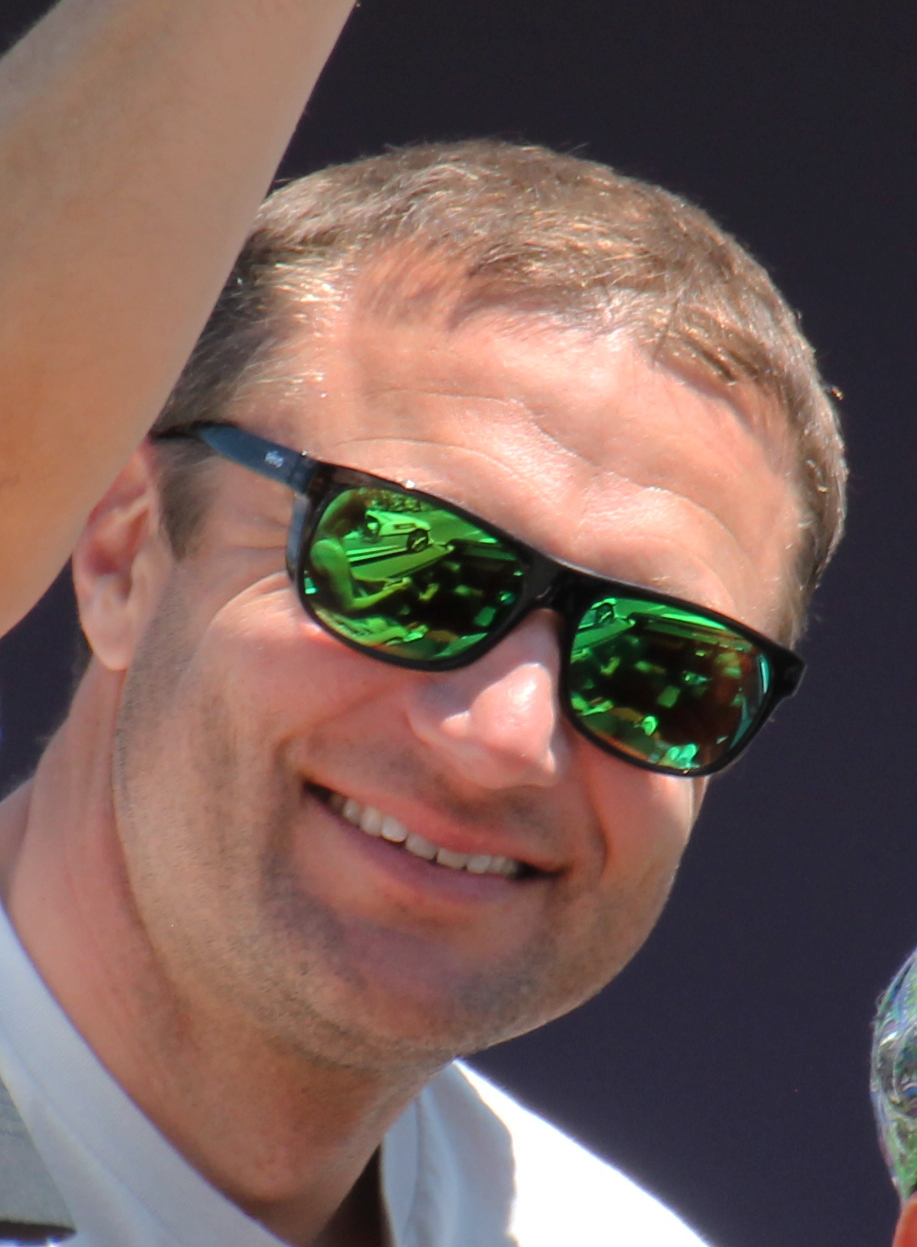
Townsend Bell

- 19. April: Townsend Bell, US-amerikanischer Automobilrennfahrer
- 19. April: Steffen Busse, deutscher Volleyballspieler und -trainer
- 19. April: Matthias Donath, deutscher Kunsthistoriker, Historiker und Autor
- 19. April: Yōsuke Fukuda, japanischer Komponist
- 19. April: Sven M. Hellinghausen, deutscher Dirigent und Komponist
- 19. April: Jussi Jääskeläinen, finnischer Fußballtorhüter
- 19. April: Marius Măldărășanu, rumänischer Fußballspieler
- 19. April: Hugh O’Conor, irischer Schauspieler
- 19. April: Rikke Olsen, dänische Badmintonspielerin
- 19. April: Denis Rytschkow, russischer Crosslauf-Sommerbiathlet
- 19. April: Matti Schindehütte, deutscher Pfarrer, evangelischer Theologe, Genrefilm-Produzent
- 19. April: Seo Dong-jin, südkoreanischer Fußballschiedsrichter
- 19. April: Robert Šulgan, tschechischer Schwergewichtsboxer
- 20. April: Dominick Guinn, US-amerikanischer Boxer
- 20. April: Elina Hirvonen, finnische Autorin und Regisseurin

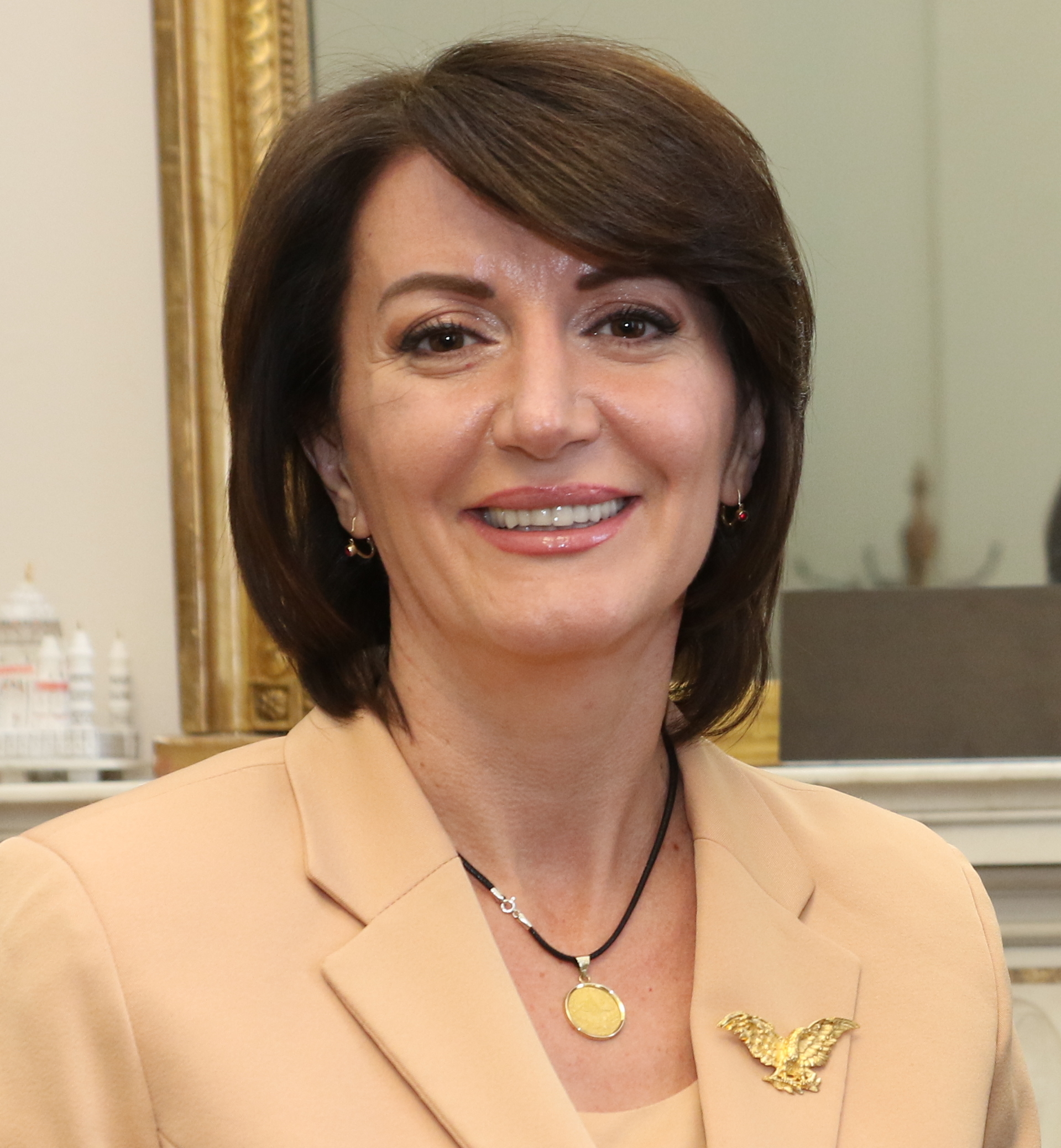
Atifete Jahjaga

- 20. April: Atifete Jahjaga, kosovarische Politikerin
- 20. April: Killer Mike, US-amerikanischer Rapper
- 20. April: Andrei Mironow, russischer Maler
- 20. April: John van de Ruit, südafrikanischer Autor und Schauspieler
- 20. April: Chikara Tanabe, japanischer Ringer
- 20. April: Gabriel Zeilinger, deutscher Historiker und Hochschullehrer
- 21. April: Céline Bozon, französische Kamerafrau
- 21. April: Dom Capuano, italienischer Musikproduzent und Komponist
- 21. April: Cristian Sebastián Cejas, argentinischer Fußballtorwart

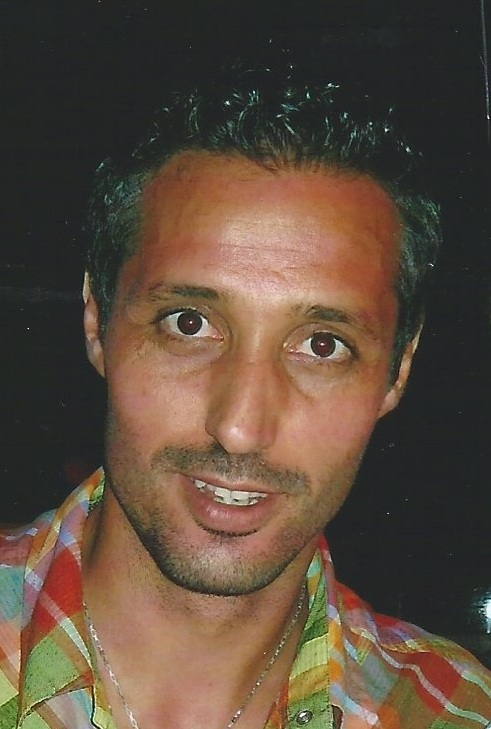
Paulo Diogo

- 21. April: Paulo Diogo, Schweizer Fußballspieler
- 21. April: Gladys Enti, ghanaische Fußballtorhüterin
- 21. April: Matthias Fiedler, deutscher Reporter, Journalist und Regisseur
- 21. April: Hwang Sun-ho, südkoreanischer Badmintonspieler
- 21. April: Scott Langkow, kanadischer Eishockeytorwart
- 21. April: Danyon Loader, neuseeländischer Schwimmer
- 21. April: Martin Neuhaus, deutscher Schauspieler
- 21. April: Kévin Page, französischer Skirennläufer
- 21. April: Jürgen Panis, österreichischer Fußballspieler
- 21. April: Ronika Tandi, afrikanische Künstlerin
- 21. April: Marco Ventre, österreichischer Radiomoderator und Schlagersänger
- 21. April: Wolf Wagner, deutscher Pornoproduzent

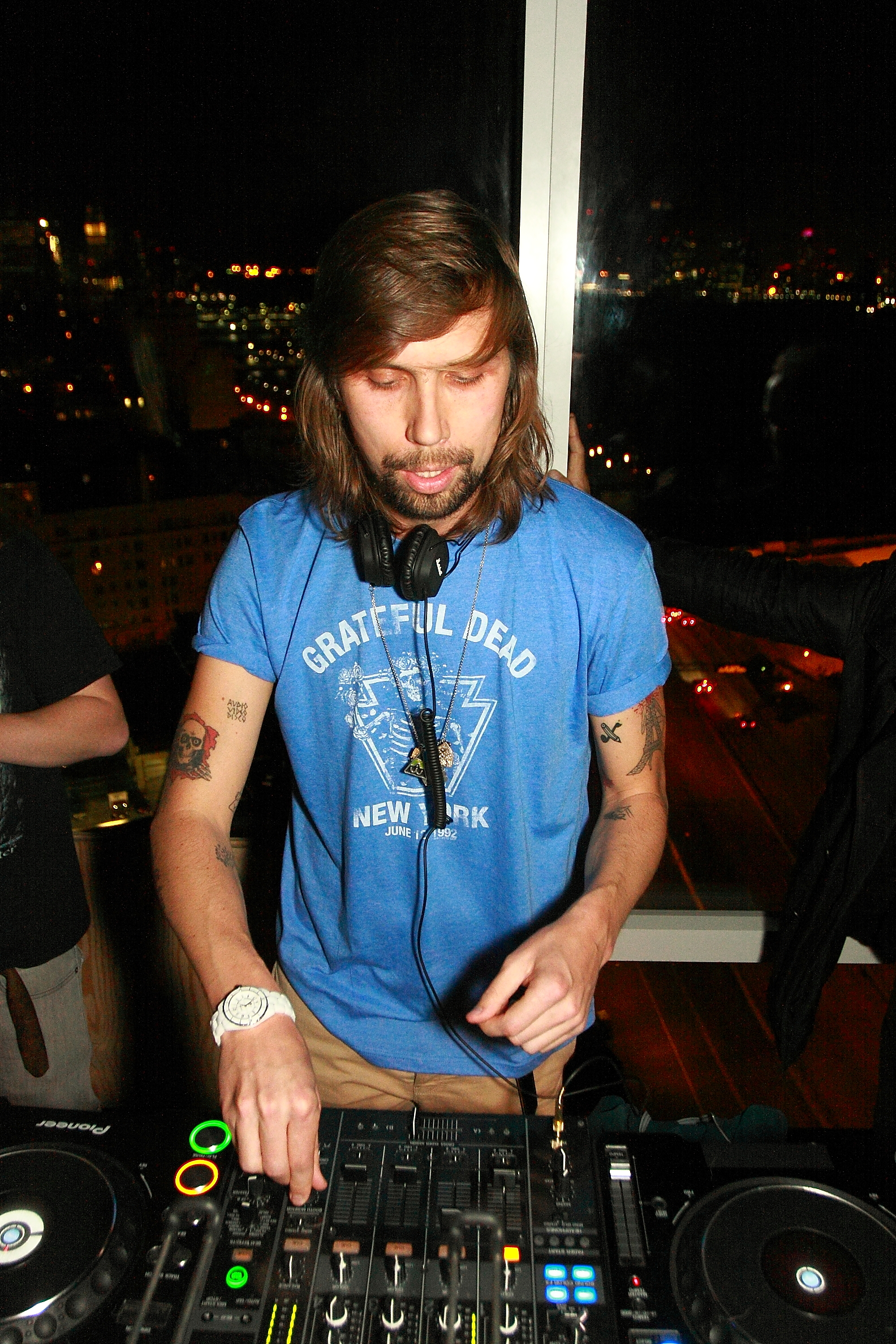
Pedro Winter

- 21. April: Pedro Winter, französischer DJ, Produzent, Manager und Inhaber von Ed Banger Records
- 22. April: Otwin van Dijk, niederländischer Politiker
- 22. April: Raymond Kalla, kamerunischer Fußballspieler
- 22. April: Megan Griffiths, US-amerikanische Filmemacherin und Regisseurin
- 22. April: Stijn Haeldermans, belgischer Fußballspieler
- 22. April: Pavel Horváth, tschechischer Fußballspieler
- 22. April: Raymond Kalla, kamerunischer Fußballspieler
- 22. April: Melinda Keszthelyi, ungarische Badmintonspielerin, auch für die USA startend
- 22. April: Steven Joseph Lopes, US-amerikanischer Geistlicher
- 22. April: Greg Moore, kanadischer Automobilrennfahrer († 1999)
- 22. April: Simona Premazzi, italienische Jazzpianistin und Komponistin
- 22. April: Paolo Ruberti, italienischer Automobilrennfahrer
- 22. April: Patience Sackey, ghanaische Fußballspielerin
- 22. April: Carlos Sastre, spanischer Radrennfahrer
- 22. April: Gerd Strohmeier, deutscher Journalist und Politikwissenschaftler
- 23. April: Charlotte Bohning, deutsche Schauspielerin
- 23. April: Peter Christensen, dänischer Politiker († 2025)
- 23. April: Christian Corrêa Dionisio, brasilianischer Fußballspieler
- 23. April: Siobhan Hayes, britische Schauspielerin
- 23. April: Hauke Hirsinger, deutscher Journalist, Historiker, Autor, Schauspieler und Sänger
- 23. April: Michael Hoffmann, dänischer Handballspieler
- 23. April: Jón Þór Birgisson, isländischer Sänger und Gitarrist

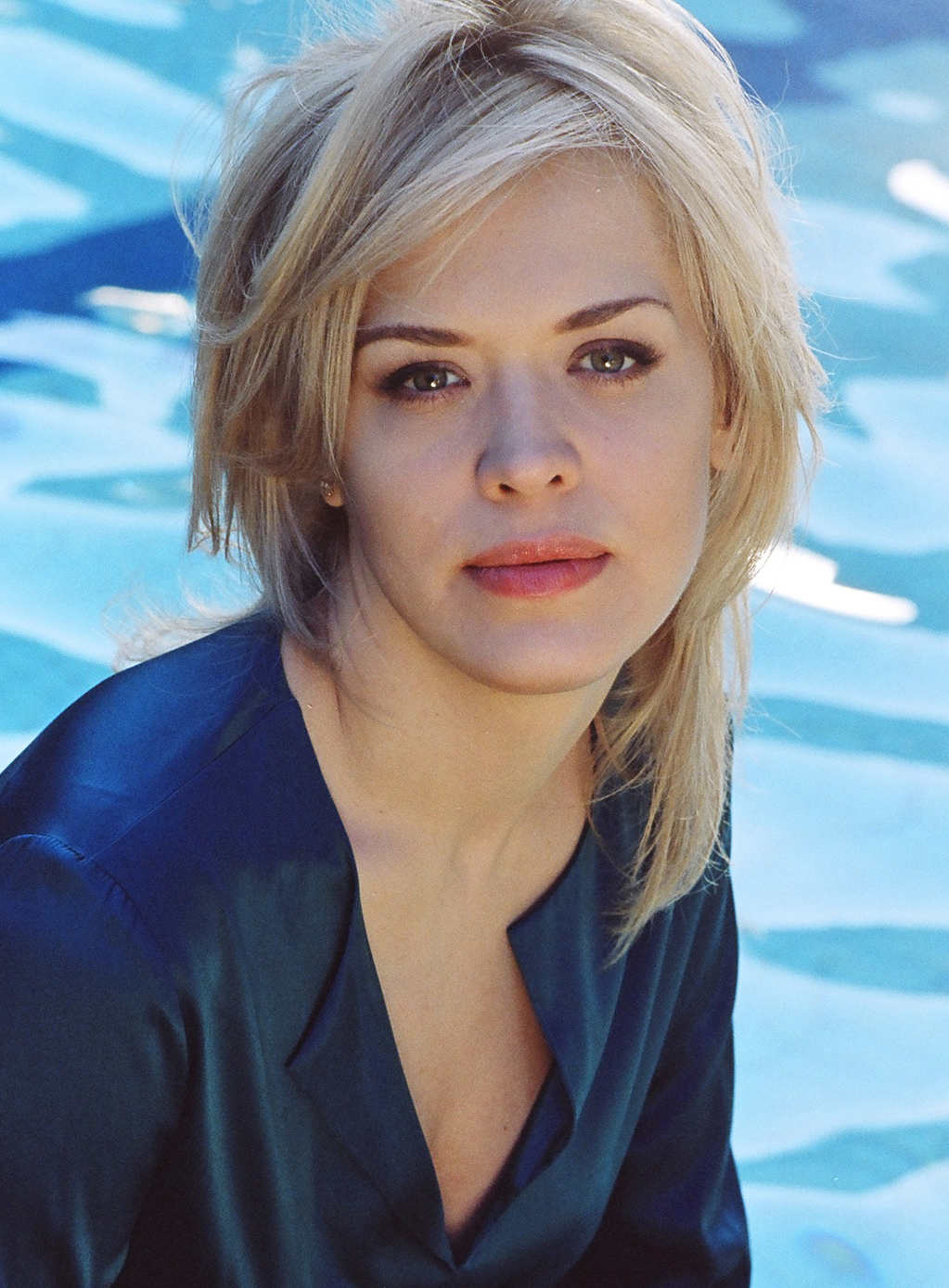
Olga Kern

- 23. April: Olga Kern, russische Pianistin
- 23. April: Stine Brun Kjeldaas, norwegische Snowboarderin
- 23. April: Helge Lien, norwegischer Jazzpianist, Komponist und Bandleader
- 23. April: Mark Michel, deutscher Filmemacher und Autor
- 23. April: Anton Noori, österreichischer Schauspieler mit iranischen Wurzeln
- 23. April: Damien Touya, französischer Säbelfechter
- 24. April: Anastasia Acosta Rodríguez, costa-ricanische Schauspielerin und Model
- 24. April: Tadelesh Birra, äthiopische Marathonläuferin
- 24. April: Gabriela Chlumecká, tschechische Fußballspielerin
- 24. April: Eric Daniels, deutscher Eishockeyspieler und -schiedsrichter
- 24. April: Mathias Edenborn, schwedischer Musicaldarsteller
- 24. April: Carmen Giannattasio, italienische Opernsängerin
- 24. April: Jang Chun-woong, südkoreanischer Badmintonspieler
- 24. April: Lee Wei-jen, taiwanischer Badmintonspieler
- 24. April: Thad Luckinbill, US-amerikanischer Schauspieler und Produzent
- 24. April: Ricardo Mannetti, namibischer Fußballspieler und -trainer
- 24. April: Frank Mühlenbeck, deutscher Buchautor
- 24. April: Stuart Pettman, englischer Snookerspieler

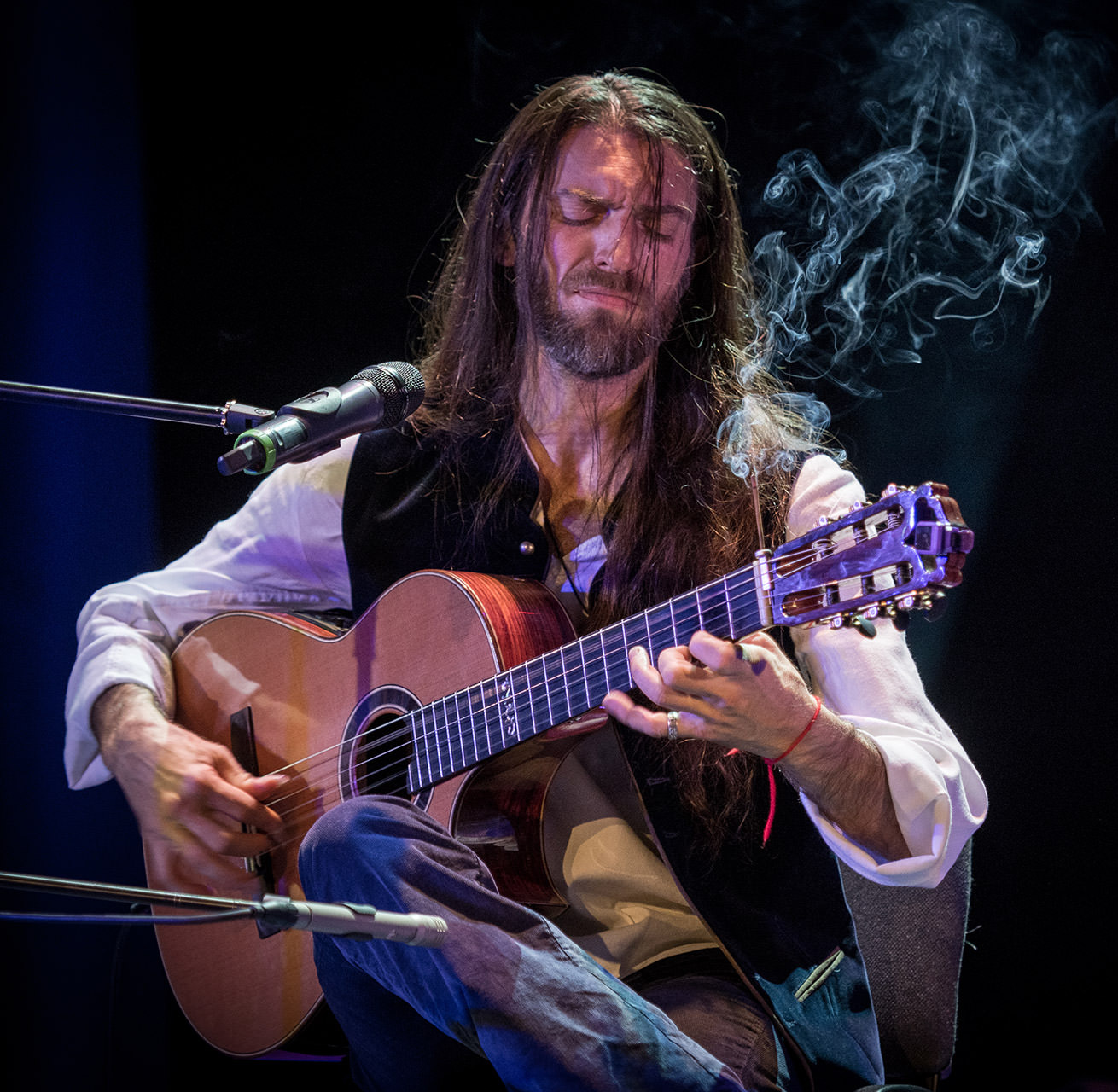
Estas Tonne

- 24. April: Estas Tonne, ukrainischer Gitarrenvirtuose
- 25. April: Laura Bennett, US-amerikanische Triathletin
- 25. April: Emily Bergl, britisch-amerikanische Schauspielerin
- 25. April: Ann-Louise Edstrand, schwedische Eishockeyspielerin
- 25. April: Shivani Ghai, englische Schauspielerin
- 25. April: Konstantin Golowskoi, russischer Fußballspieler
- 25. April: Delano Hill, niederländischer Fußballspieler
- 25. April: Truls Ove Karlsen, norwegischer Skirennläufer
- 25. April: Joseph Quy Lam Cong, römisch-katholischer Geistlicher, Augustinerpater und Professor
- 25. April: Roger Machado Marques, brasilianischer Fußballspieler und -trainer
- 25. April: Gareth Moore, kanadischer Installationskünstler
- 25. April: Didier Moret, schweizerischer Skibergsteiger
- 25. April: Alec Puro, US-amerikanischer Musiker und Filmkomponist

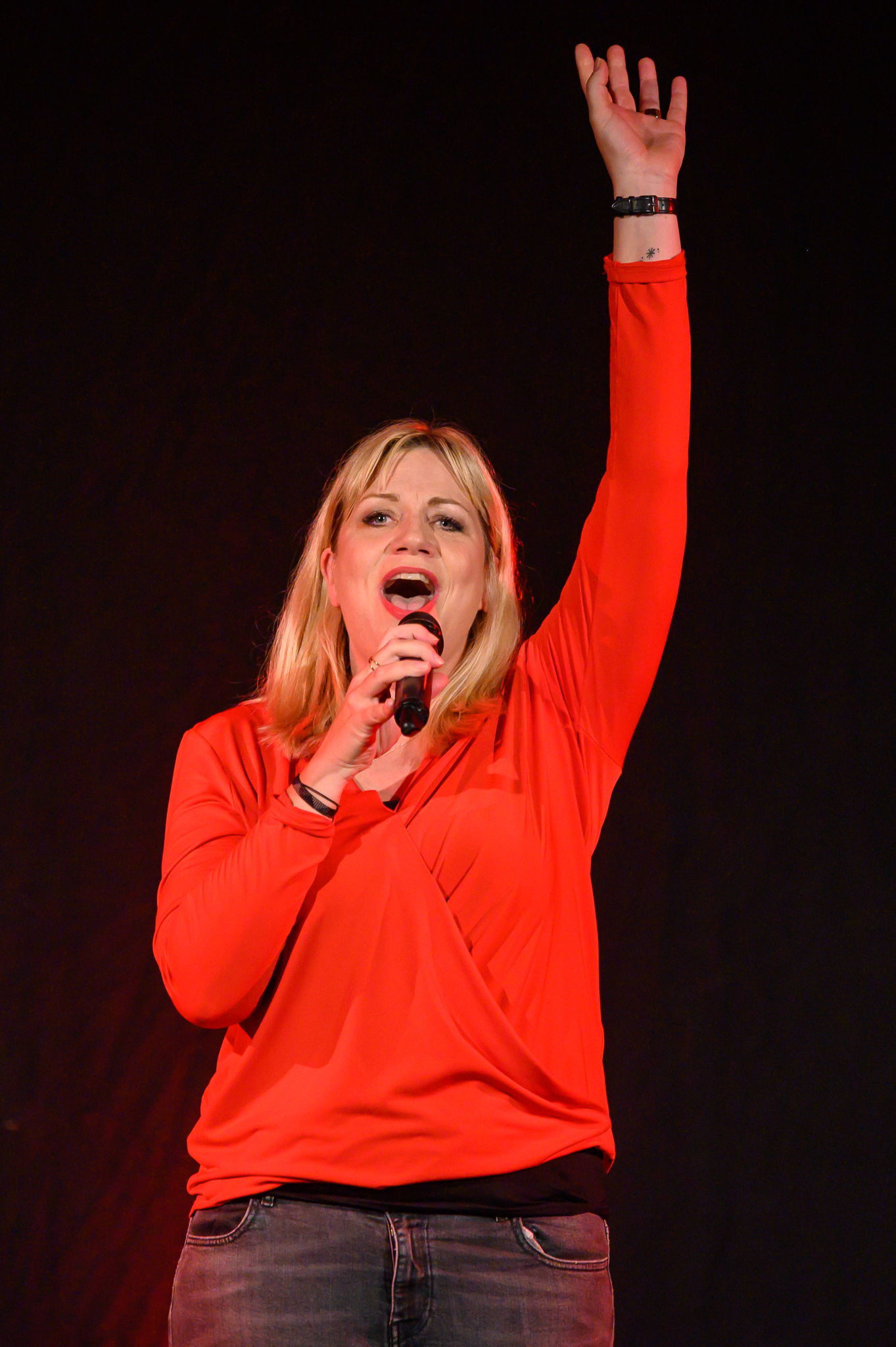
Mirja Regensburg

- 25. April: Mirja Regensburg, deutsche Schauspielerin und Komikerin
- 25. April: André Thieme, deutscher Springreiter
- 25. April: Becky Wahlstrom, US-amerikanische Schauspielerin
- 25. April: Yvonne Zeibig, deutsche Biathletin
- 26. April: Gunilla Victoria Andersson, schwedische Eishockeyspielerin
- 26. April: Hildigunn Eyðfinsdóttir, färöische Theater- und Filmschauspielerin
- 26. April: Dan Jensen, dänischer Eishockeytorwart
- 26. April: Dave de Jong, niederländischer Fußballspieler
- 26. April: Joey Jordison, US-amerikanischer Drummer und Gitarrist († 2021)
- 26. April: Nerina Pallot, britische Sängerin, Texterin und Komponistin
- 26. April: Steffen Størseth, norwegischer Ruderer
- 26. April: Markus Strömbergsson, schwedischer Fußballschiedsrichter

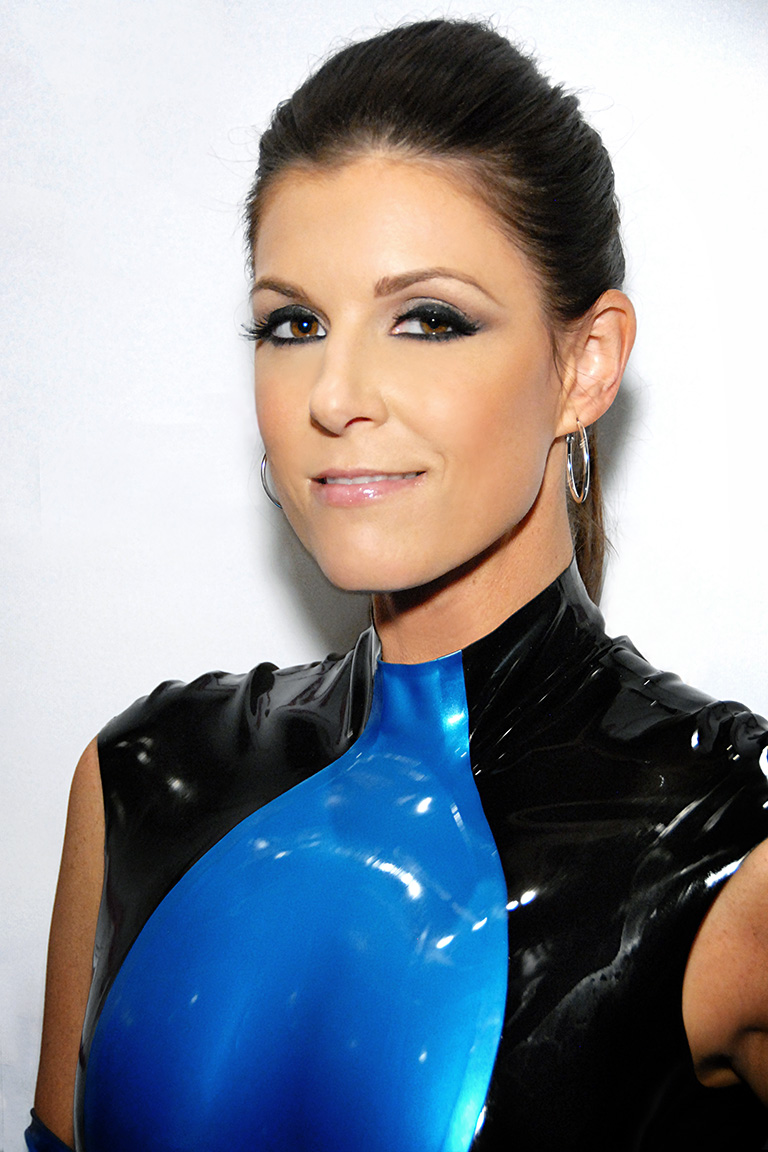
India Summer

- 26. April: India Summer, US-amerikanische Pornodarstellerin
- 26. April: Hermann Weratschnig, österreichischer Politiker
- 27. April: Chris Carpenter, US-amerikanischer Baseballspieler
- 27. April: Thomas Dorfer, österreichischer Koch
- 27. April: Jozef Dumoulin, belgischer Jazzpianist
- 27. April: Kazuyoshi Funaki, japanischer Skispringer
- 27. April: Xavier Gens, französischer Regisseur und Drehbuchautor
- 27. April: Ralph Kreibich, österreichischer Ruderer
- 27. April: Vlastimil Kroupa, tschechischer Eishockeyspieler
- 27. April: Thierry Paterlini, Schweizer Eishockeyspieler
- 27. April: Cristian Solimeno, britischer Schauspieler, Tänzer, Drehbuchautor und Regisseur
- 27. April: Mandala Tayde, deutsche Schauspielerin
- 28. April: Federica Diémoz, italienisch-schweizerische Romanistin und Dialektologin († 2019)
- 28. April: Clesly Evandro Guimarães, brasilianischer Fußballspieler

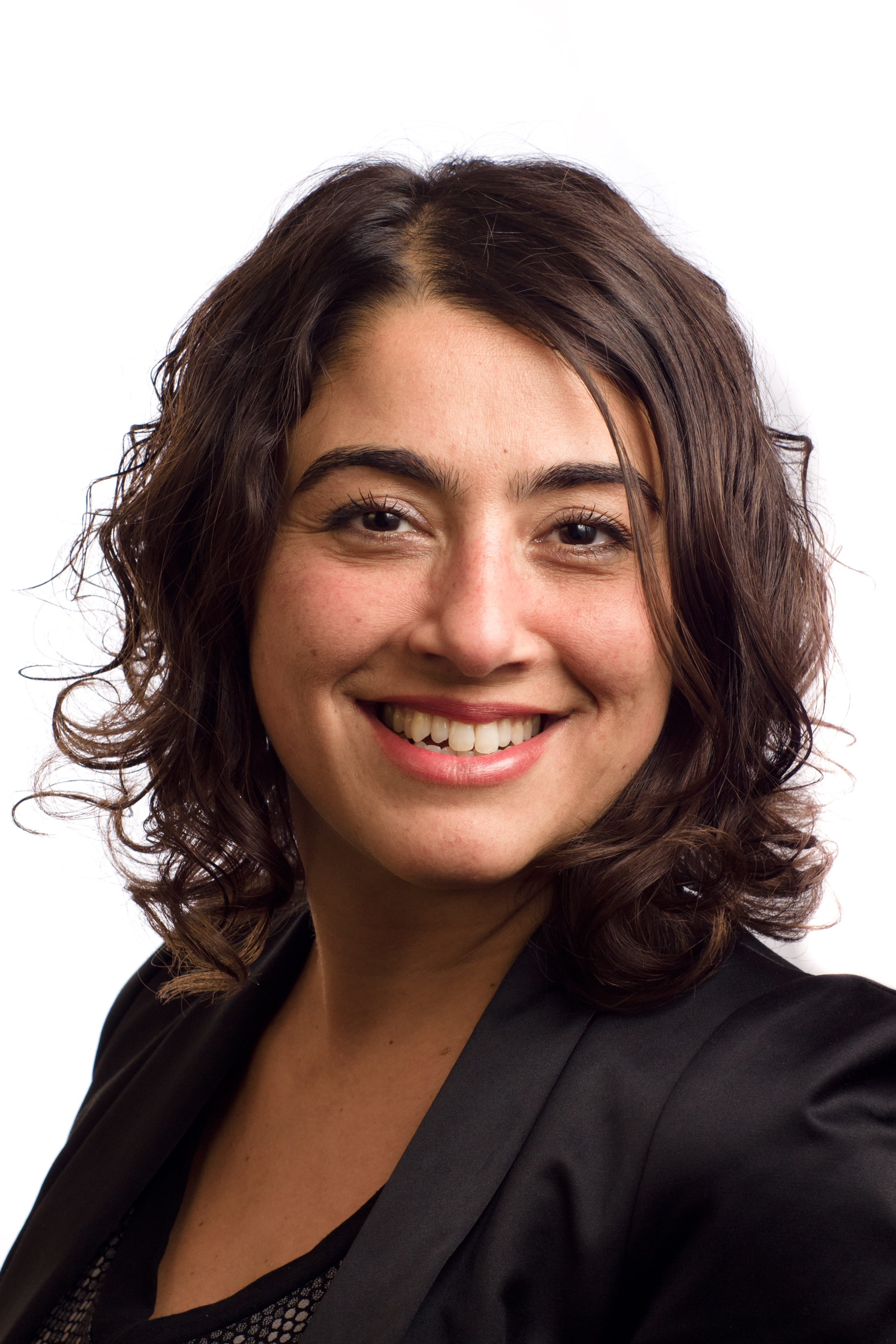
Sadet Karabulut

- 28. April: Sadet Karabulut, niederländische Politikerin
- 28. April: Barby Kelly, irisch-US-amerikanische Musikerin (The Kelly Family)
- 28. April: Mathias Klasenius, schwedischer Fußballschiedsrichterassistent
- 28. April: José Luis Martí, spanischer Fußballspieler
- 28. April: Iyeoka Okoawo, nigerianisch-US-amerikanische Dichterin und Musikerin
- 28. April: Christian Rickerts, deutscher Unternehmensberater und PR-Manager
- 28. April: Marika Tasler, deutsche Grafikdesignerin und Fotografin
- 28. April: Michael Walchhofer, österreichischer Skirennläufer
- 29. April: Nicolas Grenier, französischer Dichter und Übersetzer
- 29. April: Gustav, Schweizer Musiker und Sänger
- 29. April: Stephan Käfer, deutscher Schauspieler
- 29. April: Olga Kefalogianni, griechische Politikerin
- 29. April: Eric Koston, US-amerikanischer Streetskateboarder
- 29. April: Mateusz Kusznierewicz, polnischer Segler
- 29. April: Fábio Luciano, brasilianischer Fußballspieler

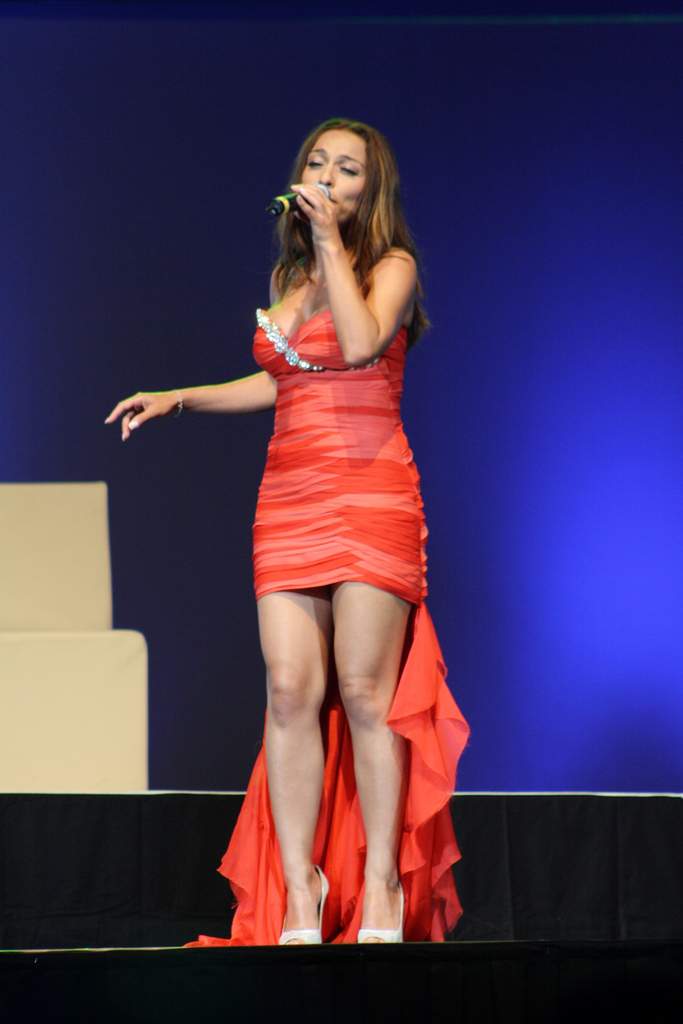
Ziynet Sali

- 29. April: Ziynet Sali, zypriotische Pop-Sängerin
- 29. April: Fred Scarlett, britischer Ruderer
- 29. April: Leonardo Scarselli, italienischer Radrennfahrer
- 29. April: Ernst Karl Schassberger, deutscher Koch
- 29. April: Katie Schlukebir, US-amerikanische Tennisspielerin
- 29. April: Yury Shulman, belarussisch-US-amerikanischer Schachgroßmeister
- 29. April: Garrison Starr, US-amerikanische Musikerin und Sängerin
- 29. April: Jason Topolski, US-amerikanischer Filmproduzent, Synchronsprecher und Gamedesigner
- 30. April: Alberto Alemanno, spanisch-italienischer Jurist
- 30. April: Idil Baydar, deutsche Schauspielerin und Kabarettistin
- 30. April: Pawel Boitschenko, russischer Eishockeyspieler
- 30. April: Dita Charanzová, tschechische Politikerin

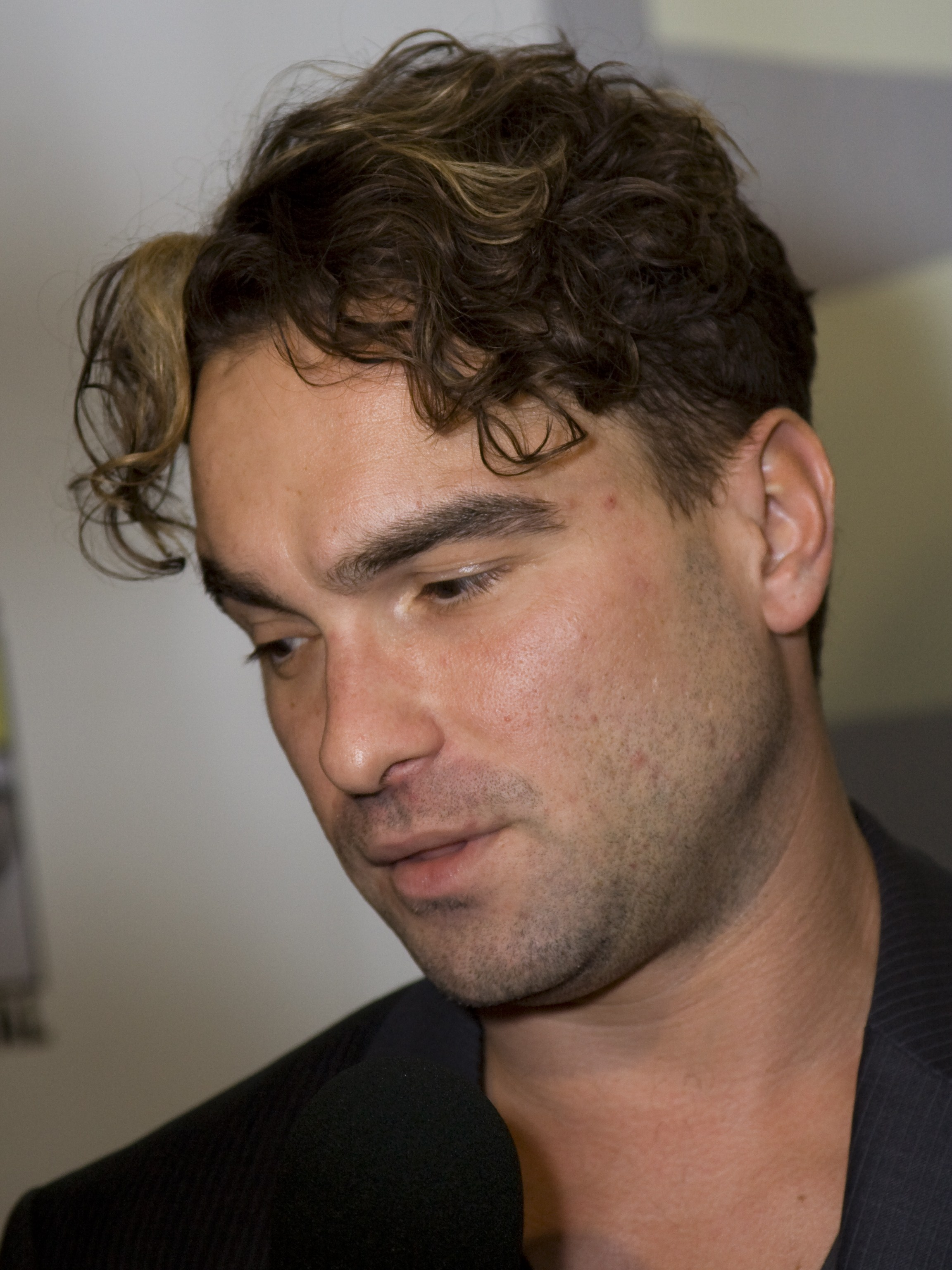
Johnny Galecki

- 30. April: Johnny Galecki, US-amerikanischer Schauspieler
- 30. April: Milton Griffiths, jamaikanischer Fußballspieler
- 30. April: Ha Tae-kwon, südkoreanischer Badmintonspieler
- 30. April: Darren Manning, britischer Automobilrennfahrer
- 30. April: Ilka Minor, österreichische Rallye-Beifahrerin
- 30. April: David Moncoutié, französischer Radrennfahrer
- 30. April: Oliver Pettke, deutscher Squashspieler und Squashtrainer
- 30. April: Arnaud Robinet, französischer Politiker
- 30. April: Philipp von Rummel, deutscher Archäologe
- 30. April: Annika Strandhäll, schwedische Politikerin
- 00. April: Fikriye Selen, türkische Boxerin im Bantamgewicht

### Mai
- 01. Mai: Abdi Aktaş, türkischer Fußballspieler
- 01. Mai: Paloma Baeza, britische Filmschauspielerin
- 01. Mai: Austin Croshere, US-amerikanischer Basketballspieler
- 01. Mai: Henrik Dahl, schwedischer Fußballspieler
- 01. Mai: Marc-Vivien Foé, kamerunischer Fußballspieler († 2003)
- 01. Mai: Jordi Font, spanischer Snowboarder
- 01. Mai: Marie-Josephe Jean-Pierre, mauritische Badmintonspielerin
- 01. Mai: Liu Zhong, chinesische Badmintonspielerin
- 01. Mai: Andrea Lowe, britische Schauspielerin
- 01. Mai: Christian Manfredini, ivorisch-italienischer Fußballspieler
- 01. Mai: Călin Peter Netzer, rumänischer Filmregisseur
- 01. Mai: Alexander Nix, britischer Geschäftsmann
- 01. Mai: Mathieu Simonet, französischer Schauspieler, Regisseur und Filmproduzent
- 01. Mai: Alexei Smertin, russischer Fußballspieler
- 01. Mai: Jakob Wöhrle, deutscher Theologe († 2025)
- 01. Mai: Haritz Zunzunegui, spanischer Skilangläufer
- 02. Mai: David Beckham, englischer Fußballspieler David Beckham

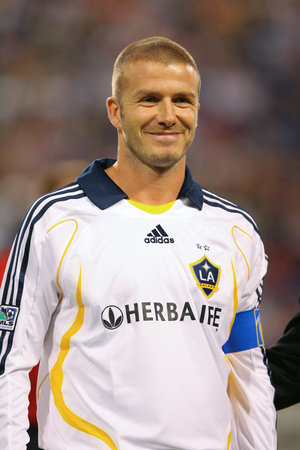
David Beckham

- 02. Mai: Ramon di Clemente, südafrikanischer Ruderer
- 02. Mai: Matthias Czech, deutscher Politiker
- 02. Mai: Lukas Engelberger, Schweizer Politiker
- 02. Mai: Ahmed Hassan, ägyptischer Fußballspieler
- 02. Mai: Christophe Kempé, französischer Handballspieler
- 02. Mai: Mojca Kopač, slowenische Eiskunstläuferin
- 02. Mai: Marco Kutscher, deutscher Springreiter
- 02. Mai: Dorothy Metcalf-Lindenburger, US-amerikanische Astronautin
- 02. Mai: David Morneau, US-amerikanischer Komponist
- 02. Mai: Lara Peyrot, italienische Skilangläuferin
- 02. Mai: Eva Pölzl, österreichische Moderatorin
- 02. Mai: Tilman Rammstedt, deutscher Schriftsteller und Musiker
- 02. Mai: Nathalie zu Sayn-Wittgenstein-Berleburg, deutsch-dänische Dressurreiterin Nathalie zu Sayn-Wittgenstein-Berleburg

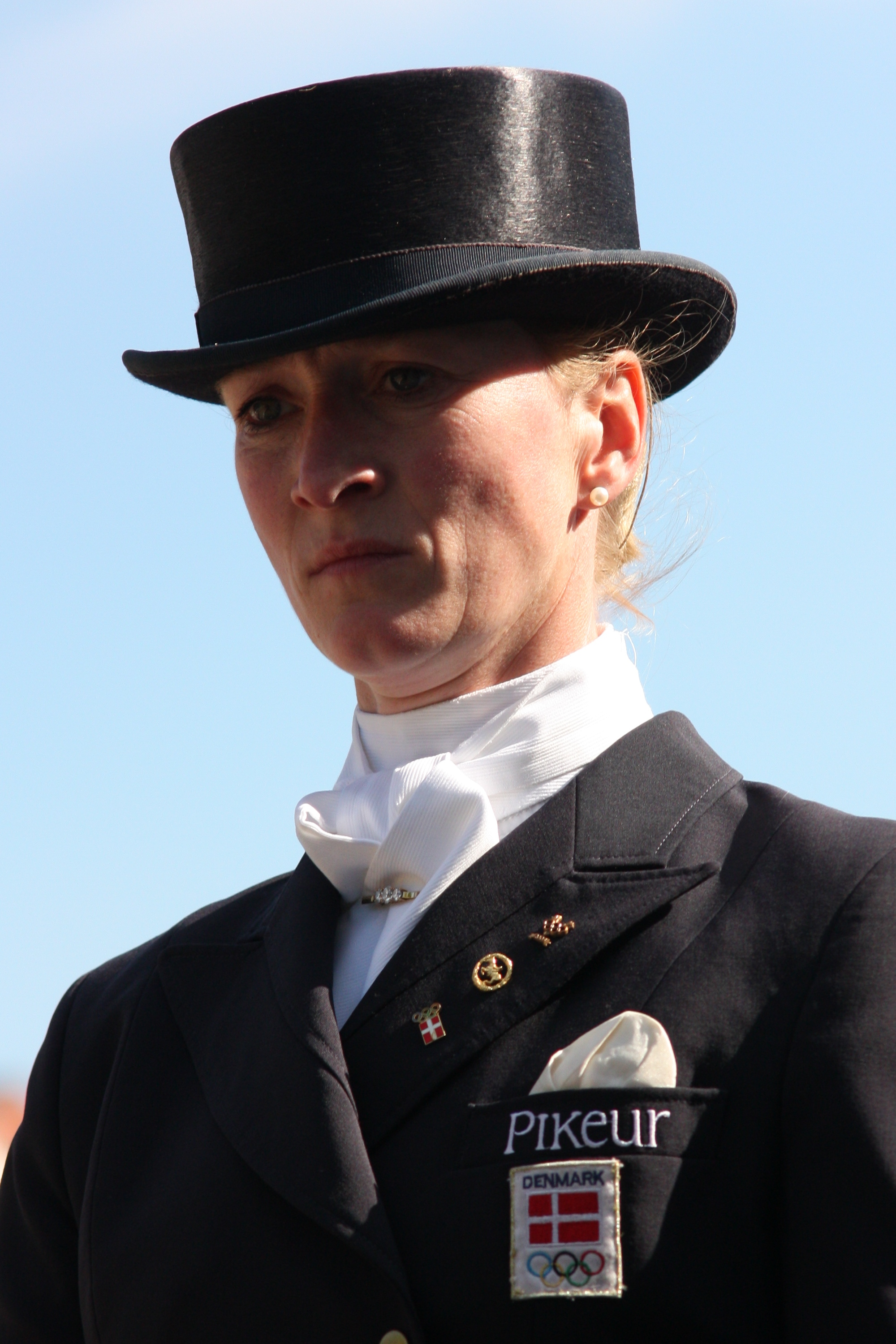
Nathalie zu Sayn-Wittgenstein-Berleburg

- 02. Mai: Anita Schwaller, Schweizer Snowboarderin
- 02. Mai: Khalid Sinouh, marokkanisch-niederländischer Fußballtorhüter
- 02. Mai: Pia Sundstedt, finnische Radrennfahrerin, Skilangläuferin und Sportliche Leiterin
- 02. Mai: Wang Yani, chinesische Malerin
- 03. Mai: Ivan Bátory, slowakischer Skilangläufer
- 03. Mai: Cornelia Dauben, deutsche Triathletin
- 03. Mai: Jérémy Dérangère, französischer Radrennfahrer
- 03. Mai: Véronique Fischer, französische Mathematikerin
- 03. Mai: Willie Geist, US-amerikanischer Fernsehmoderator
- 03. Mai: Bindee Goon Chew, australische Skeletonsportlerin
- 03. Mai: Christina Hendricks, US-amerikanische Schauspielerin Christina Hendricks

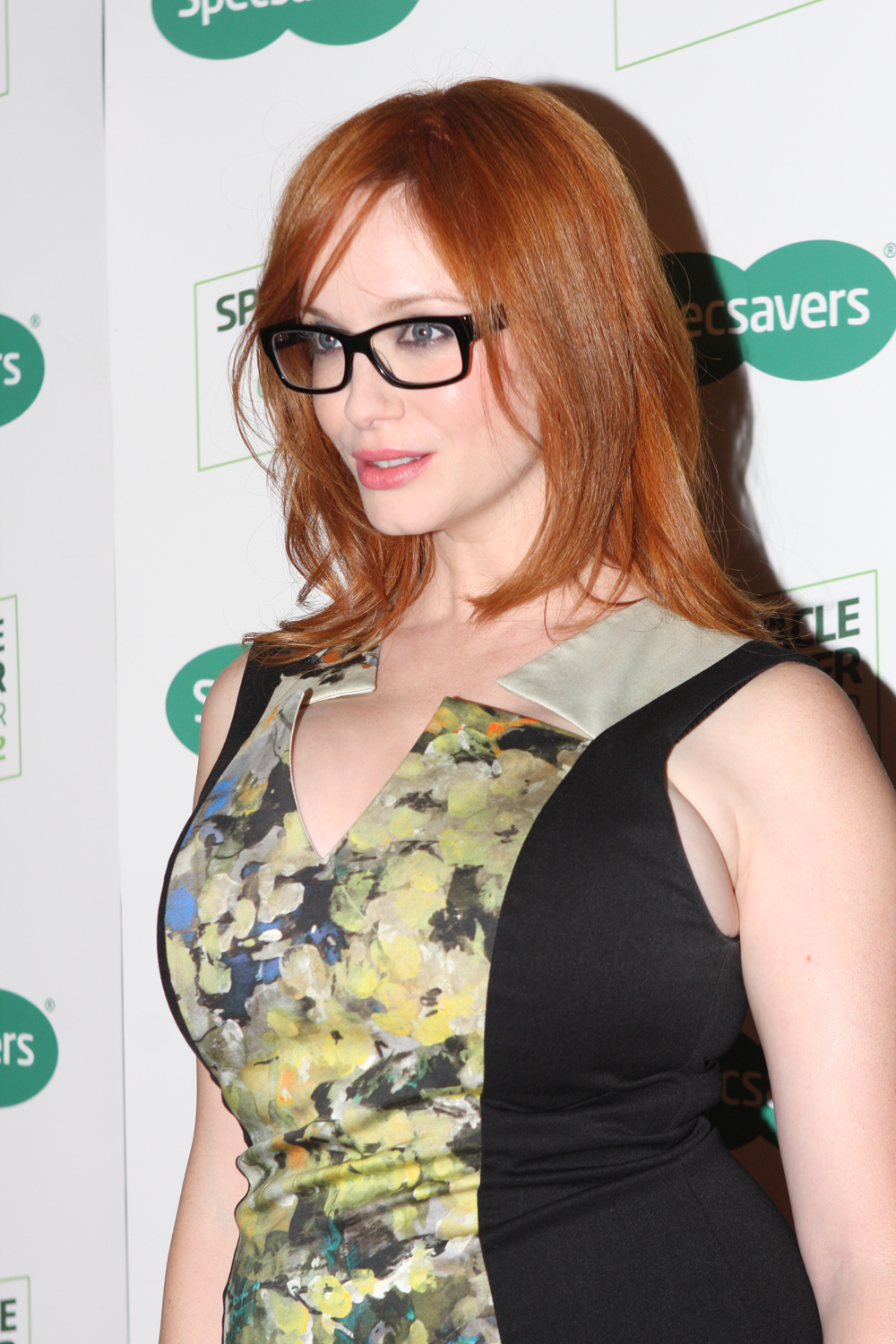
Christina Hendricks

- 03. Mai: Dulé Hill, US-amerikanischer Schauspieler
- 03. Mai: Gaber Lah, slowenischer Skilangläufer und Bogenbiathlet
- 03. Mai: Marc Limpach, luxemburgischer Jurist, Autor, Schauspieler und Dramaturg
- 03. Mai: Maksim Mrvica, kroatischer Pianist
- 03. Mai: Robert Slippens, niederländischer Radrennfahrer
- 03. Mai: Katrin Weisser, deutsche Schauspielerin
- 03. Mai: André Wiese, deutscher Politiker
- 04. Mai: Jim Ronny Andersen, norwegischer Badmintonspieler
- 04. Mai: Vivian Chukwuemeka, nigerianische Leichtathletin
- 04. Mai: Arnold Dybek, deutscher Fußballspieler und -trainer
- 04. Mai: Oliver Franck, deutscher Schauspieler
- 04. Mai: Louise Hansen, dänische Fußballspielerin
- 04. Mai: Jang Hun, südkoreanischer Regisseur und Drehbuchautor
- 04. Mai: Tijen Kortak, deutsche Rechtsanwältin
- 04. Mai: Ontronik Khachaturian, armenisch-US-amerikanischer Musiker, Produzent und DJ
- 04. Mai: Soulan Pownceby, neuseeländischer Boxer
- 04. Mai: Luisa Righi, italienische Journalistin
- 04. Mai: Pablo Ruiz, argentinischer Sänger und Schauspieler
- 04. Mai: Alexander Wichert, deutscher Schriftsteller
- 05. Mai: Sebastian Blecke, deutscher Crosslauf-Sommerbiathlet
- 05. Mai: Renata Cytacka, litauische Politikerin
- 05. Mai: Raheem DeVaughn, US-amerikanischer R&B- und Neo-Soul-Sänger Raheem DeVaughn

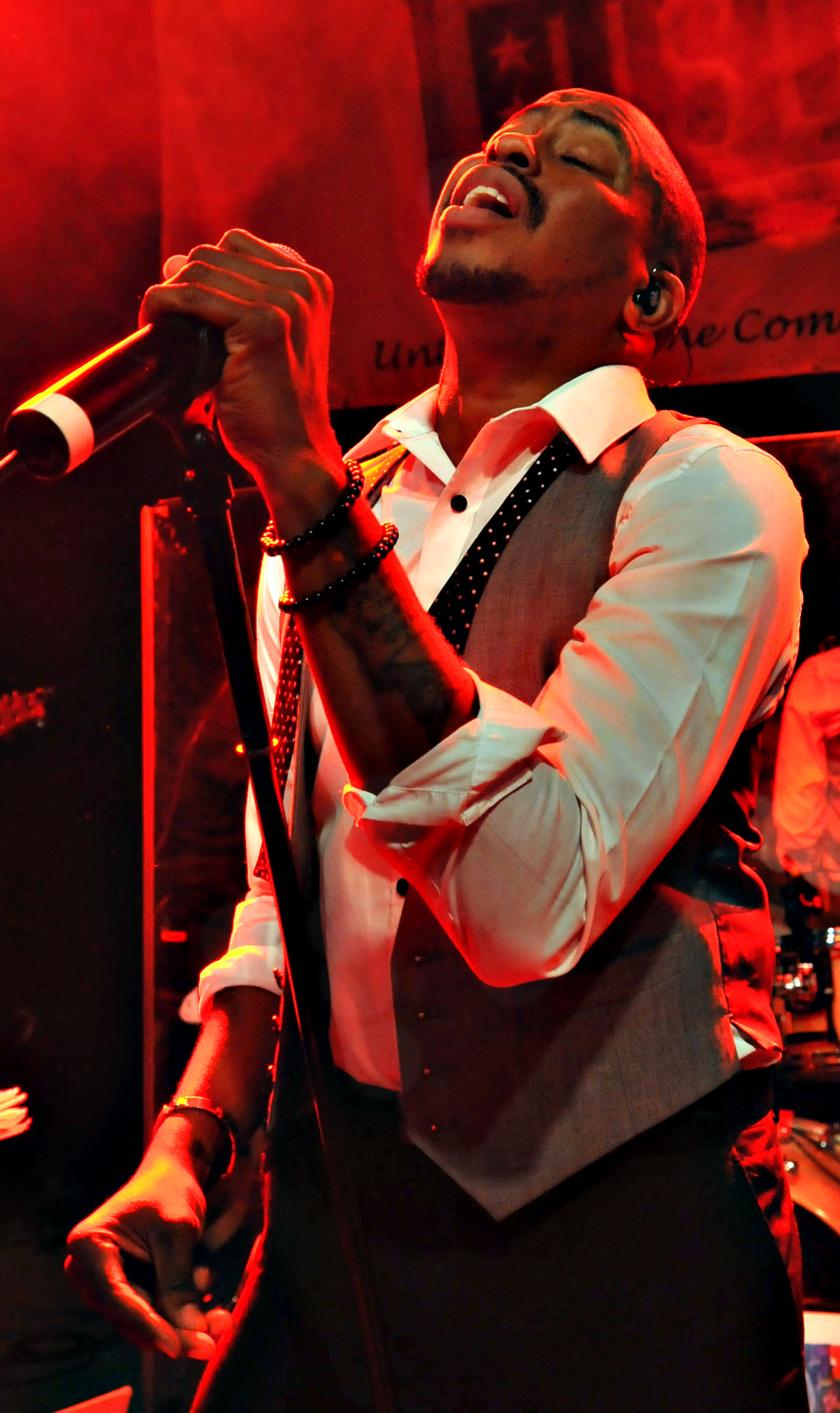
Raheem DeVaughn

- 05. Mai: Delloreen Ennis-London, jamaikanische Leichtathletin
- 05. Mai: Anwan Glover, US-amerikanischer Musiker, Filmschauspieler und Fernsehschauspieler
- 05. Mai: Andrej Hauptman, slowenischer Radrennfahrer
- 05. Mai: Meb Keflezighi, US-amerikanischer Langstreckenläufer eritreischer Herkunft
- 05. Mai: Agostinho Lay, osttimoresischer Politiker
- 05. Mai: Berend Lindner, deutscher Jurist, politischer Beamter und Politiker
- 05. Mai: Gerald Resch, österreichischer Komponist
- 05. Mai: Fanny Risberg, schwedische Schauspielerin und Musikerin
- 05. Mai: Cédric Tiberghien, französischer Pianist
- 06. Mai: Eric Boguniecki, US-amerikanischer Eishockeyspieler und -trainer
- 06. Mai: Marcus Chamat, schwedischer Poolbillardspieler
- 06. Mai: Mario Cvitanović, kroatischer Fußballspieler
- 06. Mai: Jesper Damgaard, dänischer Eishockeyspieler
- 06. Mai: Dennis Darling, bahamaischer Sprinter
- 06. Mai: Markus Kerschbaumer, österreichischer Eishockeytorwart und -trainer
- 06. Mai: Richard Lambourne, US-amerikanischer Volleyballspieler
- 06. Mai: Petr Mach, tschechischer Politiker
- 06. Mai: Alexander Pinwinkler, österreichischer Historiker
- 06. Mai: Dirk Rohmann, deutscher Althistoriker
- 06. Mai: Natascha Schaffrik-Hindelang, deutsche Eishockeyspielerin
- 07. Mai: Árni Gautur Arason, isländischer Fußballtorwart
- 07. Mai: Maria Bengtsson, schwedische Opern- und Konzertsängerin Maria Bengtsson

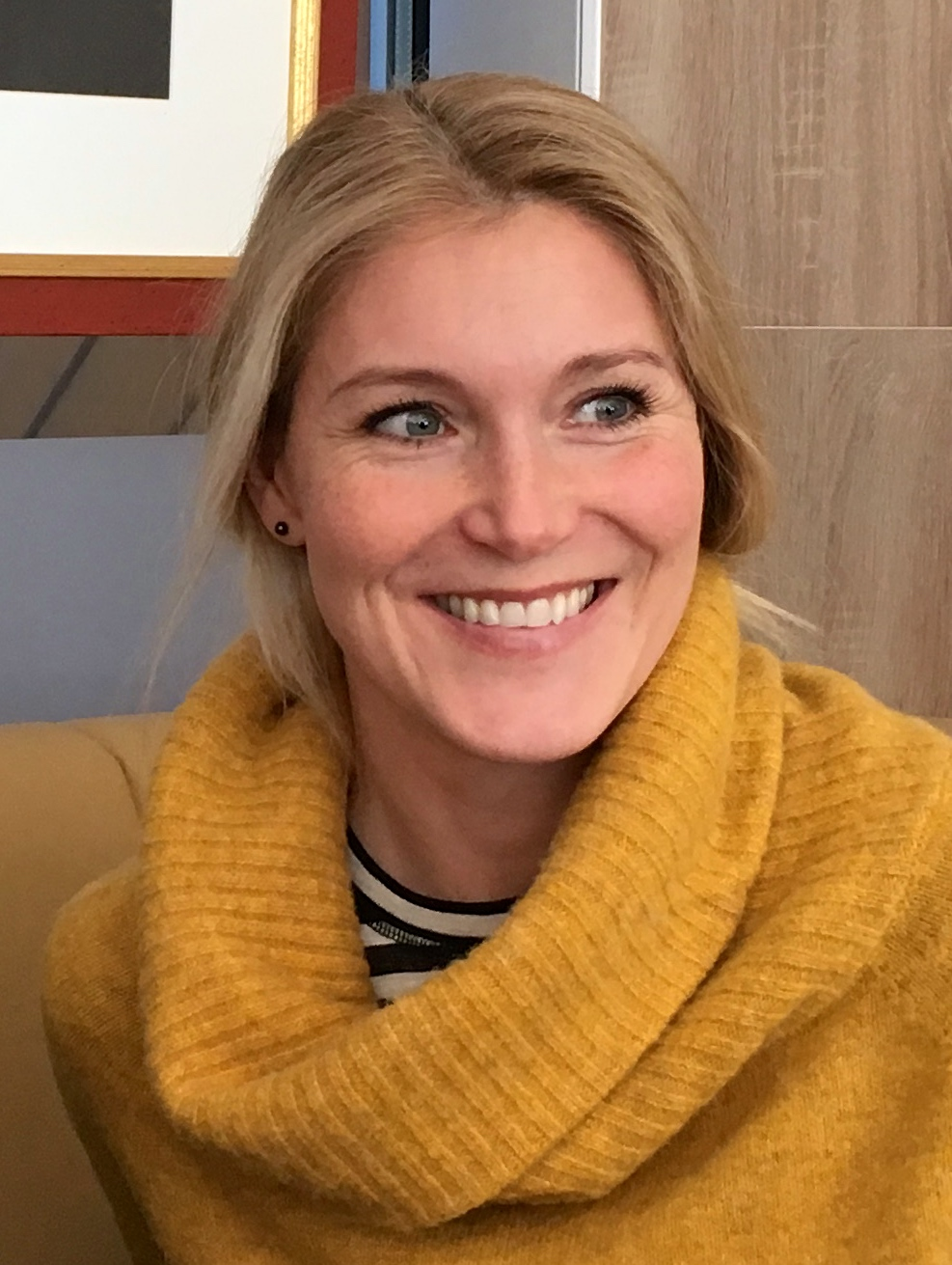
Maria Bengtsson

- 07. Mai: Gunhild Carling, schwedische Sängerin und Multiinstrumentalistin
- 07. Mai: Michael Ehmann, österreichischer Politiker
- 07. Mai: Tanja Graf, österreichische Politikerin
- 07. Mai: Graham Hurrell, englischer Badmintonspieler
- 07. Mai: Saša Janić, deutsch-kroatischer Fußballspieler
- 07. Mai: Natalja Karamtschakowa, russische Ringerin
- 07. Mai: Michael Kretschmer, deutscher Politiker
- 07. Mai: Amir Lehavot, israelisch-amerikanischer Pokerspieler
- 07. Mai: Angélica Lozano, kolumbianische Politikerin
- 07. Mai: Roxana Mărăcineanu, rumänische bzw. französische Schwimmerin, französische Sportministerin
- 07. Mai: Maureen Mmadu, nigerianische Fußballspielerin und -trainerin
- 07. Mai: Assaf Naor, tschechisch-israelischer Mathematiker
- 07. Mai: Morocco Omari, US-amerikanischer Schauspieler
- 07. Mai: Andreas Ottenschläger, österreichischer Politiker
- 07. Mai: Steve Pasek, deutscher Ägyptologe, Historiker, Koptologe, Altphilologe
- 07. Mai: Sandra de Pol, Schweizer Fußballspielerin
- 07. Mai: Roberto Prosseda, italienischer Pianist und Musikwissenschaftler
- 07. Mai: Julia Röper-Kelmayr, österreichische Ärztin und Politikerin Julia Röper-Kelmayr

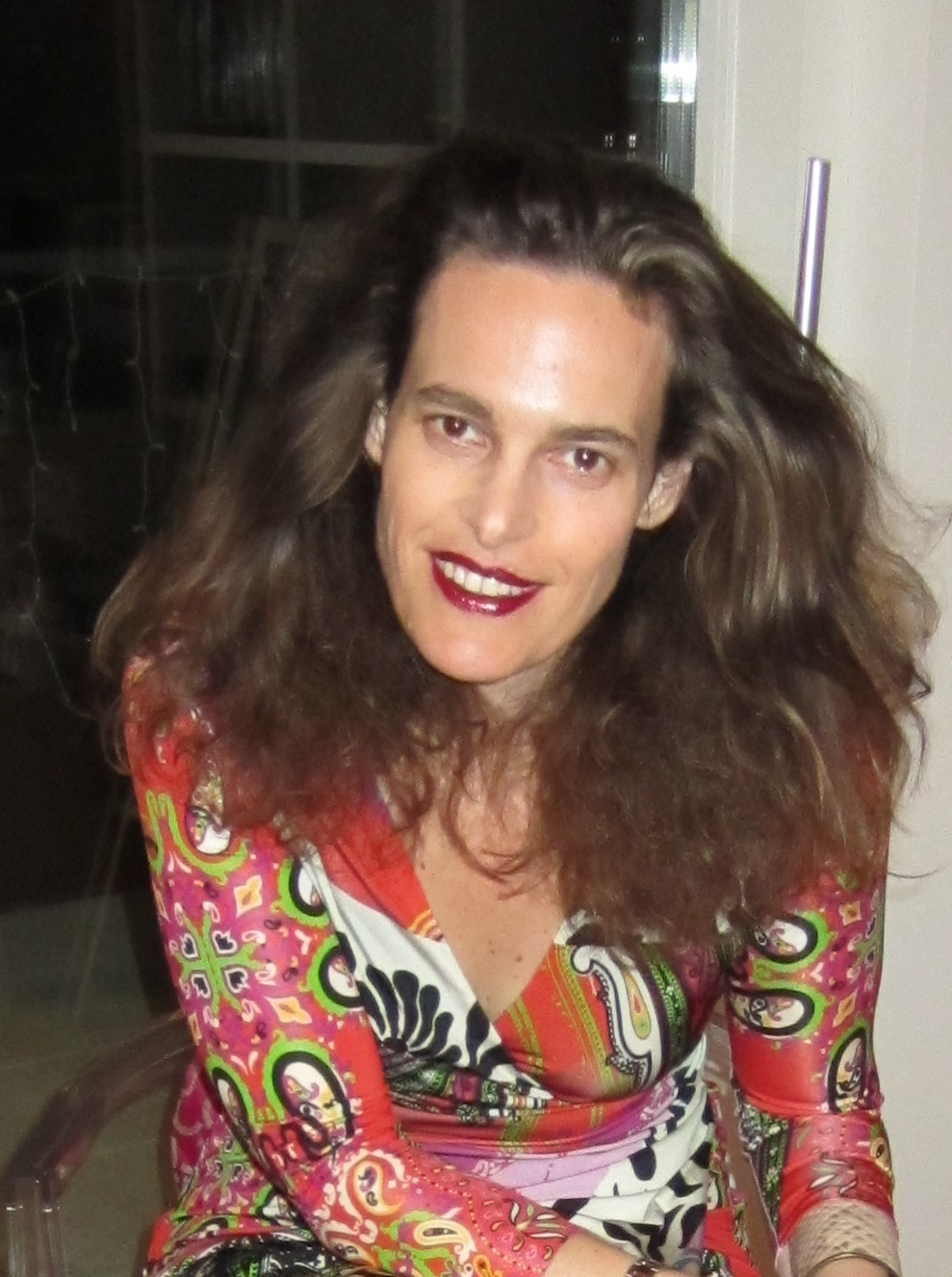
Julia Röper-Kelmayr

- 07. Mai: Masayuki Satō, japanischer Skispringer
- 07. Mai: Nicole Sheridan, US-amerikanische Pornodarstellerin
- 07. Mai: Sigfús Sigurðsson, isländischer Handballspieler
- 07. Mai: Martina Topley-Bird, britische Sängerin
- 07. Mai: Jason Tunks, kanadischer Diskuswerfer
- 08. Mai: Davide Baiocco, italienischer Fußballspieler
- 08. Mai: Cigi, italienischer Rapper
- 08. Mai: Mehmet Günsür, türkischer Filmschauspieler
- 08. Mai: Enrique Iglesias, spanischer Sänger und Komponist von Filmmusik Enrique Iglesias

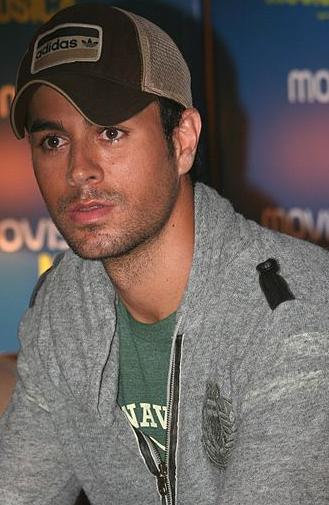
Enrique Iglesias

- 08. Mai: Jussi Markkanen, finnischer Eishockeytorwart
- 08. Mai: Jodhi May, britische Film- und Theaterschauspielerin
- 08. Mai: Gastón Mazzacane, argentinischer Automobilrennfahrer
- 08. Mai: Pablo Olmedo, mexikanischer Langstreckenläufer
- 08. Mai: Christian A. Pohl, deutscher Pianist, Klavierpädagoge und Autor
- 08. Mai: Dejan Rađenović, serbischer Fußballspieler
- 08. Mai: Mikko Rimminen, finnischer Dichter und Schriftsteller
- 08. Mai: Sara Runesten-Petersen, neuseeländische Badmintonspielerin dänischer Herkunft
- 08. Mai: Dmitri Ustritski, estnischer Fußballspieler
- 08. Mai: Nenad Vasilić, österreichischer Jazzmusiker
- 08. Mai: Michael Wetzel, deutscher Historiker
- 09. Mai: Juan Antonio Bayona, spanischer Regisseur
- 09. Mai: Marián Bažány, slowakisch-deutscher Eishockeyspieler
- 09. Mai: Brian Deegan, US-amerikanischer Motocross-Freestyle-Biker, Rallycross-Fahrer und Stuntman
- 09. Mai: Chris Diamantopoulos, kanadischer Schauspieler
- 09. Mai: Andrea Huber, Schweizer Skilangläuferin
- 09. Mai: Jens Schaefermeyer, deutscher Basketballspieler
- 09. Mai: Daniel Schönauer, deutscher Kameramann
- 09. Mai: Alexander Schuster, deutscher Eishockeyspieler
- 09. Mai: Tamia, kanadische R&B-Sängerin Tamia

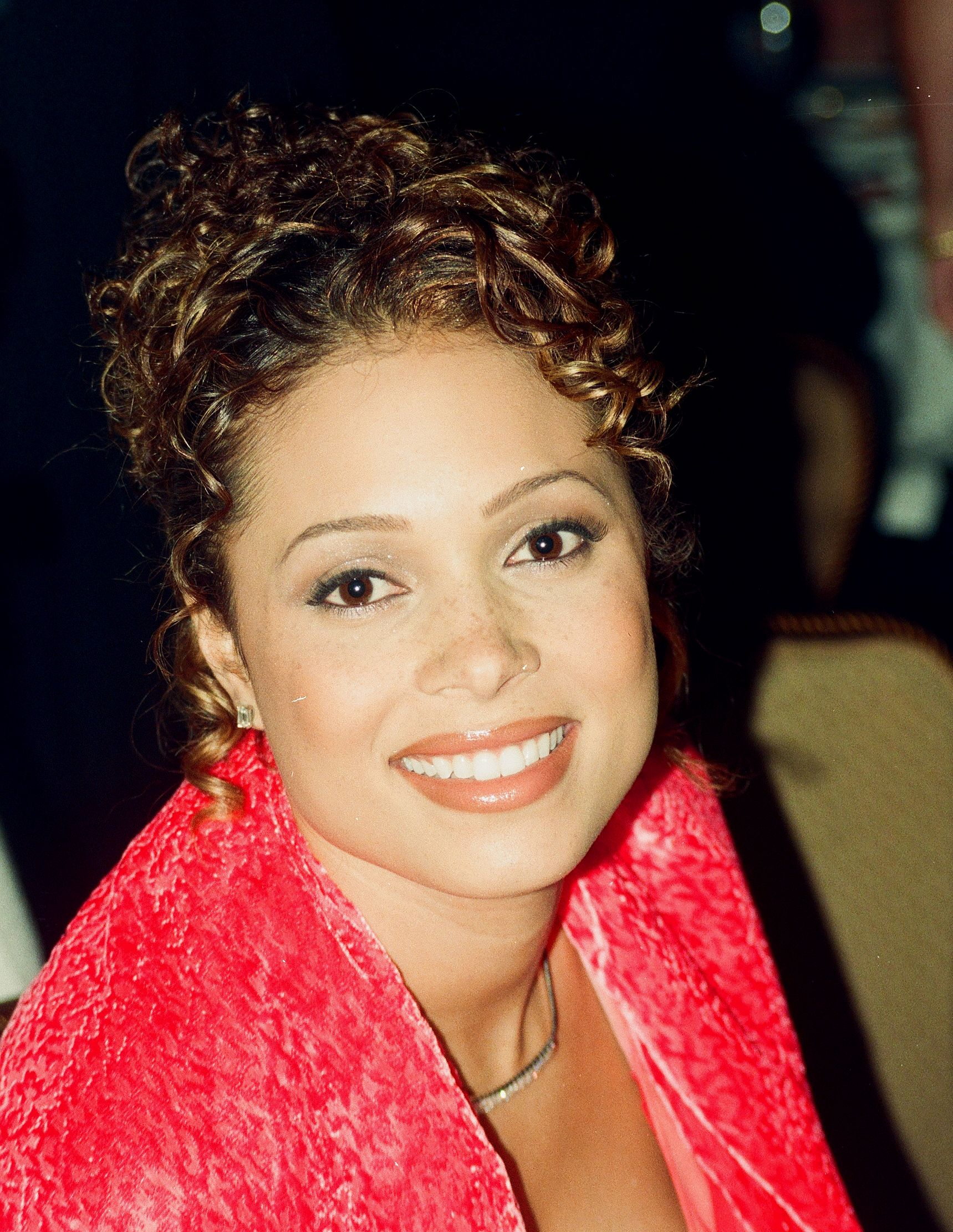
Tamia

- 09. Mai: Jane Törnqvist, schwedische Fußballspielerin
- 09. Mai: Ryan „Nik“ Vikedal, kanadischer Schlagzeuger
- 09. Mai: Marieke Wijsman, niederländische Eisschnellläuferin
- 09. Mai: Emil Wingstedt, schwedischer Orientierungsläufer
- 10. Mai: Andrea Anders, US-amerikanische Schauspielerin
- 10. Mai: Hélio Castroneves, brasilianischer Automobilrennfahrer
- 10. Mai: Adam Deadmarsh, US-amerikanisch-kanadischer Eishockeyspieler und -trainer
- 10. Mai: Frank Engel, luxemburgischer Politiker
- 10. Mai: Andreas Kasper, deutscher Jurist und Politiker
- 10. Mai: Ueli Kestenholz, Schweizer Snowboarder
- 10. Mai: Sławomir Kurkiewicz, polnischer Kontrabassist und Komponist des Modern Jazz Sławomir Kurkiewicz

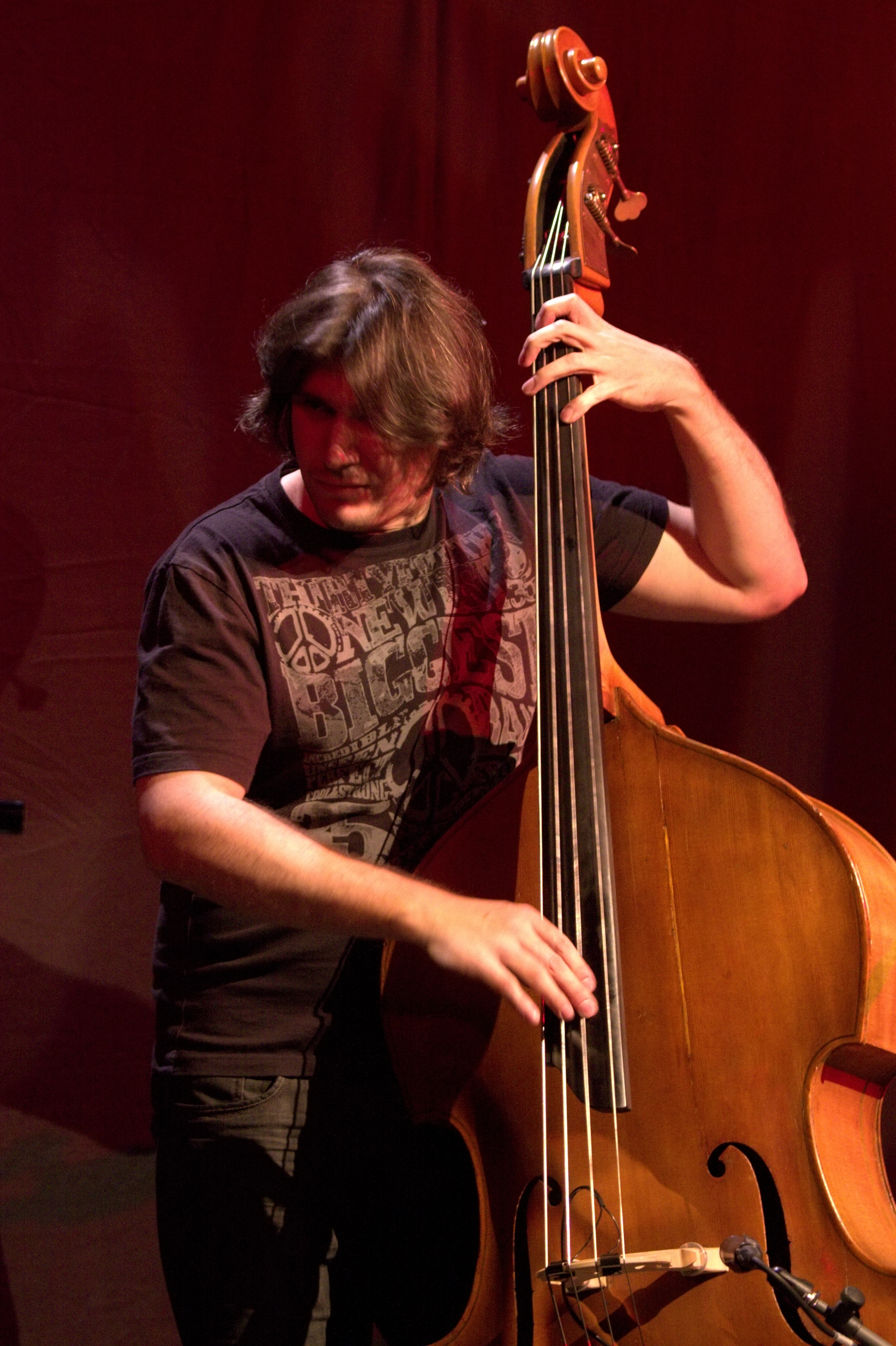
Sławomir Kurkiewicz

- 10. Mai: Barbara Nowacka, polnische Politikerin und Feministin
- 10. Mai: Andrei Samochwalow, kasachischer Eishockeyspieler
- 11. Mai: Coby Bell, US-amerikanischer Schauspieler
- 11. Mai: Irina Gaschennikowa, russische Eishockeyspielerin
- 11. Mai: Alexander Hug, Schweizer Skibergsteiger
- 11. Mai: Sabin Ilie, rumänischer Fußballspieler
- 11. Mai: Ziad Jarrah, libanesischer Entführer des United-Airlines-Fluges 93 († 2001)
- 11. Mai: Sascha Lobo, deutscher Buchautor, Blogger, Journalist und Werbetexter
- 11. Mai: Manuel Löwensberg, Schweizer Schauspieler
- 11. Mai: Niko Meinhold, deutscher Jazz- und Improvisationsmusiker
- 11. Mai: Tyson Nash, kanadischer Eishockeyspieler
- 11. Mai: Irina Rossichina, russische Sprinterin
- 11. Mai: Danny Schwarz, deutscher Fußballspieler
- 11. Mai: Gery Seidl, österreichischer Kabarettist, Schauspieler und Musiker
- 11. Mai: Sascha Steuer, deutscher Politiker
- 12. Mai: Octavio Brunetti, argentinischer Pianist, Komponist und Arrangeur († 2014)
- 12. Mai: Octavio Brunetti, argentinischer Pianist († 2014)
- 12. Mai: Yoshie Kasajima, japanische Fußballspielerin
- 12. Mai: David Kostelecký, tschechischer Sportschütze
- 12. Mai: Jonah Lomu, neuseeländischer Rugby-Union-Spieler († 2015) Jonah Lomu

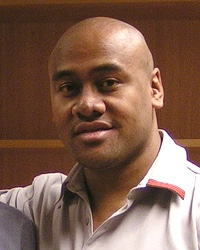
Jonah Lomu

- 12. Mai: Stefano Margoni, italienischer Eishockeyspieler
- 12. Mai: Miriam Pielhau, deutsche Schauspielerin und Fernsehmoderatorin († 2016)
- 12. Mai: Jared Polis, US-amerikanischer Politiker
- 13. Mai: Manon Albinus, belgische Badmintonspielerin
- 13. Mai: Robin Alexander, deutscher Journalist und Buchautor
- 13. Mai: Alexei Barannikow, russischer Nordischer Kombinierer
- 13. Mai: Michael Cloud, US-amerikanischer Politiker
- 13. Mai: Darren Fichardt, südafrikanischer Golfer
- 13. Mai: Brian Geraghty, US-amerikanischer Film- und Theaterschauspieler
- 13. Mai: Andreas Jung, deutscher Politiker
- 13. Mai: Grégoire Maret, Schweizer Jazzmusiker
- 13. Mai: Jesper Mattsson, schwedischer Eishockeyspieler
- 13. Mai: Oleksandr Matwijtschuk, ukrainischer Eishockeyspieler
- 13. Mai: Arkadius Raschka, deutscher Songwriter und Produzent († 2015)
- 13. Mai: Jochen Rückert, deutsch-US-amerikanischer Schlagzeuger und Komponist Jochen Rückert

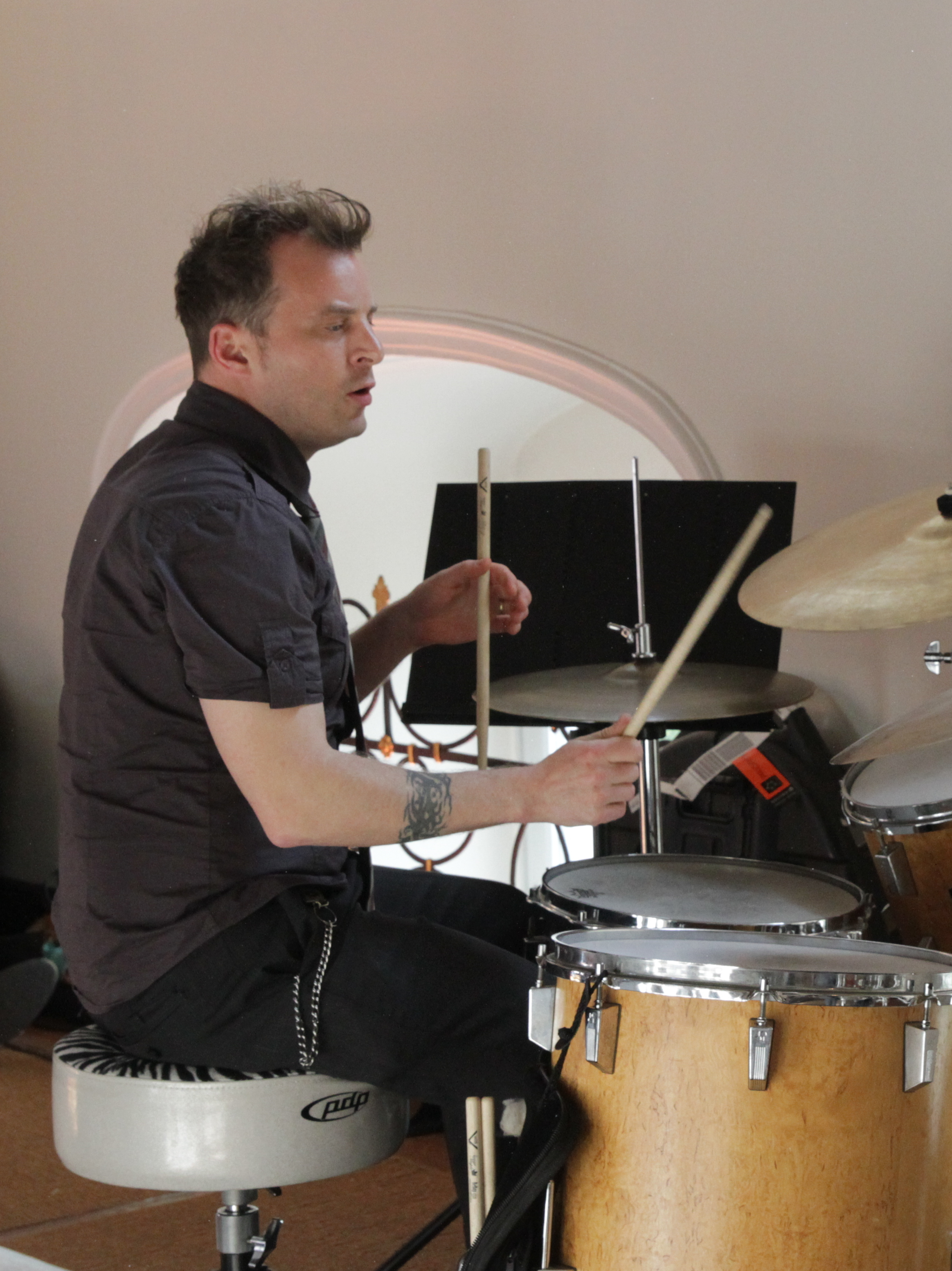
Jochen Rückert

- 13. Mai: Evelin Samuel, estnische Sängerin
- 14. Mai: Frederik Babucke, deutscher Schauspieler
- 14. Mai: Denis Curzi, italienischer Marathonläufer
- 14. Mai: Eunike Grahofer, österreichische Kräuterpädagogin, Ethnobotanikerin und Sachbuch-Autorin
- 14. Mai: Cory Larose, kanadischer Eishockeyspieler
- 14. Mai: Stefan Matschiner, österreichischer Mittelstreckenläufer und Sportmanager, zentrale Figur eines Dopingskandals
- 14. Mai: Nicki Sørensen, dänischer Radrennfahrer
- 14. Mai: Bill Tchato, kamerunischer Fußballspieler
- 14. Mai: Swjatoslaw Wakartschuk, ukrainischer Sänger, Songwriter und sozialer Aktivist
- 14. Mai: Christopher Wreh, liberianischer Fußballspieler
- 14. Mai: Thomas Zenker, deutscher Kommunalpolitiker
- 15. Mai: Ian Gordon, kanadischer Eishockeytorwart
- 15. Mai: Jeff Greenwood, US-amerikanischer Snowboarder
- 15. Mai: Danny Hay, neuseeländischer Fußballspieler
- 15. Mai: Peter Iwers, schwedischer Bassist
- 15. Mai: Saskia Junggeburth, deutsche Schauspielerin und Regisseurin
- 15. Mai: Sandra Köppen-Zuckschwerdt, deutsche Judoka und Sumōringerin
- 15. Mai: Puck Lensing, deutscher Musiker
- 15. Mai: Ray Lewis, US-amerikanischer American-Football-Spieler
- 15. Mai: Ales Michalewitsch, belarussischer Politiker
- 15. Mai: Christian Planer, österreichischer Sportschütze
- 15. Mai: Michael Reufsteck, deutscher Journalist und Hörfunkmoderator
- 15. Mai: Sergei Sachnowski, israelischer Eistänzer Sergei Sachnowski

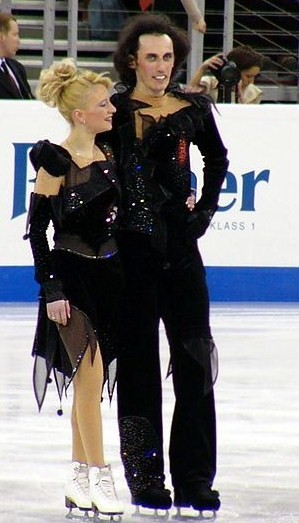
Sergei Sachnowski

- 15. Mai: Brigitte Zeh, deutsche Schauspielerin
- 16. Mai: Milan Fukal, tschechischer Fußballspieler
- 16. Mai: John Jakopin, kanadischer Eishockeyspieler
- 16. Mai: Kelly Kainz, britische Tänzerin
- 16. Mai: Tony Kakko, finnischer Sänger und Keyboarder
- 16. Mai: Tomáš Karas, tschechischer Ruderer
- 16. Mai: Mad Mark, italienisch-schweizerischer DJ und Musikproduzent
- 16. Mai: Anders Olsson, schwedischer Eishockeytrainer
- 16. Mai: Melanie Rühmann, deutsche Schauspielerin
- 16. Mai: Anna Sprung, russisch-österreichische Biathletin
- 16. Mai: Alexandre Strambini, Schweizer Tennisspieler
- 16. Mai: Simon Whitfield, kanadischer Triathlet
- 17. Mai: Alen Bešić, serbischer Literaturkritiker, Übersetzer und Dichter
- 17. Mai: Reggie Freeman, US-amerikanischer Basketballspieler
- 17. Mai: Mats Haldin, finnischer Orientierungsläufer
- 17. Mai: Nikolaus Jackob, deutscher Kommunikationswissenschaftler und Hochschullehrer
- 17. Mai: Søren Kjeldsen, dänischer Golfer
- 17. Mai: Cheick Kongo, französischer Kampfsportler Cheick Kongo

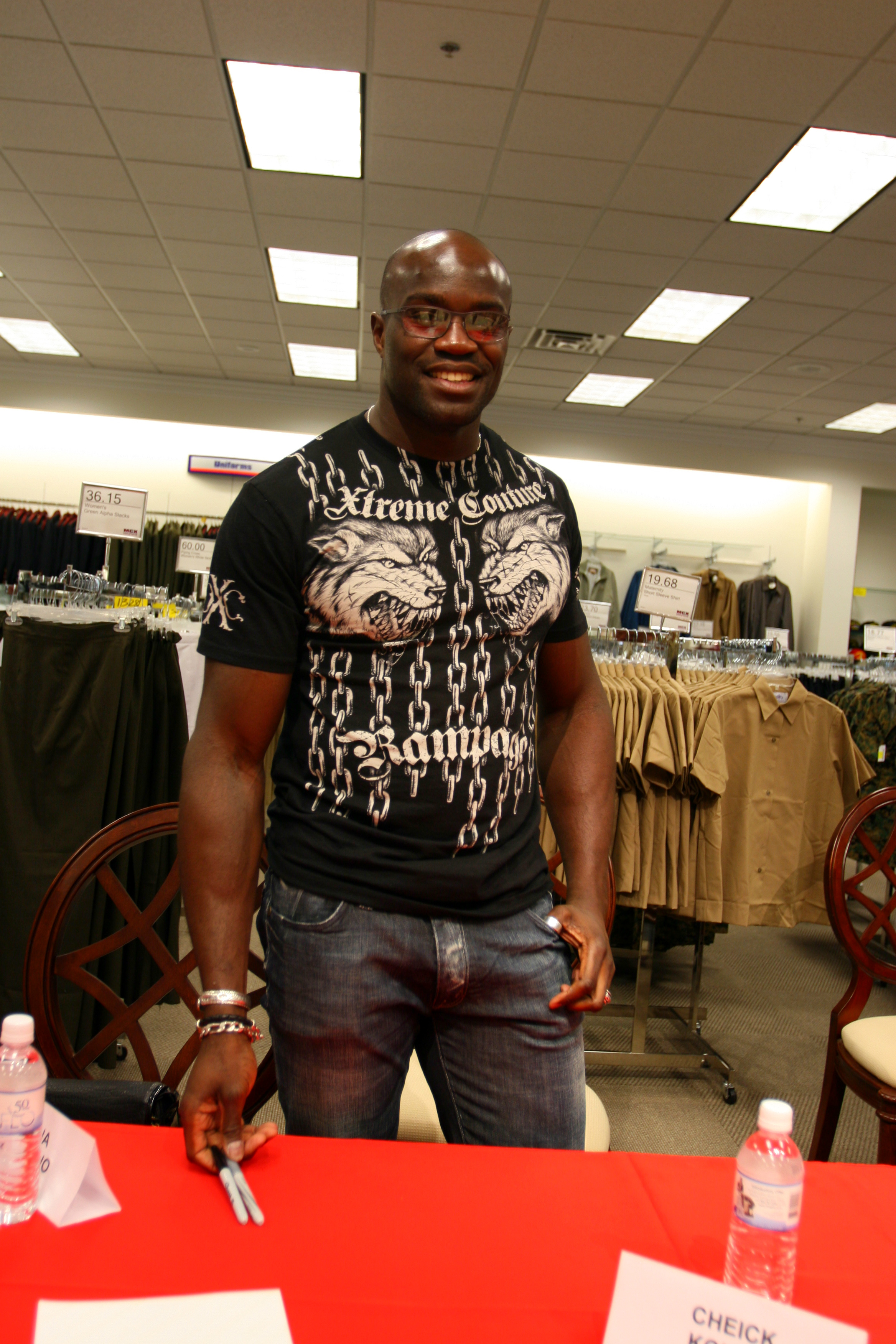
Cheick Kongo

- 17. Mai: Wolfram Kurschat, deutscher Mountainbiker
- 17. Mai: Marcelinho, brasilianischer Fußballspieler
- 17. Mai: Diane Roelofsen, niederländische Handballspielerin
- 17. Mai: Katty Salié, deutsche Fernsehjournalistin und Moderatorin
- 17. Mai: Kostas Sommer, griechisch-deutscher Schauspieler
- 17. Mai: Per Svartvadet, schwedischer Eishockeyspieler
- 17. Mai: Tony Sylva, senegalesischer Fußballspieler
- 17. Mai: Laura Voutilainen, finnische Popsängerin
- 17. Mai: Alex Wright, deutscher Wrestler
- 17. Mai: Olena Rodina, ukrainisch-russische Skilangläuferin
- 18. Mai: Flozell Adams, US-amerikanischer American-Football-Spieler
- 18. Mai: Sanem Çelik, türkische Schauspielerin und Ballerina
- 18. Mai: Jennifer Clark-Rouire, kanadische Curlerin
- 18. Mai: Annalena Duken, deutsche Schauspielerin und Filmregisseurin
- 18. Mai: Andreas Gloge, deutscher Hörspiel- und Romanautor
- 18. Mai: John Higgins, schottischer Snookerspieler John Higgins

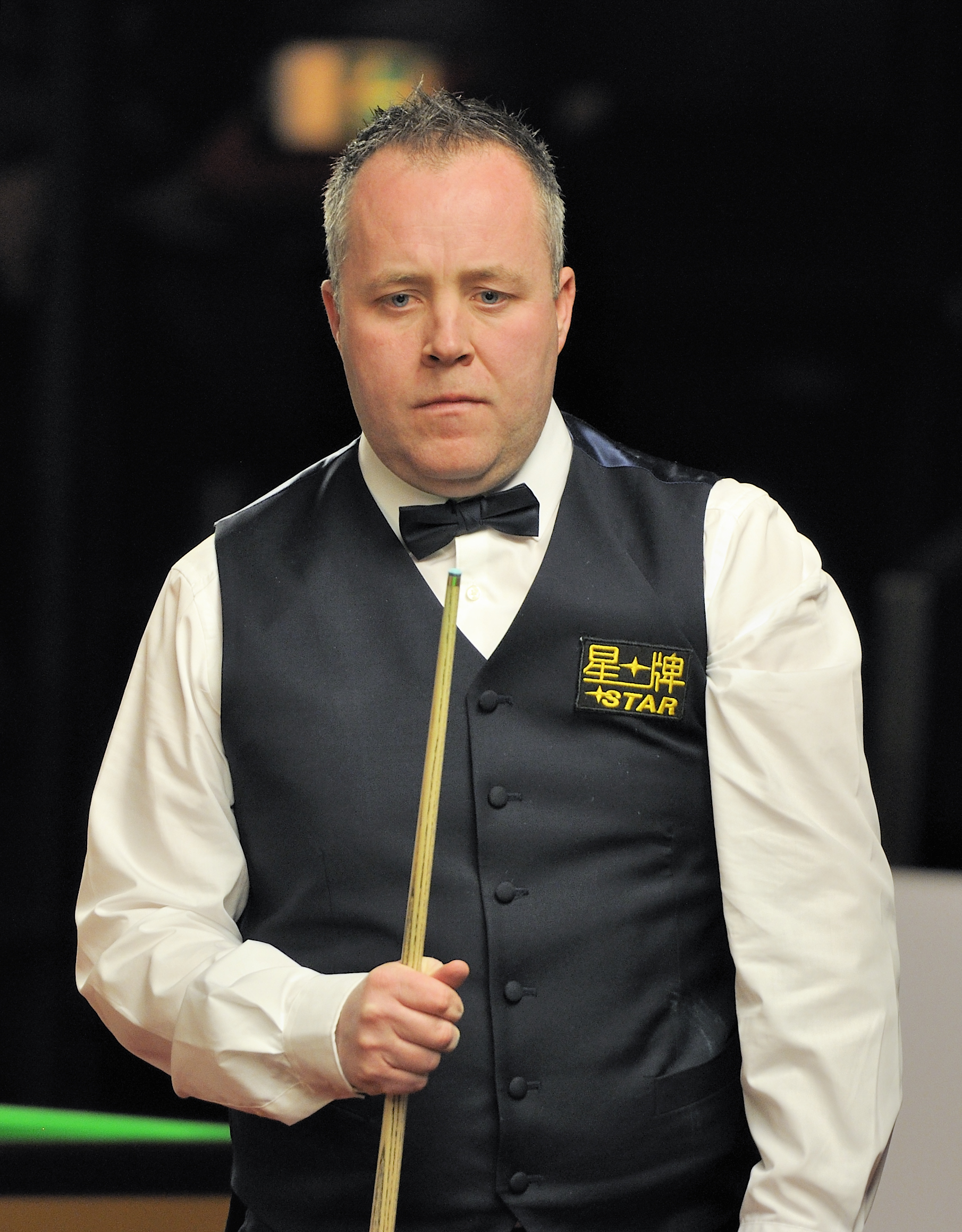
John Higgins

- 18. Mai: Jem, walisische Sängerin und Songwriterin Jem

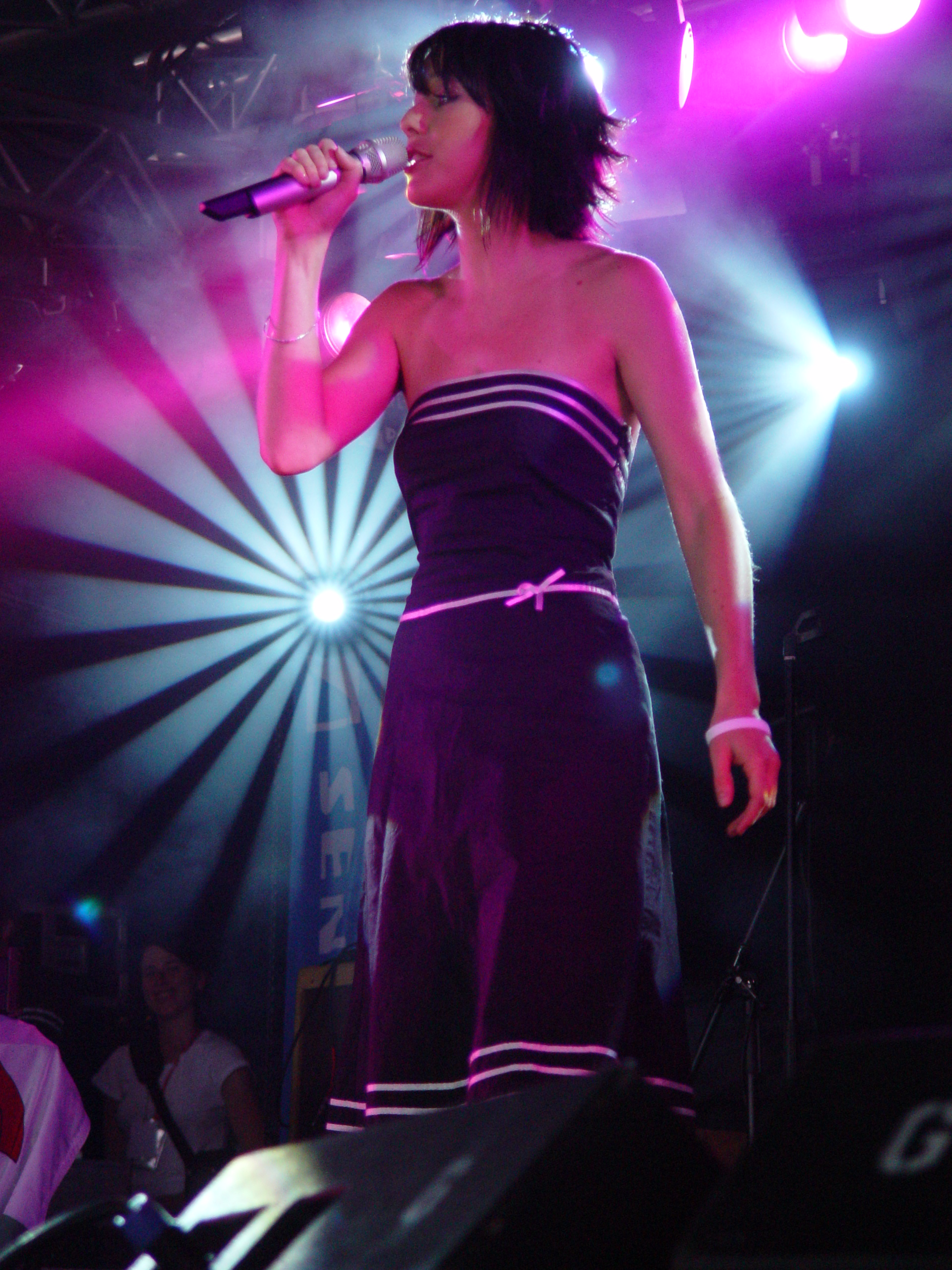
Jem

- 18. Mai: Jack Johnson, US-amerikanischer Surfer und Musiker
- 18. Mai: Irina Karawajewa, russische Trampolinturnerin
- 18. Mai: Sebastian Kloss, deutscher Basketballspieler
- 18. Mai: Natalija Korolewska, ukrainische Politikerin
- 18. Mai: Michal Mařík, tschechischer Eishockeytorhüter
- 18. Mai: Princessa, spanische Popsängerin
- 18. Mai: Martin Riška, slowakischer Radrennfahrer
- 18. Mai: Fadel Settara, algerischer Fußballspieler
- 19. Mai: Masanobu Andō, japanischer Schauspieler und Regisseur
- 19. Mai: Peter Braunegger, österreichischer Naturbahnrodler
- 19. Mai: Jochen Danninger, österreichischer Politiker
- 19. Mai: London Fletcher, US-amerikanischer American-Football-Spieler
- 19. Mai: Josemari Fujimoto, japanischer Badmintonspieler
- 19. Mai: Susanna Gartmayer, österreichische Musikerin
- 19. Mai: Christelle Gros, französische Biathletin
- 19. Mai: Ozan Güven, türkischer Film- und Theaterschauspieler
- 19. Mai: Marina Kravchenko, israelische Tischtennisspielerin
- 19. Mai: Sandra Luisa Lippert, deutsche Ägyptologin
- 19. Mai: Gabriela Loskotová, tschechische Triathletin
- 19. Mai: Adnan Masić, bosnisch-deutscher Fußballspieler
- 19. Mai: Mundy, irischer Sänger und Songschreiber
- 19. Mai: Pretinha, brasilianische Fußballspielerin
- 19. Mai: Sebastián Prieto, argentinischer Tennisspieler
- 19. Mai: Andreas Reize, Schweizer Dirigent
- 19. Mai: Jonas Renkse, schwedischer Musiker
- 19. Mai: Zamaliah Sidek, malaysische Badmintonspielerin
- 19. Mai: Tobias Skerka, deutscher Handballspieler
- 19. Mai: Maria Sundbom, schwedische Schauspielerin
- 19. Mai: Marcin Zając, polnischer Fußballspieler
- 19. Mai: Zhang Ning, chinesische Badmintonspielerin Zhang Ning

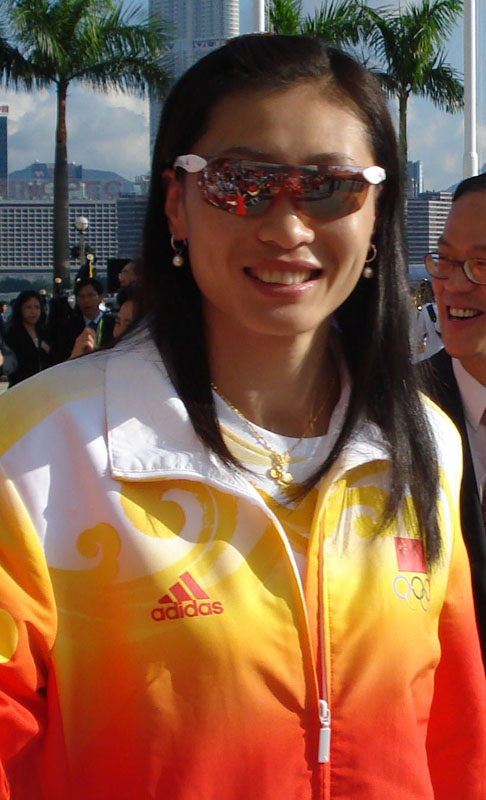
Zhang Ning

- 20. Mai: Ralph Firman, irischer Automobilrennfahrer
- 20. Mai: Isaac Gálvez, spanischer Radrennfahrer († 2006)
- 20. Mai: Sascha Alexander Geršak, deutscher Schauspieler
- 20. Mai: Florian Hertweck, deutscher Architekt, Stadtforscher und Hochschullehrer
- 20. Mai: Kim Kestner, deutsche Jugendbuchautorin
- 20. Mai: Mauricio Martínez, panamaischer Boxer
- 20. Mai: Tahmoh Penikett, kanadischer Schauspieler
- 20. Mai: Thomas Plischke, deutscher Schriftsteller
- 20. Mai: Graham Potter, englischer Fußballspieler und -trainer
- 20. Mai: José Manuel Rey, venezolanischer Fußballspieler
- 21. Mai: Marit Bergman, schwedische Popsängerin und Songwriterin Marit Bergman

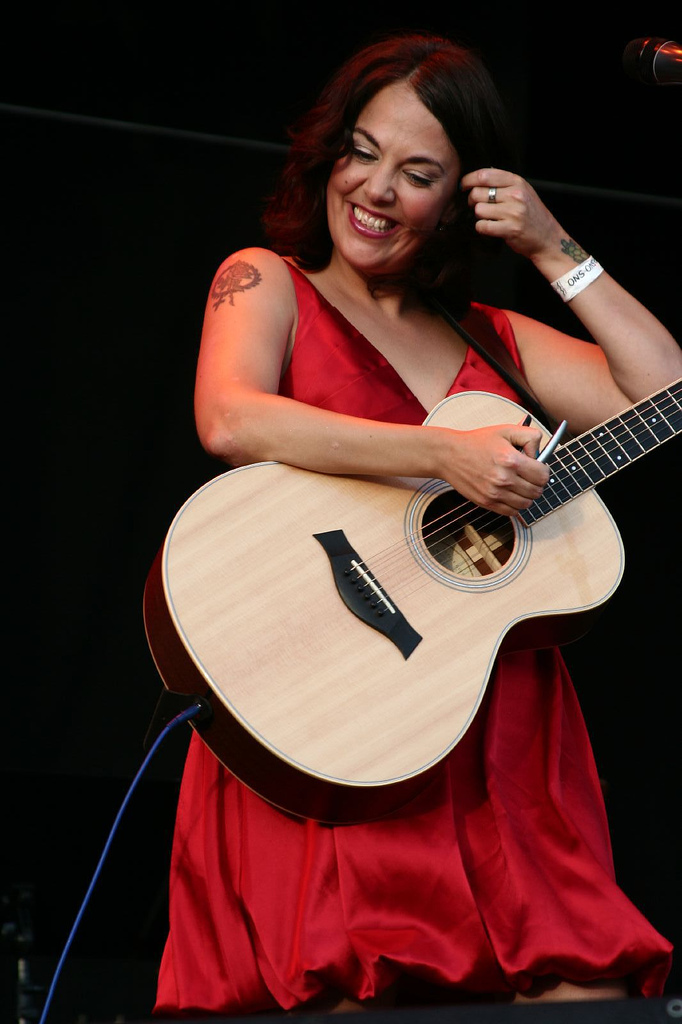
Marit Bergman

- 21. Mai: Alexei Jegorow, russischer Eishockeyspieler († 2002)
- 21. Mai: Ahad Kazemi, iranischer Radrennfahrer
- 21. Mai: Nicole Krieger, deutsche Fernsehmoderatorin, Journalistin und Filmemacherin
- 21. Mai: Håvard Lie, norwegischer Skispringer
- 21. Mai: Anthony Mundine, australischer Boxer
- 21. Mai: Carolin Nordmeyer, deutsche Dirigentin
- 21. Mai: Juuso Pykälistö, finnischer Rallyefahrer
- 21. Mai: Naveen Rao, US-amerikanischer Unternehmer und Automobilrennfahrer
- 21. Mai: Patrick Rapold, Schweizer Schauspieler und Pianist
- 21. Mai: Lars Rehmann, deutscher Tennisspieler
- 21. Mai: Laurent Robert, französischer Fußballspieler Laurent Robert

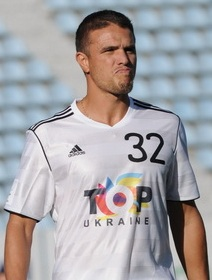
Laurent Robert

- 21. Mai: Mario Watts, jamaikanischer Hürdenläufer
- 21. Mai: Todd White, kanadischer Eishockeyspieler
- 21. Mai: Bret Wolfe, US-amerikanischer Pornodarsteller
- 22. Mai: Salva Ballesta, spanischer Fußballspieler
- 22. Mai: Pablo Chacón, argentinischer Boxer
- 22. Mai: Tristen Chernove, kanadischer Paracycler
- 22. Mai: Alewtina Iwanowa, russische Marathonläuferin
- 22. Mai: Frantz Kruger, finnischer Diskuswerfer südafrikanischer Herkunft
- 22. Mai: Kelly Morgan, walisische Badmintonspielerin
- 22. Mai: Janne Niinimaa, finnischer Eishockeyspieler
- 22. Mai: Martin Rennie, schottischer Fußballtrainer Martin Rennie

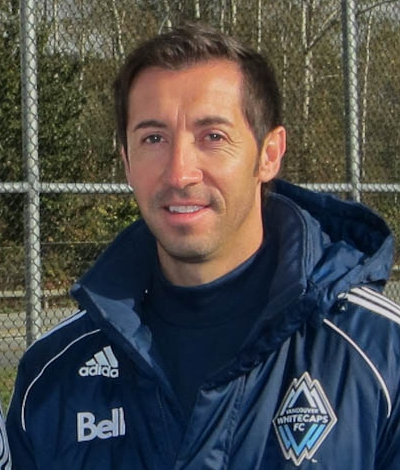
Martin Rennie

- 22. Mai: Damir Stojak, serbischer Fußballspieler
- 22. Mai: Janne Tuohino, finnischer Rallyefahrer
- 22. Mai: Stephen Walters, britischer Schauspieler
- 23. Mai: Darcy James Argue, kanadischer Jazzpianist, Komponist, Arrangeur und Bigband-Leader
- 23. Mai: Traudl Bünger, deutsche Autorin, Dramaturgin, Literaturkritikerin und Kulturvermittlerin
- 23. Mai: LaMonica Garrett, US-amerikanischer Schauspieler und Produzent
- 23. Mai: Jon Fogarty, US-amerikanischer Automobilrennfahrer
- 23. Mai: LaMonica Garrett, US-amerikanischer Schauspieler und Produzent
- 23. Mai: Stefanie Germann, deutsche Fernsehjournalistin
- 23. Mai: Jan Hax Halama, deutscher Bühnen- und Kostümbildner, Ausstatter
- 23. Mai: Mika Lehtinen, finnischer Eishockeyspieler
- 23. Mai: Alessia Mosca, italienische Politikerin Alessia Mosca

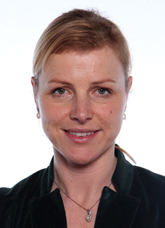
Alessia Mosca

- 23. Mai: Christian Strasser, österreichischer Schauspieler
- 24. Mai: Markus Baumeister, deutsch-schweizerischer Schauspieler
- 24. Mai: Sofie Carsten Nielsen, dänische Politikerin
- 24. Mai: Milena Dreißig, deutsche Schauspielerin
- 24. Mai: Andreas Gebhard, deutscher Politiker und Unternehmer
- 24. Mai: Ioannis Goumas, griechischer Fußballspieler
- 24. Mai: Fabienne Hadorn, Schweizer Schauspielerin, Tänzerin und Sängerin
- 24. Mai: David Krummenacker, US-amerikanischer Leichtathlet
- 24. Mai: Amora Mautner, brasilianische Regisseurin und Schauspielerin
- 24. Mai: Vardan Ovsepian, armenisch-amerikanischer Jazzmusiker
- 24. Mai: Will Sasso, kanadischer Schauspieler und Comedian
- 24. Mai: Claudia Verdicchio-Krause, deutsche Sportschützin
- 25. Mai: Isabelle A, belgische Sängerin Isabelle A

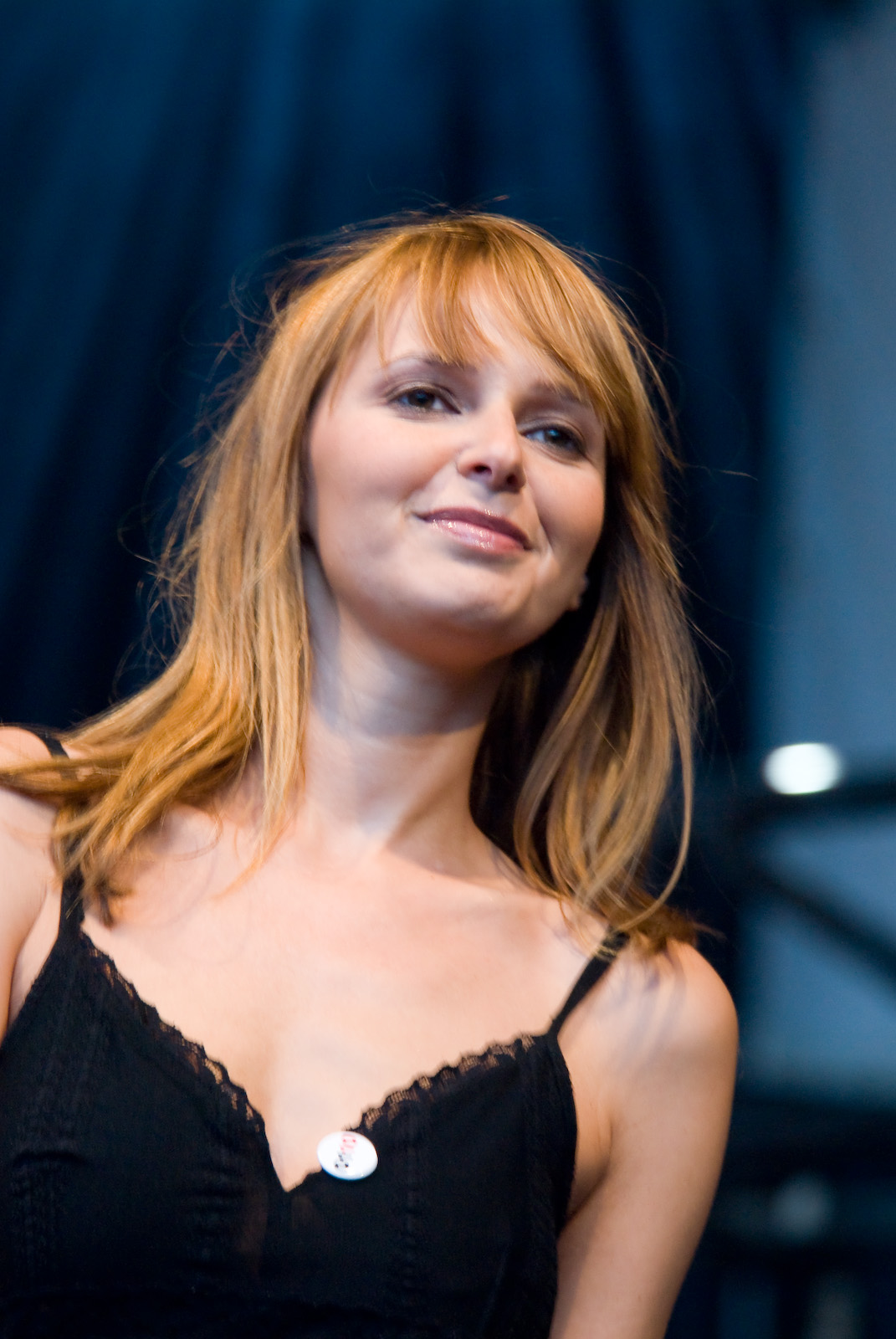
Isabelle A

- 25. Mai: Robert Barta, tschechischer Objekt- und Installationskünstler
- 25. Mai: Claire Castillon, französische Schriftstellerin
- 25. Mai: Gilbert Cosme, puerto-ricanischer Wrestler
- 25. Mai: Keiko Fujimori, peruanische Politikerin
- 25. Mai: Lauryn Hill, US-amerikanische Sängerin und Songschreiberin Lauryn Hill

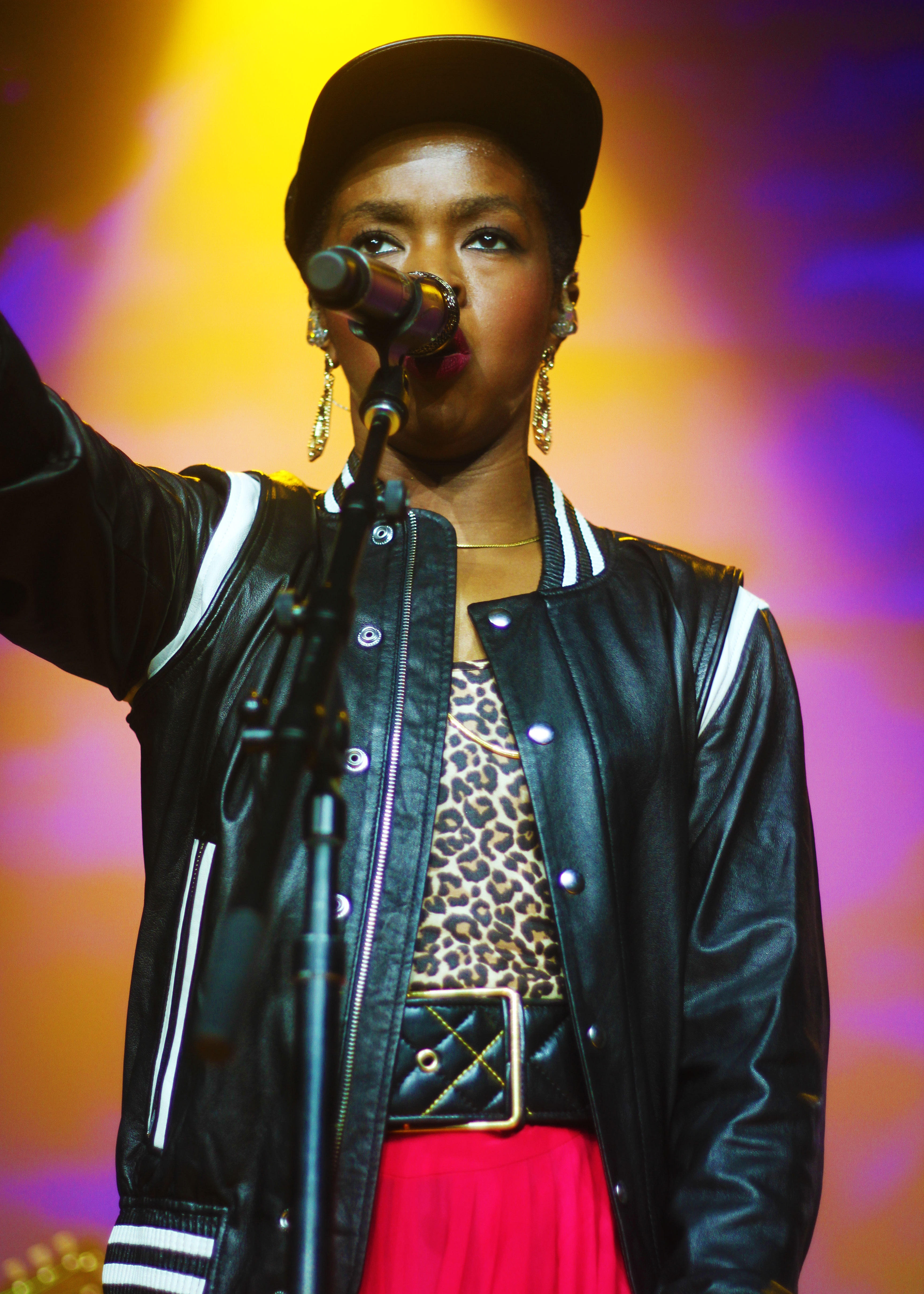
Lauryn Hill

- 25. Mai: Dora Kaprálová, tschechische Schriftstellerin, Literaturkritikerin und Journalistin
- 25. Mai: Aïssa Maïga, senegalesisch-französische Schauspielerin
- 25. Mai: Meiluawati, indonesisch-US-amerikanische Badmintonspielerin
- 25. Mai: Blaise Nkufo, Schweizer Fußballspieler
- 25. Mai: Gustav Rueb, Schweizer Theaterregisseur
- 25. Mai: Topi Sarparanta, finnischer Nordischer Kombinierer
- 25. Mai: Oliver Steidle, deutscher Jazz-Schlagzeuger
- 25. Mai: Roland Weinert, österreichischer Jurist und Beamter
- 26. Mai: Alexander Alvaro, deutscher Politiker
- 26. Mai: Nicki Aycox, US-amerikanische Schauspielerin († 2022)
- 26. Mai: Christian Glanzmann, Schweizer Musiker
- 26. Mai: Lee Mi-kyung, südkoreanische Marathonläuferin
- 26. Mai: Mikuláš Maník, slowakischer Schachgroßmeister
- 26. Mai: P. J. Stock, kanadischer Eishockeyspieler und Sportjournalist
- 26. Mai: Suat Suna, türkischer Musiker
- 26. Mai: Tamami Tanaka, japanische Biathletin
- 26. Mai: Jewgeni Trebuschenko, russischer Biathlet
- 26. Mai: Carl Verheijen, niederländischer Eisschnellläufer
- 26. Mai: Ina Wagler-Fendrich, deutsche Musicaldarstellerin
- 27. Mai: André 3000, US-amerikanischer Musiker
- 27. Mai: Hayden Chisholm, neuseeländischer Jazzsaxophonist, -klarinettist und Komponist
- 27. Mai: James Dryburgh, britisch-schwedischer Curler
- 27. Mai: Michael Hussey, australischer Cricketspieler
- 27. Mai: Jadakiss, US-amerikanischer Rapper
- 27. Mai: Matti Klemm, deutscher Synchron- und Hörbuchsprecher
- 27. Mai: Jamie Oliver, englischer Fernseh-Koch und Kochbuchautor Jamie Oliver

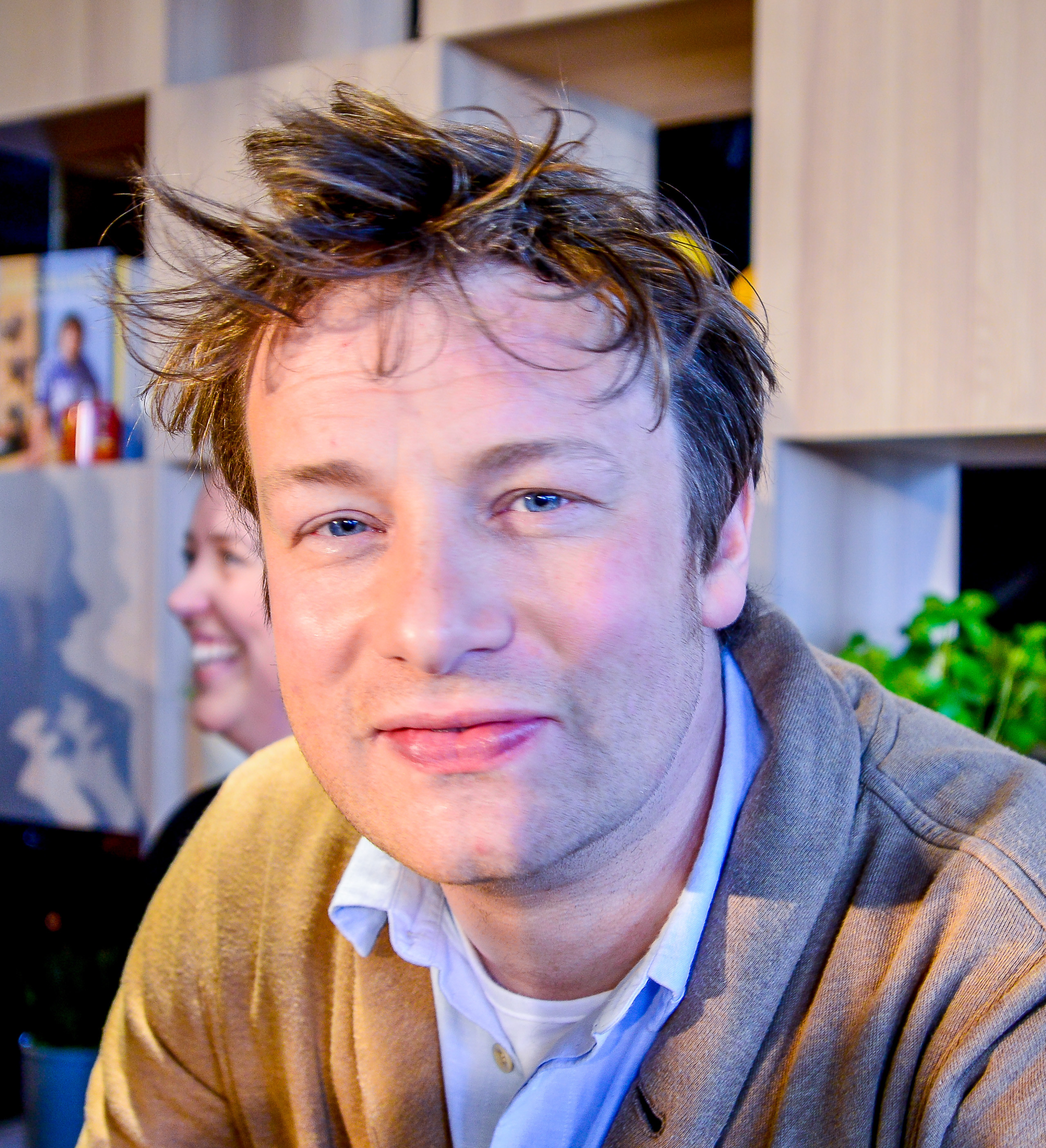
Jamie Oliver

- 27. Mai: Alejandro Pérez, mexikanischer Fußballspieler
- 27. Mai: Vyacheslav Rychkov, russisch-US-amerikanischer Mathematiker
- 27. Mai: Andre Savage, kanadischer Eishockeyspieler
- 27. Mai: João Tomás, portugiesischer Fußballspieler
- 28. Mai: Chalid Arrab, deutscher Mixed-Martial-Arts-Kämpfer
- 28. Mai: Marc Bauer, Schweizer Zeichner und Künstler
- 28. Mai: Aldo Díaz, uruguayischer Fußballspieler
- 28. Mai: Clemens Fischer, deutscher Unternehmer und Investor
- 28. Mai: Aide Iskandar, singapurischer Fußballspieler
- 28. Mai: Raza Jaffrey, britisch-indischer Schauspieler
- 28. Mai: Benjamin Schlein, italienisch-US-amerikanischer Mathematiker
- 28. Mai: Charmaine Sheh, chinesische Filmschauspielerin
- 28. Mai: Mette Sørensen, dänische Badmintonspielerin
- 28. Mai: Bernhard Strauß, österreichischer Beachvolleyball-Spieler
- 28. Mai: Thorsten Wszolek, deutscher Komponist, Musikarrangeur, Dirigent, Schauspieler, Regisseur und Theaterautor
- 28. Mai: Lars Zender, deutscher Hepatologe und Onkologe
- 29. Mai: Jason Allison, kanadischer Eishockeyspieler
- 29. Mai: Monique de Beer, niederländische Rollstuhltennisspielerin
- 29. Mai: Melanie B, englische Sängerin Melanie B

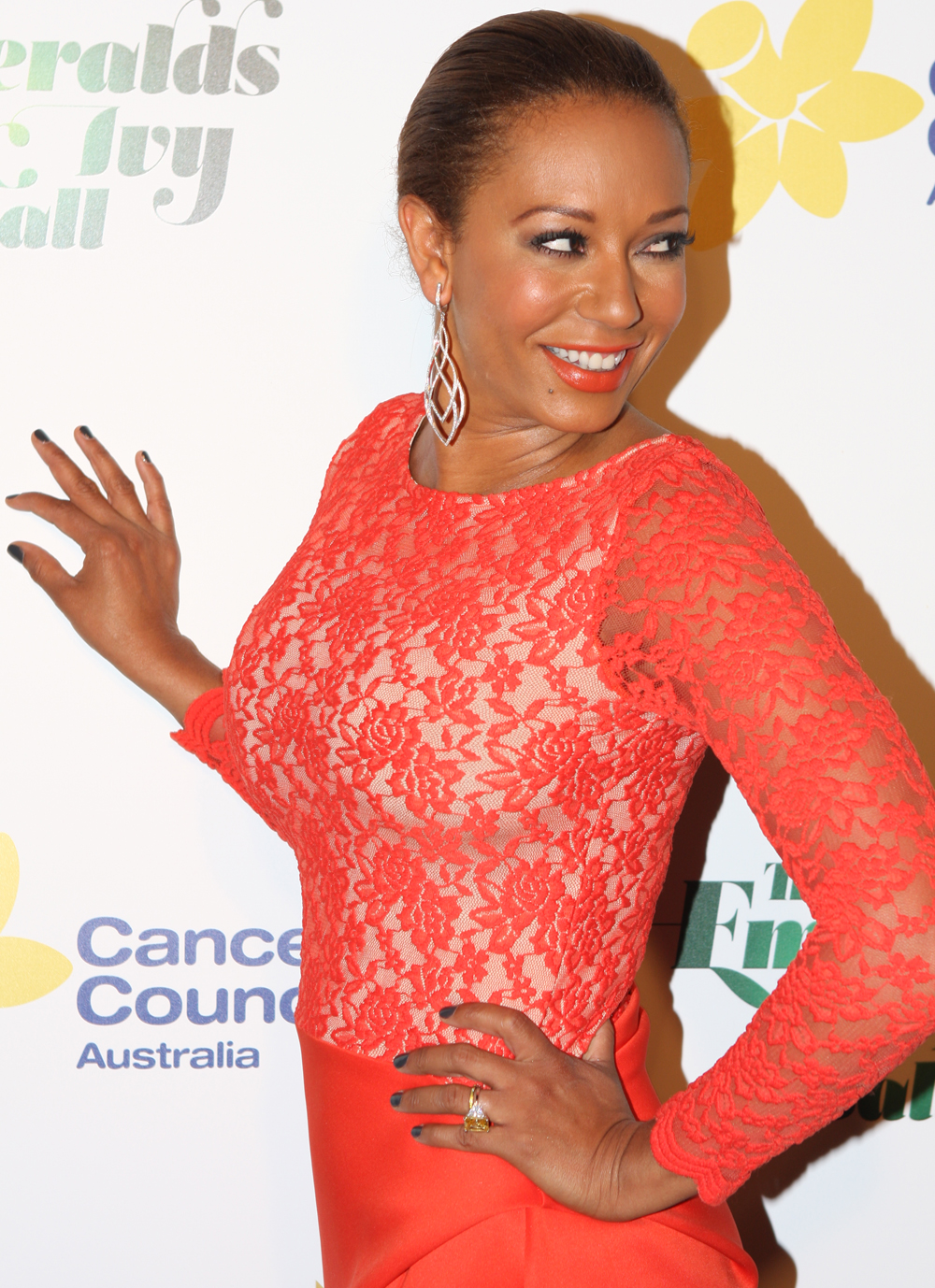
Melanie B

- 29. Mai: Matt Bryant, US-amerikanischer American-Football-Spieler
- 29. Mai: David Burtka, US-amerikanischer Schauspieler und Koch
- 29. Mai: Brad Burym, deutsch-kanadischer Eishockeyspieler
- 29. Mai: Giulia Carciotto, italienische Kunsthistorikerin und -redakteurin
- 29. Mai: Tomas Davulis, litauischer Arbeitsrechtler und Professor
- 29. Mai: Kirstin Freye, deutsche Tennisspielerin und -trainerin
- 29. Mai: Markus Johannesson, schwedischer Fußballspieler
- 29. Mai: Sven Kubis, deutscher Fußballspieler
- 29. Mai: Daniel Quitta, italienischer Naturbahnrodler
- 29. Mai: Daniel Tosh, US-amerikanischer Komiker und Fernsehmoderator Daniel Tosh

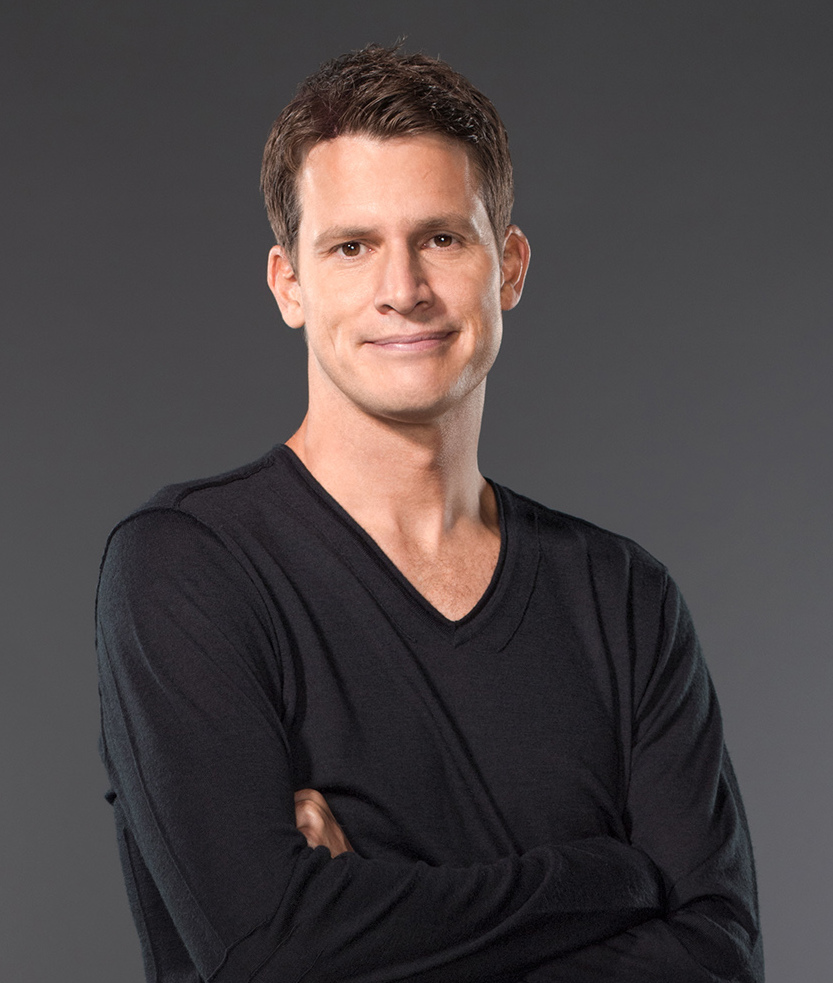
Daniel Tosh

- 29. Mai: Thorsten Trantow, deutscher Grafik-Designer, Illustrator und Cartoonist
- 29. Mai: Anthony Wall, englischer Golfer
- 29. Mai: Jörg Weidinger, deutscher Bergrennfahrer im Automobilsport
- 30. Mai: Michael Eckroth, US-amerikanischer Jazzmusiker
- 30. Mai: CeeLo Green, US-amerikanischer Hip-Hop-, Funk-, Soul- und R&B-Musiker
- 30. Mai: Zoran Grujovski, deutscher Musiker, Gitarrist, Keyboarder, Komponist und Produzent
- 30. Mai: Robert Huber, Schweizer Fußballspieler
- 30. Mai: Harmen Jonkman, niederländischer Schachmeister
- 30. Mai: Christine G. Krüger, deutsche Historikerin
- 30. Mai: Marissa Mayer, US-amerikanische Informatikerin und Managerin Marissa Mayer

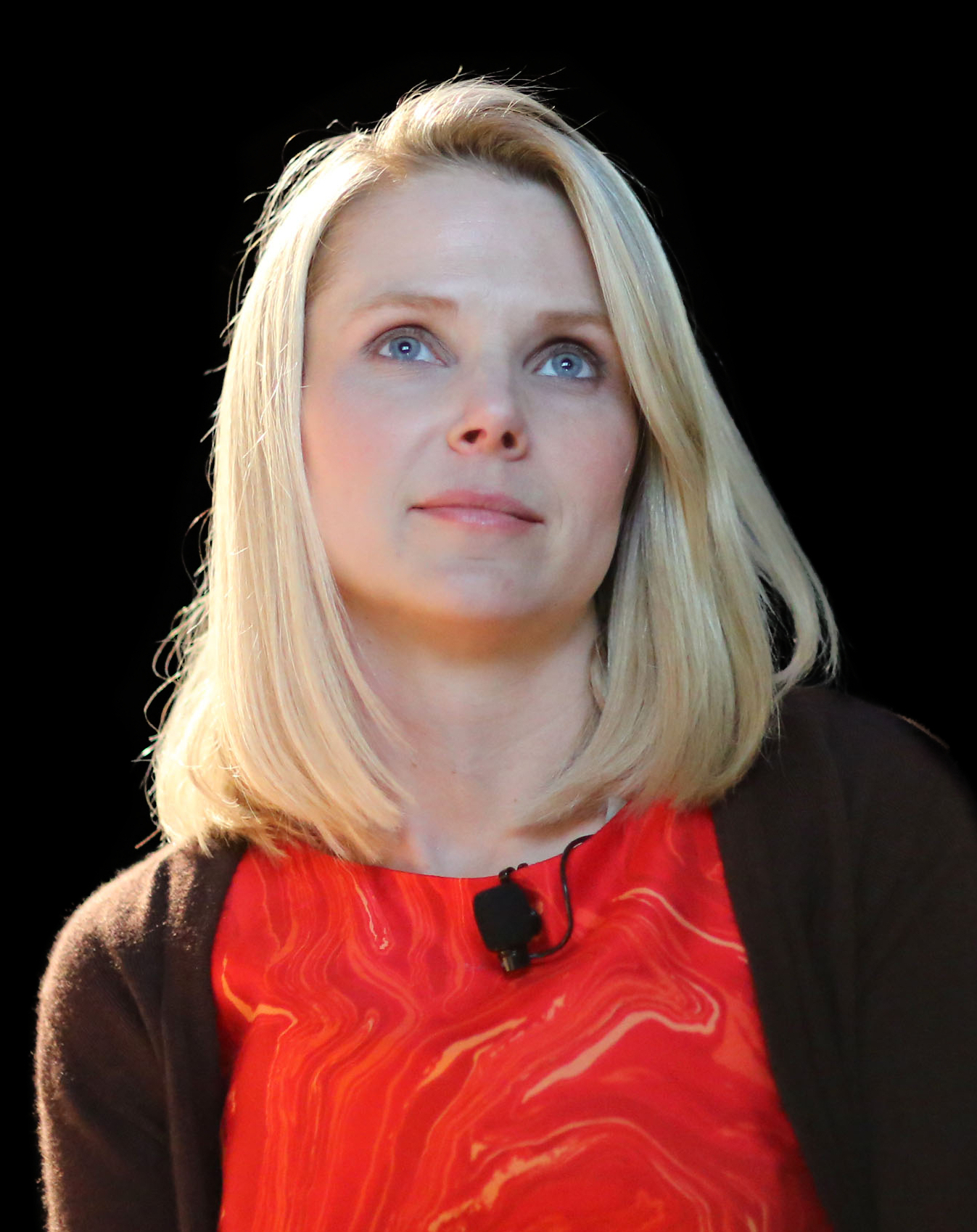
Marissa Mayer

- 30. Mai: Jernej Pikalo, slowenischer Politikwissenschaftler und Politiker
- 30. Mai: Alex Wenger, Schweizer Multimedia-Künstler und Autor
- 31. Mai: Merle Dandridge, US-amerikanische Schauspielerin und Sängerin
- 31. Mai: Giasemakis Giasoumi, zyprischer Fußballspieler
- 31. Mai: Markus Hallgrimson, deutsch-US-amerikanischer Basketballspieler
- 31. Mai: Miyuki Izumi, japanische Fußballspielerin
- 31. Mai: Emmanuel Jonnier, französischer Skilangläufer
- 31. Mai: Antonín Kinský, tschechischer Fußballtorhüter
- 31. Mai: Toni Nieminen, finnischer Skispringer
- 31. Mai: Sandra Reyes, kolumbianische Schauspielerin († 2024)
- 00. Mai: Shen Weixiao, chinesischer Mathematiker

### Juni
- 01. Juni: Gareth Edwards, britischer Filmregisseur, Drehbuchautor, Kameramann und Produzent
- 01. Juni: Andi Gees, Schweizer Bobpilot
- 01. Juni: Michal Grošek, tschechischer Eishockeyspieler

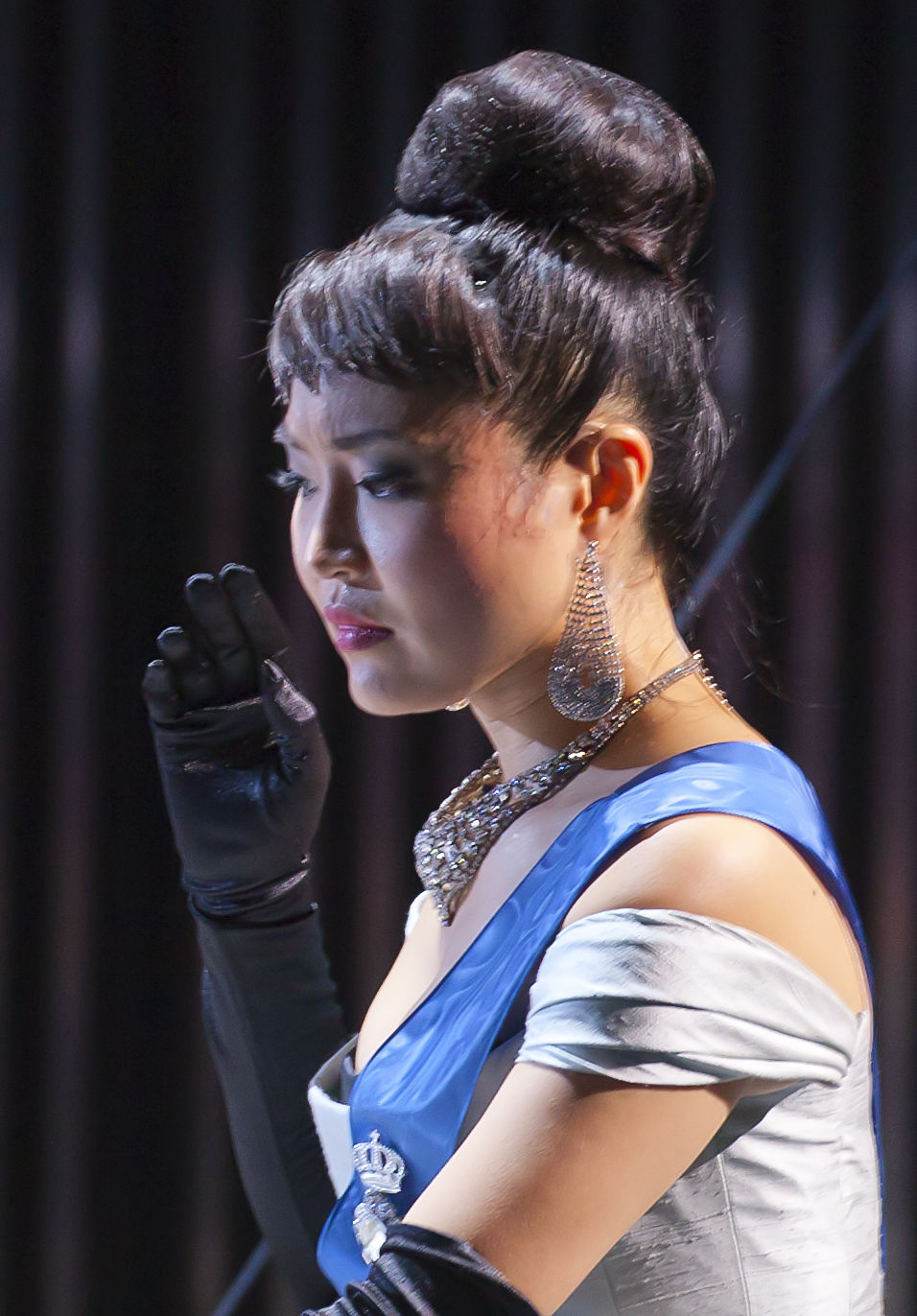
Ha Young Lee

- 01. Juni: Ha Young Lee, südkoreanische Opernsängerin
- 01. Juni: René Marc Léger, deutscher Illusionist und Zauberkünstler
- 01. Juni: Kate Magowan, britische Schauspielerin
- 01. Juni: Karnam Malleswari, indische Gewichtheberin
- 01. Juni: Éric Milazar, mauritischer Sprinter
- 01. Juni: Nikol Paschinjan, armenischer Politiker
- 01. Juni: Alexander Pawkowicz, österreichischer Politiker
- 01. Juni: Frauke Petry, deutsche Chemikerin, Unternehmerin und Politikerin
- 01. Juni: Ēriks Rags, lettischer Speerwerfer
- 01. Juni: Bettina Schweighofer, österreichische Grasskiläuferin
- 01. Juni: Andreas Schubert, deutscher Lastkraftwagenfahrer, Fuhrunternehmer und Bodybuilder († 2020)
- 01. Juni: Armin Sengenberger, deutscher Schauspieler
- 02. Juni: Ralf Becker, deutscher Professor für Philosophie
- 02. Juni: Sven Bremer, deutscher Fußballspieler
- 02. Juni: Cătălina Cristea, rumänische Tennisspielerin

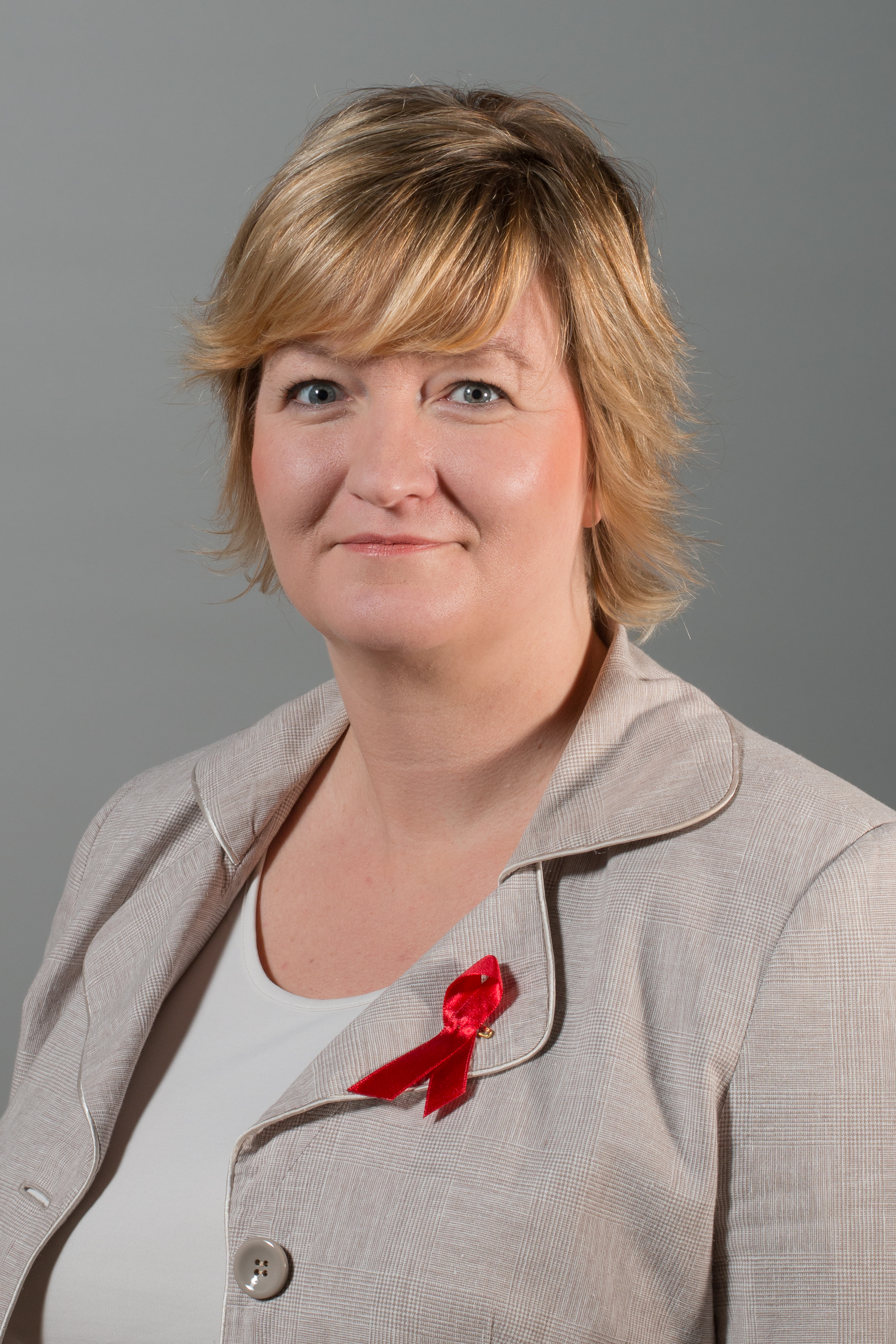
Dagmar Hanses

- 02. Juni: Dagmar Hanses, deutsche Politikerin
- 02. Juni: Julia von Juni, österreichische Schauspielerin
- 02. Juni: Jani Klinga, finnischer Skispringer
- 02. Juni: Stefan Mann, deutscher Eishockeyspieler
- 02. Juni: Jill Officer, kanadische Curlerin
- 02. Juni: Sébastien Schemmel, französischer Fußballspieler
- 03. Juni: Saïd Bérioui, marokkanischer Langstreckenläufer
- 03. Juni: José Luis Blanco, spanischer Hindernisläufer
- 03. Juni: Marc Dietschreit, deutscher Drehbuchautor und Regisseur
- 03. Juni: Ariel Galido, philippinischer Ordensgeistlicher, Apostolischer Präfekt der Marshallinseln
- 03. Juni: Philippa Jarke, deutsche Synchronregisseurin, Sprecherin, Schauspielerin, Dialogbuchautorin und Filmproduzentin
- 03. Juni: Kike Maíllo, spanischer Filmregisseur und Drehbuchautor
- 03. Juni: Guy Pe’er, israelischer Ökologe
- 03. Juni: Lucilla Perrotta, italienische Beachvolleyballspielerin
- 03. Juni: David Zimmering, deutscher Theater- und Filmschauspieler
- 04. Juni: Ribal al-Assad, syrischer Geschäftsmann und Oppositioneller
- 04. Juni: Radost Bokel, deutsche Schauspielerin
- 04. Juni: Russell Brand, britischer Komiker, Moderator, Sänger, Schauspieler, Autor und politischer Aktivist
- 04. Juni: Gavin Brown, schottischer Politiker
- 04. Juni: Amr Elnady, ägyptischer Radrennfahrer

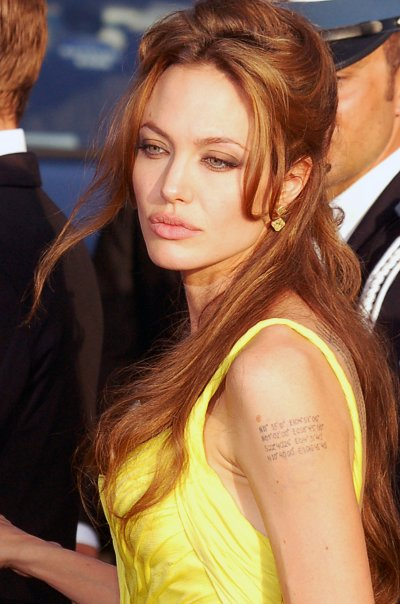
Angelina Jolie

- 04. Juni: Angelina Jolie, US-amerikanische Schauspielerin
- 04. Juni: Markus Juva, finnischer Poolbillardspieler

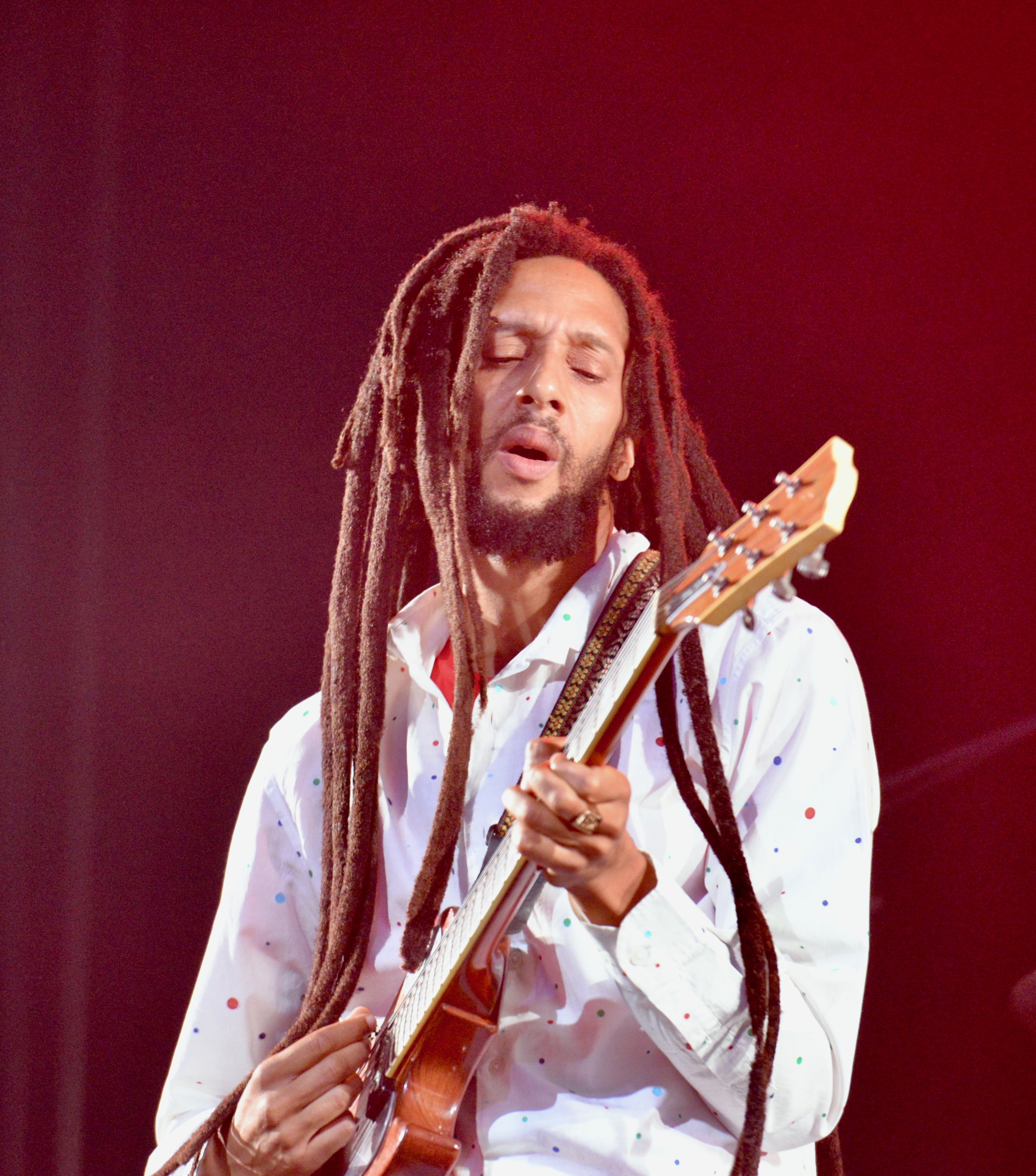
Julian Marley

- 04. Juni: Julian Marley, jamaikanischer Roots Reggae-Musiker und Sänger
- 04. Juni: Nattawut Saikua, thailändischer Politiker
- 04. Juni: Marie-Antoinette Rose, seychellische Politikerin
- 04. Juni: Theo Rossi, US-amerikanischer Schauspieler
- 04. Juni: Patricia Schumann, dänische Schauspielerin
- 04. Juni: Steffen Weber, deutscher Jazz-Musiker
- 04. Juni: Joey Grit Winkler, deutsche Moderatorin und Journalistin
- 05. Juni: K. A. Aneesh, indischer Badmintonspieler
- 05. Juni: Jonathan Bachini, italienischer Fußballspieler
- 05. Juni: Urban Franc, slowenischer Skispringer
- 05. Juni: Torge Greve, deutscher Handballspieler
- 05. Juni: Nikola Hartmann, österreichischer Ringerin
- 05. Juni: Žydrūnas Ilgauskas, litauischer Basketballspieler
- 05. Juni: Ana Nova, deutsche Pornodarstellerin
- 05. Juni: Andrius Palionis, litauischer Politiker
- 05. Juni: Björn Papstein, deutscher Radrennfahrer
- 05. Juni: Egidio Perfetti, norwegischer Unternehmer und Automobilrennfahrer
- 05. Juni: Britta Siebert, deutsche Politikerin
- 05. Juni: Klaus Stachelberger, österreichischer Handballspieler
- 05. Juni: Steve West, englischer Dartspieler
- 06. Juni: Heike Ahlgrimm, deutsche Handballspielerin
- 06. Juni: Francesco Attesti, italienischer Pianist
- 06. Juni: Roland Braunschmidt, österreichischer Fußballschiedsrichter
- 06. Juni: Malin Büttner, deutsche Redakteurin und Fernsehmoderatorin
- 06. Juni: Fritzi Haberlandt, deutsche Schauspielerin
- 06. Juni: Katharina Himmler, deutsche Snowboarderin
- 06. Juni: Staci Keanan, US-amerikanische Schauspielerin
- 06. Juni: Guillaume Leriche, französischer Tontechniker
- 06. Juni: Nenê, brasilianischer Fußballspieler
- 06. Juni: Markus Penz, österreichischer Skeletonpilot

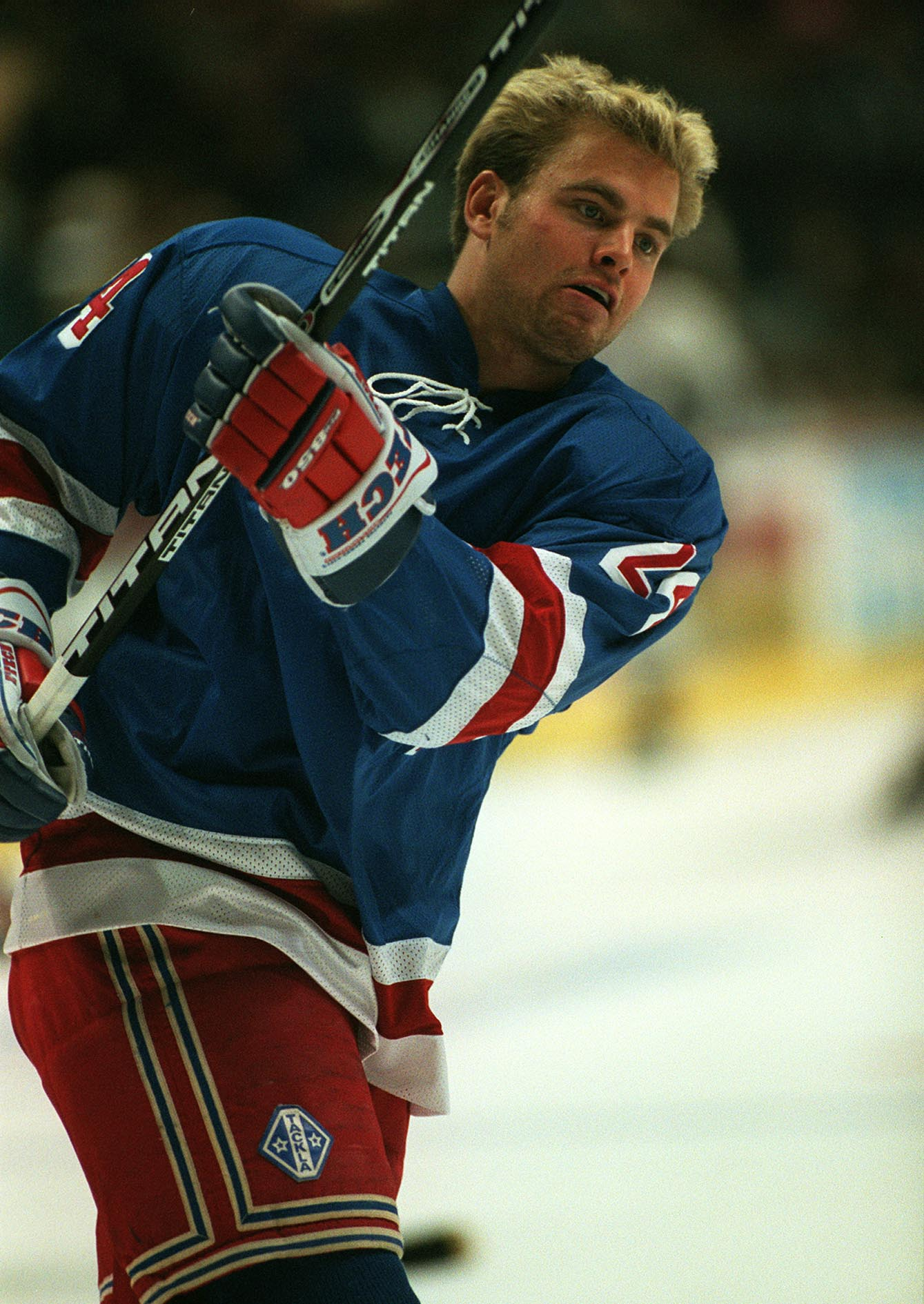
Niklas Sundström

- 06. Juni: Niklas Sundström, schwedischer Eishockeyspieler, -trainer und -scout
- 06. Juni: Cihan Tasdelen, deutscher Fußballspieler und -trainer
- 06. Juni: Tuneboy, italienischer Hardstyle-DJ
- 07. Juni: Cornelia Boesch, Schweizer Journalistin und Moderatorin
- 07. Juni: Arnaud Chéritat, französischer Mathematiker
- 07. Juni: Allen Iverson, US-amerikanischer Basketballspieler
- 07. Juni: Hidenori Nodera, japanischer Radrennfahrer
- 07. Juni: Dianne Pilkington, britische Musicaldarstellerin und Schauspielerin
- 07. Juni: Tim Porath, deutscher Theaterschauspieler
- 07. Juni: Daniel Quaiser, Schweizer Musiker und Sänger
- 07. Juni: Markus Schiegl, österreichischer Rennrodler
- 07. Juni: Olga Selesnjowa, kasachische Skilangläuferin und Biathletin
- 08. Juni: Sarah Abitbol, französische Eiskunstläuferin
- 08. Juni: Alexander Gorodnik, ukrainischer Mathematiker
- 08. Juni: Martti Hirvonen, deutsch-finnischer Eishockeyspieler
- 08. Juni: Brian Jensen, dänischer Fußballtorhüter
- 08. Juni: Bryan McCabe, kanadischer Eishockeyspieler, -trainer und -funktionär
- 08. Juni: Jed McCaleb, US-amerikanischer Programmierer und Unternehmer
- 08. Juni: Luca Pisaroni, italienischer Opernsänger
- 08. Juni: Tamara Samachwalawa, belarussische Ruderin
- 08. Juni: Budi Santoso, indonesischer Badmintonspieler

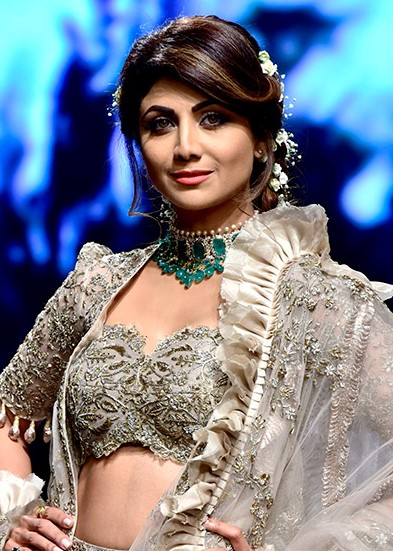
Shilpa Shetty

- 08. Juni: Shilpa Shetty, indische Schauspielerin und Model
- 09. Juni: Sohail Abbas, pakistanischer Feldhockeyspieler
- 09. Juni: Otto Addo, ghanaisch-deutscher Fußballspieler
- 09. Juni: Paul Agostino, australischer Fußballspieler
- 09. Juni: Craig Allardyce, englischer Fußballspieler
- 09. Juni: Stéphane Degout, französischer Opernsänger
- 09. Juni: Christian Höbart, österreichischer Politiker
- 09. Juni: Maryam Keshavarz, iranisch-US-amerikanische Filmproduzentin, Filmregisseurin und Drehbuchautorin
- 09. Juni: Brian Magee, britischer Boxer
- 09. Juni: Kasper Nielsen, dänischer Handballspieler
- 09. Juni: Benjamin Otto, deutscher Unternehmer

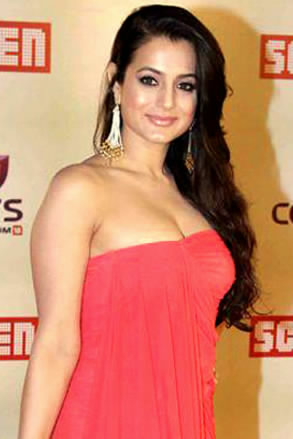
Amisha Patel

- 09. Juni: Amisha Patel, indische Schauspielerin
- 09. Juni: Brian Poth, US-amerikanischer Schauspieler
- 09. Juni: Toralf Schnur, deutscher Politiker
- 09. Juni: Jan Sibbersen, deutscher Schwimmer und Triathlet
- 09. Juni: Renato Vugrinec, mazedonischer und slowenischer Handballspieler
- 10. Juni: Elfenesh Alemu, äthiopische Langstreckenläuferin
- 10. Juni: Christian Forstner, deutscher Physiker und Wissenschaftshistoriker
- 10. Juni: Christoph Glatzer, österreichischer Fußballspieler und Trainer
- 10. Juni: Wolfgang Hopfer, österreichischer Fußballspieler

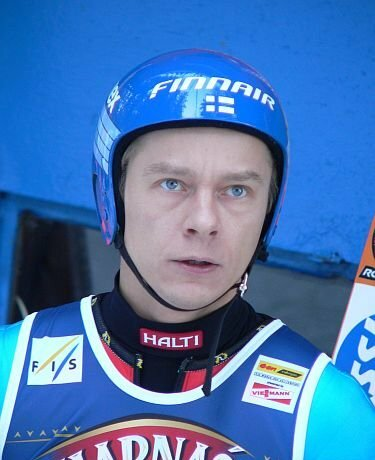
Risto Jussilainen

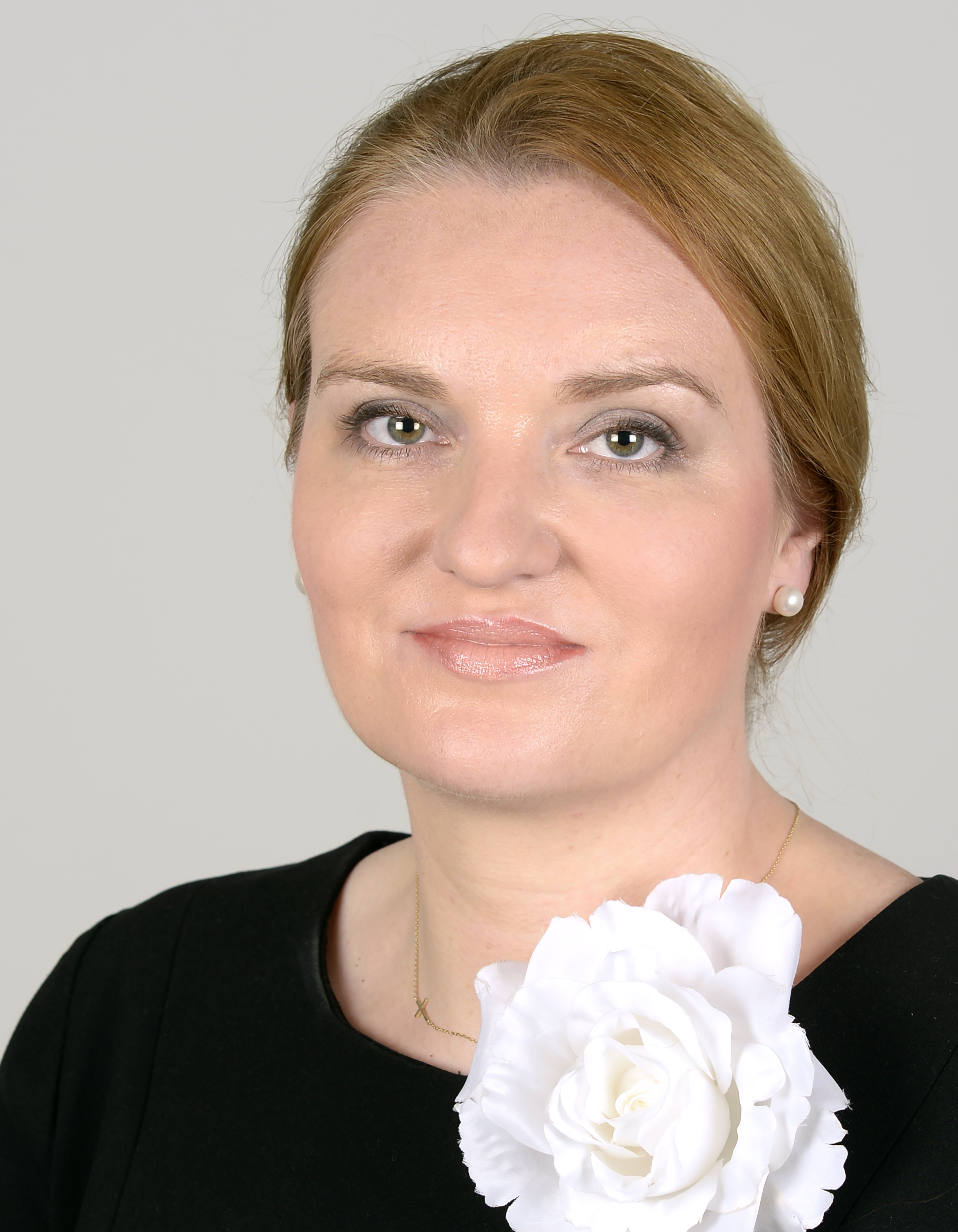
Margareta Budner

- 11. Juni: Margareta Budner, polnische Ärztin und Politikerin
- 11. Juni: Holger Haase, deutscher Filmregisseur
- 11. Juni: Sascha Heyna, deutscher Moderator und Journalist
- 11. Juni: Gergely Karácsony, ungarischer Politikwissenschaftler und Politiker
- 11. Juni: Tonje Kjærgaard, dänische Handballspielerin
- 11. Juni: Peder Are Nøstvold Jensen, norwegischer Blogger (Fjordman)
- 11. Juni: Denis Mazujew, russischer Pianist
- 11. Juni: Catherine Mittermayer, Schweizer Altorientalistin
- 11. Juni: Evan Stewart, simbabwischer Wasserspringer
- 11. Juni: Zoubir Zmit, algerischer Fußballspieler
- 12. Juni: Frédéric Cassivi, kanadischer Eishockeytorwart
- 12. Juni: Silja Clemens, deutsche Drehbuchautorin
- 12. Juni: Ramon Djamali, neukaledonischer Fußballspieler
- 12. Juni: Dan Jørgensen, dänischer Politiker
- 12. Juni: Michael Judge, irischer Snookerspieler
- 12. Juni: Michael Muhney, US-amerikanischer Schauspieler
- 12. Juni: Unai Osa, spanischer Radrennfahrer
- 12. Juni: Park Sung-min, südkoreanischer Eishockeyspieler

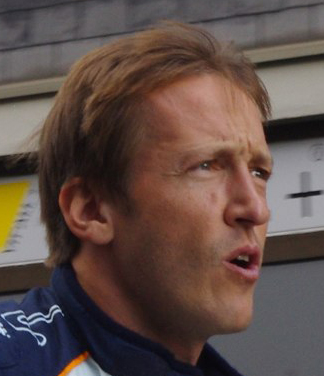
Harold Primat

- 12. Juni: Harold Primat, Schweizer Automobilrennfahrer
- 12. Juni: Árpád Ritter, ungarischer Ringer
- 12. Juni: Eider Gardiazábal Rubial, spanische Politikerin
- 12. Juni: Stephanie Szostak, französische Schauspielerin
- 12. Juni: DJ Tomcraft, deutscher Techno- und Electro-DJ und -Produzent († 2024)
- 12. Juni: Muzaffer Tosun, deutscher Boxer und Kickboxer
- 12. Juni: Mirko Ullmann, deutscher Fußballspieler
- 12. Juni: Kristian Wigenin, bulgarischer Politiker
- 13. Juni: Maciej Banaszak, polnischer Politiker
- 13. Juni: Brian Bell, US-amerikanischer Filmproduzent
- 13. Juni: Nikita Belych, russischer Politiker
- 13. Juni: Björn Bernadotte, schwedischer Graf von Wisborg
- 13. Juni: Ante Covic, australischer Fußballtorhüter
- 13. Juni: Luis Carlos Cuartero, spanischer Fußballspieler
- 13. Juni: Jeff Davis, US-amerikanischer Drehbuchautor und Produzent
- 13. Juni: Johannes Grenzfurthner, österreichischer Künstler, Filmemacher, Autor und Schauspieler
- 13. Juni: Stefan Hübner, deutscher Volleyballspieler
- 13. Juni: Kim Jo-sun, südkoreanische Bogenschützin
- 13. Juni: Anita Lipnicka, polnische Singer-Songwriterin
- 13. Juni: Jacek Niedźwiedzki, polnischer Badmintonspieler
- 13. Juni: Inken von Platen-Hallermund, deutsche Vielseitigkeitsreiterin und Pferdesportfunktionärin

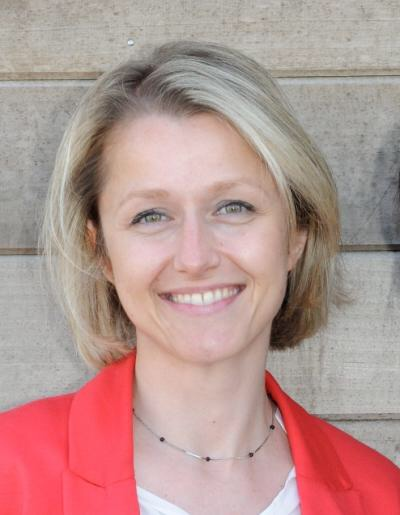
Barbara Pompili

- 13. Juni: Barbara Pompili, französische Politikerin
- 13. Juni: Toni Ribas, spanischer Pornodarsteller und -regisseur
- 14. Juni: Dalibor Čutura, serbischer Handballspieler und -trainer
- 14. Juni: Domagoj Dukec, kroatisch-deutscher Automobildesigner
- 14. Juni: Rui Faria, portugiesischer Fußball- und Fitnesstrainer
- 14. Juni: Roland Fischnaller, italienischer Skirennläufer
- 14. Juni: Annemarie Gerg, deutsche Skirennläuferin
- 14. Juni: Iwona Grzywa, polnische Biathletin
- 14. Juni: Peer Kusmagk, deutscher Schauspieler und Fernsehmoderator
- 14. Juni: Allison Mleczko, US-amerikanische Eishockeyspielerin
- 14. Juni: Stanislaw Pochilko, russischer Skispringer
- 14. Juni: Claudia Schramm, deutsche Bobfahrerin
- 14. Juni: Raffael Tonello, italienischer Fußballspieler
- 14. Juni: Uwe Wurlitzer, deutscher Immobilienmakler und Politiker
- 15. Juni: Jim Bridenstine, US-amerikanischer Politiker
- 15. Juni: C. J. Brown, US-amerikanischer Fußballspieler

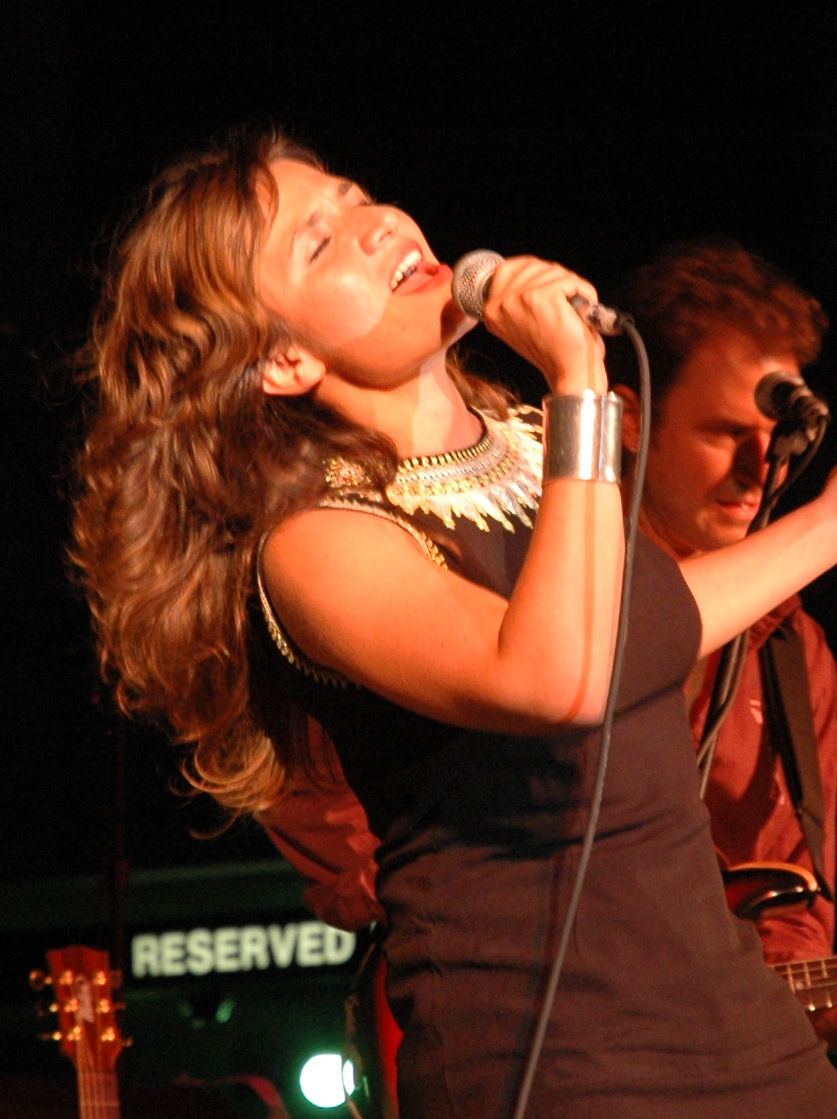
Chiara Civello

- 15. Juni: Chiara Civello, italienische Jazzmusikerin und Singer-Songwriterin
- 15. Juni: Henning Foerster, deutscher Politiker
- 15. Juni: Bruno Marioni, argentinischer Fußballspieler
- 15. Juni: Maxim Menschikow, russischer Bogenbiathlet
- 15. Juni: Rachel Wacholder, US-amerikanische Beachvolleyballspielerin
- 16. Juni: Anthony Carter, US-amerikanischer Basketballspieler und -trainer
- 16. Juni: Anabel Conde, spanische Sängerin
- 16. Juni: Frederick Koehler, amerikanischer Schauspieler
- 16. Juni: Dirk Notz, deutscher Klimawissenschaftler
- 16. Juni: Ricardo Oscare, argentinischer Biathlet
- 16. Juni: Graham Ryding, kanadischer Squashspieler
- 16. Juni: Brigt Rykkje, niederländisch-norwegischer Eisschnellläufer
- 16. Juni: Sun Jun, chinesischer Badmintonspieler
- 16. Juni: Åsa Svensson, schwedische Tennisspielerin
- 16. Juni: Daniel Tyrkas, deutscher Snowboarder in der Disziplin Halfpipe
- 16. Juni: Willemijn Verkaik, Niederländische Musicaldarstellerin
- 17. Juni: Max C, US-amerikanischer Sänger, Songwriter und Tänzer
- 17. Juni: Daniel Eggers, deutscher Neonazi und Liedermacher († 2001)
- 17. Juni: Altin Haxhi, albanischer Fußballspieler
- 17. Juni: Willi Herren, deutscher Schauspieler († 2021)
- 17. Juni: Shōji Jō, japanischer Fußballspieler
- 17. Juni: Chloe Jones, US-amerikanische Pornodarstellerin († 2005)
- 17. Juni: Joshua Leonard, US-amerikanischer Schauspieler
- 17. Juni: Marco Matias, portugiesischer Sänger

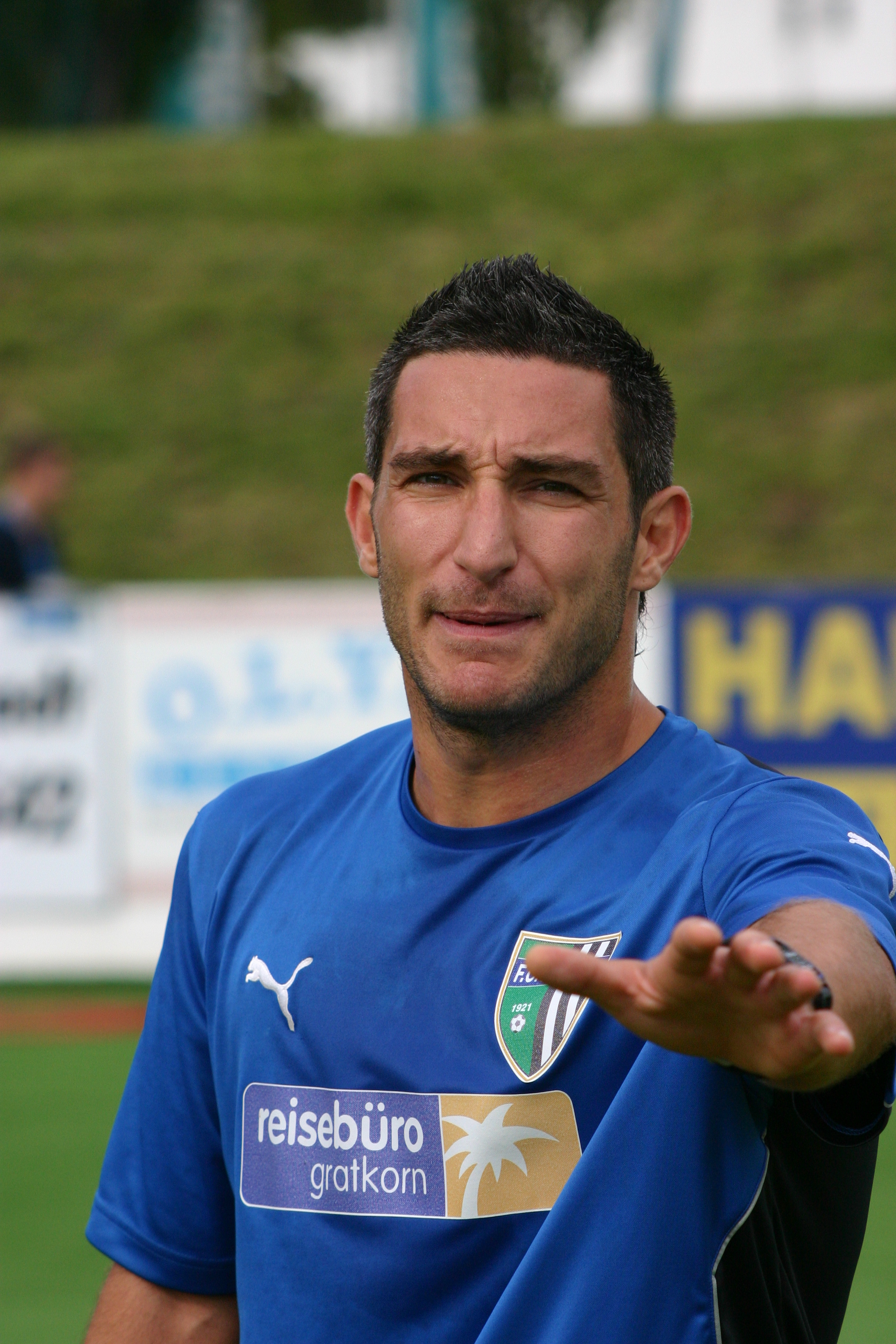
Georges Panagiotopoulos

- 17. Juni: Georges Panagiotopoulos, belgisch-griechischer Fußballspieler
- 17. Juni: Magnus Petersson, schwedischer Bogenschütze
- 17. Juni: Néstor Pitana, argentinischer Fußballschiedsrichter
- 17. Juni: Petra Vaarakallio, finnische Eishockeyspielerin
- 17. Juni: Juan Carlos Valerón, spanischer Fußballspieler
- 17. Juni: Hirofumi Yoshimura, japanischer Politiker
- 18. Juni: Maria João Bastos, portugiesische Schauspielerin
- 18. Juni: Boris Chambon, französischer Motorradrennfahrer
- 18. Juni: Jamel Debbouze, französischer Schauspieler
- 18. Juni: Marie Gillain, belgische Schauspielerin
- 18. Juni: Diana Golze, deutsche Politikerin
- 18. Juni: Fredy González, kolumbianischer Radrennfahrer
- 18. Juni: Avery John, trinidadischer Fußballspieler
- 18. Juni: Aleksandrs Koļinko, lettischer Fußballtorhüter
- 18. Juni: Kalev Kuljus, estnischer Oboist
- 18. Juni: Patrick Melton, US-amerikanischer Drehbuchautor

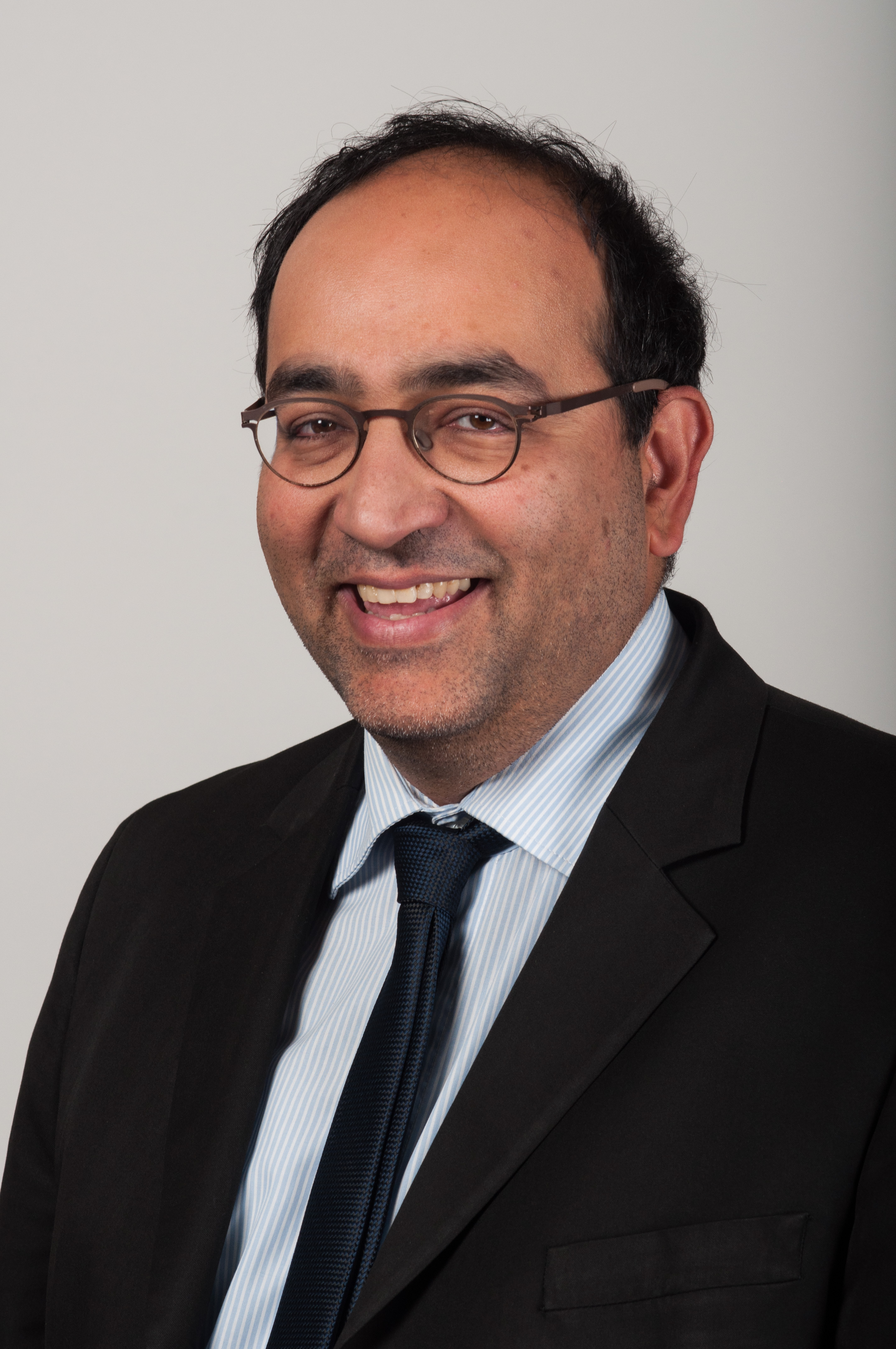
Omid Nouripour

- 18. Juni: Omid Nouripour, deutsch-iranischer Politiker
- 18. Juni: Heike Opitz, deutsche Politikerin
- 18. Juni: Silkk the Shocker, US-amerikanischer Rapper
- 18. Juni: Jorge Sousa, portugiesischer Fußballschiedsrichter
- 18. Juni: Martin St. Louis, kanadischer Eishockeyspieler
- 19. Juni: Tauno Aints, estnischer Komponist und Musiker
- 19. Juni: Charles Castronovo, US-amerikanischer Opernsänger
- 19. Juni: Oksana Chusovitina, deutsch-usbekische Kunstturnerin
- 19. Juni: Tom Cloet, belgischer Automobilrennfahrer
- 19. Juni: Ed Coode, britischer Ruderer
- 19. Juni: Hugh Dancy, britischer Schauspieler
- 19. Juni: Laurent Fargues, französischer Mathematiker
- 19. Juni: Mohammed Gargo, ghanaischer Fußballspieler
- 19. Juni: Bert Grabsch, deutscher Radrennfahrer
- 19. Juni: Kimmo Kuhta, finnischer Eishockeyspieler
- 19. Juni: Christoph Müller, deutscher Fußballtorhüter
- 19. Juni: Pedro Munitis, spanischer Fußballspieler
- 19. Juni: Colin Osborne, englischer Dartspieler

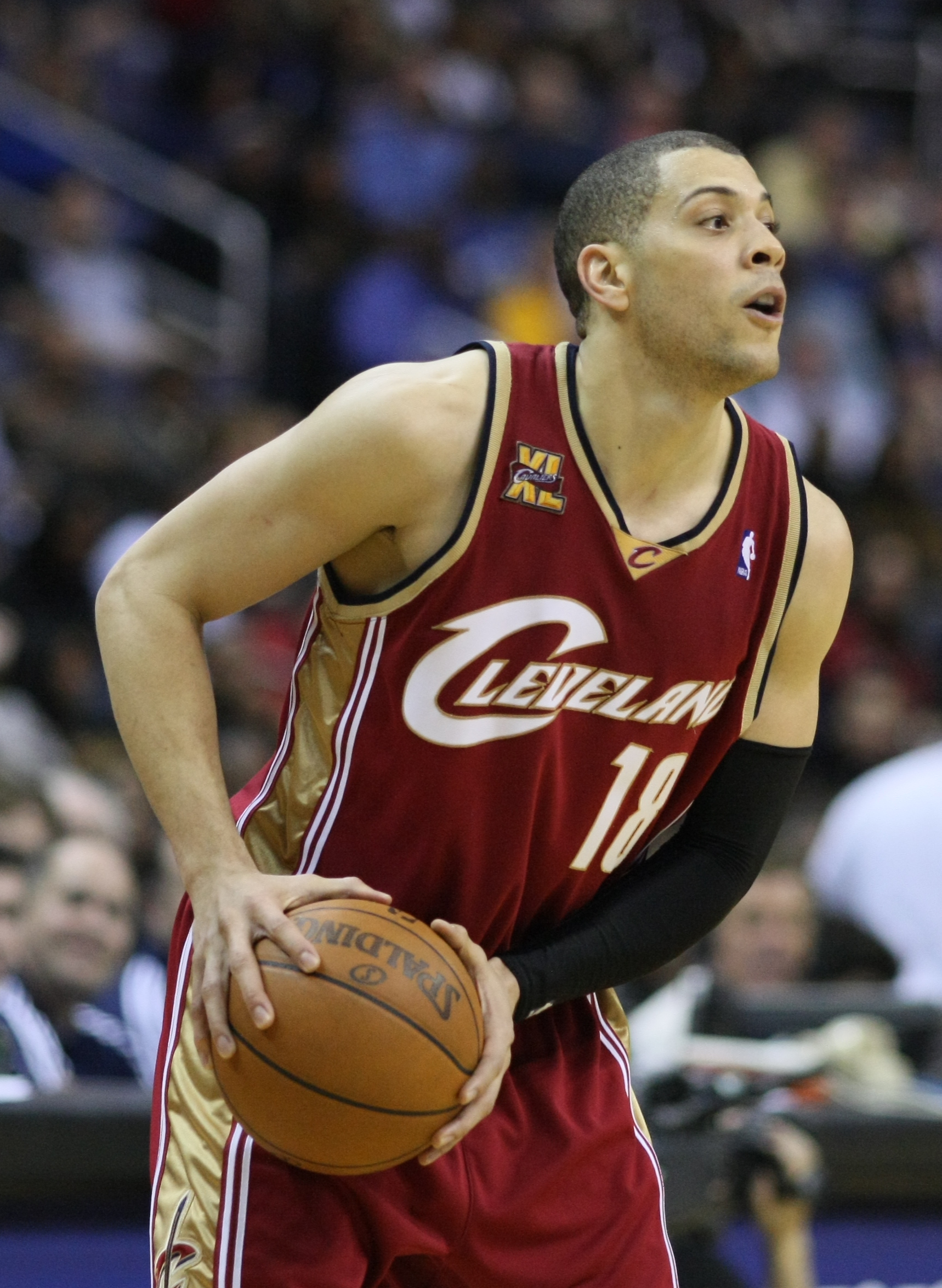
Anthony Parker

- 19. Juni: Anthony Parker, US-amerikanischer Basketballspieler
- 19. Juni: Nadine Spruß, deutsche Schauspielerin
- 19. Juni: Anna Valle, italienisches Model und Schauspielerin
- 20. Juni: Francesco Arlanch, italienischer Drehbuchautor
- 20. Juni: Florian Ast, Schweizer Musiker
- 20. Juni: Juan Balcells, spanischer Tennisspieler
- 20. Juni: Gabriela Hegedüs, österreichische Schauspielerin
- 20. Juni: Dan Jenson, australischer Squashspieler
- 20. Juni: César Valente de Jesus, osttimoresischer Politiker
- 20. Juni: Li Xiaopeng, chinesischer Fußballspieler und -trainer
- 20. Juni: Loon, US-amerikanischer Rapper und R&B-Sänger
- 20. Juni: Sabeen Mahmud, pakistanische Menschenrechtlerin († 2015)
- 20. Juni: Grzegorz Małecki, polnischer Schauspieler
- 20. Juni: Esa Onttonen, finnischer Jazz- und Fusionmusiker
- 20. Juni: François Rozenthal, französischer Eishockeyspieler
- 20. Juni: Maurice Rozenthal, französischer Eishockeyspieler und -trainer
- 20. Juni: Daniel Zítka, tschechischer Fußballtorhüter
- 21. Juni: Uliks Kotrri, albanischer Fußballspieler

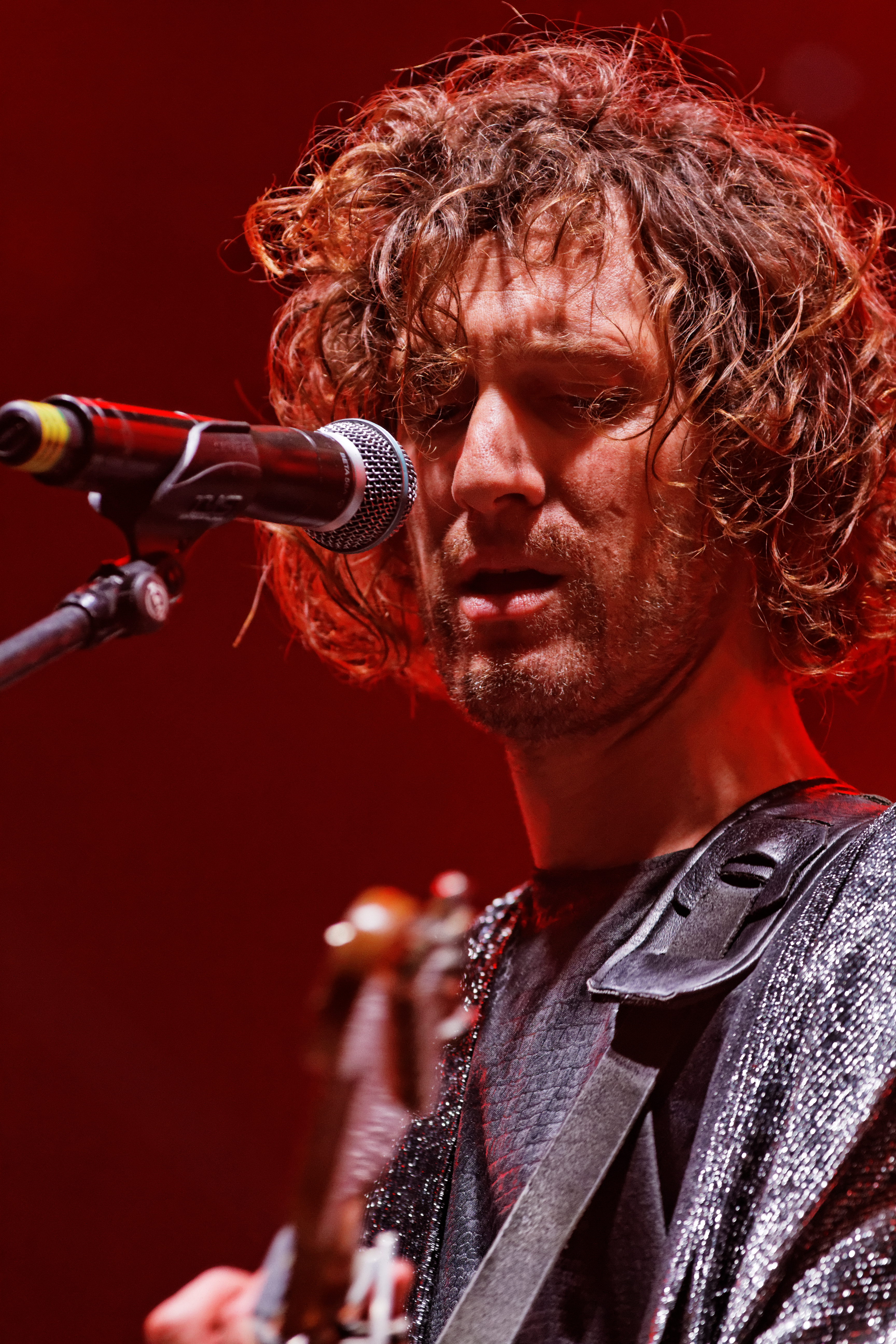
Florent Marchet

- 21. Juni: Florent Marchet, französischer Singer-Songwriter, Komponist und Schriftsteller
- 21. Juni: Chima Onyeike, niederländischer Fußballspieler und Athletiktrainer
- 21. Juni: Živilė Pinskuvienė, litauische Politikerin
- 21. Juni: Sherraine Schalm, kanadische Degenfechterin
- 21. Juni: Oscar Wood, US-amerikanischer Ringer
- 22. Juni: Jeff Hephner, US-amerikanischer Schauspieler
- 22. Juni: Felix Herzogenrath, deutscher Filmregisseur
- 22. Juni: Keiichirō Hirano, japanischer Schriftsteller
- 22. Juni: Kenshin Kawakami, japanischer Baseballspieler
- 22. Juni: Andreas Klöden, deutscher Radrennfahrer
- 22. Juni: Antoine Monot, deutsch-schweizerischer Schauspieler und Filmproduzent
- 22. Juni: Urmas Reinsalu, estnischer Politiker
- 22. Juni: Mark Römer, deutscher Fußballspieler
- 22. Juni: Uriya Shavit, israelischer Islamwissenschaftler, Autor und Journalist
- 23. Juni: Bamberdele Adebola, nigerianischer Fußballspieler

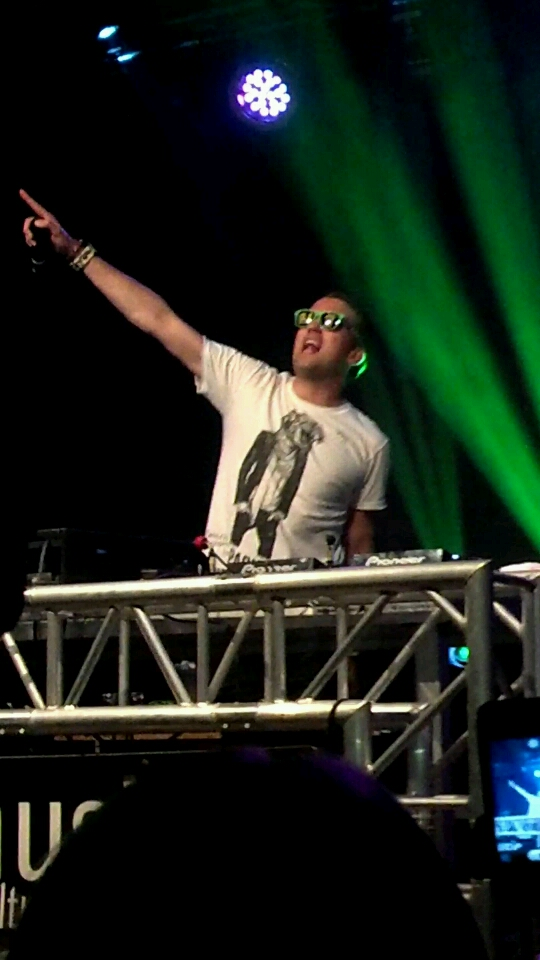
DJ Antoine

- 23. Juni: DJ Antoine, Schweizer Disc-Jockey
- 23. Juni: Kevin Dyson, US-amerikanischer American-Football-Spieler
- 23. Juni: David Howell, englischer Golfspieler
- 23. Juni: Hugh Howey, US-amerikanischer Science-Fiction-Schriftsteller
- 23. Juni: Mike James, US-amerikanischer Basketballspieler
- 23. Juni: Jane Jamieson, australische Siebenkämpferin
- 23. Juni: Lotte Kiærskou, dänische Handballspielerin
- 23. Juni: Noan Lelarge, französischer Radrennfahrer
- 23. Juni: Tetjana Lyssenko, ukrainische Kunstturnerin
- 23. Juni: Emanuel Oppliger, schweizerisch-australischer Snowboarder
- 23. Juni: Maxim Polunin, kasachischer Skispringer
- 23. Juni: Ridan, französischer Sänger und Rapper
- 23. Juni: Alexander Serikow, deutscher Eishockeyspieler
- 23. Juni: Janika Sillamaa, estnische Sängerin
- 23. Juni: Philipp Sohmer, deutscher Fernsehjournalist und Sportkommentator
- 23. Juni: Maciej Stuhr, polnischer Schauspieler
- 23. Juni: Shūhei Terada, japanischer Fußballspieler

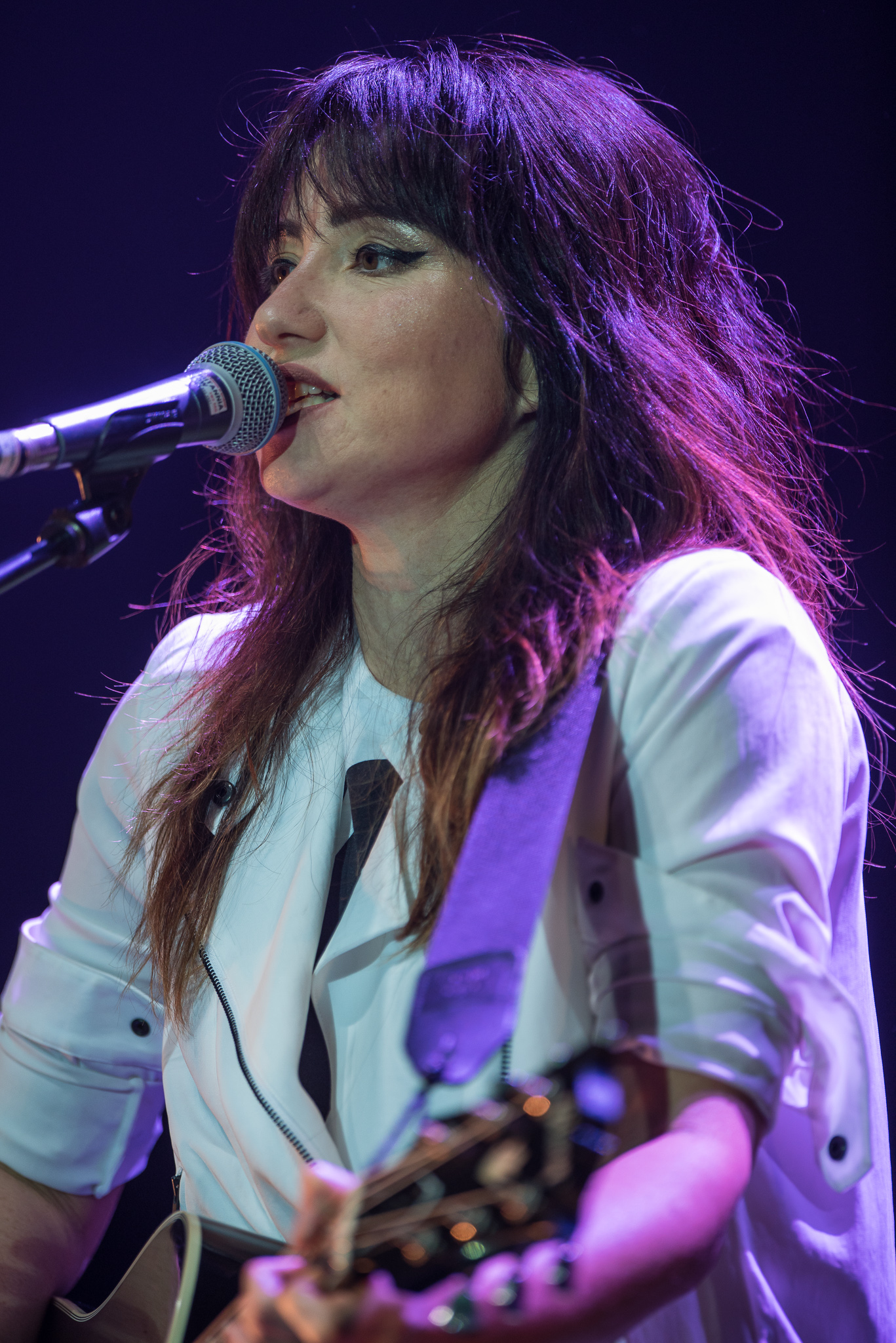
KT Tunstall

- 23. Juni: KT Tunstall, schottische Sängerin und Songwriterin
- 23. Juni: Mona Vetsch, Schweizer Fernseh- und Hörfunkmoderatorin
- 23. Juni: Chris Witty, US-amerikanische Eisschnellläuferin
- 23. Juni: Aleksandar Zečević, bosnischer Basketballspieler
- 23. Juni: Sibusiso Zuma, südafrikanischer Fußballspieler
- 23. Juni: Markus Zusak, deutsch-australischer Schriftsteller
- 24. Juni: Dan Browne, US-amerikanischer Langstreckenläufer
- 24. Juni: Santiago Claramunt, uruguayischer Ornithologe
- 24. Juni: Carla Gallo, US-amerikanische Schauspielerin
- 24. Juni: Marek Malík, tschechischer Eishockeyspieler und -trainer
- 24. Juni: Christie Pearce, US-amerikanische Fußballspielerin
- 25. Juni: Piotr Balcerzak, polnischer Sprinter
- 25. Juni: Mathias Behounek, deutscher Snowboarder
- 25. Juni: Alexei Borodin, russischer Mathematiker
- 25. Juni: Mohammed Camara, guineischer Fußballspieler
- 25. Juni: Linda Cardellini, US-amerikanische Schauspielerin

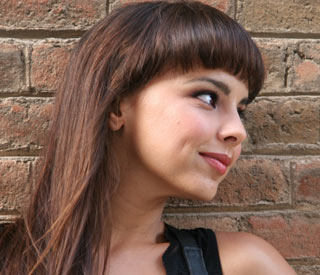
Chenoa

- 25. Juni: Chenoa, argentinisch-spanische Sängerin
- 25. Juni: Susan Chepkemei, kenianische Langstrecken- und Crossläuferin
- 25. Juni: Albert Costa, spanischer Tennisspieler
- 25. Juni: Wladimir Kramnik, russischer Schachmeister

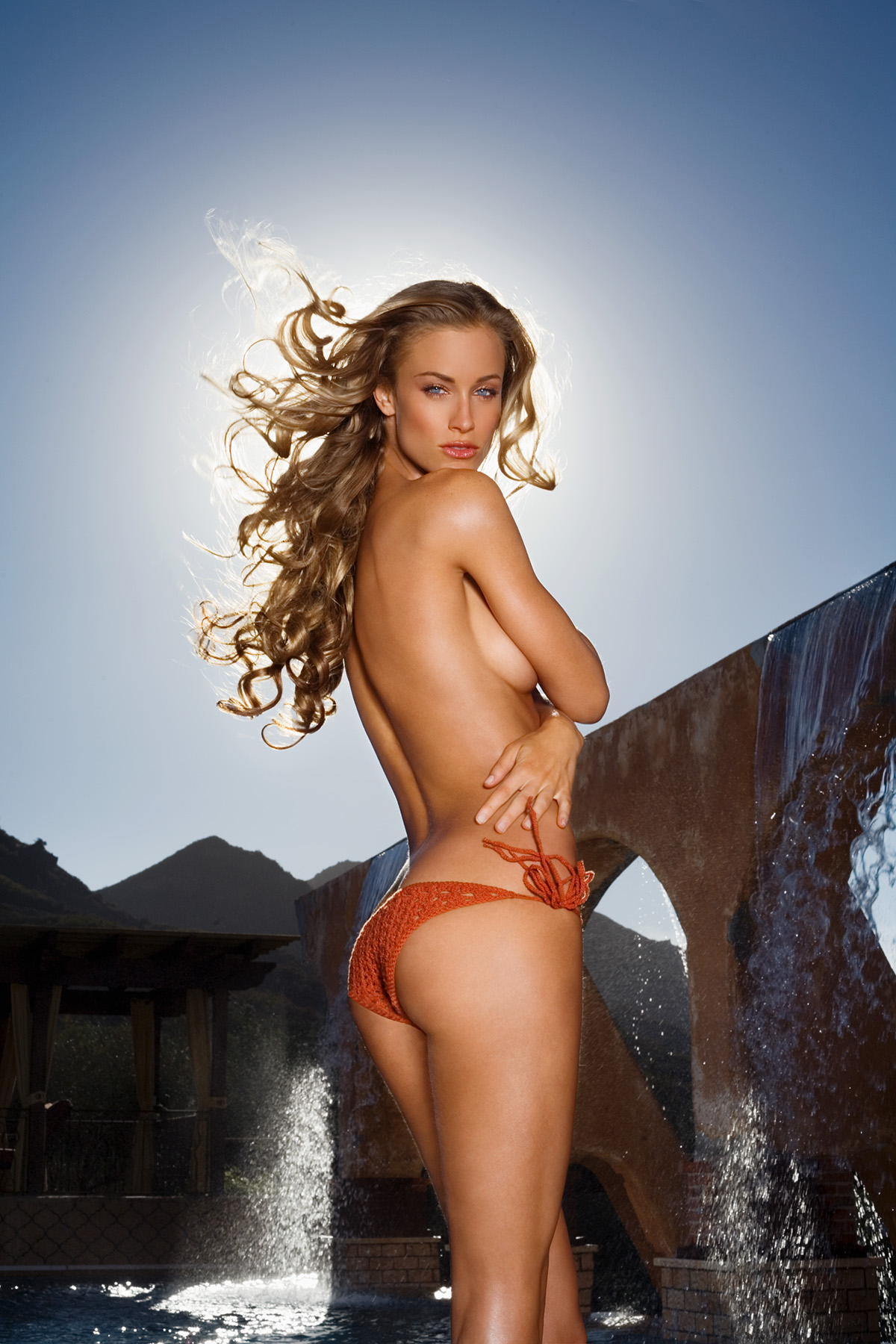
Michele Merkin

- 25. Juni: Michele Merkin, US-amerikanisches Model, Schauspielerin und Moderatorin
- 25. Juni: Qiu Jian, chinesischer Sportschütze
- 25. Juni: Valentin Stilu, deutscher Synchronsprecher
- 25. Juni: Hillary J. Walker, US-amerikanische Schauspielerin
- 26. Juni: Jean-Paul Abalo Yaovi, togoischer Fußballspieler
- 26. Juni: Chris Armstrong, kanadischer Eishockeyspieler
- 26. Juni: KC Ball, neuseeländisch-kanadischer Eishockeyspieler
- 26. Juni: Ewald Brenner, österreichischer Fußballspieler
- 26. Juni: Marc Foglia, französischer Philosoph
- 26. Juni: Kristina Háfoss, färöische Politikerin und Kulturministerin
- 26. Juni: Michael Hofbauer, deutscher Journalist
- 26. Juni: Marie-Nicole Lemieux, kanadische Opern- und Konzertsängerin
- 26. Juni: Andrea Longo, italienischer Mittelstreckenläufer
- 26. Juni: Alexander Lysjakow, deutscher Musikproduzent, Mixengineer, Texter, Bassist und Gitarrist

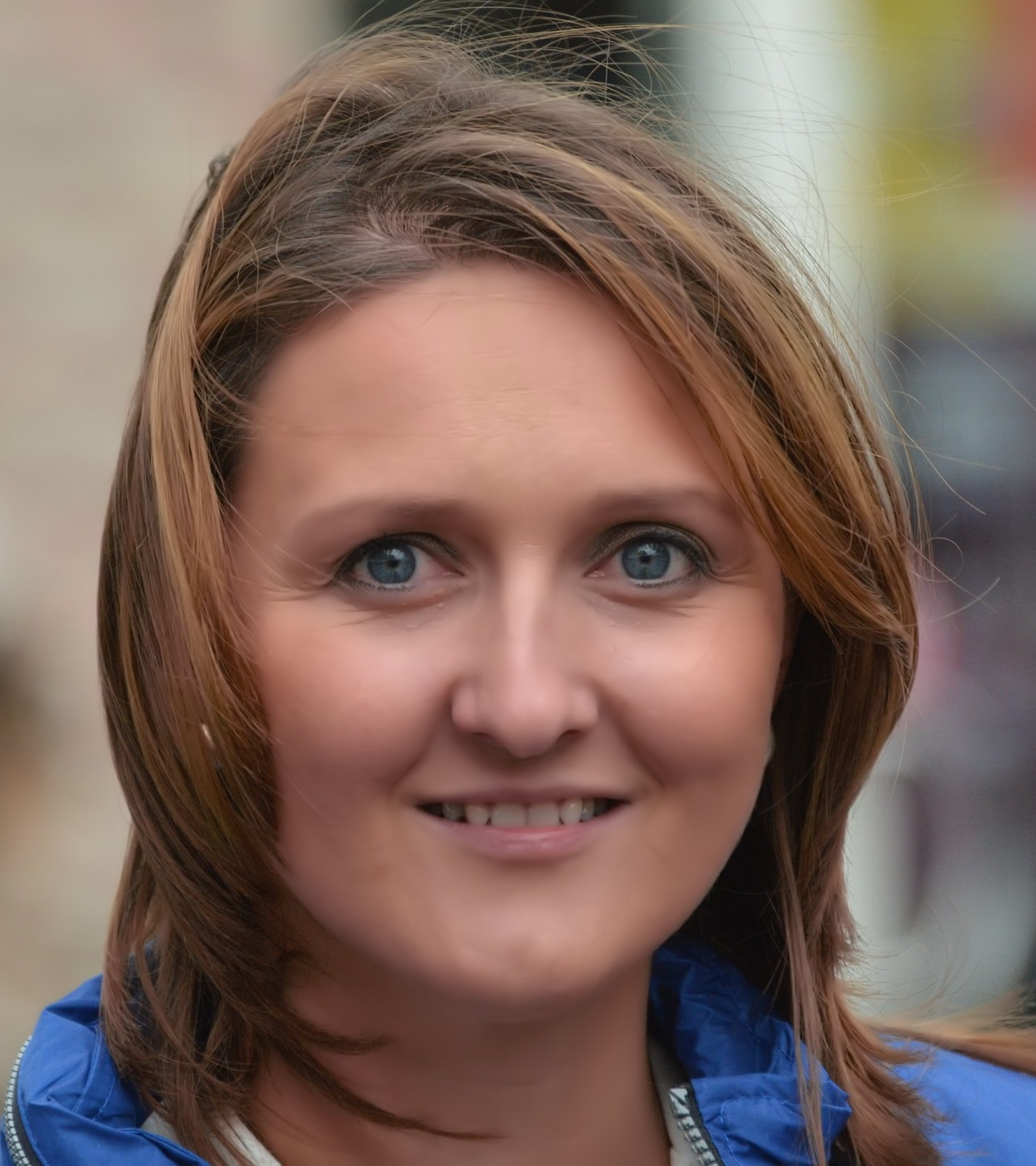
Gwendolyn Rutten

- 26. Juni: Gwendolyn Rutten, belgische Politikerin
- 26. Juni: Roman Schikorsky, deutscher Filmemacher
- 26. Juni: Tino Stumpf, deutscher Basketballtrainer
- 26. Juni: Jan Wüstenfeld, deutscher Biathlet
- 27. Juni: Andreas Behr, deutscher Eisschnellläufer
- 27. Juni: Peter Brearley, kanadischer Eishockeyspieler
- 27. Juni: Carlton Chambers, kanadischer Sprinter
- 27. Juni: Teju Cole, nigerianisch-amerikanischer Schriftsteller
- 27. Juni: Peter Collins, US-amerikanischer Ruderer
- 27. Juni: Bianca Del Rio, US-amerikanische Dragqueen, Schauspielerin, Komikerin und Kostümdesignerin

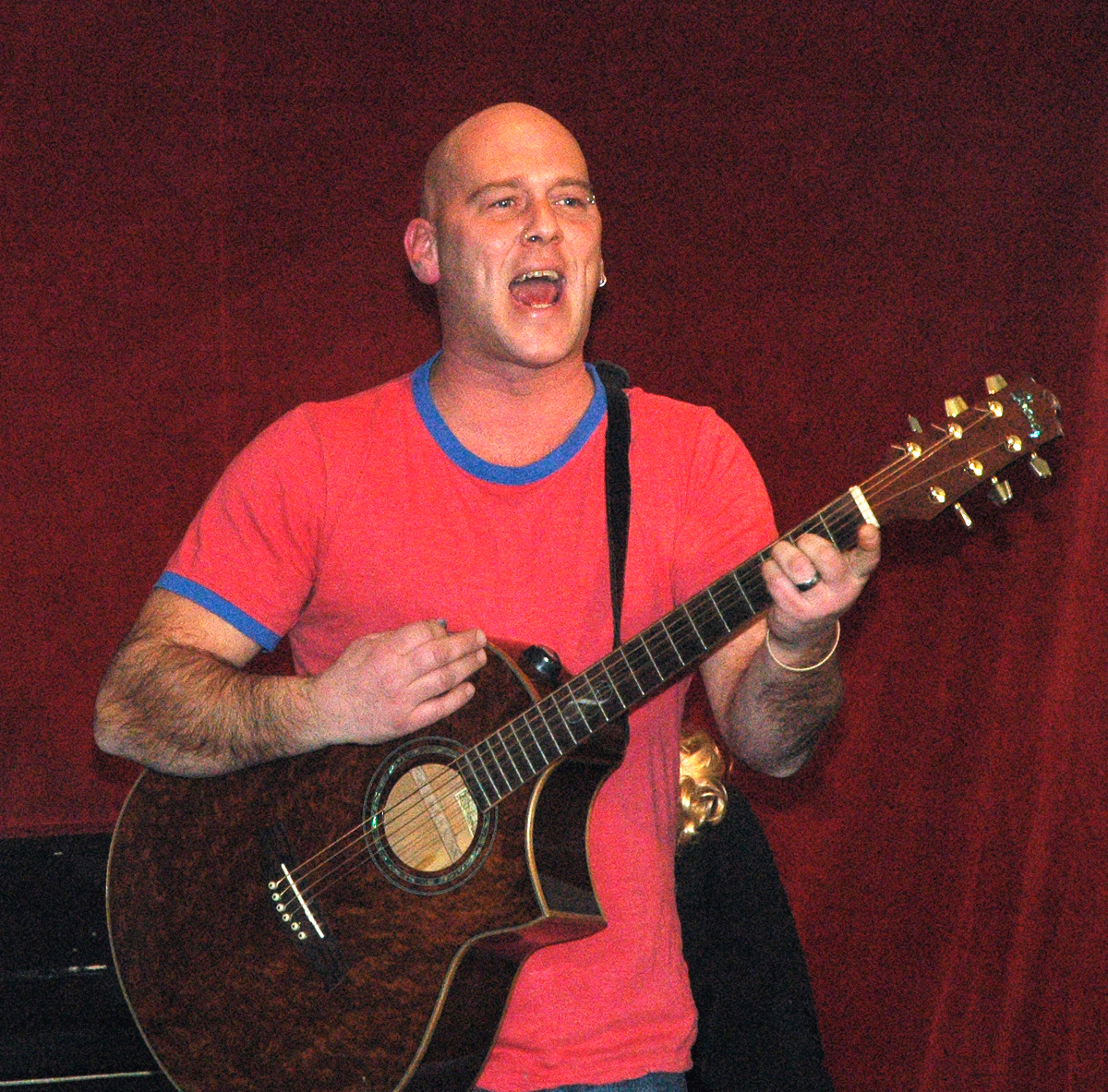
Michael Dietmayr

- 27. Juni: Michael Dietmayr, deutscher Liedermacher, Musikkabarettist, Sozial- und Kulturpädagoge
- 27. Juni: Dennis van der Geest, niederländischer Judoka
- 27. Juni: Heli Maarit Koivula, finnische Weit- und Dreispringerin
- 27. Juni: Guido Kosmehl, deutscher Politiker
- 27. Juni: Tobey Maguire, US-amerikanischer Schauspieler
- 27. Juni: Jörg Nießen, deutscher Feuerwehrmann, Notfallsanitäter und Bestsellerautor
- 27. Juni: Darius Raulušaitis, litauischer Jurist
- 27. Juni: Petra Sander, deutsche Hörfunkjournalistin
- 27. Juni: Jaroslav Škach, tschechischer Volleyballspieler
- 27. Juni: Esteban Suárez, spanischer Fußballspieler
- 27. Juni: Michal Vorel, tschechischer Fußballspieler
- 28. Juni: Mitchell Anderson, australischer Triathlet
- 28. Juni: Richard Hidalgo, venezolanischer Baseballspieler
- 28. Juni: René Kindermann, deutscher Journalist und Fernsehmoderator
- 28. Juni: Pat Lee, kanadischer Comiczeichner und Verleger

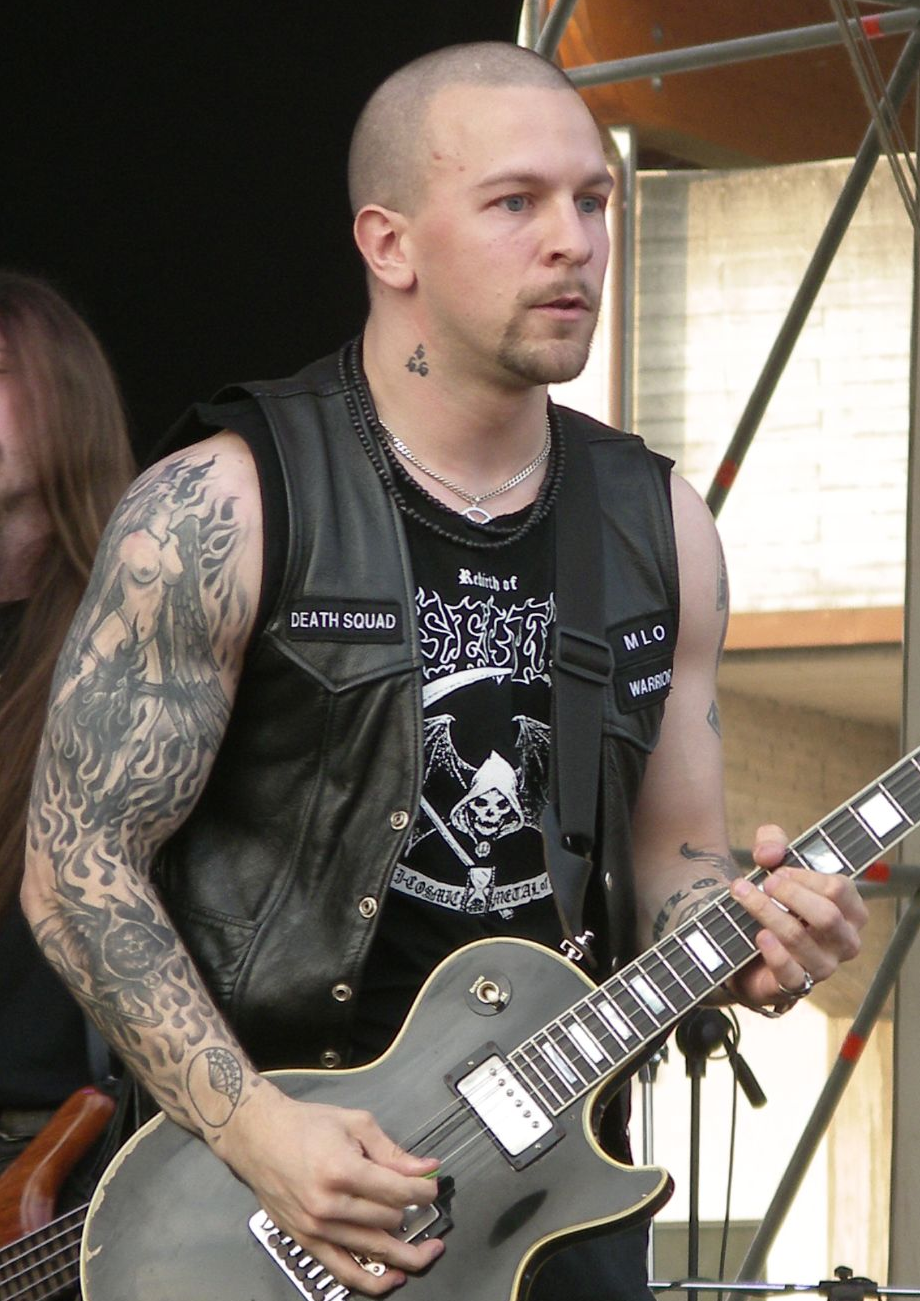
Jon Nödtveidt

- 28. Juni: Jon Nödtveidt, schwedischer Satanist und Gitarrist; Sänger und Gründer der Black-/Death-Metal-Band Dissection
- 28. Juni: Urszula Pontikos, polnische Filmregisseurin und Kamerafrau
- 28. Juni: Leandro Pedro Vuaden, brasilianischer Fußballschiedsrichter
- 29. Juni: Ramon Clay, US-amerikanischer Sprinter
- 29. Juni: Ilse Fischer, österreichische Mathematikerin
- 29. Juni: Gyöngyi Gaál, ungarische Fußballschiedsrichterin
- 29. Juni: Katrin Hill, deutsche Triathletin
- 29. Juni: Oleksandr Horjajinow, ukrainischer Fußballspieler
- 29. Juni: Daniela Kuge, deutsche Politikerin
- 29. Juni: Pedro Miguel Lopes, portugiesischer Radsportler
- 29. Juni: Martin Lücke, deutscher Geschichtsdidaktiker und Historiker
- 29. Juni: Matías Médici, argentinischer Radrennfahrer
- 29. Juni: Nikita Morgunow, russischer Basketballspieler
- 29. Juni: Tyler Moss, kanadischer Eishockeytorwart
- 29. Juni: María José Rienda, spanische Skirennläuferin
- 29. Juni: Petra Winter, deutsche Diplom-Politologin und Journalistin
- 30. Juni: James Bannatyne, neuseeländischer Fußballtorhüter
- 30. Juni: Jan Bejšovec, deutscher Textilkünstler
- 30. Juni: Andreé González, venezolanischer Fußballspieler
- 30. Juni: Gero Hocker, deutscher Politiker
- 30. Juni: Tom Keune, deutscher Schauspieler
- 30. Juni: Karsten Oswald, deutscher Fußballspieler und -trainer

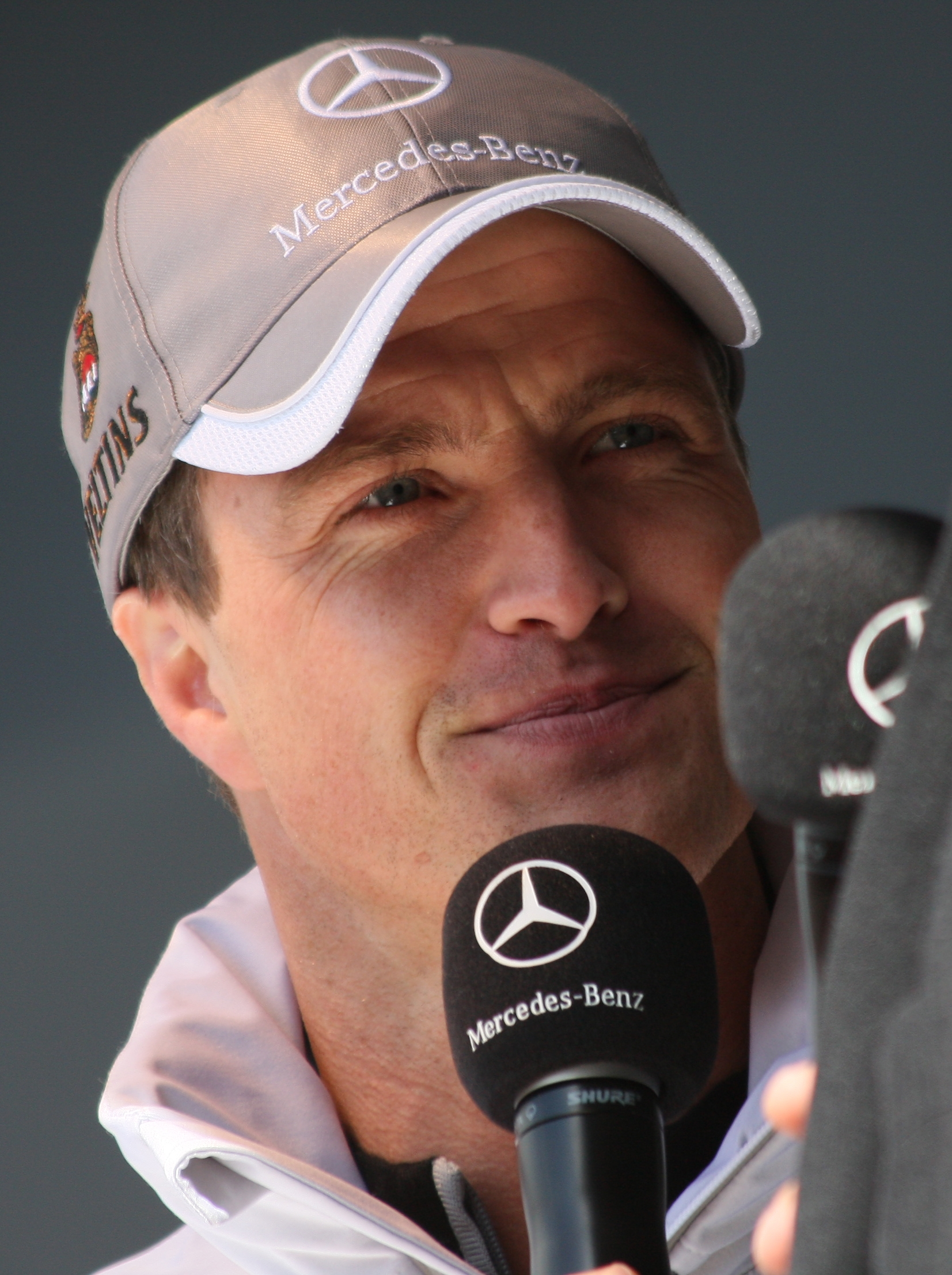
Ralf Schumacher

- 30. Juni: Ralf Schumacher, deutscher Automobilrennfahrer
- 30. Juni: Rami Shaaban, schwedischer Fußballtorhüter
- 30. Juni: Angela Tong, kanadische Schauspielerin chinesischer Herkunft
- 30. Juni: Berk Vaher, estnischer Schriftsteller und Kritiker
- 30. Juni: Ronny Wähner, deutscher Politiker
- 30. Juni: Shayne Wright, deutscher Eishockeyspieler
- 00. Juni: Marie-Claire Zimmermann, österreichische Journalistin und Fernsehmoderatorin

### Juli
- 01. Juli: David P., deutscher Freestyle-Rapper und Facharzt für Allgemeinmedizin
- 01. Juli: Scott Fankhouser, US-amerikanischer Eishockeytorwart
- 01. Juli: Roland Kallan, österreichischer Naturbahnrodler
- 01. Juli: Ádám Kósa, ungarischer Politiker
- 01. Juli: Stefan Neugebauer, deutscher Koch
- 01. Juli: Veselin Popović, serbischer Fußballspieler
- 01. Juli: Götz Rohdewald, deutscher Basketballspieler und -trainer

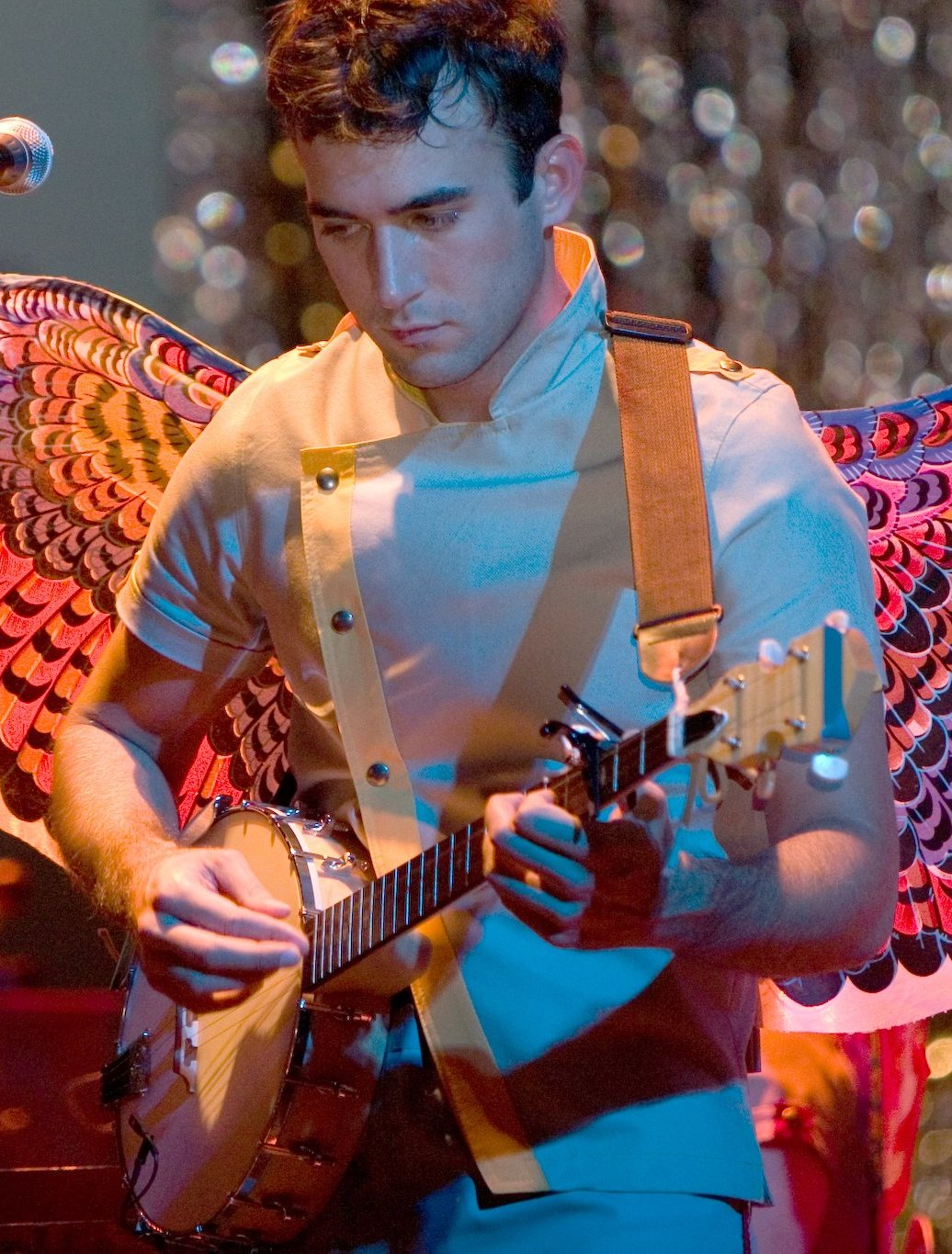
Sufjan Stevens

- 01. Juli: Sufjan Stevens, US-amerikanischer Singer-Songwriter und Musiker
- 01. Juli: Tatjana Tomaschowa, russische Leichtathletin
- 01. Juli: Mustafa Yeneroğlu, türkischer Politiker
- 02. Juli: Jens Ackermann, deutscher Politiker
- 02. Juli: Joel Aguilar, salvadorianischer Fußballschiedsrichter
- 02. Juli: Mirko Bernau, deutscher Handballspieler und -trainer
- 02. Juli: Éric Dazé, kanadischer Eishockeyspieler
- 02. Juli: Lamine Diatta, senegalesischer Fußballspieler
- 02. Juli: Ryan Huska, kanadischer Eishockeyspieler und -trainer
- 02. Juli: Ljubym Kohan, ukrainischer Skispringer

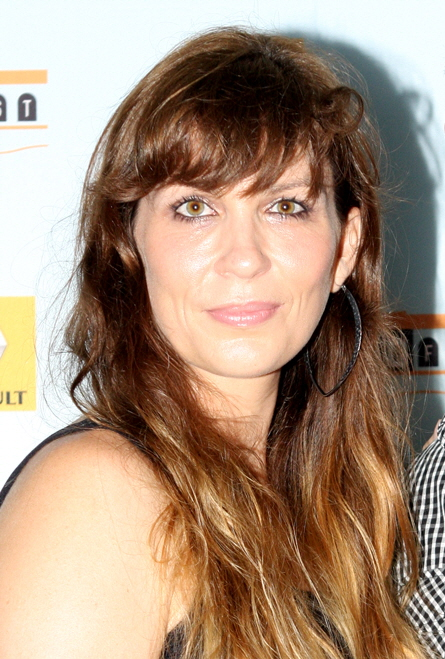
Elissa Down

- 02. Juli: Elissa Down, australische Filmregisseurin
- 02. Juli: Daniel Kowalski, australischer Schwimmer
- 02. Juli: Maxim Mehmet, deutscher Schauspieler
- 02. Juli: Colin Murdock, nordirischer Fußballspieler
- 02. Juli: Erik Ohlsson, schwedischer Musiker
- 02. Juli: Darius Petrošius, litauischer Politiker
- 02. Juli: Mária Podhradská, slowakische Sängerin, Moderatorin und Schauspielerin
- 02. Juli: Michael Portmann, Schweizer Historiker
- 02. Juli: Elizabeth Reaser, US-amerikanische Schauspielerin
- 02. Juli: David Saelens, belgischer Automobilrennfahrer
- 02. Juli: Olivier Sanou, burkinischer Leichtathlet
- 02. Juli: Johannes Weinberger, österreichischer Schriftsteller († 2022)
- 03. Juli: Mychajlo Chalilow, ukrainischer Radrennfahrer
- 03. Juli: Christian Charrière, Schweizer Radrennfahrer
- 03. Juli: Matt Haig, britischer Schriftsteller
- 03. Juli: Vuk Jeremić, serbischer Politiker
- 03. Juli: Tobias Jugelt, deutscher Schachspieler
- 03. Juli: Ulrike Liebert, deutsche Richterin

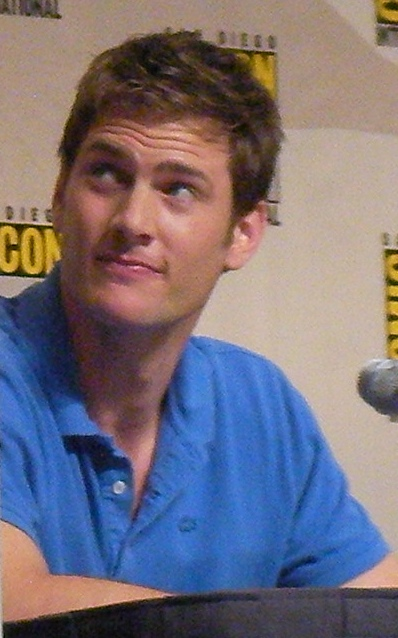
Ryan McPartlin

- 03. Juli: Ryan McPartlin, US-amerikanischer Schauspieler und Comedian
- 03. Juli: Mateo Sasso, uruguayischer Radrennfahrer
- 03. Juli: Heide Schinowsky, deutsche Politikerin
- 03. Juli: Barbara Snellenburg, niederländisches Fotomodell und Mannequin
- 04. Juli: Mike Crowley, US-amerikanischer Eishockeyspieler
- 04. Juli: Reinhard Divis, österreichischer Eishockeyspieler
- 04. Juli: Sergije Karanović, serbischer Geistlicher, serbisch-orthodoxer Bischof von Mitteleuropa
- 04. Juli: Nina Koljassewa, russische Marathonläuferin
- 04. Juli: Sebastian Manhart, österreichischer Handballspieler
- 04. Juli: Milan Osterc, slowenischer Fußballspieler
- 04. Juli: Scott Rand, englischer Dartspieler

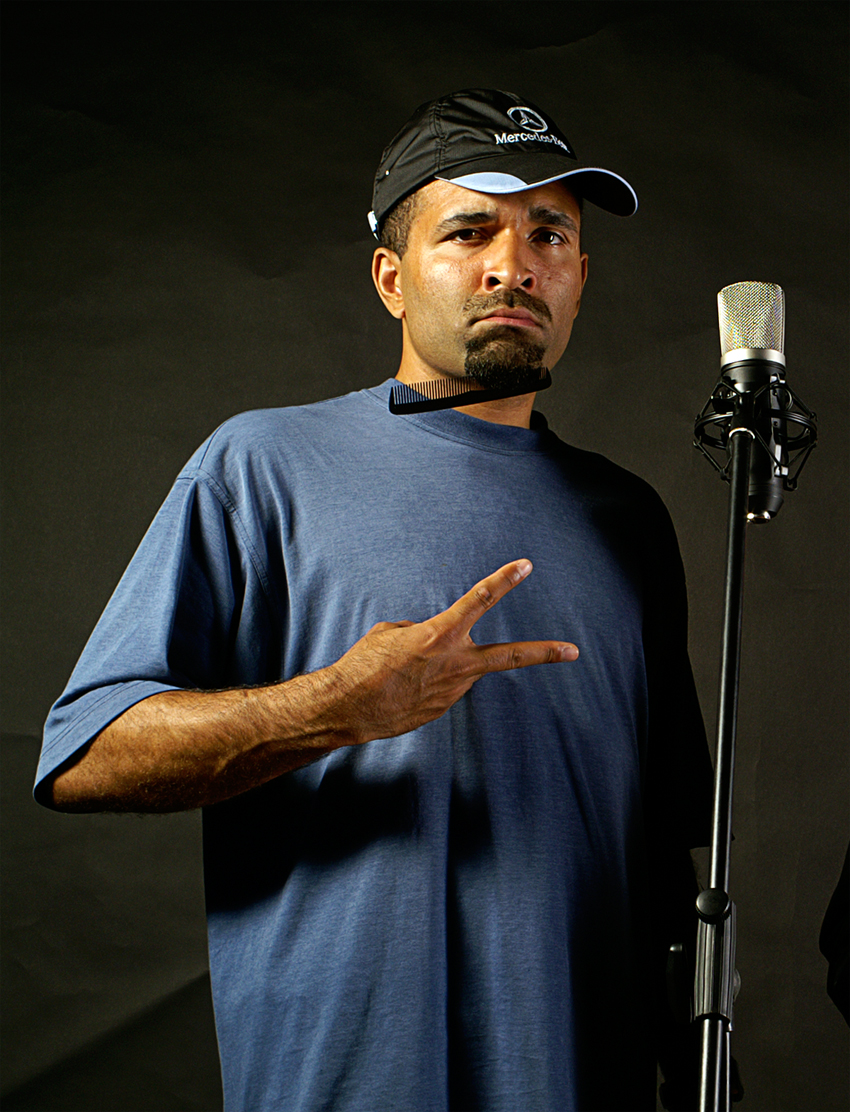
Taktloss

- 04. Juli: Taktloss, deutscher Rapper
- 04. Juli: John Lloyd Young, US-amerikanischer Schauspieler und Sänger
- 05. Juli: Jose Antonio Aguirre, mexikanischer Boxer
- 05. Juli: Sope Aluko, britisch-US-amerikanische Schauspielerin nigerianischer Abstammung
- 05. Juli: David Arigbabu, deutscher Basketballspieler
- 05. Juli: Christoph Brandner, österreichischer Eishockeyspieler
- 05. Juli: Hernán Crespo, argentinischer Fußballspieler
- 05. Juli: Nathalie Dambendzet, ungarische Volleyballspielerin
- 05. Juli: Chris Gratton, kanadischer Eishockeyspieler
- 05. Juli: Pius N’Diefi, kamerunischer Fußballspieler
- 05. Juli: Mikael Stahre, schwedischer Fußballtrainer
- 05. Juli: Ai Sugiyama, japanische Tennisspielerin
- 05. Juli: Sebahat Tuncel, kurdische Politikerin und Frauenrechtlerin
- 05. Juli: Nikolaj Znaider, dänischer Violinist und Dirigent

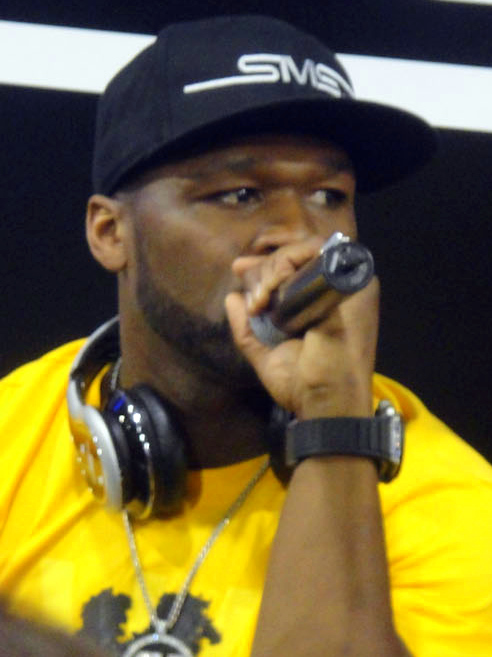
50 Cent

- 06. Juli: 50 Cent, US-amerikanischer Rapper
- 06. Juli: André Dietz, deutscher Schauspieler
- 06. Juli: Néstor García, uruguayischer Leichtathlet
- 06. Juli: Alessandro Juliani, kanadischer Schauspieler, Sänger und Komponist
- 06. Juli: Nikki Keddie, kanadische Biathletin
- 06. Juli: Diana Kowatschewa, bulgarische Juristin und Politikerin
- 06. Juli: Manuel Meimberg, deutscher Drehbuchautor, Regisseur und Producer
- 06. Juli: Laurent Pasquali, französischer Automobilrennfahrer († 2018)
- 06. Juli: Jannis Plastargias, griechisch-deutscher Pädagoge und Kulturaktivist sowie freier Autor und Blogger
- 06. Juli: Vladimir Vasilj, kroatischer Fußballspieler
- 07. Juli: Richard Arkless, schottischer Politiker
- 07. Juli: Sean Becker, neuseeländischer Curler
- 07. Juli: Tony Benshoof, US-amerikanischer Rennrodler
- 07. Juli: André Oktay Dahl, norwegischer Politiker
- 07. Juli: Gernot Darmann, österreichischer Jurist und Politiker

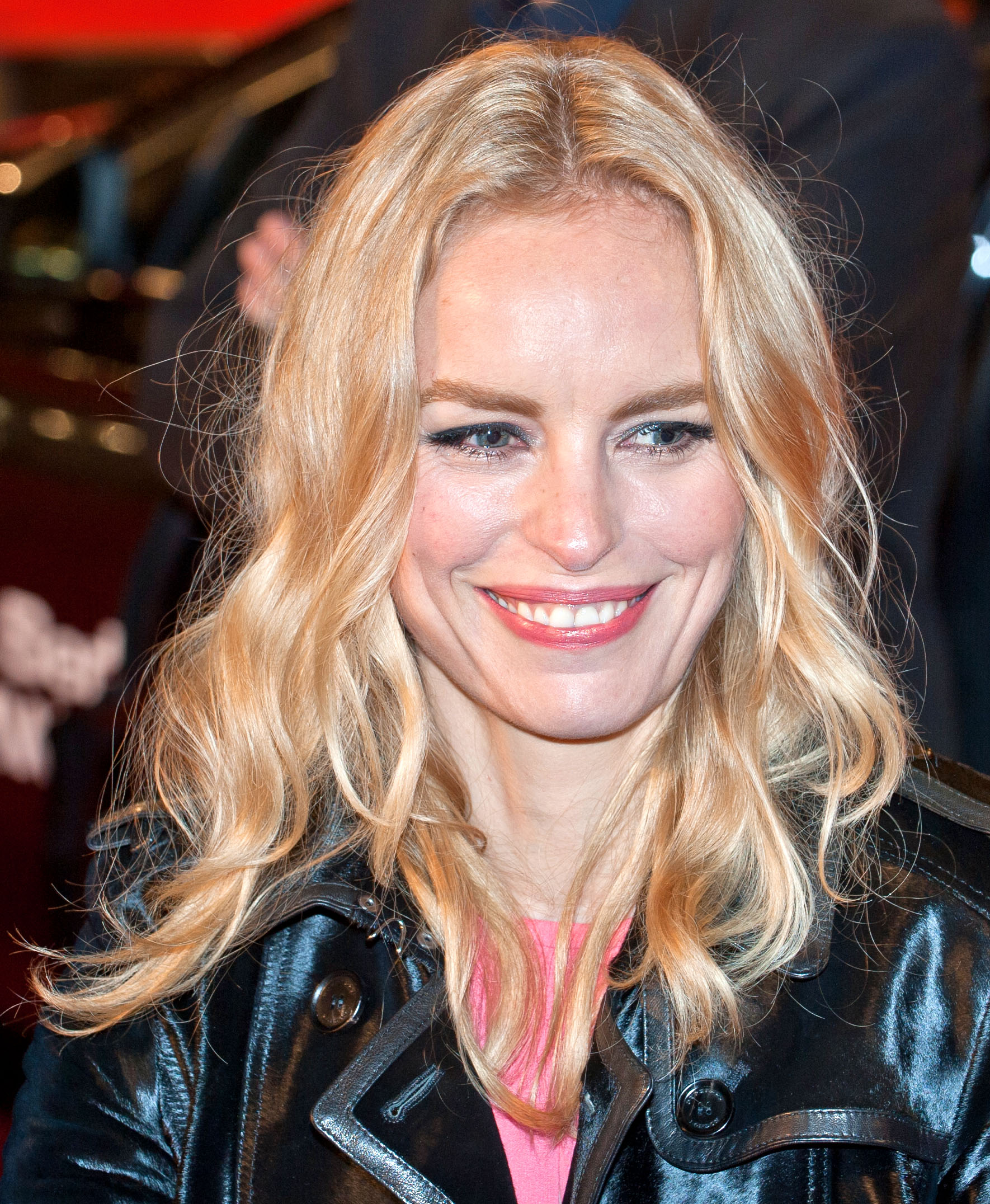
Nina Hoss

- 07. Juli: Nina Hoss, deutsche Schauspielerin
- 07. Juli: Andrej Kaufmann, kasachisch-deutscher Eishockeyspieler
- 07. Juli: Daniela Ludwig, deutsche Politikerin
- 07. Juli: Olga Medwedzewa, russische Biathletin
- 07. Juli: Rumun Ndur, kanadisch-nigerianischer Eishockeyspieler
- 07. Juli: Adam Nelson, US-amerikanischer Leichtathlet
- 07. Juli: Paula Cristina, portugiesische Fußballspielerin
- 07. Juli: Stefan Poslovski, deutscher Musicaldarsteller
- 07. Juli: Sachar Prilepin, russischer Autor und Zeitungsredakteur
- 07. Juli: Olga Pyljowa, russische Biathletin
- 07. Juli: Daniela Raab, deutsche Politikerin
- 07. Juli: Andre Siems, deutscher Radio- und Fernsehkommentator
- 07. Juli: Marco Stange, deutscher Handballspieler und -trainer
- 07. Juli, Martin Stauffer, Schweizer Leichtathlet
- 07. Juli: Mario Vonhof, deutscher Radrennfahrer
- 07. Juli: Aljona Woinowa, russische Sand-Animations-Künstlerin
- 07. Juli: Filip Zawada, polnischer Dichter, Musiker und Fotograf
- 08. Juli: Nathalie Appéré, französische Politikerin
- 08. Juli: Anna Kathrin Bleuler, Schweizer Schauspielerin und Literaturwissenschaftlerin
- 08. Juli: Liz May Brice, britische Schauspielerin

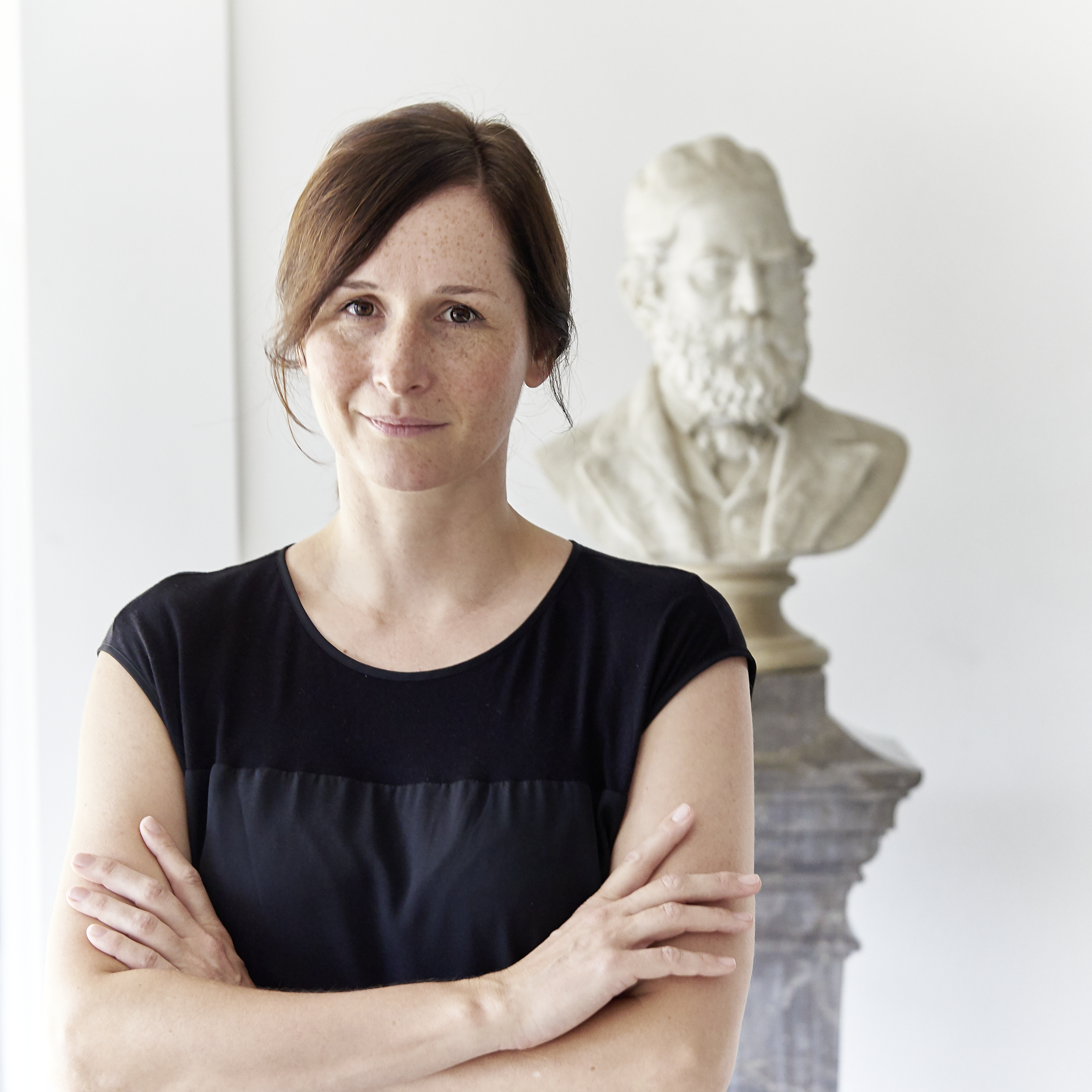
Alexandra W. Busch

- 08. Juli: Alexandra W. Busch, deutsche Provinzialrömische Archäologin
- 08. Juli: David Carré, französischer Fußballtrainer
- 08. Juli: Javier Delgado, uruguayischer Fußballspieler
- 08. Juli: Iain Girdwood, schottischer Computerspieler
- 08. Juli: Zora Holt, deutsche Schauspielerin und Drehbuchautorin
- 08. Juli: Serhat Kılıç, türkischer Schauspieler
- 08. Juli: Lilian Kummer, Schweizer Skirennläuferin
- 08. Juli: Régis Laconi, französischer Motorradrennfahrer
- 08. Juli: Azem Maksutaj, Schweizer Thaiboxer kosovo-albanischer Abstammung
- 08. Juli: Robert Micheu, österreichischer Fußballspieler und Trainer
- 08. Juli: Robert Radosz, polnischer Radrennfahrer
- 08. Juli: Gordon Schnieder, deutscher Politiker
- 08. Juli: Elias Viljanen, finnischer Musiker
- 08. Juli: Jamal Woolard, US-amerikanischer Schauspieler und Rapper
- 08. Juli: Jana Šaldová, tschechische Skilangläuferin
- 09. Juli: Shelton Benjamin, US-amerikanischer Wrestler
- 09. Juli: Jessica Folcker, schwedische Sängerin
- 09. Juli: Shona Fraser, britische Musikjournalistin
- 09. Juli: Gaizka Garitano, spanischer Fußballtrainer und -spieler
- 09. Juli: Jan Köhler, deutscher Politiker
- 09. Juli: Daniel Křetínský, tschechischer Unternehmer

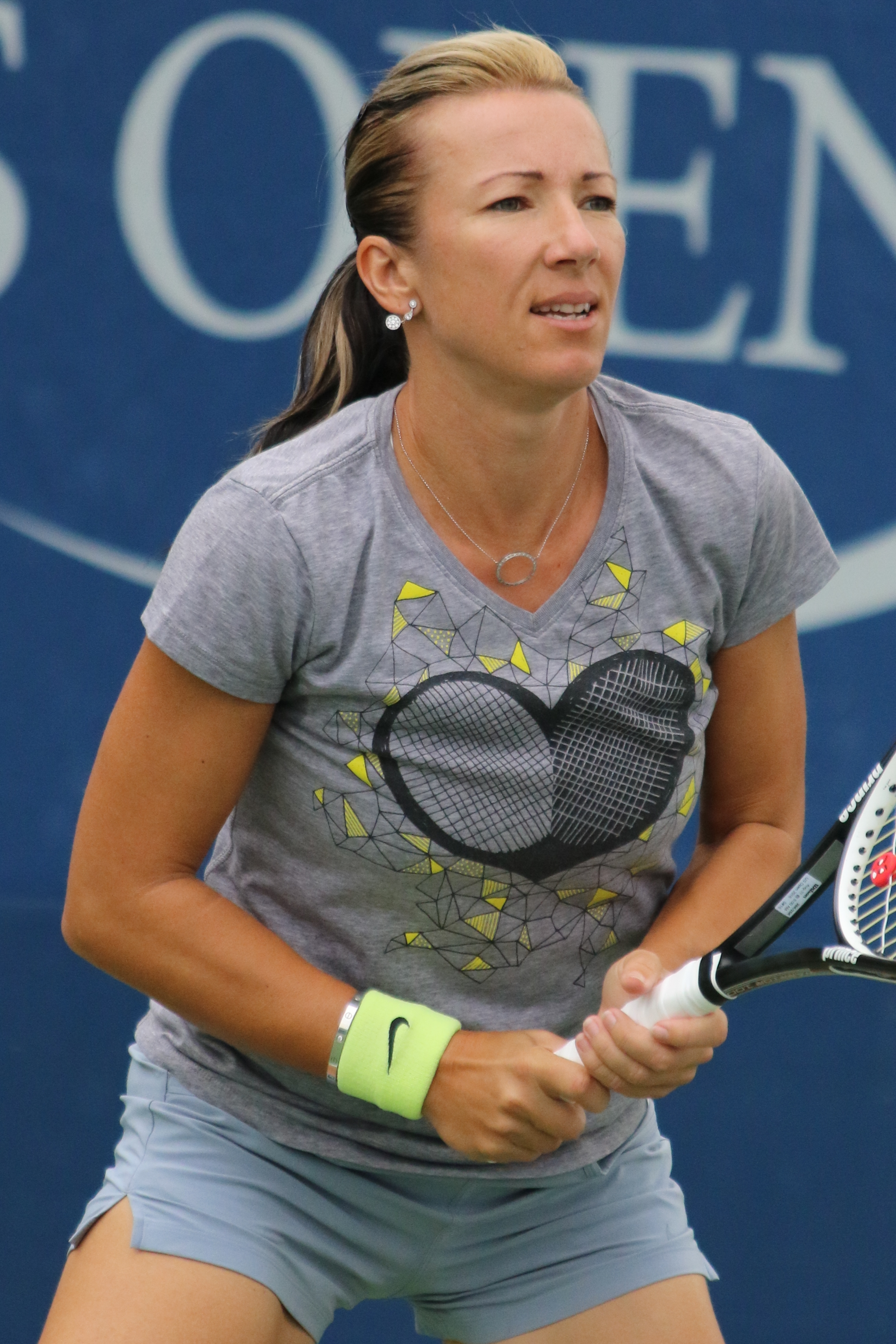
Květa Peschke

- 09. Juli: Květa Peschke, tschechische Tennisspielerin
- 09. Juli: Damián Szifron, argentinischer Film- und Fernsehregisseur sowie Drehbuchautor
- 09. Juli: Alexander Waldhelm, deutscher Filmregisseur und Drehbuchautor
- 09. Juli: Jack White, Sänger und Gitarrist der White Stripes
- 10. Juli: Nektarios Bamiatzis, deutscher Pop- und Soulsänger sowie Radiomoderator
- 10. Juli: Roland Grabner, österreichischer Psychologe und Neurowissenschaftler
- 10. Juli: Gerhard Grobelnik, österreichischer Fußballschiedsrichter
- 10. Juli: Kim Shin-young, südkoreanische Badmintonspielerin
- 10. Juli: Roi Klein, israelischer Offizier († 2006)
- 10. Juli: Omar Andrés Narváez, argentinischer Boxer
- 10. Juli: Alain Nasreddine, kanadischer Eishockeyspieler und -trainer
- 10. Juli: Ademola Okulaja, deutscher Basketballspieler († 2022)
- 10. Juli: Krisztián Palkovics, ungarischer Eishockeyspieler

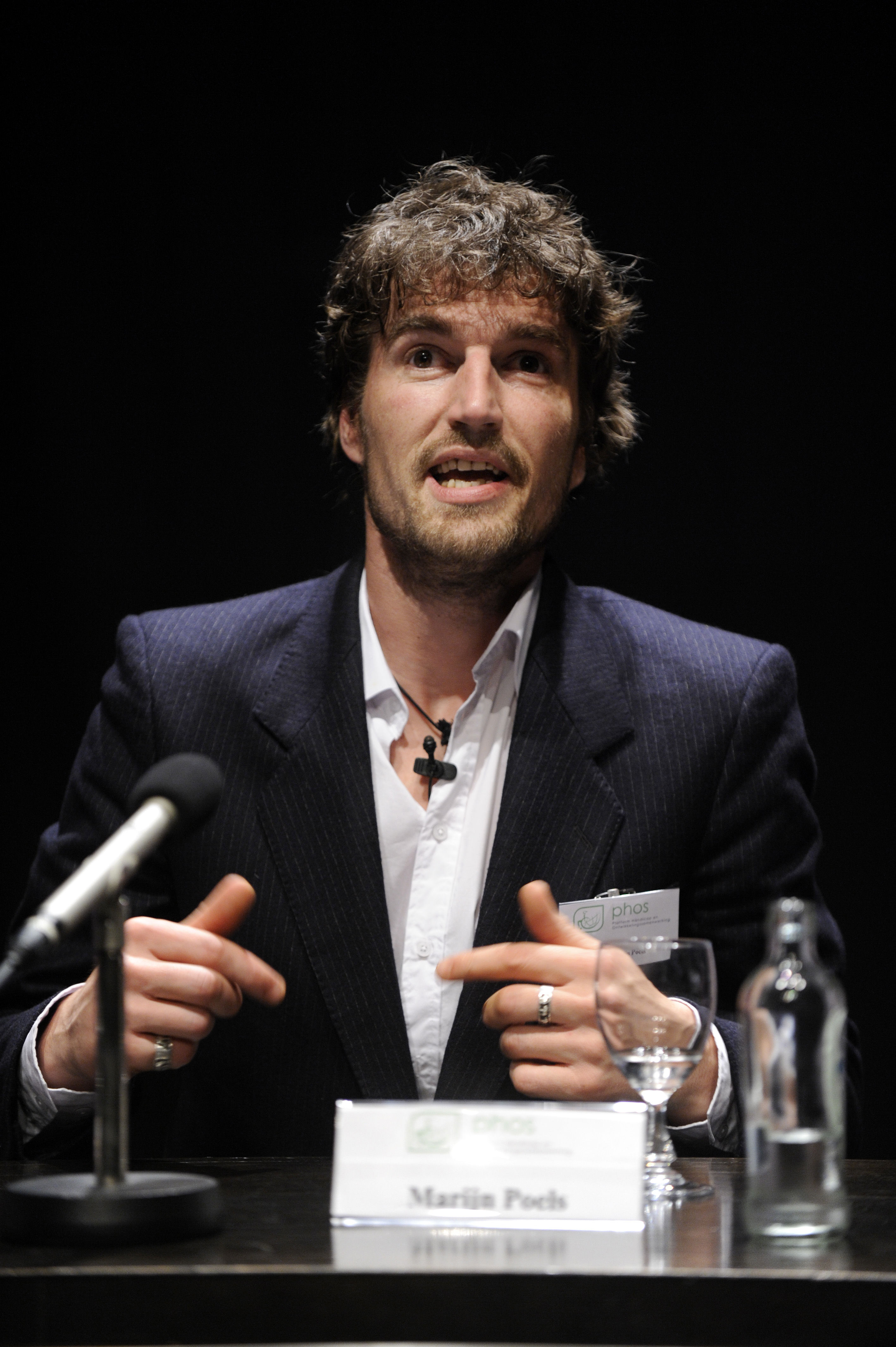
Marijn Poels

- 10. Juli: Marijn Poels, niederländischer Filmemacher, Dokumentarfilmer und Produzent
- 10. Juli: Faris Endris Rahoma, österreichischer Schauspieler und Drehbuchautor
- 10. Juli: Stefán Karl Stefánsson, isländischer Theater- und Filmschauspieler († 2018)
- 10. Juli: Jean-Michel Tourette, deutscher Musiker, Komponist, Produzent und Keyboarder der Band Wir sind Helden
- 10. Juli: Richard Westbrook, britischer Automobilrennfahrer
- 10. Juli: Milla Saari, finnische Skilangläuferin
- 11. Juli: Marriah Bridget Andersen, US-amerikanische Filmschauspielerin und Fotomodell († 1997)
- 11. Juli: Rubén Baraja, spanischer Fußballspieler
- 11. Juli: Shane Claiborne, US-amerikanischer Aktivist, Gemeinschaftsgründer und Autor

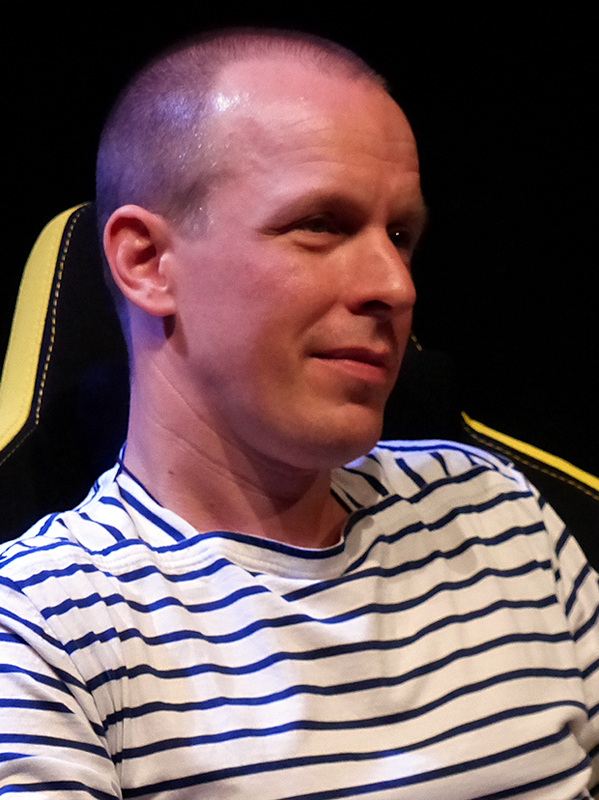
Norman Cöster

- 11. Juli: Norman Cöster, deutscher Schauspieler
- 11. Juli: Spencer Cox, US-amerikanischer Politiker
- 11. Juli: Petar Divić, serbischer Fußballspieler
- 11. Juli: Chris Gall, deutscher Jazz-Pianist und Komponist
- 11. Juli: Katja Giammona, deutsche Schauspielerin
- 11. Juli: Devon Maitozo, US-amerikanischer Voltigierer
- 11. Juli: Thomas Ulrich, deutscher Boxer
- 11. Juli: Jon Wellner, US-amerikanischer Schauspieler und Wissenschaftler
- 12. Juli: Liliana Gafencu, rumänische Ruderin

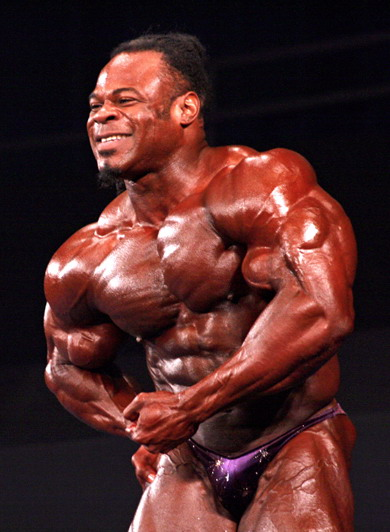
Kai Greene

- 12. Juli: Kai Greene, US-amerikanischer Bodybuilder
- 12. Juli: Cheyenne Jackson, US-amerikanischer Sänger, Schauspieler und Musicaldarsteller
- 12. Juli: Igor Jerman, slowenischer Motorradrennfahrer
- 12. Juli: Anastasia Michaeli, israelische Politikerin
- 12. Juli: Kristen Michal, estnischer Politiker
- 12. Juli: Martin Schirdewan, deutscher Politiker
- 12. Juli: Jozef Valachovič, slowakischer Fußballspieler
- 13. Juli: Annie Cotton, kanadische Sängerin und Schauspielerin
- 13. Juli: Tim Dwight, US-amerikanischer American-Football-Spieler
- 13. Juli: Dušan Kudrnovský, tschechischer Skibobfahrer
- 13. Juli: Danilo Häußler, deutscher Boxer
- 13. Juli: Vegard Heggem, norwegischer Fußballspieler
- 13. Juli: Alan Kelly, irischer Politiker
- 13. Juli: Andreas Lilja, schwedischer Eishockeyspieler
- 13. Juli: Fabio Moro, italienischer Fußballspieler
- 13. Juli: Iiro Seppänen, finnischer Basejumper, Schauspieler, Regisseur und Produzent
- 14. Juli: Amy Acuff, US-amerikanische Hochspringerin

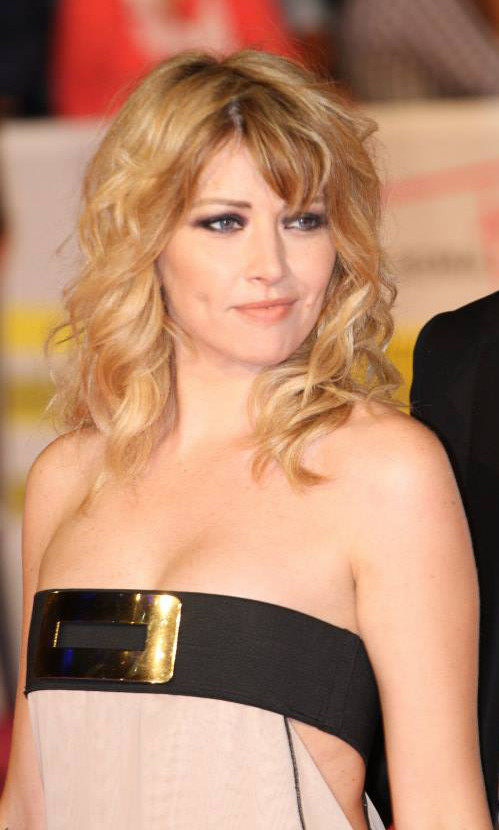
Loredana Cannata

- 14. Juli: Loredana Cannata, italienische Schauspielerin
- 14. Juli: Pedro Cardoso, uruguayischer Fußballspieler
- 14. Juli: Maria-Joëlle Conjungo, zentralafrikanische Leichtathletin
- 14. Juli: Erick Dampier, US-amerikanischer Basketballspieler
- 14. Juli: Alexandre Delmar, französischer Schriftsteller
- 14. Juli: Derlei, brasilianisch-portugiesischer Fußballspieler
- 14. Juli: Stefanie Fuchs, deutsche Politikerin
- 14. Juli: Uli Grötsch, deutscher Politiker
- 14. Juli: Gunnleifur Gunnleifsson, isländischer Fußballtorhüter
- 14. Juli: Karim Jendoubi, tunesischer Radrennfahrer
- 14. Juli: Svenja Leiber, deutsche Schriftstellerin
- 14. Juli: Marketa Kochta, deutsche Tennisspielerin
- 14. Juli: Marc Reason, deutscher DJ und Musikproduzent
- 14. Juli: Petra Stump, österreichische Klarinettistin

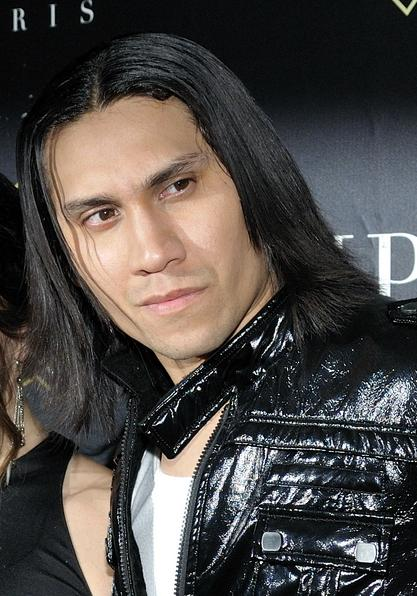
Taboo

- 14. Juli: Taboo, US-amerikanischer Rapper
- 14. Juli: Tamás Varga, ungarischer Wasserballer
- 14. Juli: Jan Velkoborský, tschechischer Fußballspieler
- 15. Juli: Daniel Andrada Jiménez, spanischer Sportkletterer
- 15. Juli: Said Bahaji, mutmaßlicher islamistischer Terrorist († 2013)
- 15. Juli: Virginia Berasategui, baskische Triathletin
- 15. Juli: Rich Bronilla, kanadischer Eishockeyspieler
- 15. Juli: Juma Al Dhaheri, emiratischer Eishockeyspieler
- 15. Juli: Erlend Erichsen, norwegischer Schlagzeuger und Schriftsteller
- 15. Juli: Raimund Haser, deutscher Politiker
- 15. Juli: Tony Heurtebis, französischer Fußballtorhüter
- 15. Juli: Erik Jensen, grönländischer Politiker
- 15. Juli: Kim Kyong-hun, südkoreanischer Taekwondoin
- 15. Juli: Anna Kott, polnisch-deutsche Künstlerin
- 15. Juli: Tommi Kovanen, finnischer Eishockeyspieler

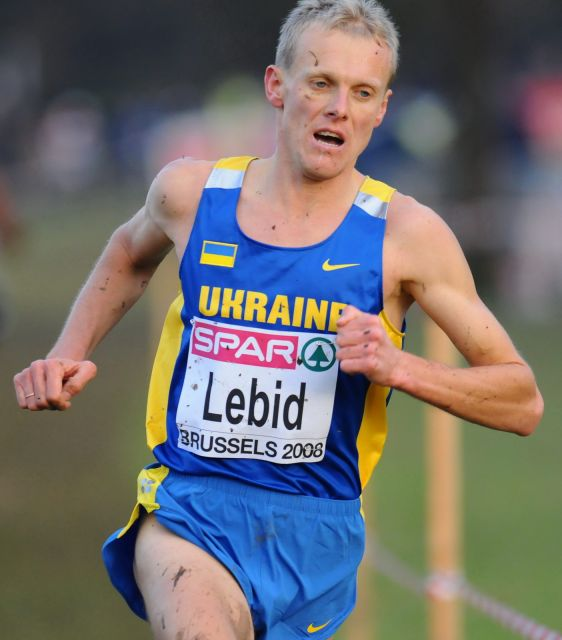
Serhij Lebid

- 15. Juli: Serhij Lebid, ukrainischer Langstreckenläufer
- 15. Juli: Maurizio Melina, italienisch-schweizerischer Fußballspieler
- 15. Juli: Amir Roughani, deutsch-iranischer Unternehmer
- 15. Juli: Žydrūnas Savickas, litauischer Strongman
- 16. Juli: Anne Boileau, französische Tischtennisspielerin
- 16. Juli: Michael Genz, deutscher Sommerbiathlet
- 16. Juli: Peggy Küttner, deutsche Volleyballspielerin
- 16. Juli: Bas Leinders, belgischer Automobilrennfahrer
- 16. Juli: Nikolay Linder, deutscher Apnoetaucher
- 16. Juli: Margarita Marbler, österreichische Freestyle-Skiläuferin
- 16. Juli: Mari Ozaki, japanische Langstreckenläuferin
- 16. Juli: Grietje Staffelt, deutsche Politikerin
- 16. Juli: Gustavo Mario Toledo, argentinischer Radrennfahrer
- 16. Juli: Jonathan Zwikel, belgisch-französischer Eishockeyspieler

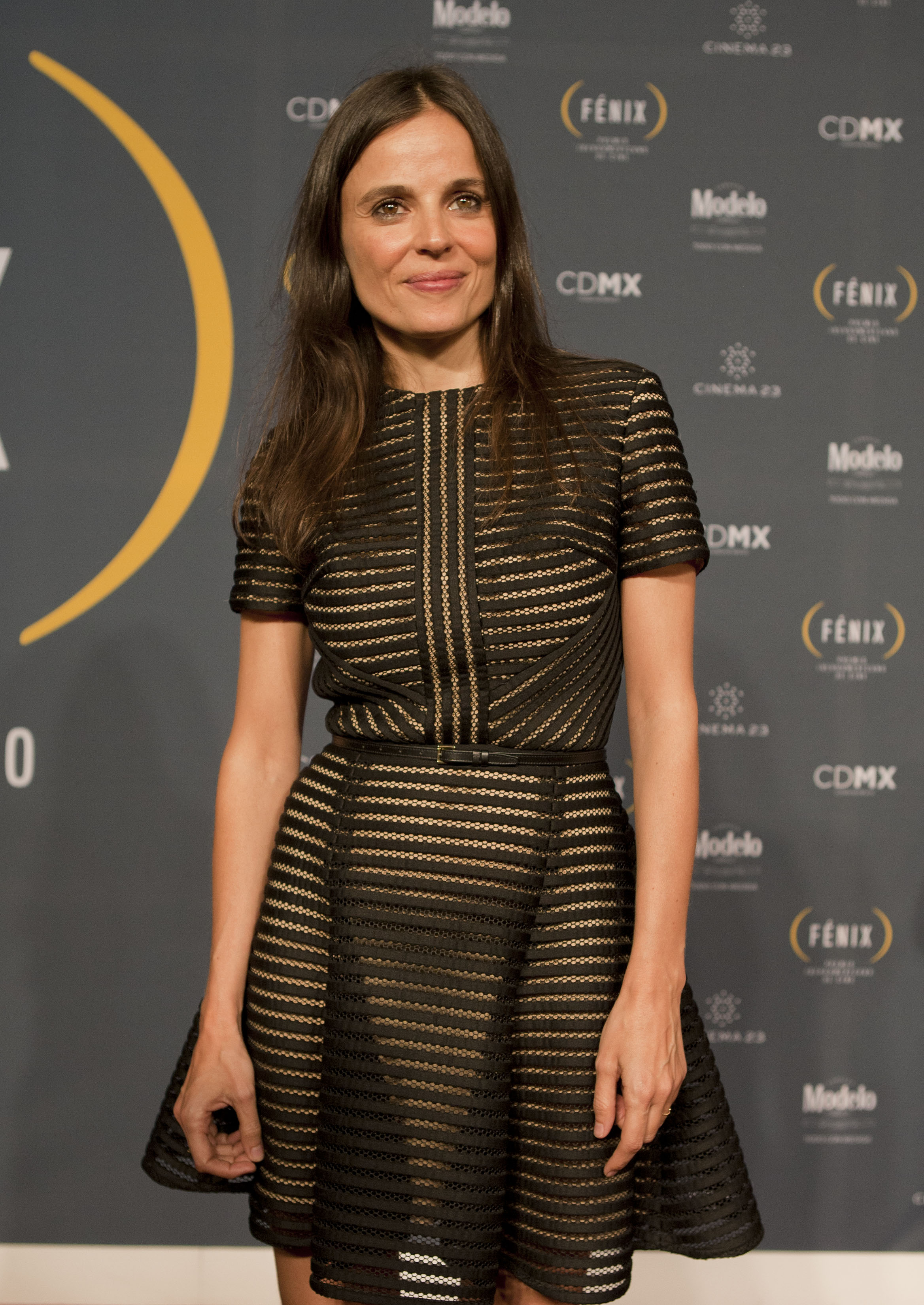
Elena Anaya

- 17. Juli: Nastimir Ananiew, bulgarischer Politiker
- 17. Juli: Elena Anaya, spanische Schauspielerin
- 17. Juli: Robert Andrzejuk, polnischer Degenfechter
- 17. Juli: Nicole Armbruster, deutsche Drehbuchautorin und Lektorin
- 17. Juli: Jewgenija Artamonowa-Estes, russische Volleyballspielerin
- 17. Juli: Omar Blanco, mexikanischer Fußballspieler
- 17. Juli: Darude, finnischer DJ
- 17. Juli: John Flanagan, US-amerikanischer Schwimmer und Triathlet
- 17. Juli: Cécile de France, belgische Schauspielerin
- 17. Juli: Loretta Harrop, australische Triathletin

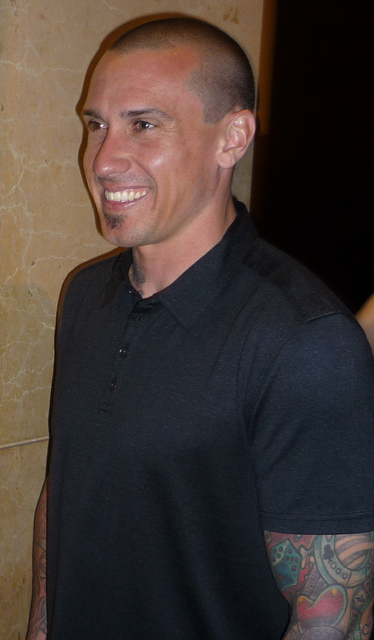
Carey Hart

- 17. Juli: Carey Hart, US-amerikanischer Motocrossfahrer
- 17. Juli: Troy Ross, kanadischer Boxer und Filmschauspieler
- 17. Juli: Leticia Sigarrostegui García, spanische Schriftstellerin
- 17. Juli: Jason Strudwick, kanadischer Eishockeyspieler
- 17. Juli: Kerstin Suchan-Mayr, österreichische Politikerin
- 17. Juli: Terence Tao, australischer Mathematiker
- 17. Juli: Marko Tušek, slowenischer Basketballspieler
- 17. Juli: Vincent Vittoz, französischer Skilangläufer
- 17. Juli: Maxim Wartenberg, deutscher Kinderliedermacher
- 18. Juli: Roger Beckamp, deutscher Rechtsanwalt und Politiker
- 18. Juli: Ehud Goldwasser, israelischer Soldat, der von der Hisbollah entführt wurde († 2006)
- 18. Juli: Emmanuel Hostache, französischer Bobfahrer († 2007)
- 18. Juli: Torii Hunter, US-amerikanischer Baseballspieler
- 18. Juli: Bettina Karl, deutsche Juristin
- 18. Juli: Daron Malakian, US-amerikanischer Gitarrist und Sänger der Band System of a Down
- 18. Juli: Sonja Manzenreiter, österreichische Rennrodlerin

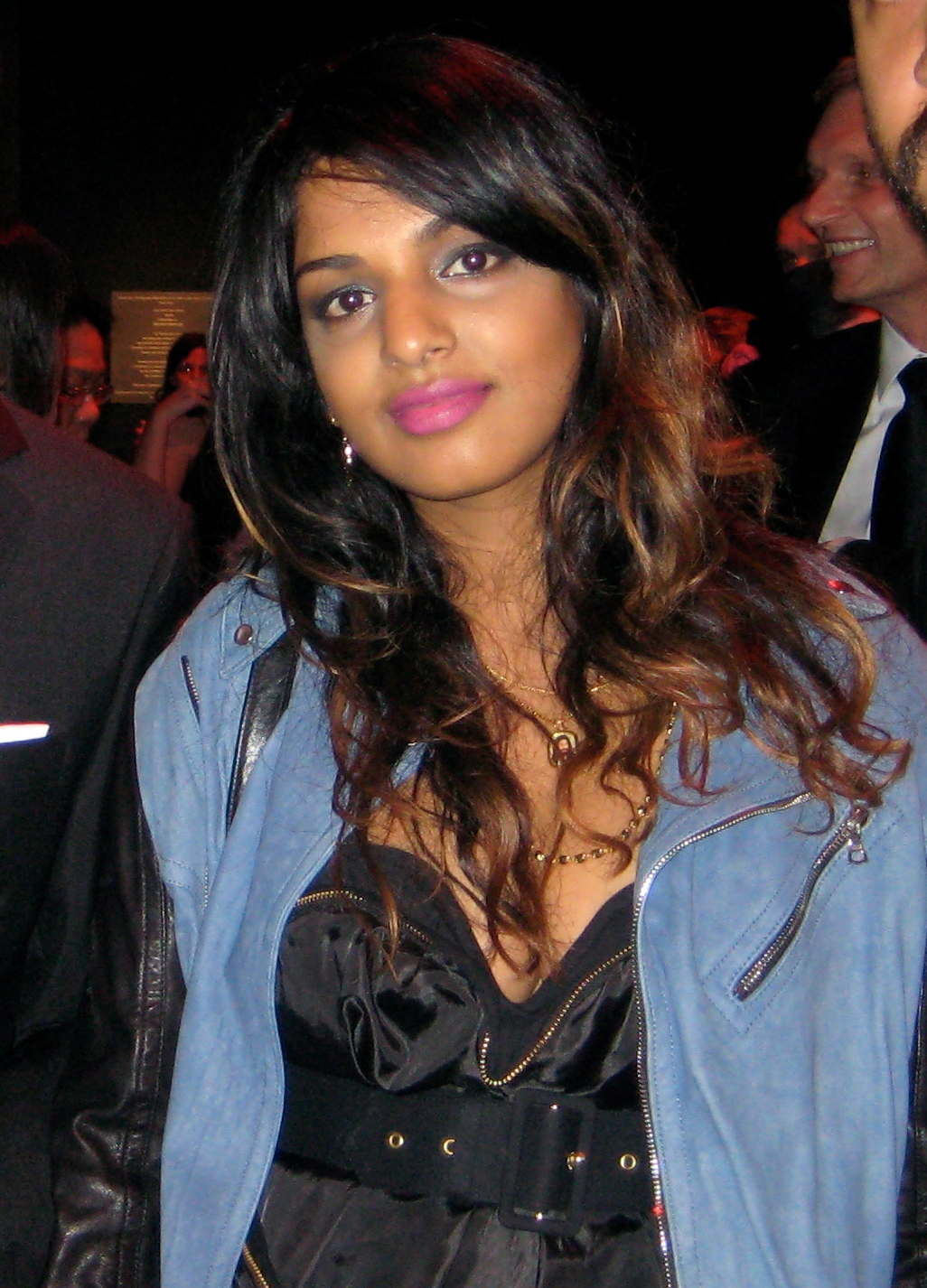
M. I. A.

- 18. Juli: M. I. A., britische Rapperin, Sängerin und Musikproduzentin
- 18. Juli: Ben Murphy, englischer Kunstflugpilot
- 18. Juli: Jan Rathjen, deutscher Basketballfunktionär
- 18. Juli: Jed Whedon, US-amerikanischer Drehbuchautor und Musiker
- 19. Juli: Luca Castellazzi, italienischer Fußballtorwart
- 19. Juli: Patrik Gedeon, tschechischer Fußballspieler
- 19. Juli: Lea Gottheil, Schweizer Schriftstellerin
- 19. Juli: John Herdman, englischer Fußballtrainer
- 19. Juli: Carola Jung, deutsche Journalistin und Moderatorin
- 19. Juli: Matt Mitchell, US-amerikanischer Jazzpianist, Keyboarder, Arrangeur und Komponist
- 19. Juli: Hendrik Wüst, deutscher Politiker
- 20. Juli: Ray Allen, US-amerikanischer Basketballspieler
- 20. Juli: Quique Álvarez, spanischer Fußballspieler
- 20. Juli: Rodolfo Arruabarrena, argentinischer Fußballspieler
- 20. Juli: Zoltán Bátorfi, ungarischer Tischtennisspieler
- 20. Juli: Nestor Chergiani, georgischer Judoka

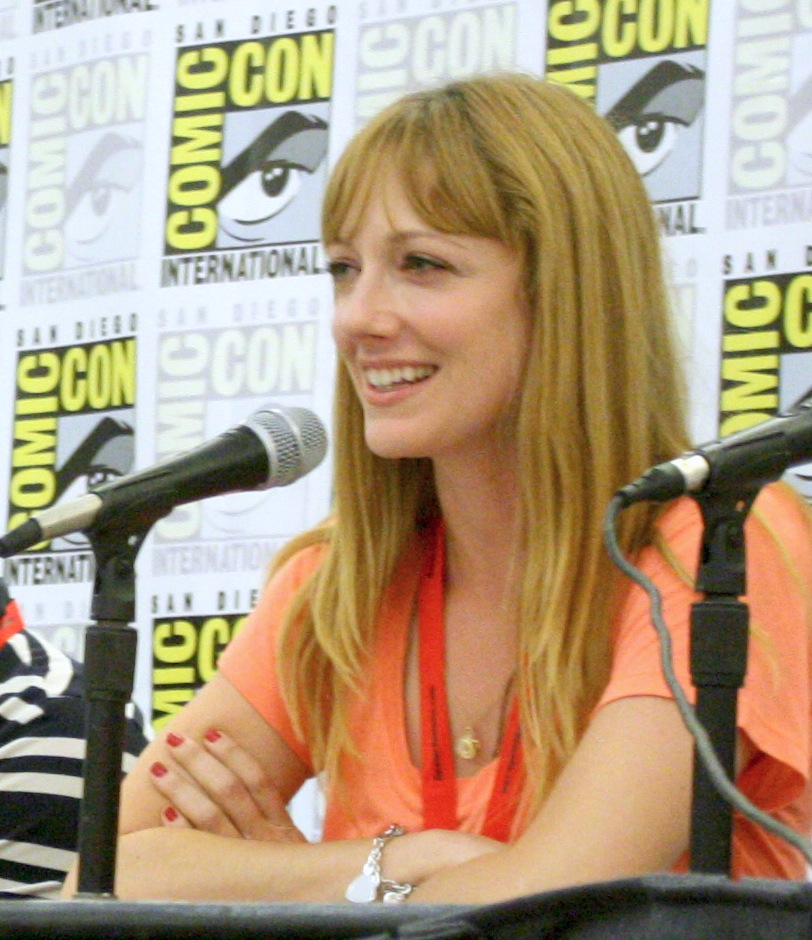
Judy Greer

- 20. Juli: Judy Greer, US-amerikanische Schauspielerin
- 20. Juli: Erik Hagen, norwegischer Fußballspieler
- 20. Juli: Benny Henderson junior, US-amerikanischer Boxsportreporter und Boxer
- 20. Juli: Olena Nosdran, ukrainische Badmintonspielerin
- 20. Juli: Birgitta Ohlsson, schwedische Politikerin
- 20. Juli: Michael Pircher, österreichischer Alpinskitrainer
- 20. Juli: Jason Raize, US-amerikanischer Sänger und Schauspieler († 2004)
- 20. Juli: Tim Roughgarden, US-amerikanischer Informatiker
- 20. Juli: Saša Simonović, serbischer Fußballspieler
- 20. Juli: Yusuf Şimşek, türkischer Fußballspieler
- 20. Juli: Sven Valenti, deutscher Eishockeyspieler
- 21. Juli: Christopher Barzak, US-amerikanischer Schriftsteller
- 21. Juli: Bert De Waele, belgischer Radrennfahrer
- 21. Juli: Cara Dillon, nordirische Folk-Sängerin
- 21. Juli: Marc Hannes, deutscher Badmintonspieler und -trainer

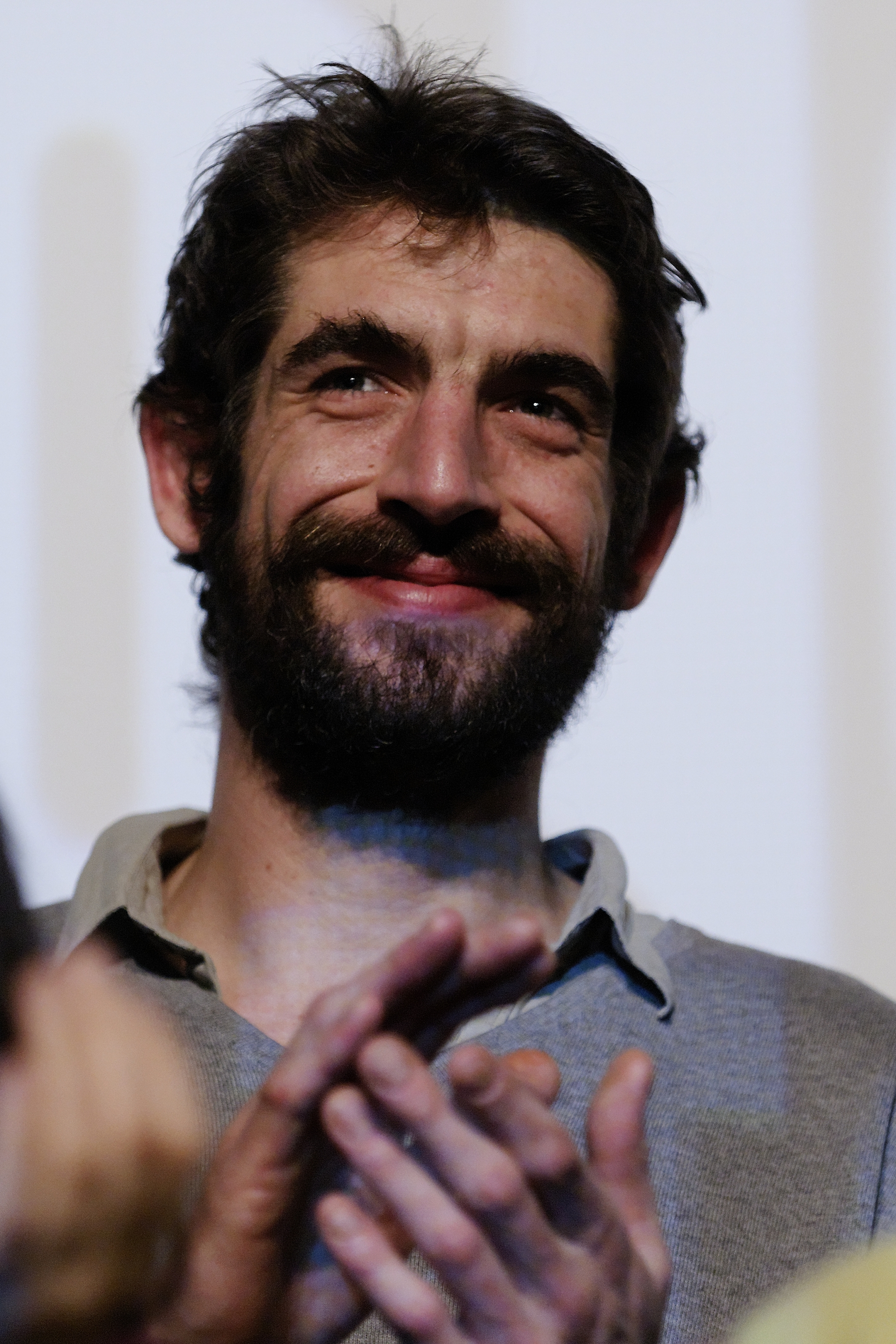
Augustin Legrand

- 21. Juli: Augustin Legrand, französischer Schauspieler
- 21. Juli: Lionel Régal, französischer Bergrennfahrer im Automobilsport († 2010)
- 21. Juli: Alfredo Rota, italienischer Degenfechter
- 21. Juli: Özge Samanci, türkische Comiczeichnerin
- 21. Juli: Martin Zbončák, tschechischer Fußballspieler
- 21. Juli: Stefan von Zschock, deutscher Fußballspieler
- 22. Juli: Serafim Barsakow, bulgarischer Ringer
- 22. Juli: Sonja Baum, deutsche Schauspielerin
- 22. Juli: Ben Bela Böhm, deutscher Schauspieler, Synchronsprecher und Regisseur

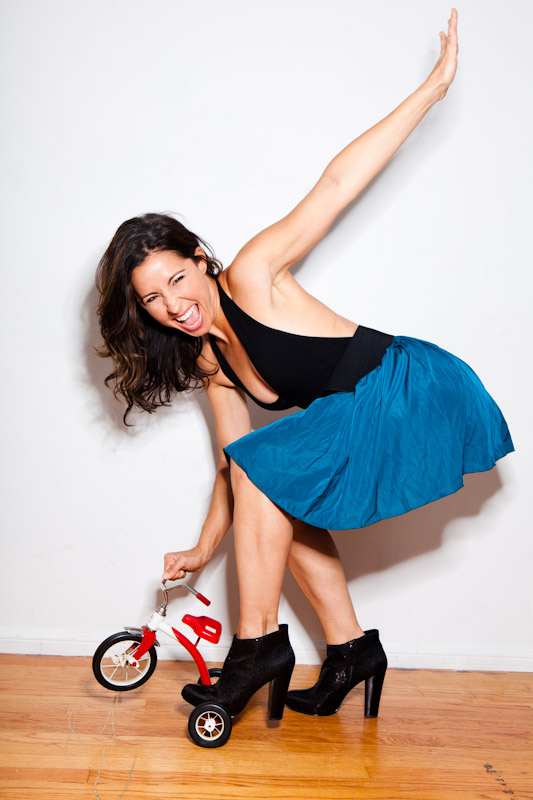
Nikki Boyer

- 22. Juli: Nikki Boyer, US-amerikanische Schauspielerin und Singer-Songwriterin
- 22. Juli: Timo Bracht, deutscher Triathlet
- 22. Juli: Oleksandr Danyljuk, ukrainischer Politiker
- 22. Juli: Claudia Hernández, salvadorianische Schriftstellerin
- 22. Juli: Foday A. Jallow, gambischer Politiker
- 22. Juli: Paweł Jaracz, polnischer Schachgroßmeister
- 22. Juli: Paweł Kowal, polnischer Politiker
- 22. Juli: Maria Adozinda Pires da Silva, osttimoresische Politikerin
- 22. Juli: Alice Temperley, britische Modedesignerin
- 22. Juli: Ignas Vėgėlė, litauischer Rechtswissenschaftler
- 23. Juli: Céline Bonacina, französische Saxophonistin und Komponistin
- 23. Juli: Drago, mexikanischer Wrestler
- 23. Juli: Santiago Lambre, mexikanischer Springreiter
- 23. Juli: Christian Meyer, deutscher Politiker
- 23. Juli: Christian Piwarz, deutscher Politiker
- 23. Juli: Alfred Rust, deutscher Jurist und Richter am Bundesgerichtshof

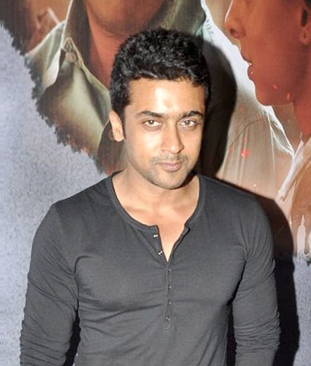
Suriya

- 23. Juli: Suriya, tamilischer Schauspieler, Produzent und Moderator
- 23. Juli: Alessio Tacchinardi, italienischer Fußballspieler
- 23. Juli: Mario Tokić, kroatischer Fußballspieler
- 24. Juli: Marnie Baizley, kanadische Squashspielerin
- 24. Juli: Konrad Bansa, deutscher Handball- und Beachhandballtorwart
- 24. Juli: Sven Beuchler, deutscher Mathematiker
- 24. Juli: Daniel R. Eriksson, schwedischer Badmintonspieler
- 24. Juli: Laura Fraser, britische Schauspielerin
- 24. Juli: Marc Gagnon, kanadischer Eisschnellläufer
- 24. Juli: Jamie Langenbrunner, US-amerikanischer Eishockeyspieler und -trainer
- 24. Juli: Josh Malerman, US-amerikanischer Horrorautor
- 24. Juli: Alberto Ongarato, italienischer Radrennfahrer
- 24. Juli: John O’Shea, irischer Dartspieler
- 24. Juli: Gloria Pizzichini, italienische Tennisspielerin
- 24. Juli: Blake Russell, US-amerikanische Langstreckenläuferin
- 24. Juli: Ruksita Sookboonmak, thailändische Badmintonspielerin

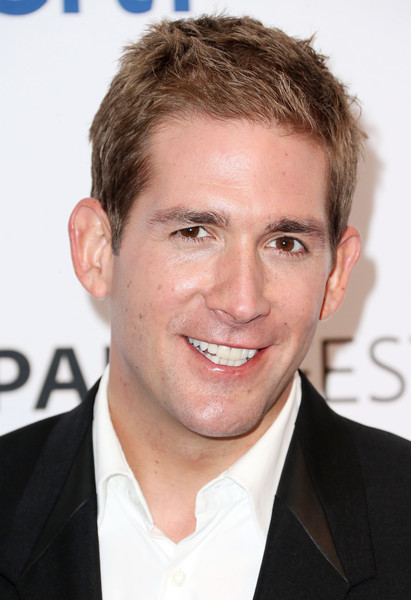
Eric Szmanda

- 24. Juli: Eric Szmanda, US-amerikanischer Schauspieler
- 24. Juli: Torrie Wilson, US-amerikanische Wrestlerin und Fotomodell
- 25. Juli: Isabelle Blanc, französische Snowboarderin
- 25. Juli: Jody Craddock, englischer Fußballspieler und Maler

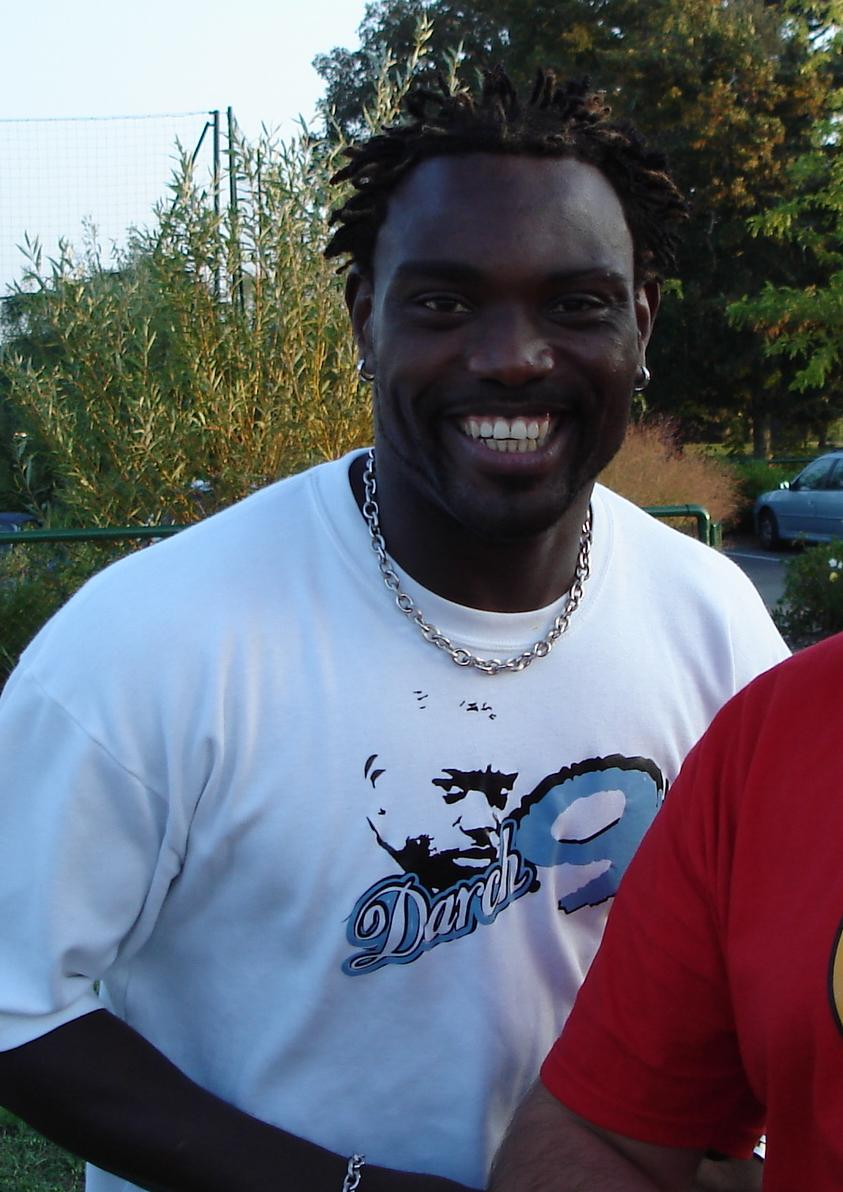
Jean-Claude Darcheville

- 25. Juli: Jean-Claude Darcheville, französischer Fußballspieler
- 25. Juli: Lars Gerike, deutscher Eishockeyspieler
- 25. Juli: Yūji Hironaga, japanischer Fußballspieler
- 25. Juli: Mario Krassnitzer, österreichischer Fußballspieler
- 25. Juli: Mortiis, norwegischer Musiker
- 25. Juli: Jewgeni Nabokow, russisch-kasachischer Eishockeytorwart, -trainer und -scout
- 25. Juli: Carsten Nulle, deutscher Fußballtorwart
- 25. Juli: Ulf Prange, deutscher Rechtsanwalt und Politiker
- 25. Juli: Iljas Schurpajew, russischer Journalist († 2008)
- 25. Juli: Bence Svasznek, ungarischer Eishockeyspieler und -trainer
- 25. Juli: Satoru Terao, japanischer Shorttracker
- 25. Juli: Linda Zervakis, deutsch-griechische Moderatorin sowie Nachrichtensprecherin und Journalistin
- 26. Juli: Ben Cotton, kanadischer Schauspieler
- 26. Juli: Esther Hilsberg, deutsche Opernsängerin, Dirigentin und Komponistin
- 26. Juli: René Jørgensen, dänischer Radrennfahrer
- 26. Juli: José-Karl Pierre-Fanfan, französischer Fußballspieler (Martinique)
- 26. Juli: Isabell Pohl, deutsche Vertreterin der neonazistischen Freien Kameradschaften in Thüringen
- 26. Juli: Ingo Schultz, deutscher Leichtathlet

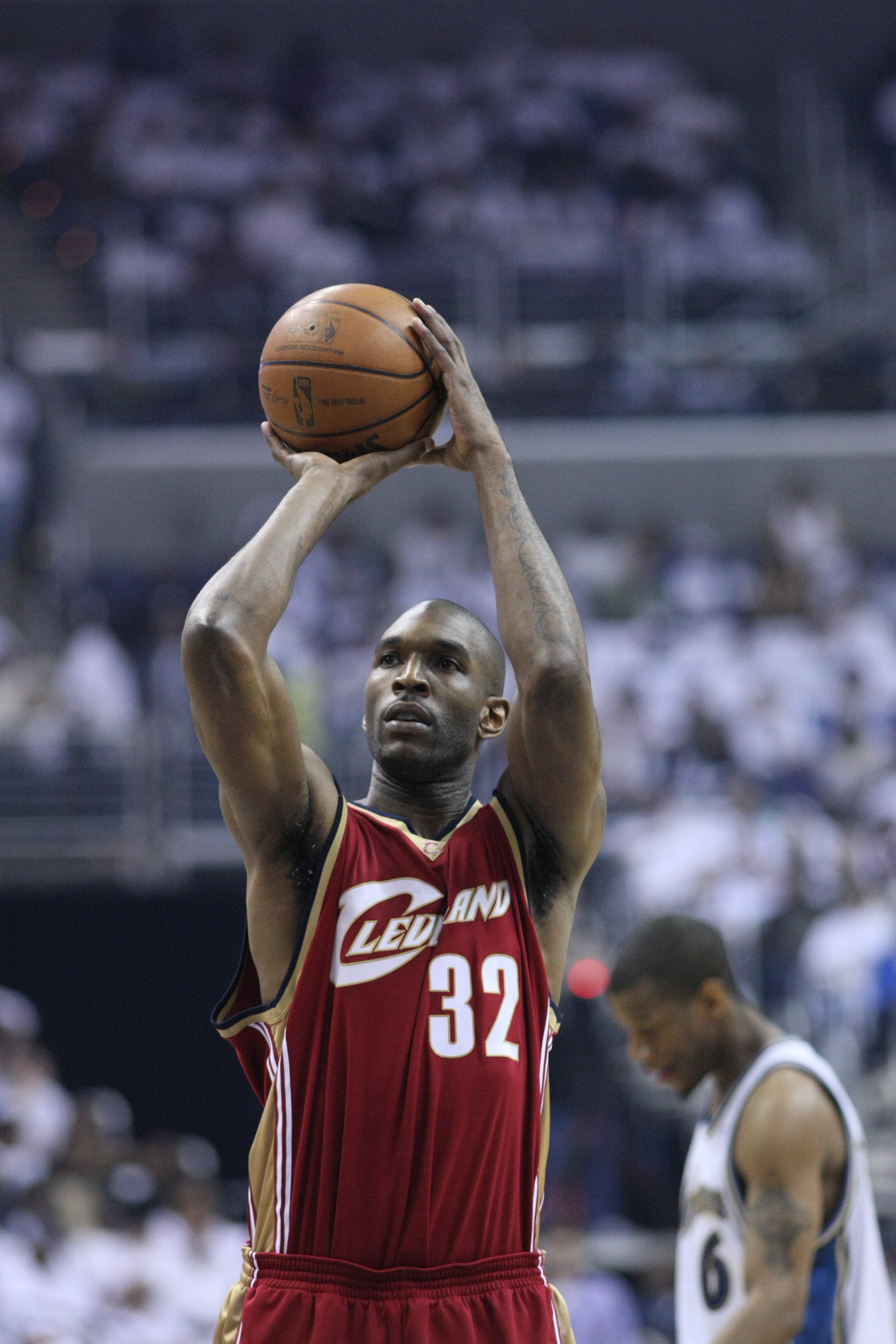
Joe Smith

- 26. Juli: Joe Smith, US-amerikanischer Basketballspieler
- 26. Juli: Andreas Stenschke, deutscher Schauspieler und Regisseur
- 26. Juli: Liz Truss, britische Politikerin und Premierministerin
- 27. Juli: Ara Abrahamian, schwedischer Ringer
- 27. Juli: Dagmawit Girmay Berhane, äthiopische Sportfunktionärin
- 27. Juli: Sveinn Brynjólfsson, isländischer Skirennläufer
- 27. Juli: Grégoire Colin, französischer Schauspieler
- 27. Juli: Kathleen Gutjahr, deutsche Siebenkämpferin
- 27. Juli: Elise Laverick, britische Ruderin
- 27. Juli: Christa Markwalder, Schweizer Politikerin
- 27. Juli: Angela Maurer, deutsche Schwimmerin
- 27. Juli: Iwan Pesterew, belarussischer Biathlet
- 27. Juli: Alessandro Pistone, italienischer Fußballspieler
- 27. Juli: Alex Rodríguez, US-amerikanischer Baseballspieler
- 27. Juli: Blake Sloan, US-amerikanischer Eishockeyspieler
- 27. Juli: Verena von Strenge, deutsche Sängerin und Tänzerin
- 28. Juli: Patric Della Rossa, Schweizer Eishockeyspieler
- 28. Juli: Imke Duplitzer, deutsche Degenfechterin
- 28. Juli: Genet Gebregiorgis, äthiopische Langstreckenläuferin
- 28. Juli: Takanori Hatakeyama, japanischer Boxer
- 28. Juli: Peter Jeffrey, englischer Badmintonspieler
- 28. Juli: David W. K. Johnson, US-amerikanischer Komponist und Posaunist

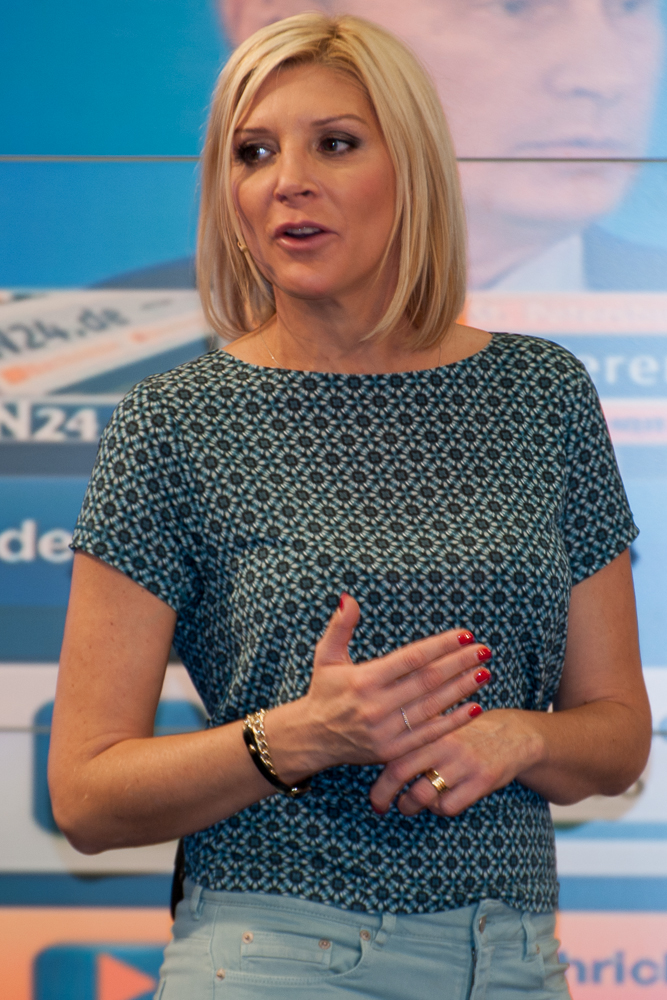
Miriam Pede

- 28. Juli: Miriam Pede, deutsche Fernseh- und Radiomoderatorin
- 28. Juli: Leonor Watling, spanische Schauspielerin
- 29. Juli: Meret Burger, deutsche Filmregisseurin und Produzentin
- 29. Juli: Matthias Olof Eich, deutscher Regisseur und Drehbuchautor
- 29. Juli: Tim Frühling, deutscher Radiomoderator
- 29. Juli: Seth Greisinger, US-amerikanischer Baseballspieler
- 29. Juli: Lisi Harrison, kanadische Autorin von Jugendbüchern
- 29. Juli: Enrico Janoschka, deutscher Motorrad-Bahnrennfahrer
- 29. Juli: Lee Chang-ho, koreanischer Go-Spieler
- 29. Juli: Denis Marconato, italienischer Basketballspieler
- 29. Juli: Walerija Sabruskowa, russische Speerwerferin
- 29. Juli: Jewgeni Schaldybin, russischer Eishockeyspieler
- 29. Juli: Jaanus Sirel, estnischer Fußballspieler
- 29. Juli: Roman Vital, Schweizer Filmemacher
- 29. Juli: Yorick Williams, englischer Basketballspieler
- 30. Juli: Rodrigo Barbosa Costa, brasilianischer Fußballspieler
- 30. Juli: Karla Keck, US-amerikanische Skispringerin

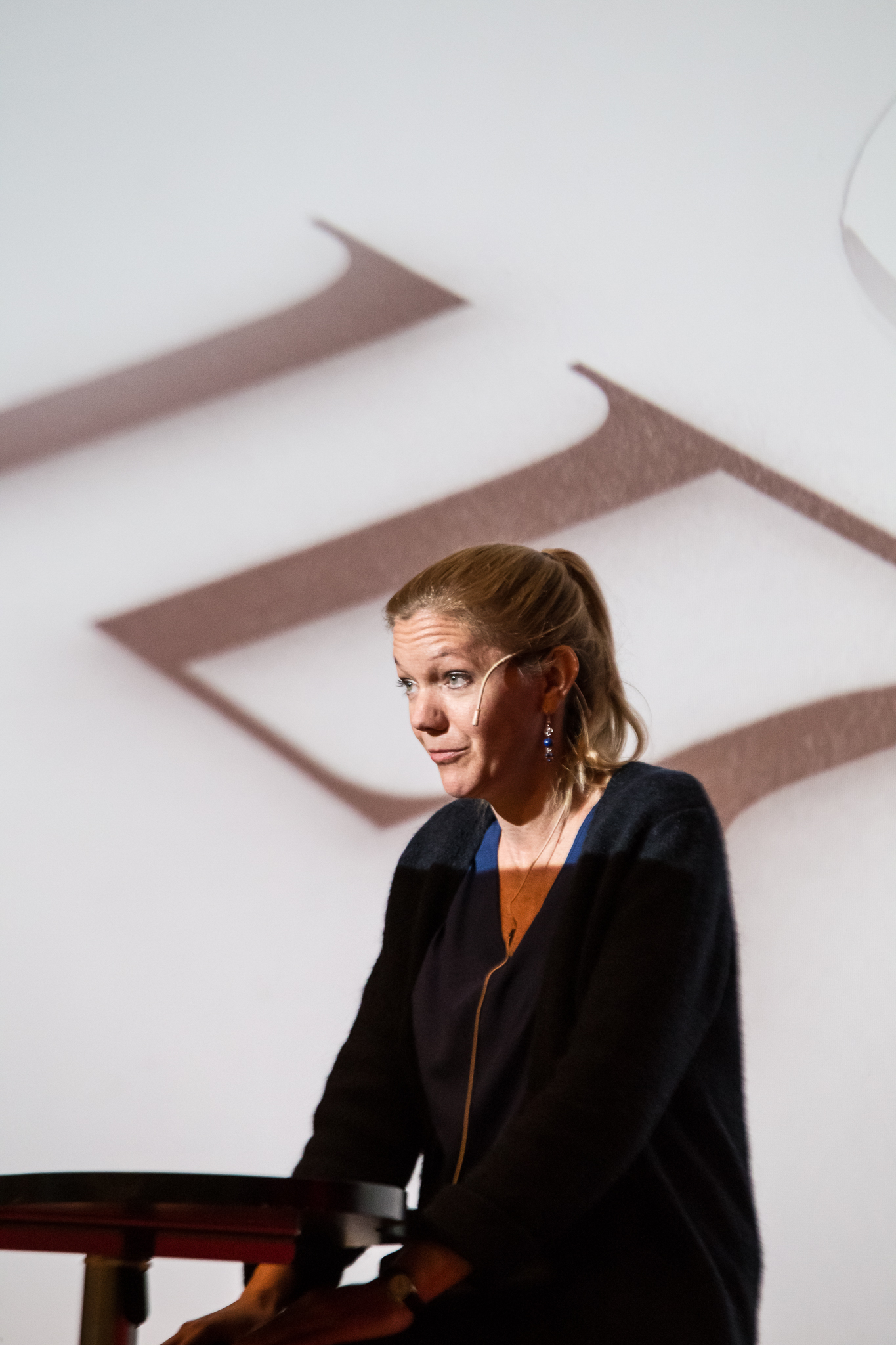
Maja Lunde

- 30. Juli: Maja Lunde, norwegische Schriftstellerin und Drehbuchautorin
- 30. Juli: Tomasz Markowski, polnischer Schachmeister
- 30. Juli: Volker Messing, deutscher Jurist
- 30. Juli: Cherie Priest, amerikanische Schriftstellerin
- 30. Juli: John Reardon, kanadischer Canadian-Football-Spieler und Schauspieler
- 30. Juli: Kristin Schütz, deutsche Politikerin
- 31. Juli: Bogdan Bacanu, österreichischer Marimbaspieler
- 31. Juli: Johnny Frederiksen, dänischer Curler
- 31. Juli: Sergei Gussew, russischer Eishockeyspieler
- 31. Juli: Ralph de Jongh, niederländischer Singer-Songwriter, Gitarrist und Mundharmonikaspieler
- 31. Juli: Sayed Kashua, palästinensisch-israelischer Schriftsteller
- 31. Juli: Kavinsky, französischer Electro-DJ und Produzent
- 31. Juli: Sandro Kirchner, deutscher Politiker

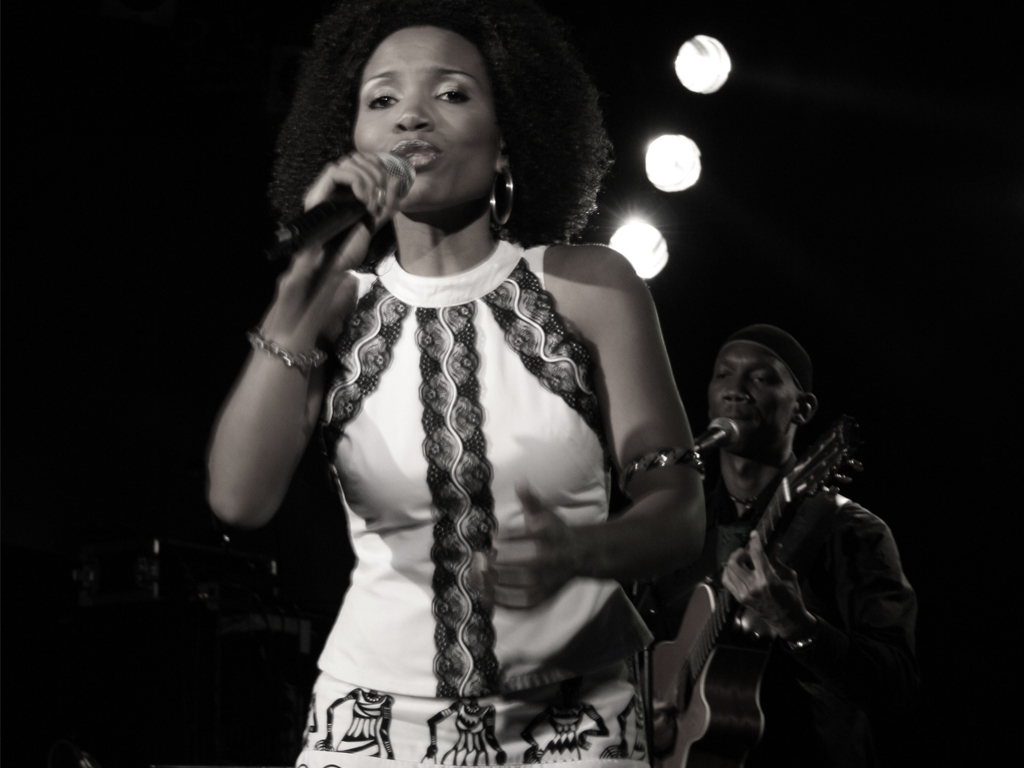
Lura

- 31. Juli: Lura, kapverdisch-portugiesische Sängerin und Komponistin
- 31. Juli: Kathleen Naser, deutsche Ruderin
- 31. Juli: Annie Parisse, US-amerikanische Schauspielerin
- 31. Juli: Elissa Steamer, US-amerikanische Streetskaterin
- 31. Juli: Elena Uhlig, deutsche Schauspielerin
- 31. Juli: Albert Zoer, niederländischer Springreiter

### August
- 01. August: Ane Dahl Torp, norwegische Schauspielerin
- 01. August: Anika Decker, deutsche Drehbuchautorin und Regisseurin

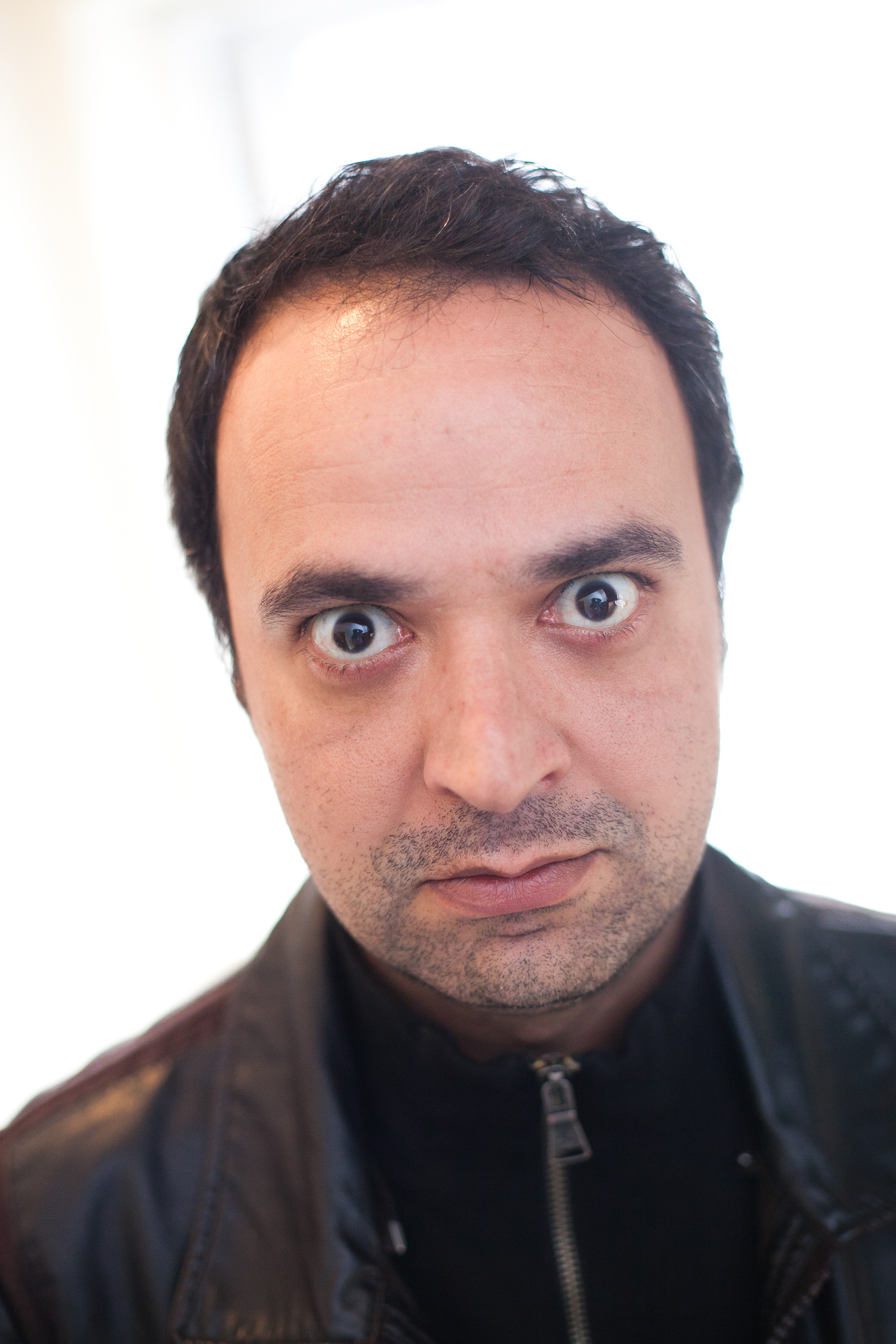
Kambiz Hosseini

- 01. August: Kambiz Hosseini, iranischer Komiker, Moderator, Schauspieler und Schriftsteller
- 01. August: Håkon Mjåset Johansen, norwegischer Jazzmusiker
- 01. August: Timothy Jones, simbabwischer Radrennfahrer
- 01. August: Tiffany Lott-Hogan, US-amerikanische Siebenkämpferin
- 01. August: Thomas Maier, Schweizer Politiker
- 01. August: Malin Moström, schwedische Fußballspielerin
- 01. August: Lenny Permana, australische Badmintonspielerin indonesischer Herkunft
- 01. August: Ivan Pokos, kroatischer Skeletonpilot und Motorsportler
- 01. August: Bogdan Țăruș, rumänischer Weitspringer
- 02. August: Jesper Brugge, schwedischer Freestyle-Skier und alpiner Skirennläufer
- 02. August: Mária Fazekas, ungarische Tischtennisspielerin
- 02. August: Tory Kittles, US-amerikanischer Schauspieler
- 02. August: Erik Lehnert, deutscher Philosoph und Publizist
- 02. August: Wencke Meteling, deutsche Historikerin
- 02. August: Mineiro, brasilianischer Fußballspieler
- 02. August: Tamás Molnár, ungarischer Wasserballer
- 02. August: Naoki Sakai, japanischer Fußballspieler
- 02. August: Xu Huaiwen, deutsche Badmintonspielerin

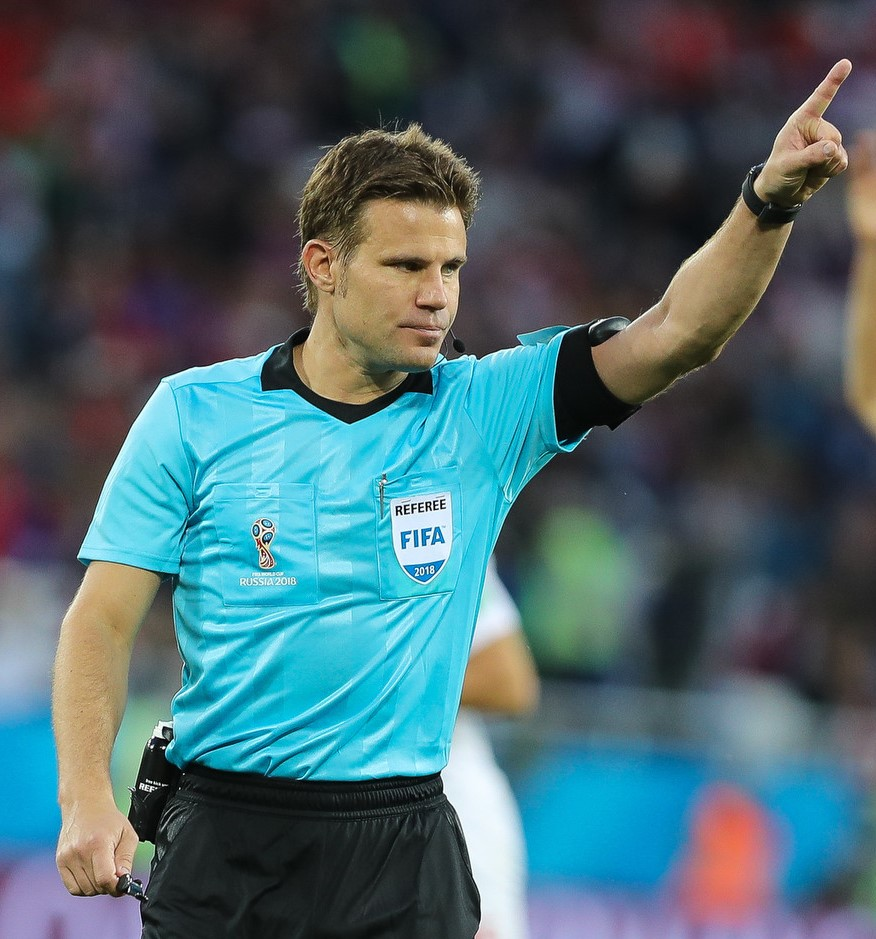
Felix Brych

- 03. August: Felix Brych, deutscher Fußballschiedsrichter
- 03. August: Markus Frischhut, österreichischer Jurist und Hochschullehrer
- 03. August: Björn Gieseck, deutscher Basketballspieler
- 03. August: Wael Gomaa, ägyptischer Fußballspieler
- 03. August: Katia Iacuzzo, italienische Gewichtheberin
- 03. August: Markéta Koudelková, tschechische Badmintonspielerin
- 03. August: Line Kruse, dänische Schauspielerin
- 03. August: Ion Ionuț Luțu, rumänischer Fußballspieler
- 03. August: Christiane Pilz, deutsche Triathletin
- 03. August: Freddy Schwienbacher, italienischer Skilangläufer
- 03. August: Stanisław Strasburger, polnischer Schriftsteller
- 04. August: Audrius Bitinas, litauischer Verwaltungsjurist und Sozialrechtler, Professor und Politiker
- 04. August: Ivan Bitzi, Schweizer Leichtathlet

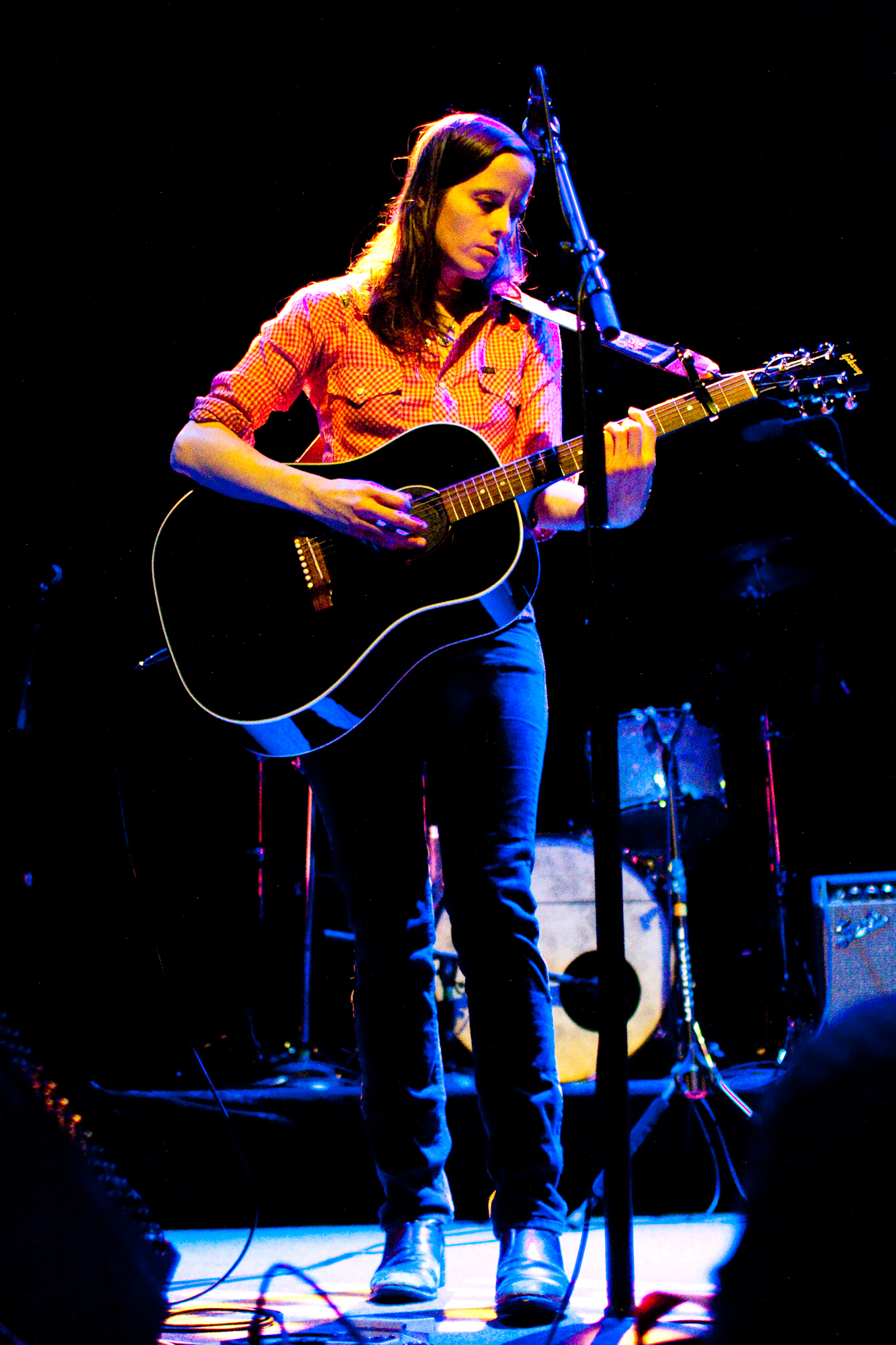
Sera Cahoone

- 04. August: Sera Cahoone, US-amerikanische Musikerin und Sängerin
- 04. August: Giuseppe Civati, italienischer Autor und Politiker
- 04. August: Andy Hallett, US-amerikanischer Schauspieler und Sänger († 2009)
- 04. August: Jazzy, deutsche Pop-Rap-Sängerin
- 04. August: Jens Jensen, dänischer Basketballspieler
- 04. August: Justin Keen, britischer Automobilrennfahrer
- 04. August: Kim Sang-woo, südkoreanischer Fußballschiedsrichter
- 04. August: Nikos Liberopoulos, griechischer Fußballspieler
- 04. August: Joe Meara, nordirischer Snookerspieler
- 04. August: Jose Saenz, US-amerikanischer Schwerverbrecher
- 04. August: Laure Saint-Raymond, französische Mathematikerin
- 04. August: Tricky Niki, österreichischer Bauchredner, Comedian und Entertainer
- 04. August: Jutta Urpilainen, finnische Politikerin
- 04. August: Peter Zimmermann, deutscher Journalist, Regierungssprecher und Staatssekretär
- 05. August: Try Bennett, costa-ricanischer Fußballspieler
- 05. August: Antony Cotton, britischer Schauspieler
- 05. August: Iddo Goldberg, britisch-israelischer Schauspieler
- 05. August: Kim Hasper, deutscher Schauspieler und Synchronsprecher
- 05. August: Josep Jufré, spanischer Radrennfahrer
- 05. August: Roman Köster, deutscher Historiker

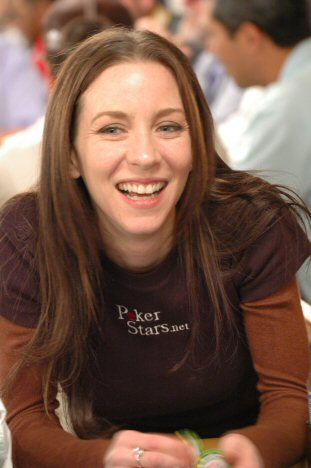
Isabelle Mercier

- 05. August: Isabelle Mercier, kanadische Pokerspielerin
- 05. August: Laura Mylotte, irische Squashspielerin
- 05. August: Ousmane Nyan, gambisch-norwegischer Fußballspieler
- 05. August: Jabez Olssen, neuseeländischer Filmeditor
- 05. August: Vladimir Petrić, serbischer Handballspieler
- 05. August: Birgit Stöger, österreichische Schauspielerin
- 05. August: Mauro Vigliano, argentinischer Fußballschiedsrichter
- 05. August: Marek Zúbek, tschechischer Fußballspieler
- 06. August: Jørgen Aukland, norwegischer Skilangläufer
- 06. August: Christian Bauer, deutscher Fußballspieler
- 06. August: Jason Crump, australischer Speedwayfahrer
- 06. August: Dany El-Idrissi, Schweizer Leichtathlet

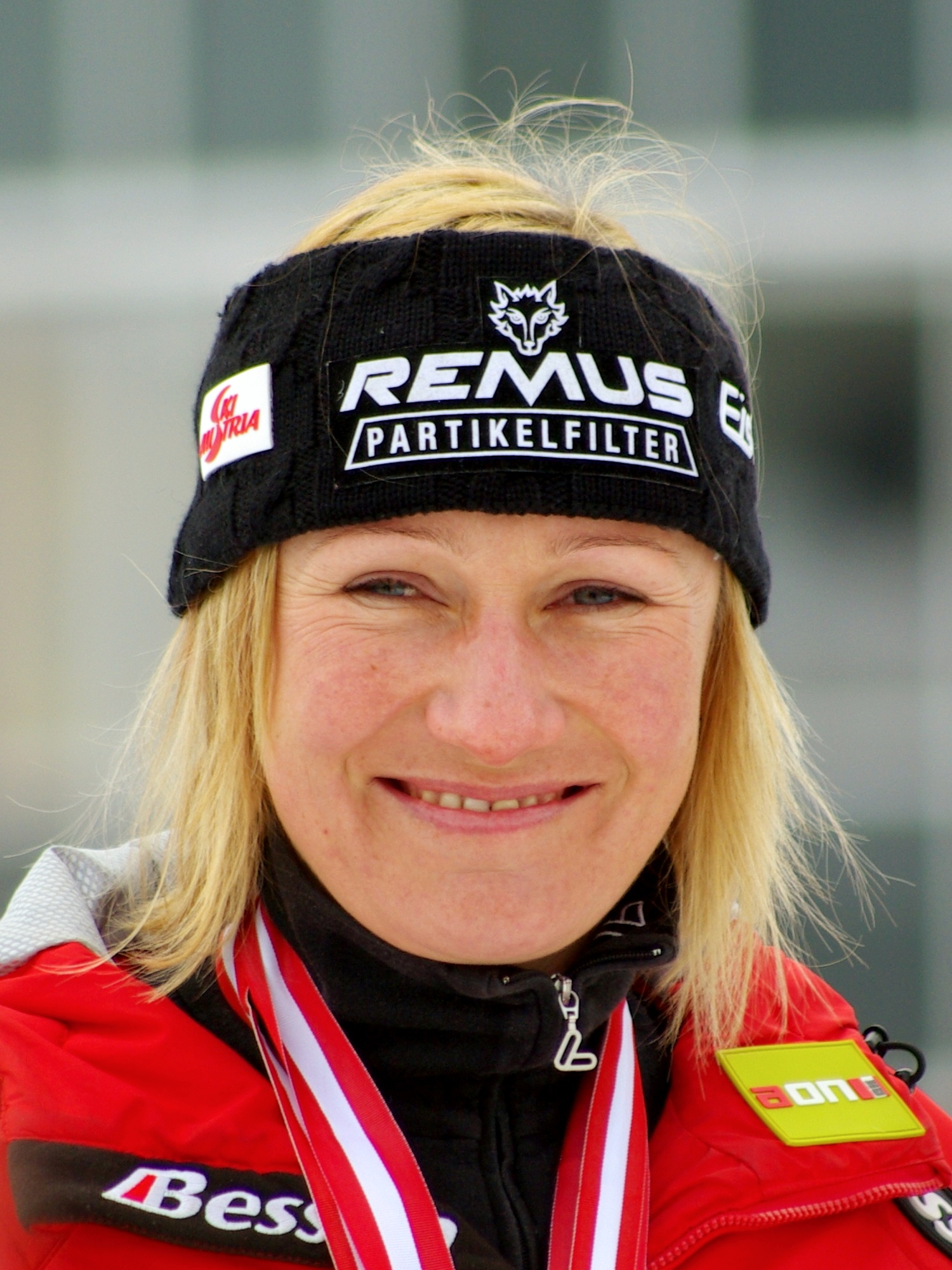
Renate Götschl

- 06. August: Renate Götschl, österreichische Skirennläuferin
- 06. August: Ivica Grlić, bosnischer Fußballspieler
- 06. August: Cato Guntveit, norwegischer Fußballspieler
- 06. August: Robin Kahnmeyer, deutscher Synchronsprecher
- 06. August: Sandra König, österreichische Radio- und Fernsehmoderatorin
- 06. August: Katja Koren, slowenische Skiläuferin
- 06. August: Thomas Maul, deutscher Autor († 2025)
- 06. August: Ángeles Montolio, spanische Tennisspielerin
- 06. August: Andrei Năstase, Moldauischer Rechtsanwalt, Bürgeraktivist und Politiker
- 06. August: Ilja Ponomarjow, russischer Politiker
- 06. August: Giorgio Rocca, italienischer Skirennläufer
- 06. August: Shayne Toporowski, kanadischer Eishockeyspieler
- 07. August: Jason Carter, US-amerikanischer Politiker

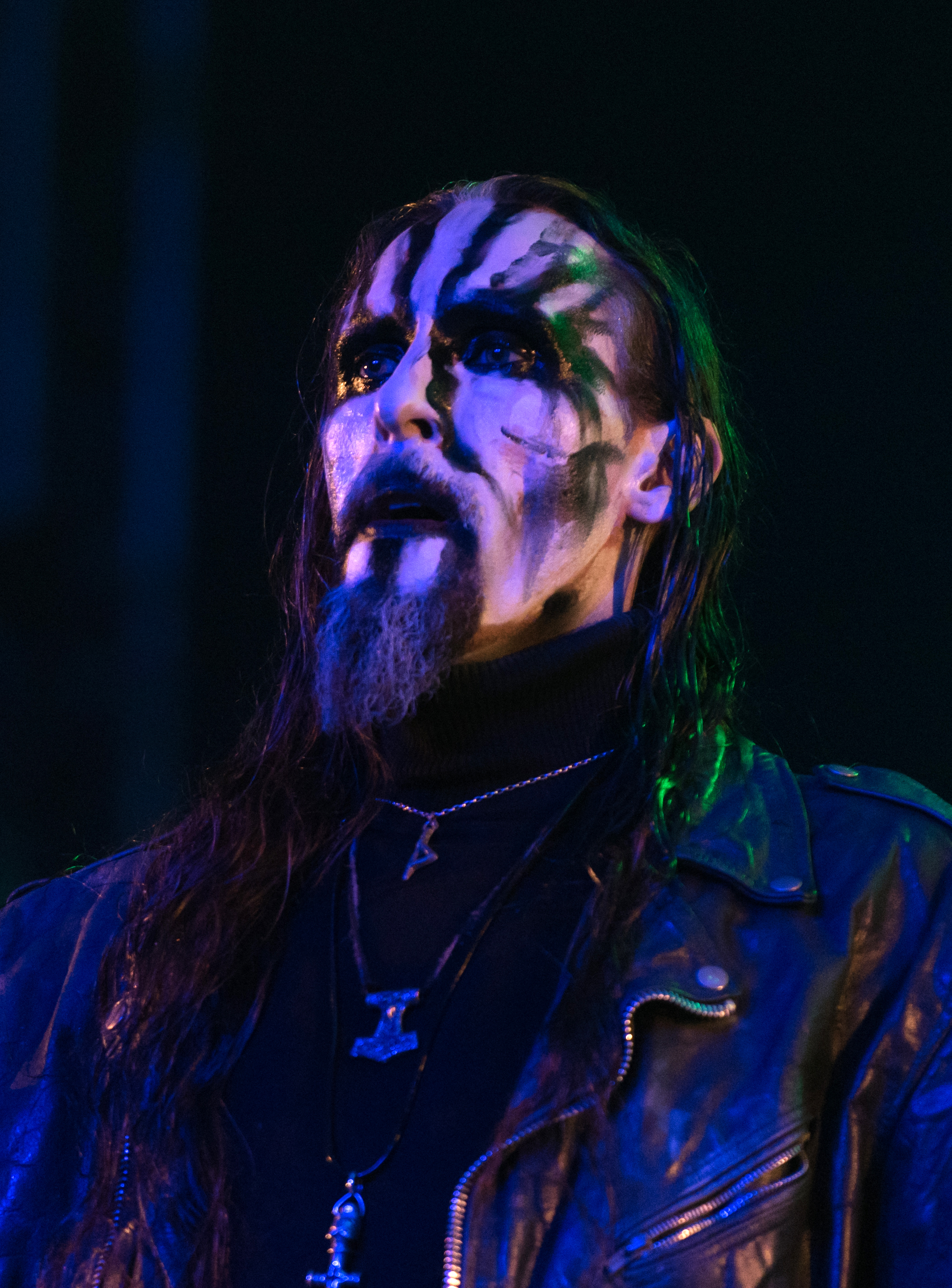
Gaahl

- 07. August: Gaahl, norwegischer Black-Metal-Sänger
- 07. August: Matthias Gall, deutscher Schauspieler
- 07. August: Rebecca Kleefisch, US-amerikanische Politikerin
- 07. August: Uta Kühnen, deutsche Judoka
- 07. August: Aleksandar Marković, serbisch-österreichischer Dirigent
- 07. August: Hans Matheson, britischer Schauspieler
- 07. August: Donalda Meiželytė, litauische Journalistin und Politikerin
- 07. August: Edgar Rentería, US-amerikanischer Baseballspieler

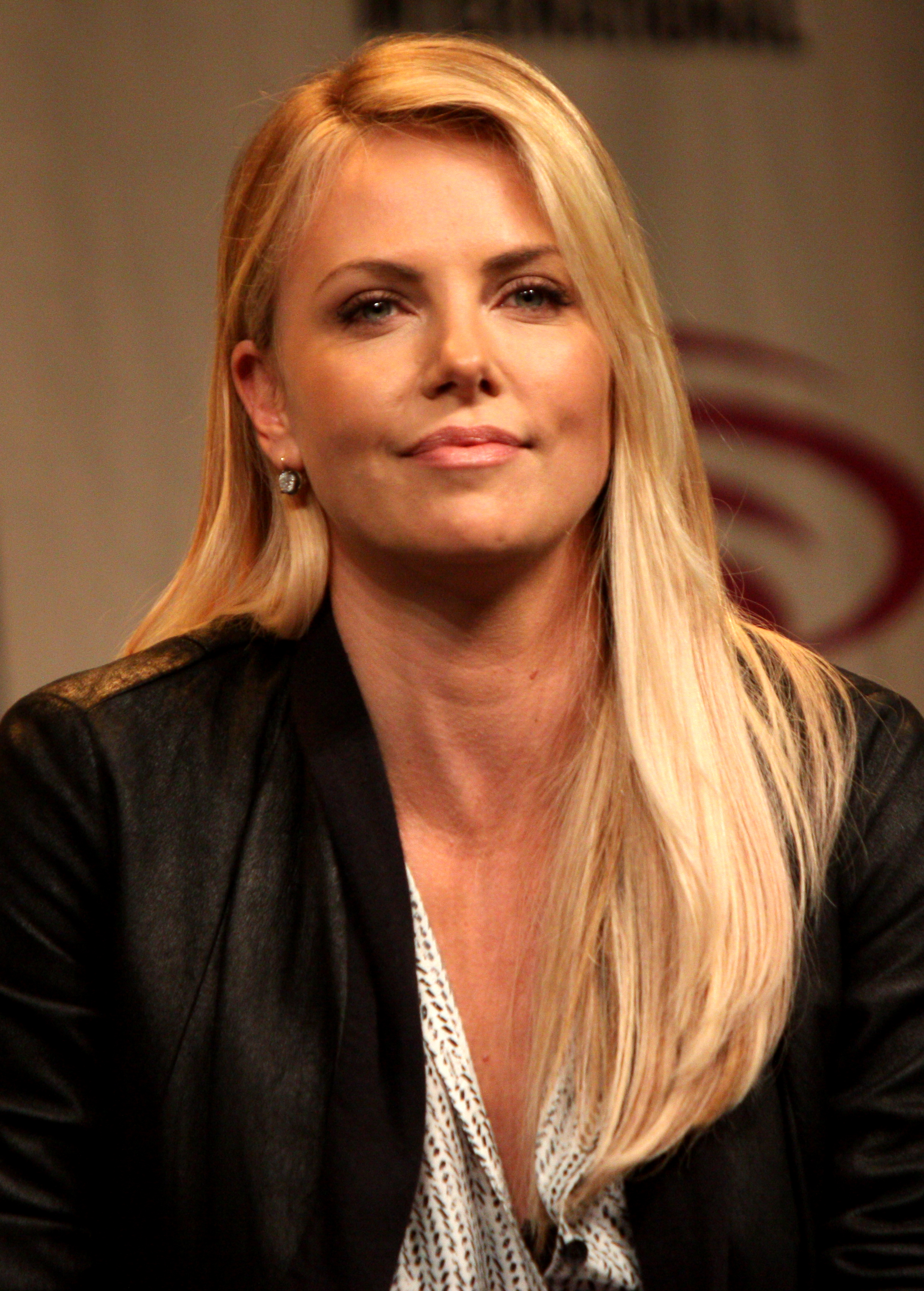
Charlize Theron

- 07. August: Charlize Theron, südafrikanische Schauspielerin
- 07. August: Andrea Vetsch, Schweizer Fernsehmoderatorin
- 08. August: Taryll Jackson, US-amerikanischer Sänger und Musiker
- 08. August: Stephanie Kellner, deutsche Schauspielerin
- 08. August: Serpil Midyatli, deutsche Politikerin
- 08. August: Ekaterina Sachariewa, bulgarische Politikerin
- 08. August: Matt Shakman, amerikanischer Film- und Fernsehregisseur sowie Schauspieler
- 08. August: Makoto Tanaka, japanischer Fußballspieler
- 08. August: Mikael Vogel, deutscher Lyriker, Schriftsteller und Übersetzer
- 08. August: Gernot Wolfram, deutscher Journalist und Schriftsteller
- 08. August: Simone Zgraggen, Schweizer Geigerin
- 09. August: Wayne Braithwaite, guyanischer Boxer
- 09. August: Christian Burkiczak, deutscher Jurist und Richter am Bundessozialgericht

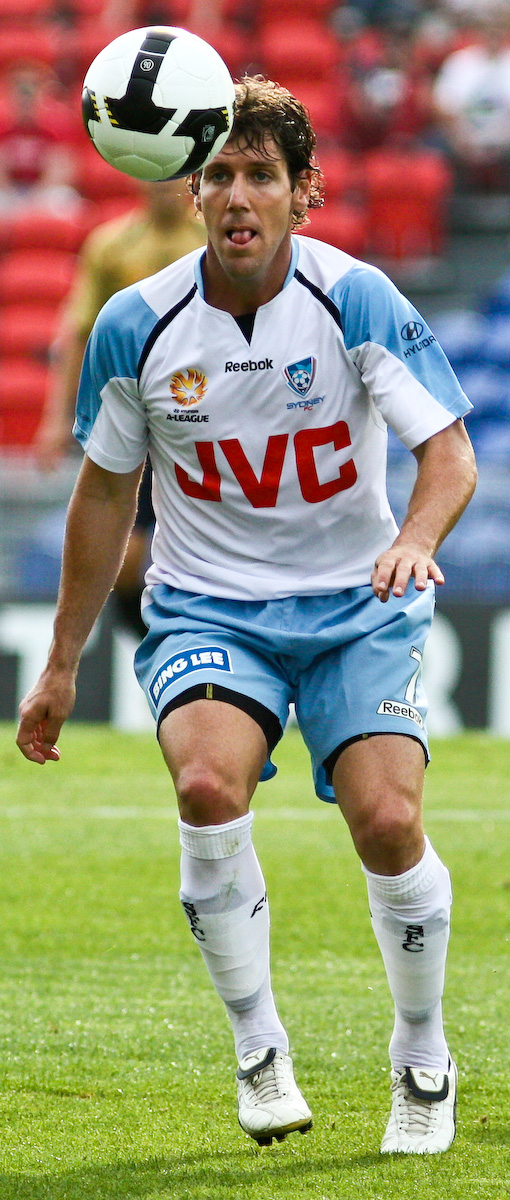
Robbie Middleby

- 09. August: Robert „Robbie“ Middleby, australischer Fußballspieler
- 09. August: Ashley Tait, britischer Eishockeyspieler und -trainer
- 09. August: Jesper Tydén, schwedischer Musical-Darsteller, Sänger und Songwriter
- 09. August: Lars Wackernagel, deutscher Radrennfahrer
- 10. August: Swjatlana Belan, belarussische Biathletin
- 10. August: Morten Berre, norwegischer Fußballspieler
- 10. August: İlhan Mansız, türkischer Fußballspieler
- 10. August: Princesa Oliveros, kolumbianische Hürdenläuferin
- 10. August: Kara Scott, kanadisch-britische Moderatorin und Pokerspielerin
- 10. August: Axel Steier, deutscher Mitbegründer, Vorsitzender und Sprecher von Mission Lifeline
- 10. August: Rebecca Taylor, britische Politikerin
- 10. August: Lorenzo Vismara, italienischer Schwimmer
- 10. August: Rajna Zwetkowa, bulgarische Badmintonspielerin

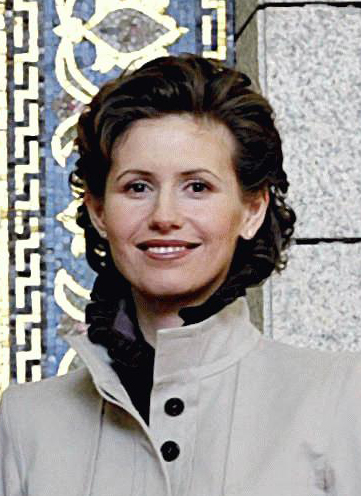
Asma al-Assad

- 11. August: Asma al-Assad, First Lady Syriens

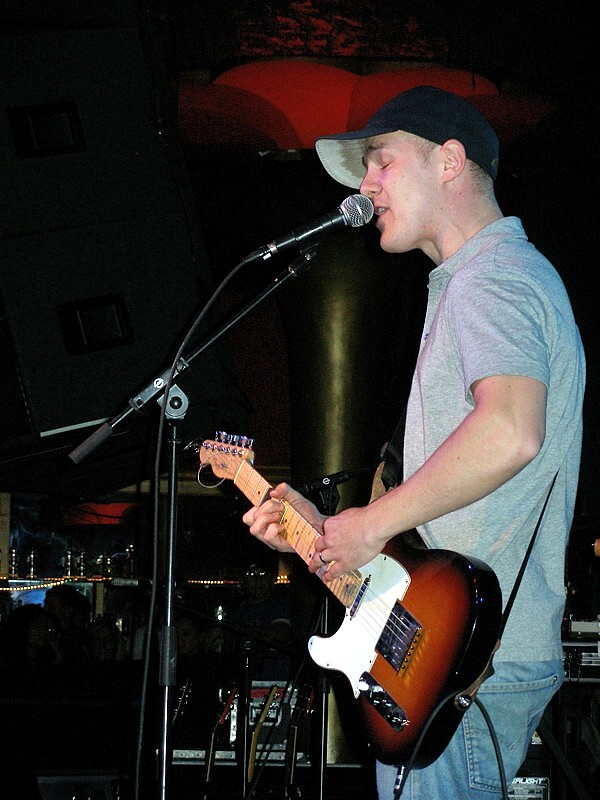
Davey von Bohlen

- 11. August: Davey von Bohlen, US-amerikanischer Emo- und Indie-Rock-Musiker und Songwriter
- 11. August: Ilja Chrschanowski, russischer Regisseur und Produzent
- 11. August: Robin Devereux, 19. Viscount Hereford, englischer Adliger
- 11. August: Nicole Köster, deutsche Fernseh- und Hörfunk-Moderatorin
- 11. August: Jeanette Marty, Schweizer Eishockeyspielerin
- 11. August: Christoph Reißfelder, deutscher Mediziner und Hochschullehrer
- 11. August: Flavio Soriga, italienischer Schriftsteller und Journalist
- 11. August: Mateusz Szczurek, polnischer Politiker
- 12. August: Casey Affleck, US-amerikanischer Schauspieler und Regisseur
- 12. August: Carter Bays, US-amerikanischer Drehbuchautor und Fernsehproduzent
- 12. August: Robert Burås, norwegischer Gitarrist und Songschreiber († 2007)
- 12. August: Roberto D’Aversa, italienischer Fußballspieler und -trainer
- 12. August: Steven Elm, kanadischer Eisschnellläufer
- 12. August: Yasuko Hashimoto, japanische Langstreckenläuferin
- 12. August: Stefan Hofer, Schweizer Politiker
- 12. August: Patrick Joswig, deutscher Schauspieler
- 12. August: Adam Killian, US-amerikanischer Pornodarsteller
- 12. August: Liu Yong, chinesischer Badmintonspieler
- 12. August: Anders Myrvold, norwegischer Eishockeyspieler

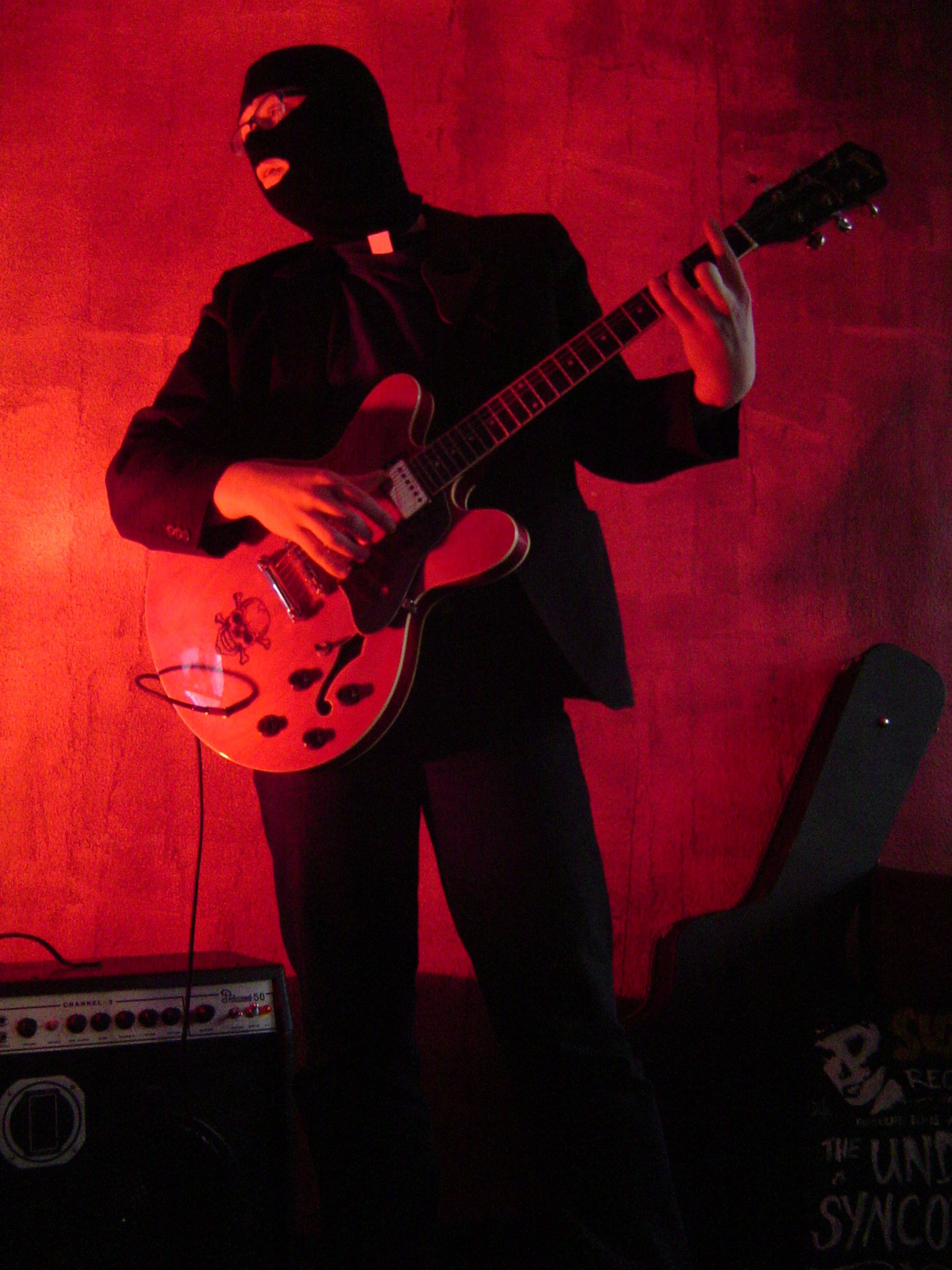
Reverend Elvis

- 12. August: Reverend Elvis, deutscher Sänger, Songwriter und Gitarrist
- 12. August: Christian Vechtel, deutscher Kunsthistoriker, Antiquitätenhändler und Auktionator
- 13. August: Shoaib Akhtar, pakistanischer Cricketspieler
- 13. August: Matts Olof Andersson-Risberg, schwedischer Fußballspieler
- 13. August: James Carpinello, US-amerikanischer Schauspieler
- 13. August: Michelle Collard, kanadische Biathletin
- 13. August: Anna Gamper, österreichische Juristin und Professorin
- 13. August: Ute Hamelmann, deutsche Zeichnerin und Bloggerin
- 13. August: Stephen Moore, US-amerikanischer Zehnkämpfer
- 13. August: Kléber Pereira, brasilianischer Fußballspieler
- 13. August: Phubessawara Phetchamroen, thailändischer zeitgenössischer Künstler und Maler
- 13. August: Sandra Steinbach, deutsche Schauspielerin

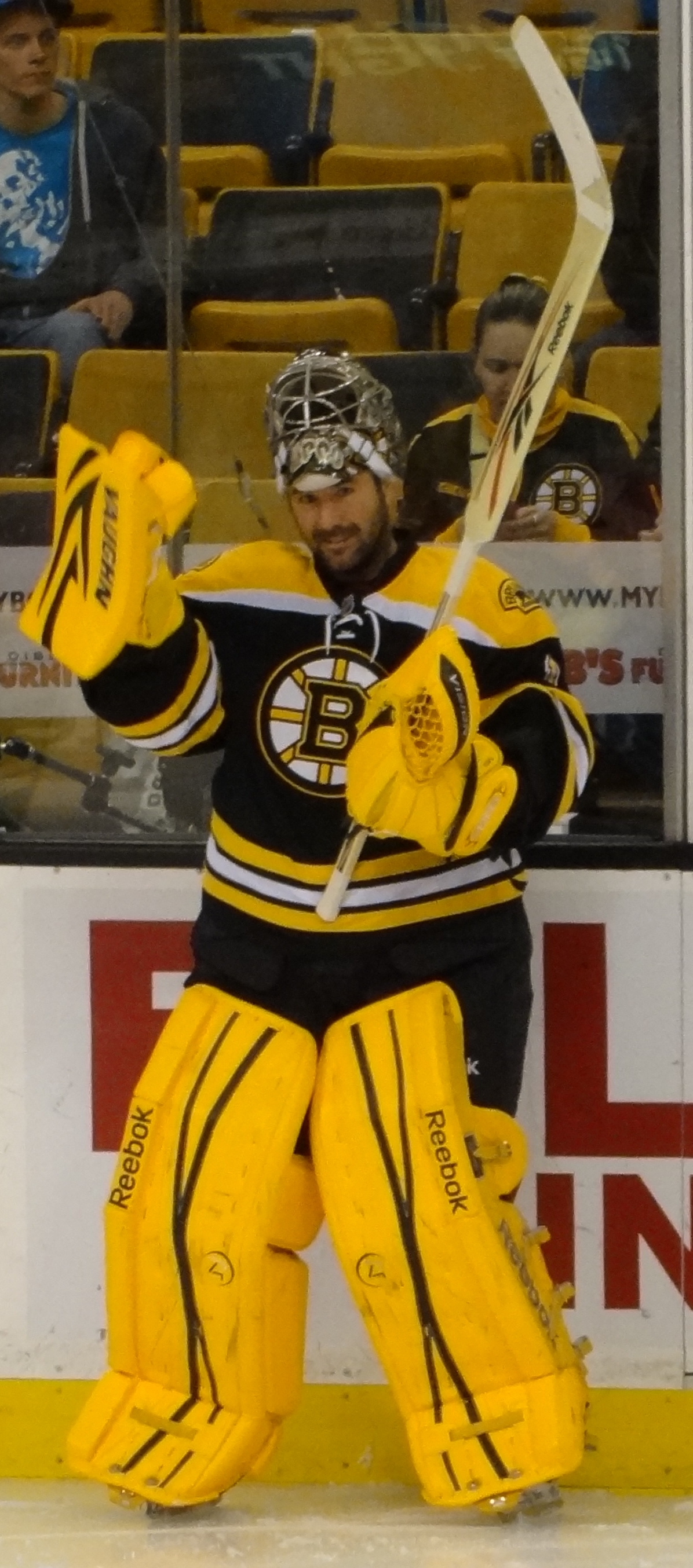
Marty Turco

- 13. August: Marty Turco, kanadischer Eishockeytorwart
- 13. August: Zoran Zupančič, slowenischer Skispringer und Skisprungtrainer
- 14. August: Jill Bennett, US-amerikanische Schauspielerin
- 14. August: Charles Courtenay, 19. Earl of Devon, englischer Jurist und adliger Politiker
- 14. August: Matti Helminen, finnischer Radrennfahrer
- 14. August: Nolan Pratt, kanadischer Eishockeyspieler und -trainer
- 14. August: Samuel Streiff, Schweizer Schauspieler
- 14. August: Mike Vrabel, US-amerikanischer American-Football-Spieler und -Trainer
- 15. August: Valandis Anagnostou, griechischer Fußballspieler
- 15. August: Samantha Bloom, britische Film- und Theaterschauspielerin
- 15. August: Eirik Halvorsen, norwegischer Skispringer
- 15. August: Robert Ismajlovic, Schweizer Model und Schauspieler
- 15. August: Timur Iwanow, russischer Manager und Politiker
- 15. August: Yoshikatsu Kawaguchi, japanischer Fußballtorwart
- 15. August: Elaine Luria, US-amerikanische Politikerin
- 15. August: Brendan Morrison, kanadischer Eishockeyspieler
- 15. August: Jérôme Neuville, französischer Radrennfahrer
- 15. August: Park Kyung-mo, südkoreanischer Bogenschütze
- 15. August: Omar Rodríguez Álvarez, mexikanischer Fußballspieler
- 15. August: Joahan Rodríguez, mexikanischer Fußballspieler
- 15. August: Derek Taylor, US-amerikanischer Opernsänger
- 15. August: Giorgi Ugulawa, georgischer Politiker
- 15. August: Kenan Yelek, türkischer Fußballspieler und -trainer
- 15. August: Jean-Pierre van Zyl, südafrikanischer Bahnradsportler
- 16. August: Didier Agathe, französischer Fußballspieler

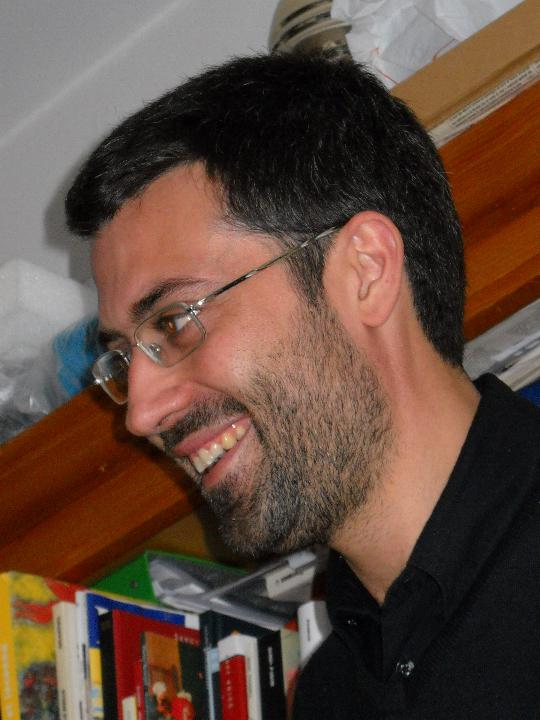
Andrea Bajani

- 16. August: Andrea Bajani, italienischer Schriftsteller und Journalist
- 16. August: Emzarios Bedinidis, georgisch-griechischer Ringer
- 16. August: Imants Bleidelis, lettischer Fußballspieler
- 16. August: Alexandre Coigny, Schweizer Unternehmer und Automobilrennfahrer
- 16. August: Jonatan Johansson, finnischer Fußballspieler und -trainer
- 16. August: Mario Mieruch, deutscher Politiker
- 16. August: Christian Patiño, mexikanischer Fußballspieler
- 16. August: Wassili Piwzow, kasachischer Höhenbergsteiger
- 16. August: Cyril Saulnier, französischer Tennisspieler
- 16. August: Sonja Steinacher, italienische Naturbahnrodlerin
- 16. August: George Stults, US-amerikanischer Schauspieler
- 16. August: Álvaro Tardáguila, uruguayischer Radrennfahrer
- 16. August: Katalina Verdin, mexikanisches Unterwäschemodel

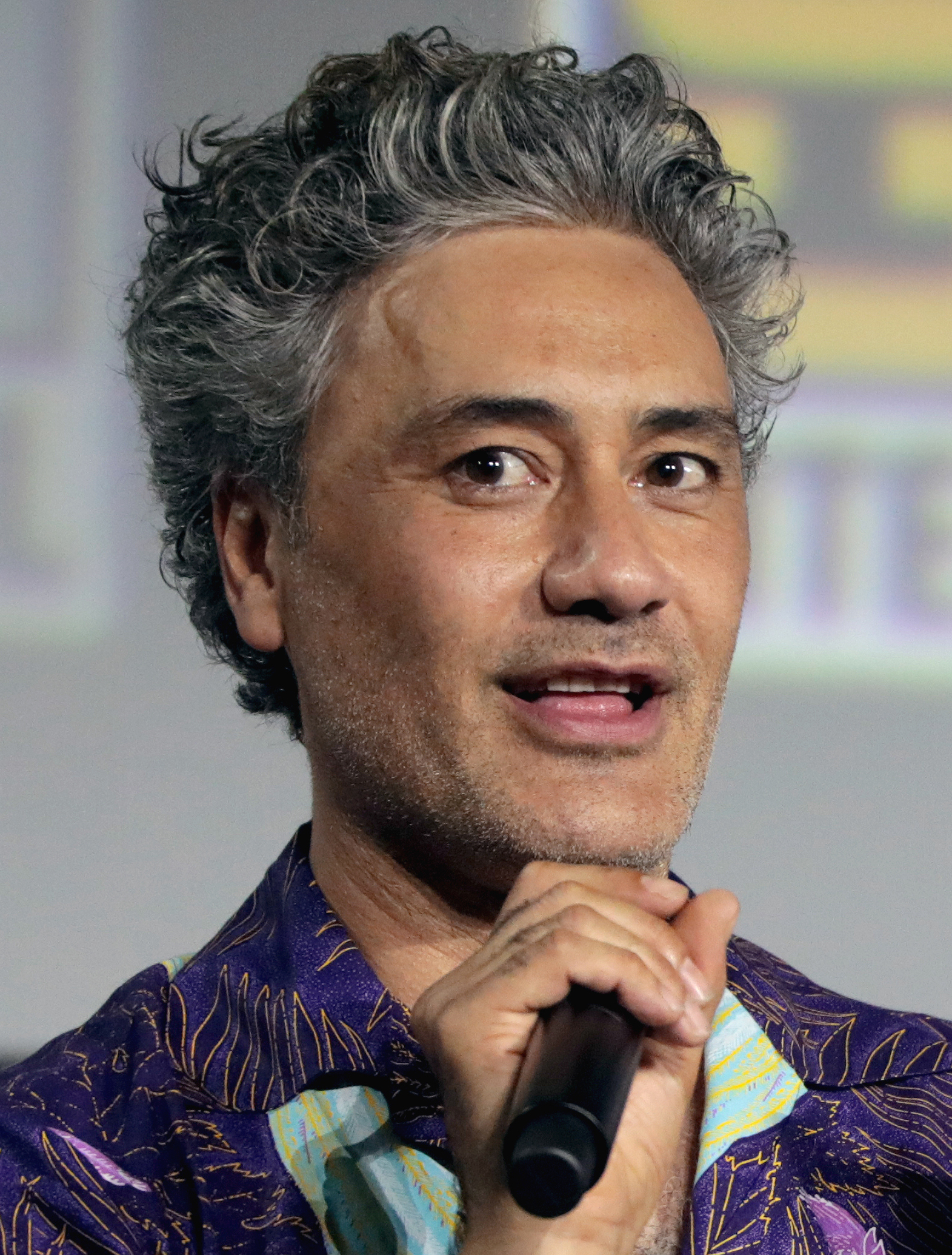
Taika Waititi

- 16. August: Taika Waititi, neuseeländischer Filmregisseur, Drehbuchautor, Schauspieler, Maler und Comedian
- 16. August: Yan Sen, chinesischer Tischtennisspieler
- 17. August: Efrat Alony, israelische Sängerin und Gesangspädagogin
- 17. August: Gabriele Becker, deutsche Leichtathletin
- 17. August: Nuri Çolak, türkischer Fußballspieler
- 17. August: Thorsten Faas, deutscher Politikwissenschaftler und Wahlforscher
- 17. August: Jang Sok-chol, nordkoreanischer Fußballspieler
- 17. August: Luigi Mastrangelo, italienischer Volleyballspieler
- 17. August: Matti Närhi, finnischer Speerwerfer
- 17. August: Christian Schulte, deutscher Hockeytorwart
- 17. August: Takahito Suzuki, japanischer Eishockeyspieler
- 17. August: Nélson Vitorino, portugiesischer Radrennfahrer
- 17. August: Christiane Weber, deutsche Sängerin, Musikkabarettistin und Texterin († 2012)
- 18. August: Petr Čajánek, tschechischer Eishockeyspieler
- 18. August: Christian Drakenberg, schwedischer Squashspieler
- 18. August: Véronique Elling, französische Sängerin, Sprecherin, Schauspielerin, Theaterregisseurin und Schauspieldozentin
- 18. August: Róbert Fazekas, ungarischer Leichtathlet
- 18. August: Natalia Filatkina, russische Germanistin
- 18. August: Stephanie Gossger, deutsche Film- und Theaterschauspielerin
- 18. August: Jari Kaukua, finnischer Philosoph
- 18. August: Aitor López Rekarte, spanischer Fußballspieler

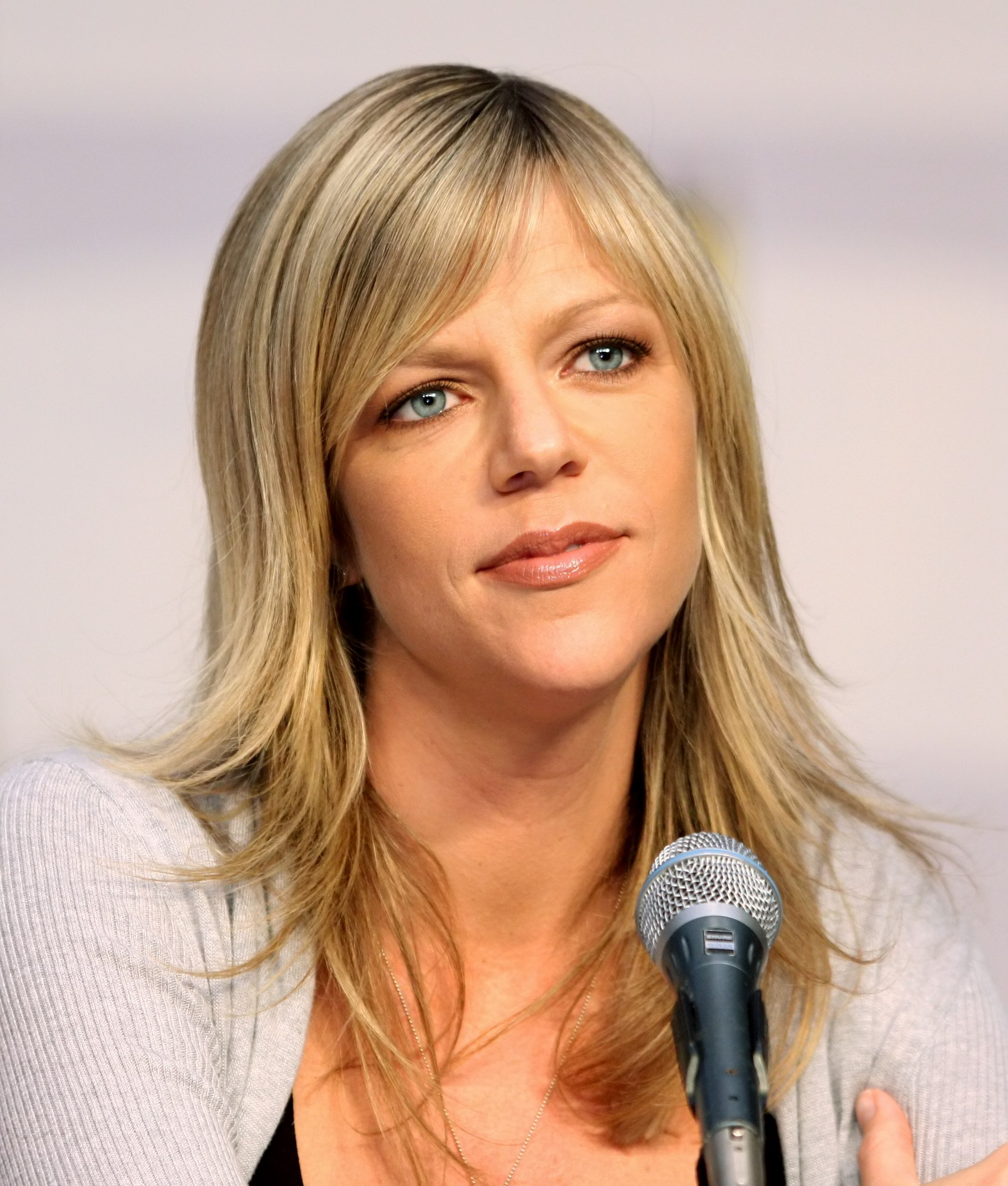
Kaitlin Olson

- 18. August: Kaitlin Olson, US-amerikanische Schauspielerin
- 18. August: Natalija Rasumowskaja, russische Freestyle-Skierin
- 18. August: Schener Remsi, bulgarischer Fußballspieler
- 18. August: Inés Rivero, argentinisches Model
- 18. August: Andre Rohde, deutscher Gewichtheber
- 18. August: Eva Sindichakis, griechische Komponistin
- 19. August: Jérémie Bélingard, französischer Balletttänzer
- 19. August: Chynna Clugston, US-amerikanische Comicautorin
- 19. August: Francisco Fernández, chilenischer Fußballspieler
- 19. August: Matthias Höhn, deutscher Politiker
- 19. August: Andreas Karlsson, schwedischer Eishockeyspieler
- 19. August: Simone Kessell, neuseeländische Schauspielerin in Film und Fernsehen
- 19. August: Urs Mannhart, Schweizer Schriftsteller
- 19. August: Oliver Mintzlaff, deutscher Langstreckenläufer und Fußballfunktionär
- 19. August: Mỹ Linh, vietnamesische Sängerin
- 19. August: Hans-Berndt Neuner, Geodät und Hochschullehrer
- 19. August: Marcus Schneck, deutscher Fußballspieler
- 19. August: Tracie Thoms, US-amerikanische Schauspielerin

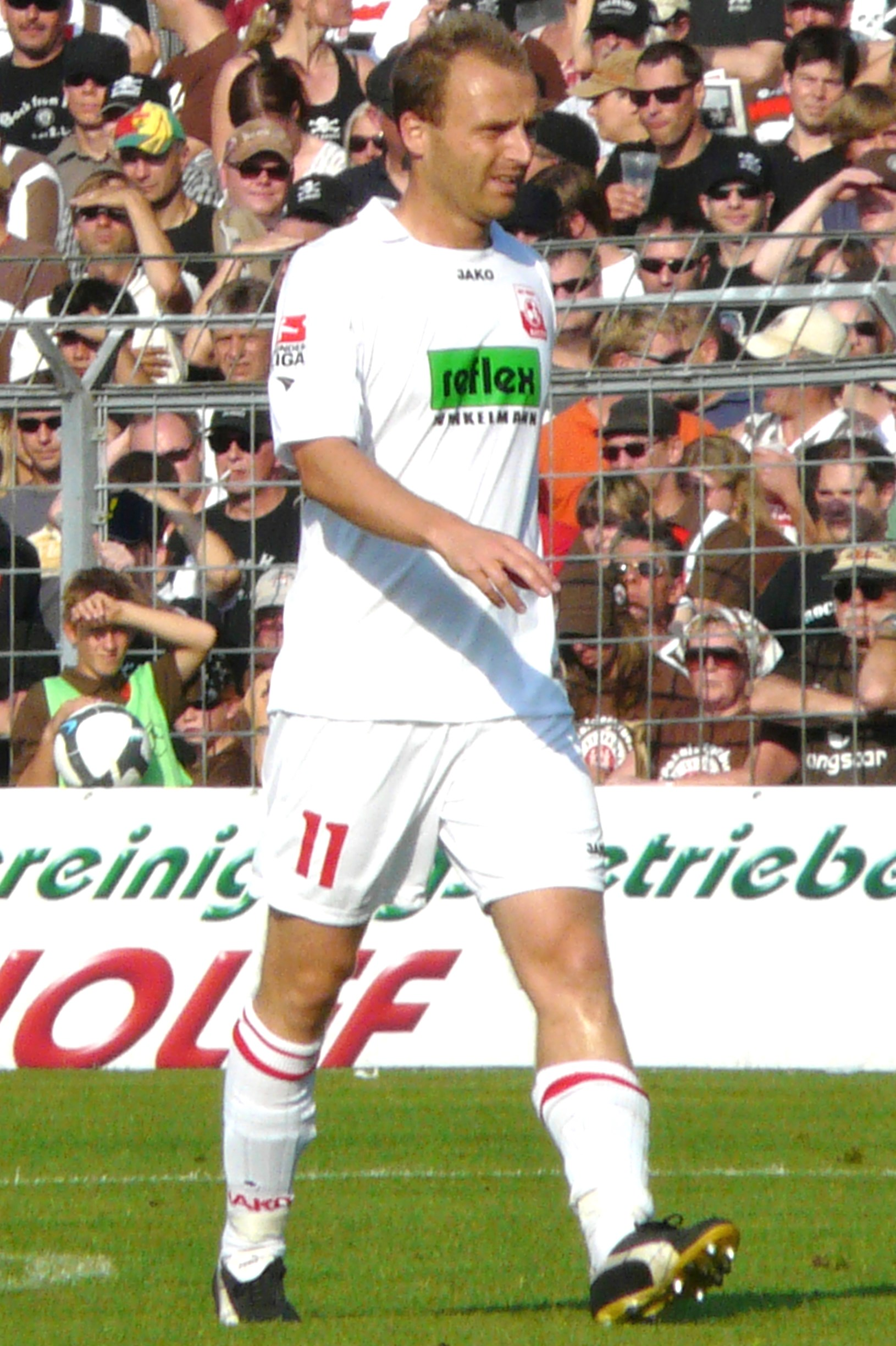
Lars Toborg

- 19. August: Lars Toborg, deutscher Fußballspieler
- 19. August: Homero Gil de Zúñiga, spanisch-amerikanischer Kommunikationswissenschaftler
- 20. August: Marcin Adamski, polnischer Fußballspieler
- 20. August: Beatrice Câșlaru, rumänische Schwimmerin
- 20. August: Nina Di Majo, italienische Filmregisseurin und Drehbuchautorin
- 20. August: Roberto García, spanischer Langstreckenläufer
- 20. August: Lutz van der Horst, deutscher Komiker
- 20. August: José Tomás, spanischer Torero
- 20. August: Thomas May, österreichischer Radio- und Fernsehmoderator
- 20. August: Shaun Newton, englischer Fußballspieler
- 20. August: Giovanna Volpato, italienische Marathonläuferin
- 20. August: Katja Wölffing, deutsche Journalistin und Fernsehmoderatorin
- 21. August: Thierry Burkart, Schweizer Politiker und Rechtsanwalt
- 21. August: Caroline Gennez, belgische Politikerin
- 21. August: Axel Hilgenstöhler, deutscher Musikproduzent und Gitarrist

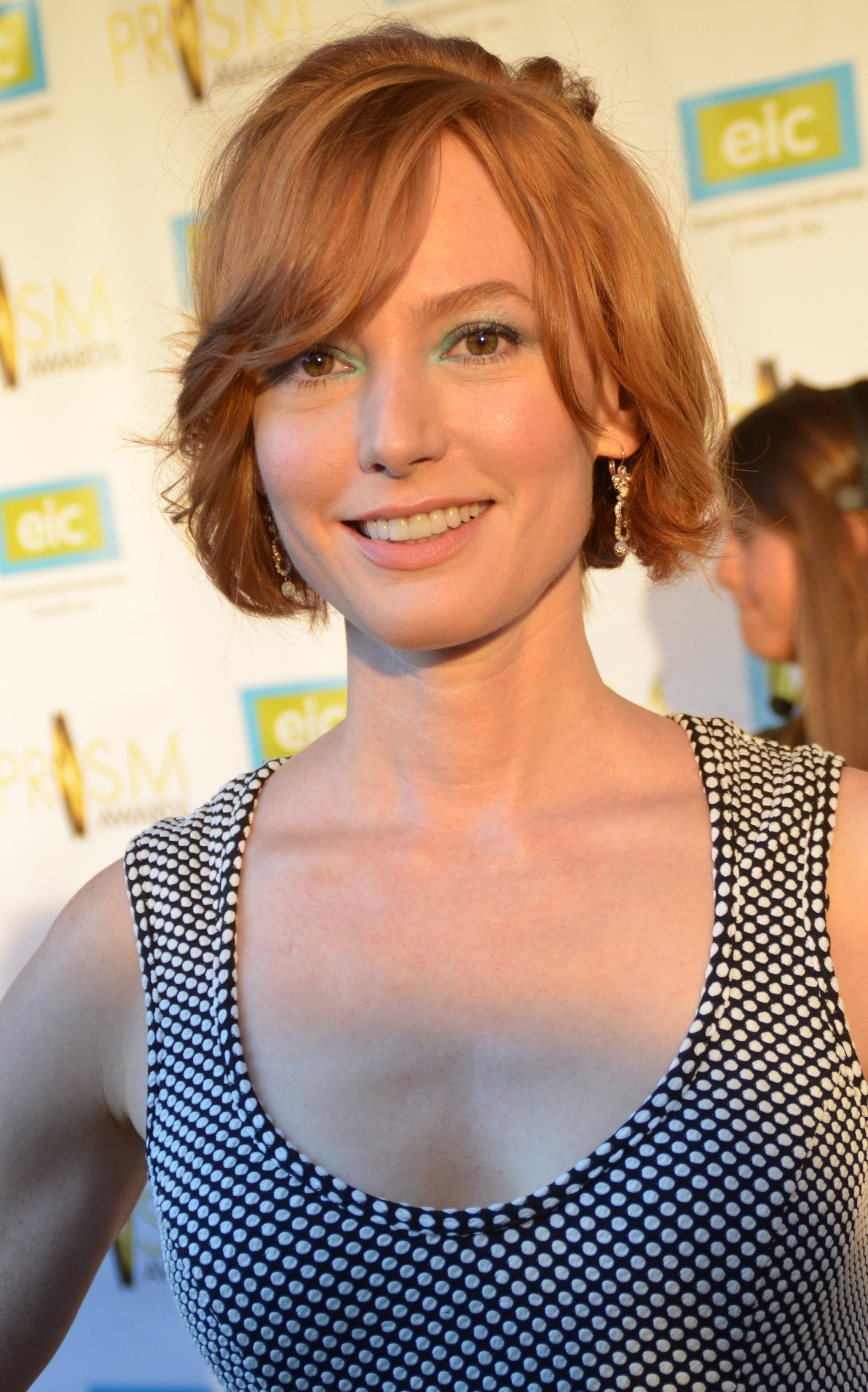
Alicia Witt

- 21. August: Alicia Witt, US-amerikanische Schauspielerin
- 22. August: Clint Bolton, australischer Fußballspieler
- 22. August: Stefan Burban, deutscher Science-Fiction-Autor
- 22. August: Salvador Carmona, mexikanischer Fußballspieler
- 22. August: Maximilian Erlenwein, deutscher Filmregisseur und Drehbuchautor
- 22. August: Ali Farahat, ägyptischer Schachspieler und -trainer
- 22. August: Felix Fuchssteiner, deutscher Regisseur
- 22. August: Murat Ham, deutscher Politikwissenschaftler, Journalist und Autor
- 22. August: Gaël Horellou, französischer Jazzmusiker
- 22. August: Myrto Joannidis, Schweizer Sängerin und Moderatorin
- 22. August: Davor Krznarić, kroatischer Fußballspieler
- 22. August: Sheree Murphy, britische Schauspielerin und Moderatorin
- 22. August: Luigi Maria Perotti, italienischer Filmregisseur und Drehbuchautor
- 22. August: Rebecca Rolls, neuseeländische Fußballtorhüterin
- 22. August: Rodrigo Santoro, brasilianischer Schauspieler
- 22. August: Charles Smith, US-amerikanischer Basketballspieler

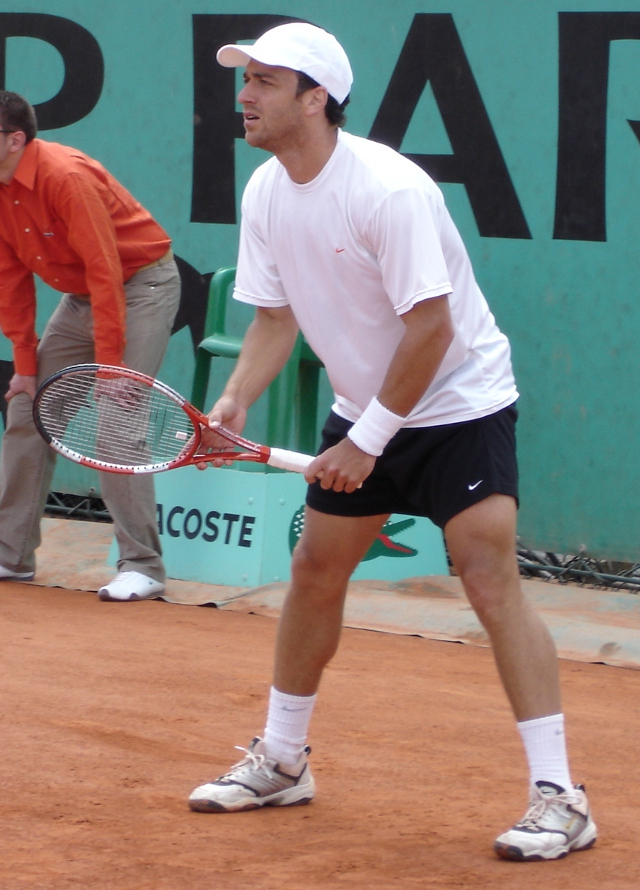
Franco Squillari

- 22. August: Franco Squillari, argentinischer Tennisspieler
- 23. August: Eliza Carthy, britische Folksängerin
- 23. August: Florian Eisner, österreichischer Schauspieler, Regisseur und Musiker
- 23. August: Gustavo Endres, brasilianischer Volleyballspieler
- 23. August: Marcell Fensch, deutscher Fußballspieler
- 23. August: Michael Jentzsch, deutscher Autor
- 23. August: Josh Kochhann, deutscher Hörfunkjournalist und DJ
- 23. August: Morgane, belgische Sängerin
- 23. August: Pascal Morgant, deutscher Handballspieler und -trainer
- 23. August: Yoshinori Natsume, japanischer Manga-Zeichner
- 23. August: Miguel Francisco Pereira, angolanischer Fußballspieler
- 23. August: Salvatore Pinna, italienischer Fußballspieler
- 23. August: Jarkko Ruutu, finnischer Eishockeyspieler
- 23. August: Peter Stauch, deutscher Filmregisseur
- 23. August: Kanoko Goto, japanische Skilangläuferin
- 24. August: Roberto Colombo, italienischer Fußballspieler

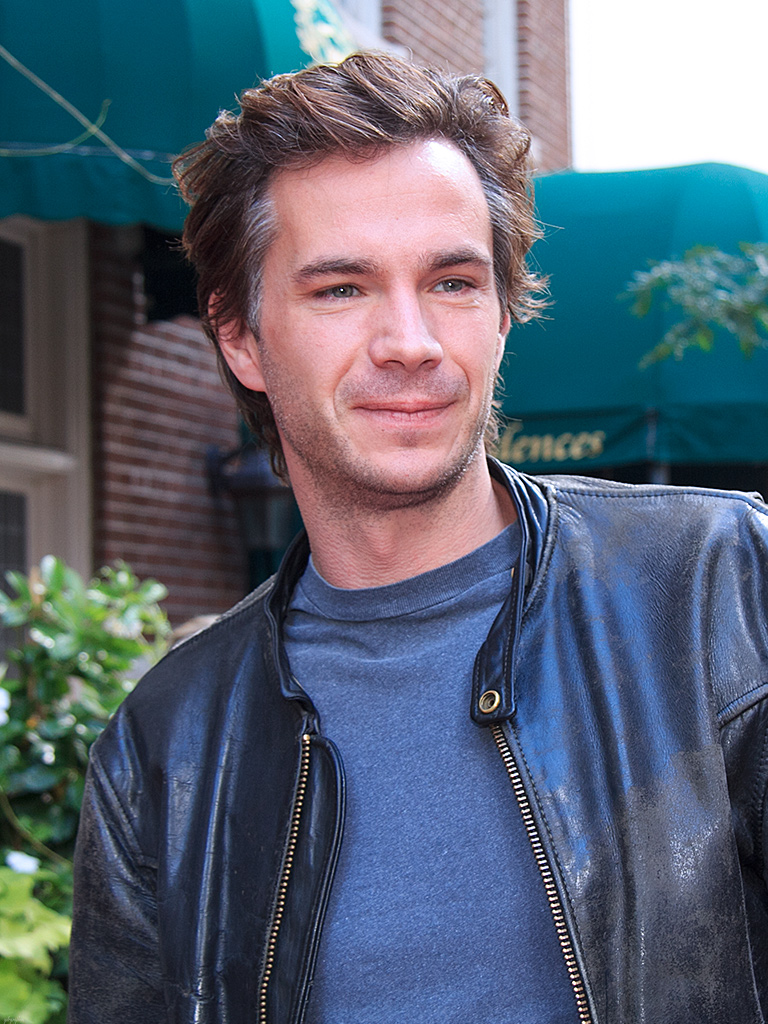
James D’Arcy

- 24. August: James D’Arcy, britischer Schauspieler
- 24. August: Aylin Esener, deutsche Schauspielerin
- 24. August: Levente Hozó, rumänischer Eishockeyspieler
- 24. August: Joanna Jakimiuk, polnische Degenfechterin
- 24. August: André Kapke, deutscher Rechtsextremist
- 24. August: Gerald Kerkletz, österreichischer Kameramann
- 24. August: Kelly McCarty, US-amerikanisch-russischer Basketballspieler
- 24. August: Marc Miller, US-amerikanischer Automobilrennfahrer
- 24. August: Drew Sarich, amerikanischer Musicaldarsteller
- 24. August: Jens Südekum, deutscher Ökonom
- 24. August: Mark de Vries, niederländischer Fußballspieler
- 24. August: Mindaugas Žukauskas, litauischer Basketballspieler
- 25. August: Jan Ammann, deutscher Sänger und Schauspieler
- 25. August: Michelle Beaudoin, kanadische Schauspielerin
- 25. August: Guillermo Brunetta, argentinischer Radrennfahrer
- 25. August: Hanno Busch, deutscher Jazz-Gitarrist
- 25. August: Chen Ing-Hau, taiwanischer Informatiker

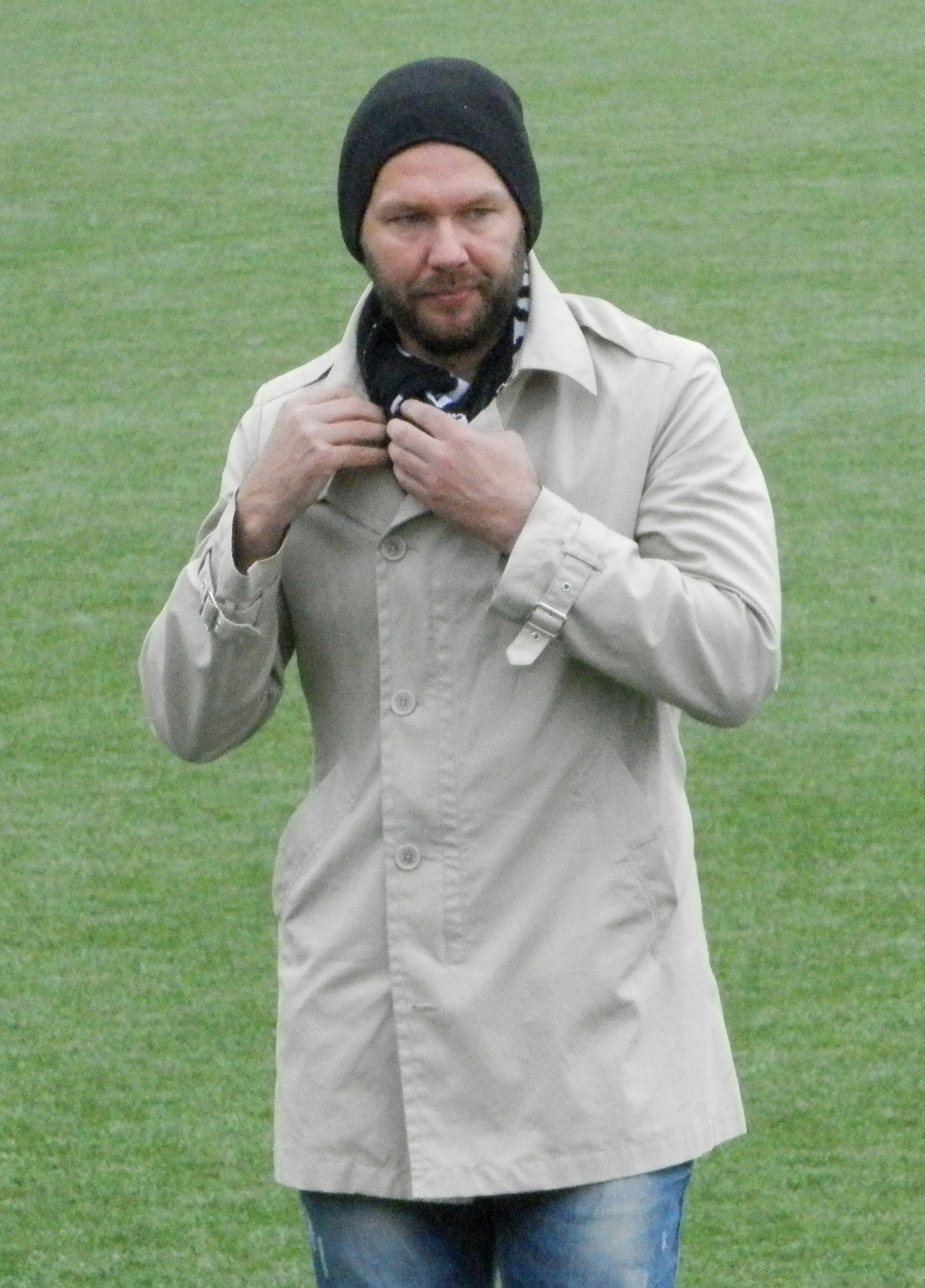
Hans Fróði Hansen

- 25. August: Hans Fróði Hansen, färöischer Fußballspieler
- 25. August: Ross Hull, kanadischer Schauspieler und Wetteransager
- 25. August: Ivan Jurić, kroatischer Fußballspieler und -trainer
- 25. August: Sascha Köstner, deutscher Tischtennisspieler
- 25. August: Daniela Krien, deutsche Schriftstellerin und Filmemacherin
- 25. August: Rene Mlekuž, slowenischer Skirennläufer
- 25. August: Hervé Nzelo-Lembi, kongolesischer Fußballspieler
- 25. August: Philipp Stennert, deutscher Filmregisseur und Drehbuchautor
- 25. August: Petria Thomas, australische Schwimmerin
- 25. August: Martin Wein, deutscher Journalist und Autor
- 26. August: Mercy Akide-Udoh, nigerianische Fußballspielerin
- 26. August: John Cabrera, US-amerikanischer Schauspieler, Drehbuchautor und Regisseur
- 26. August: Serhij Dychtjar, ukrainischer Fußballspieler
- 26. August: Morgan Ensberg, US-amerikanischer Baseballspieler
- 26. August: Mårten Handler, schwedischer Skilangläufer und Biathlet
- 26. August: Momar Njie, gambischer Fußballspieler
- 26. August: Mindaugas Sabutis, litauischer evangelischer Bischof
- 26. August: Timur Yanyalı, türkischer Fußballspieler
- 27. August: Cheung Sai-ho, Hongkonger Fußballspieler († 2011)
- 27. August: Björn Gelotte, schwedischer Gitarrist

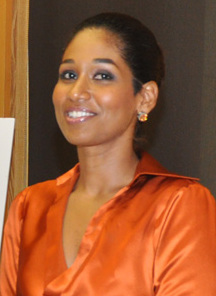
Lisa Hanna

- 27. August: Lisa Hanna, jamaikanische Politikerin, ehemalige Miss World
- 27. August: Judith Kernke, deutsche Schauspielerin und Sprecherin
- 27. August: Kim Moo-kyo, südkoreanische Tischtennisspielerin
- 27. August: Jonny Moseley, US-amerikanischer Freestyle-Skier
- 27. August: Bodie Olmos, US-amerikanischer Schauspieler
- 27. August: Luca Sisera, Schweizer Jazzmusiker
- 27. August: Markus Väth, deutscher Psychologe und Sachbuchautor
- 28. August: Magnus Andersen, norwegischer Handballspieler
- 28. August: Eugene Byrd, US-amerikanischer Schauspieler
- 28. August: Pietro Caucchioli, italienischer Radrennfahrer
- 28. August: Tobias Foskett, australischer Dirigent
- 28. August: Danny Fütterer, deutscher Fußballspieler

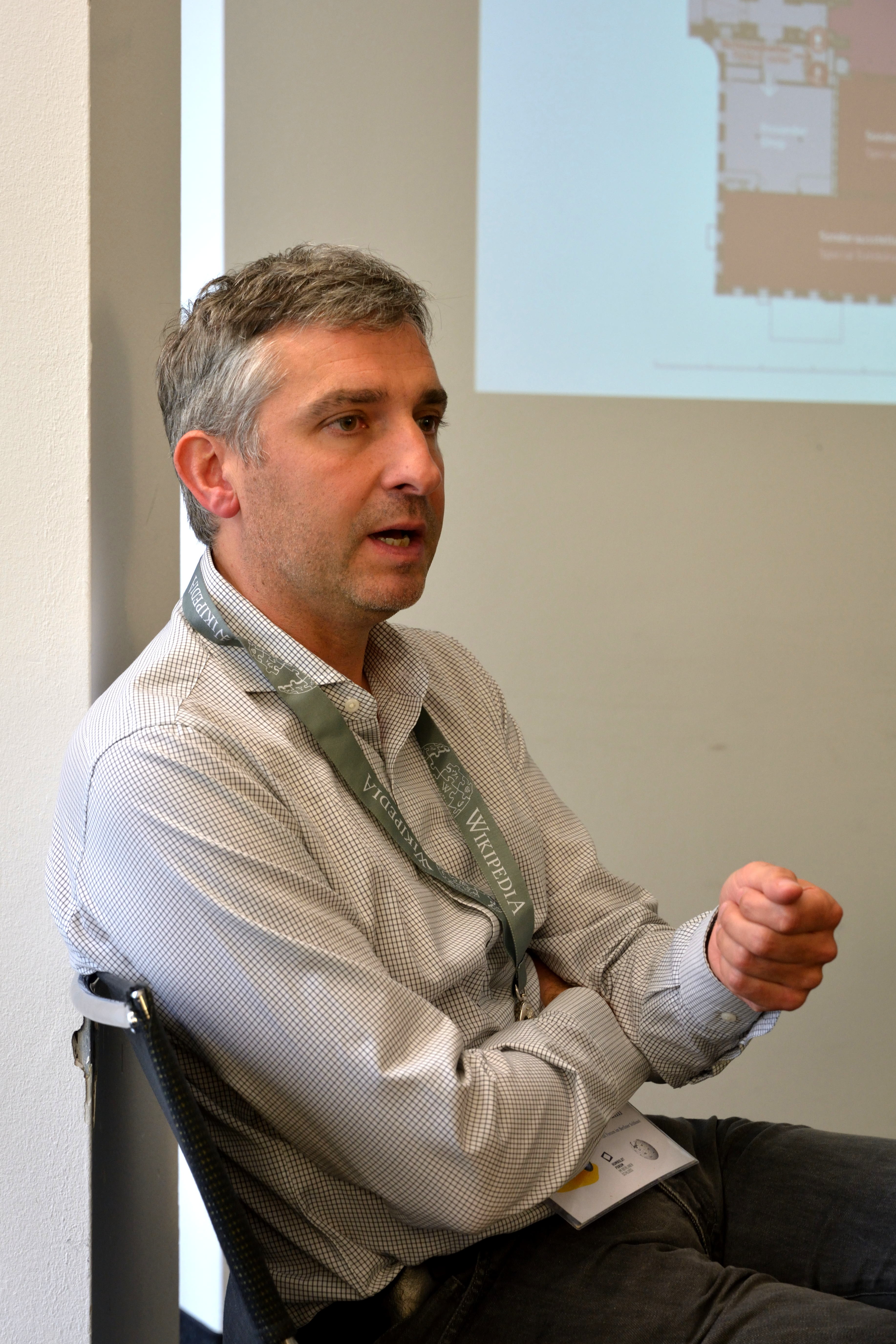
Alfred Hagemann

- 28. August: Alfred Hagemann, deutscher Kunsthistoriker
- 28. August: Nicole Janischewski, deutsche Fußballspielerin
- 28. August: Vera Jordanova, finnische Schauspielerin und Fotomodell
- 28. August: Maxim Kusjuk, russischer Manager und Generaldirektor von Ischmasch
- 28. August: Thalamus McGhee, US-amerikanischer Basketballspieler
- 28. August: Jade Raymond, kanadische Videospiel-Produzentin
- 28. August: Saba Sahar, afghanische Filmemacherin und Schauspielerin
- 28. August: Carsten Schütz, deutscher Langstreckenläufer
- 28. August: Tim Spier, deutscher Politikwissenschaftler († 2017)
- 28. August: Marek Szulen, polnischer Komponist und Musiker
- 28. August: Senad Tiganj, slowenischer Fußballspieler
- 28. August: Anke Wichmann, deutsche Radrennfahrerin
- 29. August: Pedro Alcázar, panamaischer Profiboxer († 2002)

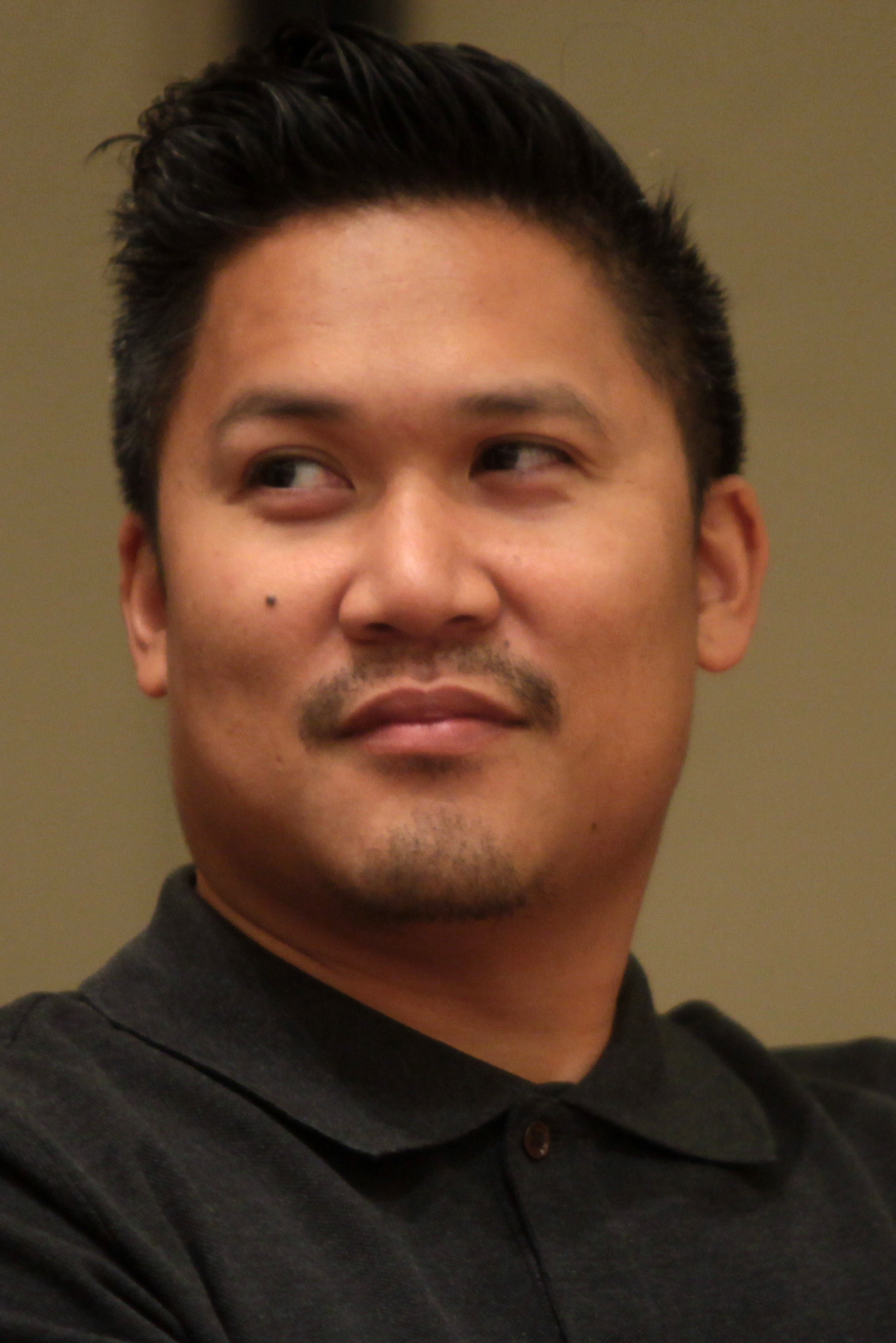
Dante Basco

- 29. August: Dante Basco, philippinisch-US-amerikanischer Schauspieler, Tänzer und Rapper
- 29. August: Maria Bertrand, kanadische Schauspielerin
- 29. August: Juan Diego Botto, spanischer Filmschauspieler
- 29. August: Jeffrey Nicholas Brown, US-amerikanischer Schauspieler
- 29. August: Che Bunce, neuseeländischer Fußballspieler
- 29. August: Kyle Cook, US-amerikanischer Musiker
- 29. August: Torsten Hothorn, deutscher Mathematiker
- 29. August: Hannes Hyvönen, finnischer Eishockeyspieler
- 29. August: Marcin Krzywański, polnischer Sprinter
- 29. August: Joachim Ladler, österreichischer Extremsportler
- 29. August: Alexander Langguth, deutscher Politiker
- 29. August: Kristin Lewis, amerikanische Opernsängerin

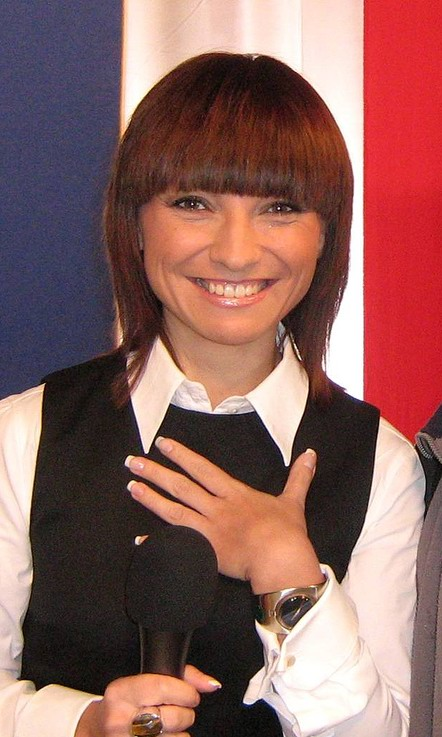
Marzena Sienkiewicz

- 29. August: Marzena Sienkiewicz, polnische Journalistin und Wettermoderatorin
- 29. August: Andrea Wagner, österreichische Politikerin
- 30. August: Niko Alm, österreichischer Unternehmer, Publizist, Politiker und Politik-Aktivist für Laizität
- 30. August: Marina Anissina, russisch-französische Eiskunstläuferin
- 30. August: Giorgi Assanidse, georgischer Gewichtheber
- 30. August: Roberto Carretero, spanischer Tennisspieler
- 30. August: Cristian Gonzáles, indonesisch-uruguayischer Fußballspieler
- 30. August: Bisco Hatori, japanische Manga-Zeichnerin
- 30. August: Radhi Jaïdi, tunesischer Fußballspieler
- 30. August: Krzysztof Jeżowski, polnischer Radrennfahrer
- 30. August: Stefan Köck, österreichischer Fußballspieler
- 30. August: Christoph Meyer, deutscher Politiker

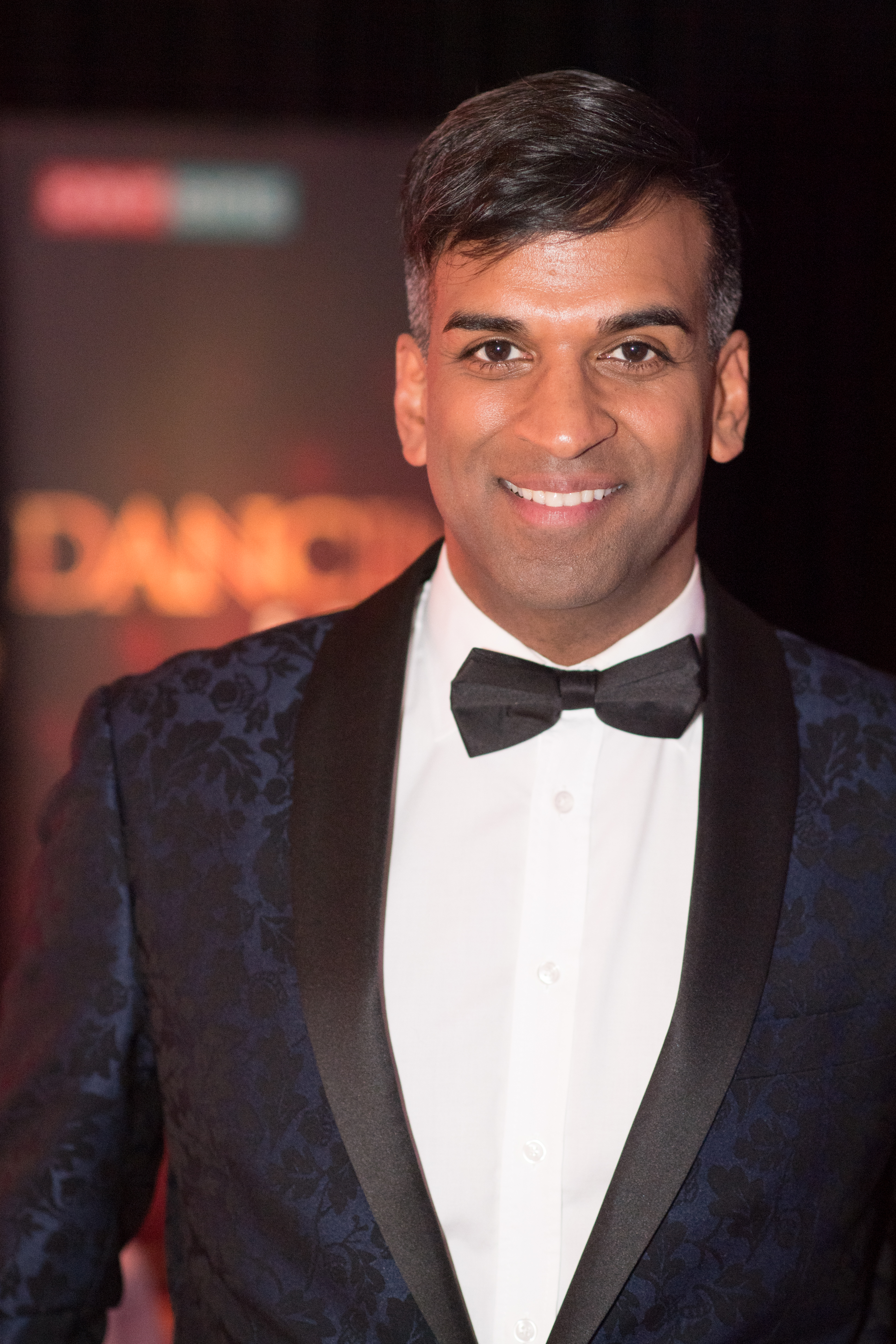
Ramesh Nair

- 30. August: Ramesh Nair, indisch-österreichischer Choreograph, Tänzer, Bühnendarsteller und Sänger
- 30. August: Chikako Nakayama, japanische Badmintonspielerin
- 30. August: Eva Rexed, schwedische Schauspielerin
- 30. August: Ian Russell, US-amerikanischer Fußballspieler und -trainer
- 30. August: Petr Stoilov, tschechischer Fußballspieler
- 30. August: Marcus Weichert, deutscher Politiker
- 30. August: Natalja Zilinskaja, belarussische Radrennfahrerin
- 31. August: Jan Becker (Hypnotiseur), deutscher Hypnotiseur, Mentalist und Autor
- 31. August: Ante Čović, kroatischer Fußballspieler und -trainer
- 31. August: John Grahame, US-amerikanischer Eishockeytorwart und -trainer
- 31. August: Daniel Harding, britischer Dirigent
- 31. August: Philipp Kutter, Schweizer Politiker
- 31. August: Papito Monteiro, osttimoresischer Politiker
- 31. August: Nate Radley, US-amerikanischer Jazzmusiker und Komponist
- 31. August: Sara Ramírez, mexikanisch-US-amerikanische Schauspielerin

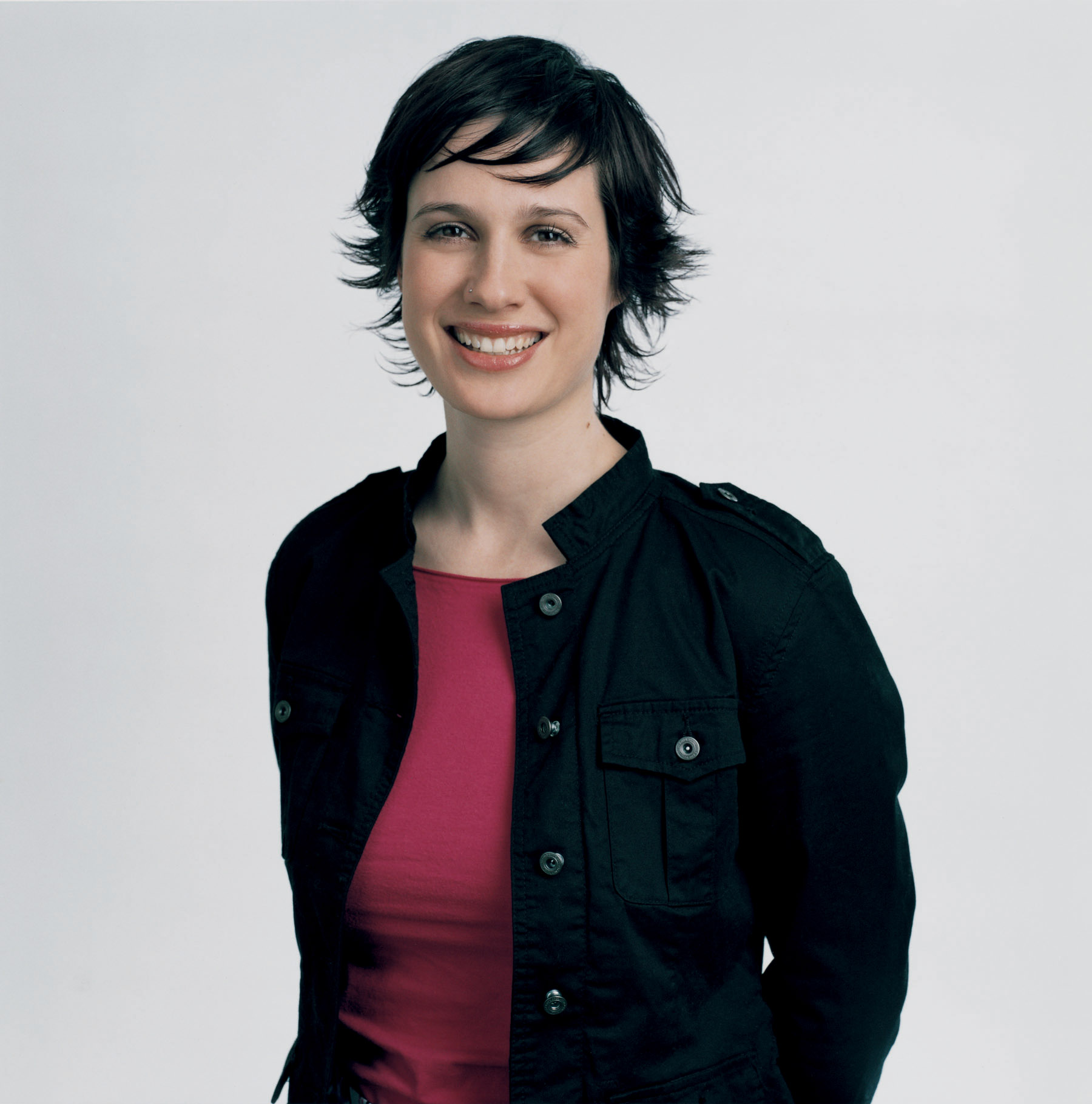
Marie Ringler

- 31. August: Marie Ringler, österreichische Politikerin
- 31. August: Edward Silva, uruguayischer Gewichtheber
- 00. August: Ibtissam Lachgar, marokkanische Feministin, Menschenrechts- und LGBT-Aktivistin
- 00. August: Sarah Young, britische Seglerin und Unternehmerin († 2016)

### September
- 01. September: Andrzej Bachleda-Curuś junior, polnischer Skirennläufer
- 01. September: Fiona Docherty, neuseeländische Duathletin und Triathletin
- 01. September: Dudley Dorival, haitianischer Leichtathlet
- 01. September: Markus Feldenkirchen, deutscher Journalist und Schriftsteller
- 01. September: Wolfgang Fries, deutscher Eishockeyspieler

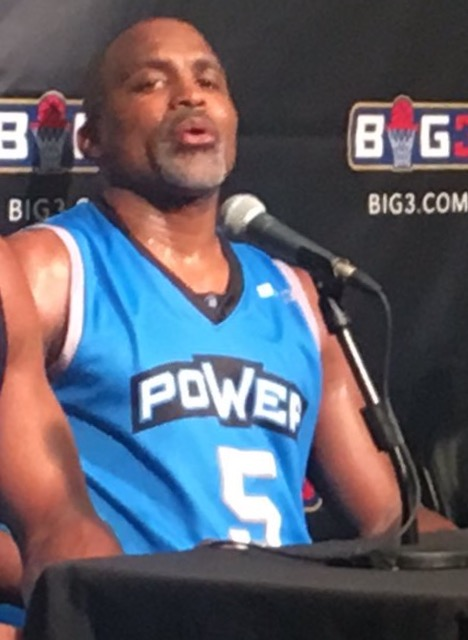
Cuttino Mobley

- 01. September: Cuttino Mobley, US-amerikanischer Basketballspieler
- 01. September: Dario Pieri, italienischer Radrennfahrer
- 01. September: Elvira Rahić, bosnische Pop- und Turbofolk-Sängerin
- 01. September: Omar Rodriguez Lopez, US-amerikanischer Gitarrist, Komponist und Musikproduzent
- 01. September: Fabien Rohrer, Schweizer Snowboarder
- 01. September: Scott Speedman, kanadischer Schauspieler und Schwimmer
- 01. September: Richard Ulfsäter, schwedischer Schauspieler
- 01. September: Martyn Williams, walisischer Rugbyspieler

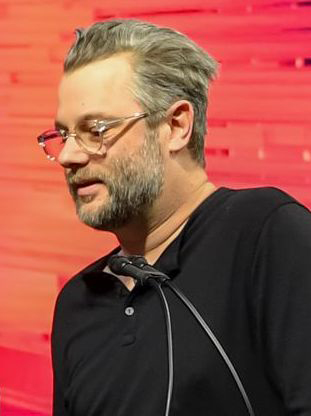
Cory Barlog

- 02. September: Cory Barlog, US-amerikanischer Computerspielentwickler
- 02. September: Amadou Diallo, von der Polizei erschossener guineascher Immigrant († 1999)
- 02. September: René Eisner, österreichischer Fußballschiedsrichter
- 02. September: Csaba Fehér, ungarischer Fußballspieler

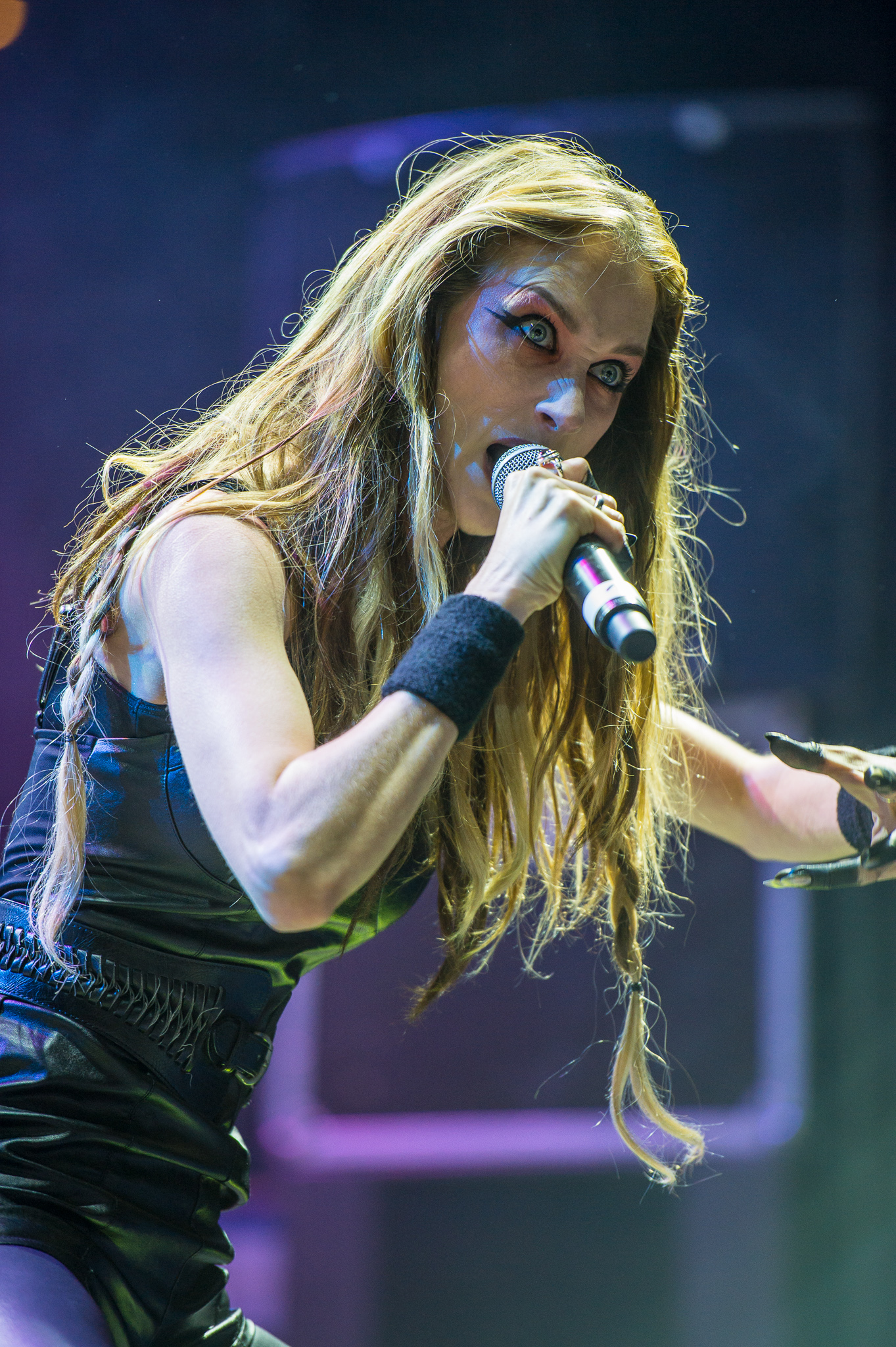
Jill Janus

- 02. September: Jill Janus, US-amerikanische Heavy-Metal-Musikerin, DJ und Playmate († 2018)
- 02. September: Alexandre Lacroix, französischer Schriftsteller, Essayist und Journalist
- 02. September: Mc chris, US-amerikanischer Rapper und Synchronsprecher
- 02. September: Magnus Pahl, deutscher Offizier und Historiker
- 02. September: Alexandra Schalaudek, deutsche Schauspielerin
- 03. September: Elke Adams, deutsche Juristin
- 03. September: Chen Jing, chinesische Volleyballspielerin
- 03. September: Hernán Cline, uruguayischer Radrennfahrer
- 03. September: Cristobal Huet, französisch-schweizerischer Eishockeytorwart und -trainer
- 03. September: Liu Ying, chinesische Eiskunstläuferin
- 03. September: Stefan Müller, deutscher Politiker
- 03. September: Alexander Onischuk, US-amerikanisch-ukrainischer Schachgroßmeister
- 03. September: Marcel Rath, deutscher Fußballspieler

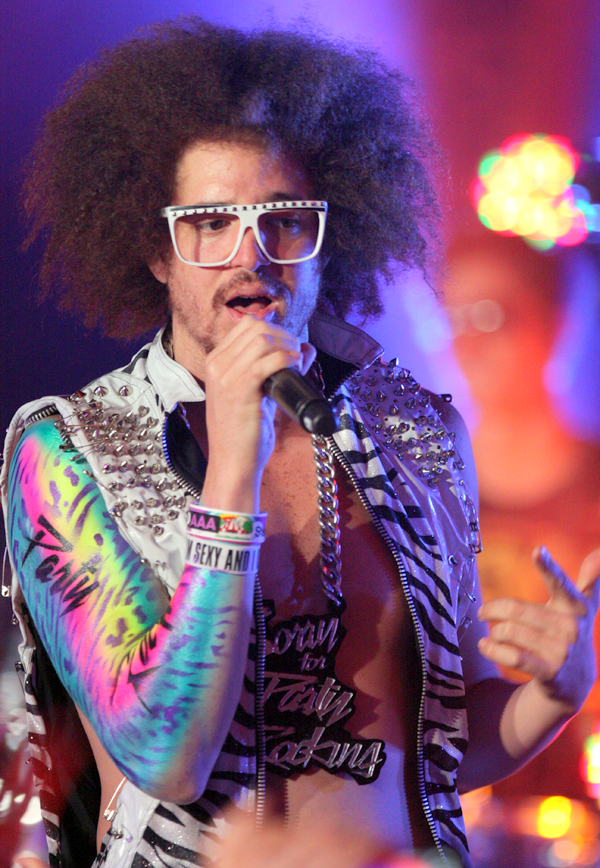
Redfoo

- 03. September: Redfoo, US-amerikanischer Rapper
- 03. September: Dmitri Stjopuschkin, russischer Bobfahrer († 2022)
- 03. September: Christian Vinck, deutscher Tennisspieler
- 04. September: Miguel Acosta Moreno, mexikanischer Fußballspieler
- 04. September: Yehiel Bar, israelischer Politiker
- 04. September: Sevim Dağdelen, deutsche Politikerin
- 04. September: Alan Letang, kanadischer Eishockeyspieler
- 04. September: Sofia Lind, schwedische Skilangläuferin
- 04. September: Mikhail Mamleev, russisch-italienischer Orientierungsläufer
- 04. September: Dominik Marks, Fußballschiedsrichter
- 04. September: Sergio Martínez Ballesteros, spanischer Fußballspieler
- 04. September: Kai Owen, walisischer Film- und Theaterschauspieler
- 04. September: Mark Ronson, britischer Musikproduzent und DJ
- 04. September: Yoani Sánchez, kubanische regimekritische Journalistin und Bloggerin
- 04. September: Dominic Seiterle, kanadischer Ruderer
- 05. September: Bettina Blümner, deutsche Regisseurin und Drehbuchautorin
- 05. September: George Boateng, ghanaisch-niederländischer Fußballspieler und -trainer

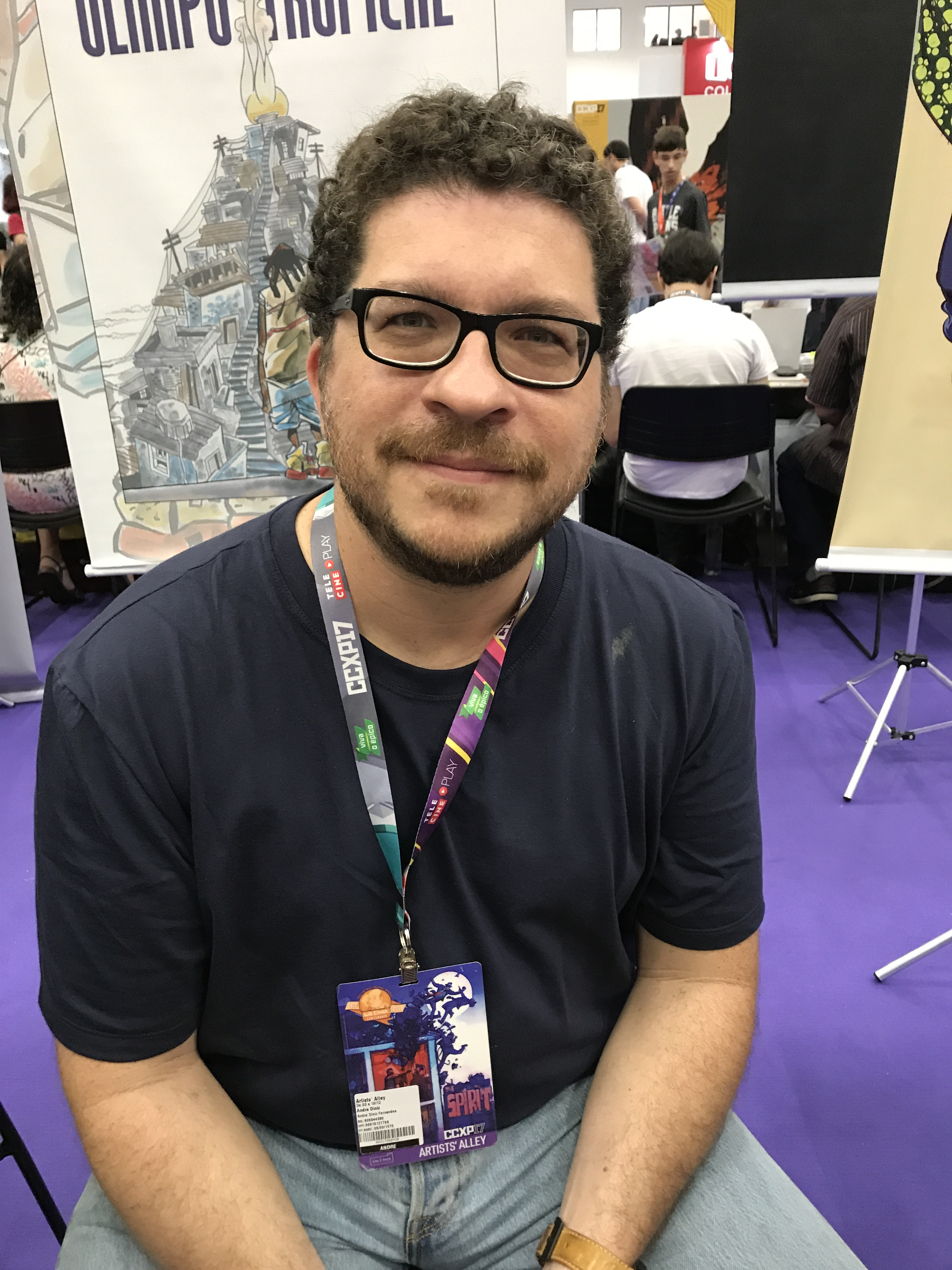
André Diniz

- 05. September: André Diniz, brasilianischer Comiczeichner
- 05. September: Titus Hollweg, österreichisch-deutscher Regisseur
- 05. September: Sinan Hoxha, albanischer Sänger
- 05. September: Lars Käppler, deutscher Neonazi und ehemaliger Funktionär der Jungen Nationaldemokraten (JN)
- 05. September: Ida Kovács, ungarische Marathonläuferin
- 05. September: Felix Marc, deutscher Sänger und Songwriter
- 05. September: Andris Naudužs, lettischer Radrennfahrer
- 05. September: Paul Spadafora, US-amerikanischer Boxer
- 05. September: Josephus Yenay, liberianischer Fußballspieler
- 05. September: Kimika Yoshino, japanisches Modell, Schauspielerin und Popsängerin
- 06. September: Sylvie Becaert, französische Biathletin
- 06. September: Therry Brunner, Schweizer Freestyle-Snowboarder
- 06. September: Erubey Cabuto, mexikanischer Fußballtorhüter
- 06. September: Laetitia Calmeyn, belgische Theologin
- 06. September: Patrick Fischer, Schweizer Eishockeyspieler und -trainer

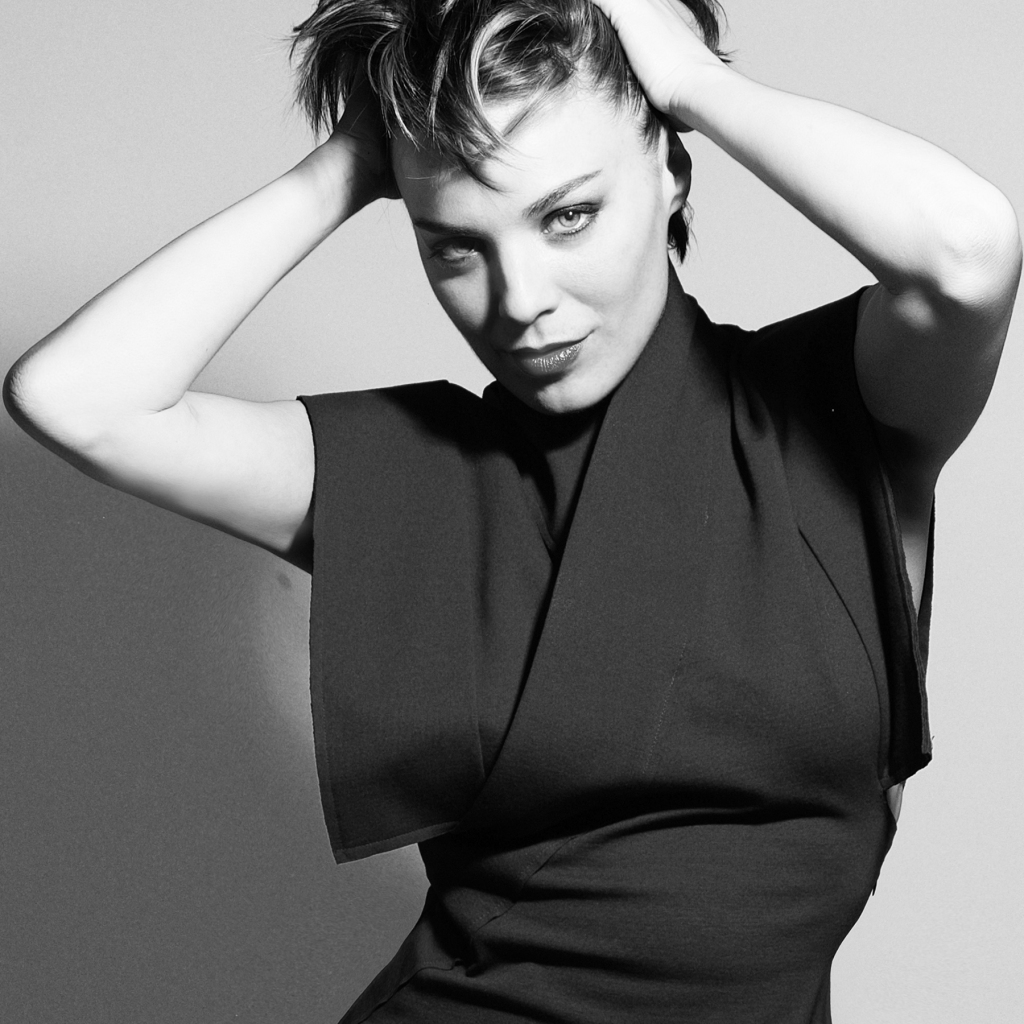
Gala

- 06. September: Gala, italienische Sängerin
- 06. September: Florian Hartmann, deutscher Historiker
- 06. September: Kalle Kiiskinen, finnischer Curler
- 06. September: Oleg Perepetschonow, russischer Gewichtheber
- 06. September: Francisco Puñal Martínez, spanischer Fußballspieler
- 06. September: Ryōko Tani, japanische Judoka
- 06. September: Robbi Weldon, kanadische Sportlerin
- 07. September: Norick Abe, japanischer Motorradrennfahrer († 2007)
- 07. September: Reto Burgermeister, Schweizer Skilangläufer
- 07. September: Kim Farrant, australische Regisseurin, Drehbuchautorin und Filmproduzentin
- 07. September: Suguru Itō, japanischer Fußballspieler

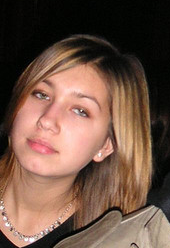
Jelena Kiper

- 07. September: Jelena Kiper, russische Musikproduzentin
- 07. September: Andrij Melnyk, ukrainischer Jurist, Politiker und Diplomat
- 07. September: Hendrick Mokganyetsi, südafrikanischer Leichtathlet
- 07. September: Manuel Pretzl, deutscher Politiker
- 07. September: Harold Wallace, costa-ricanischer Fußballspieler
- 07. September: Mirjam Weerd, niederländische Triathletin
- 07. September: Whayne Wilson, costa-ricanischer Fußballspieler († 2005)
- 07. September: Ramazan Yıldırım, türkischer Fußballspieler und -trainer
- 08. September: Mario Bazina, kroatischer Fußballspieler
- 08. September: Daniel Del Monte, deutsch-kanadischer Eishockeyspieler
- 08. September: Franklin, deutscher Fernsehmoderator
- 08. September: Eduard Fuchs, österreichischer Extremsportler
- 08. September: André Gatzke, deutscher Fernsehmoderator
- 08. September: Royden Lam, hongkonger Dartspieler
- 08. September: Chris Latham, australischer Rugby-Union-Spieler
- 08. September: Lee Eul-yong, südkoreanischer Fußballspieler und -trainer
- 08. September: Jelena Lichowzewa, kasachische und russische Tennisspielerin
- 08. September: Oliver Nachtwey, deutscher Volkswirt, Soziologe
- 08. September: Ilkka Nyqvist, finnischer Badmintonspieler
- 08. September: Bettina Prendergast, österreichische Journalistin
- 08. September: Larenz Tate, US-amerikanischer Schauspieler
- 08. September: Torsten Traub, deutscher Fußballspieler
- 08. September: Simone Wagner, deutsche Schauspielerin

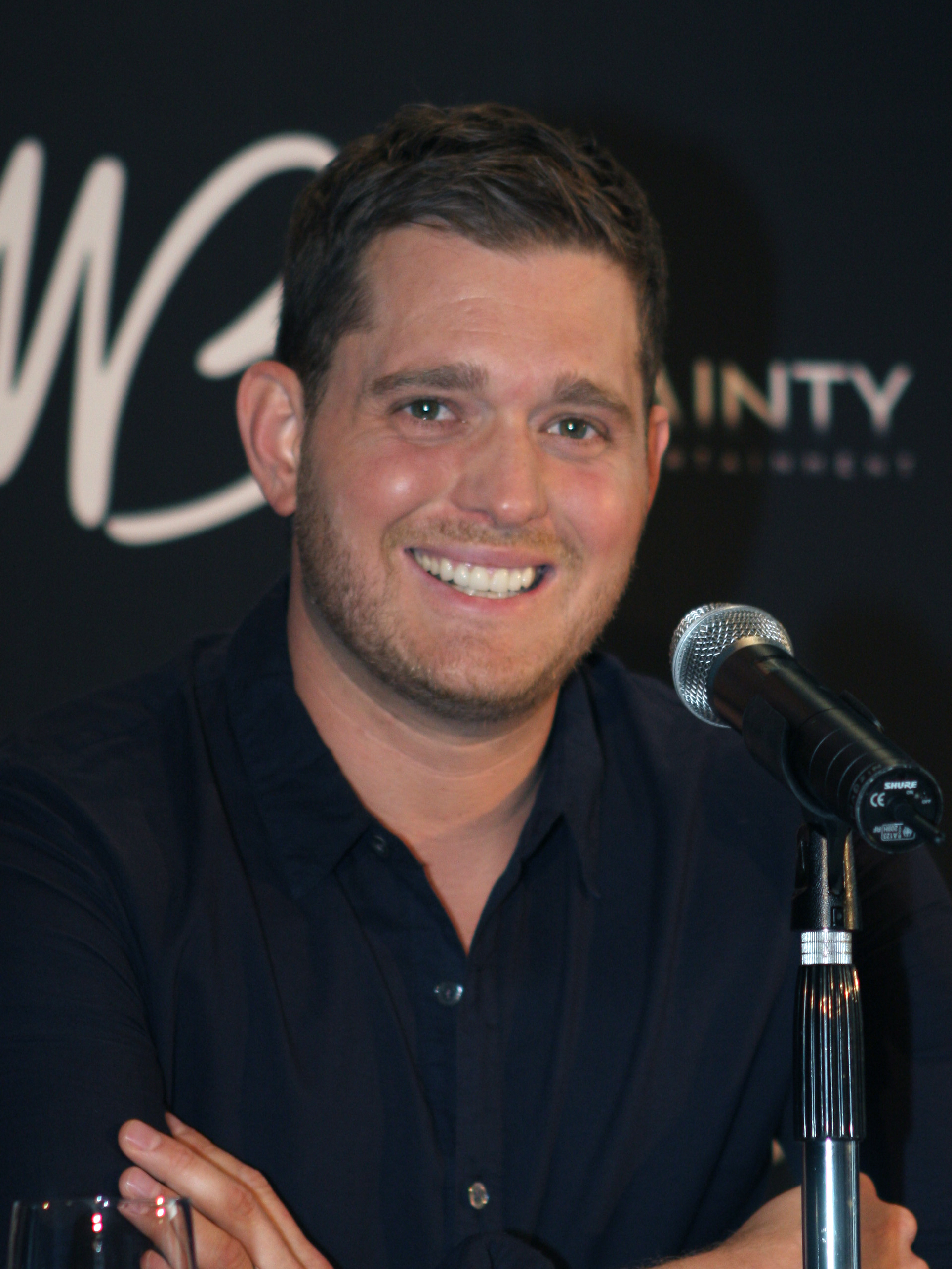
Michael Bublé

- 09. September: Michael Bublé, kanadischer Jazz-Sänger und Schauspieler
- 09. September: Bianca Hein, deutsche Schauspielerin
- 09. September: Melanie Huml, deutsche Politikerin
- 09. September: Kathleen Kern, deutsche Turnerin
- 09. September: Kitipon Kitikul, thailändischer Badmintonspieler
- 09. September: Caroline Chepkorir Kwambai, kenianische Langstreckenläuferin
- 09. September: Jörg Ludewig, deutscher Radrennfahrer
- 09. September: Jörg Nobis, deutscher Politiker
- 09. September: Anton Oliver, neuseeländischer Rugbyspieler

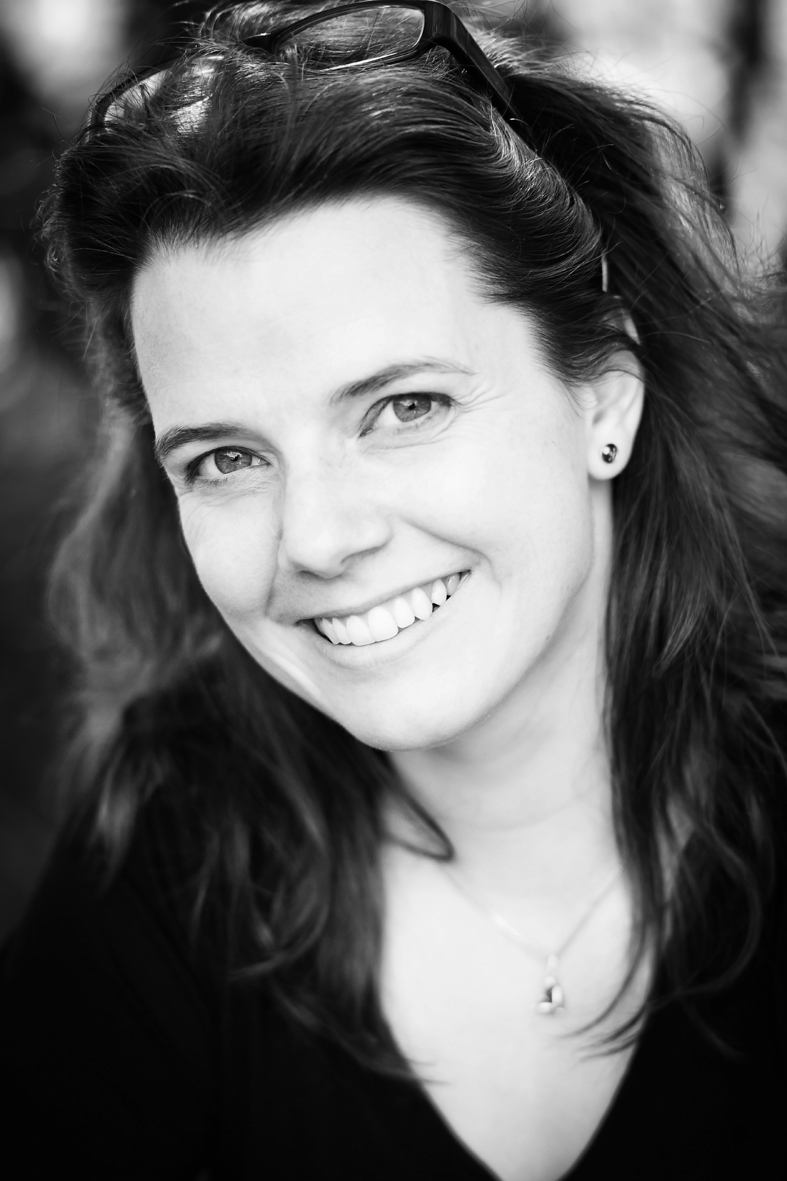
Sonja Rüther

- 09. September: Sonja Rüther, deutsche Buchautorin, Malerin und Illustratorin
- 09. September: Dorota Siudek, polnische Eiskunstläuferin
- 09. September: Andrei Solomatin, russischer Fußballspieler
- 10. September: Kyle Bornheimer, US-amerikanischer Schauspieler
- 10. September: Kim Herring, US-amerikanischer American-Football-Spieler
- 10. September: Viktor Kassai, ungarischer Fußballschiedsrichter
- 10. September: Tord Lien, norwegischer Politiker
- 10. September: José Alberto Martínez, spanischer Radrennfahrer
- 10. September: Giuseppe Palumbo, italienischer Radrennfahrer
- 10. September: Denis Pederson, kanadischer Eishockeyspieler
- 10. September: Eugenijus Sabutis, litauischer Politiker und Verwaltungsjurist
- 10. September: Nobuhisa Yamada, japanischer Fußballspieler
- 11. September: Florian Cieslik, deutscher Lyriker und Slam-Poet
- 11. September: Sülmez Dogan, deutsche Politikerin
- 11. September: Elephant Man, jamaikanischer Dancehall-Musiker

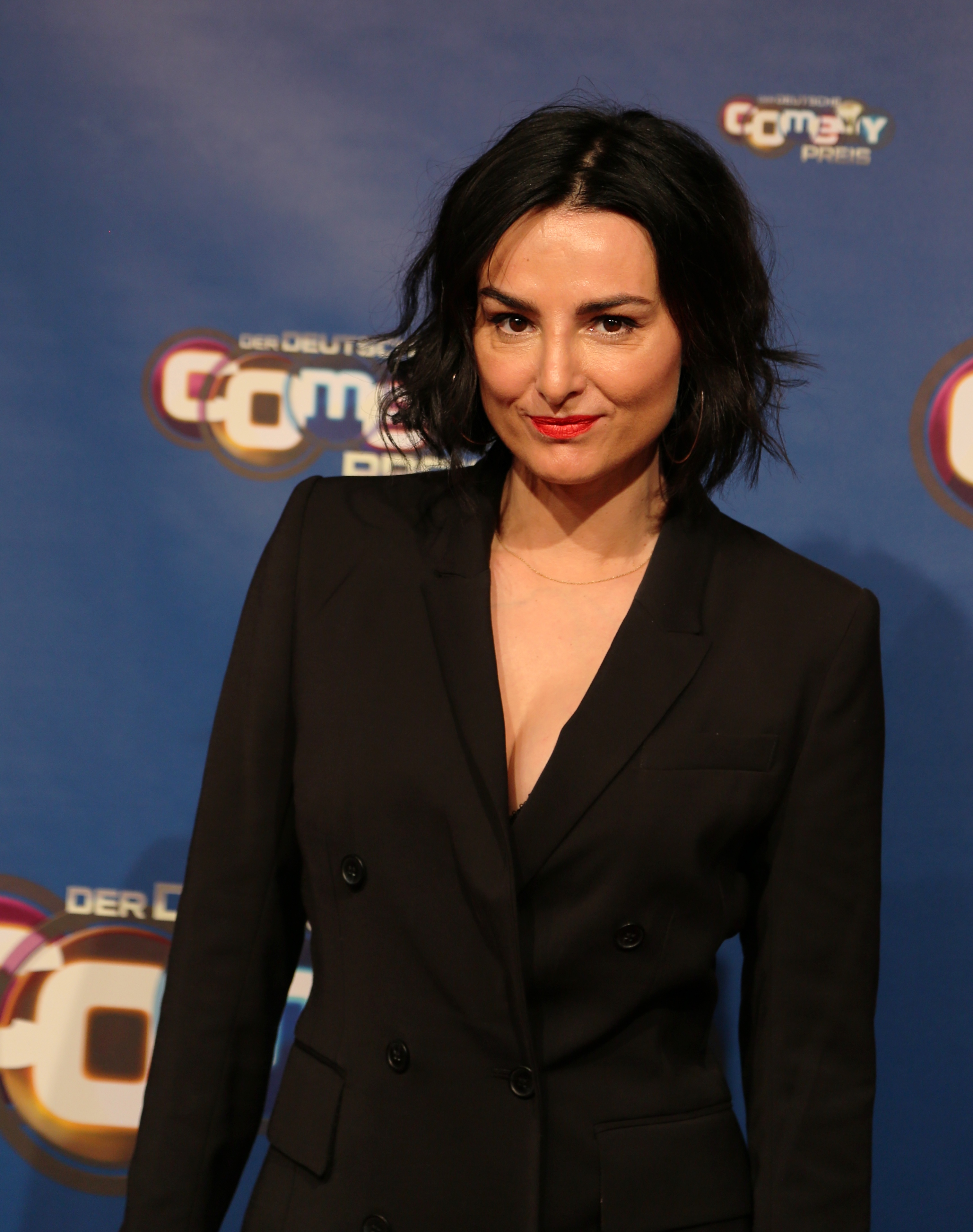
Mimi Fiedler

- 11. September: Mimi Fiedler, kroatisch-deutsche Schauspielerin
- 11. September: Emily Haack, US-amerikanische Schauspielerin
- 11. September: Jolie Holland, US-amerikanische Musikerin
- 11. September: Pierre Issa, südafrikanischer Fußballspieler
- 11. September: Tanja Lasch, deutsche Schlagersängerin
- 11. September: Diadenis Luna, kubanische Judoka
- 11. September: Dirk Meyer, deutscher Synchronsprecher
- 11. September: Neelix, deutscher Musikproduzent, Liveact und DJ
- 11. September: Gábor Ocskay, ungarischer Eishockeyspieler († 2009)
- 11. September: Pedro Soeíro, portugiesischer Radrennfahrer
- 11. September: Tang Dan, chinesische Filmregisseurin
- 12. September: Luis Castillo, dominikanischer Baseballspieler

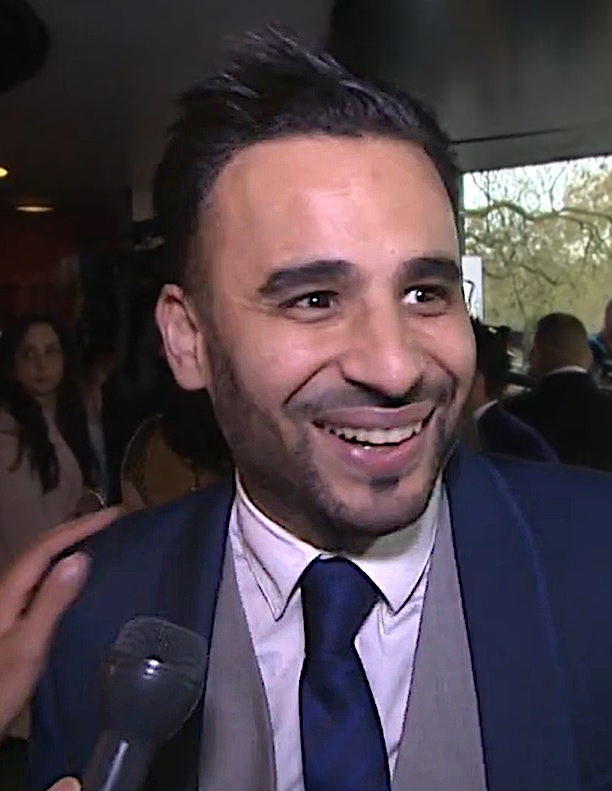
Ameet Chana

- 12. September: Ameet Chana, englischer Schauspieler
- 12. September: Evanilson, brasilianischer Fußballspieler
- 12. September: Alexander Frisch, deutscher Basketballspieler
- 12. September: Jake Mandell, US-amerikanischer Musiker
- 12. September: Sandra Otto, deutsche Badmintonspielerin
- 12. September: Irina Rusljakowa, russische Badmintonspielerin
- 12. September: Mauro Trentini, italienischer Radrennfahrer
- 12. September: Pascal Villechalane, französischer Fußballtorwart
- 13. September: Sandy Balestra, Schweizer Pornodarstellerin und Politikerin
- 13. September: Ian Carey, US-amerikanischer House-DJ und Musikproduzent († 2021)
- 13. September: Nico Gori, italienischer Jazzmusiker
- 13. September: Sonia Huguet, französische Radrennfahrerin
- 13. September: Maxim Sokownin, russischer Biathlet
- 13. September: Idan Tal, israelischer Fußballspieler
- 14. September: Tomás Campos, mexikanischer Fußballspieler

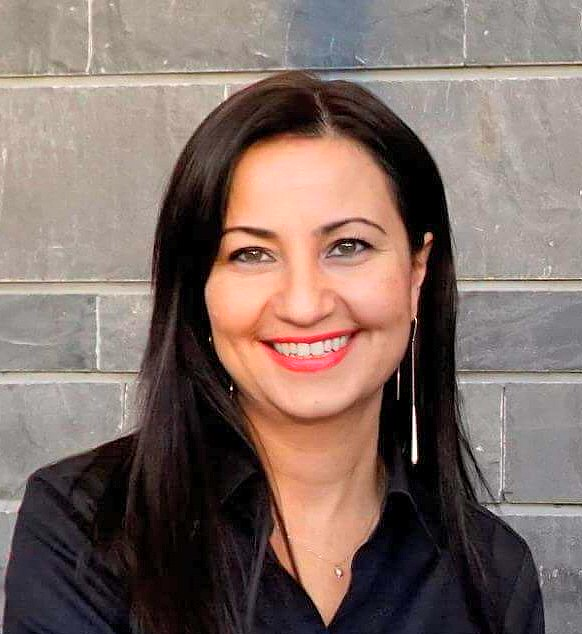
Iliana Iwanowa

- 14. September: Iliana Iwanowa, bulgarische Politikerin
- 14. September: Christof Leng, deutscher Politiker
- 14. September: Marie Munz, deutsche Schauspielerin
- 14. September: Babak Najafi, iranischer Regisseur und Drehbuchautor
- 14. September: Evelyn Ng, kanadische Pokerspielerin
- 14. September: Marian Petrow, bulgarischer Schach-Großmeister, Trainer, Theoretiker und Autor
- 14. September: Gustav Policella, deutscher Fußballspieler
- 14. September: Licia Ronzulli, italienische Politikerin
- 14. September: Alexander Schimmelbusch, österreichischer Romanautor
- 14. September: Travis Scott, kanadischer Eishockeytorwart
- 14. September: Marian Simion, rumänischer Boxer
- 14. September: Jan Taminiau, niederländischer Modedesigner

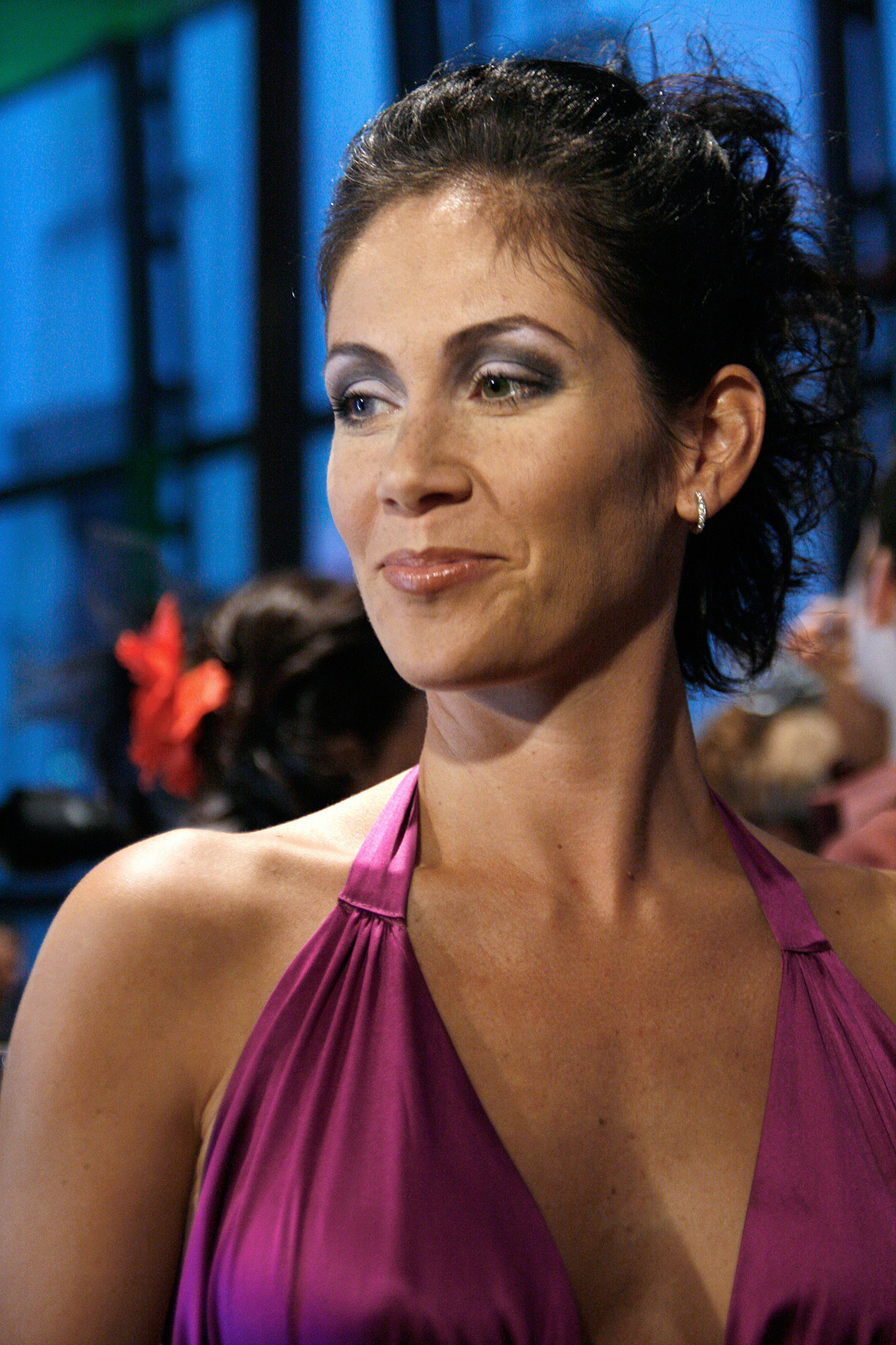
Adriana Zartl

- 14. September: Adriana Zartl, österreichische Fernsehmoderatorin, Schauspielerin und Tänzerin
- 14. September: Rolf Ziegler, Schweizer Eishockeyspieler
- 15. September: Tom Dolan, US-amerikanischer Schwimmer
- 15. September: Cerin Hong, deutsche Regisseurin koreanischer Abstammung
- 15. September: Doris Köhler, österreichische Kickboxerin und Boxerin
- 15. September: Andy LaPlegua, norwegischer Sänger
- 15. September: Tim Leahy, US-amerikanischer Eishockeyspieler
- 15. September: Mark Miller, US-amerikanischer Basketballtrainer und -spieler
- 15. September: Franz Ponweiser, österreichischer Fußballspieler und Trainer
- 15. September: Gerrit Schmidt-Foß, deutscher Schauspieler und Synchronsprecher
- 15. September: Iiu Susiraja, finnischer Regisseur
- 15. September: Jimy Szymanski, venezolanischer Tennisspieler
- 15. September: Xian Dongmei, chinesische Judoka
- 16. September: Vaidotas Bacevičius, litauischer Jurist und Politiker

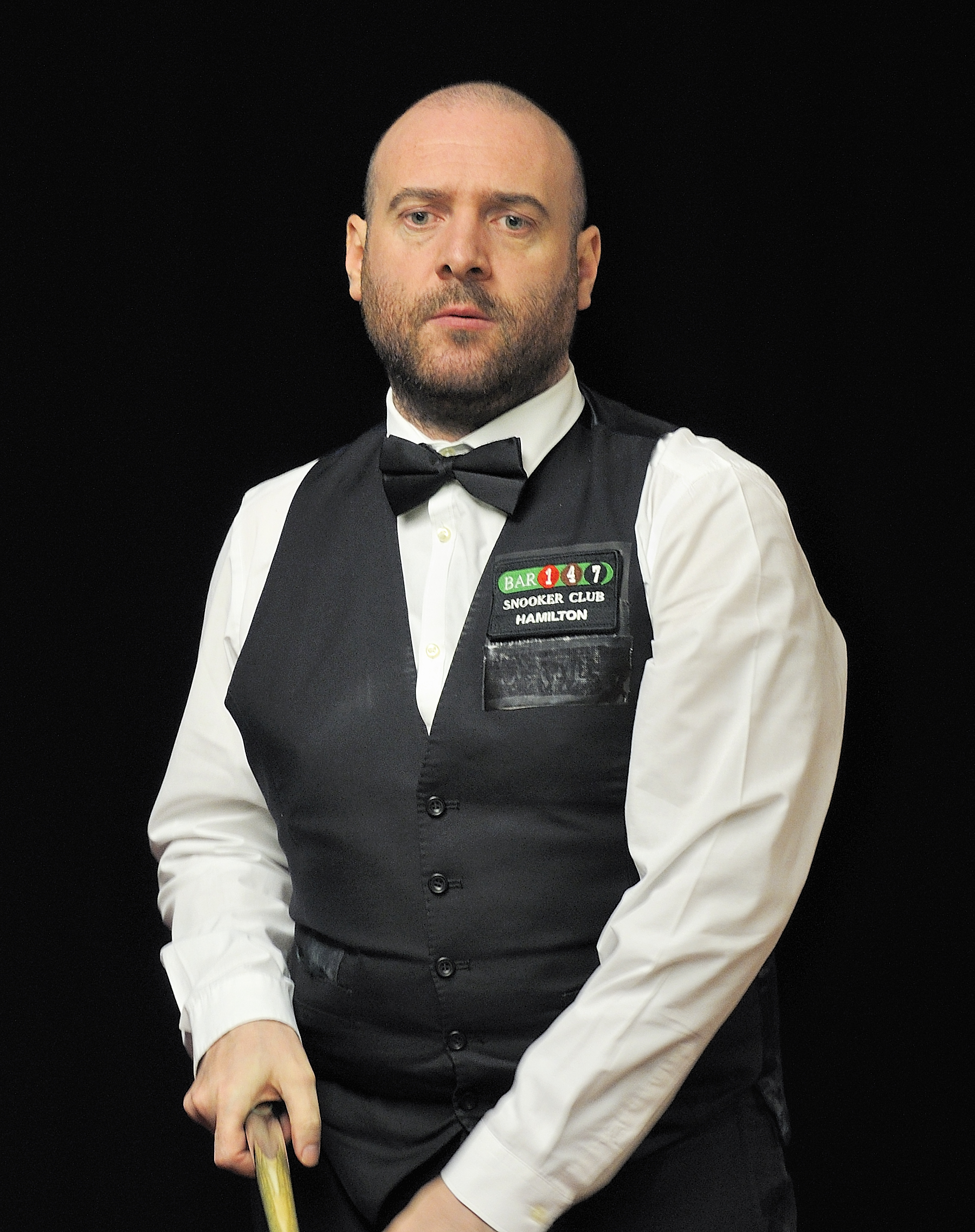
Jamie Burnett

- 16. September: Jamie Burnett, schottischer Snookerspieler
- 16. September: Carsten Daerr, deutscher Jazzpianist
- 16. September: Momo Faltlhauser, deutsche Moderatorin und Redakteurin
- 16. September: Gal Fridman, israelischer Windsurfer
- 16. September: Petra Haltmayr, deutsche Skirennläuferin
- 16. September: Ringo Herrig, deutscher Fußballspieler
- 16. September: Hans-Joachim Hof, deutscher Informatiker und Hochschullehrer
- 16. September: Jason Leffler, US-amerikanischer Automobilrennfahrer († 2013)
- 16. September: Wilfried Oellers, deutscher Politiker

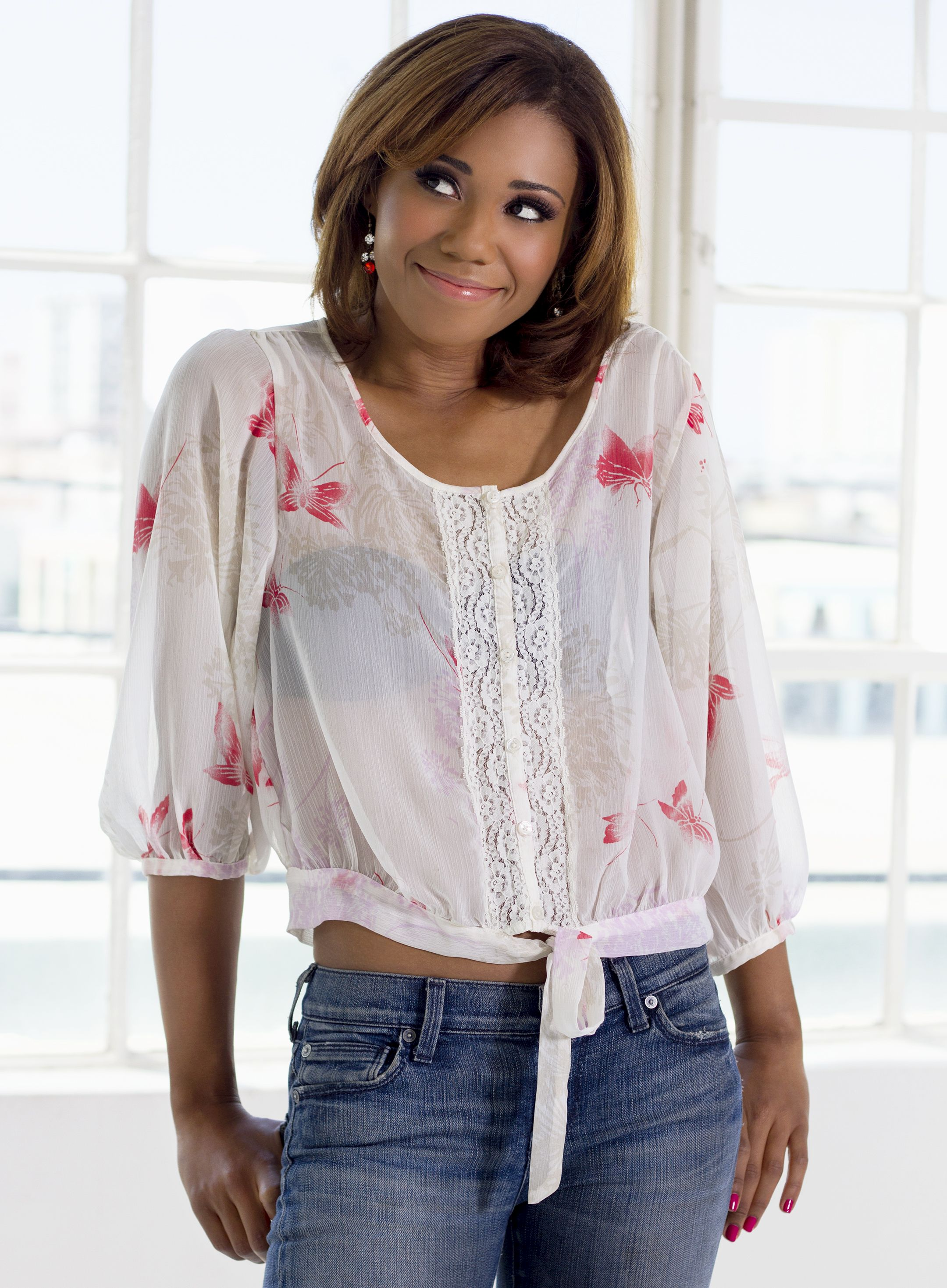
Toks Olagundoye

- 16. September: Toks Olagundoye, nigerianische Schauspielerin, Autorin und Produzentin
- 16. September: Amy Price-Francis, kanadische Schauspielerin
- 16. September: Thilo Prothmann, deutscher Schauspieler
- 16. September: Thekla Reuten, niederländische Schauspielerin
- 16. September: Rossana de los Ríos, paraguayische Tennisspielerin
- 16. September: Samanta Villar, spanische Journalistin
- 16. September: Candra Wijaya, indonesischer Badmintonspieler
- 17. September: Iradj Alexander, Schweizer Automobilrennfahrer
- 17. September: Nadja Bernhard, österreichische TV-Journalistin und Auslandskorrespondentin
- 17. September: Daniel Born, deutscher Politiker
- 17. September: Stefan Jänke, deutscher Komponist, Kirchenmusiker und Chorleiter
- 17. September: Jimmie Johnson, US-amerikanischer Automobilrennfahrer
- 17. September: Tayna Lawrence, jamaikanische Leichtathletin
- 17. September: Alexandra Philipps, deutsches Fotomodell sowie Schönheitskönigin
- 17. September: Yosvany Sánchez Larrudet, kubanischer Ringer
- 17. September: Ramazan Tunç, türkischer Fußballspieler
- 17. September: Oliver Urbanski, deutscher Schauspieler, Sänger, Komponist und Hörspielsprecher
- 17. September: Wilko de Vogt, niederländischer Fußballspieler
- 17. September: Rajtscho Wassilew, bulgarischer Stuntman und Schauspieler
- 18. September: Kai Achilles, deutscher Fußballspieler
- 18. September: Markus Brandl, deutscher Schauspieler

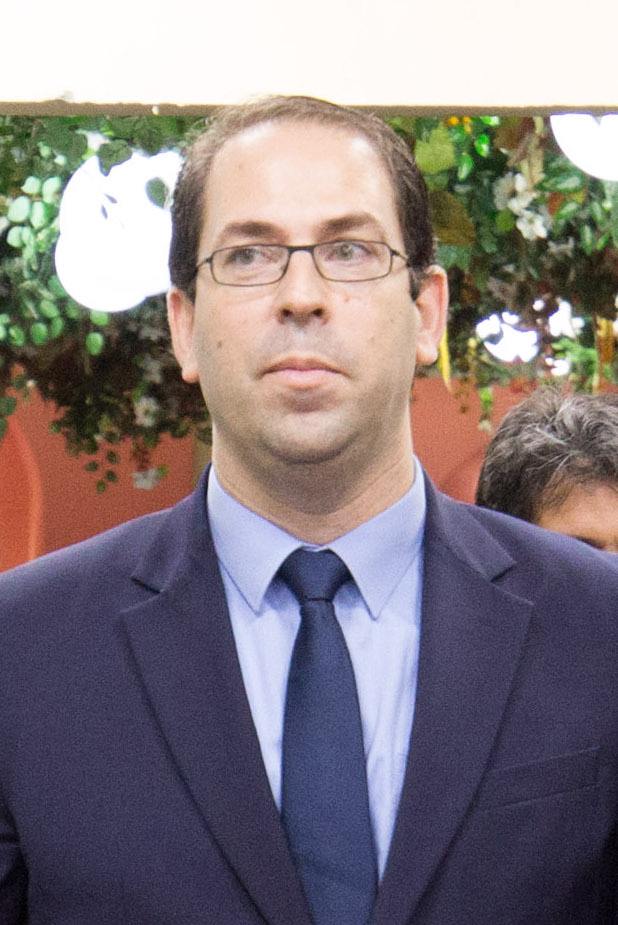
Youssef Chahed

- 18. September: Youssef Chahed, tunesischer Politiker
- 18. September: Igor Demo, slowakischer Fußballspieler
- 18. September: Akihiro Endō, japanischer Fußballspieler und -trainer
- 18. September: Orenda Fink, US-amerikanische Musikerin
- 18. September: Charlie Finn, US-amerikanischer Schauspieler
- 18. September: Jason Gardener, britischer Leichtathlet
- 18. September: Carlos Gruezo, ecuadorianischer Fußballspieler
- 18. September: Jorge Gutiérrez, kubanischer Boxer
- 18. September: Nadine Joachim, deutsche Karateka
- 18. September: Kanstanzin Lukaschyk, belarussischer Sportschütze
- 18. September: Guillaume Nantermod, Schweizer Snowboarder
- 18. September: Ngatukondje Nganjone, namibischer Musiker
- 18. September: Wolfgang Pfoser-Almer, österreichischer Filmemacher, künstlerischer Leiter, Vortragender und Kulturmanager
- 18. September: Markus Rumelhart, österreichischer Politiker

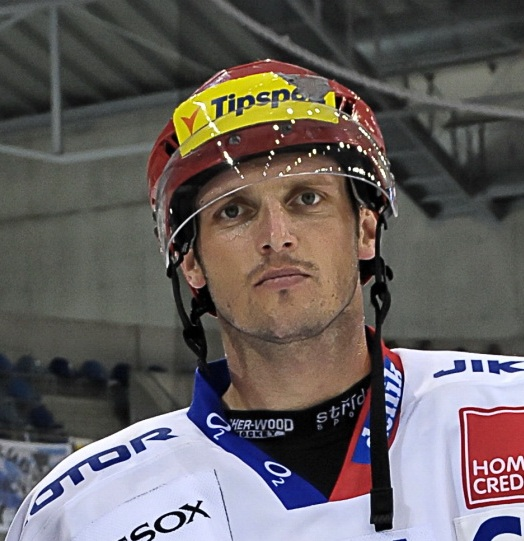
Petr Sailer

- 18. September: Petr Sailer, tschechischer Eishockeyspieler
- 18. September: Jason Sudeikis, US-amerikanischer Schauspieler und Komiker
- 19. September: Kentarō Asahi, japanischer Volleyball- und Beachvolleyballspieler und Politiker
- 19. September: Pol van Boekel, niederländischer Fußballspieler und -schiedsrichter
- 19. September: Caroline Fourest, französische feministische Schriftstellerin und Journalistin
- 19. September: Aurelia Frick, liechtensteinische Politikerin
- 19. September: Matjaž Kladnik, slowenischer Skispringer
- 19. September: Andreas Lichert, deutscher Politiker
- 19. September: Lars Lürig, deutscher Schwimmer und Lehrer
- 19. September: Yasuko Mizui, japanische Badmintonspielerin
- 19. September: Laurențiu Reghecampf, rumänischer Fußballspieler und -trainer
- 19. September: Stephan Schorn, deutscher Einzelhandelskaufmann und autodidaktischer Entomologe
- 19. September: Serjão, brasilianischer Fußballspieler
- 19. September: António Zambujo, portugiesischer Fado-Sänger
- 19. September: Andrej Páricka, slowakischer Skilangläufer

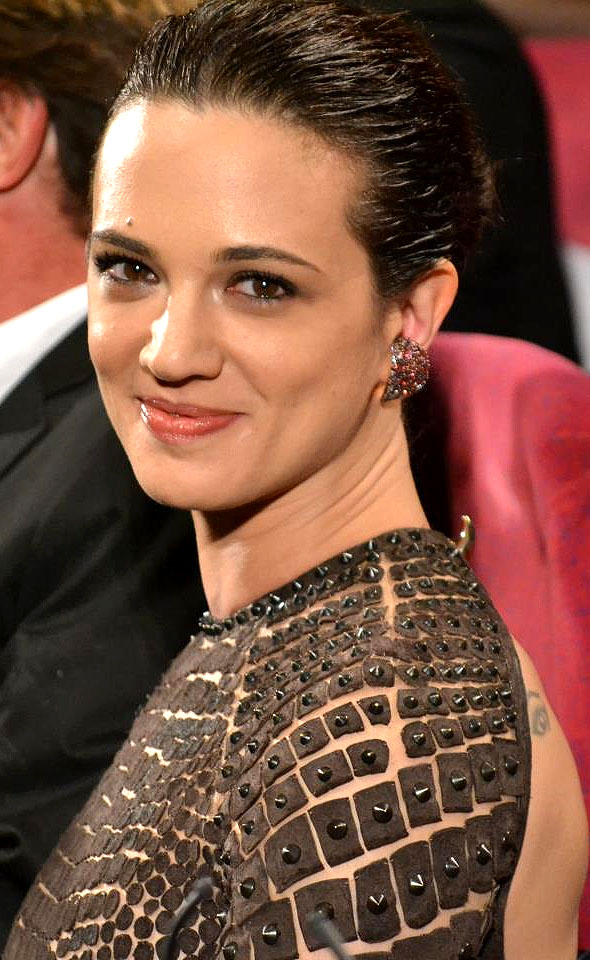
Asia Argento

- 20. September: Asia Argento, italienische Schauspielerin und Regisseurin
- 20. September: Moon Bloodgood, US-amerikanische Schauspielerin
- 20. September: Stanislav Demovič, slowakischer Handballspieler und -trainer
- 20. September: Hannibal al-Gaddafi, libyscher Sohn von Muammar al-Gaddafi
- 20. September: Jana Haas, deutsche Schwimmerin
- 20. September: David Langner, deutscher Politiker
- 20. September: Jared Christopher Monti, US-amerikanischer Soldat († 2006)

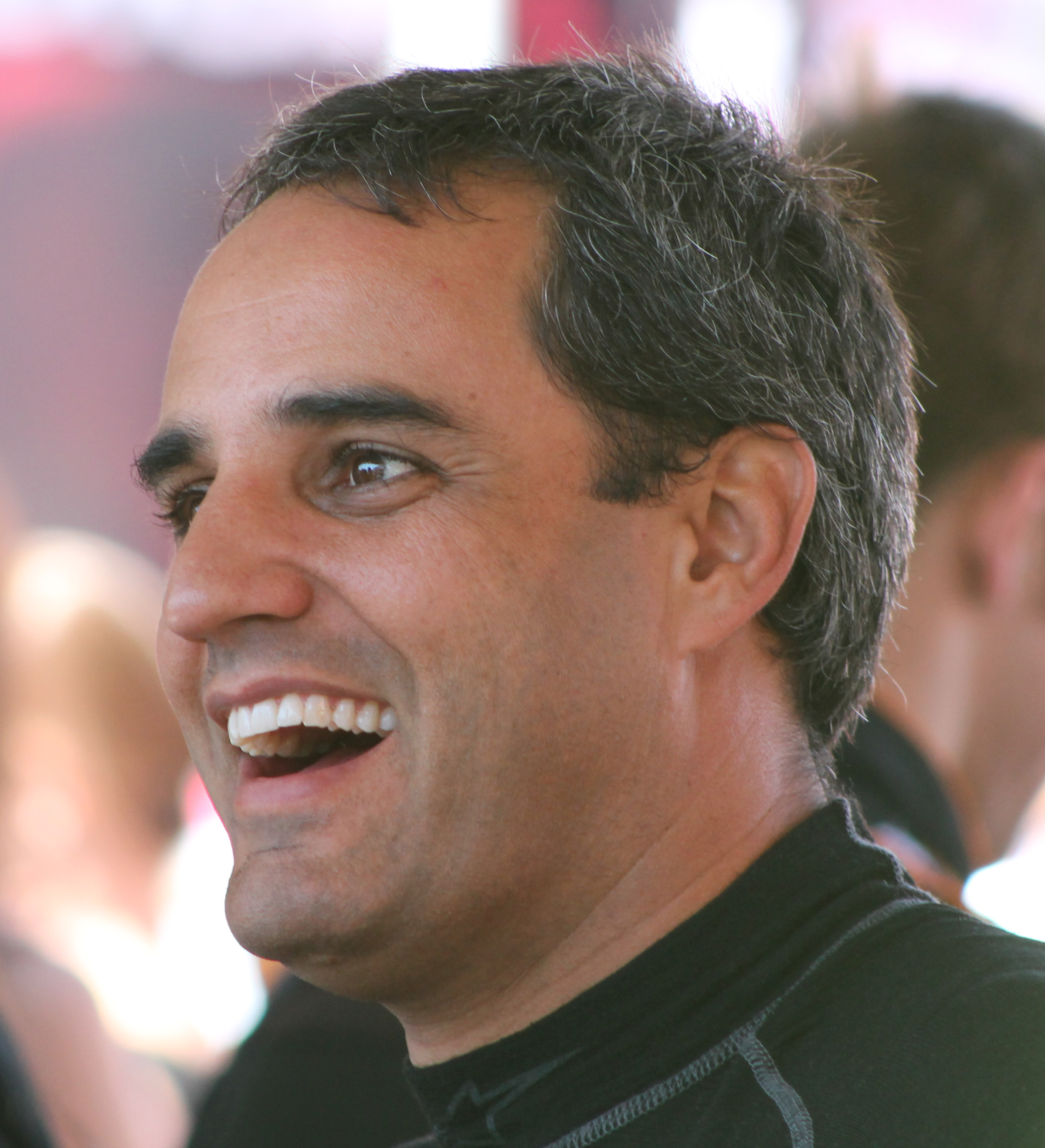
Juan Pablo Montoya

- 20. September: Juan Pablo Montoya, kolumbianischer Formel-1-Rennfahrer
- 20. September: Björn Navarin, deutscher Handballspieler
- 20. September: Thorsten Schmitt, deutscher Nordischer Kombinierer
- 21. September: Mihai Baicu, rumänischer Fußballspieler († 2009)
- 21. September: Horst von Buttlar, deutscher Journalist
- 21. September: Mario Czaja, deutscher Politiker
- 21. September: Acelino Freitas, brasilianischer Boxer
- 21. September: Kevin Gallen, englischer Fußballspieler
- 21. September: Ní Gudix, deutsche Literaturübersetzerin, Autorin, Literaturkritikerin und Verlegerin
- 21. September: David Khu, singapurischer Eishockeyspieler
- 21. September: Per Thomas Linders, schwedischer Handballspieler
- 21. September: Alexander Panow, russischer Fußballspieler
- 21. September: Zolani Petelo, südafrikanischer Boxer
- 21. September: Massimiliano Presti, italienischer Inline-Speedskater

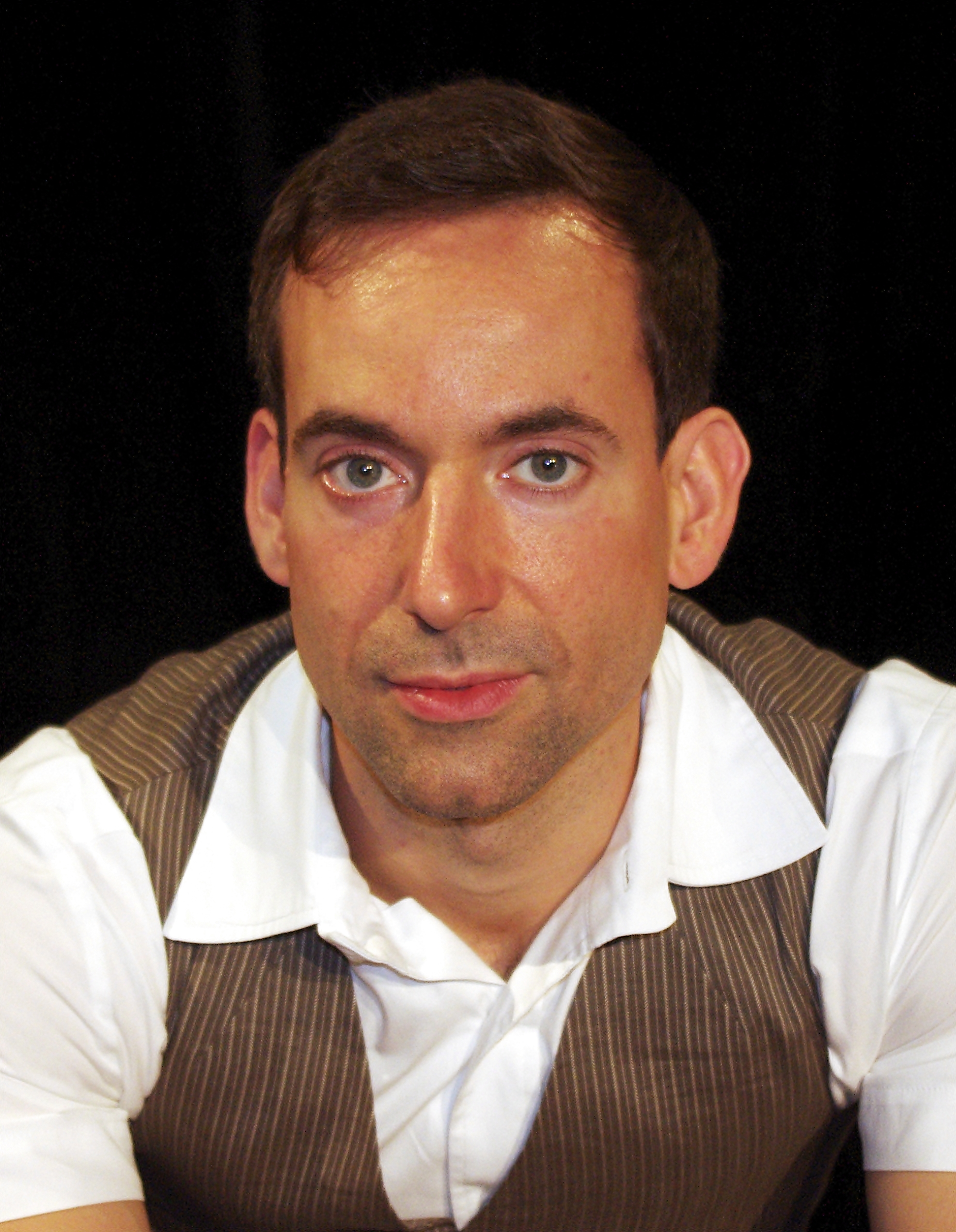
Craig Thompson

- 21. September: Craig Thompson, US-amerikanischer Comiczeichner
- 21. September: Kaisa Varis, finnische Skilangläuferin und Biathletin
- 22. September: Anja Dittmer, deutsche Duathletin und Triathletin
- 22. September: Hanadi Dscharadat, palästinensische Anwältin und Selbstmordattentäterin († 2003)
- 22. September: Mireille Enos, US-amerikanische Schauspielerin
- 22. September: Victor Espiritu, philippinischer Radrennfahrer
- 22. September: Aslan Gusseinow, russischer Pop- und Popfolk-Sänger sowie Songwriter
- 22. September: Hennadij Horbenko, ukrainischer Hürdenläufer († 2025)
- 22. September: Kim Dong-moon, südkoreanischer Badmintonspieler
- 22. September: Javier López Vallejo, spanischer Fußballspieler

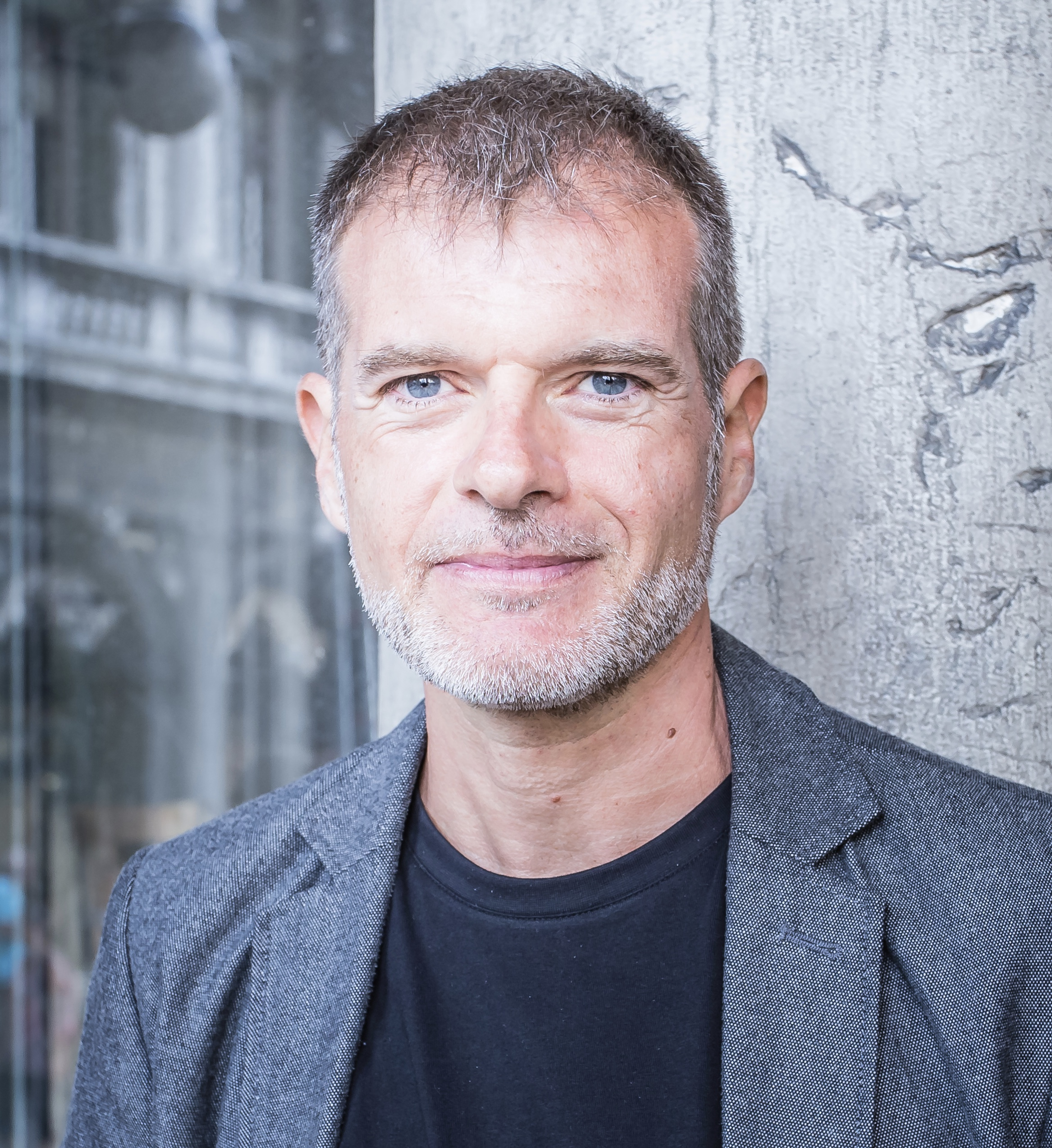
Stefano Massini

- 22. September: Stefano Massini, italienischer Autor und Theaterregisseur
- 22. September: Alessandra Merlin, italienische Skirennläuferin
- 22. September: Ethan Moreau, kanadischer Eishockeyspieler und -scout
- 22. September: Jimmy Roy, kanadischer Eishockeyspieler
- 22. September: Viktor Szélig, ungarischer Eishockeyspieler
- 22. September: Christian Ulmen, deutscher Fernsehmoderator, Schauspieler und Regisseur
- 23. September: Lærke Winther Andersen, dänische Schauspielerin
- 23. September: Laurent Batlles, französischer Fußballspieler
- 23. September: Jaime Bergman, US-amerikanisches Fotomodell und Schauspielerin
- 23. September: Marcus Berrett, englischer Squashspieler

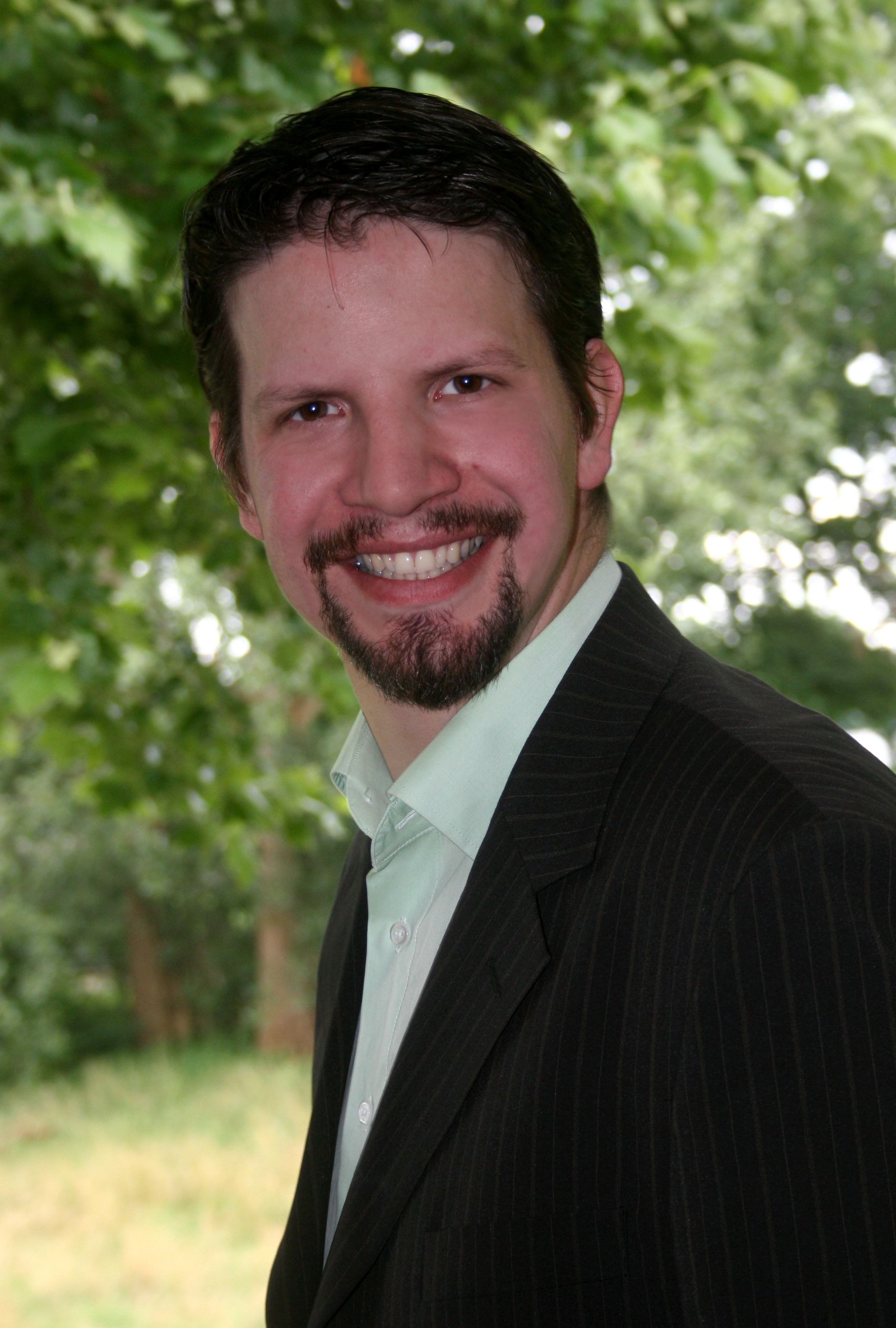
Andy Besirov

- 23. September: Andy Besirov, deutscher Filmproduzent
- 23. September: Garrett Burnett, kanadischer Eishockey- und Lacrossespieler († 2022)

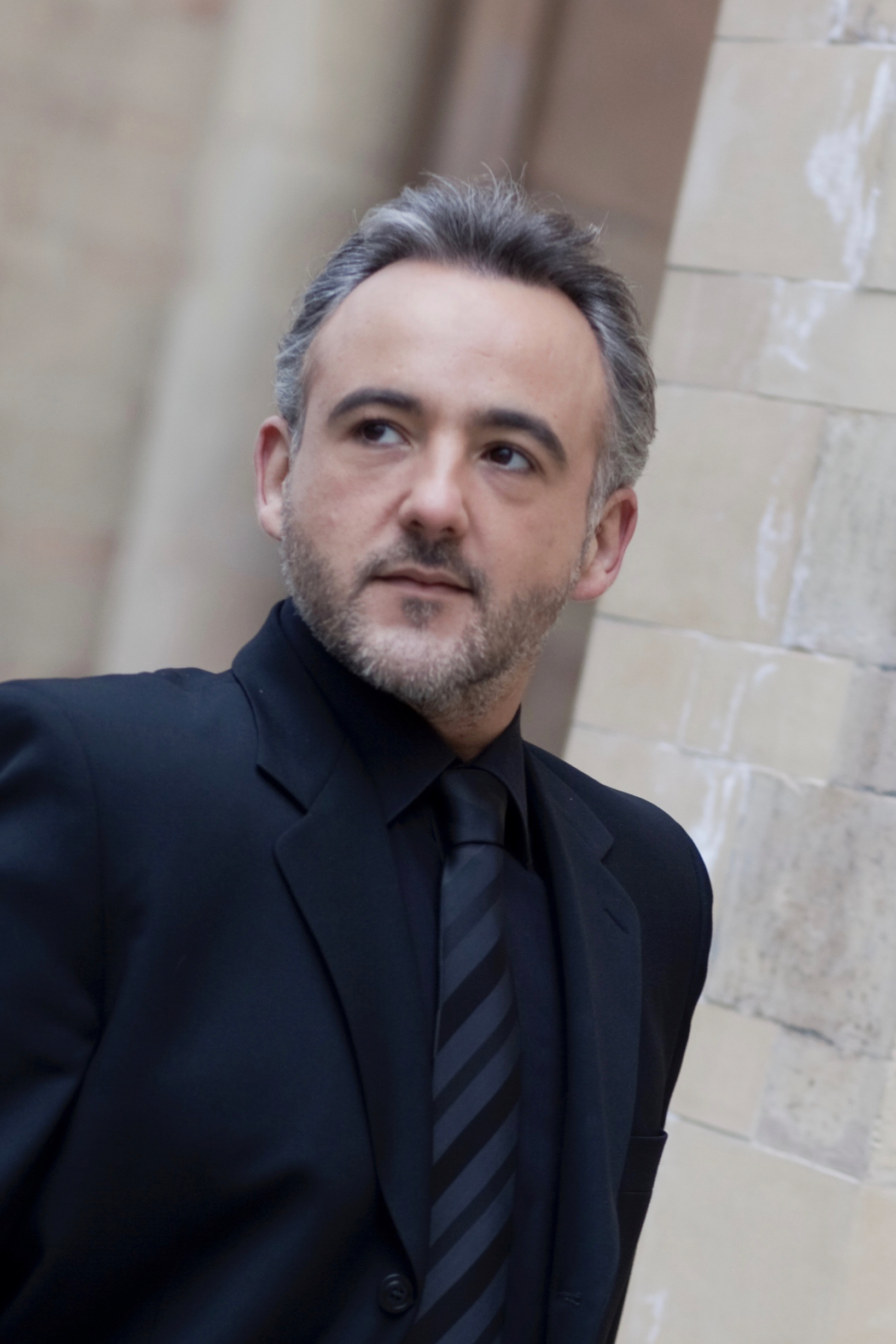
Norbert Ferré

- 23. September: Norbert Ferré, französischer Zauberkünstler
- 23. September: FlowinImmO, deutscher Rapper
- 23. September: Thilo Krapp, deutscher Kinderbuchautor, Illustrator und Comiczeichner
- 23. September: Layzie Bone, US-amerikanischer Rapper
- 23. September: Katja Matthes, deutsche Klimawissenschaftlerin
- 23. September: Chris Miller, US-amerikanischer Drehbuchautor, Film- und Fernsehregisseur sowie Filmproduzent
- 23. September: Frank Ostholt, deutscher Vielseitigkeitsreiter
- 23. September: Kip Pardue, US-amerikanischer Schauspieler
- 23. September: Marina Schuster, deutsche Politikerin
- 23. September: Andreas Steffen, Schweizer Mountainbiker und Freestyle-Skisportler
- 23. September: Sergei Tetjuchin, russischer Volleyballspieler
- 24. September: Jana Dörries, deutsche Schwimmerin
- 24. September: Isabelle Dutoit, deutsche Malerin
- 24. September: Tyler N. Hague, US-amerikanischer Astronaut
- 24. September: Jessica Keen, US-amerikanisches Mordopfer († 1991)
- 24. September: Tino Lindenberg, deutscher Schauspieler
- 24. September: Sergio Múñiz, spanischer Schauspieler sowie Model
- 24. September: Marc Schützenhofer, österreichischer Schauspieler
- 25. September: Daniela Ceccarelli, italienische Skirennläuferin
- 25. September: Manu Codjia, französischer Jazz- und Fusionmusiker
- 25. September: Declan Donnelly, britischer Moderator
- 25. September: Ashley Fisher, australischer Tennisspieler
- 25. September: Matt Hasselbeck, US-amerikanischer American-Football-Spieler
- 25. September: Anja Hilling, deutsche Theaterautorin
- 25. September: Martin Hyský, tschechischer Fußballspieler
- 25. September: Dat Nguyen, US-amerikanischer American-Football-Spieler
- 25. September: Juan José Palacín, spanischer Eishockeyspieler
- 25. September: Nicole Resch, deutsche Juristin und Geschäftsführerin der IBU

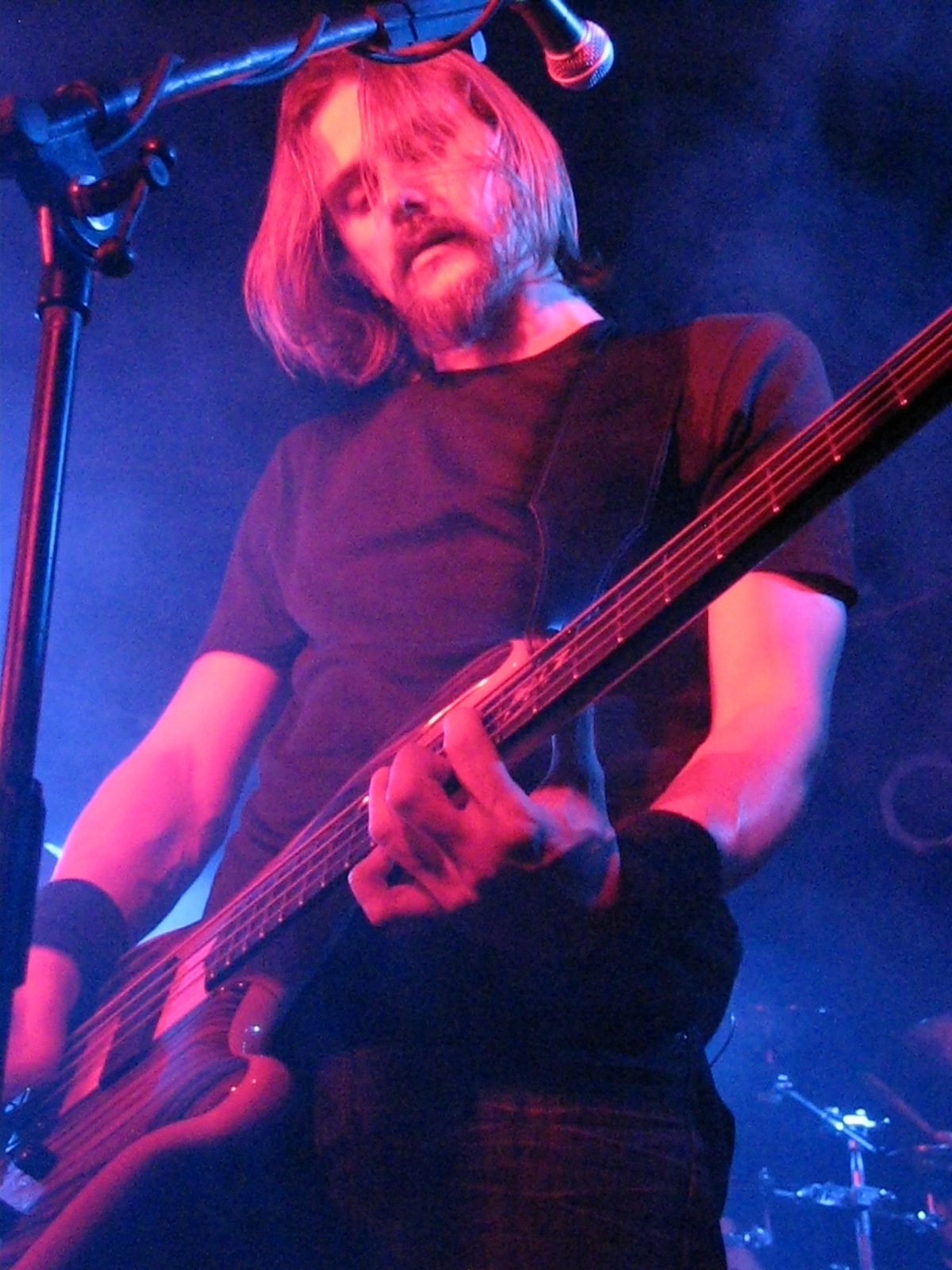
Lunatic Soul

- 25. September: Lunatic Soul, polnischer Musiker und Komponist im Bereich Progressive Rock und Art Rock
- 25. September: Grace Upshaw, US-amerikanische Leichtathletin
- 26. September: Sophie Adell, deutsche Schauspielerin
- 26. September: Bergþór Ólason, isländischer Politiker
- 26. September: Marco Cioci, italienischer Automobilrennfahrer
- 26. September: Marius Corbett, südafrikanischer Leichtathlet
- 26. September: Bahattin Duran, türkischer Fußballschiedsrichterassistent
- 26. September: Emma Härdelin, schwedische Folkmusikerin
- 26. September: Demetrio Lozano, spanischer Handballspieler und -trainer
- 26. September: Mirjam Melchers, niederländische Radrennfahrerin
- 26. September: Jake Paltrow, US-amerikanischer Schauspieler
- 26. September: Hugh Pollard, britischer Schauspieler und Kameramann

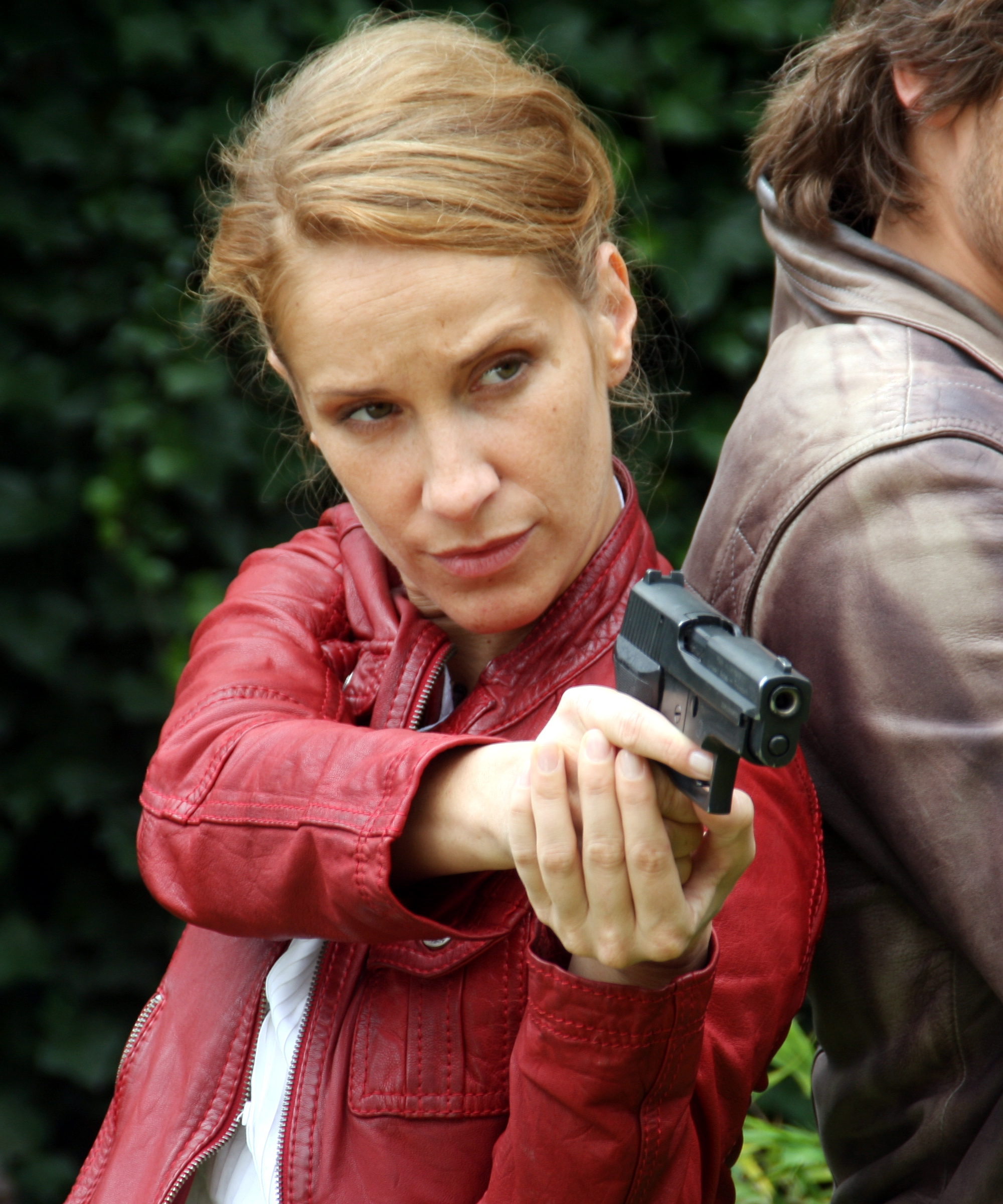
Chiara Schoras

- 26. September: Chiara Schoras, deutsche Schauspielerin
- 26. September: Anette Strohmeyer, deutsche Autorin
- 26. September: Geir Atle Wøien, norwegischer Skispringer
- 27. September: Edson Alvarado, mexikanischer Fußballspieler
- 27. September: Johanna Holgersson, schwedische Badmintonspielerin
- 27. September: Isabelle Körner, deutsche Fernsehjournalistin
- 27. September: Krzysztof Nowak, polnischer Fußballspieler († 2005)
- 27. September: Saga, schwedische Rechtsrock-Sängerin
- 27. September: Dragan Šarac, serbischer Fußballspieler
- 28. September: Karan Ashley, US-amerikanische Schauspielerin
- 28. September: Ana Brnabić, serbische Politikerin und Premierministerin
- 28. September: Theodor Burkali, ungarischer Komponist und Klarinettist
- 28. September: Nino Churzidse, georgische Schachspielerin († 2018)

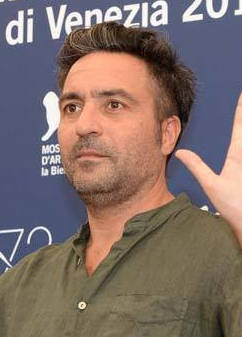
Saverio Costanzo

- 28. September: Saverio Costanzo, italienischer Regisseur
- 28. September: Valérien Ismaël, französischer Fußballspieler
- 28. September: Lenny Krayzelburg, US-amerikanischer Schwimmer
- 28. September: Yvonne Schäfer, deutsche Schauspielerin
- 29. September: Abdullah al-Wakid, saudi-arabischer Fußballspieler
- 29. September: Ben Berden, belgischer Cyclocross- und Straßenradrennfahrer
- 29. September: Albert Celades, spanischer Fußballspieler
- 29. September: Daniela Gruber-Pruner, österreichische Politikerin
- 29. September: Norman Lausch, deutscher Gleitschirmpilot († 2005)
- 29. September: Kaupo Meiel, estnischer Dichter und Kritiker
- 29. September: Mr. Vegas, jamaikanischer Dancehall-Sänger und -Singjay
- 29. September: Jörgen Pettersson, schwedischer Fußballspieler
- 29. September: Ferit Alper Salgın, türkischer Fußballspieler
- 29. September: Majken Vange, dänische Badmintonspielerin

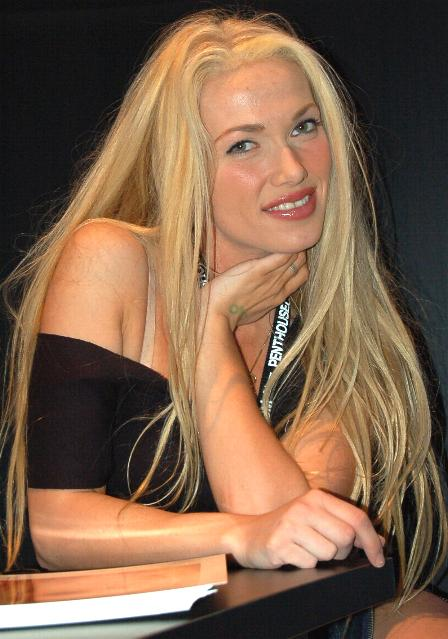
Ava Vincent

- 29. September: Ava Vincent, US-amerikanische Pornodarstellerin
- 29. September: Steve Yedlin, amerikanischer Kameramann
- 30. September: Quawntay Adams, US-amerikanischer Strafgefangener
- 30. September: Jay Asher, US-amerikanischer Schriftsteller
- 30. September: Ta-Nehisi Coates, US-amerikanischer Journalist und Buchautor
- 30. September: Marion Cotillard, französische Schauspielerin
- 30. September: Andreas Ertl, deutscher Skirennläufer
- 30. September: Dennis Gentenaar, niederländischer Fußballspieler
- 30. September: Carlos Guillén, venezolanischer Baseballspieler in der Major League Baseball
- 30. September: Wopke Hoekstra, niederländischer Politiker
- 30. September: Christopher Jackson, US-amerikanischer Film- und Theaterschauspieler
- 30. September: Ulas Kilic, deutscher Schauspieler
- 30. September: Samantha McIntosh, neuseeländische Springreiterin
- 30. September: Laure Pequegnot, französische Skirennläuferin
- 30. September: Kurao Umeki, japanischer Langstreckenläufer
- 30. September: Marius Urzică, rumänischer Kunstturner
- 00. September: Gyburg Uhlmann, deutsche Altphilologin

### Oktober
- 01. Oktober: Bimba Bosé, spanische Schauspielerin und Sängerin († 2017)
- 01. Oktober: Markus Brand, deutscher Spieleautor
- 01. Oktober: Fabian Busch, deutscher Schauspieler und Regisseur

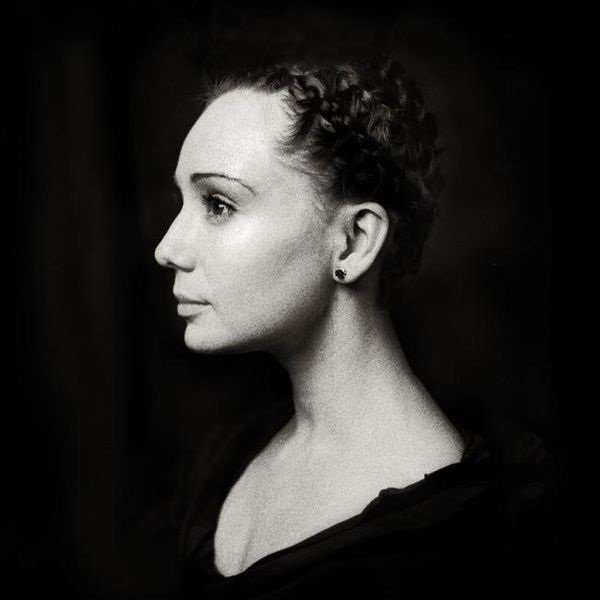
Tschulpan Chamatowa

- 01. Oktober: Tschulpan Chamatowa, russische Schauspielerin
- 01. Oktober: Cindy Daws, US-amerikanische Fußballspielerin
- 01. Oktober: DJ Ray-D, deutscher DJ, Turntablist
- 01. Oktober: Ewgeni Gerganow, bulgarischer Radrennfahrer
- 01. Oktober: Patrick Klyk, deutscher Fußballspieler
- 01. Oktober: Ciarán McMenamin, irischer Schauspieler
- 01. Oktober: Grace Meng, US-amerikanische Politikerin
- 01. Oktober: Olivier Niogret, französischer Biathlet
- 01. Oktober: Andriy Rabiy, ukrainischer Geistlicher und Bischof
- 01. Oktober: Zoltan Sebescen, deutscher Fußballspieler
- 02. Oktober: Ubaid ad-Dusari, saudi-arabischer Fußballspieler

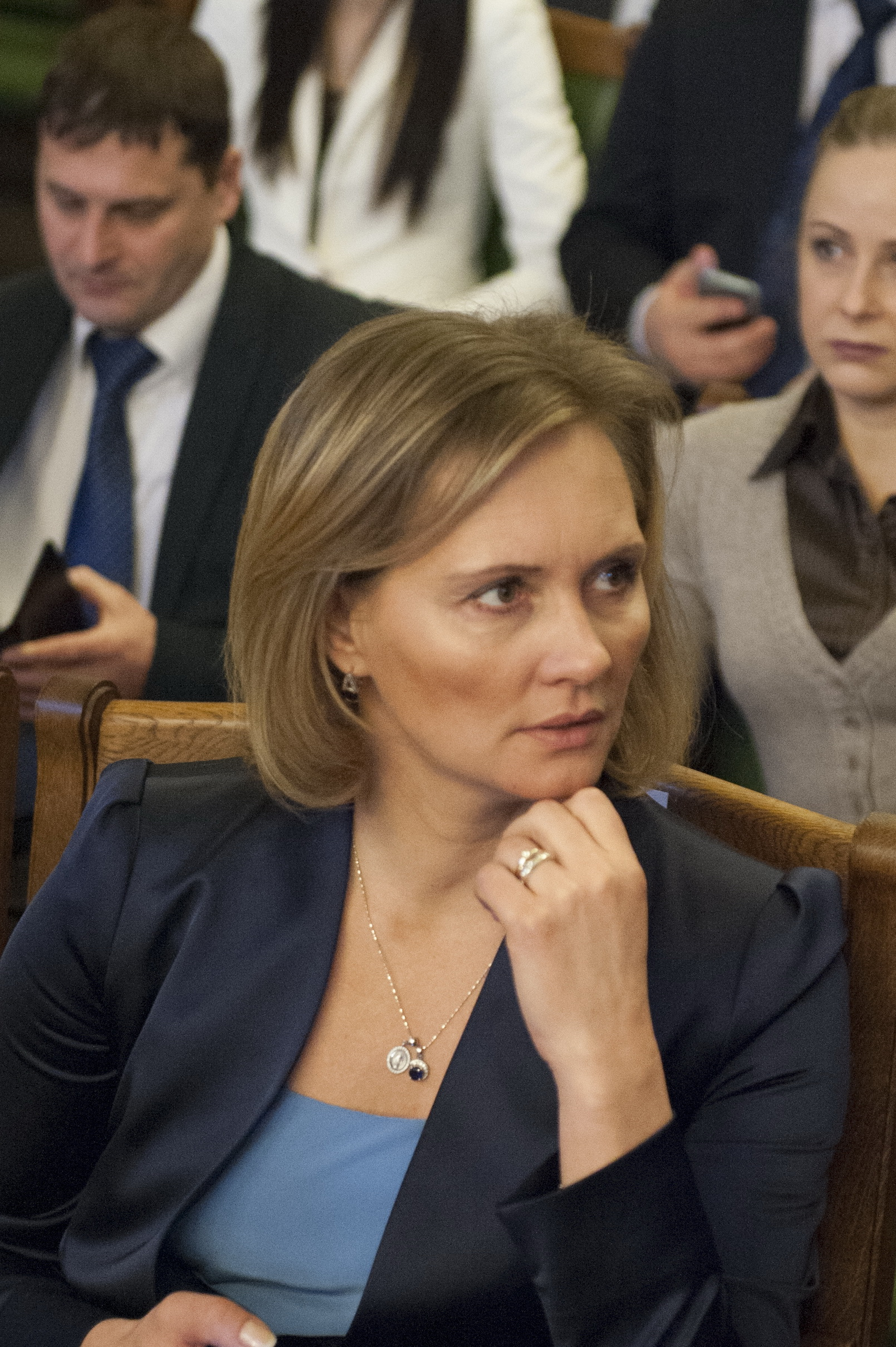
Baiba Broka

- 02. Oktober: Baiba Broka, lettische Politikerin
- 02. Oktober: Girvan Dempsey, irischer Rugby-Union-Spieler
- 02. Oktober: André Feldhaus, deutscher Filmmusikkomponist und Songwriter
- 02. Oktober: Anette Göttlicher, deutsche Journalistin, Autorin
- 02. Oktober: Krotal, kamerunischer Singer-Songwriter
- 02. Oktober: Jan-Marco Luczak, deutscher Jurist und Politiker
- 02. Oktober: Michele Marcolini, italienischer Fußballspieler
- 02. Oktober: Göran Marklund, schwedischer Fußballspieler
- 02. Oktober: Petr Pála, tschechischer Tennisspieler
- 02. Oktober: Walentyna Schewtschenko, ukrainische Skilangläuferin
- 02. Oktober: Anke Schönfelder, deutsche Kunstturnerin
- 02. Oktober: Judith Skudelny, deutsche Politikerin
- 02. Oktober: Hèctor Hernández Vicens, spanischer Filmregisseur und Drehbuchautor
- 02. Oktober: Rie Yamaki, japanische Fußballspielerin
- 03. Oktober: Maryam Myika Day, US-amerikanische Schauspielerin
- 03. Oktober: Greig Fraser, australischer Kameramann
- 03. Oktober: Ane Hansen, dänische Curlerin
- 03. Oktober: Nora Marie Horstkotte, deutsche Schauspielerin

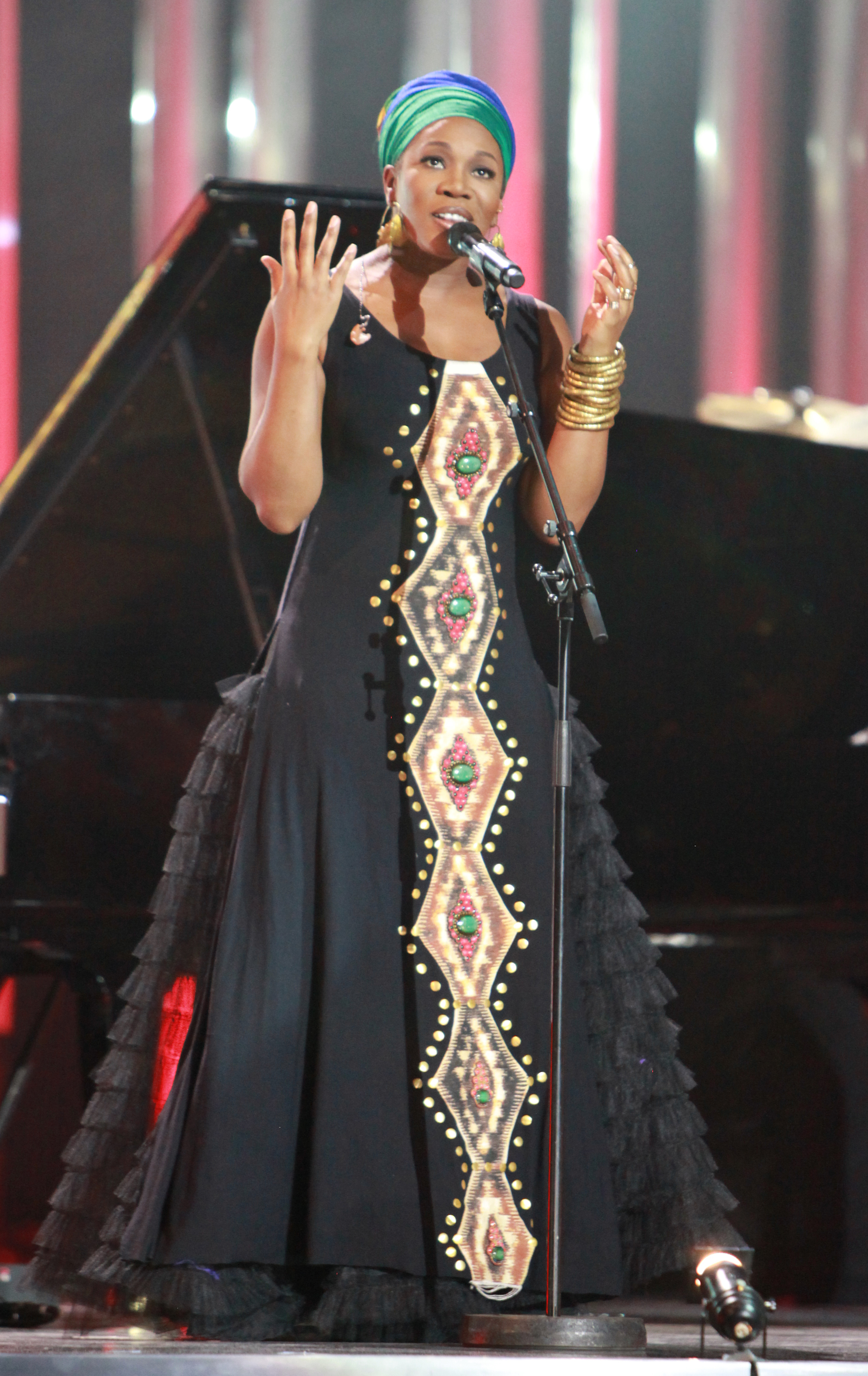
India.Arie

- 03. Oktober: India.Arie Simpson, US-amerikanische Sängerin
- 03. Oktober: Satoko Ishimine, japanische Singer-Songwriter
- 03. Oktober: Alexei Kosnew, russischer Eishockeyspieler
- 03. Oktober: Talib Kweli, US-amerikanischer Rapper
- 03. Oktober: Aldo Majunke, deutscher Fußballspieler
- 03. Oktober: Rosa Roedelius, österreichische bildende Künstlerin
- 03. Oktober: Alanna Ubach, US-amerikanische Schauspielerin und Synchronsprecherin
- 04. Oktober: Saladin Ahmed, US-amerikanischer Fantasy- und Comic-Autor
- 04. Oktober: Ana Ferreira, portugiesische Badmintonspielerin
- 04. Oktober: Evi Goldbrunner, deutsche Drehbuchautorin, Dramaturgin und Regisseurin
- 04. Oktober: Orie Hida, japanische Karambolagespielerin und mehrfache Weltmeisterin

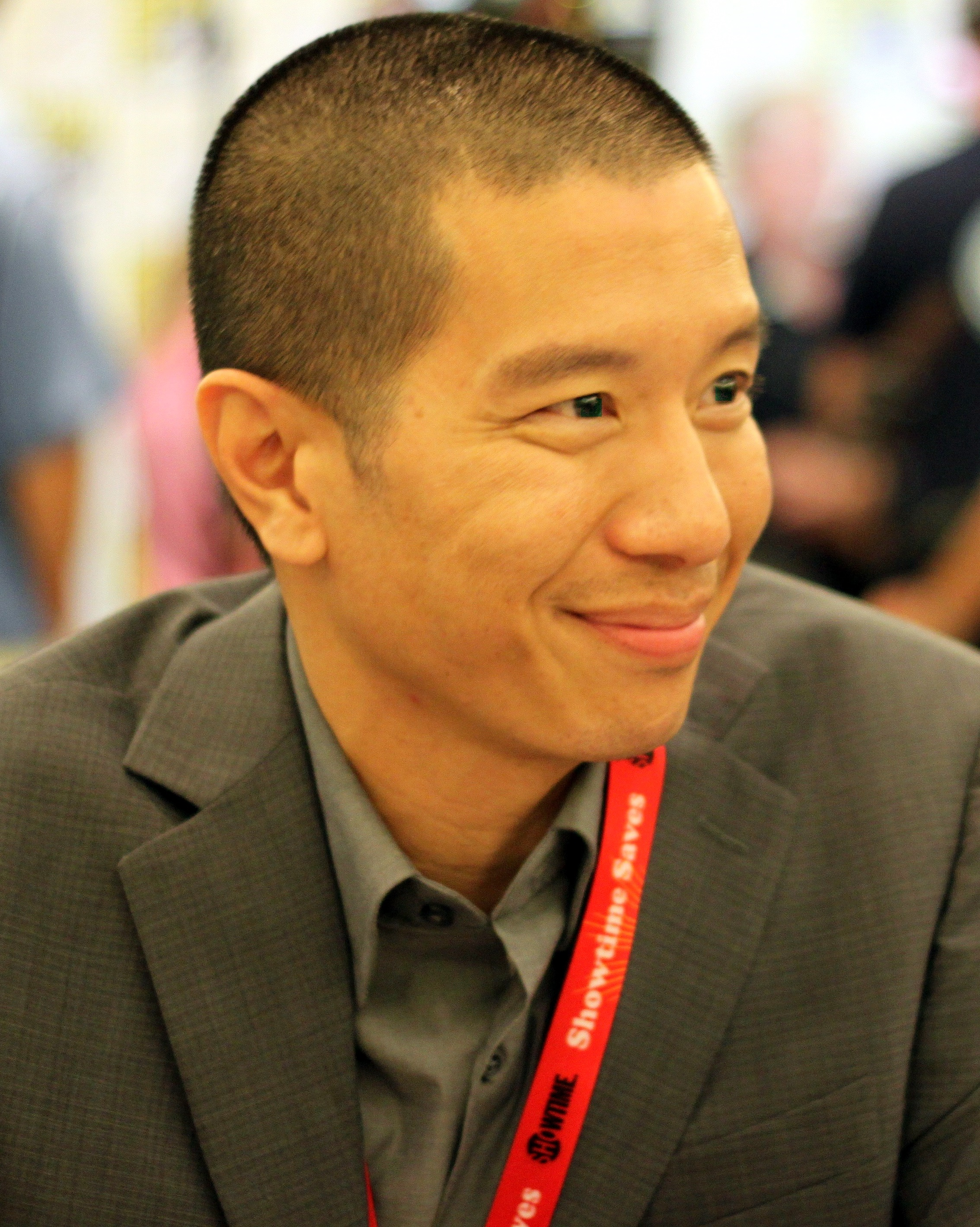
Reggie Lee

- 04. Oktober: Reggie Lee, philippinisch-amerikanischer Schauspieler
- 04. Oktober: Cristiano Lucarelli, italienischer Fußballspieler
- 04. Oktober: Alessandro Mancini, san-marinesischer Politiker
- 04. Oktober: Tanja Morel, Schweizer Skeletonfahrerin
- 04. Oktober: Marijana Petir, kroatische Politikerin
- 04. Oktober: Andrei Soldatow, russischer investigativer Journalist und Geheimdienstexperte
- 04. Oktober: Vasilij Žbogar, slowenischer Segler
- 05. Oktober: Dianbobo Baldé, guineischer Fußballspieler
- 05. Oktober: Jana Becker, deutsche Schauspielerin
- 05. Oktober: Carlos Calado, portugiesischer Leichtathlet
- 05. Oktober: Carson Ellis, US-amerikanische Künstlerin und Schriftstellerin
- 05. Oktober: Christian Fährmann, deutscher Fußballspieler
- 05. Oktober: Jack Hartnett, US-amerikanischer Schauspieler und Filmproduzent
- 05. Oktober: Jennifer Heß, deutsche Bogenschützin im Behindertensport
- 05. Oktober: Sophie Hilbrand, niederländische Schauspielerin und Fernsehmoderatorin
- 05. Oktober: Dave Lojek, deutscher Filmemacher, Festivalorganisator, Filmkritiker und Autor
- 05. Oktober: Diane Morgan, englische Schauspielerin und Komikerin

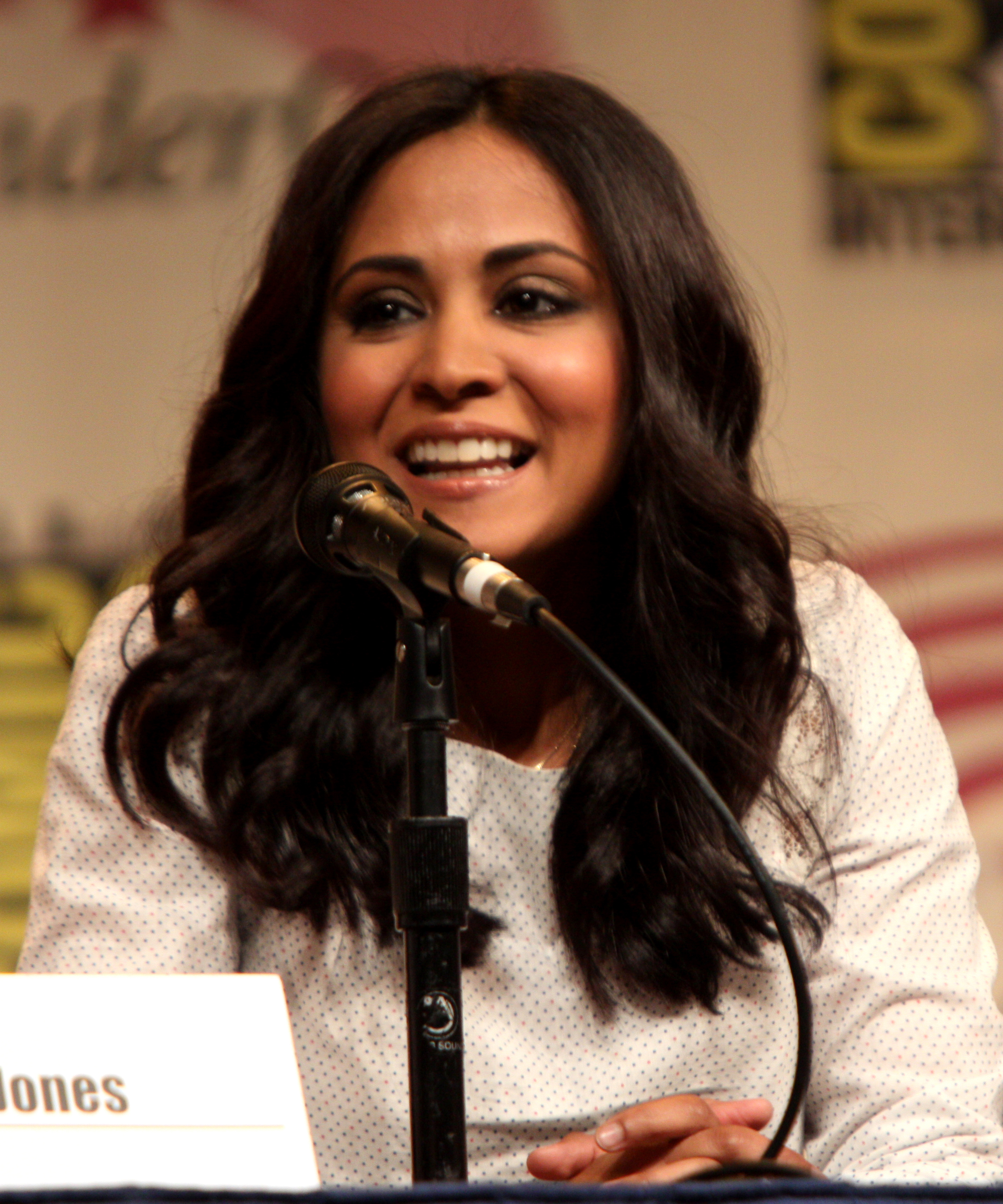
Parminder Nagra

- 05. Oktober: Parminder Nagra, britische Schauspielerin
- 05. Oktober: Oliver Sechting, deutscher Filmschaffender und Autor
- 05. Oktober: Scott Weinger, US-amerikanischer Schauspieler

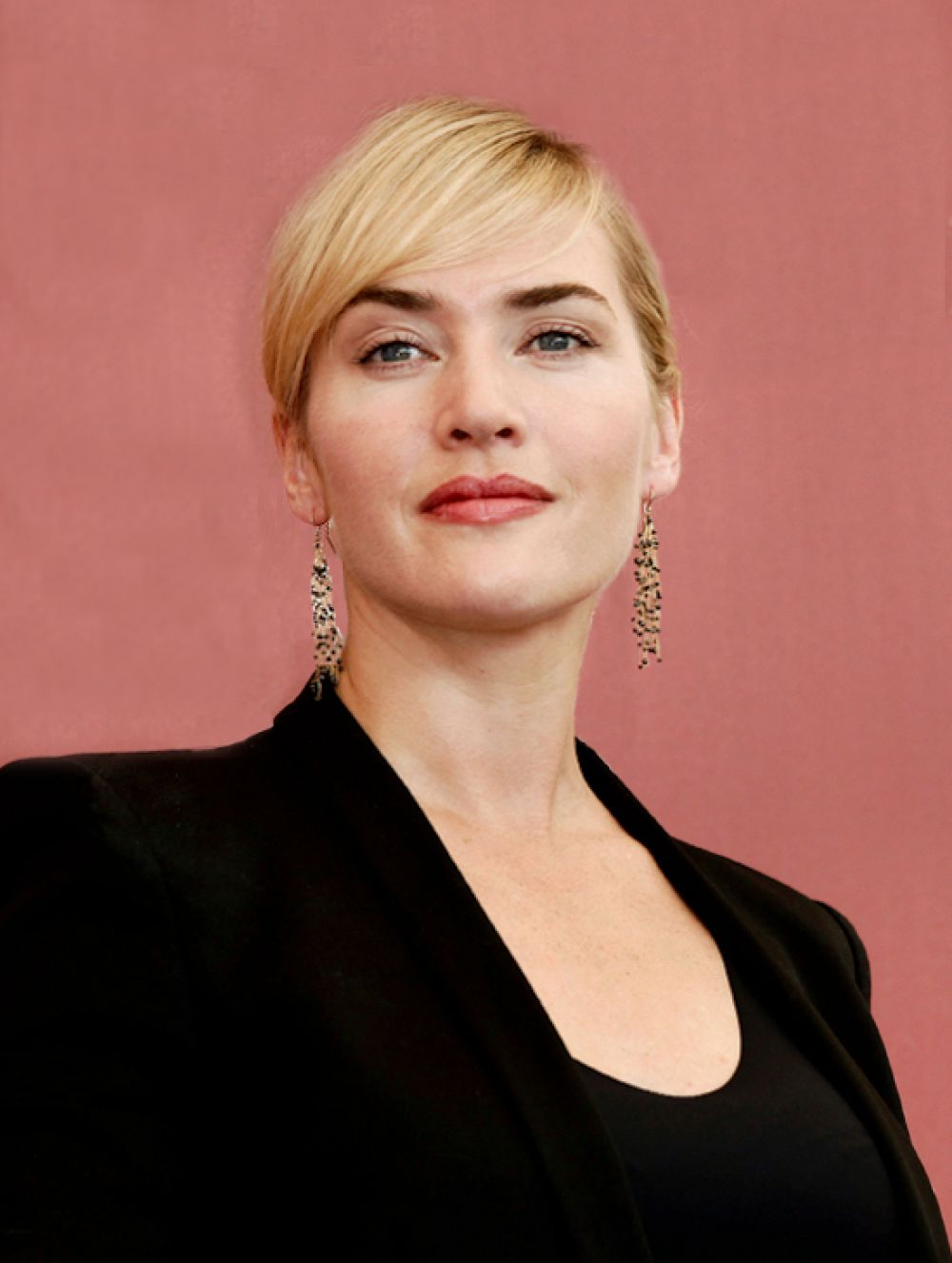
Kate Winslet

- 05. Oktober: Kate Winslet, britische Schauspielerin
- 06. Oktober: Skerdilaid Curri, albanischer Fußballspieler
- 06. Oktober: Michael Goehre, deutscher Autor, Musiker und Poetry-Slammer
- 06. Oktober: Martin Jørgensen, dänischer Fußballspieler
- 06. Oktober: Soňa Nováková-Dosoudilová, tschechische Volleyball- und Beachvolleyballspielerin
- 06. Oktober: Olga Færseth, isländische Fußballspielerin
- 06. Oktober: Peter Pellegrini, slowakischer Politiker
- 06. Oktober: Ursula Reutner, deutsche Sprachwissenschaftlerin
- 06. Oktober: Barnabás Steinmetz, ungarischer Wasserballer
- 07. Oktober: İbrahim Çenet, türkischer Jurist und Kaymakam
- 07. Oktober: Michael Ettl, österreichischer Mixed-Martial-Arts-Kämpfer und Leichtathlet
- 07. Oktober: Edward Fröhling, deutscher Theologe
- 07. Oktober: Terry Gerin, US-amerikanischer Wrestler
- 07. Oktober: Satoshi Iwabuchi, japanischer Tennisspieler
- 07. Oktober: Casey Jennings, US-amerikanischer Beachvolleyballspieler
- 07. Oktober: Lars Lewén, schwedischer Freestyle-Skisportler und Skirennläufer

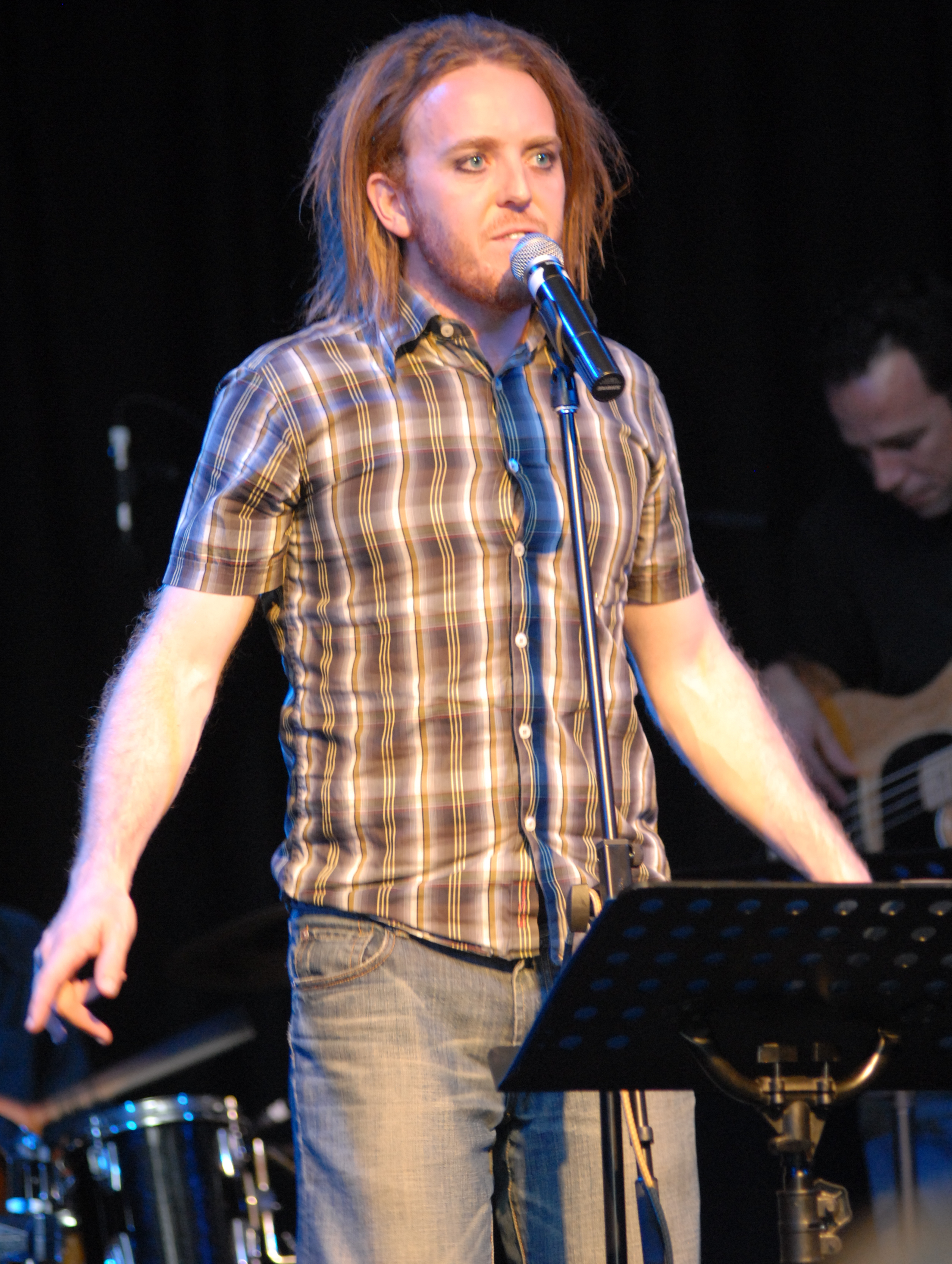
Tim Minchin

- 07. Oktober: Tim Minchin, australisch-britischer Komiker, Schauspieler und Musiker
- 07. Oktober: Ryūzō Morioka, japanischer Fußballspieler
- 07. Oktober: Rebecca Pantaney, englische Badmintonspielerin
- 07. Oktober: Marion Petri, deutsche Juristin und Politikerin
- 07. Oktober: Nicol Pitro, deutsche Badmintonspielerin
- 07. Oktober: Christian Schatz, österreichischer Naturbahnrodler
- 07. Oktober: Dirk Schröer, deutscher Koch
- 07. Oktober: Marcus Sieger, deutscher Rollstuhlcurler
- 07. Oktober: Artur Siódmiak, polnischer Handballspieler
- 07. Oktober: Tomáš Vychodil, tschechischer Fußballspieler
- 08. Oktober: Claudia Brandmair, österreichische Modedesignerin († 2017)
- 08. Oktober: Martin Comploi, österreichischer Radrennfahrer
- 08. Oktober: Marianna Csörnyei, ungarische Mathematikerin

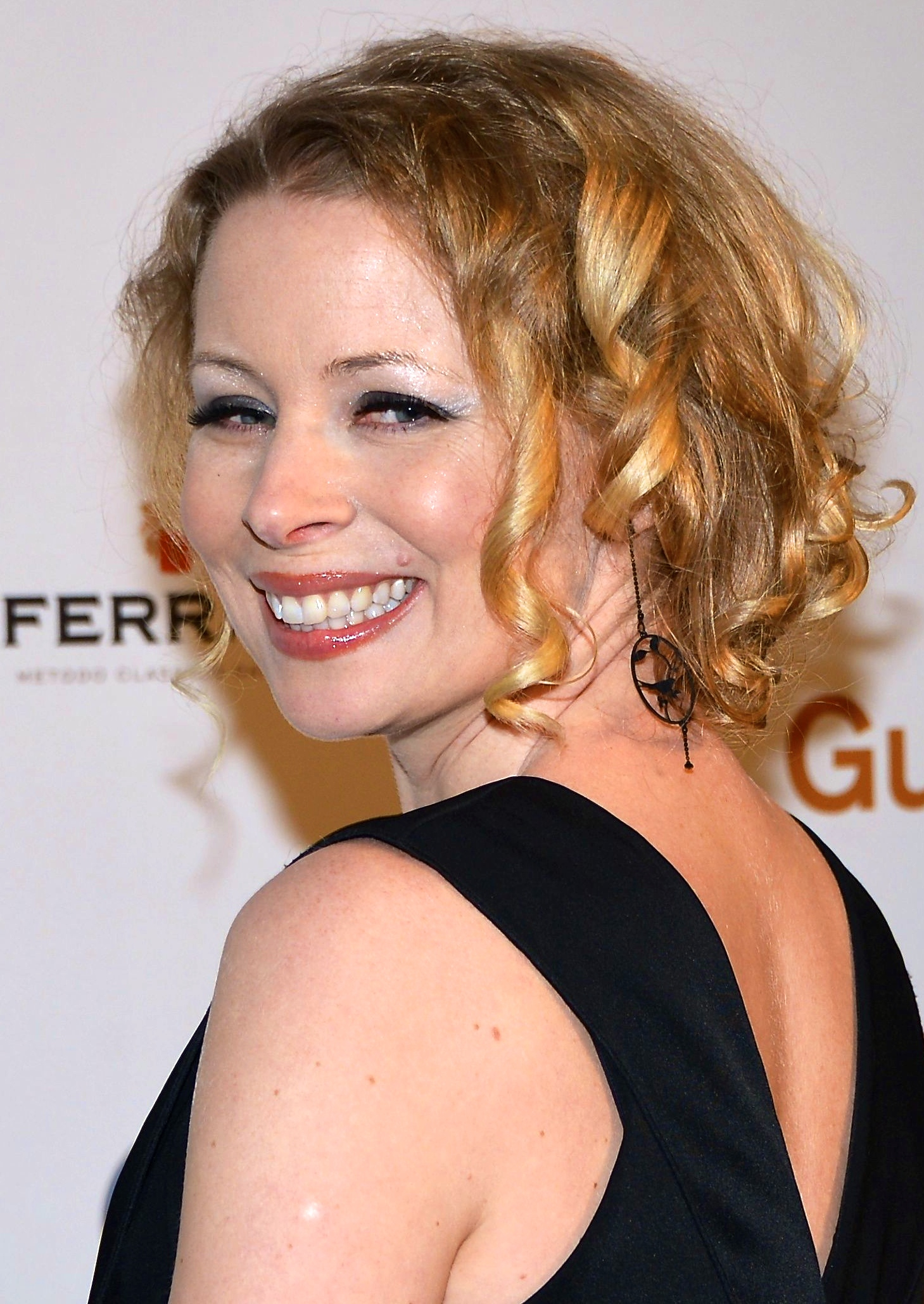
Julia Dufvenius

- 08. Oktober: Julia Dufvenius, schwedische Schauspielerin
- 08. Oktober: Tatiana Grigorieva, australische Stabhochspringerin
- 08. Oktober: Cansel Kiziltepe, deutsche Politikerin
- 08. Oktober: Virgil Popa, rumänisch-spanischer Dirigent
- 08. Oktober: Laëtitia Pujol, französische Balletttänzerin
- 08. Oktober: Tore Vikingstad, norwegischer Eishockeyspieler
- 09. Oktober: Alain Altinoglu, französischer Dirigent armenischer Abstammung
- 09. Oktober: Juliane Bray, neuseeländische Snowboarderin
- 09. Oktober: Jana Candrová, tschechische Triathletin und Marathonläuferin
- 09. Oktober: Ge Fei, chinesische Badmintonspielerin
- 09. Oktober: Natalija Holowkina, ukrainische Badmintonspielerin
- 09. Oktober: Jason Krog, kanadischer Eishockeyspieler
- 09. Oktober: Sean Lennon, US-amerikanischer Musiker
- 09. Oktober: Christos Pantazis, deutscher Arzt und Politiker
- 09. Oktober: Albert Serra, katalanischer Videokünstler
- 09. Oktober: Sven Steup, deutscher Rollhockeytrainer
- 09. Oktober: Tony Tuzzolino, italo-amerikanischer Eishockeyspieler
- 09. Oktober: Mark Anthony Viduka, australischer Fußballspieler
- 10. Oktober: Liliana Corobca, moldauisch-rumänische Literaturwissenschaftlerin und Schriftstellerin

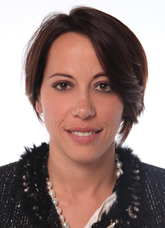
Nunzia De Girolamo

- 10. Oktober: Nunzia De Girolamo, italienische Politikerin
- 10. Oktober: Johan Edfors, schwedischer Golfer
- 10. Oktober: Schlomo Hofmeister, deutscher Rabbiner
- 10. Oktober: Daniela Kronseder Mapeli, brasilianische Volleyballspielerin

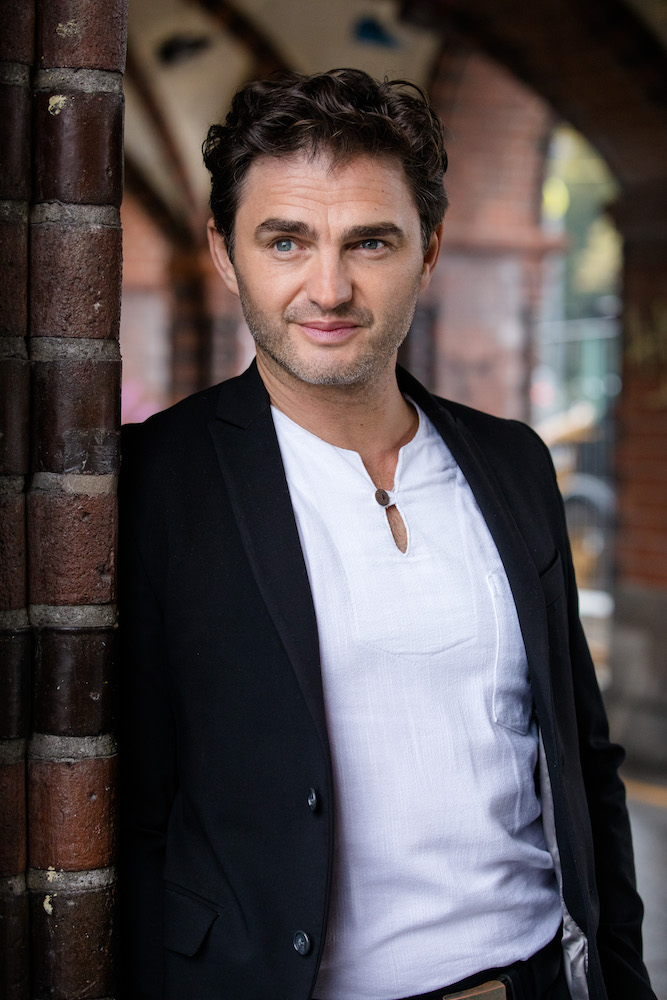
Lenn Kudrjawizki

- 10. Oktober: Lenn Kudrjawizki, deutscher Schauspieler und Musiker
- 10. Oktober: Jewgeni Makarenko, russischer Boxer
- 10. Oktober: Marc Menchaca, US-amerikanischer Schauspieler
- 10. Oktober: Ramón Morales, mexikanischer Fußballspieler
- 10. Oktober: Eric Morel, puerto-ricanischer Boxer
- 10. Oktober: Marjan Neshat, iranische Schauspielerin
- 10. Oktober: Maaren Olander, estnische Fußballspielerin

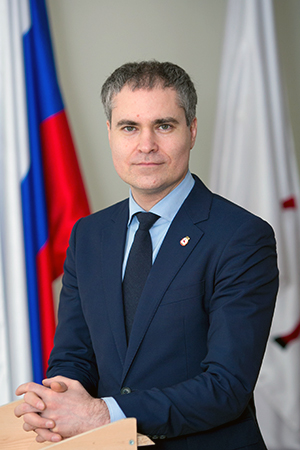
Wladimir Panow

- 10. Oktober: Wladimir Panow, russischer Politiker
- 10. Oktober: Karolína Peake, tschechische Politikerin und Vizeregierungschefin
- 10. Oktober: Marshall Phillips, US-amerikanischer Basketballspieler
- 10. Oktober: Daniel Santos, puerto-ricanischer Boxer
- 10. Oktober: Mark Schweda, deutscher Mediziner und Philosoph
- 10. Oktober: Klara Stuburić, kroatische Fußballspielerin
- 10. Oktober: Frank Thelen, deutscher Unternehmer
- 10. Oktober: Craig Walton, australischer Triathlet
- 10. Oktober: Marco Wanderwitz, deutscher Politiker
- 11. Oktober: Omar Elborolossy, ägyptischer Squashspieler
- 11. Oktober: Bernd Franke, deutscher Jurist, Journalist und EU-Diplomat
- 11. Oktober: Kim Jung-sub, südkoreanischer Ringer
- 11. Oktober: Marek Kulič, tschechischer Fußballspieler

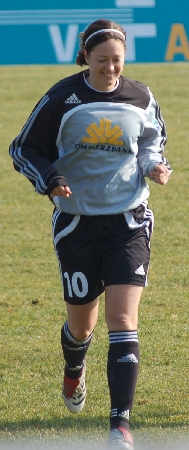
Renate Lingor

- 11. Oktober: Renate Lingor, deutsche Fußballspielerin
- 11. Oktober: Thomas Mraz, österreichischer Schauspieler
- 11. Oktober: Liu Yuxiang, chinesische Judoka
- 11. Oktober: Christian Loose, deutscher Diplom- und Bankkaufmann sowie Politiker
- 11. Oktober: Petr Martinec, tschechischer Badmintonspieler
- 11. Oktober: Thomas Mraz, österreichischer Schauspieler
- 11. Oktober: Stefan Olschewski, deutscher Spieleautor, Journalist und Zauberkünstler
- 11. Oktober: Herbert Pixner, italienischer Musiker und Komponist
- 11. Oktober: Corinna Rüffer, deutsche Politikerin
- 11. Oktober: Ilirjan Suli, albanischer Gewichtheber
- 11. Oktober: Tadashi Takayanagi, japanischer Physiker
- 11. Oktober: DJ Tomekk, polnischer Musikproduzent
- 11. Oktober: Francisco Vila, spanischer Radrennfahrer
- 12. Oktober: Ahmad, US-amerikanischer Rapper
- 12. Oktober: Bram Cohen, US-amerikanischer Programmierer
- 12. Oktober: Iwo Janakiew, bulgarischer Ruderer

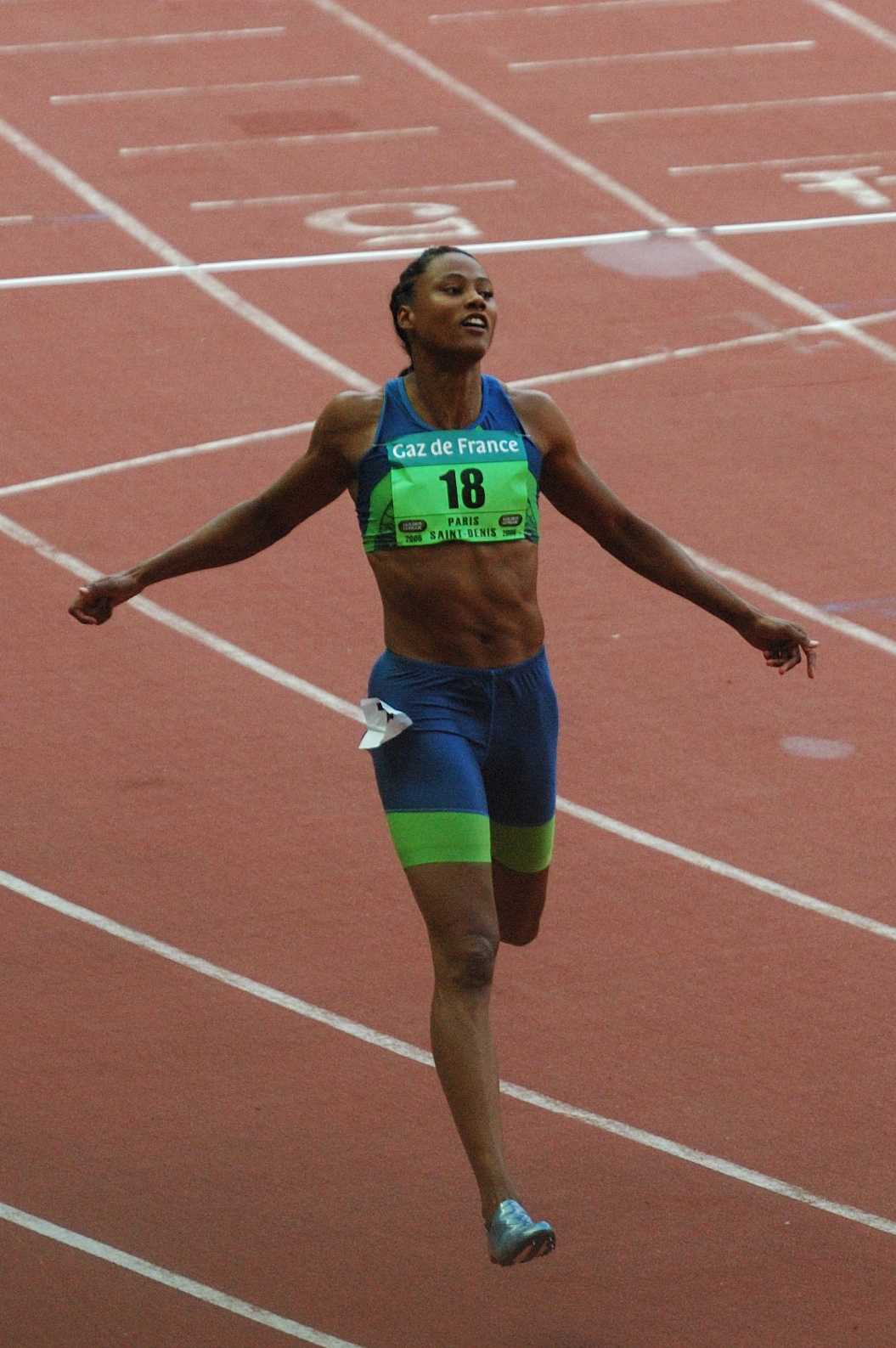
Marion Jones

- 12. Oktober: Marion Jones, US-amerikanisch-belizische Leichtathletin
- 12. Oktober: Jorane, kanadische Musikerin
- 12. Oktober: Dušan Podpečan, slowenischer Handballspieler
- 12. Oktober: Randy Robitaille, kanadischer Eishockeyspieler
- 12. Oktober: Daniel B. Werz, deutscher Chemiker
- 13. Oktober: Tadahiro Akiba, japanischer Fußballspieler
- 13. Oktober: Frank Bockholdt, deutscher Jurist
- 13. Oktober: Strebre Delovski, australischer Fußball-Schiedsrichter
- 13. Oktober: Ingo Pertramer, österreichischer Fotograf
- 13. Oktober: Darrel Scoville, kanadischer Eishockeyspieler
- 13. Oktober: Lianne Shirley, neuseeländische Badmintonspielerin
- 13. Oktober: Girma Tolla, äthiopischer Langstreckenläufer
- 14. Oktober: Markus Abwerzger, österreichischer Jurist und Politiker
- 14. Oktober: Ionuț Badea, rumänischer Fußballspieler und -trainer

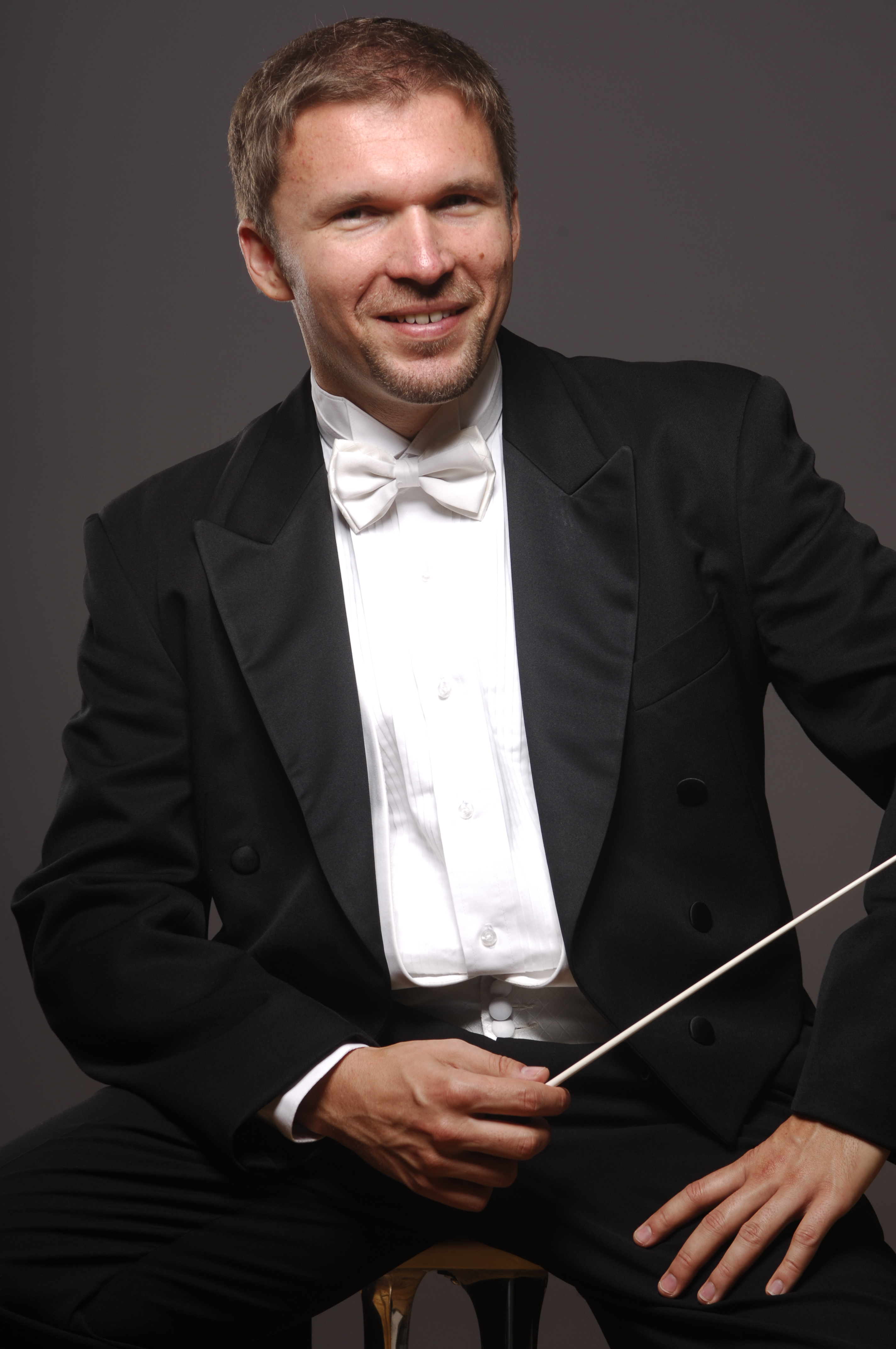
Tomasz Golka

- 14. Oktober: Tomasz Golka, polnisch-amerikanischer Dirigent und Komponist
- 14. Oktober: Gary Hardiman, irischer Snookerspieler
- 14. Oktober: Sławomir Kruszkowski, polnischer Ruderer
- 14. Oktober: Floyd Landis, US-amerikanischer Radrennfahrer
- 14. Oktober: Shaznay Lewis, britische Sängerin, Schauspielerin und Songwriterin
- 14. Oktober: Iván Parra, kolumbianischer Radrennfahrer
- 14. Oktober: Lars Pochnicht, deutscher Politiker
- 14. Oktober: Boris Reichel, deutscher Badmintonspieler
- 14. Oktober: Mark Siebeck, deutscher Volleyballspieler

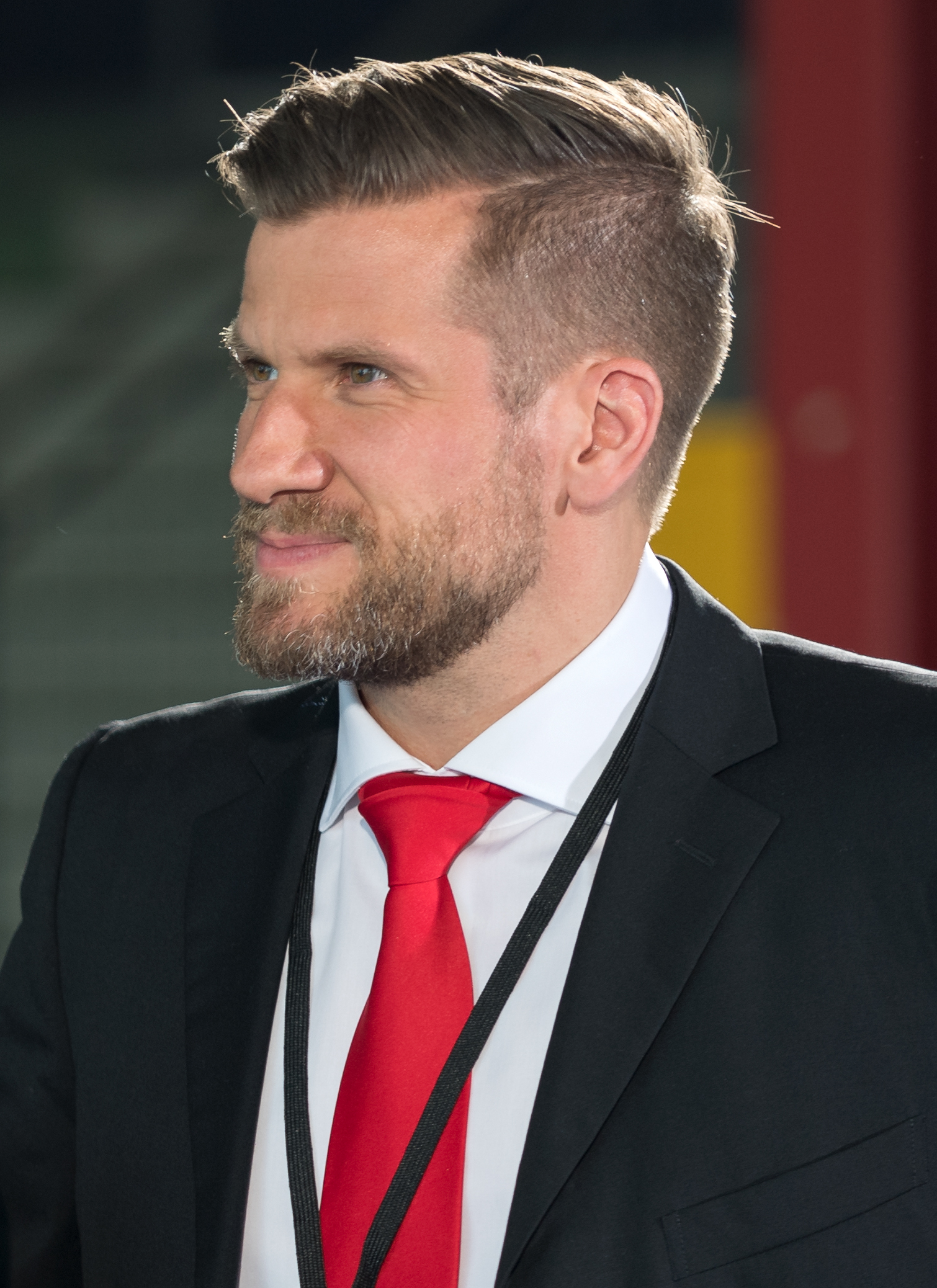
Fabian Siegismund

- 14. Oktober: Fabian Siegismund, deutscher Moderator, Redakteur und Gelegenheitsschauspieler
- 14. Oktober: Eti Tantra, indonesisch-US-amerikanische Badmintonspielerin
- 14. Oktober: Volker Ullrich, deutscher Jurist und Politiker
- 14. Oktober: Marian Válek, tschechischer Sommerbiathlet
- 14. Oktober: Pete Vandermeer, kanadischer Eishockeyspieler
- 14. Oktober: Carola Weiß, deutsche Squashspielerin
- 15. Oktober: Claudecir Aparecido de Aguiar, brasilianischer Fußballspieler
- 15. Oktober: Raja Narayana Atreya, deutscher Immunologe
- 15. Oktober: Chris Baldwin, US-amerikanischer Radrennfahrer
- 15. Oktober: Michael Bochtler, deutscher Fußballspieler und -trainer
- 15. Oktober: Stefan Bonner, deutscher Journalist, Lektor und Autor
- 15. Oktober: Jared Deacon, britischer Sprinter und Hürdenläufer
- 15. Oktober: Christoph Kaufmann, österreichischer Politiker
- 15. Oktober: Glen Little, englischer Fußballspieler
- 15. Oktober: Jacques-Désiré Périatambée, mauritischer Fußballspieler
- 15. Oktober: Martin Reinl, deutscher Stand-up-Comedian und Puppenspieler
- 15. Oktober: Sérgio Dutra Santos, brasilianischer Volleyballspieler

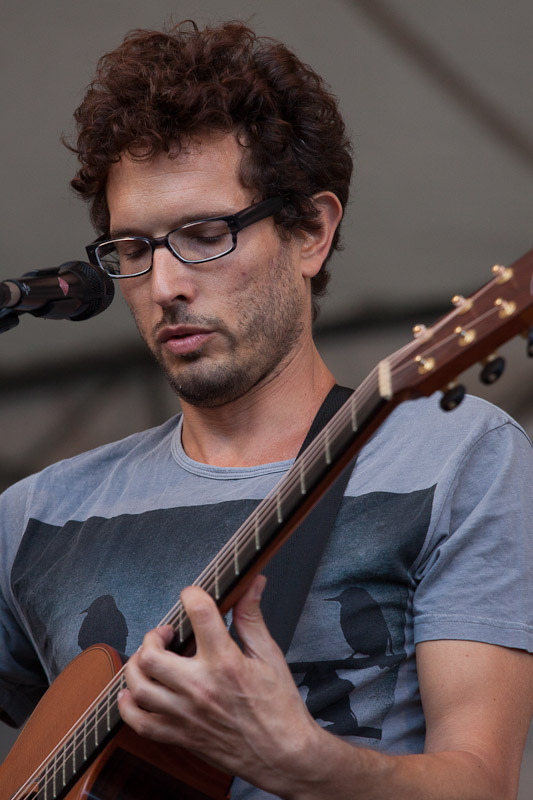
Yoav

- 15. Oktober: Yoav, israelisch-südafrikanischer Singer-Songwriter
- 15. Oktober: Armando Zani, albanischer Fußballspieler
- 15. Oktober: Li Jiajun, chinesischer Shorttracker
- 16. Oktober: Tatjana Bakaltschuk, russische Unternehmerin
- 16. Oktober: Brynjar Gunnarsson, isländischer Fußballspieler
- 16. Oktober: Antonella Confortola, italienische Skilangläuferin
- 16. Oktober: David Daus, deutscher Tischtennisspieler
- 16. Oktober: Jacques Kallis, südafrikanischer Cricketspieler
- 16. Oktober: Thomas Kies, deutscher Fußballspieler
- 16. Oktober: Mimoza Kusari-Lila, kosovarische Politikerin
- 16. Oktober: Nelson Lee, kanadischer Schauspieler taiwanischer Herkunft
- 16. Oktober: Christophe Maé, französischer Sänger
- 16. Oktober: Ariel Magnus, argentinischer Schriftsteller und Übersetzer
- 16. Oktober: Kellie Martin, US-amerikanische Schauspielerin
- 16. Oktober: Eva Ortiz Vilella, spanische Politikerin
- 16. Oktober: Tim Stegemann, deutscher Schauspieler und Theaterpädagoge
- 16. Oktober: Bijan Zamani, deutscher Schauspieler
- 16. Oktober: Daugvinas Zujus, litauischer Geher

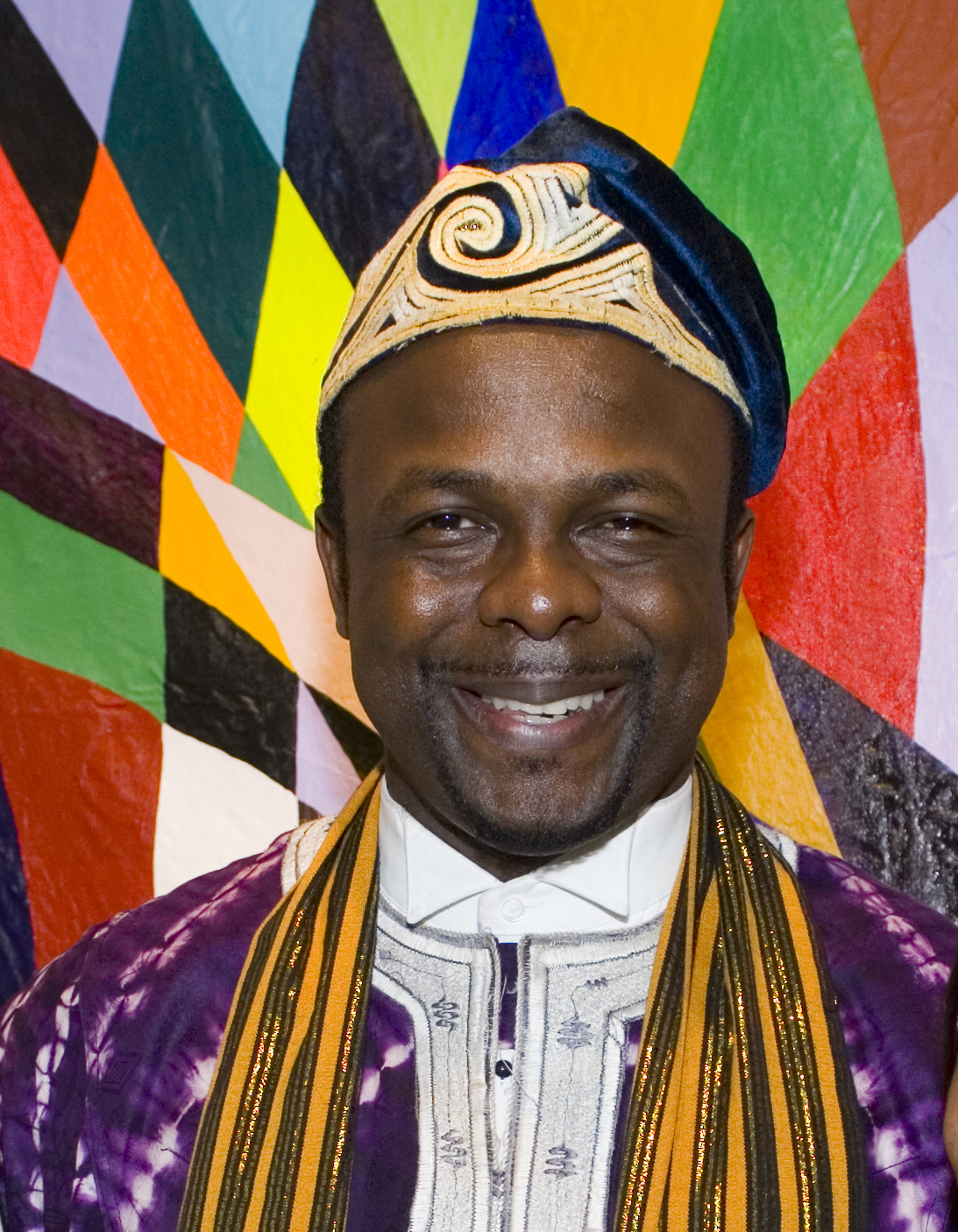
Ibiyinka Alao

- 17. Oktober: Ibiyinka Alao, nigerianischer Künstler
- 17. Oktober: Francis Bouillon, US-amerikanisch-kanadischer Eishockeyspieler und -trainer
- 17. Oktober: Rodolfo Camacho, venezolanischer Radrennfahrer († 2016)
- 17. Oktober: Sandra Eckardt, deutsche Moderatorin
- 17. Oktober: Thomas Hörl, österreichischer Künstler
- 17. Oktober: Anne Kremer, luxemburgische Tennisspielerin
- 17. Oktober: Despina Olympiou, zyprische Sängerin
- 17. Oktober: Nina Omilian, deutsche Sängerin, Schauspielerin und Bühnenautorin
- 17. Oktober: Samuel Slovák, slowakischer Fußballspieler
- 17. Oktober: McLain Ward, US-amerikanischer Springreiter
- 18. Oktober: Michael Borlik, deutscher Kinder- und Jugendbuchautor
- 18. Oktober: Rodrigo Carrasco, chilenischer Springreiter
- 18. Oktober: Denis Cuspert, deutscher Salafist und ehemaliger Gangsta-Rapper (vermutlich † 2018)
- 18. Oktober: Markus Fürstaller, österreichischer Fußballspieler und Trainer
- 18. Oktober: Kong Linghui, chinesischer Tischtennisspieler
- 18. Oktober: Tobias Oertel, deutscher Schauspieler
- 18. Oktober: Nic Pizzolatto, US-amerikanischer Autor, Drehbuchautor und Hochschullehrer

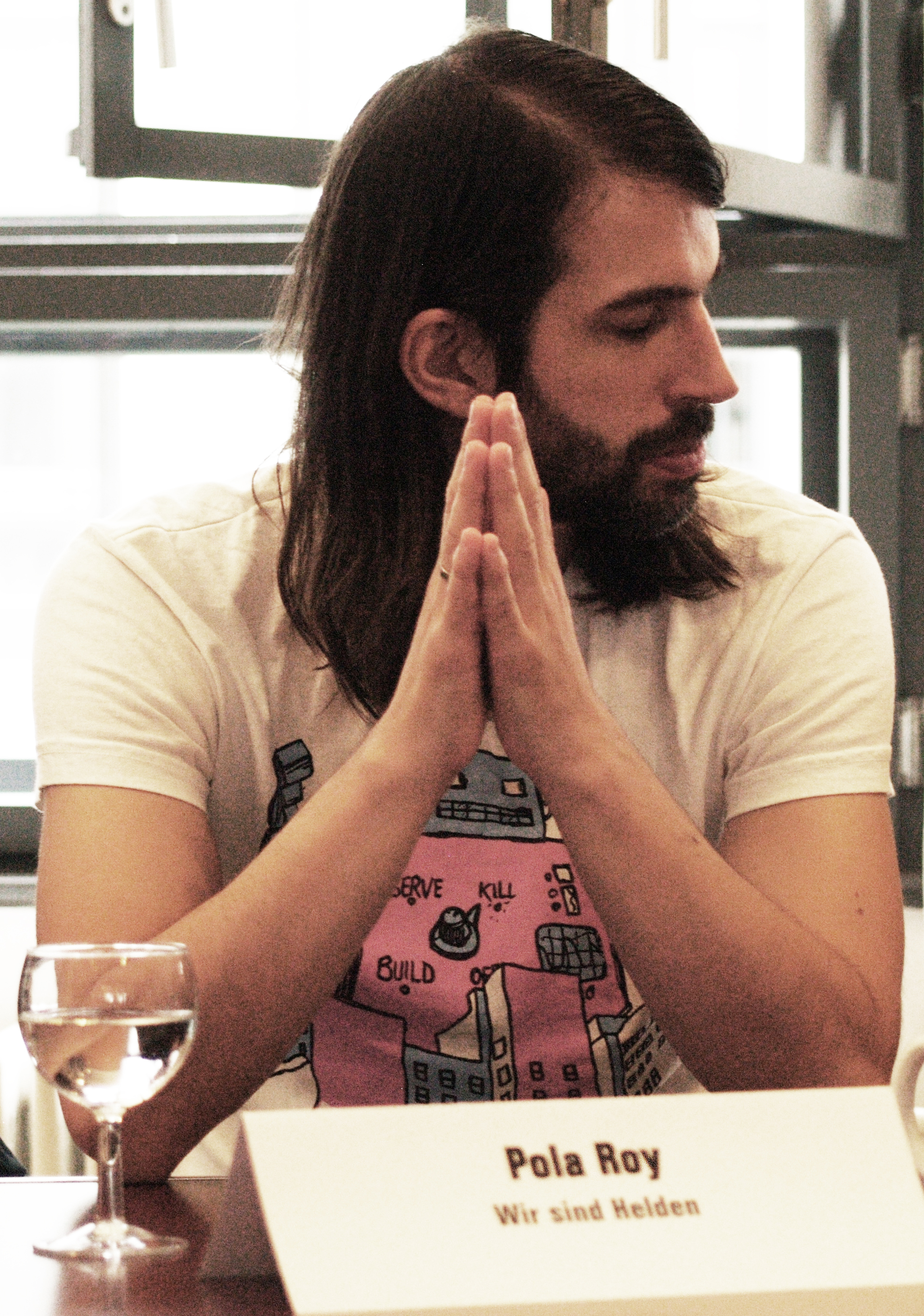
Pola Roy

- 18. Oktober: Pola Roy, deutscher Musiker und Schlagzeuger der Band Wir sind Helden
- 18. Oktober: François Ruffin, französischer Journalist, Essayist, Regisseur und Politiker
- 18. Oktober: Joshua E. Sawyer, US-amerikanischer Computerspieldesigner
- 18. Oktober: Rouven Schröder, deutscher Fußballspieler und -trainer
- 18. Oktober: Shing02, japanisch-US-amerikanischer Rapper
- 18. Oktober: Iwan Totew, bulgarischer Politiker
- 18. Oktober: Jean-Guy Trudel, kanadischer Eishockeyspieler, -trainer und -funktionär
- 19. Oktober: Sachari Dimitrow, bulgarischer Fußballspieler
- 19. Oktober: Hilde Gerg, deutsche Skifahrerin
- 19. Oktober: Salif Keita, senegalesisch-belgischer Fußballspieler
- 19. Oktober: David Lilley, englischer Snookerspieler
- 19. Oktober: David Musial, tschechisch-deutscher Eishockeyspieler
- 19. Oktober: Lars Winnerbäck, schwedischer Sänger und Songwriter
- 19. Oktober: Daniel Wirtz, deutscher Rocksänger
- 20. Oktober: Frédéric Chiffoleau, französischer Jazzmusiker

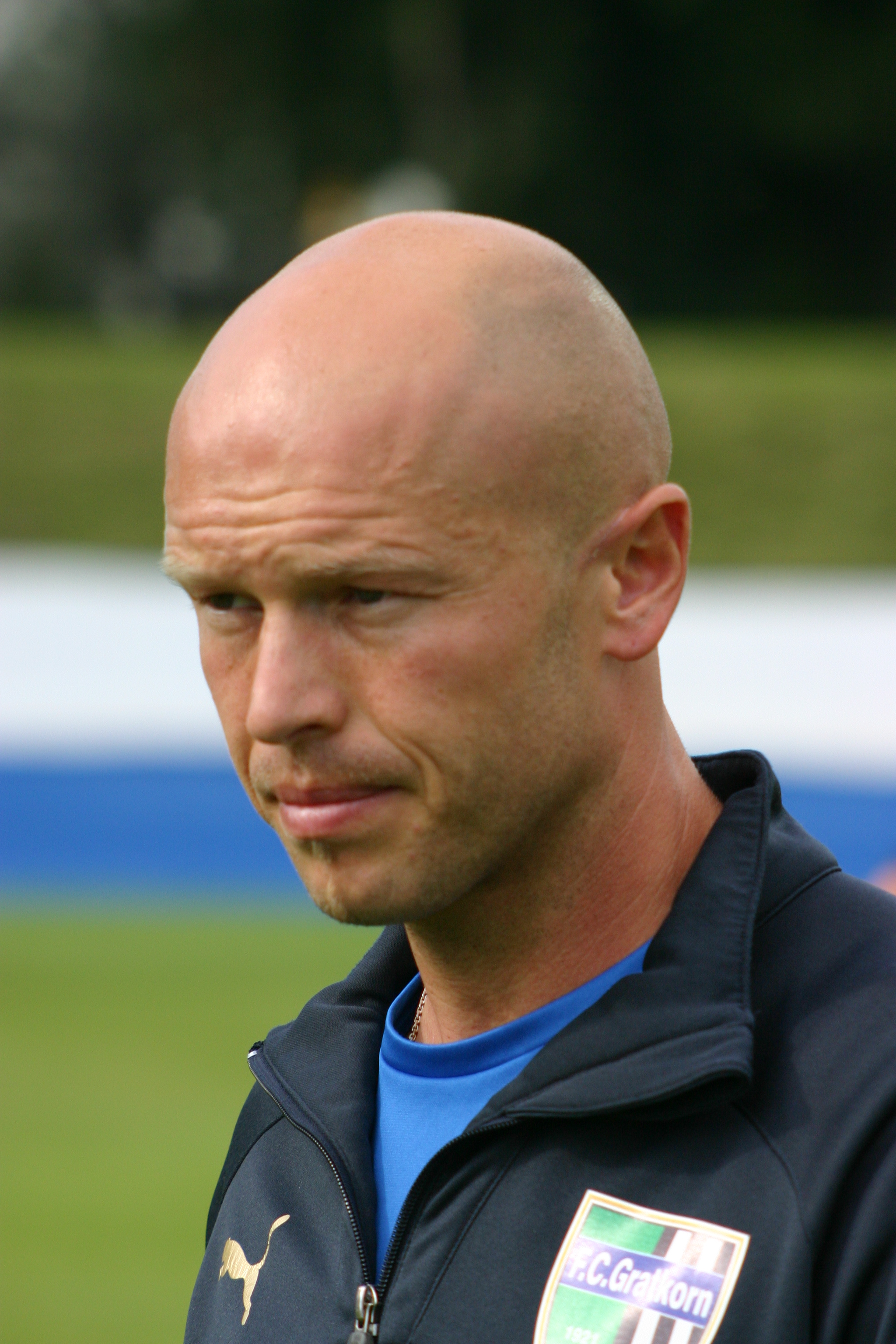
Adam Cichon

- 20. Oktober: Adam Cichon, deutscher Fußballspieler
- 20. Oktober: Thomas Ebeling, deutscher Politiker und Jurist
- 20. Oktober: Diego Fiori, italienischer Videokünstler, Regisseur und Filmproduzent
- 20. Oktober: Tobias Heilmann, deutscher Politiker († 2025)
- 20. Oktober: Nadine Kleinert, deutsche Kugelstoßerin
- 20. Oktober: Nélson Alexandre Gomes Pereira, portugiesischer Fußballtorhüter
- 20. Oktober: Mikkel Solnado, dänisch-portugiesischer Pop-Sänger
- 20. Oktober: Jenny Wilson, schwedische Popmusikerin
- 21. Oktober: Juan Pablo Ángel, kolumbianischer Fußballspieler
- 21. Oktober: Henrique Hilário, portugiesischer Fußballtorwart
- 21. Oktober: Ahmed Ismail, ägyptischer Boxer
- 21. Oktober: Andrij Srjubko, ukrainischer Eishockeyspieler
- 21. Oktober: Robert Paul Weston, kanadisch-britischer Autor von Kinder- und Jugendbüchern
- 22. Oktober: Rico Diks, niederländischer Poolbillardspieler
- 22. Oktober: André Eriksen, norwegischer Schauspieler, Backgroundsänger und Breakdancer
- 22. Oktober: Denis Feix, deutscher Koch
- 22. Oktober: Jesse Tyler Ferguson, US-amerikanischer Schauspieler
- 22. Oktober: Dario Jerkić, kroatischer Basketballtrainer
- 22. Oktober: Patrick McHenry, US-amerikanischer Politiker
- 22. Oktober: Martin Prázdnovský, slowakischer Radrennfahrer

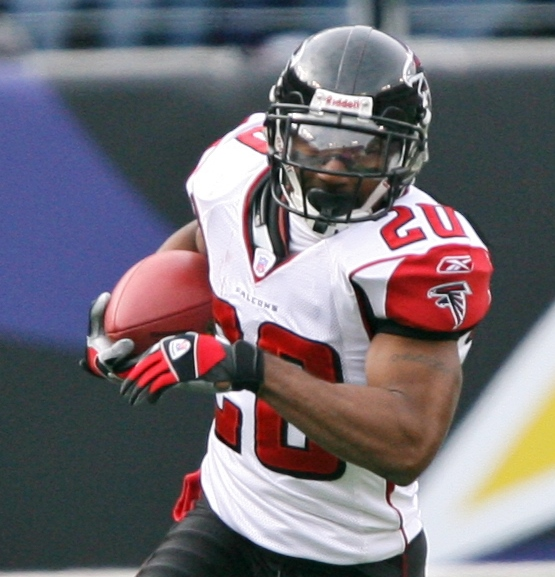
Allen Rossum

- 22. Oktober: Allen Rossum, US-amerikanischer American-Football-Spieler
- 22. Oktober: Míchel Salgado, spanischer Fußballspieler
- 22. Oktober: Stive Vermaut, belgischer Radrennfahrer († 2004)
- 22. Oktober: Pavel Vít, deutsch-tschechischer Eishockeyspieler
- 23. Oktober: Boti Bliss, US-amerikanische Schauspielerin
- 23. Oktober: Eveline Crone, niederländische kognitive Entwicklungspsychologin
- 23. Oktober: Roslin Hashim, malaysischer Badmintonspieler
- 23. Oktober: Gabriele Herrmann, deutsche Politikerin
- 23. Oktober: Kōji Kumagai, japanischer Fußballspieler
- 23. Oktober: Marcus Lantz, schwedischer Fußballspieler
- 23. Oktober: Eugen Schmidt, deutscher Politiker
- 23. Oktober: Keith Van Horn, US-amerikanischer Basketballspieler
- 24. Oktober: Amy Bailey, US-amerikanische Schauspielerin
- 24. Oktober: Max Giermann, deutscher Schauspieler und Comedian
- 24. Oktober: Kaidō Yasuhiro, japanischer Sumōringer
- 24. Oktober: Rolf Martin Landerl, österreichischer Fußballspieler
- 24. Oktober: Carlos Spencer, neuseeländischer Rugbyspieler
- 24. Oktober: Patricia Wissel, deutsche Politikerin
- 25. Oktober: Ali Eren Beşerler, türkischer Fußballspieler
- 25. Oktober: Zadie Smith, britische Schriftstellerin

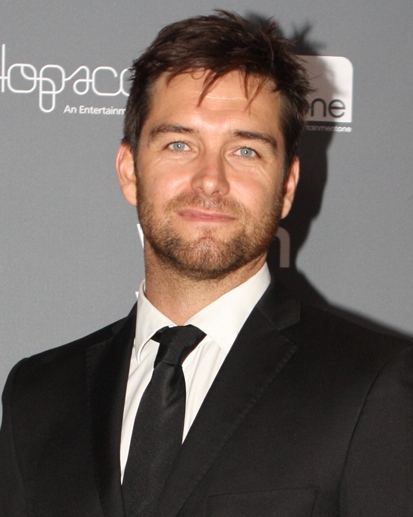
Antony Starr

- 25. Oktober: Antony Starr, neuseeländischer Schauspieler
- 26. Oktober: Taffy Brodesser-Akner, US-amerikanische Journalistin
- 26. Oktober: Katja Riipi, finnische Eishockeyspielerin
- 26. Oktober: Laurențiu Roșu, rumänischer Fußballspieler und -trainer
- 26. Oktober: Jochen Schultheiß, deutscher Altphilologe und Neulateinischer Philologe
- 26. Oktober: Daniel Tarone, schweizerisch-italienischer Fußballspieler
- 27. Oktober: Lorànt Deutsch, französischer Schauspieler und Schriftsteller
- 27. Oktober: Predrag Drobnjak, montenegrinischer Basketballspieler
- 27. Oktober: Kate Havnevik, norwegische Indie-Rock-Singer-Songwriterin und Komponistin
- 27. Oktober: Nicole Herschmann, deutsche Bobfahrerin und Leichtathletin

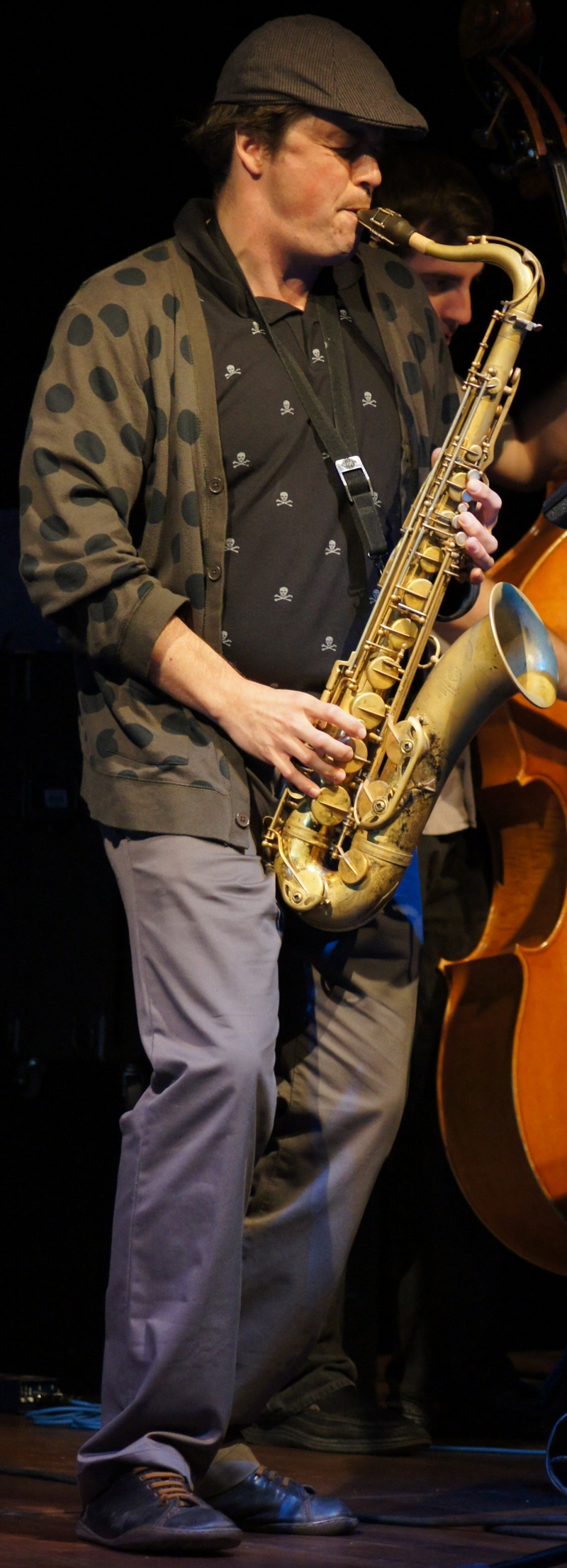
Igor Lumpert

- 27. Oktober: Igor Lumpert, slowenischer Jazzmusiker
- 27. Oktober: Aron Ralston, US-amerikanischer Bergsteiger
- 27. Oktober: Thomas Tittel, deutscher Triathlet († 2013)
- 28. Oktober: Wouter Claes, belgischer Badmintonspieler
- 28. Oktober: Gerald Hörhan, österreichischer Manager, Investor und Autor
- 28. Oktober: Funke Oshonaike, nigerianische Tischtennisspielerin
- 28. Oktober: Wayne Shields, südafrikanischer Beleuchter und Kameramann
- 29. Oktober: Godfried Aduobe, ghanaischer Fußballspieler
- 29. Oktober: Frank Baumann, deutscher Fußballspieler
- 29. Oktober: Aksel Hennie, norwegischer Schauspieler, Regisseur und Drehbuchautor
- 29. Oktober: Alexander Kleider, deutscher Dokumentarfilmer
- 29. Oktober: Carsten Lepper, deutscher Schauspieler und Sänger
- 29. Oktober: Li Hongchen, chinesischer Curler
- 29. Oktober: Kelly Lin, taiwanische Schauspielerin und Model
- 29. Oktober: George Stanley Mbwando, simbabwischer Fußballspieler
- 29. Oktober: Conny Schmalfuß, deutsche Wasserspringerin
- 29. Oktober: Michael Schur, US-amerikanischer Drehbuchautor, Fernsehproduzent, Fernsehregisseur und Schauspieler
- 29. Oktober: Viorica Susanu, rumänische Ruderin
- 30. Oktober: Marco Antonio Arriagada Quinchel, chilenischer Bahn- und Straßenradrennfahrer
- 30. Oktober: Keith Brooking, US-amerikanischer American-Football-Spieler
- 30. Oktober: Víctor Carrillo, peruanischer Fußballschiedsrichter

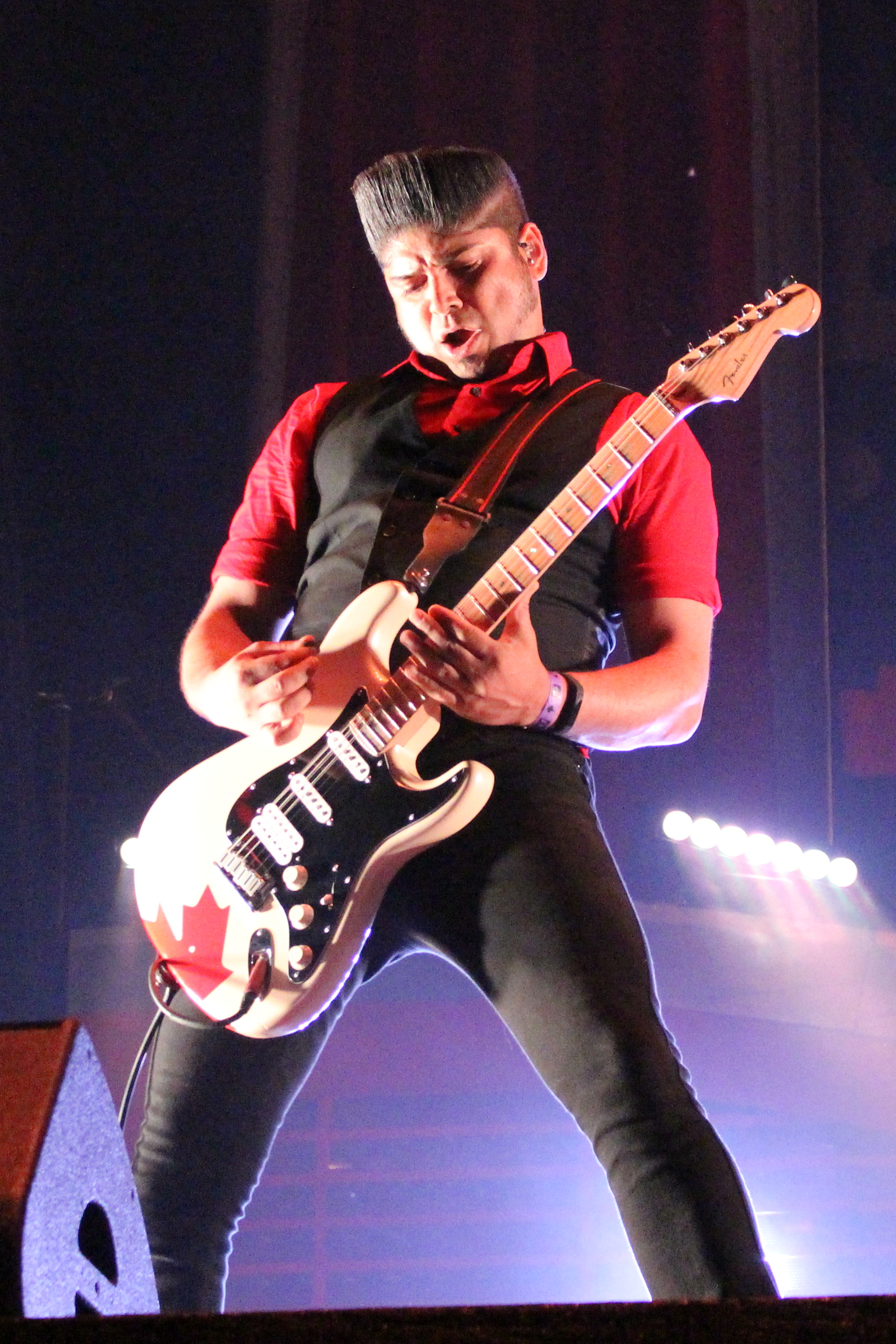
Ian D’Sa

- 30. Oktober: Ian D’Sa, kanadischer Gitarrist, Sänger und Songwriter
- 30. Oktober: Dimitar Iwankow, bulgarischer Fußballtorwart
- 30. Oktober: Christian Lademann, deutscher Radrennfahrer
- 30. Oktober: Craig McCartney, australischer Straßenradrennfahrer
- 30. Oktober: Maria Thayer, US-amerikanische Schauspielerin
- 31. Oktober: Olabisi Afolabi, nigerianische Leichtathletin
- 31. Oktober: Nicole Berger-Krotsch, österreichische Politikerin
- 31. Oktober: Fabio Celestini, Schweizer Fußballspieler und -trainer
- 31. Oktober: Jagan Hames, australischer Zehnkämpfer
- 31. Oktober: Ljubow Jermolajewa, russische Biathletin
- 31. Oktober: Smokie Norful, US-amerikanischer Gospelmusiker

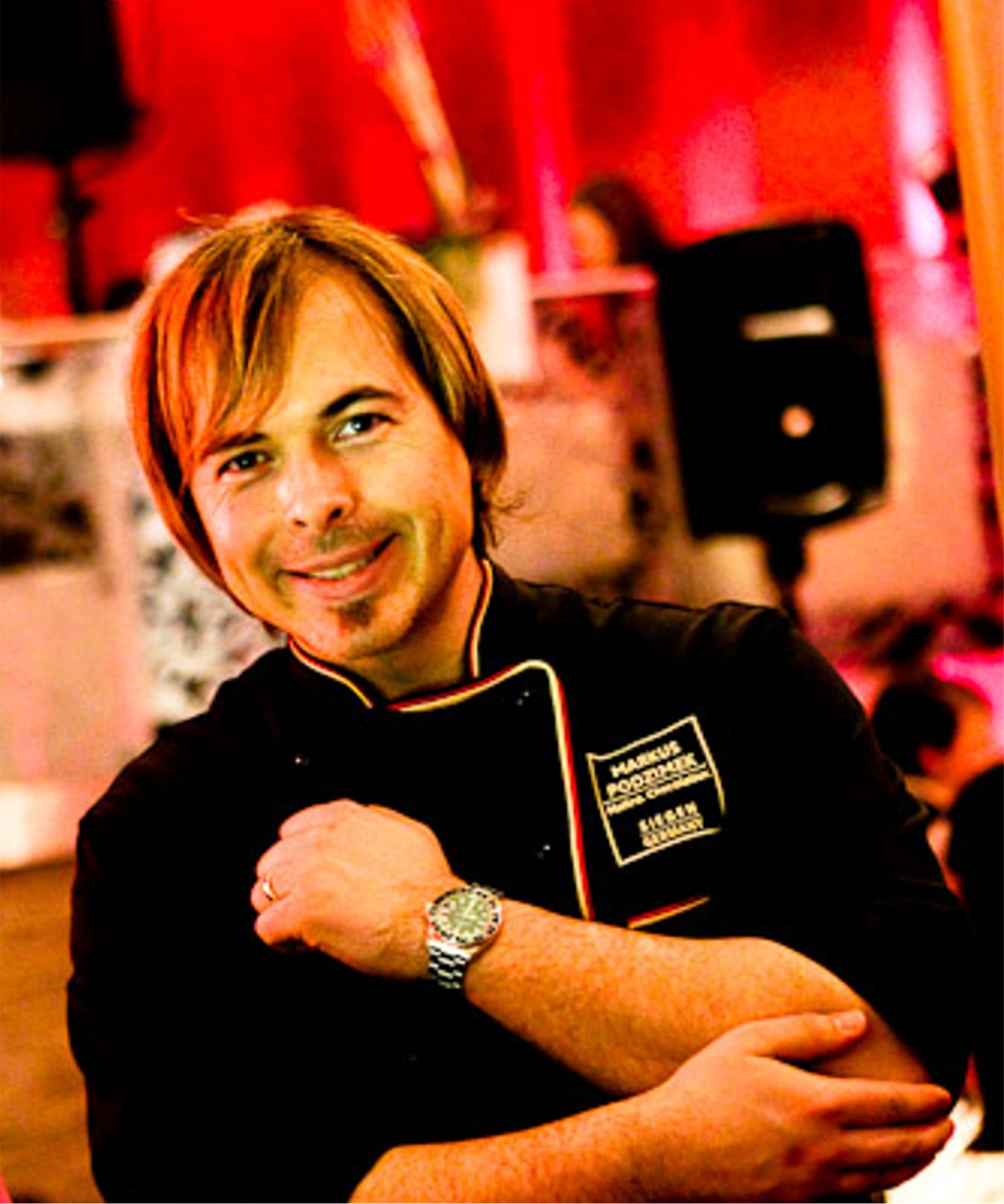
Markus Podzimek

- 31. Oktober: Markus Podzimek, deutscher Konditormeister und Maître Chocolatier
- 31. Oktober: Thomas Riesenweber, deutscher Altphilologe und Hochschullehrer
- 31. Oktober: Christopher Sekura, australischer Eishockeyspieler
- 31. Oktober: Marko Suvelo, finnisch-deutscher Eishockeyspieler
- 31. Oktober: Johnny Whitworth, US-amerikanischer Schauspieler
- 00. Oktober: Georgia Guillaume, österreichische Journalistin
- 00. Oktober: Celine Rattray, britische Filmproduzentin
- 00. Oktober: Lamar Thomas, US-amerikanischer Rapper
- 00. Oktober: Roland Wegner, deutscher Politiker

### November
- 01. November: Bo Bice, US-amerikanischer Rockmusiker
- 01. November: Roberto Dueñas, spanischer Basketballspieler
- 01. November: Sabine Ellerbrock, deutsche Rollstuhltennisspielerin
- 01. November: Manuel Ferrara, französischer Pornodarsteller
- 01. November: Łukasz Kruczek, polnischer Skispringer und Skisprungtrainer
- 01. November: Chiaki Kusuhara, japanische Beachvolleyballspielerin
- 01. November: Katsuhiko Maeda, japanischer Komponist und Musiker
- 01. November: Lucky McKee, US-amerikanischer Regisseur, Schauspieler, Drehbuchautor

Lise Myhre

- 01. November: Lise Myhre, norwegische Cartoonistin
- 01. November: Omar Nazar, afghanischer Fußballspieler
- 01. November: Natalja Paderina, russische Pistolenschützin
- 01. November: Éric Perrin, kanadischer Eishockeyspieler
- 01. November: Kirill Sossunow, russischer Weitspringer
- 01. November: Erben Wennemars, niederländischer Eisschnellläufer
- 02. November: Luc Arbogast, französischer Musiker
- 02. November: Angela Clarke, australische Volleyball- und Beachvolleyballspielerin
- 02. November: Jérémie Dufour, französischer Automobilrennfahrer
- 02. November: Ófeigur Sigurðsson, isländischer Autor
- 02. November: Matthias Örüm, deutscher Fußballspieler
- 02. November: Thomas Punkenhofer, österreichischer Politiker

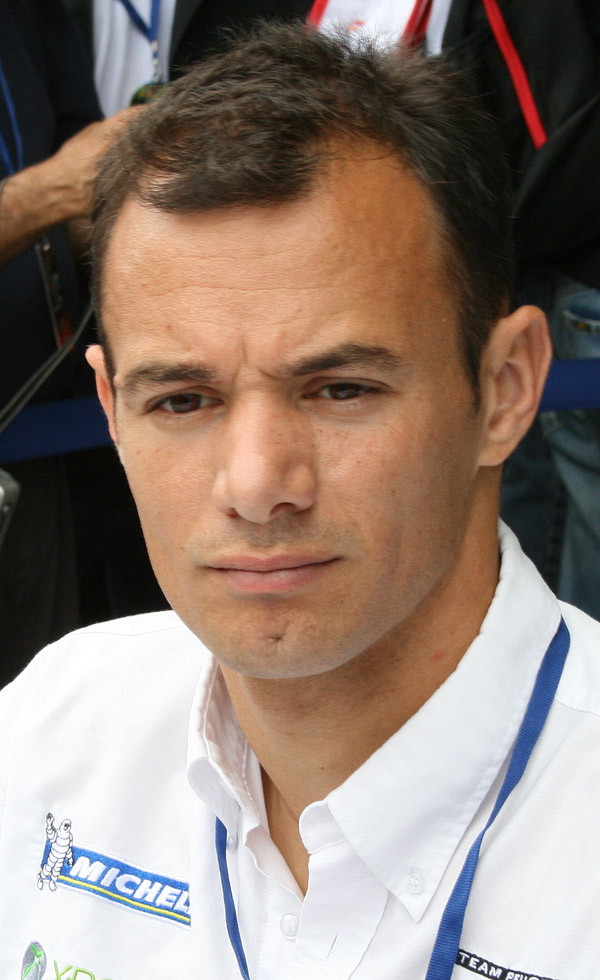
Stéphane Sarrazin

- 02. November: Stéphane Sarrazin, französischer Automobilrennfahrer
- 02. November: Zhang Ouying, chinesische Fußballspielerin († 2018)
- 03. November: Demetrius Alexander, US-amerikanischer Basketballspieler
- 03. November: Gabriele Balducci, italienischer Radrennfahrer
- 03. November: Alexander De Croo, belgischer Unternehmer und Politiker
- 03. November: Marta Domínguez, spanische Leichtathletin
- 03. November: Grischa Niermann, deutscher Radrennfahrer
- 03. November: Alexandra Prince, deutsche Sängerin und Songwriterin
- 03. November: Darren Sharper, US-amerikanischer American-Football-Spieler
- 03. November: Rolandas Taraškevičius, litauischer Politiker
- 03. November: Yu Chaohong, chinesischer Geher
- 04. November: Carolina Agüero, argentinische Balletttänzerin
- 04. November: Marcus Brühl, deutscher Lyriker und Prosaautor († 2015)
- 04. November: José Ignacio Castillo, argentinischer Fußballspieler
- 04. November: Warren Christie, kanadischer Schauspieler
- 04. November: Toni Haßmann, deutscher Springreiter
- 04. November: Zoran Jovičič, slowenischer Handballspieler
- 04. November: Goran D. Kleut, australischer Schauspieler

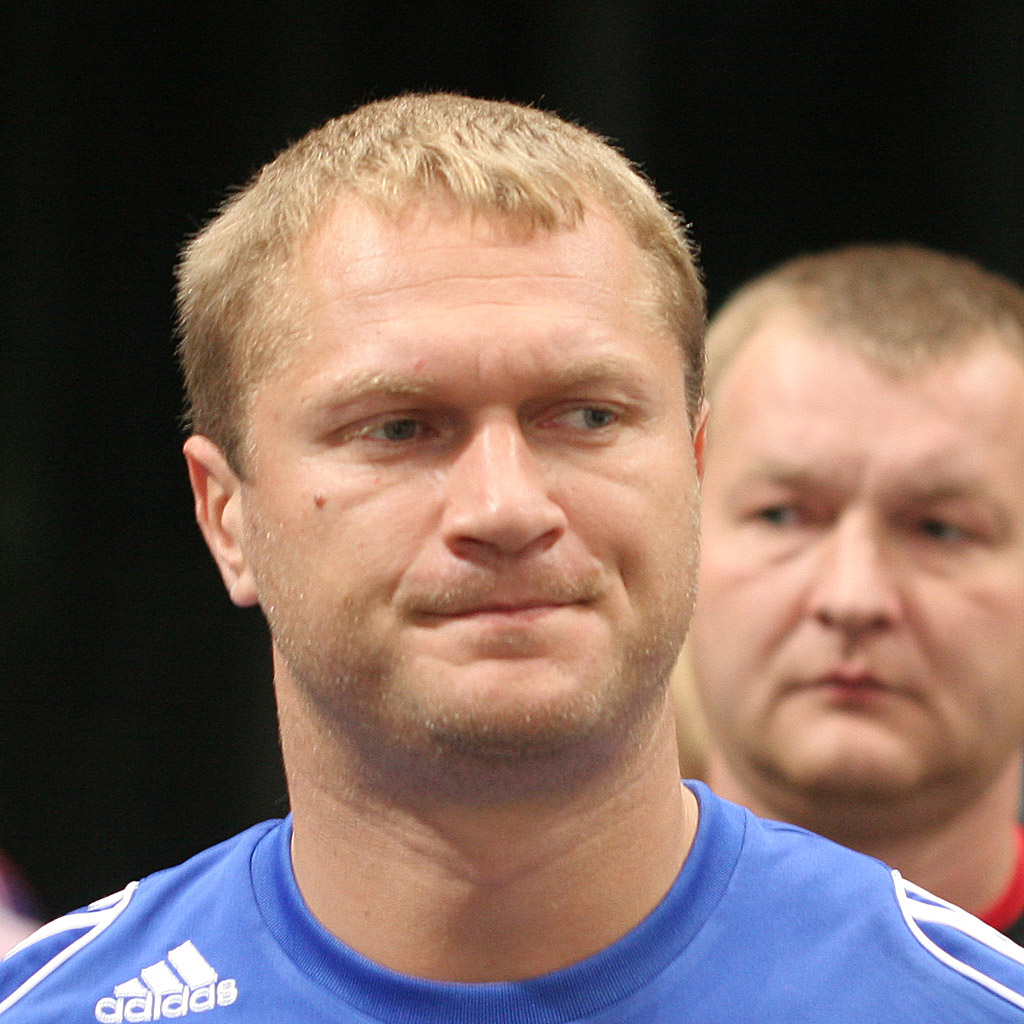
Eduard Kokscharow

- 04. November: Eduard Kokscharow, russischer Handballspieler und -trainer
- 04. November: Antipass Kwari, simbabwischer Mountainbike- und Straßenradrennfahrer
- 04. November: Yoann Le Boulanger, französischer Radrennfahrer
- 04. November: Mikki Moore, US-amerikanischer Basketballspieler
- 04. November: Orlando Pace, US-amerikanischer American-Football-Spieler
- 04. November: Ilona Pfeiffer, deutsche Langstreckenläuferin
- 04. November: Michael Proehl, deutscher Drehbuchautor
- 04. November: Riku Rajamaa, finnischer Gitarrist
- 04. November: Federico Ramírez, costa-ricanischer Radrennfahrer
- 04. November: Nico B. Rottke, deutscher Wirtschaftswissenschaftler
- 04. November: Miriam Staudte, deutsche Politikerin
- 04. November: Curtis Stone, australischer Fernseh-Koch und Kochbuchautor

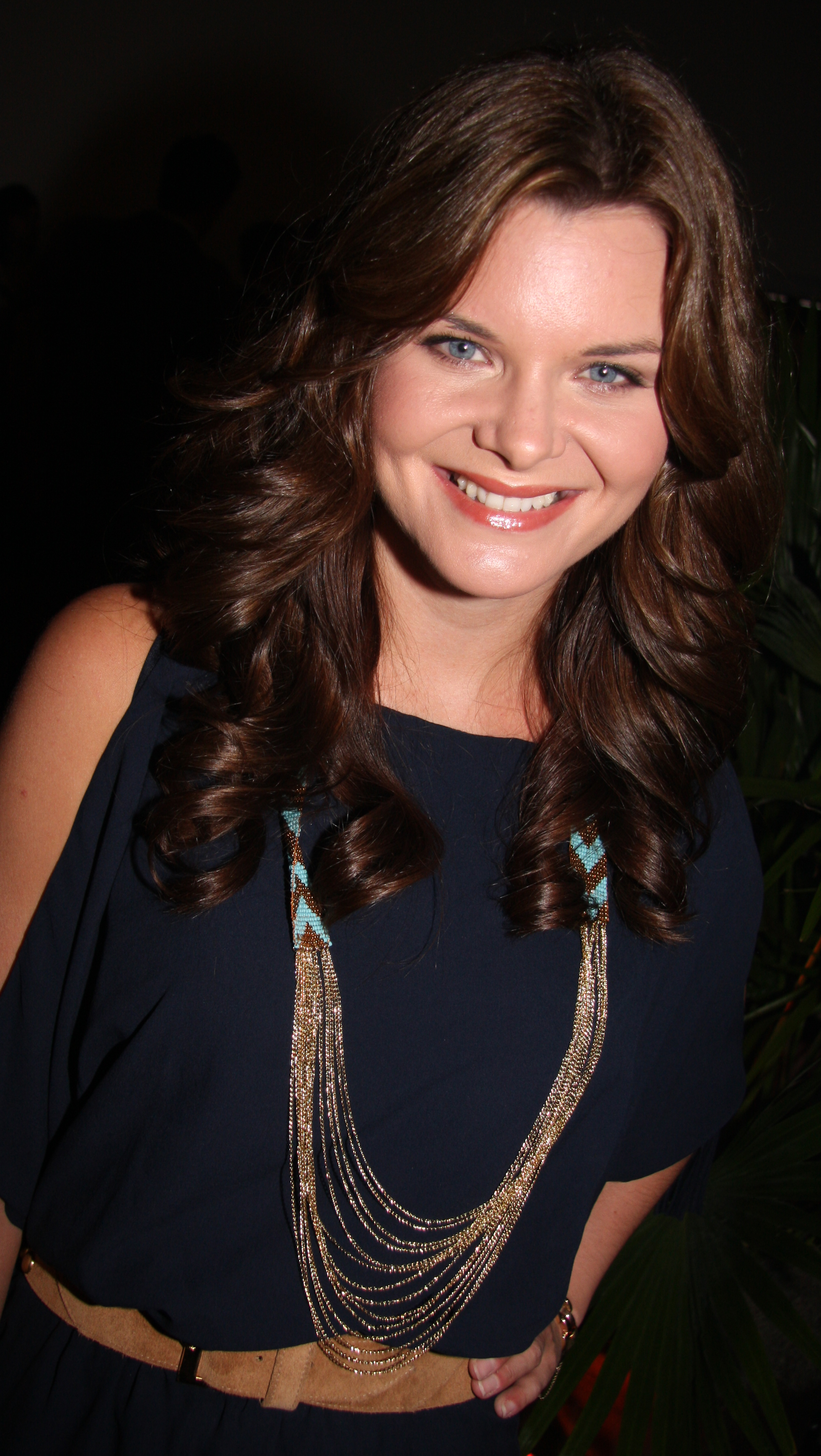
Heather Tom

- 04. November: Heather Tom, US-amerikanische Schauspielerin
- 04. November: Erin Wall, kanadische Opernsängerin († 2020)
- 04. November: Chris Wallace, US-amerikanischer American- und Arena-Football-Spieler
- 04. November: Araba Walton, deutsche Schauspielerin und Sängerin
- 04. November: Lorenzen Wright, US-amerikanischer Basketballspieler († 2010)
- 05. November: Francisco García, spanischer Radrennfahrer
- 05. November: Daisuke Itō, japanischer Automobilrennfahrer
- 05. November: Sidonia Jędrzejewska, polnische Politikerin
- 05. November: Jan Henrik Klement, deutscher Jurist und Hochschullehrer
- 05. November: Felix Knopp, deutscher Schauspieler und Hörspielsprecher
- 05. November: Steven Küchler, deutscher Boxer
- 05. November: Stine Larsen, norwegische Langstreckenläuferin
- 05. November: Brooke Magnanti, US-amerikanische Medizinerin und Bloggerin
- 05. November: Jorge Humberto Martínez, kolumbianischer Radrennfahrer
- 05. November: Ryszard Pilarczyk, polnischer Sprinter
- 05. November: Trecia Smith, jamaikanische Dreispringerin
- 05. November: Tayfun Taşdemir, türkischer Karambolagespieler

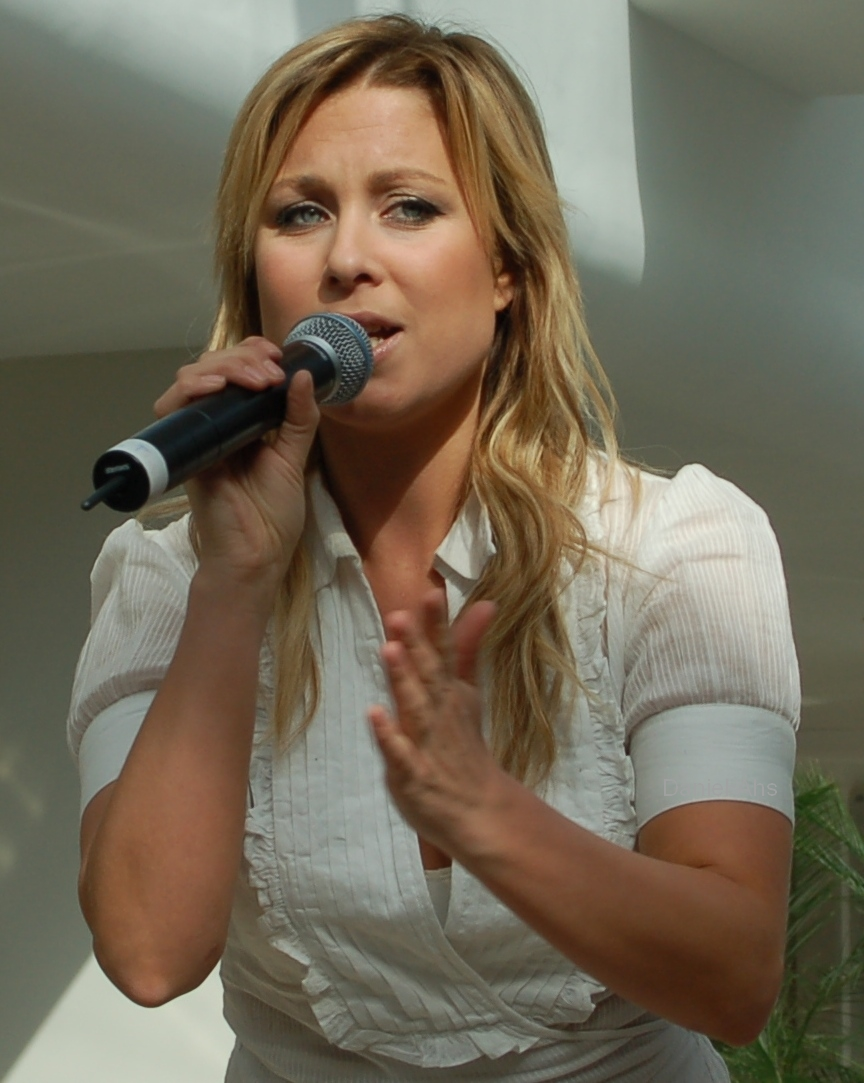
Velvet

- 05. November: Velvet, schwedische Popsängerin
- 06. November: Anne Dot Eggers Nielsen, dänische Fußballspielerin
- 06. November: Alois Gstöttner, österreichischer Autor und Fotograf
- 06. November: Tarmo Saks, estnischer Fußballspieler
- 06. November: Jeff Smith, kanadischer Dartspieler
- 06. November: Damon Younger, isländischer Schauspieler
- 07. November: Diana Amft, deutsche Schauspielerin
- 07. November: Anja Backhaus, deutsche Radio- und Fernseh-Moderatorin
- 07. November: Wanda Curtis, ungarische Pornodarstellerin
- 07. November: Yann Goudy, französischer Automobilrennfahrer
- 07. November: Raphaël Haroche, französischer Sänger
- 07. November: Ryan Kraft, US-amerikanischer Eishockeyspieler
- 07. November: Marcus Luttrell, US-amerikanischer US Navy SEAL
- 07. November: Axel Melzener, deutscher Drehbuchautor
- 07. November: Giacomo Petrobelli, italienischer Bankier und Automobilrennfahrer
- 08. November: Olga Batalina, russische Politikerin
- 08. November: Sandro Hess, Schweizer Politiker
- 08. November: Antony Hickling, anglo-französischer Schauspieler und Filmemacher
- 08. November: Shane Hnidy, kanadischer Eishockeyspieler
- 08. November: Brevin Knight, US-amerikanischer Basketballspieler
- 08. November: Ade Lukas, indonesischer Badmintonspieler
- 08. November: José Manuel Pinto, spanischer Fußballspieler
- 08. November: Matthew Reed, US-amerikanischer Triathlet

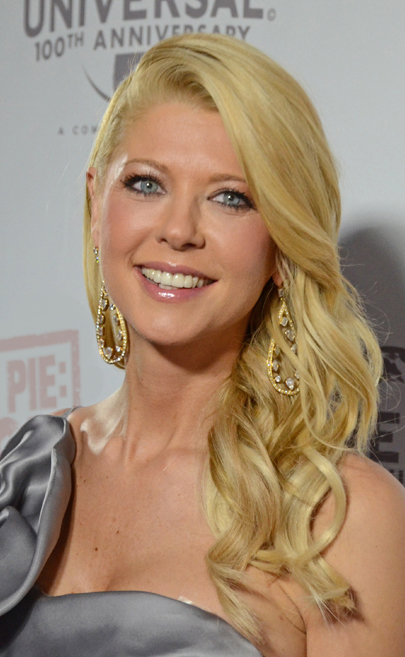
Tara Reid

- 08. November: Tara Reid, US-amerikanische Schauspielerin
- 08. November: Sheek Louch, US-amerikanischer Rapper
- 08. November: Tim Walter, deutscher Fußballtrainer
- 09. November: Djezon Boutoille, französischer Fußballspieler
- 09. November: Olivier De Cock, belgischer Fußballspieler
- 09. November: Dörthe Eickelberg, deutsche Moderatorin und Schauspielerin
- 09. November: Raphaël Enthoven, französischer Philosoph und Fernsehmoderator
- 09. November: Anke Kortemeier, deutsche Moderatorin, Schauspielerin und Synchronsprecherin
- 09. November: Bernard Luzon, philippinischer Radrennfahrer
- 09. November: Gareth Malone, britischer Showmaster
- 09. November: Henrike Müller, deutsche Politikerin
- 09. November: Harald Proczyk, österreichischer Automobilrennfahrer
- 09. November: Enes Hakan Tokyay, deutscher Filmregisseur und Kameramann
- 09. November: Ryōko Uno, japanische Fußballspielerin
- 09. November: Anika Vavić, serbische Pianistin
- 10. November: Jan Diedrichsen, dänischer Journalist und politischer Funktionär
- 10. November: Luéyi Dovy, französischer Sprinter
- 10. November: Jason Elliott, kanadischer Eishockeytorwart
- 10. November: Rachel Kramer Bussel, US-amerikanische Autorin
- 10. November: Patrick Lawino, ugandischer Bahnradsportler
- 10. November: Suzanna Lubrano, kap-verdische Zouksängerin
- 10. November: Markko Märtin, estnischer Rallyefahrer
- 10. November: Christian Morgenstern, deutscher DJ und Musikproduzent († 2003)
- 10. November: Nadine Pfreundschuh, deutsche Eishockeytorhüterin
- 10. November: Zuzana Poliačková, slowakische Tischtennisspielerin
- 10. November: Halina Reijn, niederländische Schauspielerin, Autorin und Regisseurin

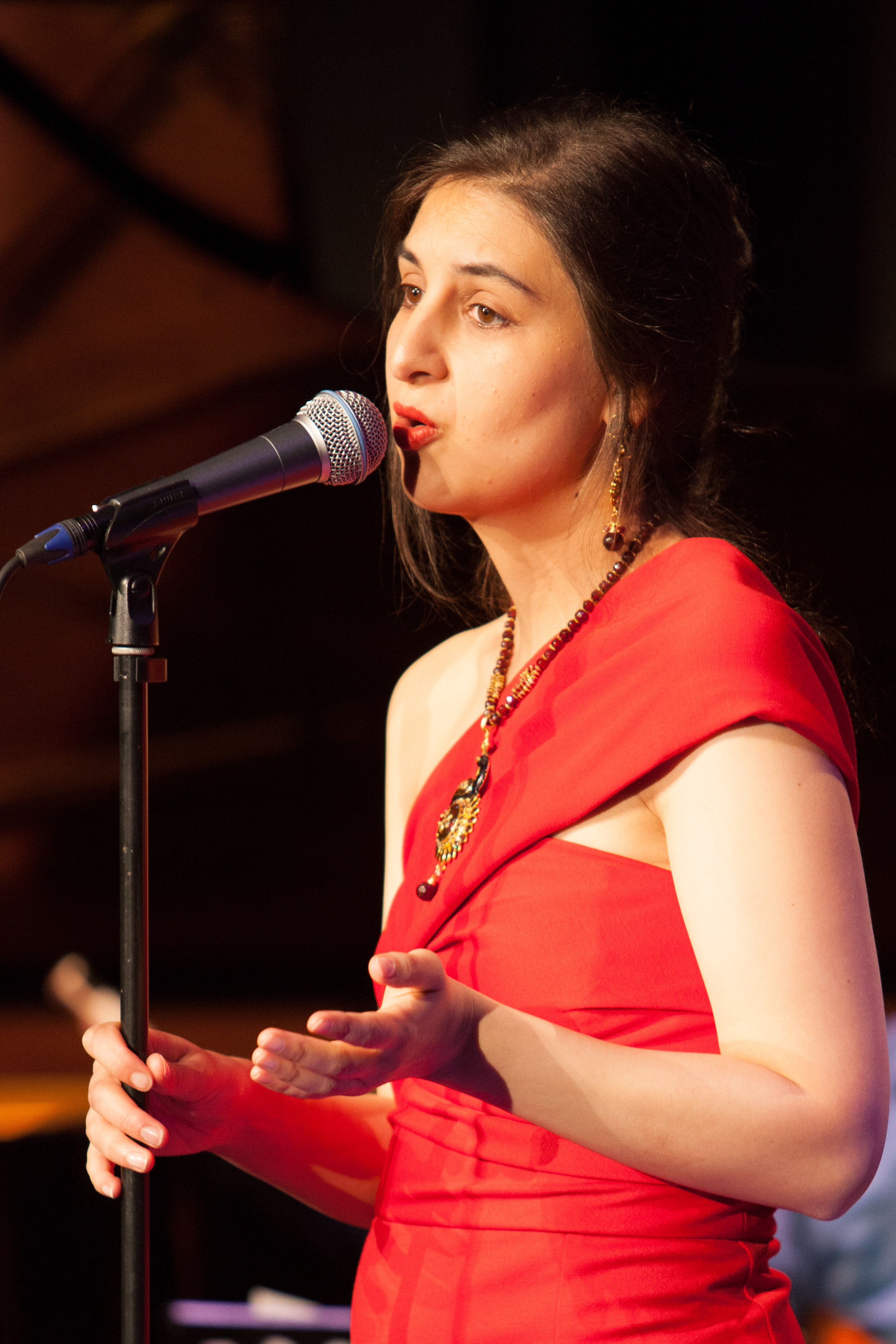
Dotschy Reinhardt

- 10. November: Dotschy Reinhardt, deutsche Jazzsängerin und Autorin
- 10. November: Jimmy Reiter, deutscher Bluesmusiker
- 10. November: Linda Rybová, tschechische Schauspielerin und Model
- 10. November: Andrei Sartassov, chilenischer Radrennfahrer
- 10. November: Everson Pereira da Silva, brasilianischer Fußballspieler
- 11. November: Minu Barati, deutsch-iranische Filmproduzentin und Drehbuchautorin
- 11. November: Martin Bauer, deutscher Autor und Produzent
- 11. November: Christian Blex, deutscher Lehrer und Politiker
- 11. November: Martin Gruber, italienischer Naturbahnrodler
- 11. November: Petra M. Jelicic-Lovrekovic, kroatisch-deutsche Künstlerin
- 11. November: Gláucio de Jesus Carvalho, brasilianischer Fußballspieler
- 11. November: Eyal Podell, israelisch-US-amerikanischer Schauspieler
- 11. November: Bogdan Russew, bulgarischer Schriftsteller
- 11. November: Martin Schramm, deutscher Archivar
- 11. November: Josep Serrano, andorranischer Fußballspieler

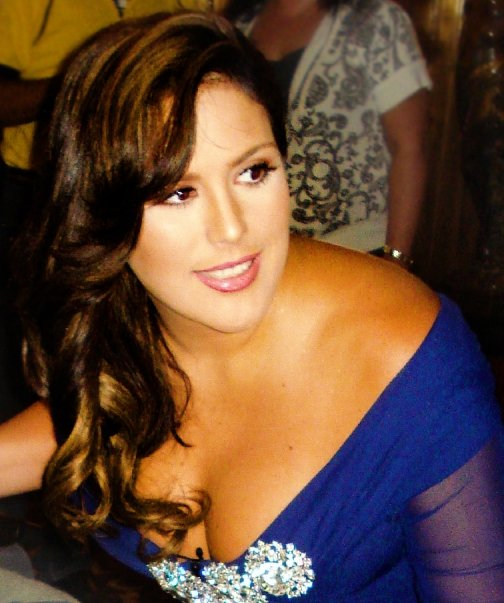
Angélica Vale

- 11. November: Angélica Vale, mexikanische Schauspielerin und Sängerin
- 11. November: Martín Vitali, argentinischer Fußballspieler
- 11. November: Marcin Wasilewski, polnischer Jazzmusiker
- 11. November: Stephan Weinberg, deutscher Verwaltungsjurist und Politiker
- 11. November: Reid Wiseman, US-amerikanischer Astronaut
- 11. November: Patrick Wolff, deutscher Schauspieler
- 12. November: Eric Gaulin, österreichischer Skeletonsportler
- 12. November: Katherine Grainger, britische Ruderin
- 12. November: Jason Lezak, US-amerikanischer Schwimmer
- 12. November: Edvin Murati, albanischer Fußballspieler
- 12. November: Dario Šimić, kroatischer Fußballspieler
- 12. November: Dmitri Wassilenko, russischer Gerätturner († 2019)
- 12. November: Angela Watson, US-amerikanische Schauspielerin
- 12. November: Yu Jinhao, chinesischer Badmintonspieler

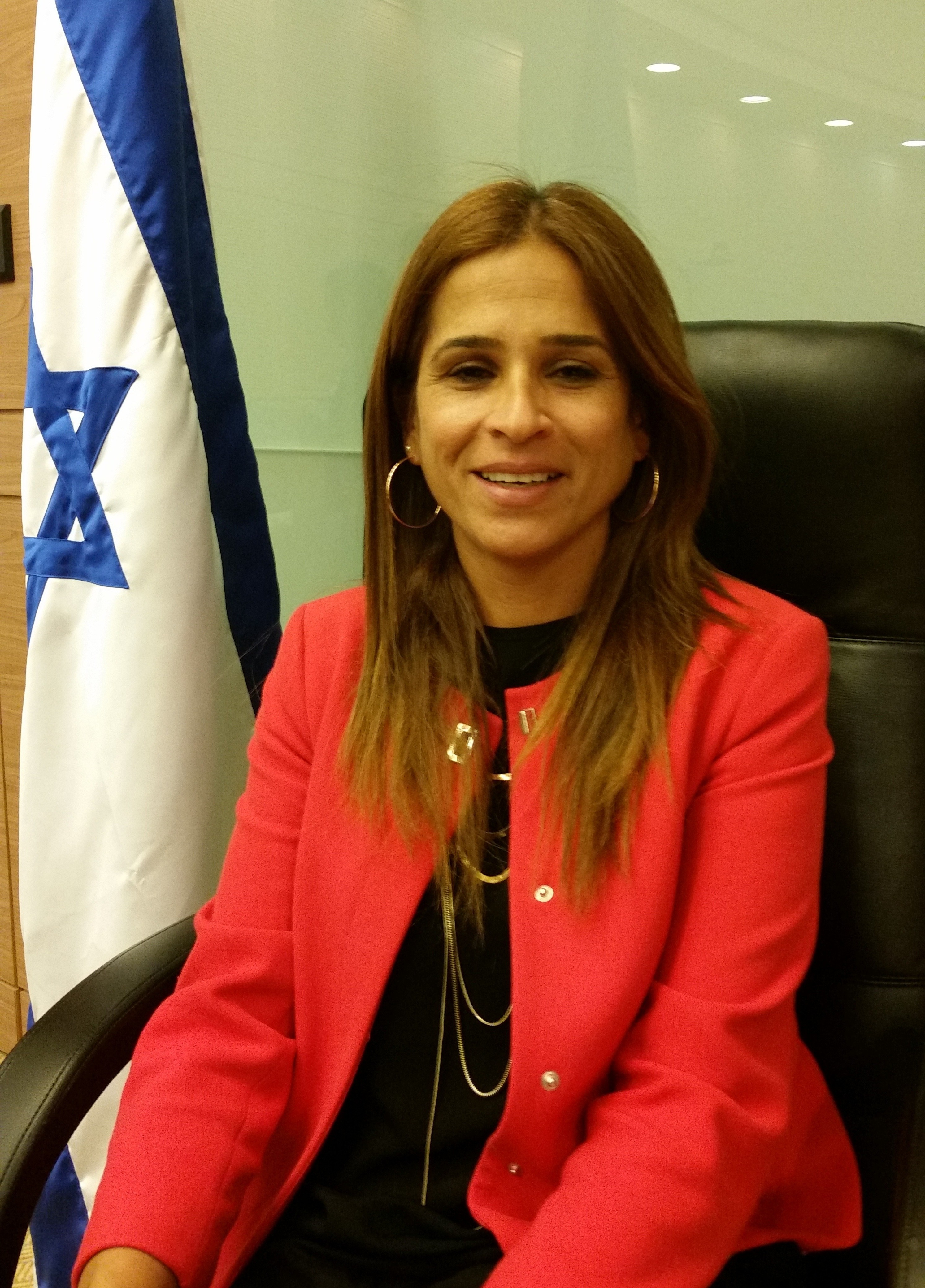
Meirav Ben-Ari

- 13. November: Meirav Ben-Ari, israelische Politikerin
- 13. November: André Bühler, deutscher Wirtschaftswissenschaftler und Sportökonom
- 13. November: Tom Compernolle, belgischer Leichtathlet († 2008)
- 13. November: Ivica Dragutinović, serbischer Fußballspieler
- 13. November: Arno Frisch, österreichischer Schauspieler
- 13. November: Rasmus Henning, dänischer Triathlet
- 13. November: Aisha Hinds, US-amerikanische Schauspielerin
- 13. November: Joe Jogia, englischer Snookerspieler indischer Abstammung
- 13. November: Felix Loretz, Schweizer Leichtathlet
- 13. November: Marija Petrowa, bulgarische Turnerin
- 13. November: Sarah Pitkowski-Malcor, französische Tennisspielerin
- 13. November: Quim, portugiesischer Fußballspieler
- 13. November: Ana Roman, rumänische Biathletin
- 13. November: Vlado Šćepanović, montenegrinischer Basketballspieler
- 13. November: Toivo Suursoo, estnischer Eishockeyspieler
- 13. November: Jacqueline Svilarov, deutsche Schauspielerin
- 13. November: Sam Zurick, US-amerikanischer Emo- und Indie-Rock-Bassist

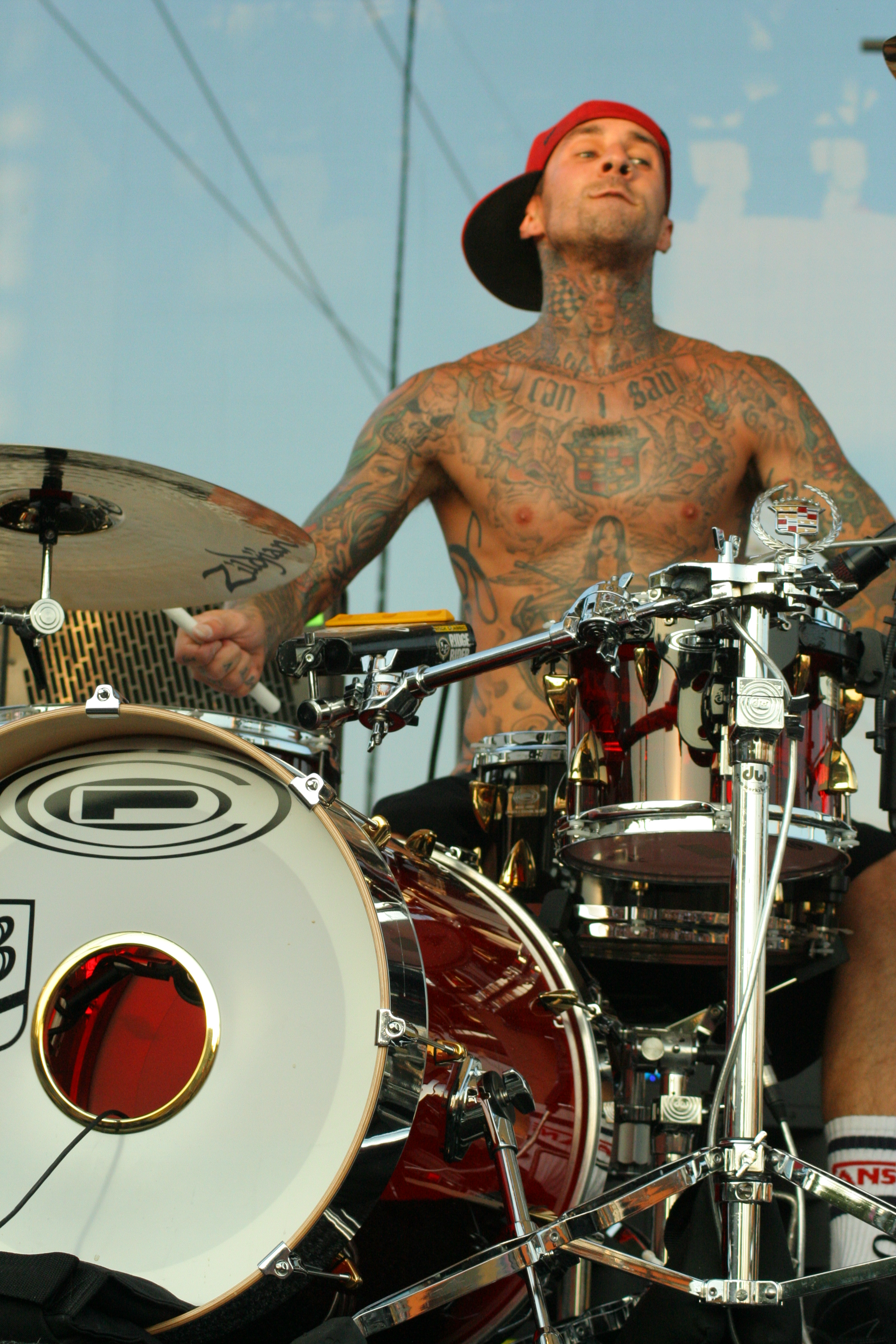
Travis Barker

- 14. November: Travis Barker, US-amerikanischer Schlagzeuger der Punk-Band Blink-182
- 14. November: Nicolai Cleve Broch, norwegischer Schauspieler
- 14. November: Frédéric Covili, französischer Skirennläufer
- 14. November: Stephen Guarino, US-amerikanischer Schauspieler
- 14. November: Martin Hairer, österreichischer Mathematiker
- 14. November: Jens Kipper, deutscher Schauspieler und Regisseur
- 14. November: Luizão, brasilianischer Fußballspieler
- 14. November: Gabriela Szabo, rumänische Leichtathletin, Sportfunktionärin und Jugend- und Sportministerin
- 14. November: Gary Vaynerchuk, amerikanischer Weinkritiker, Multiunternehmer, Autor, Sprecher und Internetpersönlichkeit
- 14. November: Kevin J. Walsh, US-amerikanischer Filmproduzent und Schauspieler
- 15. November: Roberto Aguirre-Sacasa, nicaraguanisch-US-amerikanischer Drehbuchautor, Fernsehproduzent und Comicautor

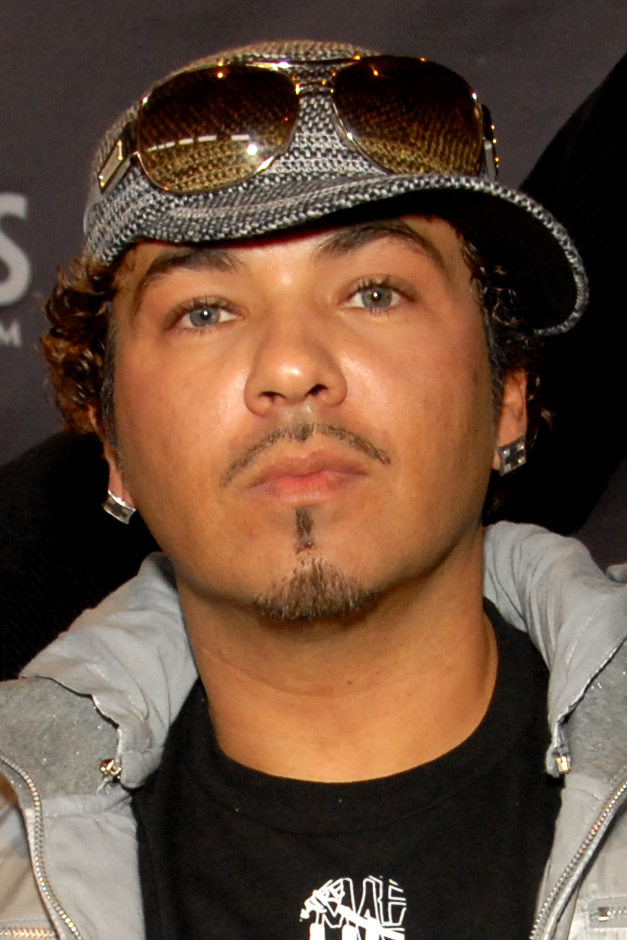
Baby Bash

- 15. November: Baby Bash, US-amerikanischer Rapper
- 15. November: Katia Benth, französische Sprinterin
- 15. November: J. C. Brandy, britische Schauspielerin und Musikerin
- 15. November: Nicole Gohlke, deutsche Politikerin
- 15. November: Jarkko Huovila, finnischer Orientierungsläufer
- 15. November: Hiromi Ōminami, japanische Langstreckenläuferin
- 15. November: Takami Ōminami, japanische Langstreckenläuferin
- 15. November: Nikola Prkačin, kroatischer Basketballspieler
- 15. November: Franziska Rabl, deutsche Sängerin
- 15. November: Rossen Stefanow, bulgarischer Eishockeyspieler
- 15. November: Yannick Tremblay, kanadischer Eishockeyspieler
- 15. November: Boris Živković, kroatischer Fußballspieler
- 15. November: Ljudmila Karolik, belarussische Skilangläuferin
- 16. November: Jessica Almenäs, schwedische Moderatorin und ein ehemaliges Model
- 16. November: Gábor Bukrán, ungarischer Fußballspieler
- 16. November: Björn Emmerling, deutscher Feldhockeyspieler
- 16. November: Ona Grauer, mexikanische Schauspielerin

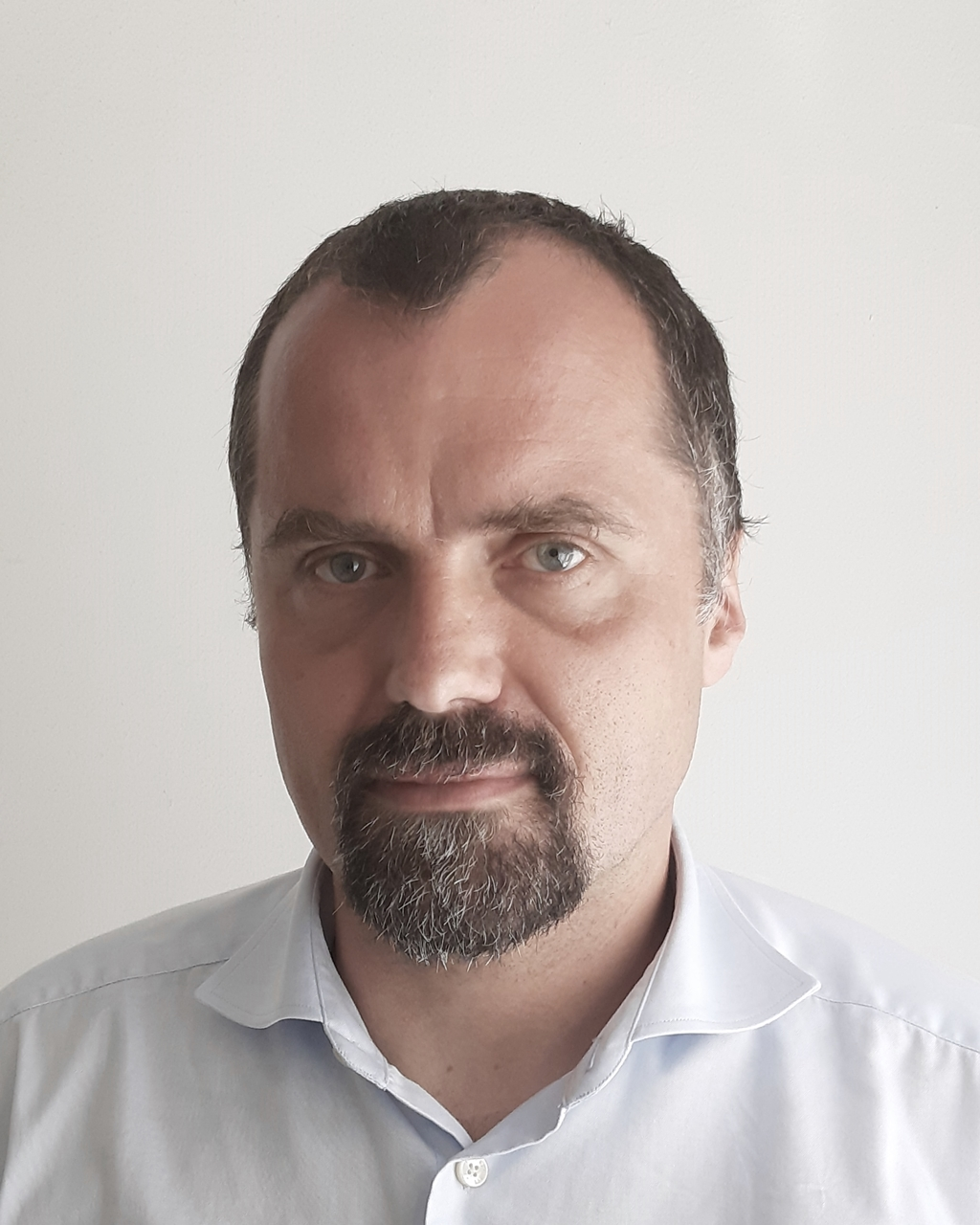
Jakub Kumoch

- 16. November: Jakub Kumoch, polnischer Diplomat, Journalist, Politologe
- 16. November: Petr Leška, tschechischer Eishockeyspieler
- 16. November: Markus Matthiasson, schwedischer Eishockeyspieler
- 16. November: Mark McArthur, kanadischer Eishockeytorwart
- 16. November: Katja Röder, deutsche Autorin und Schauspielerin
- 16. November: Mária Súkeníková, slowakische Fußballschiedsrichterassistentin
- 16. November: Petr Šindelář, tschechischer Snowboarder
- 17. November: Anders Anundsen, norwegischer Politiker
- 17. November: Oliver Auspitz, österreichischer Filmproduzent
- 17. November: Kinga Baranowska, polnische Extrembergsteigerin
- 17. November: Troy Bigam, deutsch-kanadischer Eishockeyspieler
- 17. November: Raphael Golta, Schweizer Kommunalpolitiker
- 17. November: Jerome James, US-amerikanischer Basketballspieler
- 17. November: Ewan MacDonald, schottischer Curler
- 17. November: Damiano Michieletto, italienischer Theater- und Opernregisseur
- 17. November: Patrick De Napoli, Schweizer Fußballspieler
- 17. November: Martin O., Schweizer Stimmartist, Beatboxer und Musiker
- 17. November: Andrij Prosorow, ukrainischer Saxophonist, Komponist des Jazz und der World Music
- 17. November: Jan Veen, deutscher Fluglehrer und Berufspilot
- 17. November: Mario Wildmann, deutscher Fußballspieler

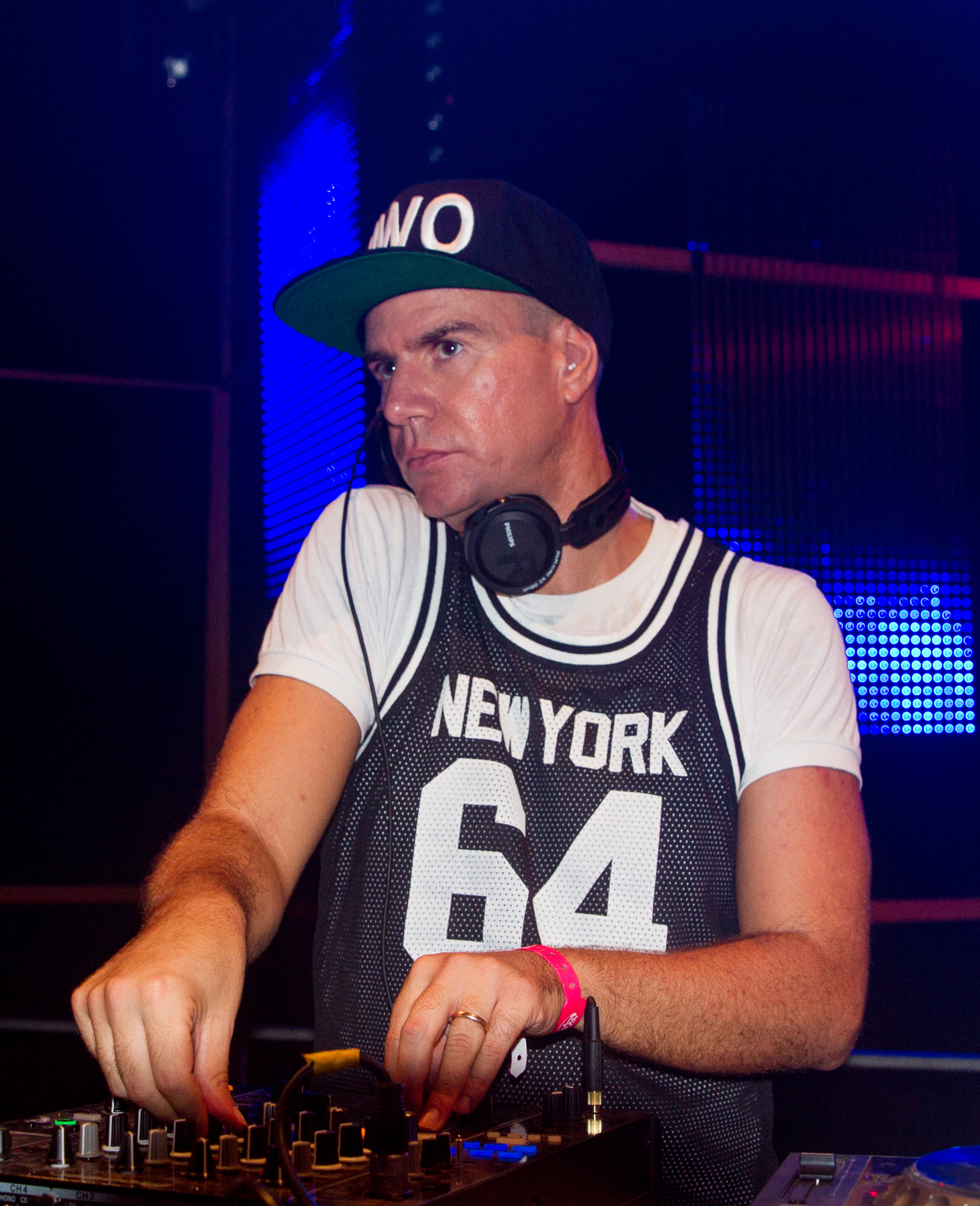
Zatox

- 17. November: Zatox, italienischer Hardstyle-DJ und Produzent
- 17. November: Jaroslava Bukvajová, slowakische Skilangläuferin
- 18. November: Tommy Ahlers, dänischer Unternehmer und Politiker
- 18. November: Lucy Akhurst, britische Schauspielerin, Regisseurin und Filmproduzentin
- 18. November: Verena Araghi, deutsche Journalistin und ehemalige Schauspielerin
- 18. November: Kerstin Grether, deutsche Journalistin, Autorin und Sängerin
- 18. November: Natalie Halla, österreichische Filmregisseurin, Filmproduzentin, Kamerafrau und Drehbuchautorin
- 18. November: Altin Lala, albanischer Fußballspieler
- 18. November: Anthony McPartlin, britischer Fernsehmoderator
- 18. November: Dirk Müller, deutscher Automobilrennfahrer
- 18. November: Angel Nikolov, tschechischer Eishockeyspieler
- 18. November: Andrea Ódor, ungarische Badmintonspielerin

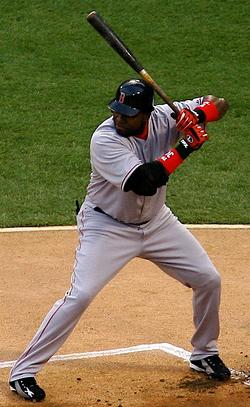
David Ortiz

- 18. November: David Ortiz, dominikanisch-US-amerikanischer Baseballspieler
- 18. November: Karina Plachetka, deutsche Schauspielerin
- 18. November: Kristian Poulsen, dänischer Automobilrennfahrer
- 18. November: Alecs Recher, Schweizer Politiker
- 18. November: Thomas Schaarschmidt, deutscher Basketballfunktionär
- 18. November: Jason Williams, US-amerikanischer Basketballspieler
- 19. November: Toby Bailey, US-amerikanischer Basketballspieler
- 19. November: Cyril Champange, französischer Skibergsteiger
- 19. November: Ricardo Garcia, brasilianischer Volleyballspieler
- 19. November: Daniela Gattelli, italienische Beachvolleyballspielerin

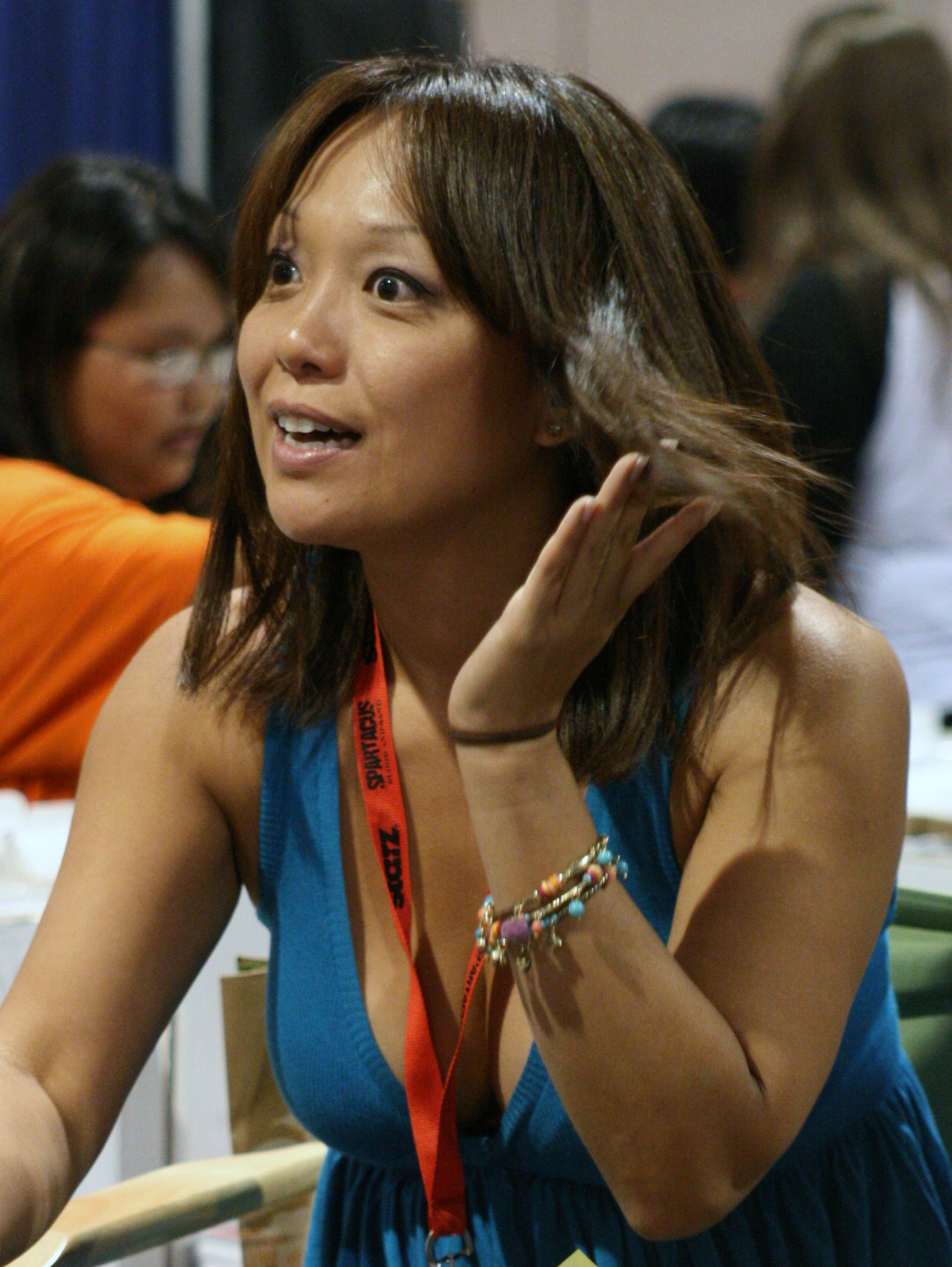
Naoko Mori

- 19. November: Naoko Mori, japanisch-britische Schauspielerin
- 19. November: Ezequiel Mosquera, spanischer Radrennfahrer
- 19. November: Bastian Reinhardt, deutscher Fußballspieler
- 19. November: Stephen Riley, US-amerikanischer Jazzmusiker
- 19. November: Rollergirl, deutsche Sängerin
- 19. November: Ben Ruedinger, deutscher Schauspieler
- 19. November: Sushmita Sen, indische Schauspielerin
- 19. November: Ulli Wigger, österreichische Komponistin, Pianistin, Sängerin, Musikproduzentin, Texterin und Arrangeurin
- 20. November: Dierks Bentley, US-amerikanischer Country-Musiker
- 20. November: Joshua Gomez, US-amerikanischer Schauspieler
- 20. November: Sébastien Hamel, französischer Fußballtorhüter
- 20. November: Davey Havok, US-amerikanischer Sänger und Texter
- 20. November: Anait Karpowa, russische Pianistin
- 20. November: Kirsteen McEwan, schottische Badmintonspielerin
- 20. November: Corinne Müller, Schweizer Leichtathletin
- 20. November: Viola Rathgeber, deutsche Badmintonspielerin
- 20. November: Ptolemy Slocum, US-amerikanischer Schauspieler
- 20. November: Tímea Vágvölgyi, ungarisches Erotikmodel, Wrestlerin und Pornodarstellerin
- 21. November: Florian Ambrosius, deutscher Fernsehmoderator
- 21. November: Philipp Hübl, deutscher Philosoph und Autor
- 21. November: Mousa Kraish, US-amerikanischer Schauspieler

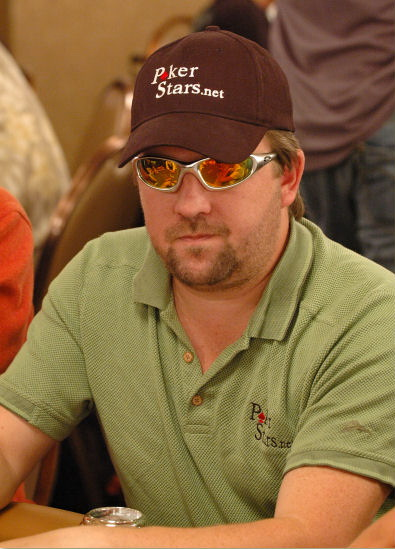
Chris Moneymaker

- 21. November: Chris Moneymaker, US-amerikanischer Pokerspieler
- 21. November: Rubén Oarbeascoa, spanischer Radrennfahrer
- 21. November: Kensaku Ōmori, japanischer Fußballspieler
- 21. November: Erlend Øye, norwegischer Musiker
- 21. November: Alexandra Polzin, deutsche Fernsehmoderatorin
- 21. November: Ben Redelings, deutscher Autor und Filmemacher
- 21. November: Manny Siaca, puerto-ricanischer Boxer
- 21. November: Jimmi Simpson, US-amerikanischer Schauspieler
- 21. November: Heiko Vogel, deutscher Fußballtrainer
- 21. November: Laurent Witz, französischer Animator und Filmproduzent
- 22. November: Deji Aliu, nigerianischer Sprinter
- 22. November: Tariq Chihab, marokkanischer Fußballspieler
- 22. November: Michael D. Cohen, kanadischer Schauspieler
- 22. November: Markus Endress, österreichischer Fußballtorhüter
- 22. November: Clayton Lockett, US-amerikanischer rechtskräftig verurteilter Mörder († 2014)
- 22. November: Yusaku Maezawa, japanischer Milliardär, Unternehmer, Kunstsammler und designierter Weltraumtourist
- 22. November: Antonio Najarro, spanischer Flamenco-Tänzer und Choreograf
- 22. November: Jukka Piekkanen, finnischer Wasserspringer
- 22. November: Adi Weiss, österreichischer Modeexperte

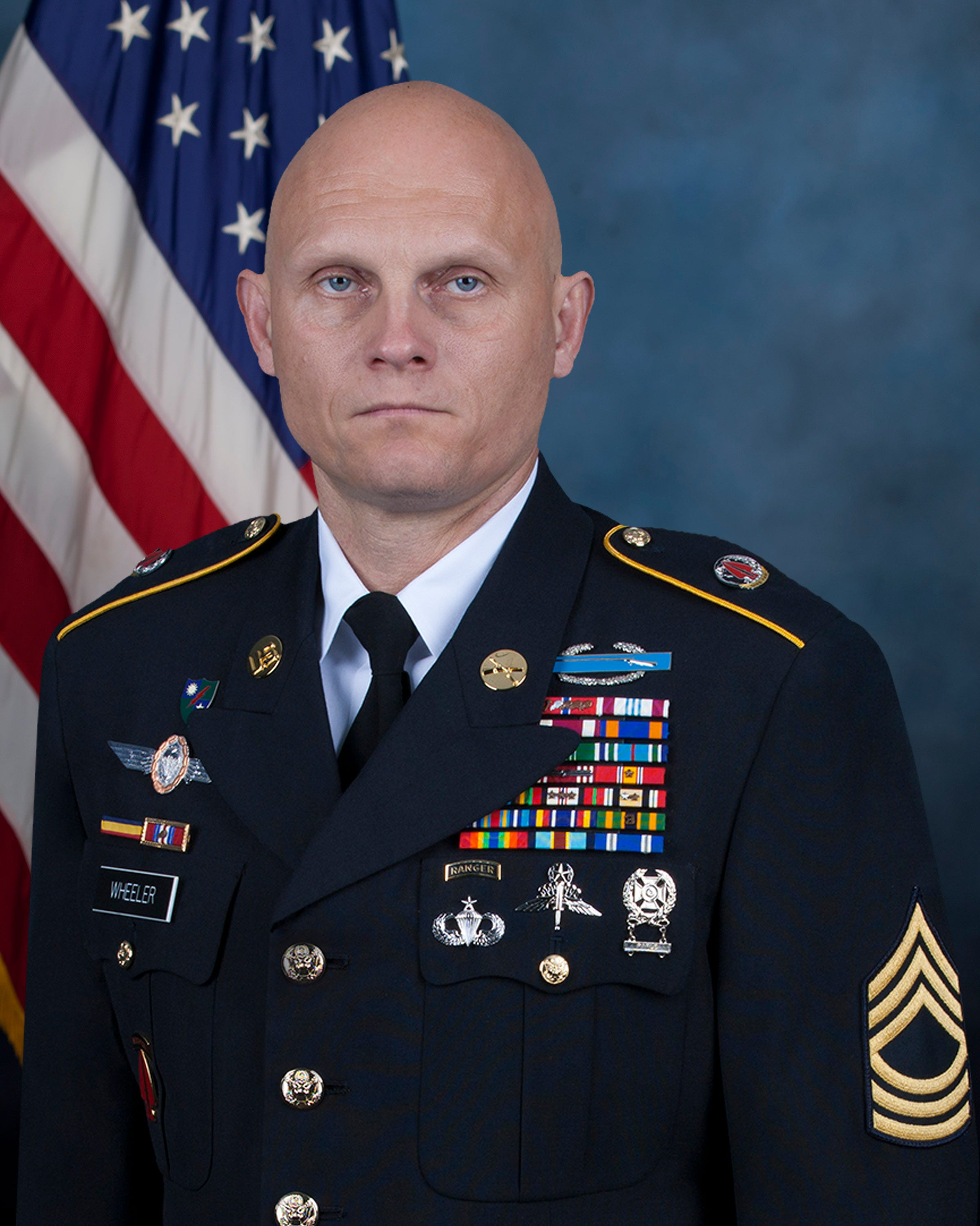
Joshua L. Wheeler

- 22. November: Joshua L. Wheeler, US-amerikanischer Militär, Master Sergeant der US-Army, Delta Forces († 2015)
- 22. November: Mayumi Yamashita, japanische Judoka
- 22. November: Aiko Yanai, japanische Sängerin
- 23. November: Ildiko Barbu, rumänische Handballspielerin und -trainerin
- 23. November: Frédéric Hainard, Schweizer Politiker
- 23. November: Matt Johnson, kanadischer Eishockeyspieler
- 23. November: Mike McDonald, kanadischer Freestyle-Skier
- 23. November: Daniele Orsato, italienischer Fußballschiedsrichter
- 23. November: Sergei Schukow, russischer Eishockeyspieler
- 23. November: Konstantin Tschaikin, russischer Uhrmacher
- 24. November: Sigit Budiarto, indonesischer Badmintonspieler
- 24. November: Spasoje Bulajič, slowenischer Fußballspieler
- 24. November: Santina Cardoso, Politikerin aus Osttimor
- 24. November: Kristina Koznick, US-amerikanische Skirennläuferin
- 24. November: Lee Wan Wah, malaysischer Badmintonspieler
- 24. November: Agnieszka Leonowicz, polnische Fußballspielerin

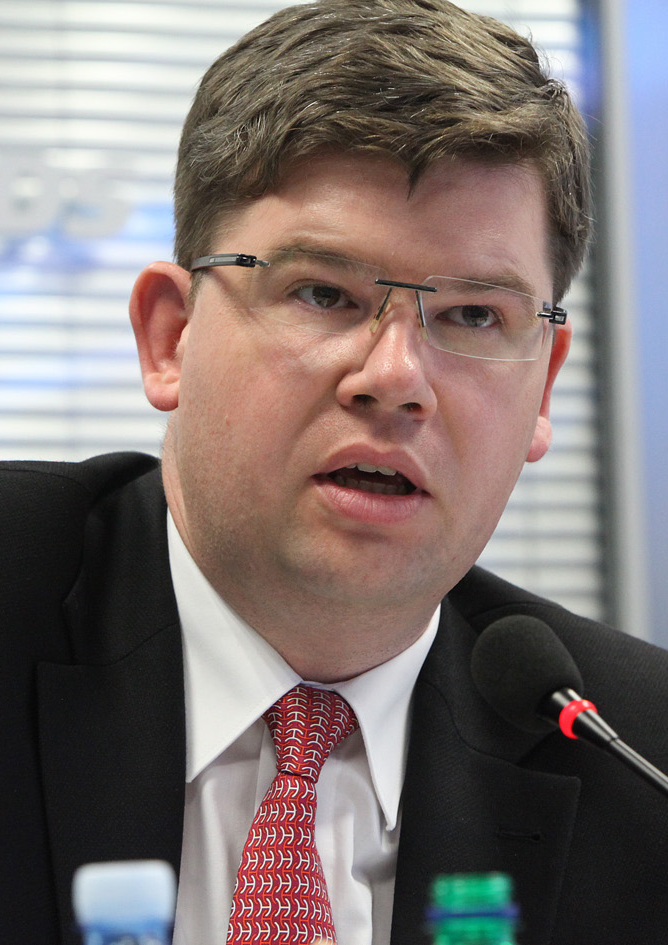
Jiří Pospíšil

- 24. November: Jiří Pospíšil, tschechischer Politiker
- 24. November: Elpidoforos Potouridis, griechischer Bahn- und Straßenradrennfahrer
- 24. November: Marian Saastad Ottesen, norwegische Schauspielerin
- 24. November: Guido Trentin, italienischer Radrennfahrer
- 25. November: Abdelkader Benali, niederländischer Schriftsteller
- 25. November: David Bižić, serbisch-israelischer Opern- und Konzertsänger
- 25. November: Christoph Ehrenfellner, österreichischer Dirigent und Komponist
- 25. November: Şeref Eroğlu, türkischer Ringer
- 25. November: Kazumi Kishi, japanische Fußballspielerin
- 25. November: Kristian Nairn, nordirischer Schauspieler und DJ
- 25. November: Michael Svensson, schwedischer Fußballspieler
- 25. November: Richard VanHuizen, kanadischer Beachvolleyballspieler
- 26. November: Ronaldo Angelim, brasilianischer Fußballspieler
- 26. November: Gerardo Bedoya, kolumbianischer Fußballspieler
- 26. November: DJ Khaled, US-amerikanischer DJ, Backup-Rapper und Musikproduzent
- 26. November: Jonathan Hamblen, US-amerikanischer Cyclocross- und Straßenradrennfahrer
- 26. November: Robert Howard, US-amerikanischer Dreispringer († 2004)
- 26. November: Arne Jansen, deutscher Jazzmusiker
- 26. November: Patrice Lauzon, kanadischer Eistänzer

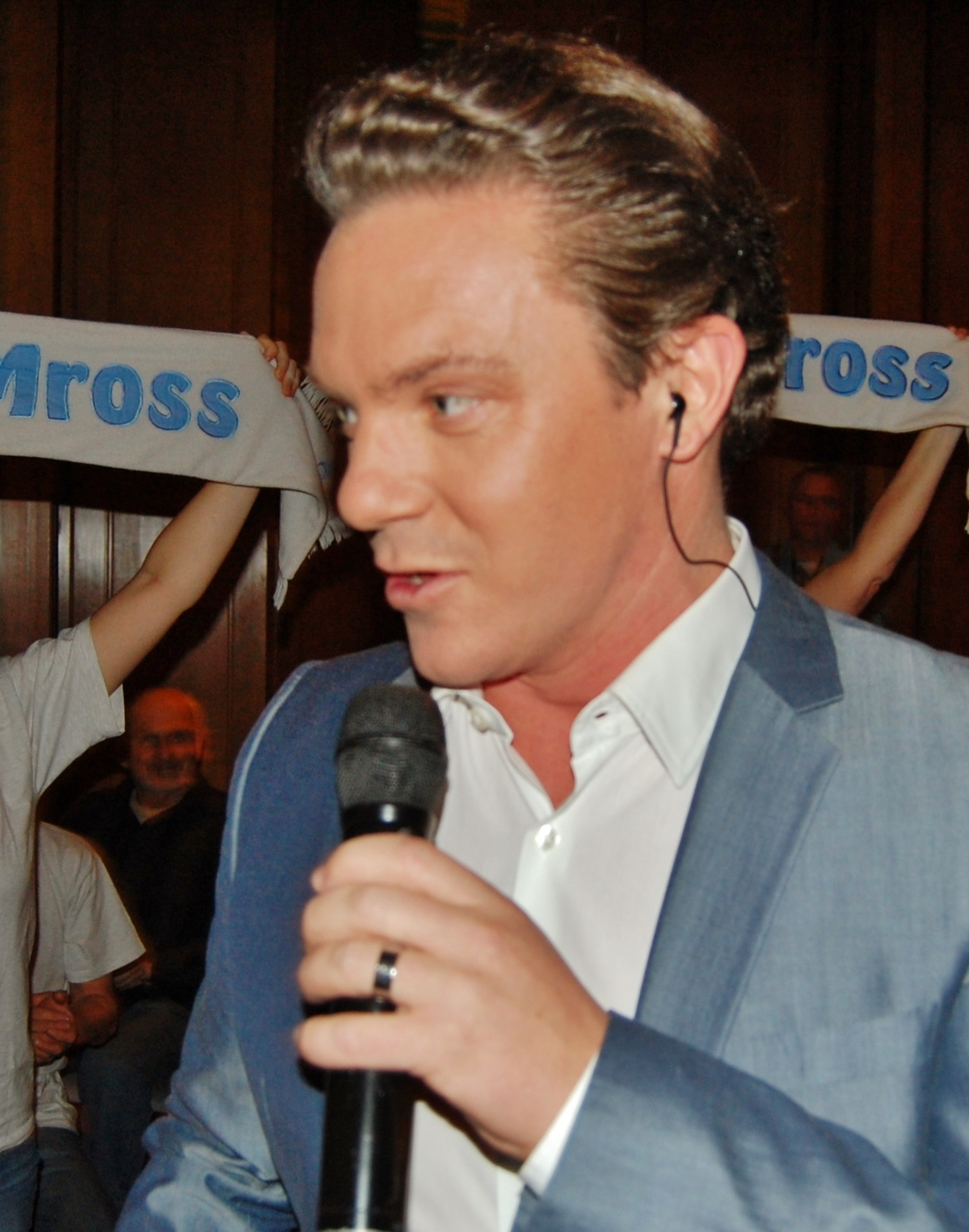
Stefan Mross

- 26. November: Stefan Mross, deutscher Trompetenspieler
- 26. November: Marinette Pichon, französische Fußballspielerin
- 26. November: Wladislaw Radimow, russischer Fußballspieler
- 26. November: Salvatore Sanzo, italienischer Florettfechter
- 26. November: Klaus-M. Schremser, österreichischer Autor und Journalist
- 27. November: Bad Azz, US-amerikanischer Rapper († 2019)
- 27. November: Ibrahim Evsan, deutscher Unternehmer, Blogger und Autor
- 27. November: Jewgeni Galkin, russischer Eishockeyspieler
- 27. November: Viktoria Lakissova, russische Pianistin
- 27. November: Marlon Manalo, philippinischer Poolbillard- und Snookerspieler
- 27. November: Edita Pučinskaitė, litauische Radrennfahrerin
- 27. November: Tony Readings, englischer Fußballspieler und -trainer
- 27. November: Rhae-Christie Shaw, kanadische Radrennfahrerin
- 27. November: Rain Vessenberg, estnischer Fußballtorwart
- 27. November: Mette Vestergaard, dänische Handballspielerin und -trainerin
- 28. November: Iris Avrahem, israelische Fußballspielerin
- 28. November: Hussein Bayram, französischer Boxer
- 28. November: Anthony Bonaccurso, australischer Rollstuhltennisspieler und Skirennläufer
- 28. November: Ekaterina Dafowska, bulgarische Biathletin
- 28. November: Waleri Filippow, russischer Schachmeister
- 28. November: José Antonio Garrido, spanischer Radrennfahrer
- 28. November: Jan D. Gerlach, deutscher Kameramann
- 28. November: Oke Göttlich, deutscher Unternehmer
- 28. November: Alexander von Hagke, deutscher Saxophonist, Klarinettist und Komponist
- 28. November: Ľubomír Hurtaj, slowakischer Eishockeyspieler

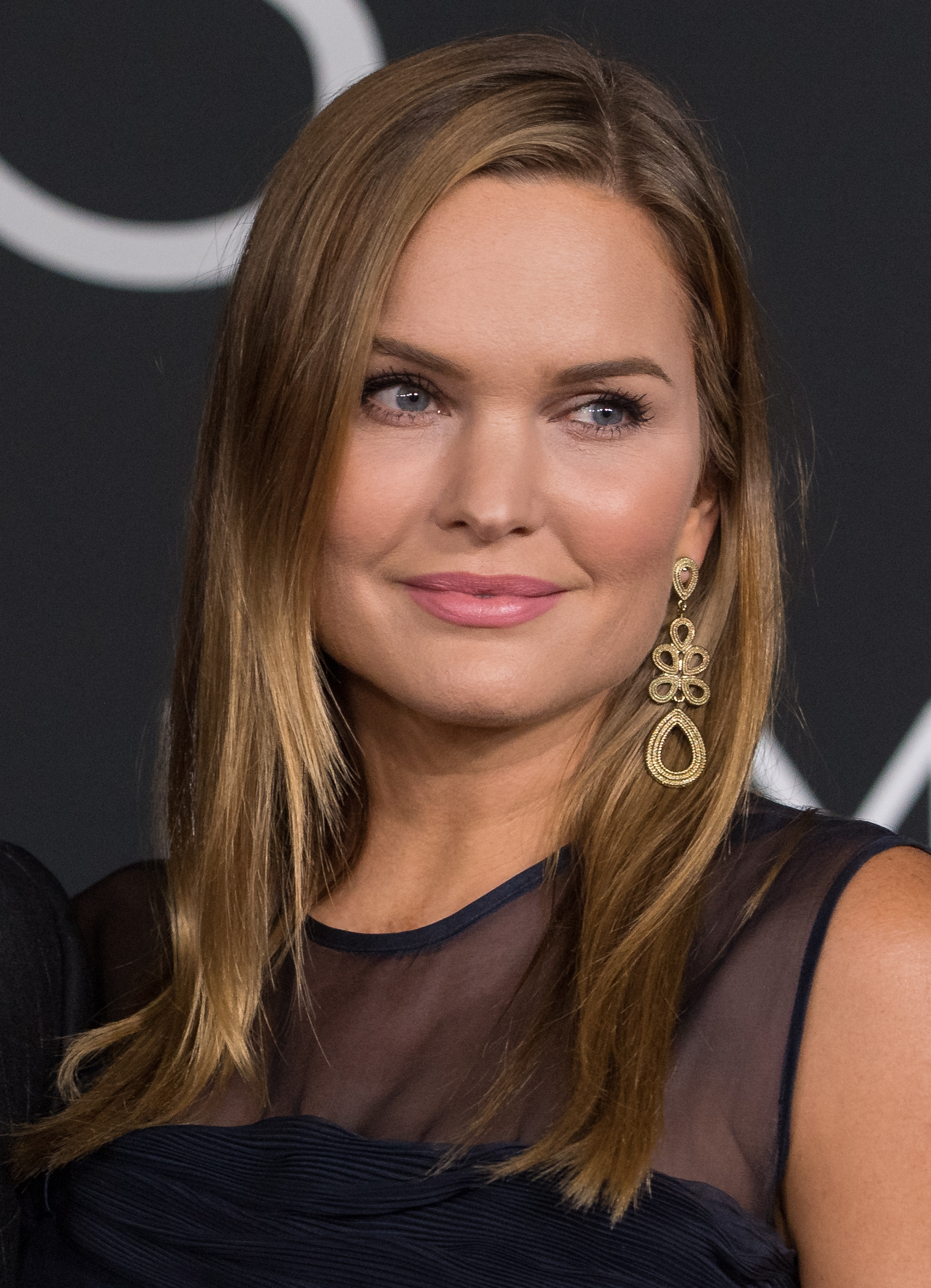
Sunny Mabrey

- 28. November: Sunny Mabrey, US-amerikanische Schauspielerin
- 28. November: Mike Möllensiep, deutscher Fußballspieler († 2019)
- 28. November: Takashi Shimoda, japanischer Fußballspieler
- 29. November: Ģirts Ankipāns, lettischer Eishockeyspieler
- 29. November: Natalie Evans, Baroness Evans of Bowes Park, britische Politikerin
- 29. November: Carsten Haitzler, deutsch-australischer Software-Entwickler
- 29. November: Dubravko Kolinger, deutscher Fußballspieler
- 29. November: Jiří Marusak, tschechischer Eishockeyspieler
- 29. November: Achim Pfuderer, deutscher Fußballspieler
- 29. November: Rida Tukar, saudi-arabischer Fußballspieler
- 29. November: Rodrigo Valenzuela, chilenischer Fußballspieler

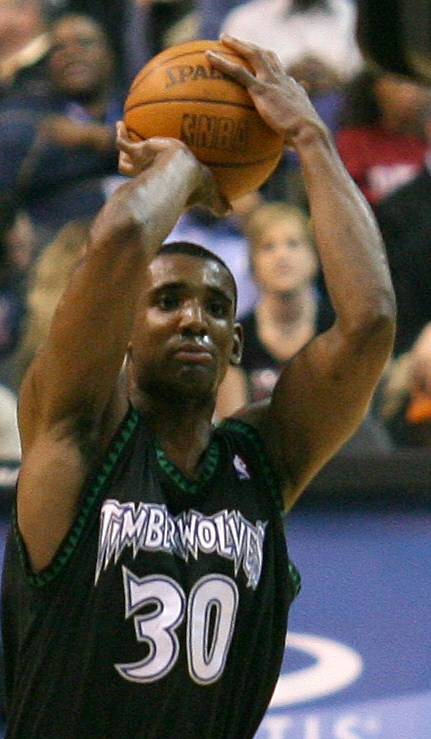
Mark Blount

- 30. November: Mark Blount, US-amerikanischer Basketballspieler
- 30. November: Jan von Brevern, deutscher Kunsthistoriker
- 30. November: Rosey Fletcher, US-amerikanische Snowboarderin
- 30. November: Adnan Gušo, bosnischer Fußballtorhüter
- 30. November: Huang Shih-Chun, taiwanische Gewichtheberin
- 30. November: Dean Lennox Kelly, britischer Theater-, Film- und Fernsehschauspieler
- 30. November: Kendy John Kretzschmar, deutscher Liedermacher, Musiker, Autor
- 30. November: Ingemar Mayr, niederländisch-österreichischer Skispringer
- 30. November: Mindy McCready, US-amerikanische Country-Musikerin († 2013)
- 30. November: Sonia Prina, italienische Opernsängerin
- 30. November: Joseph-Berlioz Randriamihaja, madagassischer Hürdensprinter
- 30. November: Ben Thatcher, walisischer Fußballspieler
- 30. November: Linda Wagenmakers, niederländische Schauspielerin und Sängerin
- 00. November: Sebastian Loth, deutscher Illustrator für Kinderbücher
- 00. November: Liu Bichun, chinesische Schwimmerin
- 00. November: James Vanderbilt, US-amerikanischer Filmproduzent und Drehbuchautor

### Dezember
- 01. Dezember: Frank Bräutigam, deutscher Fernsehjournalist

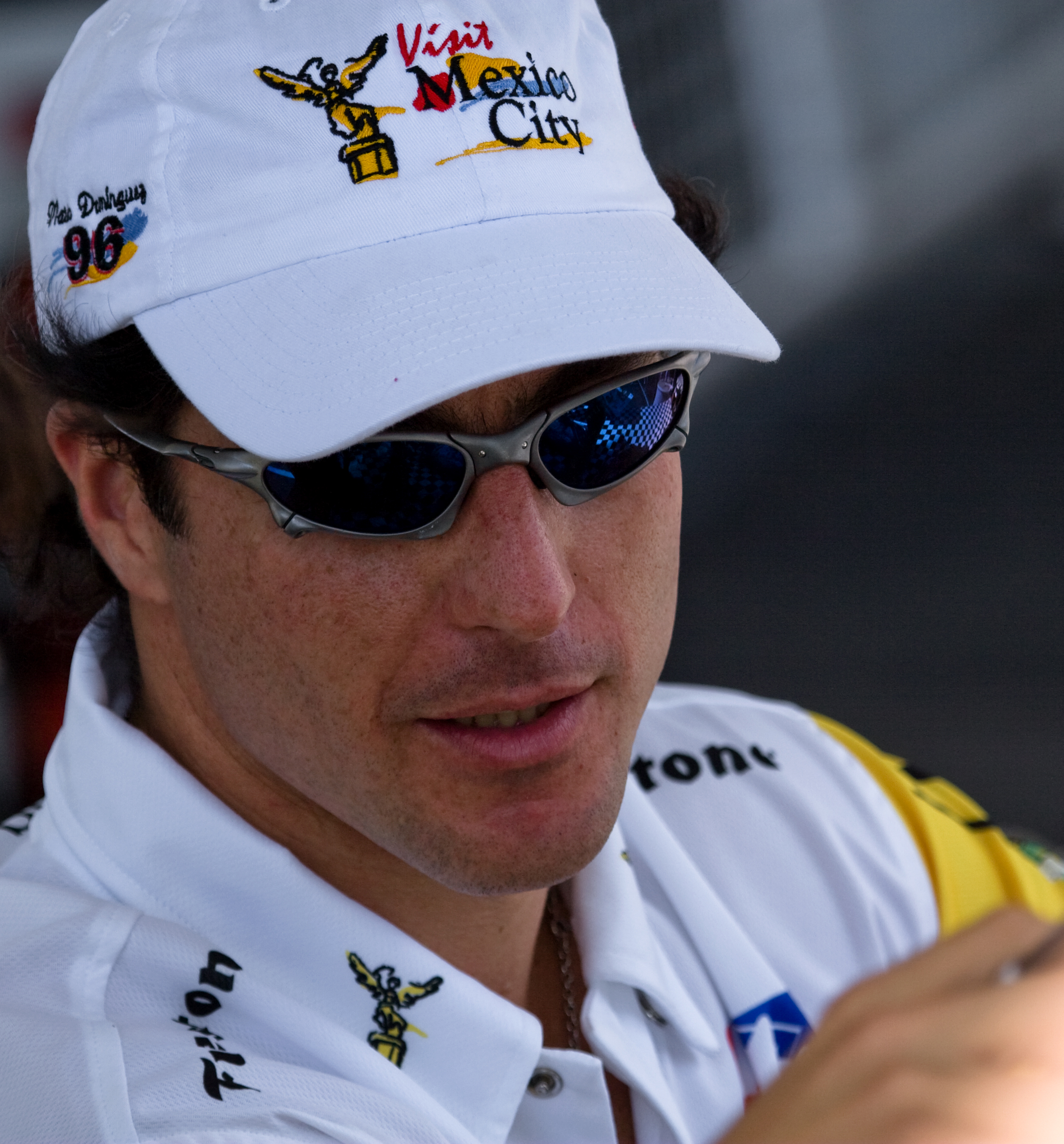
Mario Domínguez

- 01. Dezember: Mario Domínguez, mexikanischer Automobilrennfahrer
- 01. Dezember: Matt Fraction, US-amerikanischer Comicautor
- 01. Dezember: Sarah Hardaker, englische Badmintonspielerin
- 01. Dezember: David Hornsby, amerikanischer Schauspieler
- 01. Dezember: Ronny Jank, deutscher Fußballspieler
- 01. Dezember: Christian Kössler, österreichischer Schriftsteller und Bibliothekar an der Universität Innsbruck
- 01. Dezember: Roman Kuchtinow, russischer Eishockeyspieler
- 01. Dezember: Sergey Lagodinsky, deutscher Rechtsanwalt und Publizist
- 01. Dezember: Jamie Lawson, englischer Singer-Songwriter
- 01. Dezember: Thomas Nitzsche, deutscher Politiker
- 01. Dezember: Felipa Palacios, kolumbianische Leichtathletin
- 01. Dezember: Anil Seepaul, Badmintonspieler aus Trinidad und Tobago
- 01. Dezember: Alexander Waschkau, deutscher Diplom-Psychologe, Podcaster und Publizist
- 02. Dezember: Jean-Michel Arcucci, französischer Squashspieler
- 02. Dezember: Walter Cáceres, argentinischer Fußballspieler

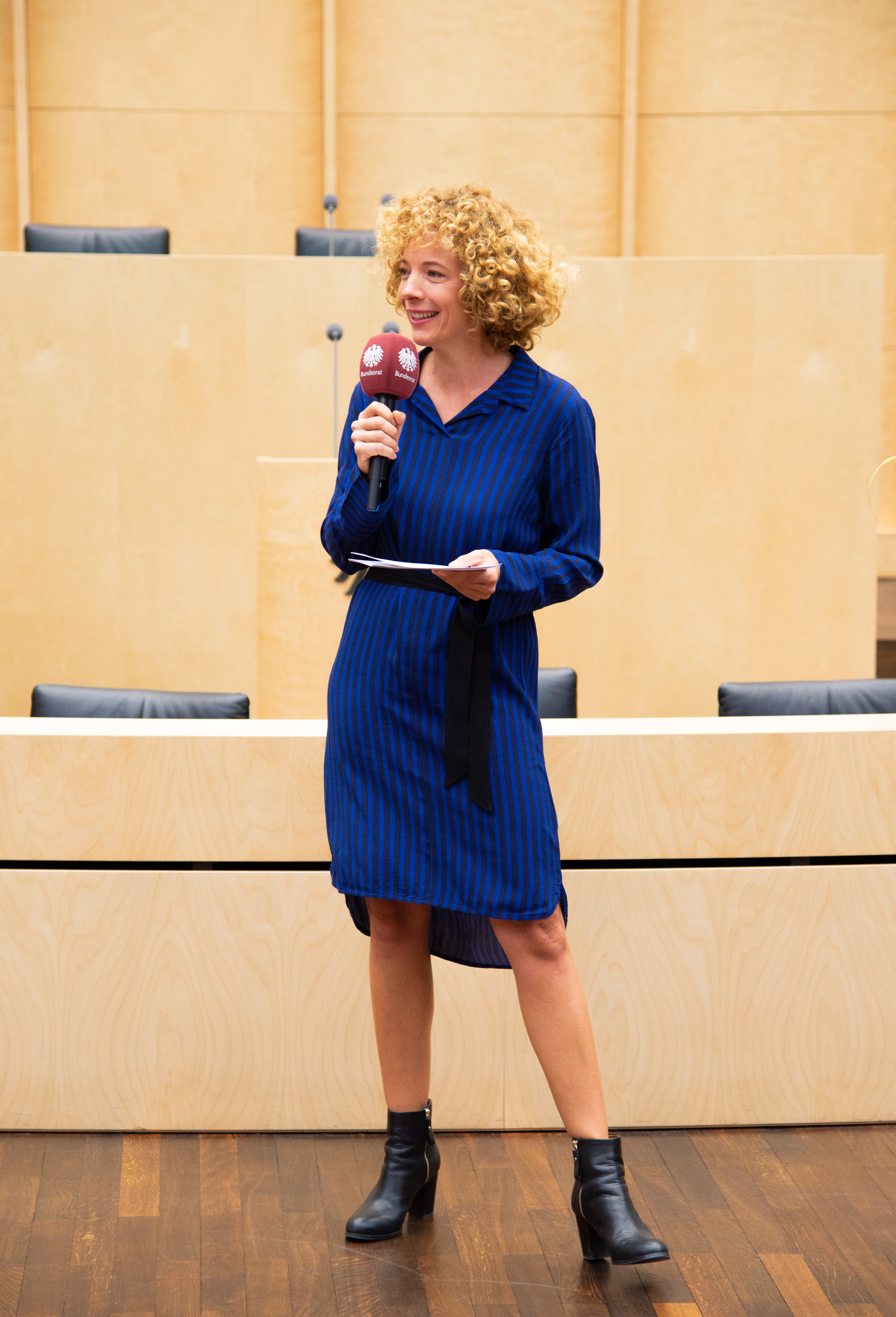
Gesa Dankwerth

- 02. Dezember: Gesa Dankwerth, deutsche Journalistin und Moderatorin
- 02. Dezember: Sabrina Ward Harrison, kanadische Künstlerin und Autorin
- 02. Dezember: Brett Lindros, kanadischer Eishockeyspieler
- 02. Dezember: David Michel, französischer Fernsehproduzent und Generaldirektor von Marathon Media
- 02. Dezember: Tjitte Weistra, niederländischer Badmintonspieler
- 03. Dezember: Salvatore Amitrano, italienischer Leichtgewichts-Ruderer
- 03. Dezember: Mickey Avalon, US-amerikanischer Rap-Künstler
- 03. Dezember: Andrew Clark, kanadischer Eishockeyspieler
- 03. Dezember: Julien De Smedt, belgisch-dänischer Architekt
- 03. Dezember: Nurbek Egen, russisch-kirgisischer Filmregisseur
- 03. Dezember: Alexander Gamper, österreichischer Politiker
- 03. Dezember: Miriam Gruß, deutsche Politikerin
- 03. Dezember: Annette Hadding, deutsche Schwimmerin

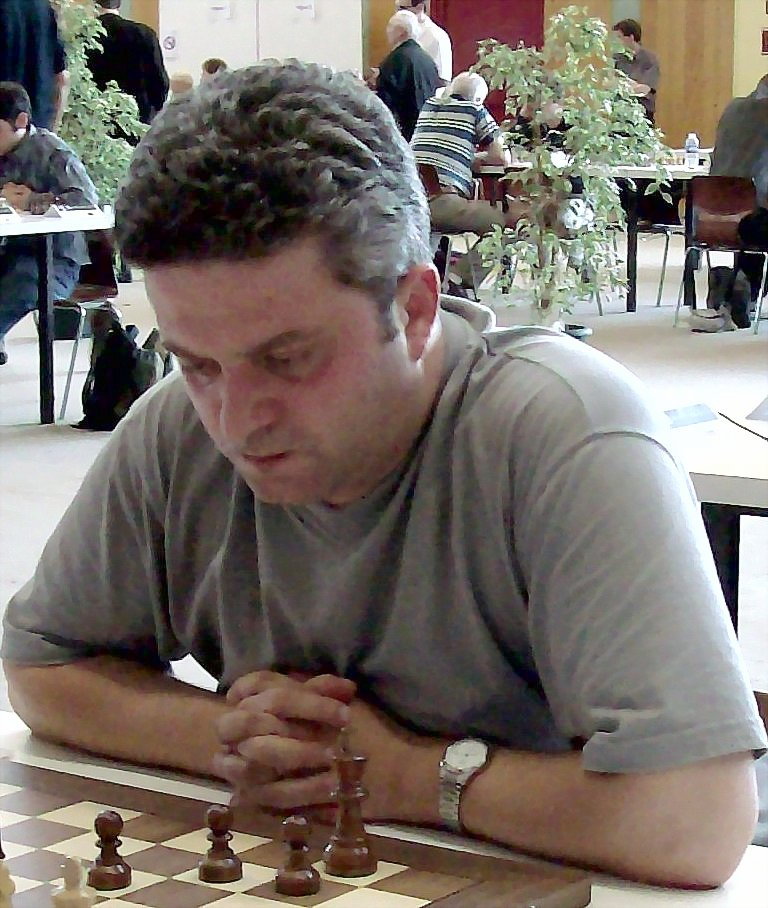
Andrei Istrățescu

- 03. Dezember: Andrei Istrățescu, rumänischer Schachspieler
- 03. Dezember: Iván Joy, puerto-ricanischer Reggaeton-Produzent und -Sänger
- 03. Dezember: Sylvia Leifheit, deutsche Schauspielerin
- 03. Dezember: Cristina Llanos, spanische Sängerin und Gitarristin
- 03. Dezember: Matthias Malmedie, deutscher Fernsehmoderator
- 03. Dezember: Tommi Miettinen, finnischer Eishockeyspieler
- 03. Dezember: Misstress Barbara, italienische DJ und Musikproduzentin
- 03. Dezember: Michael Müller, deutscher rechtsextremer Liedermacher († 2009)
- 03. Dezember: Curtis Murphy, kanadischer Eishockeyspieler
- 03. Dezember: Andreas Ortner, deutscher Radrennfahrer
- 03. Dezember: Sönke Rix, deutscher Politiker

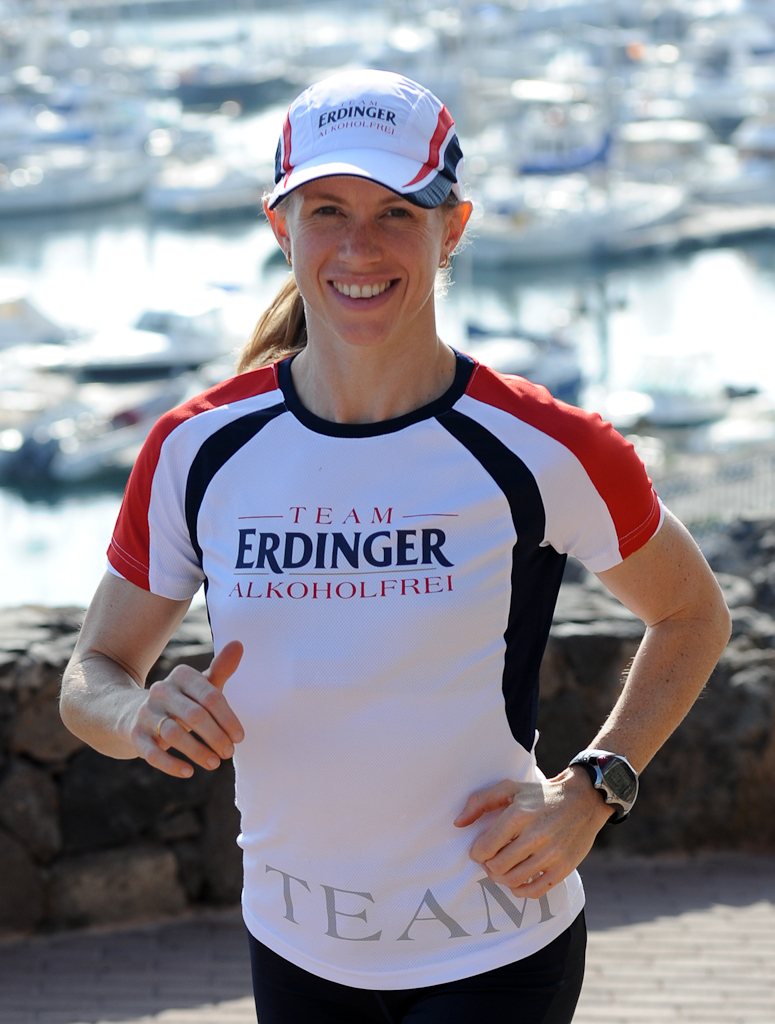
Sonja Tajsich

- 03. Dezember: Sonja Tajsich, deutsche Triathletin
- 03. Dezember: Thomas Vonn, US-amerikanischer Skirennläufer
- 03. Dezember: Sascha Westrich, deutscher Eishockeyschiedsrichter
- 04. Dezember: Daniel Rincón, kolumbianischer Straßenradrennfahrer
- 05. Dezember: Søren Bebe, dänischer Jazzpianist und Komponist
- 05. Dezember: İsmail Ertuğ, deutscher Politiker
- 05. Dezember: Gonçalo Gomes, portugiesischer Automobilrennfahrer
- 05. Dezember: Peter Hyballa, deutscher Fußballtrainer
- 05. Dezember: Aleksander Knavs, slowenischer Fußballspieler
- 05. Dezember: Jaroslav Kudrna, tschechischer Eishockeyspieler
- 05. Dezember: Christian R. Lange, deutscher Islamwissenschaftler und Schriftsteller
- 05. Dezember: Lucija Larisi, slowenische Biathletin
- 05. Dezember: Sofi Marinowa, bulgarische Popfolk-Sängerin

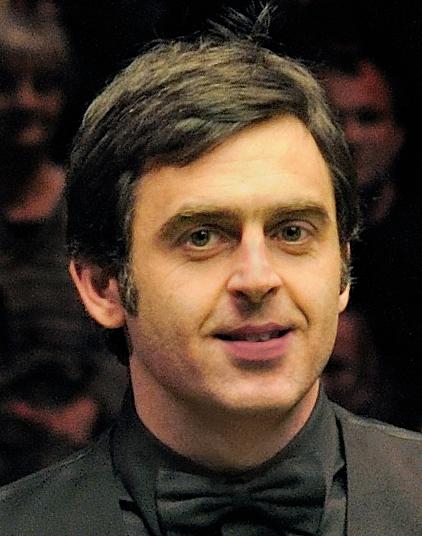
Ronnie O’Sullivan

- 05. Dezember: Ronnie O’Sullivan, englischer Snookerspieler
- 05. Dezember: Paula Patton, US-amerikanische Schauspielerin
- 05. Dezember: Daniel Wesener, deutscher Politiker
- 05. Dezember: Shizuka Yamamoto, japanische Badmintonspielerin
- 06. Dezember: Andrea Agnelli, italienischer Industrieller und Fußballfunktionär
- 06. Dezember: Claudio de Bartolo, Schweizer Musiker, Sänger und Musiklehrer
- 06. Dezember: Lars Burgsmüller, deutscher Tennisspieler
- 06. Dezember: Radim Cepek, tschechischer Unihockeyspieler und -trainer
- 06. Dezember: Noel Clarke, britischer Schauspieler, Regisseur und Drehbuchautor
- 06. Dezember: Matthias Dießl, deutscher Politiker
- 06. Dezember: Adrián García Arias, mexikanischer Fußballspieler
- 06. Dezember: Philippe Graber, Schweizer Schauspieler
- 06. Dezember: Marco Gruszka, deutscher Fußballspieler
- 06. Dezember: Michael Kreitl, deutscher Eishockeyspieler
- 06. Dezember: Régis Le Bris, französischer Fußballspieler

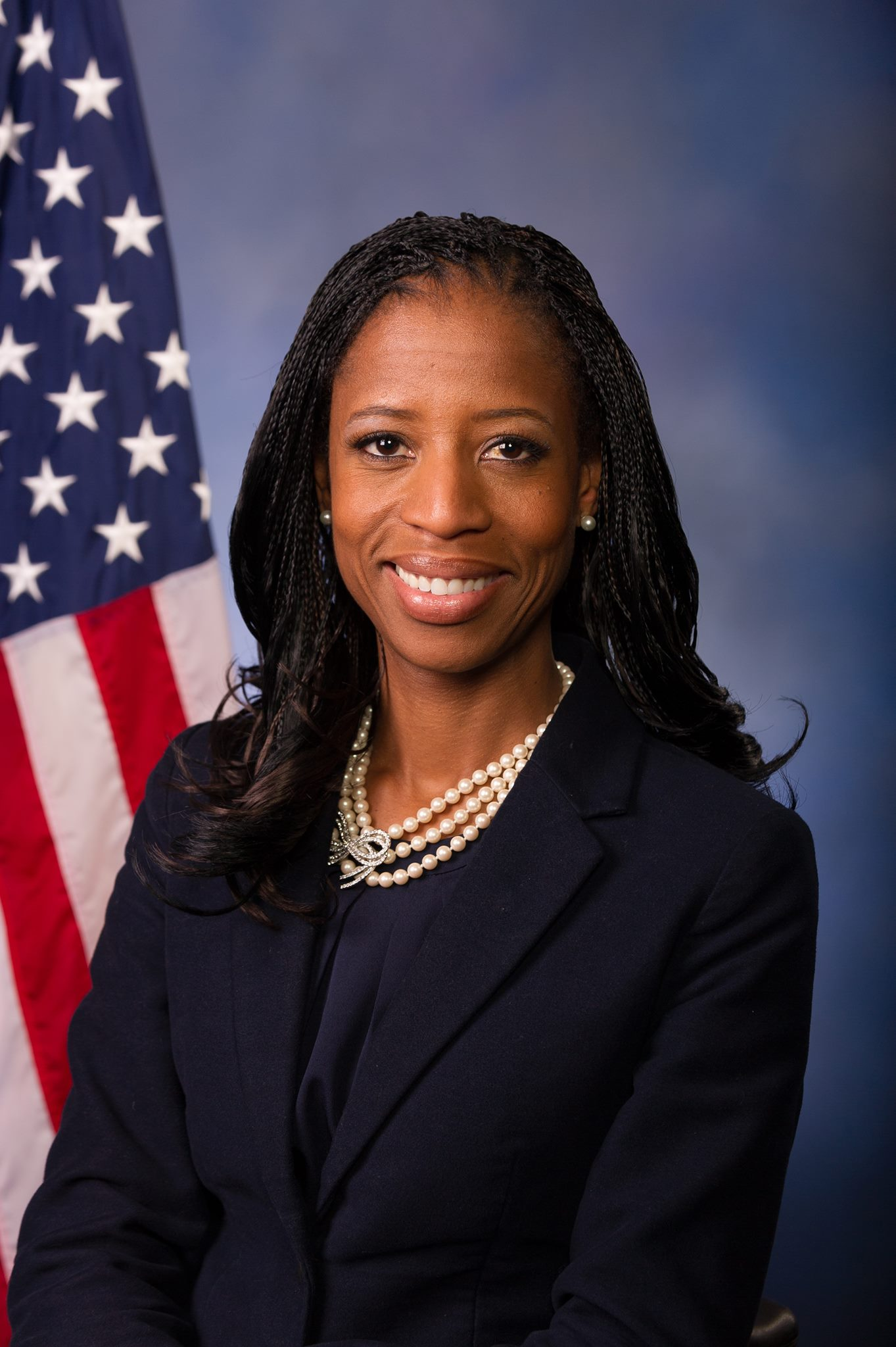
Mia Love

- 06. Dezember: Mia Love, amerikanische Politikerin († 2025)
- 06. Dezember: Ghader Mizbani, iranischer Radrennfahrer
- 06. Dezember: Naaja H. Nathanielsen, grönländische Politikerin und Psychologin
- 07. Dezember: Marco Borciani, italienischer Motorradrennfahrer
- 07. Dezember: Stefan Brinkmann, deutscher Lyriker
- 07. Dezember: Jamie Clapham, englischer Fußballspieler
- 07. Dezember: Melanie Marx, deutsche Schauspielerin
- 07. Dezember: Jan Ramsauer, Schweizer Radrennfahrer
- 07. Dezember: Sebastian Scheel, deutscher Politiker
- 07. Dezember: Marco Streit, schweizerisch-italienischer Eishockeytorwart
- 07. Dezember: Yu Zhuocheng, chinesischer Wasserspringer

Denise Zich

- 07. Dezember: Denise Zich, deutsche Sängerin und Schauspielerin
- 08. Dezember: Reinhold Bötzel, deutscher Behindertensportler
- 08. Dezember: Kevin Harvick, US-amerikanischer Automobilrennfahrer
- 08. Dezember: Dragan Jerković, kroatischer Handballtorhüter
- 08. Dezember: Alexander Krauß, deutscher Politiker
- 08. Dezember: Reto Scherrer, Schweizer Radio- und Fernsehmoderator
- 08. Dezember: Constantin von Seld, deutscher Filmeditor
- 08. Dezember: Libor Wälzer, tschechischer Gewichtheber
- 09. Dezember: Damhnait Doyle, kanadische Pop-Sängerin
- 09. Dezember: Stein Johan Grieg Halvorsen, norwegischer Filmkomponist, Filmproduzent, Drehbuchautor, Filmeditor und Schauspieler
- 09. Dezember: Nathalie Henseler, Schweizer Unternehmerin und Politikerin
- 09. Dezember: Aaron Huey, US-amerikanischer Fotograf
- 09. Dezember: Aleksandar Karakašević, serbischer Tischtennisspieler
- 09. Dezember: Corinne Lagache, französische Fußballspielerin
- 09. Dezember: Roger Mas, katalanischer Liedermacher und Sänger
- 09. Dezember: Dino Morea, indischer Schauspieler
- 09. Dezember: Patricio Pron, argentinischer Schriftsteller
- 09. Dezember: Frank Riethmann, deutscher Fußballspieler
- 09. Dezember: Andreas Roschkowsky, deutscher Poolbillardspieler
- 09. Dezember: Jésus Sinisterra, kolumbianischer Fußballspieler
- 09. Dezember: Ondřej Sosenka, tschechischer Radrennfahrer
- 09. Dezember: Patrik Sundberg, schwedischer Freestyle-Skier

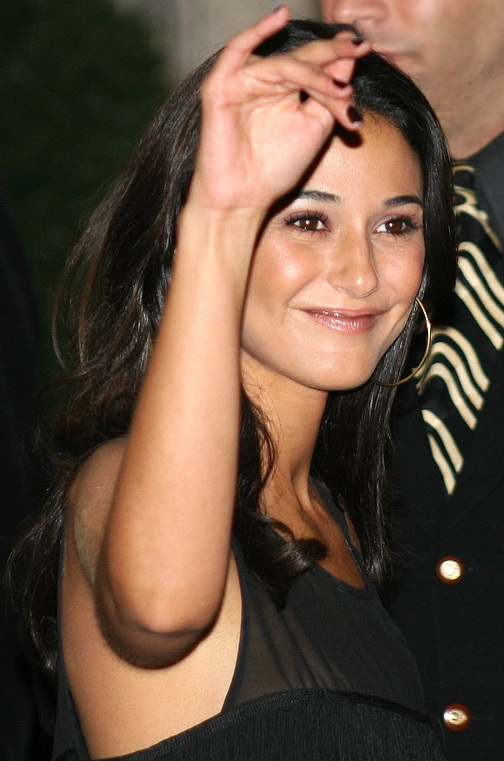
Emmanuelle Chriqui

- 10. Dezember: Emmanuelle Chriqui, kanadische Schauspielerin
- 10. Dezember: Guillaume Couillard, monegassischer Tennisspieler
- 10. Dezember: Stephen Huss, australischer Tennisspieler
- 10. Dezember: Laïla Marrakchi, marokkanische Regisseurin und Drehbuchautorin
- 10. Dezember: Felix Meyer, deutscher Sänger und Songschreiber
- 10. Dezember: Eija Salonen, finnische Biathletin
- 10. Dezember: Josip Skoko, australischer Fußballspieler
- 10. Dezember: Kristel Verbeke, flämische Sängerin und Schauspielerin
- 11. Dezember: Daouda Karaboué, ivorisch-französischer Handballtorwart
- 11. Dezember: Gerben de Knegt, niederländischer Radrennfahrer
- 11. Dezember: Björn Lüttmann, deutscher Politiker
- 11. Dezember: Vita Nel, südafrikanische Beachvolleyballspielerin
- 11. Dezember: Martin Prusek, tschechischer Eishockeytorwart und -trainer
- 11. Dezember: Patrick Riedesser, österreichischer Radrennfahrer
- 11. Dezember: Luca Vuerich, italienischer Bergsteiger († 2010)
- 12. Dezember: Donald Agu, nigerianischer Fußballspieler

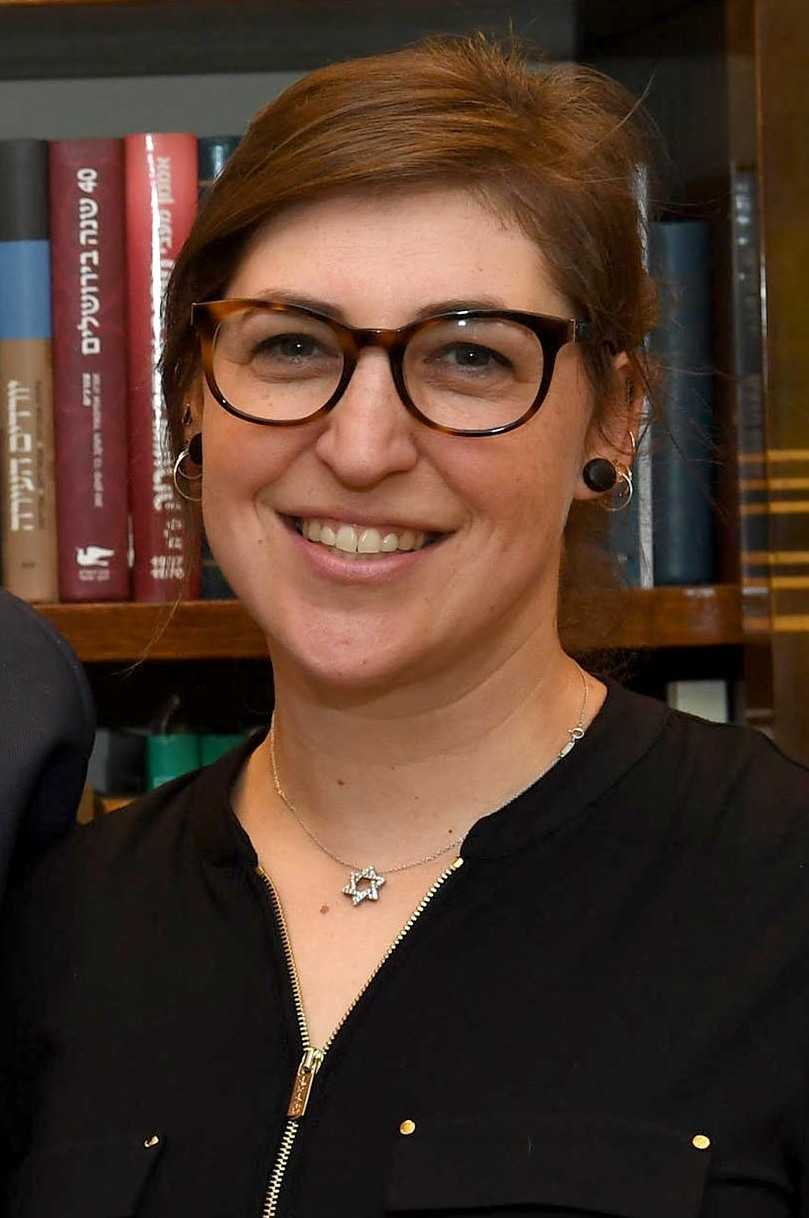
Mayim Bialik

- 12. Dezember: Mayim Bialik, US-amerikanische Neurowissenschaftlerin, Autorin und Schauspielerin
- 12. Dezember: Stefan Gödde, deutscher Moderator
- 12. Dezember: Dmitrijus Guščinas, litauischer Fußballspieler
- 12. Dezember: Ursula Hertewich, deutsche Apothekerin und Dominikanerin
- 12. Dezember: Márton Illés, ungarischer Konzertpianist, Komponist und Dirigent
- 12. Dezember: Hōko Kuwashima, japanische Seiyū
- 12. Dezember: Jörg Lütcke, deutscher Basketballspieler
- 12. Dezember: Joseph Mutunga Mbithi, kenianischer Marathonläufer
- 12. Dezember: Craig Moore, australischer Fußballspieler
- 12. Dezember: Lucia Morico, italienische Judoka
- 12. Dezember: İsmail Şahin, deutscher Schauspieler türkischer Abstammung
- 12. Dezember: Thorsten Schwab, deutscher Politiker
- 13. Dezember: Bates Battaglia, US-amerikanischer Eishockeyspieler
- 13. Dezember: Frédéric Collignon, belgischer Tischfußballspieler
- 13. Dezember: Tom DeLonge, US-amerikanischer Gitarrist und Sänger der Punk-Band Blink-182
- 13. Dezember: Katja Gerber, deutsche Judoka
- 13. Dezember: Elke Jochmann, Schweizer Schauspielerin

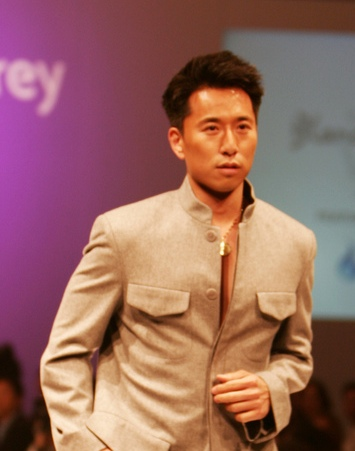
James Kyson Lee

- 13. Dezember: James Kyson Lee, US-amerikanischer Schauspieler und Model koreanischer Herkunft
- 13. Dezember: Anja von Rekowski, deutsche Judoka
- 13. Dezember: Tina Schöpfer, deutsche Politikerin
- 13. Dezember: Christian Schulze Pellengahr, deutscher Landrat und Autor
- 13. Dezember: Kristyn Swaffer, australische Fußballspielerin
- 13. Dezember: Javi Venta, spanischer Fußballspieler
- 14. Dezember: Daniela Aiuto, italienische Politikerin
- 14. Dezember: Justin Furstenfeld, US-amerikanischer Rockmusiker
- 14. Dezember: Daniel Gärtner, deutscher Bobfahrer
- 14. Dezember: Satoshi Irifune, japanischer Marathonläufer
- 14. Dezember: Krzysztof Kłosowski, polnischer Politiker
- 14. Dezember: Zoran Lubej, slowenischer Handballspieler
- 14. Dezember: Jannek Petri, deutscher Schauspieler
- 14. Dezember: Klebér Saarenpää, schwedischer Fußballspieler
- 14. Dezember: Andrés Scotti, uruguayischer Fußballspieler
- 14. Dezember: Volker Senftleben, deutscher Politiker

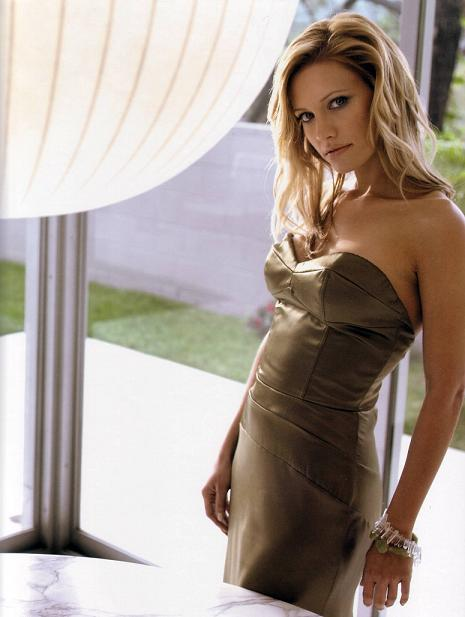
KaDee Strickland

- 14. Dezember: KaDee Strickland, US-amerikanische Schauspielerin
- 15. Dezember: Ralf Cerne, deutscher Musiker
- 15. Dezember: Cosmin Contra, rumänischer Fußballspieler und -trainer
- 15. Dezember: Aaron Flahavan, englischer Fußballtorhüter († 2001)
- 15. Dezember: Šarūnas Gustainis, litauischer Politiker
- 15. Dezember: Martin Hawie, deutscher Regisseur und Autor
- 15. Dezember: Tobias Jaecker, deutscher Kommunikationswissenschaftler, Journalist und Sachbuchautor
- 15. Dezember: John Korir, kenianischer Langstreckenläufer
- 15. Dezember: Werner Lupberger, südafrikanischer Automobilrennfahrer
- 15. Dezember: Thomas Schürmann, deutscher Fernsehmoderator
- 15. Dezember: Dalibor Marković, deutscher Dichter, Beatboxer und Spoken-Word-Lyriker
- 16. Dezember: Jorge Artigas, argentinisch-uruguayischer Fußballspieler und -trainer
- 16. Dezember: Valentin Bădoi, rumänischer Fußballspieler und -trainer
- 16. Dezember: Michael Brettner, deutscher Gitarrist, Sounddesigner, Komponist und Produzent
- 16. Dezember: Luigi De Donato, italienischer Opernsänger
- 16. Dezember: Lars Duppler, deutsch-isländischer Jazzpianist und -komponist
- 16. Dezember: Helmut Eichholzer, österreichischer Gleitschirmpilot und Ringer
- 16. Dezember: Alicya Eyo, britische Schauspielerin
- 16. Dezember: Indra Gerdes, deutsche Moderatorin und Fernsehschauspielerin
- 16. Dezember: Frédérique Jossinet, französische Judoka
- 16. Dezember: Ronny Kockel, deutscher Fußballtorwart und -trainer

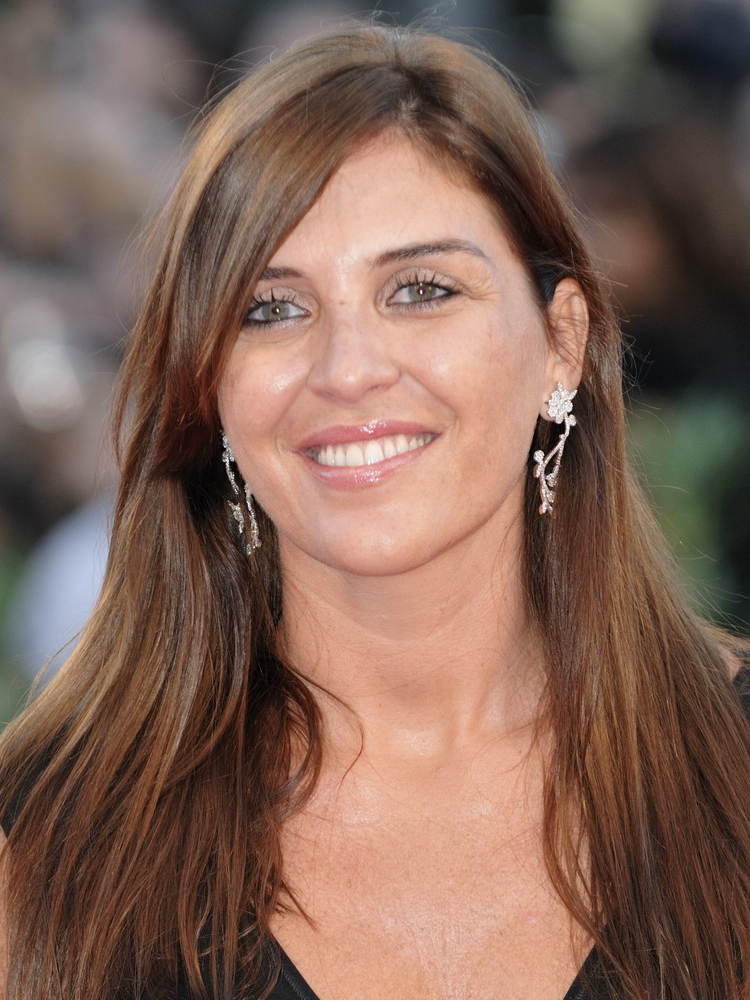
Gisella Marengo

- 16. Dezember: Gisella Marengo, italienische Schauspielerin
- 16. Dezember: Robin Reid, neuseeländischer Radrennfahrer
- 16. Dezember: Jonathan Scarfe, kanadischer Schauspieler
- 16. Dezember: Nicole Ward, australische Triathletin
- 17. Dezember: Nadine Brandt, deutsche Schauspielerin
- 17. Dezember: Brian Caldwell, US-amerikanischer Segler
- 17. Dezember: Tim Clark, südafrikanischer Golfspieler
- 17. Dezember: Oktay Derelioğlu, türkischer Fußballspieler
- 17. Dezember: Maren Derlien, deutsche Riemenruderin

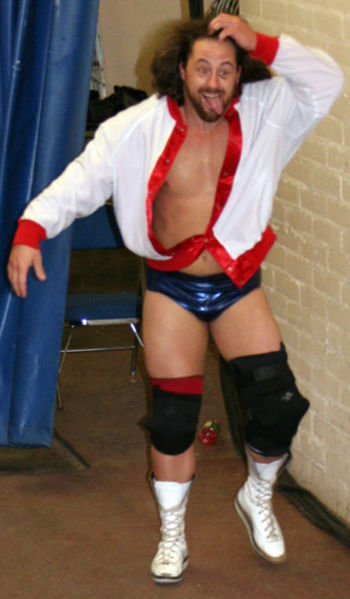
Nick Dinsmore

- 17. Dezember: Nick Dinsmore, US-amerikanischer Wrestler
- 17. Dezember: Natascha Geisler, deutsche Synchronsprecherin
- 17. Dezember: André Heller, brasilianischer Volleyballspieler
- 17. Dezember: Susanthika Jayasinghe, sri-lankische Leichtathletin
- 17. Dezember: Milla Jovovich, US-amerikanische Schauspielerin, Musikerin und Fotomodell
- 17. Dezember: Nina Juraga, deutsche Schauspielerin
- 17. Dezember: Vaibhavi Merchant, indische Bollywoodtanz-Choreografin
- 17. Dezember: Nikolai Morosow, belarussischer Eiskunstläufer
- 17. Dezember: Pasi Nurminen, finnischer Eishockeytorwart, -trainer und -funktionär
- 17. Dezember: Richard Štochl, slowakischer Handballtorwart
- 17. Dezember: Barbara Thöny, österreichische Politikerin
- 18. Dezember: Michael Barry, kanadischer Radsportler

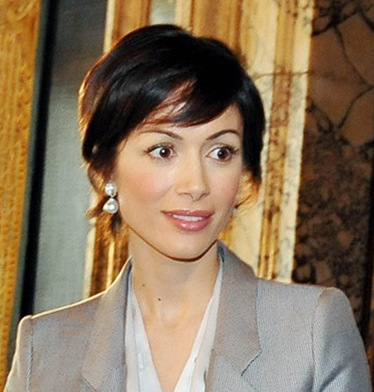
Mara Carfagna

- 18. Dezember: Rosaria „Mara“ Carfagna, italienische Politikerin und ehemaliges Showgirl
- 18. Dezember: Jacob Erker, kanadischer Radrennfahrer
- 18. Dezember: Daniel Florea, rumänischer Fußballspieler
- 18. Dezember: Sebastian Hahn, deutscher Fußballspieler
- 18. Dezember: Randy Houser, US-amerikanischer Countrysänger
- 18. Dezember: Kirsten van der Kolk, niederländische Ruderin
- 18. Dezember: Hendrik Liebers, deutscher Fußballspieler
- 18. Dezember: Yassin Musharbash, deutscher Journalist und Schriftsteller
- 18. Dezember: Dordschpalamyn Narmandach, mongolischer Judoka
- 18. Dezember: Sia, australische Sängerin
- 18. Dezember: Trish Stratus, kanadische Wrestlerin und Fitnessmodel
- 18. Dezember: Vincent van der Voort, niederländischer Dartspieler
- 18. Dezember: Masaki Sumitani, japanischer Comedian, Wrestler und Tarento
- 18. Dezember: Vincent van der Voort, niederländischer Dartspieler
- 18. Dezember: Michael Wagner, österreichischer Fußballspieler
- 18. Dezember: Miyuki Hatanaka, japanische Freestyle-Skierin
- 19. Dezember: Gerhard Anger, deutscher Politiker

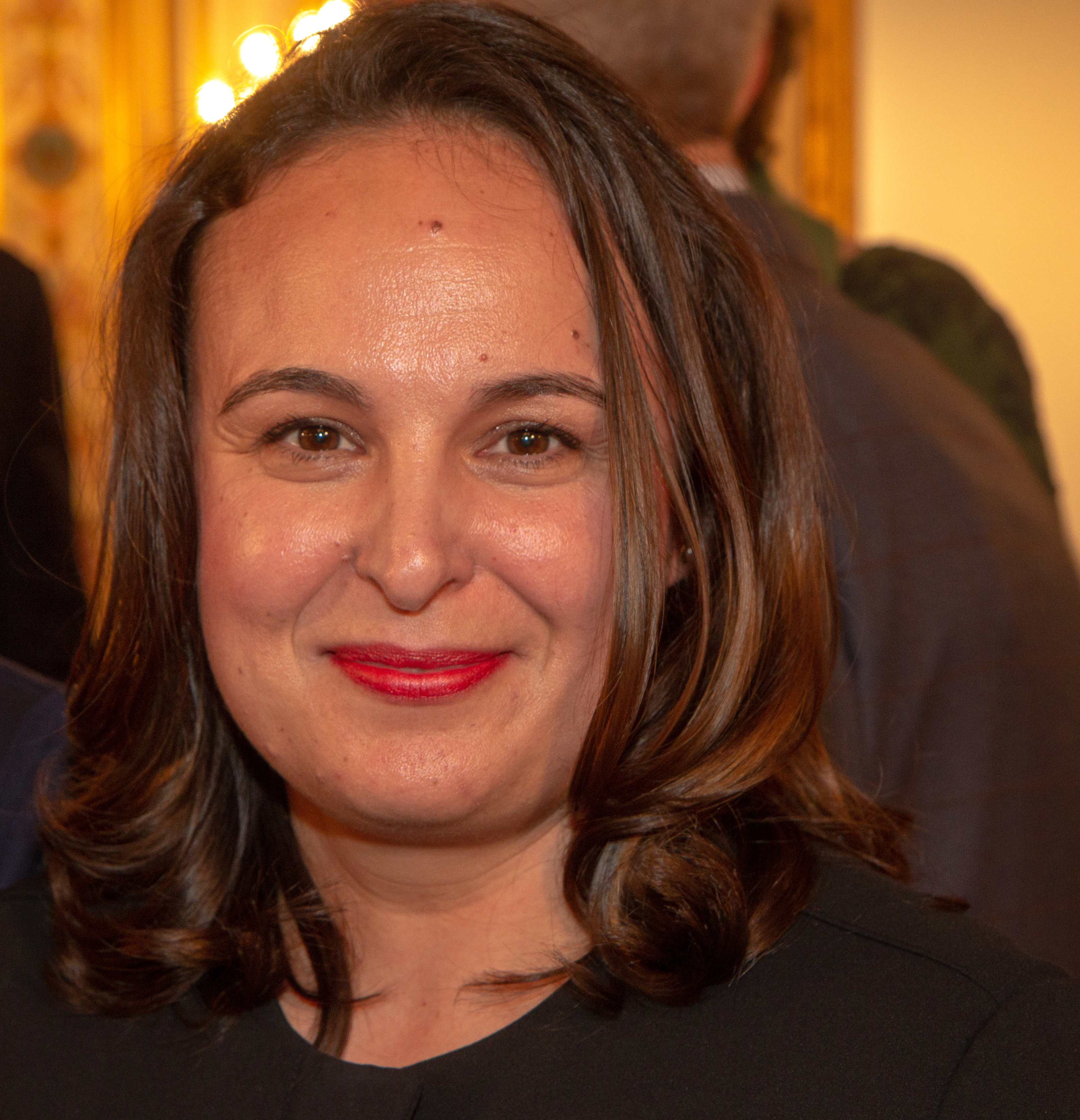
Ayse Asar

- 19. Dezember: Ayse Asar, deutsche Juristin und Staatssekretärin
- 19. Dezember: Nicolas Bergeron, französischer Mathematiker († 2024)
- 19. Dezember: Winarni Binti Slamet, indonesische Gewichtheberin
- 19. Dezember: Ian Ciantar, maltesischer Fußballspieler
- 19. Dezember: Claire Cox, britische Schauspielerin
- 19. Dezember: Oleksandr Klymenko, ukrainischer Bahn- und Straßenradrennfahrer
- 19. Dezember: Wendy Maitland, schottische Squashspielerin
- 19. Dezember: Sophie Rosentreter, deutsche TV-Moderatorin
- 19. Dezember: Brandon Sanderson, US-amerikanischer Schriftsteller
- 19. Dezember: Jeremy Soule, US-amerikanischer Komponist
- 19. Dezember: Marcus Stotz, deutscher Kameramann
- 19. Dezember: Olivier Tébily, ivorischer Fußballspieler
- 20. Dezember: Vasilis Anastopoulos, griechischer Radrennfahrer
- 20. Dezember: Hanna Bäck, schwedische Politikwissenschaftlerin und Hochschullehrerin
- 20. Dezember: Bartosz Bosacki, polnischer Fußballspieler
- 20. Dezember: Pawlina Filipowa, bulgarische Biathletin
- 20. Dezember: Nandor Guelmino, österreichischer MMA-Kämpfer
- 20. Dezember: Alexander J. Herrmann, deutscher Politiker
- 20. Dezember: Olga Matwejewa, spanische Beachvolleyballspielerin

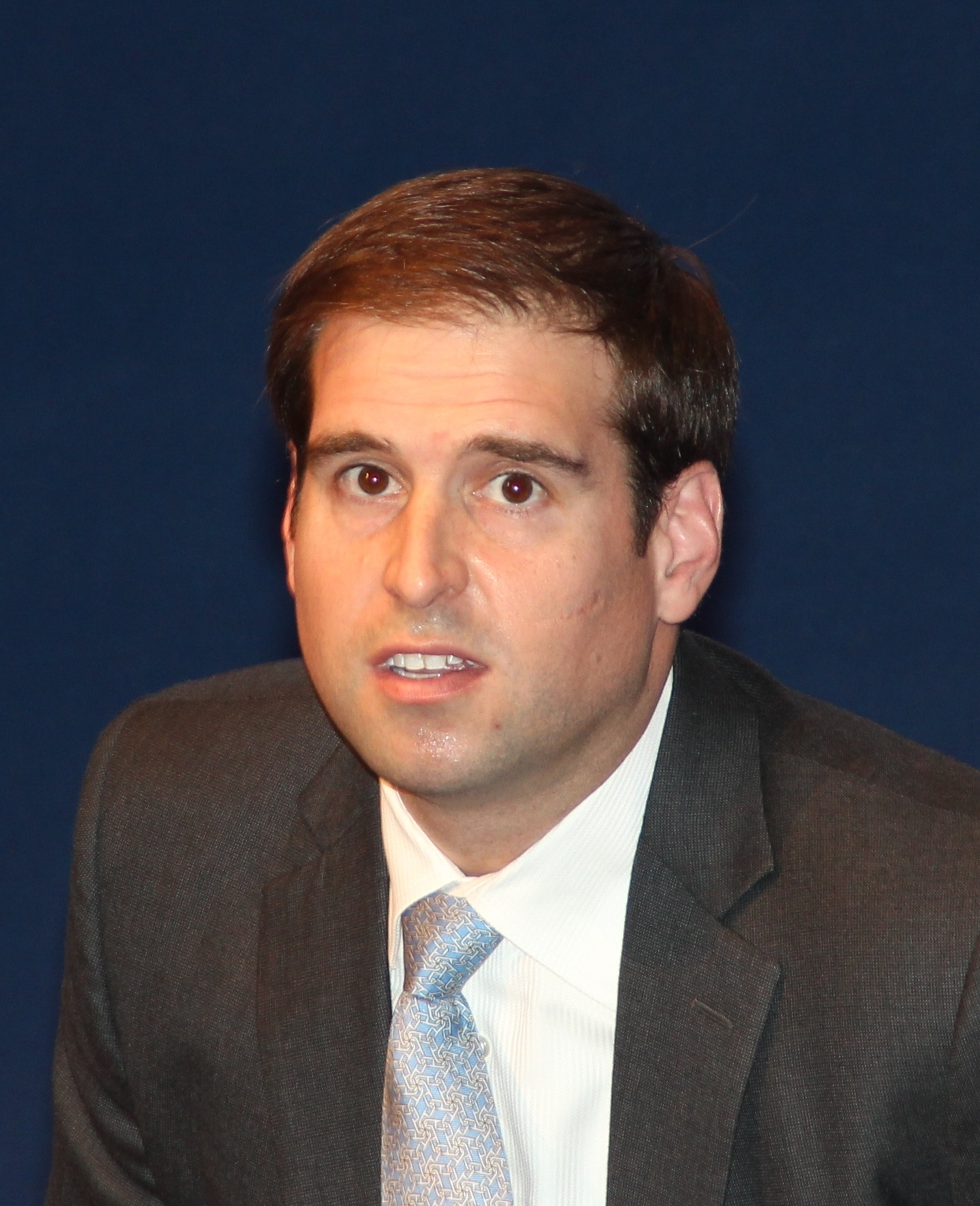
Jeffrey B. Straubel

- 20. Dezember: JB Straubel, US-amerikanischer Unternehmer
- 20. Dezember: Philip Tanui, kenianischer Marathonläufer
- 20. Dezember: Andrei Turtschak, russischer Politiker
- 21. Dezember: Daniel-Dylan Böhmer, deutscher Journalist und Redakteur
- 21. Dezember: Maria Garagouni, griechische Volleyballspielerin
- 21. Dezember: Christian Graw, deutscher Jurist
- 21. Dezember: Paloma Herrera, argentinische Balletttänzerin
- 21. Dezember: Ricard Imbernon, andorranischer Fußballspieler
- 21. Dezember: Mark Manha, US-amerikanischer Badmintonspieler
- 21. Dezember: Javier Martín Sánchez, andorranischer Fußballspieler
- 21. Dezember: Charles Michel, belgischer Politiker und Minister
- 21. Dezember: Romain Puértolas, französischer Schriftsteller
- 21. Dezember: Olena Schablij, ukrainische Sprach- und Übersetzungswissenschaftlerin
- 21. Dezember: Florian Schulz, deutscher Tier- und Naturfotograf
- 21. Dezember: Stefan Ulm, deutscher Kanute
- 21. Dezember: Selçuk Yıldırımkaya, türkischer Fußballspieler
- 22. Dezember: Khaled Al Qubaisi, emiratischer Automobilrennfahrer
- 22. Dezember: Marvin Andrews, Fußballspieler aus Trinidad und Tobago

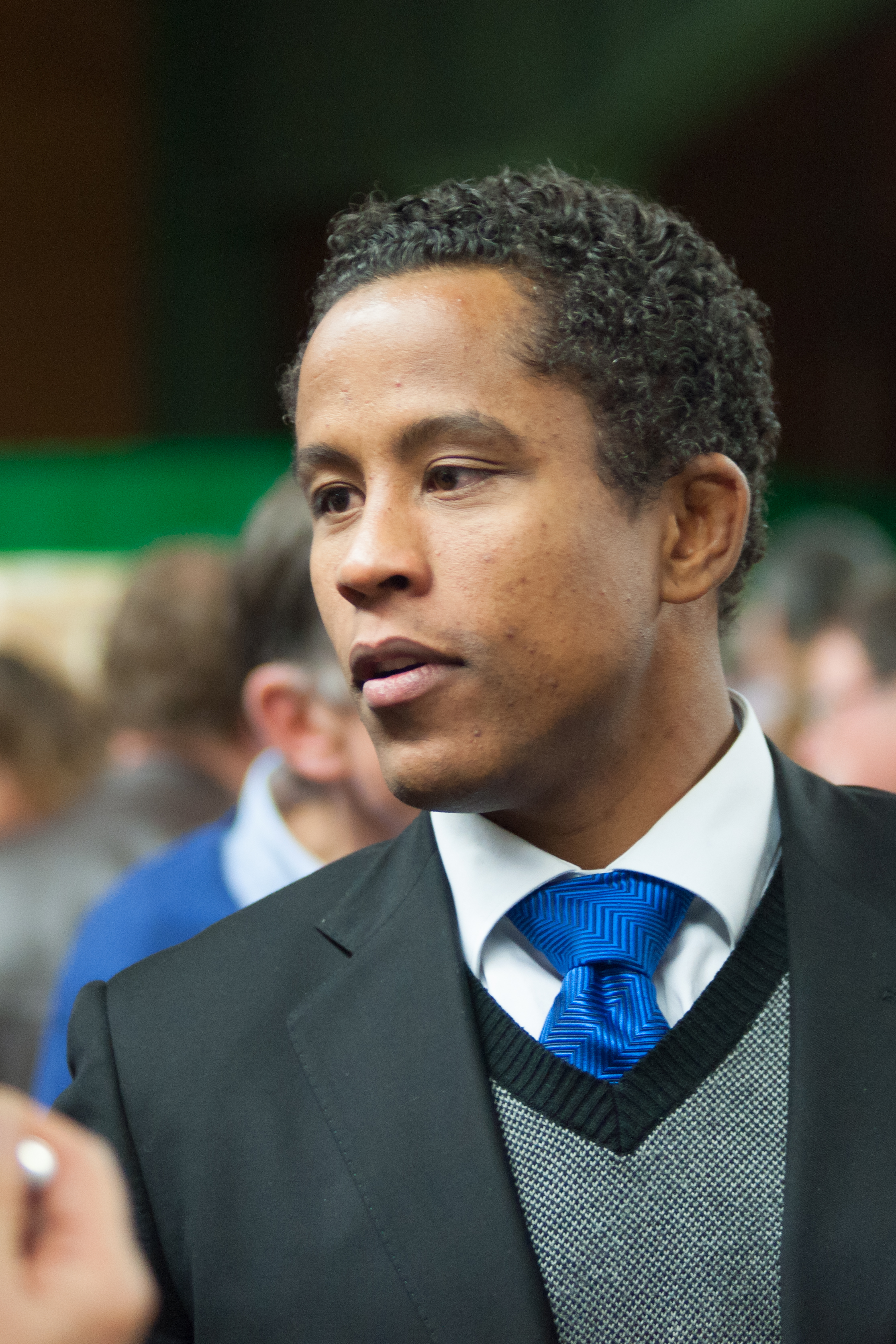
Sergei Aschwanden

- 22. Dezember: Sergei Aschwanden, schweizerischer Judoka
- 22. Dezember: Tanja Bauer, deutsche Biathletin und Biathlontrainerin
- 22. Dezember: Dmitri Chochlow, russischer Fußballspieler
- 22. Dezember: Martin Cinibulk, deutsch-tschechischer Eishockeytorwart

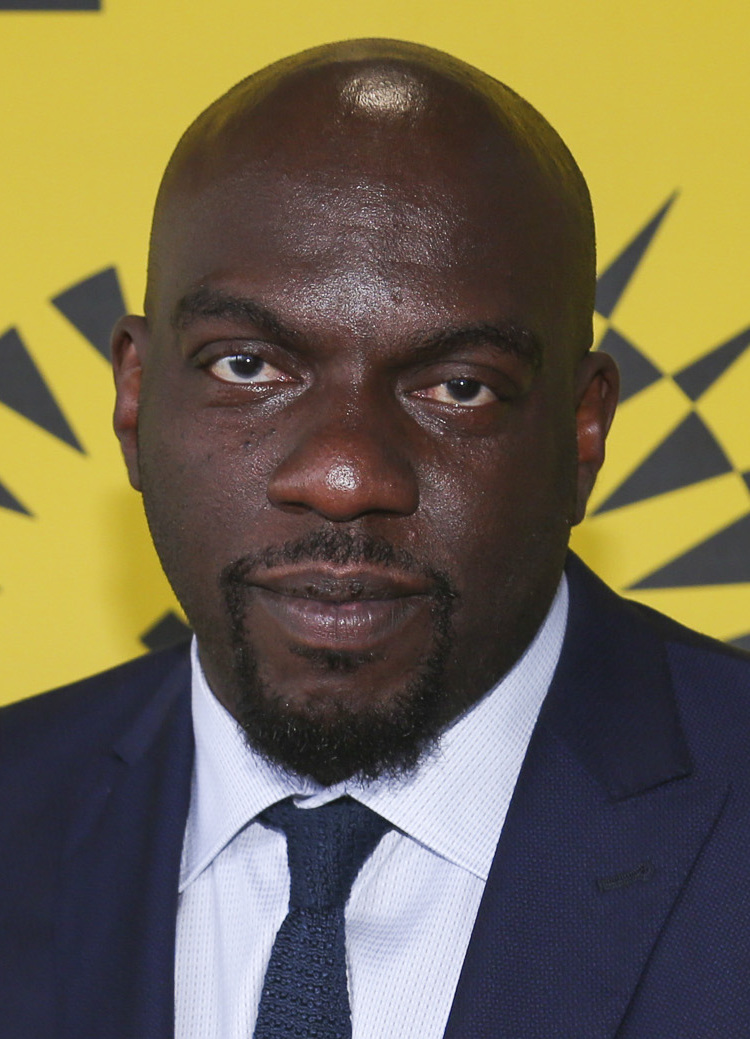
Omar Dorsey

- 22. Dezember: Omar Dorsey, US-amerikanischer Schauspieler
- 22. Dezember: Pawal Douhal, belarussischer Pentathlet
- 22. Dezember: Hiromi Ikeda, japanische Fußballspielerin
- 22. Dezember: Marcin Mięciel, polnischer Fußballspieler
- 22. Dezember: Crissy Moran, US-amerikanische Pornodarstellerin
- 22. Dezember: Stanislav Neckář, tschechischer Eishockeyspieler
- 22. Dezember: Thomas Nentwich, österreichischer Fußballspieler
- 23. Dezember: Robert Bartko, deutscher Radrennfahrer
- 23. Dezember: Luděk Drobek, tschechischer Handballspieler
- 23. Dezember: Mathias Durand-Reynaldo, französischer Bildhauer, Maler, Modeschöpfer und Aktivist
- 23. Dezember: Peter Gilbert, US-amerikanischer Komponist und Musikpädagoge
- 23. Dezember: Hans-Christian Hausmann, deutscher Politiker und Rechtsanwalt
- 23. Dezember: Ali bin al-Hussein, jordanischer Fußballfunktionär
- 23. Dezember: Michael Kiedel, deutscher Schwimmer
- 23. Dezember: Sebastian Krämer, deutscher Kabarettist und Chansonnier
- 23. Dezember: Yasmin Levy, israelische Sängerin
- 23. Dezember: Christophe Panzani, französischer Jazzmusiker
- 23. Dezember: Wadim Scharifjanow, russischer Eishockeyspieler
- 24. Dezember: Keith Loach, kanadischer Skeletonpilot
- 24. Dezember: Noureddine Medjehoud, algerischer Boxer
- 24. Dezember: Daniel Pfeiffer, US-amerikanischer Strategie- und Kommunikationsberater
- 24. Dezember: Marija Sacharowa, russische Diplomatin und Pressesprecherin
- 24. Dezember: Enrique Vizcarra, mexikanischer Fußballspieler

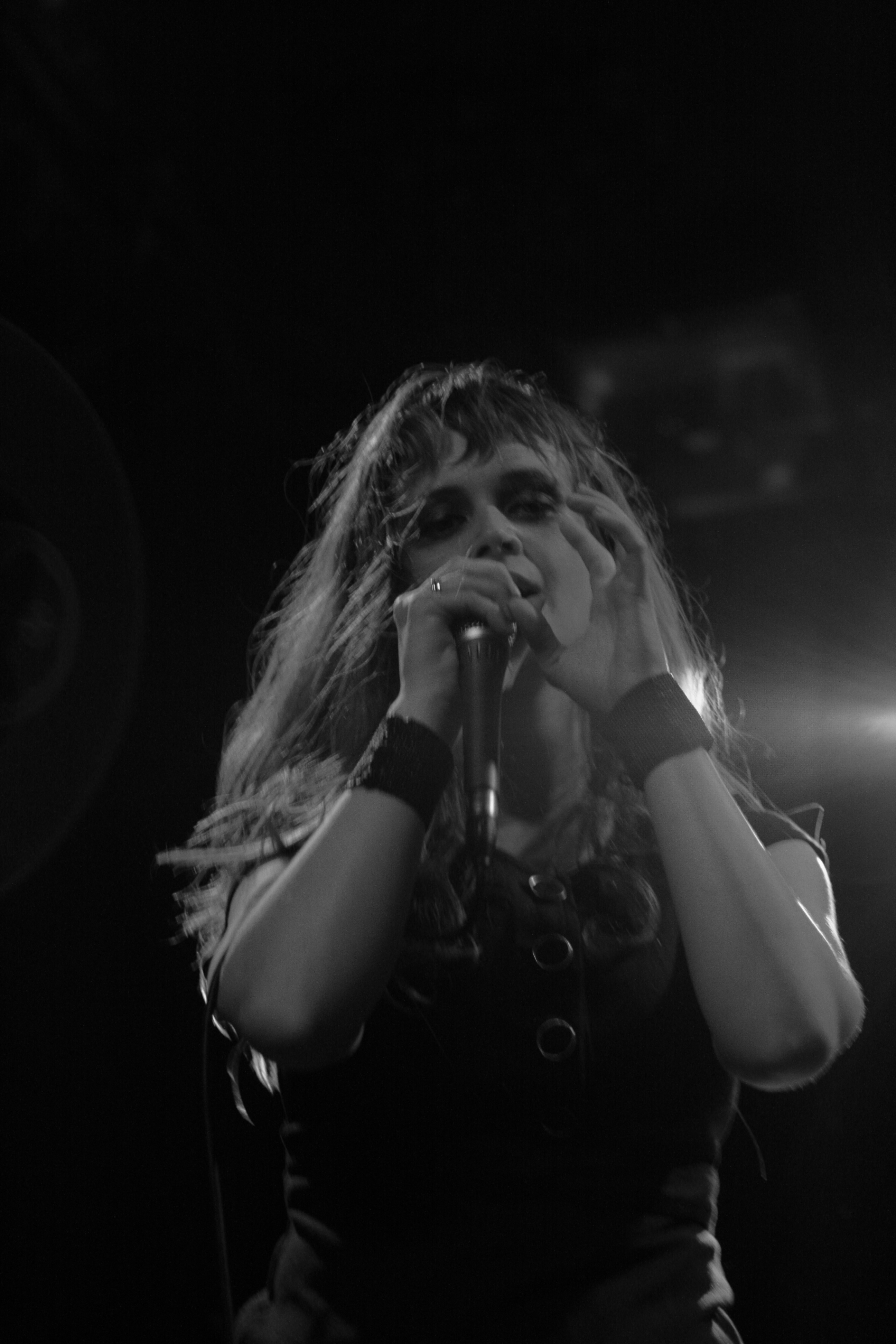
Julie Christmas

- 25. Dezember: Julie Christmas, Rock- und Metal-Sängerin
- 25. Dezember: Jens Friebe, deutscher Musiker und Musikjournalist
- 25. Dezember: Johan Hellsten, schwedischer Schachgroßmeister
- 25. Dezember: Hu Chung-Shien, taiwanischer Badmintonspieler
- 25. Dezember: Yildiray Kaymaz, deutscher Rocker
- 25. Dezember: Franka Much, deutsche Schauspielerin
- 25. Dezember: Toben Sutherland, kanadischer Freestyle-Skier
- 25. Dezember: Marcus Trescothick, englischer Cricketspieler
- 25. Dezember: Todd Wells, US-amerikanischer Cyclocross- und Mountainbike-Radrennfahrer

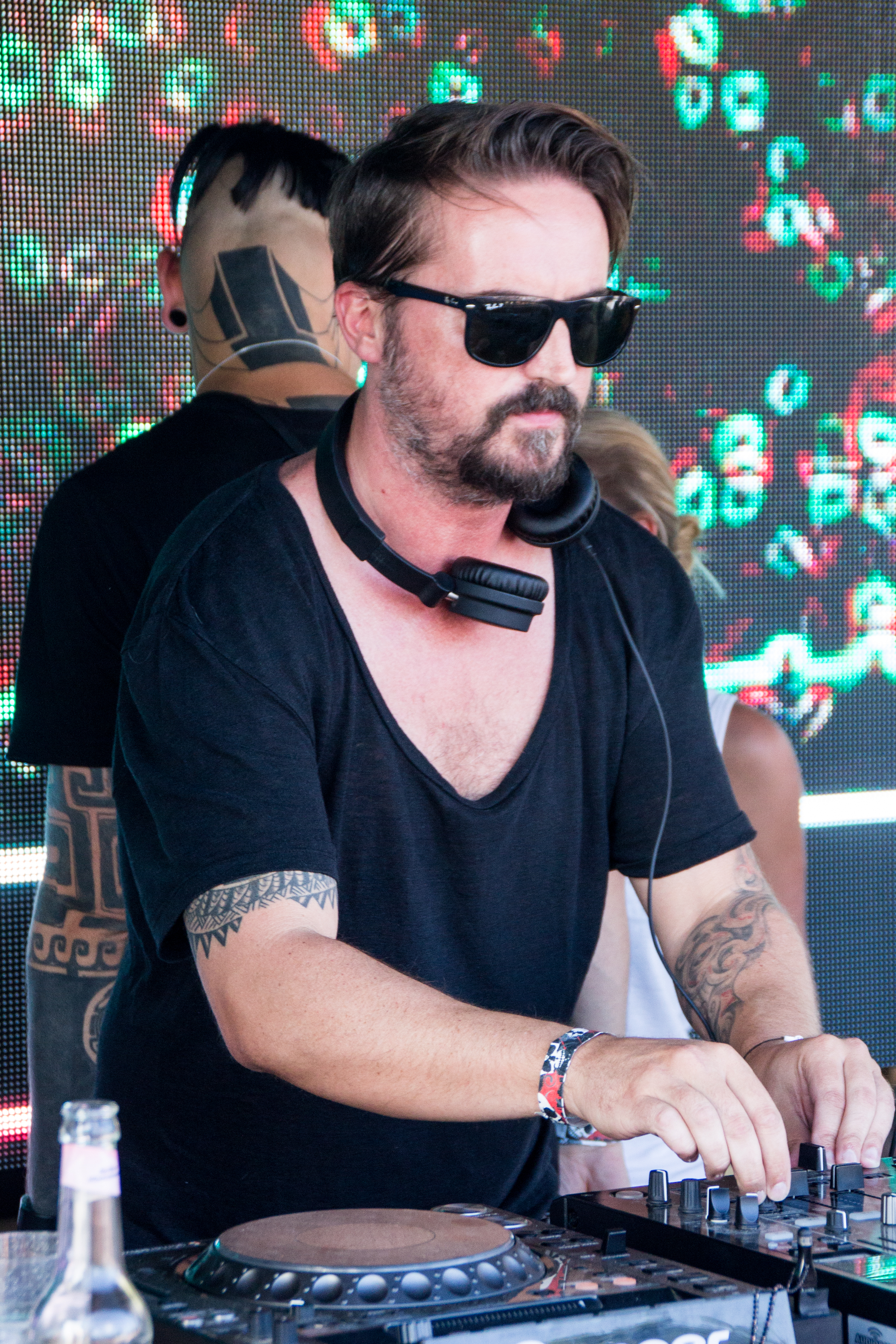
Sascha Braemer

- 26. Dezember: Sascha Braemer, deutscher Tech-House-DJ und Musikproduzent
- 26. Dezember: Hunter Carson, US-amerikanischer Schauspieler
- 26. Dezember: Attila Czebe, ungarischer Schach-Großmeister
- 26. Dezember: Sören Dreßler, deutscher Fußballspieler und -trainer
- 26. Dezember: Barbara Kraus, österreichische Physikerin
- 26. Dezember: Tomáš Ortel, tschechischer rechtsextremer Sänger
- 26. Dezember: Marcelo Ríos, chilenischer Tennisspieler
- 26. Dezember: Ed Stafford, britischer Abenteurer, Autor und Filmemacher
- 26. Dezember: María Vasco, spanische Geherin
- 26. Dezember: Jonte Grundelius, schwedischer Snowboarder
- 27. Dezember: Aigars Fadejevs, lettischer Leichtathlet († 2024)
- 27. Dezember: Jaqueline Mourão, brasilianische Sportlerin
- 27. Dezember: Heather O’Rourke, US-amerikanische Filmschauspielerin († 1988)
- 27. Dezember: Patrick Paauwe, niederländischer Fußballspieler
- 27. Dezember: Solomun, bosnischer DJ und Musikproduzent
- 27. Dezember: Sara Wedlund, schwedische Langstreckenläuferin († 2021)
- 28. Dezember: DJ Polique, deutscher DJ und Hip-Hop-Musiker
- 28. Dezember: Blye Pagon Faust, US-amerikanische Filmproduzentin und Schauspielerin

Roulette

- 28. Dezember: Roulette, deutscher Rapper und Produzent
- 28. Dezember: Jamie Storr, kanadischer Eishockeyspieler
- 28. Dezember: Alex Westlund, US-amerikanischer Eishockeytorwart
- 29. Dezember: Nurlan Äubäkirow, kasachischer Politiker
- 29. Dezember: Patrick Bettoni, italienisch-schweizerischer Fußballspieler
- 29. Dezember: Till Burgwächter, deutscher Schriftsteller und Journalist
- 29. Dezember: Mojca Erdmann, deutsche Opern-, Konzert- und Liedsängerin
- 29. Dezember: Corina Grünenfelder, Schweizer Skirennläuferin
- 29. Dezember: Özcan Güler, deutsch-türkischer Fußballspieler
- 29. Dezember: Shawn Hatosy, US-amerikanischer Schauspieler
- 29. Dezember: Line Kjørsvik, norwegische Poolbillardspielerin
- 29. Dezember: Debbie Klijn, niederländische Handballspielerin
- 29. Dezember: Sławomir Kopyciński, polnischer Politiker

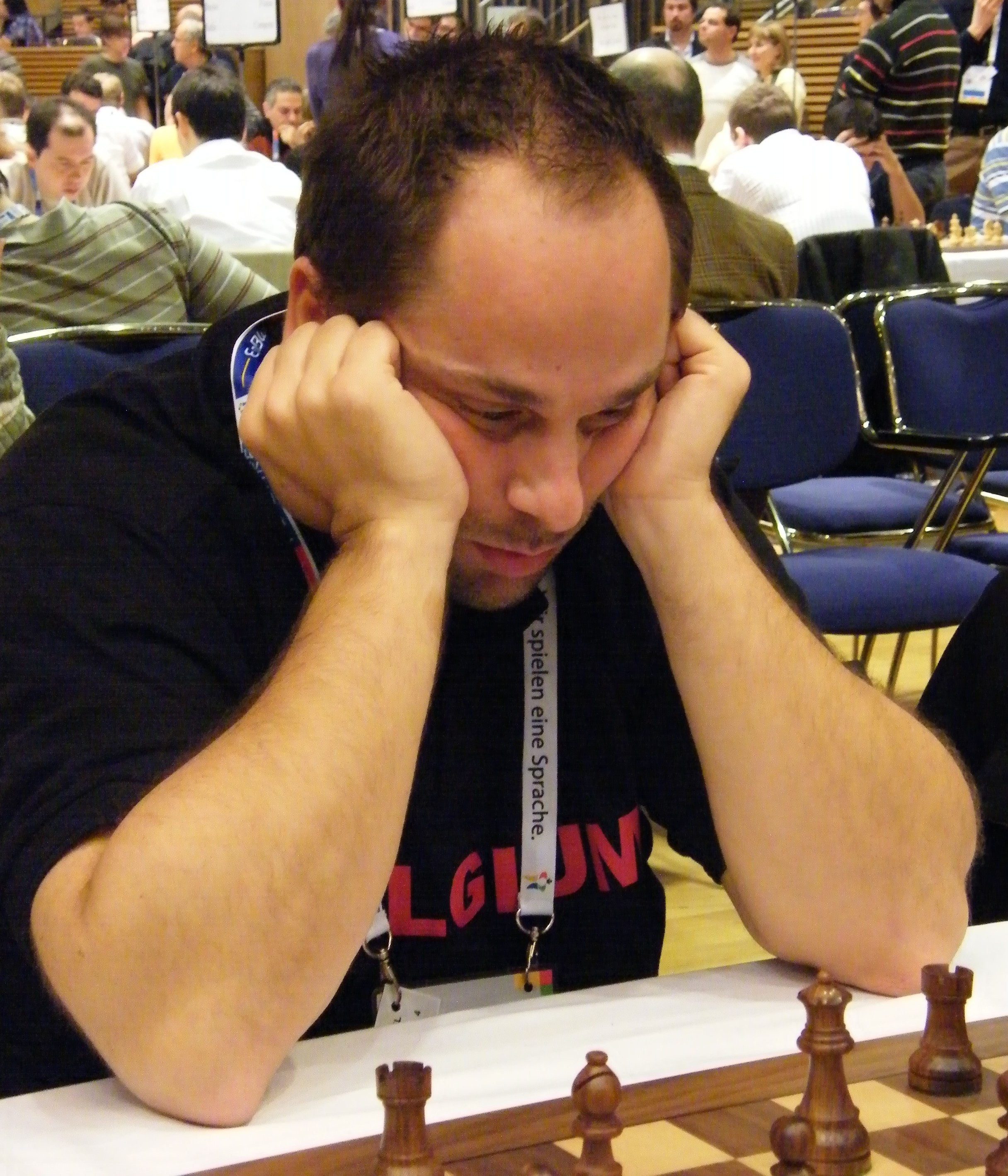
Bruno Laurent

- 29. Dezember: Bruno Laurent, belgischer Schachspieler
- 29. Dezember: Shinji Ōtsuka, japanischer Fußballspieler
- 29. Dezember: Jurij Stez, ukrainischer Journalist und Minister
- 30. Dezember: Ijah Anderson, englischer Fußballspieler
- 30. Dezember: Kubilay Aydın, türkischer Fußballtorhüter und -trainer
- 30. Dezember: Heather Brown, US-amerikanische Schauspielerin und Sängerin
- 30. Dezember: Florian Carove, österreichischer Schauspieler
- 30. Dezember: Scott Chipperfield, australisch-schweizerischer Fußballspieler
- 30. Dezember: Elsa Lára Arnardóttir, isländische Politikerin
- 30. Dezember: Matthias Höpfner, deutscher Bobfahrer
- 30. Dezember: Steffi Jacob, deutsche Skeletonpilotin
- 30. Dezember: Max Karli, Schweizer Filmproduzent
- 30. Dezember: Mihai Stere, rumänischer Fußballspieler und -trainer
- 30. Dezember: Katja Suding, deutsche Politikerin

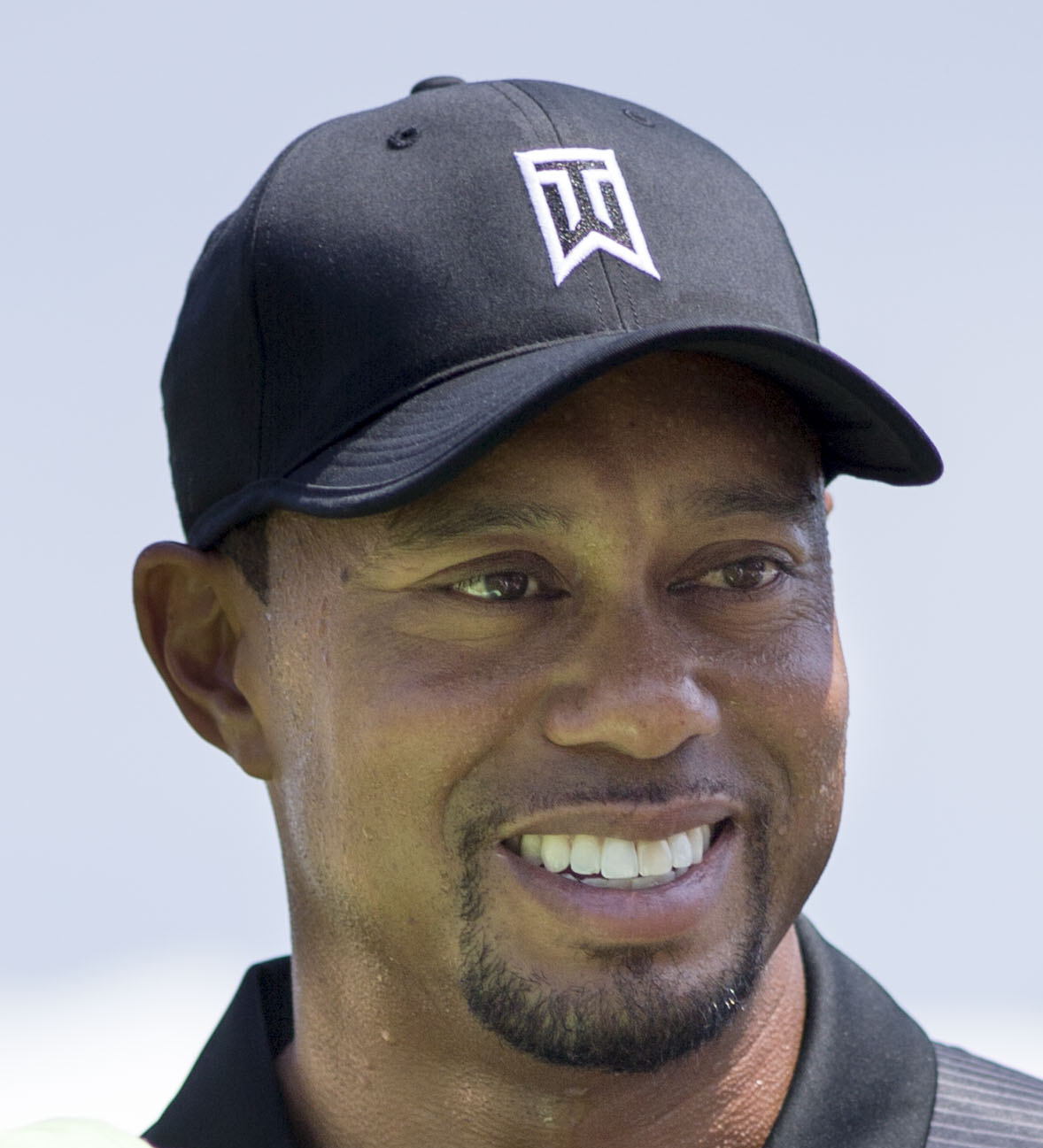
Tiger Woods

- 30. Dezember: Tiger Woods, US-amerikanischer Golfspieler
- 31. Dezember: Ansgar Ahlers, deutscher Regisseur, Drehbuchautor und Filmproduzent
- 31. Dezember: Rami Alanko, finnischer Eishockeyspieler
- 31. Dezember: Daniel Fontana, argentinisch-italienischer Triathlet
- 31. Dezember: Thomas Gansch, österreichischer Trompeter
- 31. Dezember: Andrea Hohl, deutsche Basketballspielerin
- 31. Dezember: Karl Jannuska, kanadischer Jazzmusiker
- 31. Dezember: Andreas Kiendl, österreichischer Schauspieler
- 31. Dezember: Toni Kuivasto, finnischer Fußballspieler
- 31. Dezember: Luciano Siqueira de Oliveira, brasilianischer Fußballspieler

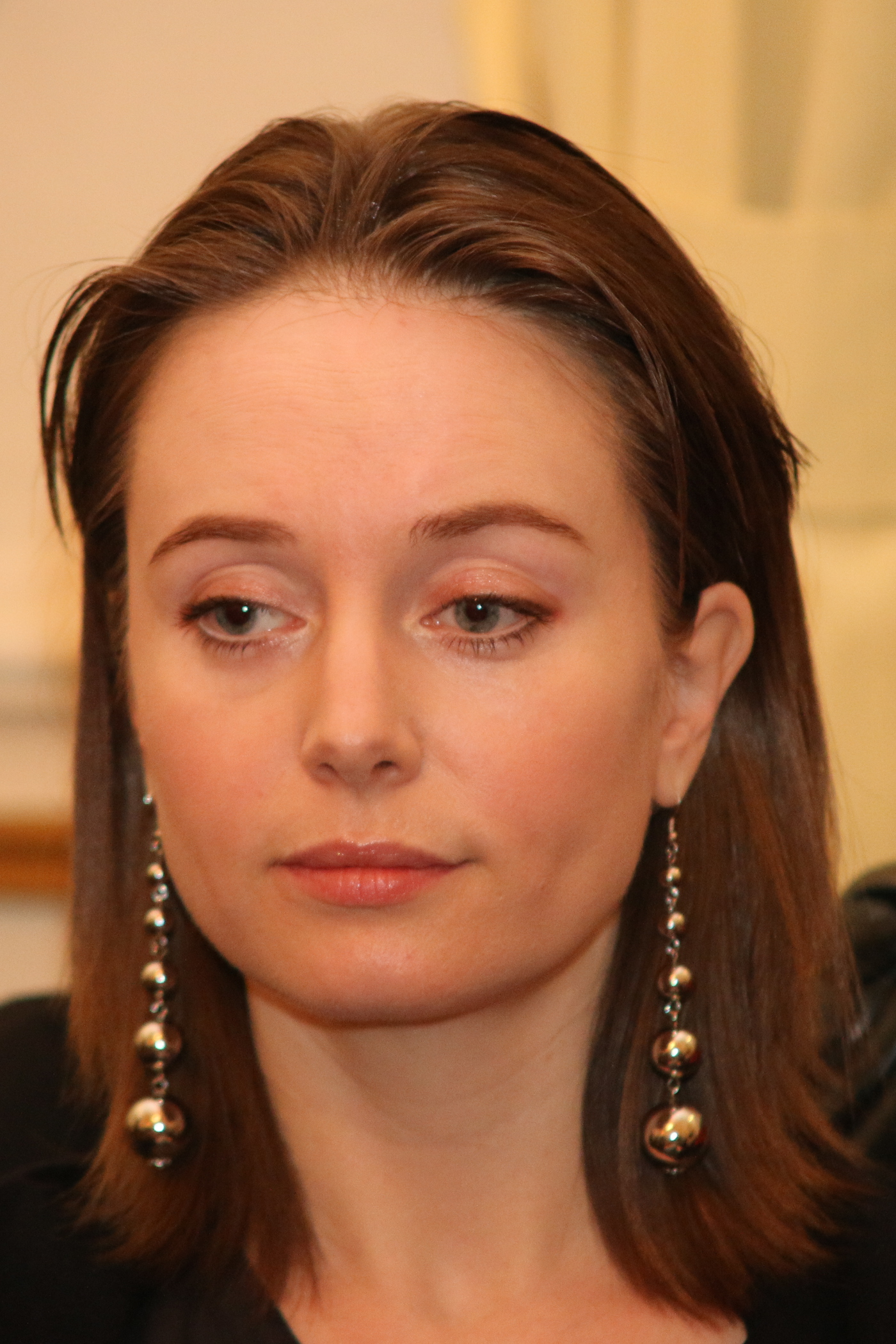
Aljona Polunina

- 31. Dezember: Aljona Polunina, russische Filmregisseurin
- 31. Dezember: Philip Kipyegon Singoei, kenianischer Marathonläufer
- 31. Dezember: Mikko Sirén, finnischer Multiinstrumentalist und Schlagzeuger
- 31. Dezember: Marcus Wedau, deutscher Fußballspieler
- 31. Dezember: Laurent Zongo, burkinischer Radrennfahrer

### Tag unbekannt

#### 0
- 9th Wonder, US-amerikanischer Hip-Hop-Produzent

#### A
- Daniel Åberg, schwedischer Schriftsteller, Blogger, Kultur- und Technikjournalist
- İhsan Acar, türkischer Autor
- Yvonne van Acht, deutsche Malerin, Grafikerin und Schriftstellerin
- Ruhila Adatia-Sood, kenianische Journalistin und Radiomoderatorin († 2013)
- Pearl Aday, US-amerikanische Musikerin und Sängerin
- Khalid Adem, erster in den Vereinigten Staaten wegen Beschneidung weiblicher Genitalien Verurteilter
- Haji Adilo, äthiopischer Marathonläufer
- Arne Ahrens, deutscher Regisseur, Drehbuchautor und Filmproduzent
- Rafael Alcántara, deutscher Saxophonist, Sänger und Komponist peruanischer Abstammung
- Victor Alcántara, deutscher Pianist, Sänger und Komponist peruanischer Abstammung
- Atilla Aldemir, türkischer Violinist
- Madeleine Allakariallak, Inuit-kanadische Fernsehjournalistin
- Tanya Allen, kanadische Schauspielerin
- Ahmed Alsoudani, irakisch-US-amerikanischer Maler
- Jacob Anderskov, dänischer Jazzpianist
- Kristian Anderson, australischer Blogger und Videoeditor († 2012)
- Josephine Angelini, US-amerikanische Autorin
- Cédric Anger, französischer Drehbuchautor und Filmregisseur
- Michael Anti, chinesischer Journalist und politischer Blogger
- Florian Arbenz, Schweizer Jazzmusiker
- Michael Arbenz, Schweizer Musiker
- Stefanie Arend, deutsche Yogalehrerin, Ernährungsberaterin und Sachbuchautorin
- Johannes J. Arens, deutscher Kulturanthropologe
- Kevin Armstrong, kanadischer Opernsänger
- Émilie Aubry, französische Journalistin und Rundfunk-Moderatorin
- Sören Auer, deutscher Informatiker
- Sélim Azzazi, französischer Soundeditor, Filmregisseur und Filmproduzent algerischer Abstammung

#### B
- Ayman Baalbaki, libanesischer Künstler
- Matthias Bäcker, deutscher Rechtswissenschaftler
- Burkhard Backes, deutscher Ägyptologe
- Maurizio Baglini, italienischer Pianist
- Kristin Baker, US-amerikanische Malerin
- Thomas Ballhausen, österreichischer Schriftsteller, Literatur- und Filmwissenschaftler, Hochschullehrer, Herausgeber und Übersetzer
- Leigh Bardugo, US-amerikanische Schriftstellerin
- Christoph Barnbrock, deutscher Theologe
- Catrin Barnsteiner, deutsche Schriftstellerin, Journalistin und Drehbuchautorin
- Sebastian Barsch, deutscher Historiker und Geschichtsdidaktiker
- Isabella Bartdorff, deutsche Schauspielerin
- Barbara Bauer, deutsche Schauspielerin
- Sandra Bauknecht, Schweizer Modebloggerin und ehemalige Chefredaktorin
- Rainer Baule, deutscher Wirtschaftswissenschaftler
- Marcel M. Baumann, deutscher Politikwissenschaftler
- Notker Baumann, deutscher Theologe und Kirchenhistoriker
- Sascha Becker, deutscher Fernsehmoderator und -journalist
- Dorottya Behumi, ungarische Sängerin und Querflötistin
- Bektas, deutsch-türkischer Rapper
- Saskia Bellahn, deutsche Schauspielerin und Synchronsprecherin
- Jörg Benne, deutscher Schriftsteller
- Knut Berger, deutscher Schauspieler
- Julia Berke, deutsche Schauspielerin
- Dirk Bernemann, deutscher Autor und Musiker
- Anahí Berneri, argentinische Filmregisseurin und Filmproduzentin
- Julien Berthier, französischer Zeichner, Bildhauer und Installationskünstler
- Pierre Bessard, Schweizer Publizist und Ökonom
- Torsten Bewernitz, deutscher Politologe und Gewerkschafter
- Nicole Bianchet, US-amerikanische Künstlerin und Musikerin
- Oliver Bierschenk, deutscher Theaterregisseur
- Carolin Biewer, deutsche Sprachwissenschaftlerin
- Thomas Bihl, deutscher Pokerspieler
- Oded Binnun, israelischer Filmemacher
- Matthias Bitzer, deutscher Künstler

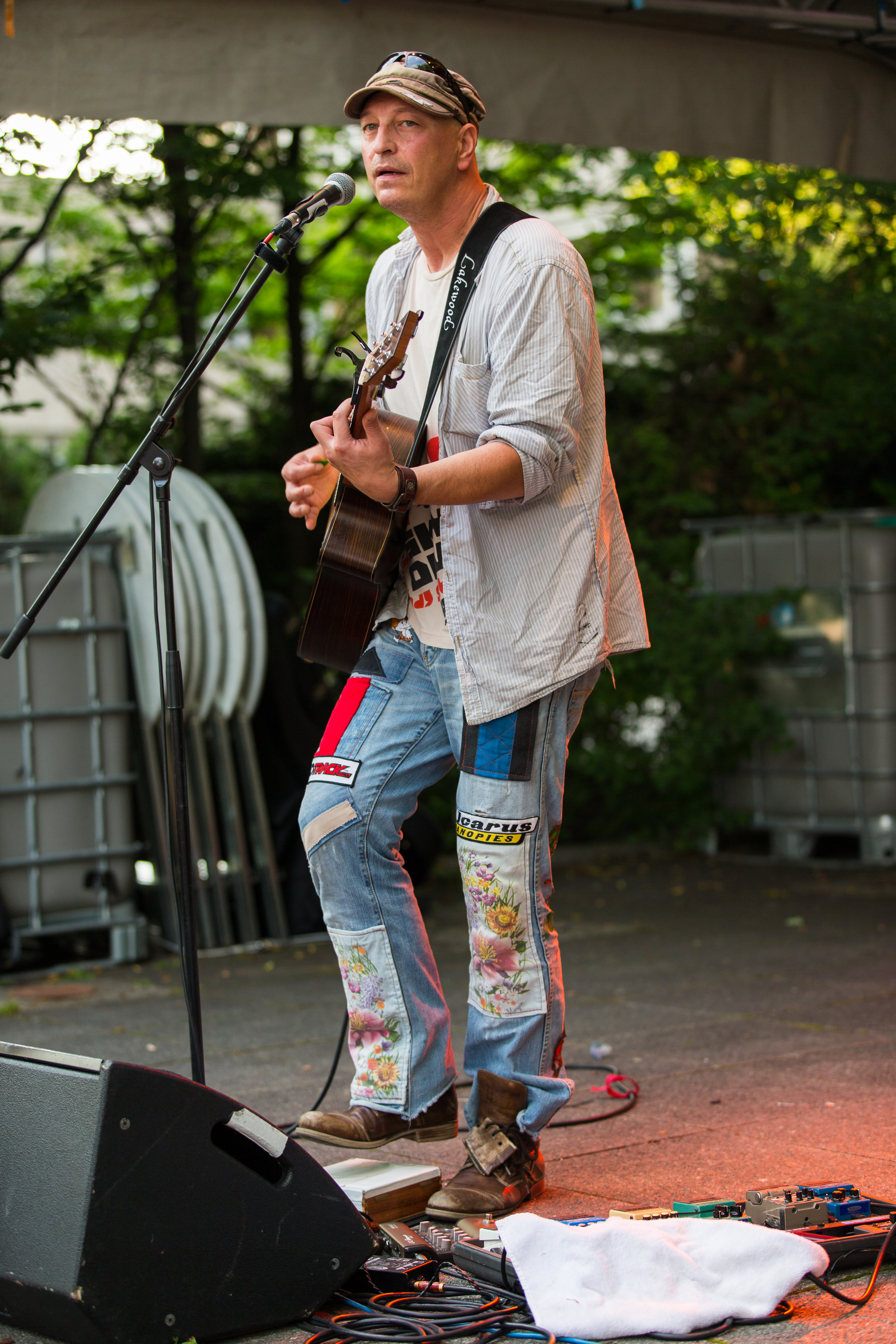
Robert Carl Blank

- Robert Carl Blank, deutscher Blues- und Pop-Gitarrist und Sänger
- Marcel Blatti, Schweizer Film- und Theaterkomponist sowie Schlagzeuger
- Susanne Blumenthal, deutsche Pianistin und Dirigentin
- Nicola Böcker-Giannini, deutsche Politikerin
- Anna Böhm, deutsche Hörspiel- und Kinderbuchautorin
- Matthias Bolliger, Schweizerisch-deutscher Kameramann, Filmdozent und Fachautor
- Julia Born, Schweizer Grafikdesignerin
- Jörg Borrmann, deutscher Zauberkünstler und Illusionist
- Boss AC, portugiesischer Rapper
- Ina Böttcher, deutsche Rundfunk- und TV-Journalistin sowie Moderatorin
- Martin Brand, deutscher bildender Künstler
- Bine Brändle, deutsche Designerin, Kinder- und Sachbuch-Autorin
- Fanny Bräuning, Schweizer Filmregisseurin von Dokumentarfilmen
- Lennart Brede, deutscher Regisseur, Fotograf und Rapper
- Barbara-David Brüesch, Schweizer Theaterregisseurin
- Emily Bruni, britische Schauspielerin
- Claudius Bruns, deutscher Kabarettist, Liedermacher, Pianist und Autor
- Amanda Buckner, US-amerikanische Kampfsportlerin
- Jürgen Bulla, deutscher Autor und Übersetzer
- Johann A. Bunners, deutscher Drehbuchautor
- Benjamin De Búrca, deutscher Künstler
- Richard Bussmann, deutscher Ägyptologe
- Alexandre Bustillo, französischer Regisseur und Drehbuchautor
- Taylor Ho Bynum, US-amerikanischer Jazz-Musiker

#### C
- Youen Cadiou, französischer Jazz- und klassischer Musiker
- Patricia Cammarata, deutsche Autorin, Bloggerin und Podcasterin
- Adam Carroll, US-amerikanischer Countrymusiker und Singer-Songwriter
- Reynier Casamayor Griñán, kubanischer Musiker und praktizierender Arzt
- Norma Cassau, deutsche Übersetzerin
- Mariana Castillo Deball, mexikanische Künstlerin
- Stephanie Catani, deutsche Literaturwissenschaftlerin
- Juliette Caton, britische Schauspielerin
- Randa Chahoud, deutsche Regisseurin, Autorin, Produzentin und Kamerafrau
- Farid Chehade, palästinensischer Musiker und Sänger
- Chen Chih-Yuan, taiwanischer Autor und Illustrator
- Antoni Nadir Cherif, deutscher Architekt und Fachbuch-Autor
- Patric Chiha, österreichischer Filmregisseur
- Altiyan Childs, australischer Rocksänger
- Choi Xooang, südkoreanischer Bildhauer und Installationskünstler
- Humberto Cholango, ecuadorianischer Landwirt und Politiker
- Peter Ciaccio, italienischer Theologe, Autor und Filmkritiker
- Marc Claasen, deutscher Sänger

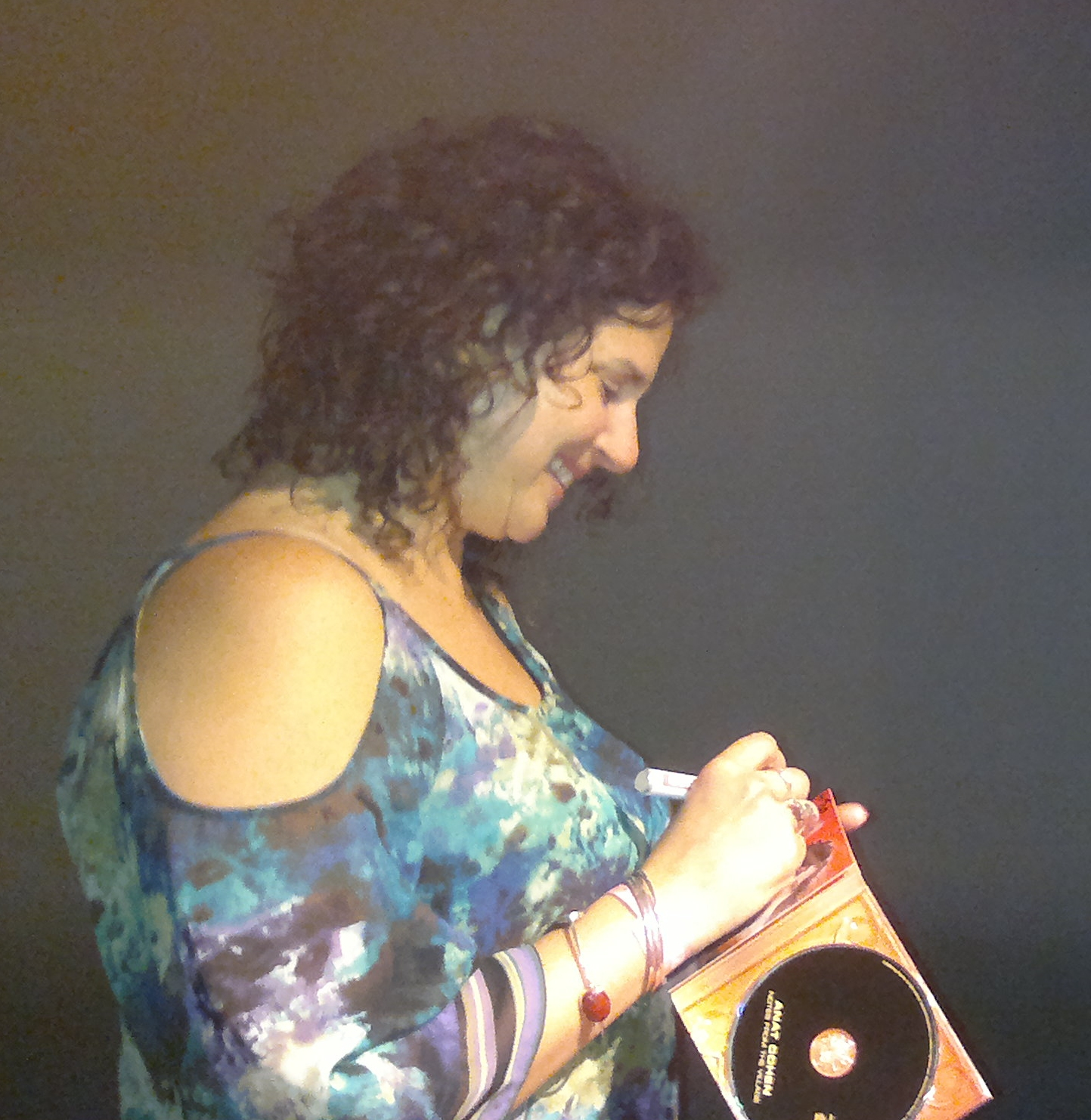
Anat Cohen

- Anat Cohen, israelische Jazzmusikerin
- Shelly Cole, US-amerikanische Schauspielerin
- Scandar Copti, israelischer Filmemacher
- Fraser Corsan, englischer Luftfahrtingenieur und Wingsuit-Flieger
- Chris Corsano, US-amerikanischer Rock, Jazz- und Improvisationsmusiker
- Rouven Costanza, deutscher Schauspieler und Theaterregisseur
- Daniel Gustav Cramer, deutscher Konzeptkünstler
- Anna Crilly, britische Schauspielerin und Comedian
- Stefan Curra, österreichischer Skirennläufer

#### D
- Karsten Dahlem, deutscher Schauspieler, Regisseur und Drehbuchautor
- Vasile Dárnea, rumänischer Violinist

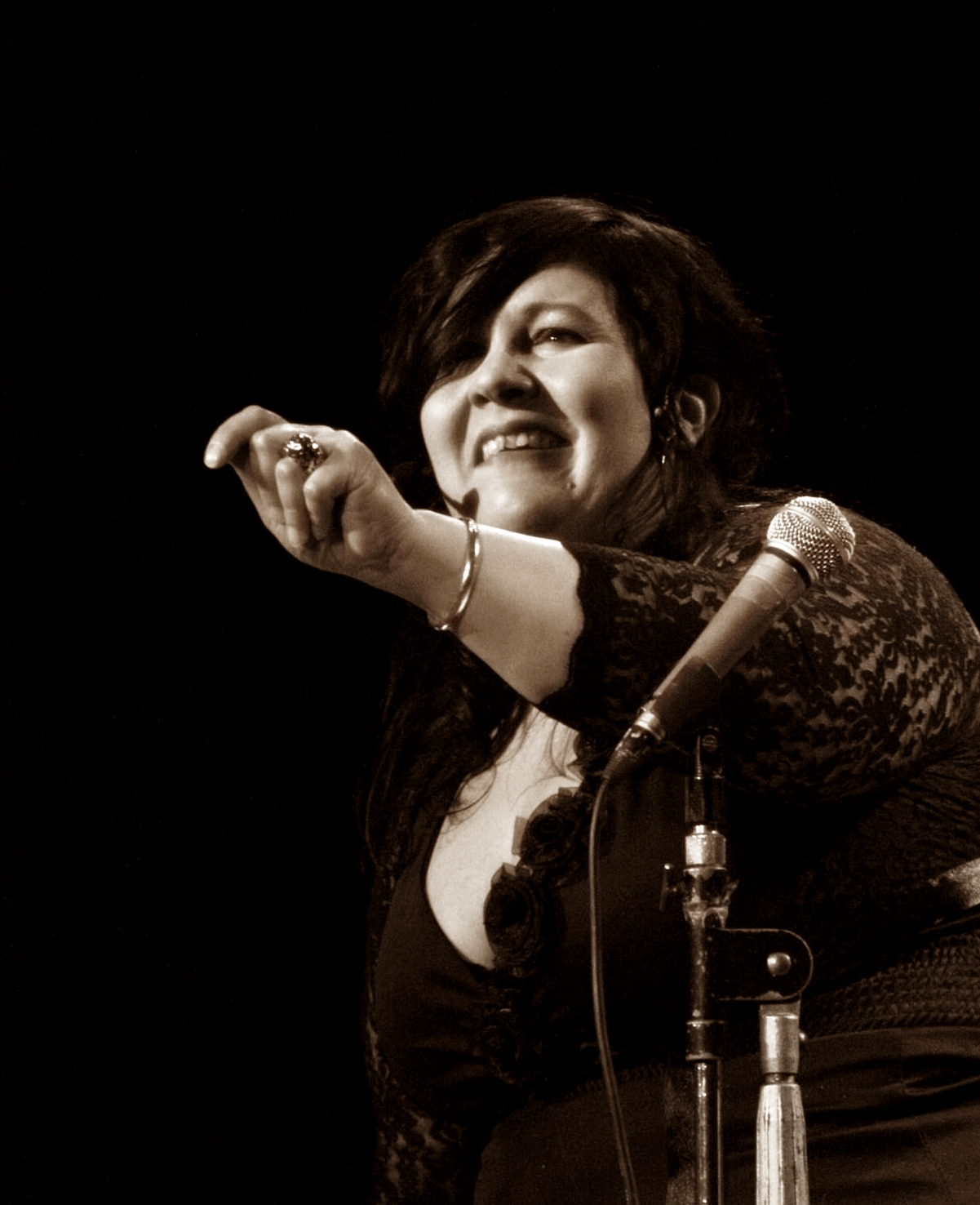
Mariana Dátola

- Mariana Dátola, argentinische Sängerin und Musikpädagogin
- René Dausner, deutscher Theologe
- Carolina De Robertis, uruguayisch-US-amerikanische Schriftstellerin
- Gideon Defoe, britischer Schriftsteller und Drehbuchautor
- Victoria Deutschmann, deutsche Schauspielerin
- Dominic Deville, Schweizer Komiker und Punkmusiker
- Andrew Raffo Dewar, US-amerikanischer Jazz- und Improvisationsmusiker und Hochschullehrer
- Patrick deWitt, kanadischer Romanschriftsteller
- Dillinja, britischer Drum-and-Bass-DJ und Produzent
- Thomas Dirnhofer, österreichischer Kameramann und Regisseur
- Dixon, deutscher House-DJ und -Musiker sowie A&R und Labelbetreiber
- Kinga Dobay, deutsch-ungarische Opernsängerin
- Andreas Dobberkau, deutscher Schauspieler
- Jutta Dolle, deutsche Film- und Theaterschauspielerin
- Paula Dombrowski, deutsche Schauspielerin
- Julia Dordel, deutsche Filmproduzentin, Drehbuchautorin, Schauspielerin und Forstwissenschaftlerin

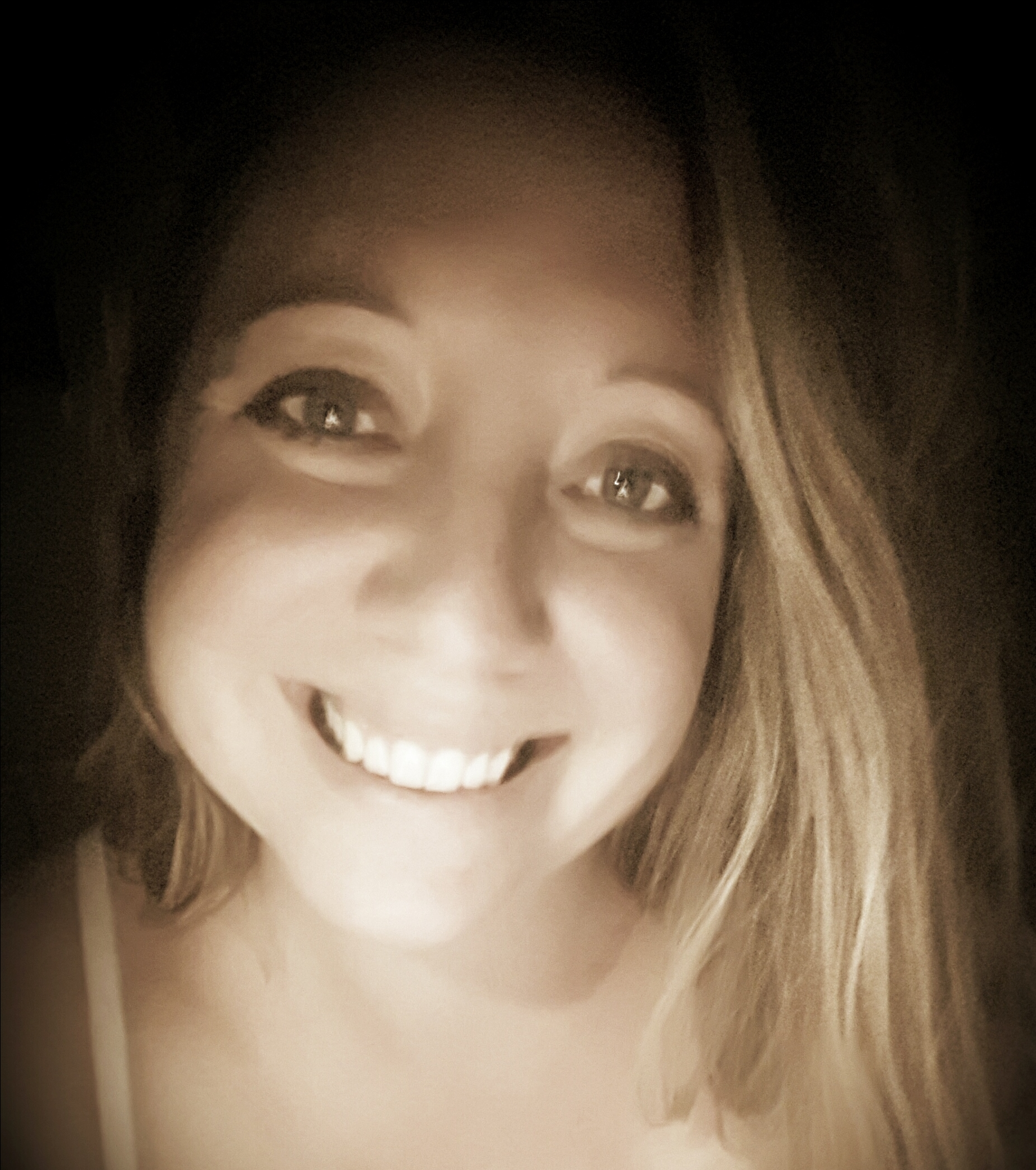
Åsa Dornbusch

- Åsa Dornbusch, schwedische Opernsängerin
- David Downes, irischer Komponist, Pianist, Produzent und Musikdirektor
- Bogdan Dragus, rumänischer Geiger
- Kirstin Drenkhahn, deutsche Juristin und Professorin
- Cäcilia „Cilli“ Drexel, deutsche Theaterschauspielerin, -regisseurin und Sprecherin
- Nina Dulleck, deutsche Illustratorin und Autorin von Kinderbüchern
- Sebastian Dullien, deutscher Volkswirt
- Katharina de la Durantaye, deutsche Professorin
- Stephan Dusil, deutscher Rechtswissenschaftler und Hochschullehrer
- Marko Dyrlich, deutsch-sorbischer Schauspieler
- Martin Dzingel, tschechischer, deutschsprachiger Sprachwissenschaftler

#### E
- Matthias Eberl, deutscher Journalist
- Peter Eberst, deutscher Schauspieler, Synchronsprecher und Autor
- Mischa Ebner, Schweizer Waffenläufer und Mörder († 2002)
- Lars Eckstein, deutscher Kultur- und Literaturwissenschaftler sowie Hochschullehrer
- Henrik Eiben, deutscher Zeichner, Maler und Bildhauer
- Monika Eigmüller, deutsche Soziologin und Hochschullehrerin
- Eva Eiselt, deutsche Schauspielerin und Kabarettistin
- Harris Eisenstadt, kanadischer Jazzmusiker und Komponist
- Daniela Emminger, österreichische Schriftstellerin
- Titus Engel, Schweizer Dirigent
- Meike Entenmann, deutsche Bildhauerin, Malerin, Objektkünstlerin und Grafikerin
- Johannes Erath, deutscher Opernregisseur
- Christian Erdmann, deutscher Schauspieler
- Stephanie Michaela Ernst, deutsche Theologin
- Jürgen Ernstberger, deutscher Ökonom und Professor für Betriebswirtschaftslehre

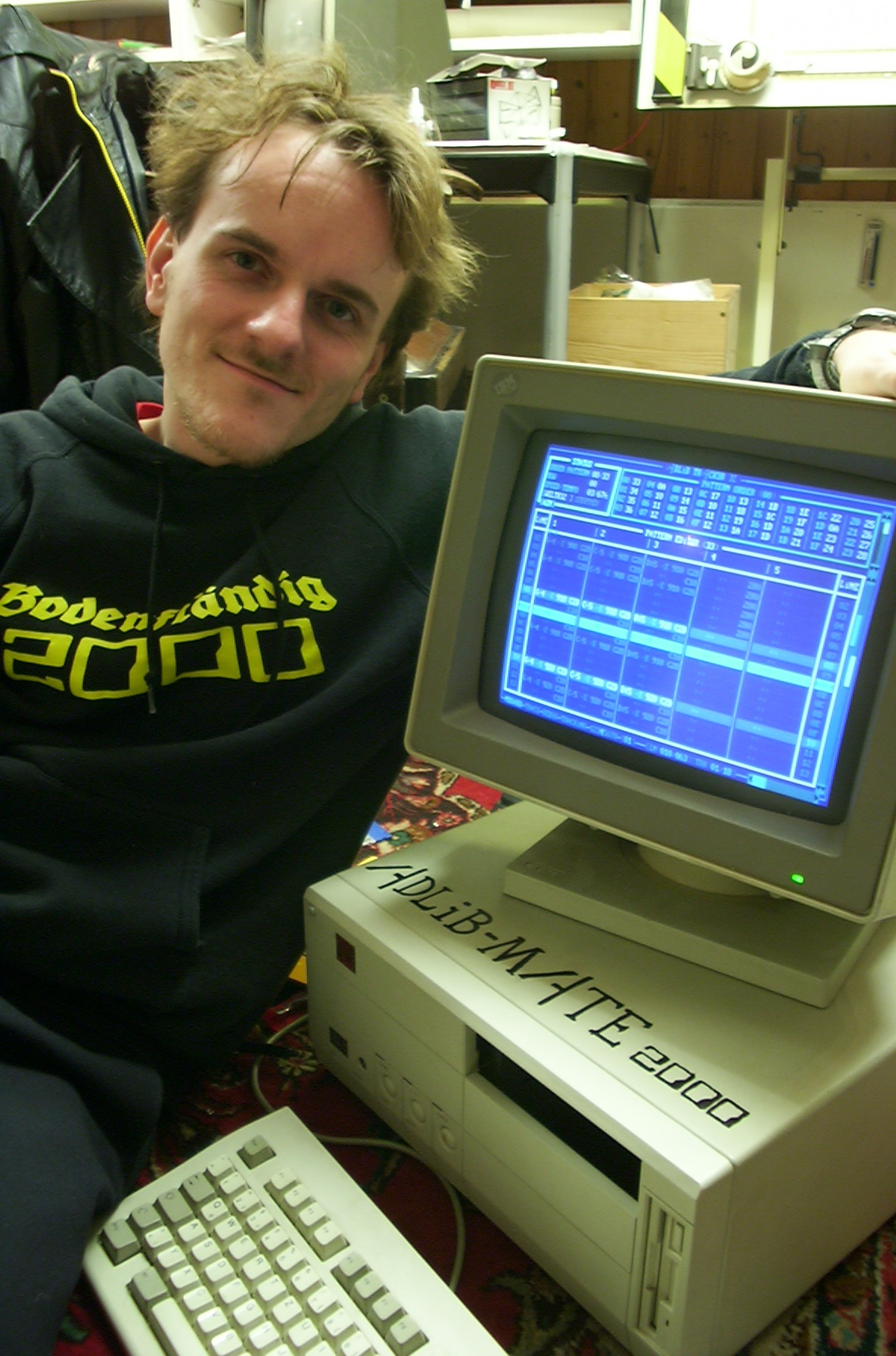
Dragan Espenschied

- Dragan Espenschied, deutscher Chiptune-Musiker und Medienkünstler
- Lukas Ettlin, Schweizer Kameramann

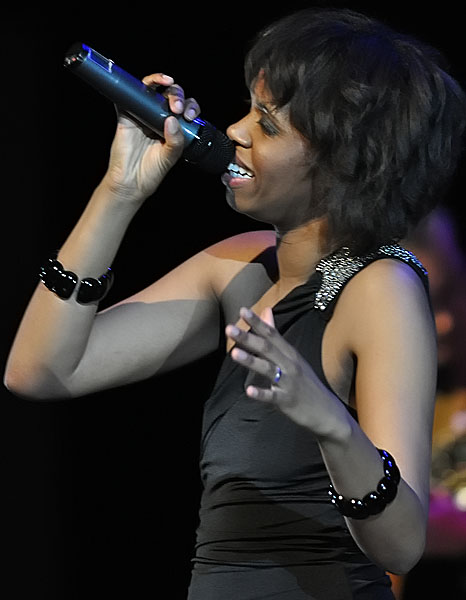
Kellylee Evans

- Kellylee Evans, kanadische Soul- und Jazzsängerin und Songwriterin

#### F
- Richard Fairhurst, britischer Jazz-Pianist und Komponist
- Óscar Faura, spanischer Kameramann
- Nat Faxon, US-amerikanischer Schauspieler und Drehbuchautor
- Katja Fedulova, russisch-deutsche Filmemacherin, Kamerafrau und Regisseurin
- Markus Fehrenbach, deutscher Jurist und Hochschullehrer
- Jan Feindt, deutscher Illustrator und Comic-Zeichner
- Boba Fettt, deutscher Rapper, DJ und Produzent
- Federico Finchelstein, argentinischer Historiker
- Patrick Findeis, deutscher Schriftsteller

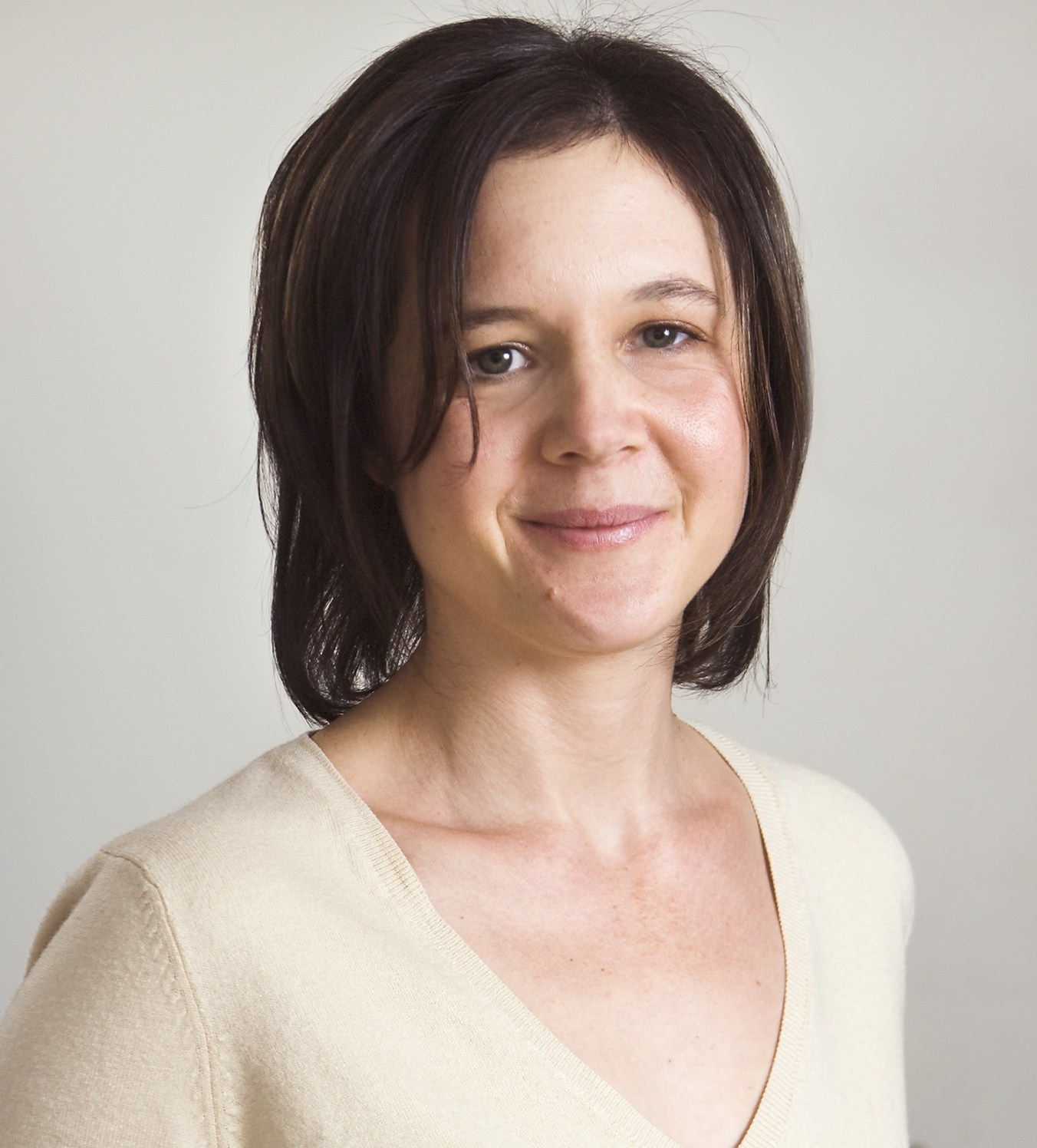
Cordelia Fine

- Cordelia Fine, kanadisch-britische Wissenschaftsautorin, Forscherin und Journalistin
- Frauke Finsterwalder, deutsche Filmregisseurin und Drehbuchautorin
- Manuele Fior, italienischer Comiczeichner und Illustrator
- Michael Flade, deutscher Komponist
- Thomas Flammer, deutscher Theologe
- Svenja Flaßpöhler, deutsche Philosophin und Autorin
- Vidar Flataukan, norwegischer Filmeditor
- Bernhard Fleischmann, österreichischer Musiker, Komponist und Produzent
- Caroline Fleming, dänisches Model, Moderatorin und Baronesse
- Roy Folkman, israelischer Politiker
- Meret Forster, deutsche Musikredakteurin
- Sabine Frambach, deutsche Schriftstellerin
- Veronika Freitag, deutsche Schauspielerin
- Lionel Friedli, Schweizer Jazzmusiker
- Philipp Fröhlich, deutscher Künstler
- Andréa del Fuego, brasilianische Schriftstellerin

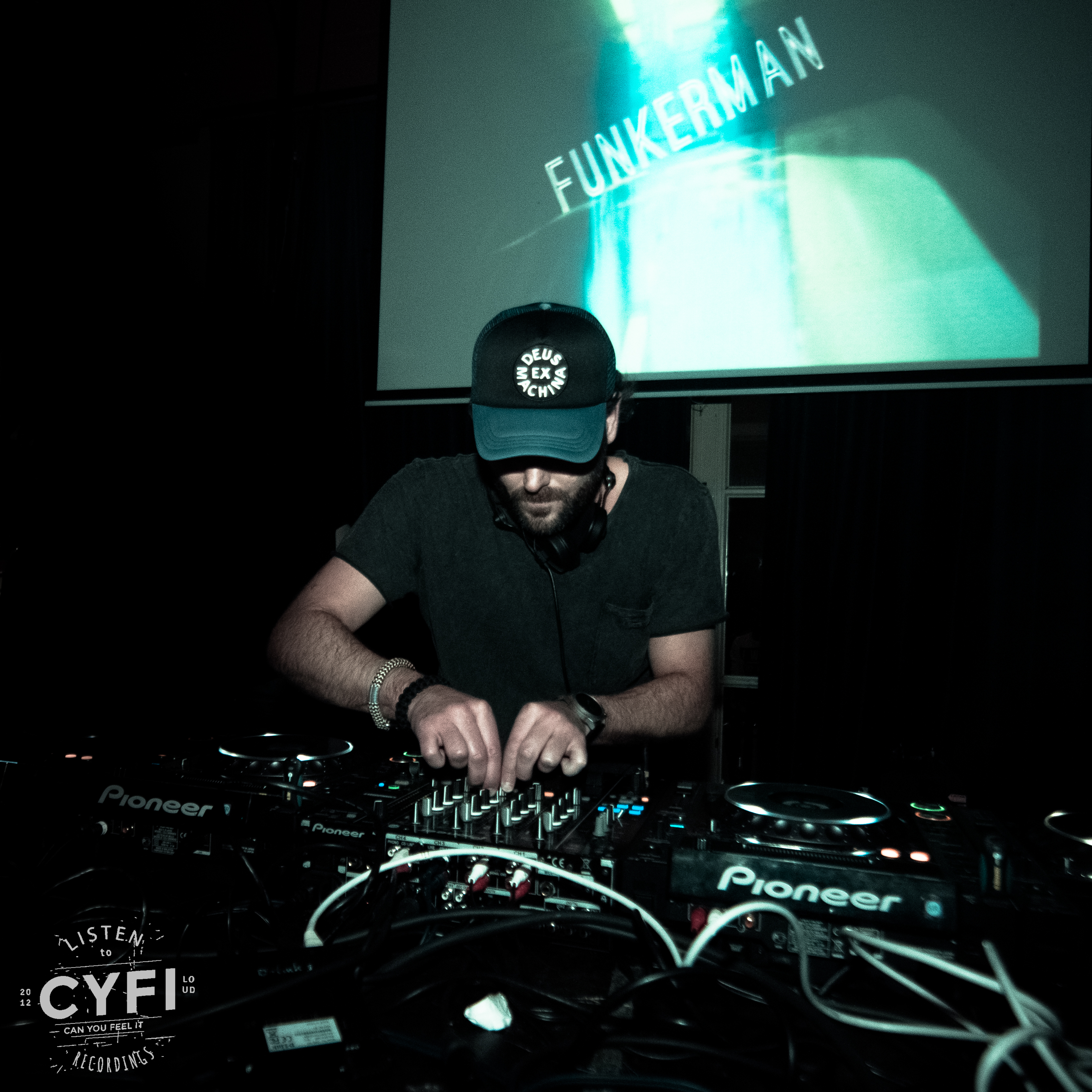
Funkerman

- Funkerman, niederländischer House-DJ und Produzent

#### G
- Sigri Mitra Gaïni, färöische Filmschauspielerin und Dichterin
- Dani Gal, israelischer Videokünstler
- Mario García Torres, mexikanischer Künstler
- Graham Gardner, britischer Schriftsteller
- Henriette Gärtner, deutsche Pianistin
- Katja Gasser, österreichische Redakteurin und Literaturkritikerin
- Hans-Caspar Gattiker, Schweizer Schauspieler
- Toni Geiling, deutscher Komponist, Liedermacher und Violinist
- Tina Geißinger, deutsche Theaterregisseurin und Projektkünstlerin
- Matthew Gentzkow, amerikanischer Wirtschaftswissenschaftler
- Guy Gerber, israelischer DJ und Produzent in der elektronischen Musikszene
- Stefan Gerber, deutscher Neuzeithistoriker

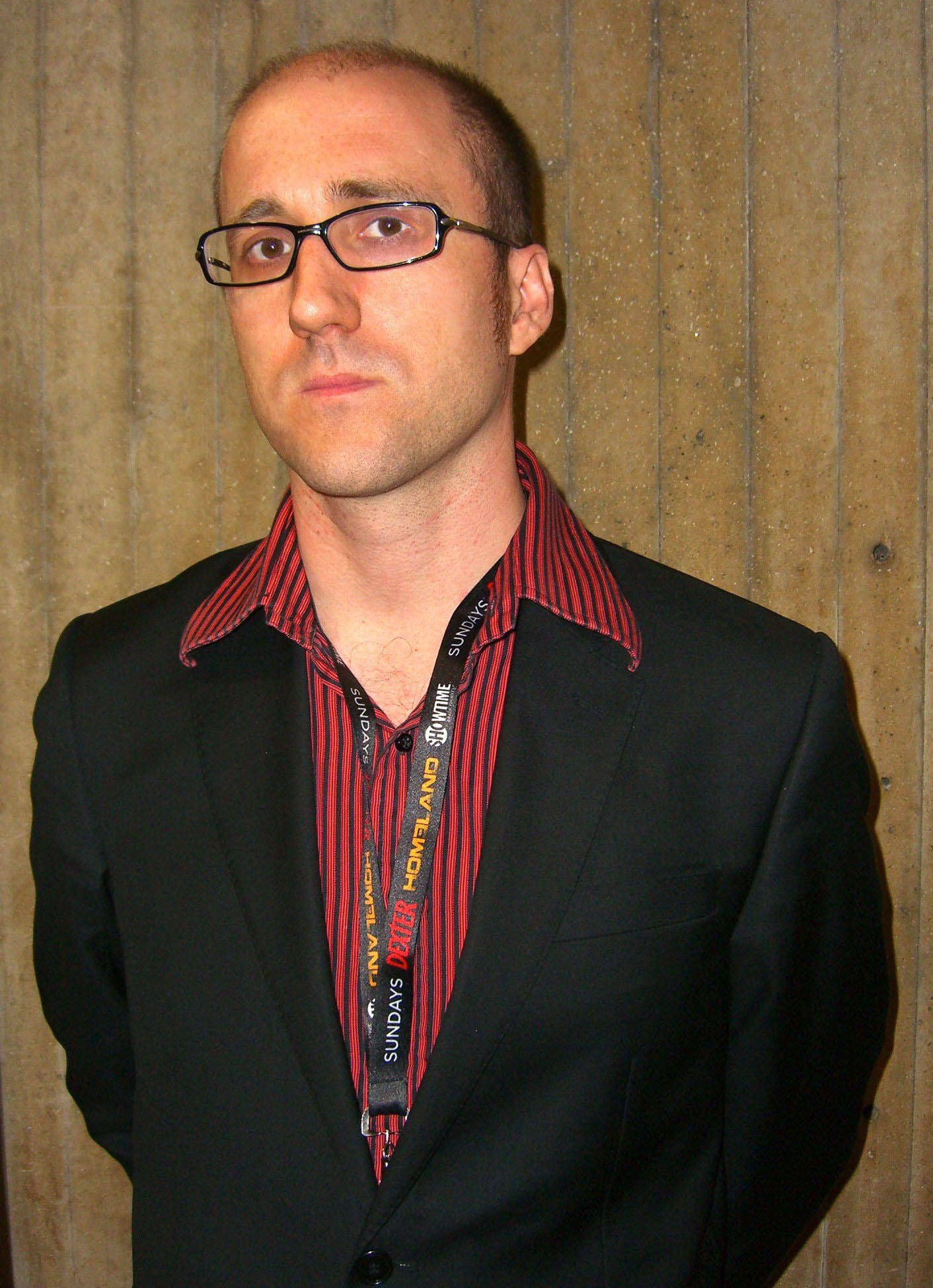
Kieron Gillen

- Kieron Gillen, britischer Spielejournalist und Comicautor
- Dominique Girod, Schweizer Komponist und Kontrabassist
- Michael Glatze, US-amerikanischer LGBT-Aktivist
- Simon Godwin, englischer Theaterregisseur und -direktor
- Frank Goldammer, deutscher Autor
- Gong Linna, chinesische Sängerin
- Sabine Grabis, deutsche Schauspielerin
- Daniel Gräbner, deutscher Filmregisseur und Filmproduzent
- Andreas Gräfenstein, deutscher Autor und Filmregisseur
- Ben von Grafenstein, deutscher Filmregisseur, Filmeditor und Drehbuchautor
- Silja Graupe, deutsche Ökonomin
- Alexander Grebtschenko, bulgarischer Komponist
- Jimmy Greene, US-amerikanischer Jazz-Saxophonist
- Mark Greif, US-amerikanischer Amerikanist, Autor und Mitherausgeber
- Gernot Grömer, österreichischer Astrophysiker und Fernsehmoderator
- Mpumelelo Paul Grootboom, südafrikanischer Theatermacher, Drehbuchautor und Theaterregisseur
- Johannes Gropp, niederländischer Medienproduzent
- Torben Guldberg, dänischer Autor
- Özgür Gürerk, Ökonom und Hochschullehrer

#### H
- Claudia Haagen-Schützenhöfer, österreichische Physikdidaktikerin
- Marco Haas (T.Raumschmiere), deutscher Musiker
- Ramin Haerizadeh, iranischer Künstler
- Jochen Hägele, deutscher Schauspieler
- Paule Hammer, deutscher Maler
- Timo Handschuh, deutscher Dirigent
- Sylke Hannasky, deutsche Schauspielerin
- Silvia Hansen-Schirra, deutsche Sprach- und Übersetzungswissenschaftlerin
- Claas Hanson, deutscher Komponist, Musiker und Musiktherapeut
- Chad Harbach, US-amerikanischer Autor und Herausgeber
- Grant Harder, kanadischer Skispringer († 2002)
- Jonas Hartmann, deutscher Schauspieler, Sprecher und Autor
- Simon Hausberger, österreichischer Fotograf
- Frank Hebben, deutscher Science-Fiction-Autor
- Claus Hecking, deutscher Journalist und Blogger
- Julia Heilmann, deutsche Autorin
- Katja Heinrich, deutsche Schauspielerin
- Tanja Heitmann, deutsche Fantasy-Schriftstellerin
- Adnen Helali, tunesischer Dichter

- Alexandra Helmig, deutsche Schauspielerin, Autorin, Sprecherin und Sängerin
- Kaui Hart Hemmings, hawaiische Autorin
- Susanna Yoko Henkel, deutsche Violinistin
- Juliane Hennig, deutsche Fernsehmoderatorin
- Peter Henrich, deutscher Provinzialrömischer Archäologe
- Marco Hertenstein, deutscher Komponist und Hochschullehrer
- Gregor Herzfeld, deutscher Musikwissenschaftler
- Johnny Hiland, US-amerikanischer R&B-Gitarrist, Sänger und Bandleader

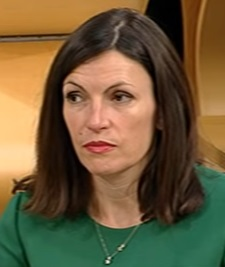
Cara Hilton

- Cara Hilton, schottische Politikerin
- Friedemann Hinz, deutscher Punk-Musiker und -sänger
- Roger Hiorns, britischer Künstler
- Sebastian Hirn, deutscher Theater- und Opernregisseur sowie Bühnenbildner
- Melanie Hirsch, deutsche Opernsängerin
- Christian Hockenbrink, deutscher Schauspieler und Theaterregisseur
- Markolf Hoffmann, deutscher Schriftsteller
- Paul Hofmann, deutscher Maler
- Björn Högsdal, deutscher Autor, Slam-Poet und Moderator
- Anders Högström, schwedischer Rechtsradikaler
- Niels Holle, deutscher Drehbuchautor
- Magdalena Holztrattner, österreichische Theologin, Religionspädagogin und Armutsforscherin
- Ines Honsel, österreichische Schauspielerin und Theaterpädagogin
- Rahel Hubacher, Schweizer Schauspielerin
- Mirjam H. Hüberli, Schweizer Schriftstellerin
- Sandra Huebenthal, deutsche römisch-katholische Theologin
- Michael Hugentobler, Schweizer Schriftsteller und Journalist
- Benji Hughes, US-amerikanischer Indie-Rock-Sänger
- Katalyn Hühnerfeld, deutsche Kabarettistin, Schauspielerin und Sprecherin
- Chad Hunt, US-amerikanischer Pornodarsteller
- Brian Hunter, kanadischer Fondsmanager

#### I
- Robert Ide, deutscher Journalist und Autor
- Ihsahn, norwegischer Metal-Musiker
- Mikko Iivanainen, finnischer Jazzgitarrist
- Jaroslaw Iwanenko, ukrainischer Tänzer, Choreograf und Ballettdirektor

#### J

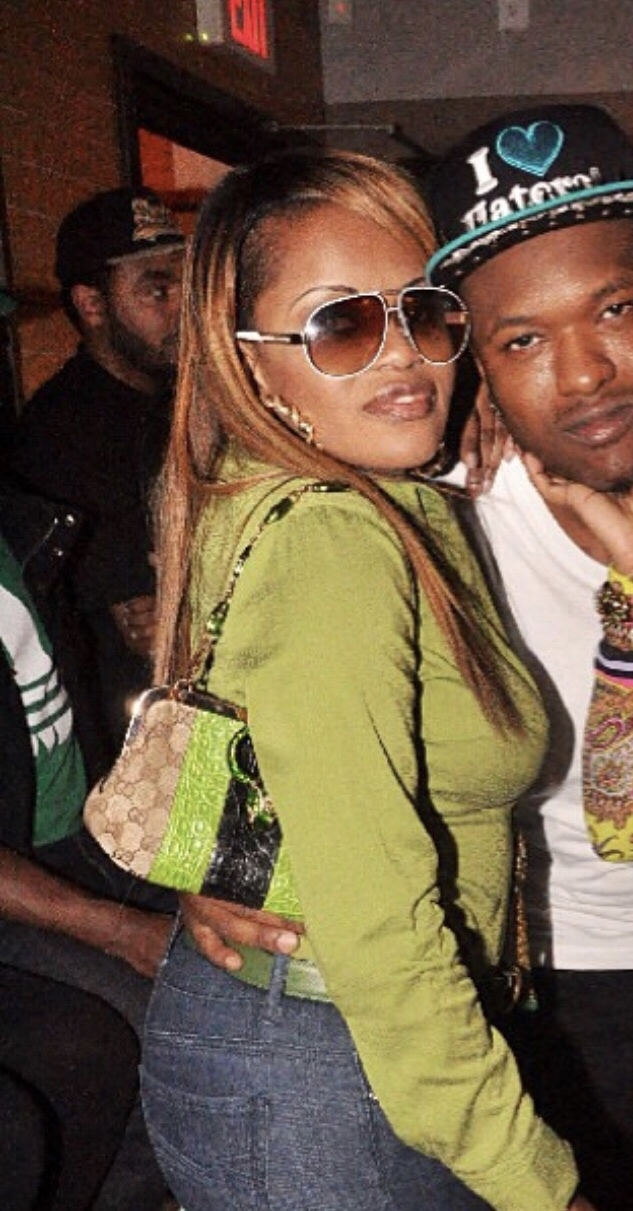
Jacki-O

- Jacki-O, US-amerikanische Rapperin
- Jannicke Systad Jacobsen, norwegische Regisseurin und Drehbuchautorin
- Sunny Jain, Dholspieler, Schlagzeuger und Komponist
- Judith Jakob, deutsche Schauspielerin und Sängerin
- Cuny Janssen, niederländische Fotografin
- Maria Jany, deutsche Schauspielerin
- Simon Jaritz, österreichischer Schauspieler
- Mason Jennings, US-amerikanischer Singer-Songwriter
- Julius Jensen, deutscher Theaterregisseur, Autor, Theaterschauspieler und Musiker
- Alexander Jordan, deutscher Militärhistoriker
- Georg Jostkleigrewe, deutscher Historiker
- Valerio Jovine, italienischer Reggae-Musiker
- Grégoire Junod, Schweizer Politiker
- Nicola Jürgensen, deutsche Klarinettistin
- Nino Jvania, georgische Pianistin

#### K
- Hiwa K, kurdischer Installationskünstler
- Sven Kacirek, deutscher Schlagzeuger, Produzent, Buchautor und Dozent
- Barbara Kahatjipara, namibisches Fotomodell und Wirtschaftswissenschaftlerin
- Esther Kaiser, deutsche Jazzsängerin
- Kamen Kalew, bulgarischer Regisseur
- Matthias Kalle, deutscher Journalist und Autor
- Tobias Kämmerer, deutscher Journalist, Radio- und TV-Moderator hauptsächlich für den Hessischen Rundfunk
- Hülya Kandemir, deutsch-türkische Liedermacherin, Folkloresängerin und Autorin
- Philipp Karner, österreichischer Schauspieler
- Carmen Katt, deutsche Schauspielerin und Synchronsprecherin
- Philipp von Keisenberg, deutscher Grafikdesigner und Sachbuchautor
- Zsolt Keller, Schweizer Historiker
- Annette Kelm, deutsche Künstlerin und Fotografin
- Ally Kennen, britische Schriftstellerin
- Adam Kępiński, polnischer Politiker
- Mazen Kerbaj, libanesischer Improvisationsmusiker, Musikproduzent, Autor und Comiczeichner

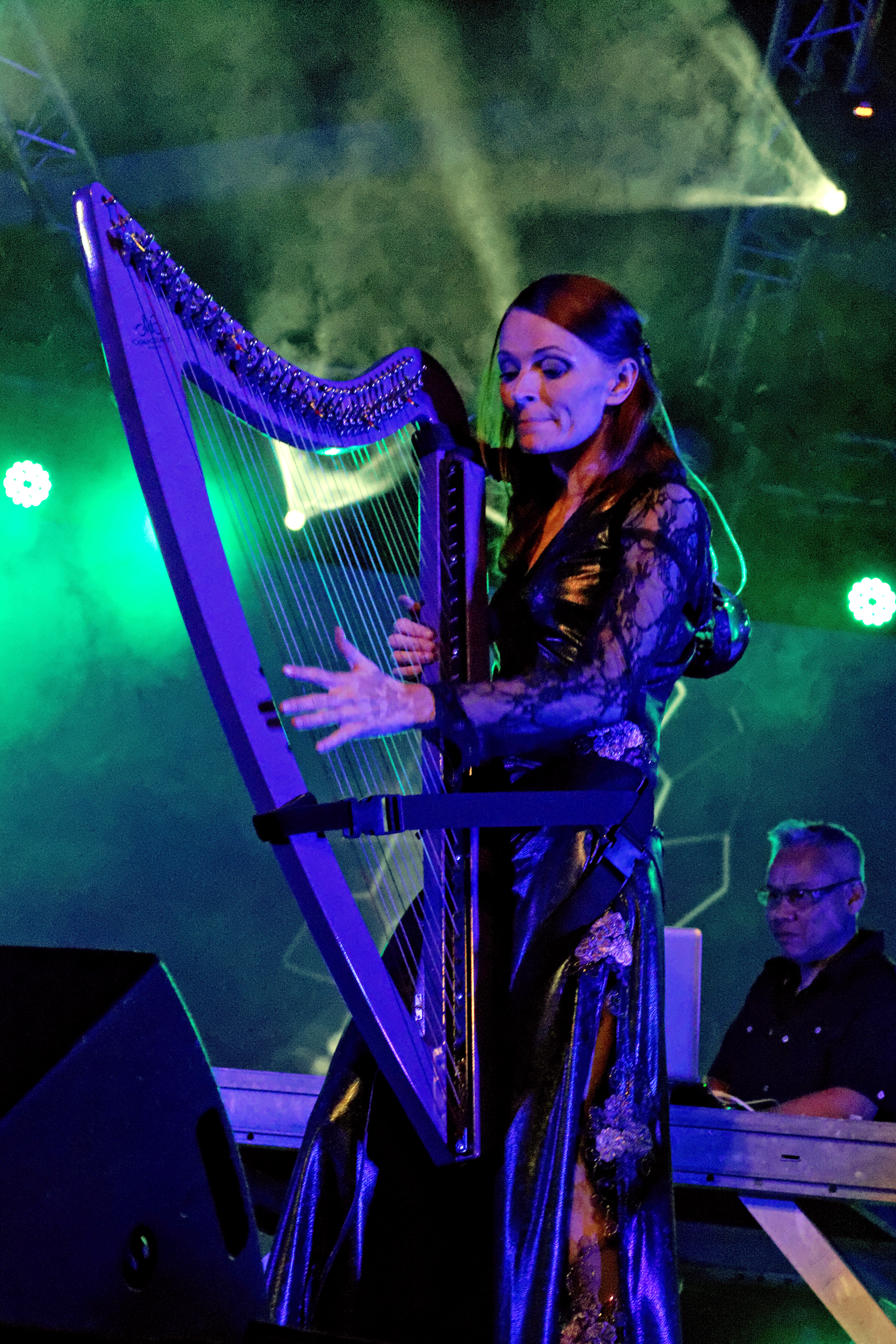
Gwenael Kerléo

- Gwenael Kerléo, bretonische Harfenistin und Komponistin
- Andreas Kern, deutscher Pianist
- Christoph A. Kern, deutscher Jurist und Hochschullehrer
- Šarūnas Keserauskas, litauischer Jurist und Hochschullehrer
- Michaela Kezele, deutsche Filmregisseurin und Drehbuchautorin
- Babak Khalatbari, deutscher Politikwissenschaftler
- Bouchra Khalili, marokkanisch-französische bildende Künstlerin
- Hassan Khan, britisch-ägyptischer Konzeptkünstler
- Pedram Khavar Zamini, iranischer Tombak-Spieler und Komponist
- Eike Kiltz, deutscher Mathematiker und Professor
- John King, US-amerikanischer Mörder († 2019)
- Mariko Kiplagat Kipchumba, kenianischer Marathonläufer
- Ivajla Kirova, bulgarische Pianistin und Komponistin
- Nicola Kirsch, deutsche Schauspielerin

- David Kitt, irischer Musiker

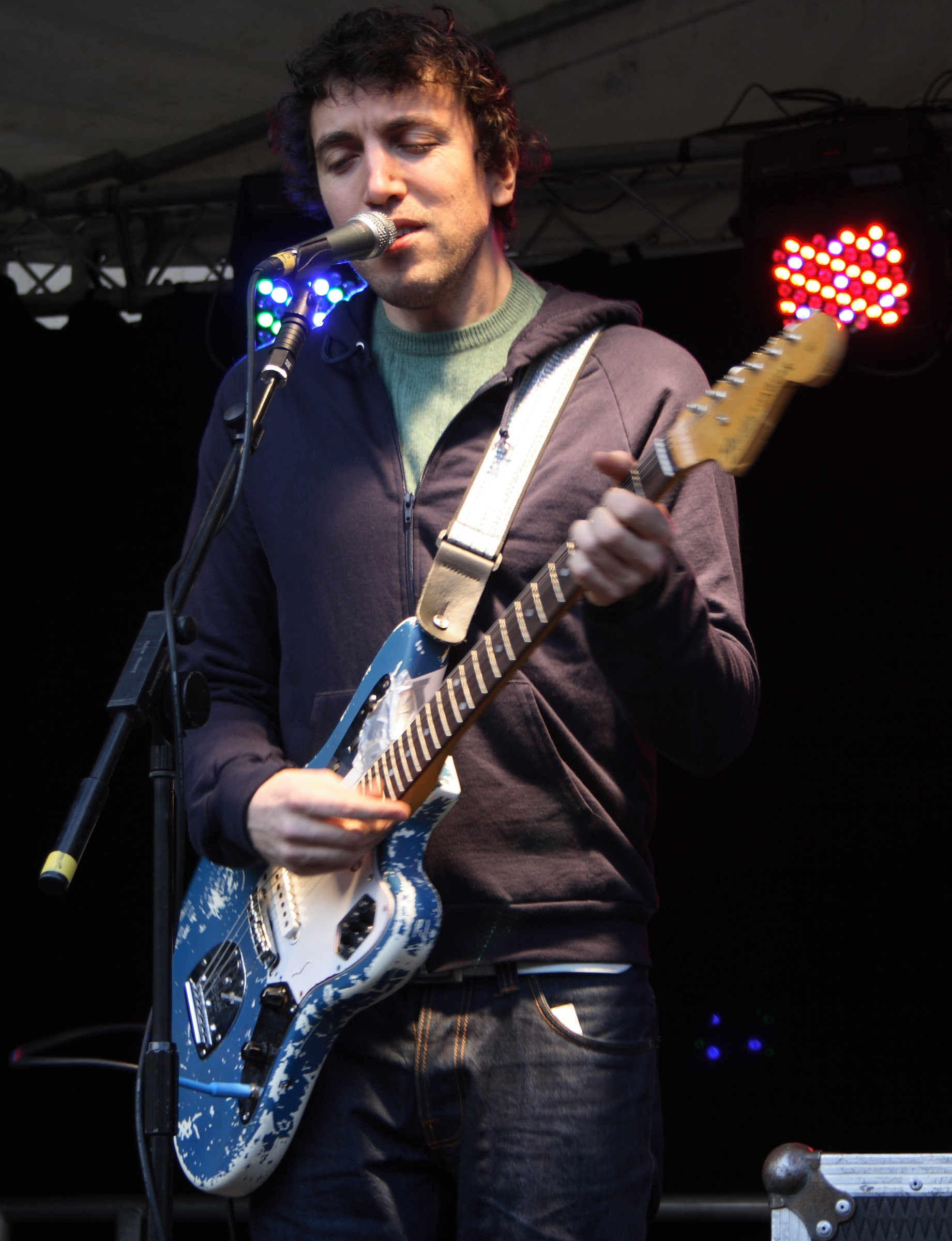
David Kitt

- Anu Kittilä, finnische Skilangläuferin
- Volker Kitz, deutscher Sachbuchautor und Jurist
- Namugenyi Kiwanuka, kanadische Fernsehmoderatorin
- Klashnekoff, britischer Rapper
- Nadine Klass, deutsche Rechtswissenschaftlerin
- Anja Klawun, deutsche Schauspielerin
- Florian Kleine, deutscher Schauspieler
- Jens Kleinschmidt, deutscher Rechtswissenschaftler und Hochschullehrer
- Thomas Klischke, deutscher Schauspieler
- Laurent Kloetzer, französischer Schriftsteller
- Florian Kluckert, deutscher Politiker
- Christine Knaevelsrud, deutsche Psychologin, psychologische Psychotherapeutin und Sachbuchautorin
- Tiffany Knight, US-amerikanische Biologin und Ökologin
- Ingmar Knop, deutscher Jurist, Musiker, Neonazi, Politiker und Aktivist
- Carsten Koch, deutscher Kirchenmusiker und Orchesterleiter
- Michael Köhl, deutscher Physiker
- Markus Köhle, österreichischer Autor
- Alexander Kolb, deutscher Politiker
- Sandra Konrad, deutsche Psychologin und Sachbuchautorin
- Aneta Kopacz, polnische Drehbuchautorin und Filmregisseurin
- Sacha Korn, deutscher Musiker und Musikmanager
- Ariëlla Kornmehl, niederländische Schriftstellerin
- Stefan Korte, deutscher Jurist und Hochschullehrer
- Mila Kostadinovic, deutsche Schauspielerin
- Frau Kraushaar, deutsche Künstlerin und Musikerin
- Tom Kraushaar, deutscher Verleger
- Melanie Kretschmann, deutsche Schauspielerin
- Felix Krieger, deutscher Dirigent
- Ulrike Kriegler, österreichische Schauspielerin und Kabarettistin
- Julia Kröhn, österreichische Romanautorin
- Fausia Kufi, afghanische Politikerin und Frauenrechtlerin
- Christoph Kühberger, österreichischer Historiker, Geschichts- und Politikdidaktiker
- Kordula Kühlem, deutsche Autorin und Historikerin
- Genia Kühmeier, österreichische Opernsängerin
- Fausia Kufi, afghanische Politikerin, Frauenrechtlerin und Autorin
- Oliver Kulik, deutscher Rechtsextremist
- Nicholas Kulish, US-amerikanischer Journalist
- Lilo Kunkel, deutsche Organistin und Musikwissenschaftlerin
- Sammy Kiptoo Kurgat, kenianischer Marathonläufer
- Niels Kurvin, deutscher Schauspieler und Regisseur
- Anna Kuschnarowa, deutsche Autorin und Fotografin
- Nina Kusturica, österreichische Filmregisseurin, Filmeditorin und Filmproduzentin

#### L
- Lars Lachmann, deutscher Biologe und Ornithologe
- Isaki Lacuesta, spanischer Filmregisseur
- Lagomorpha, deutscher Musiker, Komponist und Musikproduzent
- Ada Lai, chinesische Komponistin
- Caroline Lasser, deutsche Mathematikerin
- Katrin Lauer, deutsche Sängerin, Musikerin und Songwriterin christlicher Popmusik
- Géraldine Laurent, französische Jazz-Saxophonistin
- Benjamin Lauterbach, deutscher Schriftsteller, Lektor und Fernsehjournalist
- Julie Le Breton, kanadische Schauspielerin

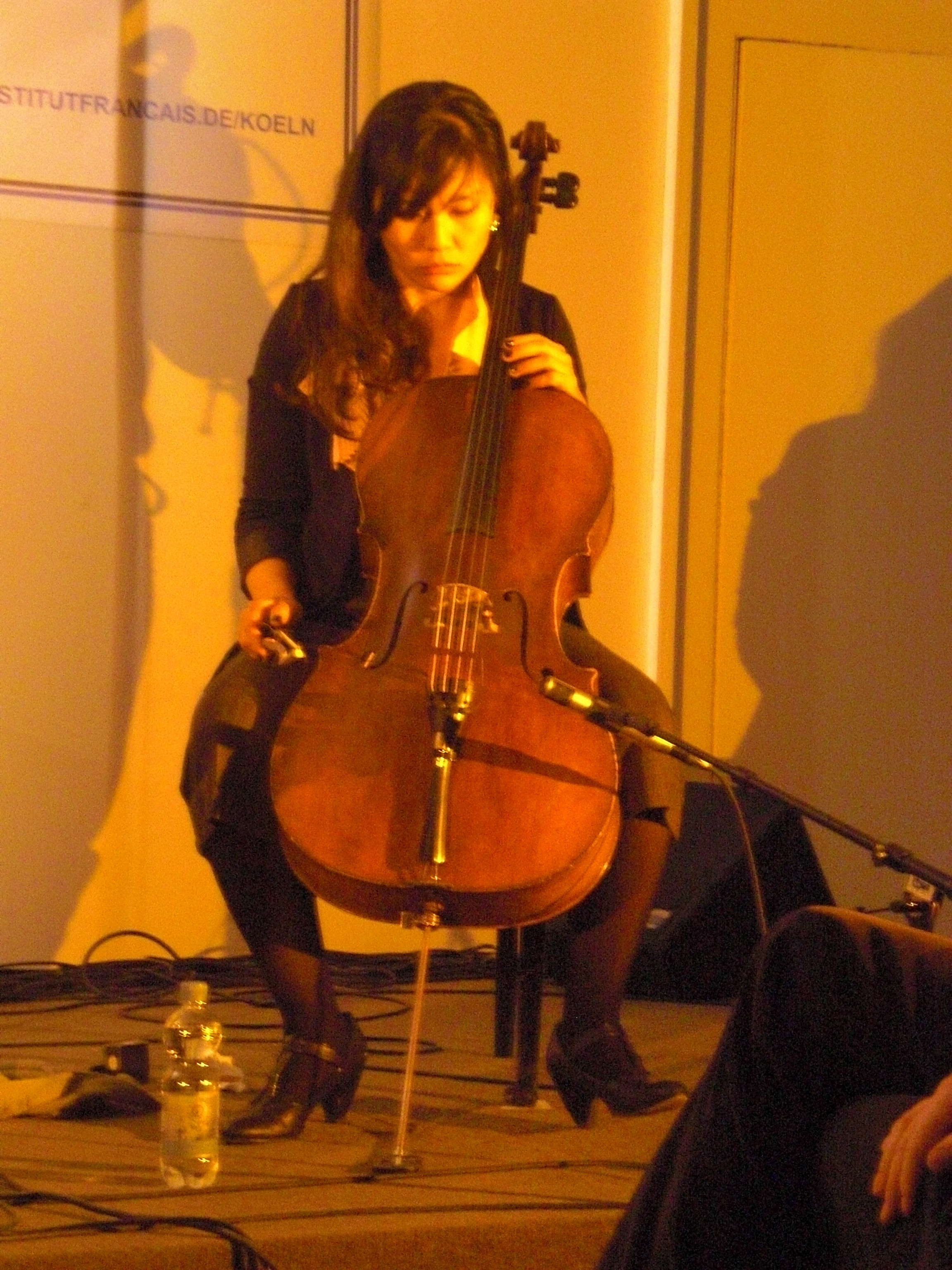
Okkyung Lee

- Okkyung Lee, südkoreanische Cellistin und Komponistin
- Dagmar Leesch, deutsche Schauspielerin
- Andrea Lehmann, deutsche Malerin
- Anja Lehmann, deutsche Sängerin
- Anna Lehmann, deutsche Journalistin
- Kirsten Lehnig, deutsche Politikerin
- Stephan Lennig, deutscher Hochschullehrer und Kirchenmusiker
- Max Levchin, amerikanischer Informatiker, Mitgründer von PayPal
- Susan Levermann, deutsche Autorin
- Jeffrey Lewis, US-amerikanischer Singer-Songwriter, Comic-Zeichner und Teil der Anti-Folk Bewegung
- Suse Lichtenberger, deutsche Schauspielerin
- Daniel Ligorio i Ferrandiz, katalanischer klassischer Pianist und Musikpädagoge
- Michael Lindemann, deutscher Jurist und Hochschullehrer
- Marianna Linden, deutsche Schauspielerin
- Adam Linson, US-amerikanischer Jazzmusiker
- Thorsten Loch, deutscher Offizier und Militärhistoriker
- Boris Lochthofen, deutscher Journalist
- Andrei Loginov, belarussischer Photokünstler
- Cornelia Löhne, deutsche Botanikerin
- Hélder Lopes, osttimoresischer Politiker und Gewerkschaftler († 2017)
- Johannes Lotz, deutscher Maler
- Julia Lovell, britische Sinologin
- Emilio Lozoya Austin, mexikanischer Volkswirt und Politiker
- Ulrike Lucke, deutsche Informatikerin und Hochschullehrerin
- Dagny Lüdemann, deutsche Wissenschaftsjournalistin und Biologin
- Tobias Luthe, deutscher Nachhaltigkeitsforscher und Hochschullehrer

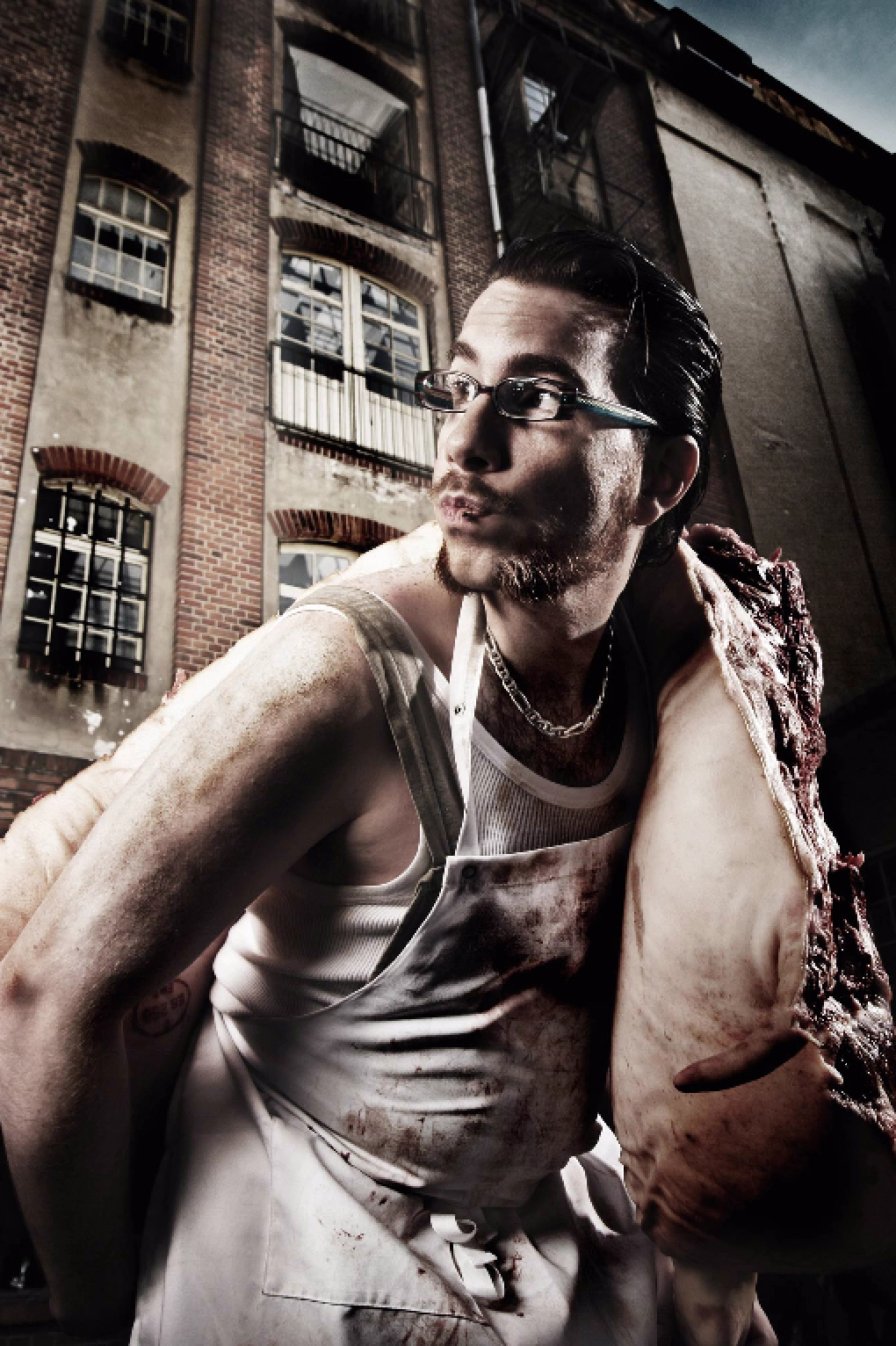
Kraans de Lutin

- Kraans de Lutin, deutscher Musikproduzent
- Christin Lutze, deutsche Malerin und Grafikerin
- Ulrike von Luxburg, deutsche Informatikerin und Hochschullehrerin

#### M
- Ma Yansong, chinesischer Architekt
- Bernhard A. Macek, österreichischer Historiker und Autor
- Magda, polnische DJ und Musikproduzentin
- Mihai Mălaimare Junior, rumänischer Kameramann
- Max Mandel, kanadischer Bratschist
- Alisa Margolis, amerikanische Malerin
- Eric Marr, deutscher Fernsehmoderator
- Patricia Marx, US-amerikanische Schriftstellerin und Humoristin
- Serge Maschewski, russlanddeutscher Theologe und Bischof
- Massimo, italienischer Noisemusiker
- Claire Mathon, französische Kamerafrau
- Sandro Mattioli, deutsch-italienischer Journalist und Autor
- Donatas Matuiza, litauischer Beamter und Politiker
- Felix Maultzsch, deutscher Rechtswissenschaftler
- Karin Mayer, deutsche Degenfechterin
- Mazgani, iranisch-portugiesischer Rockmusiker
- Simon Mbetukha, kenianischer Marathonläufer
- Sean McKittrick, US-amerikanischer Filmproduzent
- Mieze Medusa, österreichische Autorin
- Birgit Megerle, deutsche Künstlerin
- Eva Meier, deutsche Schauspielerin
- Marcus Meinhardt, deutscher Tech House-DJ und Musikproduzent
- Russudan Meipariani, georgische Komponistin
- Stefan Meister, deutscher Politologe
- Eva Mende, deutsche Schauspielerin
- Michael Menzel, deutscher Grafiker und Illustrator
- Sven Messerschmidt, deutscher Koch
- Frank Meyer, deutscher Rechtswissenschafter
- Johannes Meyer-Hamme, deutscher Geschichtsdidaktiker und Historiker
- Lisa Mezzacappa, US-amerikanische Jazz- und Improvisationsmusikerin
- Sissa Micheli, italienische Kunstfotografin und Medienkünstlerin
- Malte Mienert, deutscher Psychologe und Hochschullehrer
- Ruth Millar, britische Schauspielerin
- Jeremie Miller, US-amerikanischer Programmierer
- Patrick Mirage, deutscher Zauberkünstler

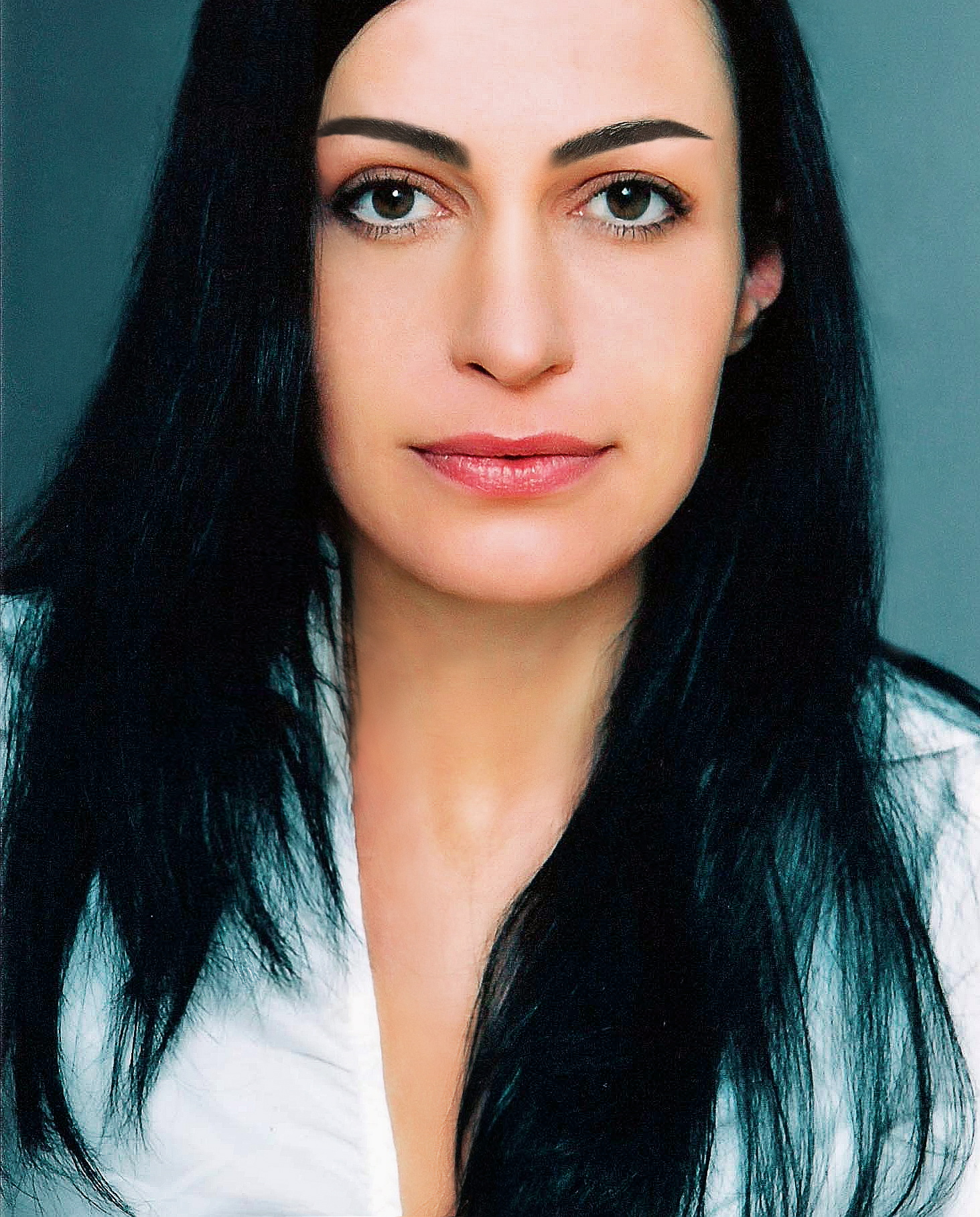
Estefania Miranda

- Estefania Miranda, chilenische Choreografin und Kuratorin
- Dror Mishani, israelischer Schriftsteller
- Labina Mitevska, mazedonische Schauspielerin
- Goyo Montero, spanischer Balletttänzer, Ballettdirektor und Choreograf
- Macio Moretti, polnischer Jazzmusiker
- Lorin Morgan-Richards, US-amerikanischer Autor, Karikaturist und Verfasser von Kinderbüchern
- Bärbel Morstadt, deutsche Klassische Archäologin
- Teresina Moscatiello, deutsche Regisseurin und Filmproduzentin
- Sarah Moss, britische Schriftstellerin
- Khaldoon Al Mubarak, emiratischer Unternehmer
- Albert Mudrian, US-amerikanischer Journalist und Autor
- Juliet Victor Mukasa, ugandische Menschenrechtlerin
- Joel Mull, schwedischer DJ, Musikproduzent und Remixer
- Christian Moris Müller, deutscher Filmregisseur, Drehbuchautor und Produzent
- Wolfgang Müller, deutscher Sänger, Gitarrist und Songschreiber
- Paul Murray, irischer Schriftsteller

#### N
- PC Nackt, deutscher Musiker, Komponist, Produzent und Performancekünstler
- Akiko Nakajima, japanische Opernsängerin
- Henrik Nánási, ungarischer Dirigent
- Christoph Nebgen, deutscher Kirchenhistoriker
- Chloe Neill, US-amerikanische Autorin
- André Neves, portugiesischer Mathematiker
- Richard Ngolepus, kenianischer Marathonläufer
- Rachel Nicholls, englische Opernsängerin

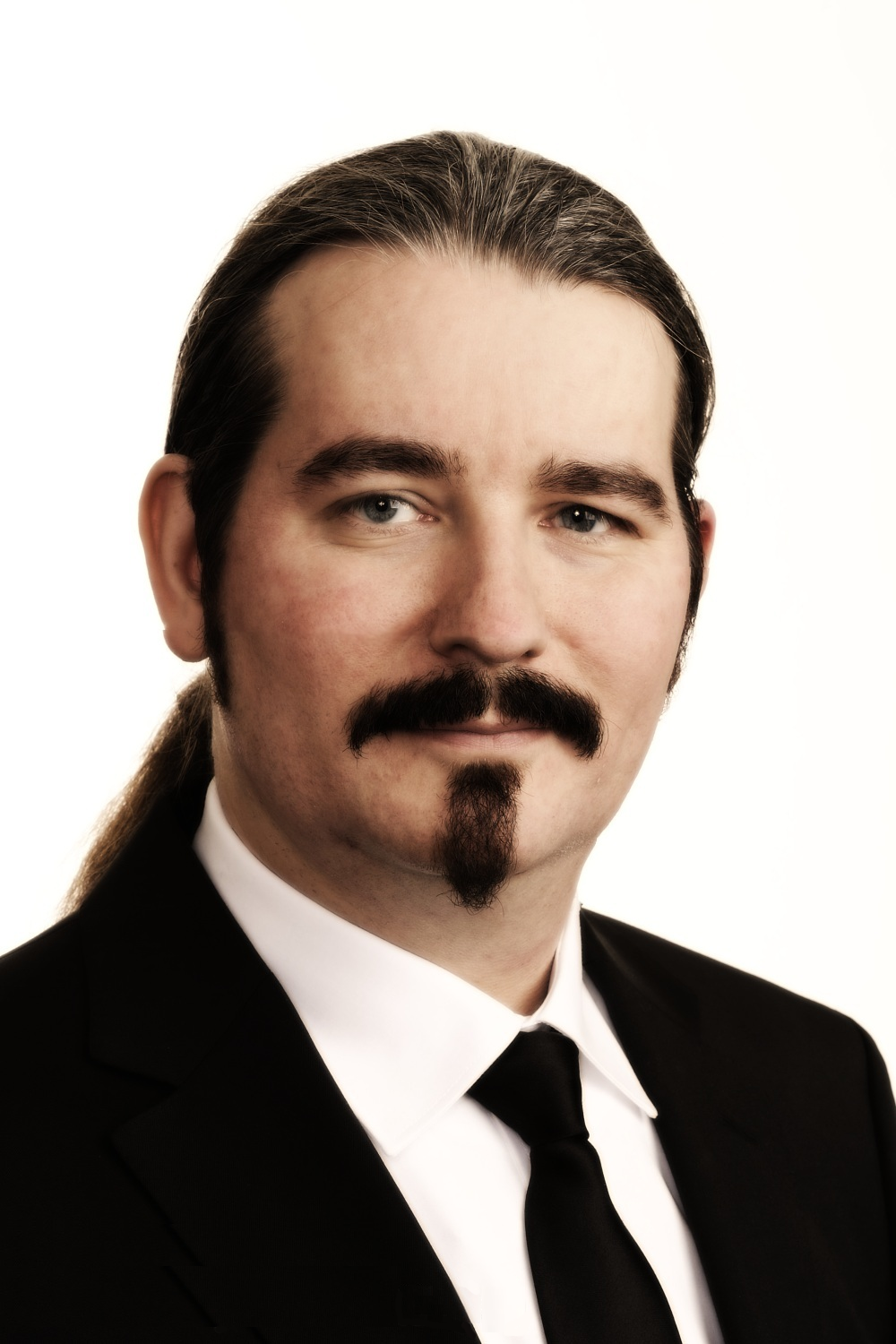
Niklas Nikolajsen

- Niklas Nikolajsen, dänischer Early Adopter, Investor und FinTech-Unternehmer
- Umida Niyozova, usbekische Journalistin und Menschenrechtlerin
- Artūras Norkevičius, litauischer Politiker
- Aušrinė Norkienė, litauische Politikerin
- Nosliw, deutscher Reggae/Dancehall-Sänger
- Olga Novo, spanische Autorin
- Erol Nowak, österreichischer Schauspieler
- Steffen Nowak, deutscher Schauspieler und Regisseur

#### O
- Gabriela Oberkofler, italienisch-deutsche Künstlerin
- Lotte Ohm, deutsche Schauspielerin und Synchronsprecherin
- Henadsij Aljaschtschuk, belarussischer Gewichtheber
- Oxana Omeltschuk, belarussische Komponistin
- Takuya Ōnishi, japanischer Astronaut
- Peter Onneken, deutscher Journalist und Filmemacher
- Dima Orsho, syrisch-amerikanische Komponistin, Sopranistin und Musikerin
- Michael Ostrzyga, deutscher Dirigent, Komponist und Pianist

#### P
- Christian Packbier, deutscher Schauspieler
- Anja Pahl, deutsche Schauspielerin
- Máté Pálhegyi, ungarischer Konzertflötist, Kammermusiker und Hochschullehrer
- Rebecca Palmer, britische Schauspielerin
- Pantha du Prince, deutscher Techno-Musiker, Komponist und Konzeptkünstler
- Günter Papendell, deutscher Opern-, Oratorien-, Lied- und Konzertsänger
- Marco Papiro, schweizerisch-italienischer Experimentalmusiker, Produzent elektronischer Musik und Grafiker
- Angeliki Papoulia, griechische Schauspielerin
- Murat Parlak, deutscher Komponist, Pianist und Sänger
- Thorsten Passfeld, deutscher Künstler
- Jaan Patterson, deutscher Musiker, Performance-Künstler, Komponist, Autor und Poet
- Oriol Paulo, spanischer Drehbuchautor und Regisseur
- René Pawlowitz, deutscher Techno-Musiker und DJ
- Elaine Pearson, australische Journalistin, Menschenrechtsaktivistin
- Gustaaf Peek, niederländischer Schriftsteller und Redakteur
- Niklas Peinecke, deutscher Schriftsteller
- Jörg Peltzer, deutscher Historiker
- Esther Perbandt, deutsche Modedesignerin
- Stelios Petrakis, griechischer Lyraspieler und Instrumentenbauer
- Jurgita Petrauskienė, litauische Bildungsmanagerin und Politikerin
- Marco Petry, deutscher Filmregisseur und Drehbuchautor

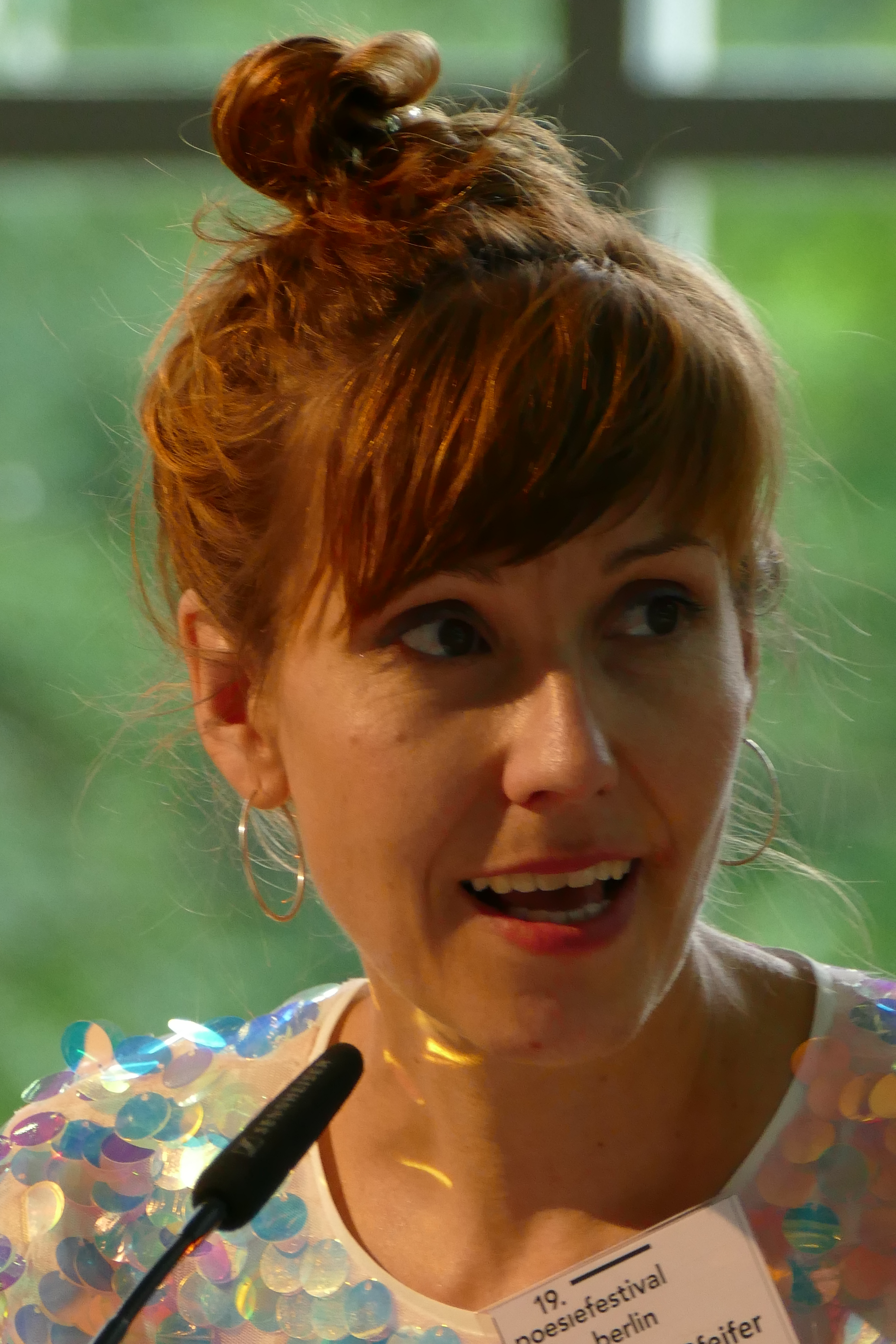
Judith Nika Pfeifer

- Judith Nika Pfeifer, österreichische Autorin
- Thomas Philipp, österreichischer Wissenschaftler und Künstler
- Petra Piuk, österreichische Schriftstellerin
- Oliver Plaschka, deutscher Fantasy-Schriftsteller
- Martin Plattner, österreichischer Dramatiker
- Thomas Pletzinger, deutscher Schriftsteller und Übersetzer
- Agnès Poirier, französische Journalistin
- Kerstin Polte, deutsche Regisseurin und Drehbuchautorin
- Grigore Popan, rumänischer Fußballspieler († 2009)
- Olumide Popoola, nigerianisch-deutsche Schriftstellerin
- James Poulet, britischer Neurobiologe
- Jakob Preuss, deutscher Dokumentarfilmer, Filmproduzent und Regisseur
- Jens Puschke, deutscher Rechtswissenschaftler und Hochschullehrer
- Sophie von Puttkamer, deutsche Journalistin und Moderatorin

#### Q
- Masha Qrella, deutsche Sängerin und Songwriterin

#### R
- Lorenz Raab, österreichischer Trompeter
- Sebastian Räbiger, deutscher Rechtsextremist, Vorsitzender der verbotenen Heimattreuen Deutschen Jugend
- Brandin Rackley, US-amerikanische Schauspielerin und Fotomodell
- J. Ralph, US-amerikanischer Musiker
- Guy Raz, US-amerikanischer Radiojournalist und -moderator
- Tobias Read, US-amerikanischer Politiker
- Liz Rech, deutsche Dramaturgin und Regisseurin
- Ingo Recker, deutscher Filmeditor

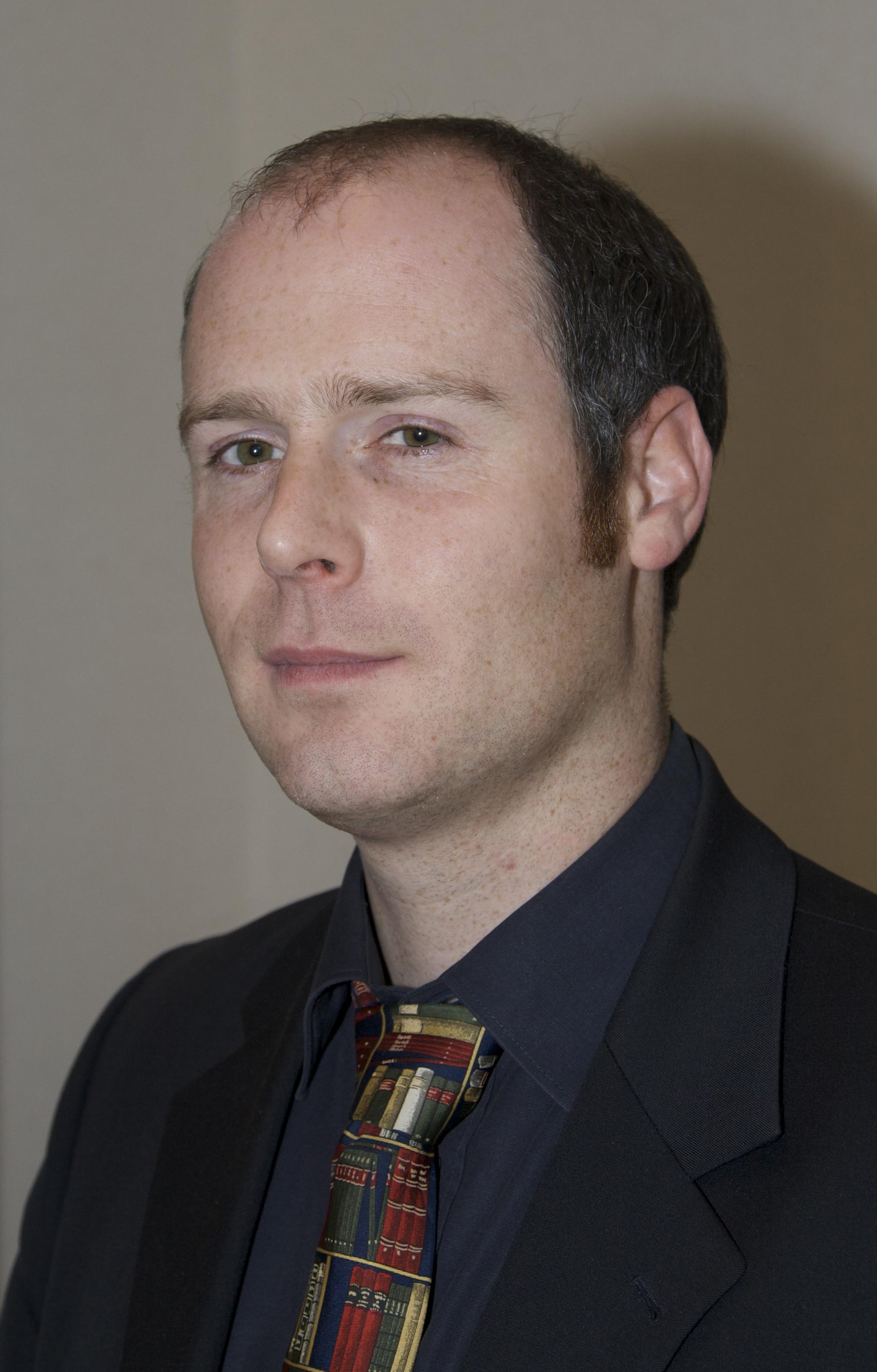
Jean-Marie Reding

- Jean-Marie Reding, luxemburgischer Bibliothekar
- Reso, deutscher Graffiti-Künstler
- Eleonora Reznik, deutsch-russische klassische Pianistin und Hochschullehrerin
- Kurosch Rezwan, Schweizer Materialwissenschaftler
- Nuria Rial, spanische Sopranistin
- Ulrike von Ribbeck, deutsche Filmregisseurin
- Julia Richers, Schweizer Historikerin
- Tina Richter-Vietor, deutsche Vielseitigkeitsreiterin († 2007)
- Dominik Rigoll, deutscher Historiker
- Markus Rimser, österreichischer Trainer, Coach und Autor
- Hauke Ritz, deutscher Publizist, Literatur- und Kulturwissenschaftler
- ROA, belgischer Streetart- und Graffiti-Künstler
- Mathias Rochow, deutscher Politiker
- Anja Röhn, deutsche Geigerin und Konzertmeisterin
- Werner Rohner, Schweizer Schriftsteller
- Santiago Roncagliolo, peruanischer Buchautor
- Hernán Ronsino, argentinischer Schriftsteller
- Lisa Rosen, deutsche Erziehungswissenschaftlerin
- J. R. Rotem, südafrikanischer Musikproduzent
- Dieter T. Roth, deutsch-amerikanischer Theologe und Hochschullehrer
- Nina Rothemund, deutsche Schauspielerin
- Benjamin Rotich, kenianischer Marathonläufer
- Marie Rotkopf, französische Schriftstellerin, Dichterin und Künstlerin
- Richard Rowley, amerikanischer Journalist und Filmemacher von Dokumentarfilmen
- Andre Rudolph, deutscher Autor
- Arin Rungjang, thailändischer Video-, Objekt- und Installationskünstler
- Lars Rüpke, deutscher Geophysiker und Meereskundler
- Carsten Rupp, deutscher Sänger und Dirigent
- Wital Rymascheuski, belarussischer Politiker

#### S
- Farhad Safinia, US-amerikanischer Drehbuchautor, Filmregisseur und Fernsehproduzent iranischer Herkunft
- Ivana Sajko, kroatische Schriftstellerin, Dramaturgin und Theaterregisseurin
- Renata Salazar Ivancan, deutsche Filmeditorin
- Giorgi Sanaia, georgischer Journalist († 2001)
- Rafael Sanchez, Schweizer Regisseur und Intendant
- Melanie S. Sanford, US-amerikanische Chemikerin
- Daniel Sans, deutscher Tenor
- Anton Saris, niederländischer Tenor
- Fumie Sasabuchi, japanische Künstlerin
- Johannes Saurer, deutscher Jurist und Hochschullehrer
- Jochen Sautermeister, deutscher katholischer Moraltheologe
- Kai Savelsberg, deutscher Maler
- Christian Schäfer, deutscher Regisseur und Theaterleiter
- Deborah Schanz, deutsche Wirtschaftswissenschaftlerin und Hochschullehrerin
- Steven Scharf, deutscher Schauspieler
- Leila Schayegh, Schweizer Violinistin der historischen Aufführungspraxis
- Wolfram Scheller, deutscher Schauspieler und Regisseur
- Daniela Schick, deutsche Journalistin und Moderatorin
- Stephan Schiffers, deutscher Filmregisseur und Drehbuchautor
- Frank Schinski, deutscher Fotojournalist und Dokumentarfotograf
- Eugen Schlegel, kasachstandeutscher Filmemacher und Kameramann
- Martin Schmeding, deutscher Kirchenmusiker und Organist
- Achim Schmid, deutsch-US-amerikanischer Buchautor, Produzent, Marketing-Experte und Rechtsextremist
- Florian Schmidt, deutscher Stadtentwickler und Politiker
- Niels Bruno Schmidt, deutscher Schauspieler
- Rachel Schmidt, Violinistin und Mitglied der Berliner Philharmoniker
- Barbara Schmitz, deutsche Theologin
- Gregor Peter Schmitz, deutscher Journalist und Buchautor
- Paul Schmitz-Moormann, deutscher DJ und Musiker
- Mario Schmolka, österreichischer Mode- und Porträtfotograf
- Peter Schneider, deutscher Schauspieler und Musiker
- Thorsten Gerald Schneiders, deutscher Islam- und Politikwissenschaftler, Journalist
- Aleks Scholz, deutscher Astronom und Autor
- Daniel Scholz, deutscher Schauspieler
- Caroline Scholze, deutsche Schauspielerin
- Madlenka Scholze, sorbische Autorin, Redakteurin und Dramaturgin
- Robert Schön, deutscher Moderator und Schauspieler
- Ulrike Schrimpf, deutsche Literaturwissenschaftlerin und Schriftstellerin
- Kathrin Schrocke, deutsche Kinder- und Jugendbuchautorin
- Katrin Schröder, deutsche Biologin und Physiologin
- Rafael Schuchter, österreichischer Schauspieler
- Jan C. Schuhr, deutscher Rechtswissenschaftler und Hochschullehrer
- Moritz Schularick, deutscher Volkswirtschaftler und Wirtschaftshistoriker
- Nora Schultz, deutsche Konzept-, Installations- und Performancekünstlerin
- Kristin Schulz, deutsche Germanistin, Übersetzerin und Autorin
- Sören Schulz, deutscher Regisseur und Kameramann
- Xóchil A. Schütz, deutsche Autorin
- Martina Schütze, deutsch-schweizerische Schauspielerin
- Saskia Schwarz, deutsche Schauspielerin und Regisseurin
- Gerald Schwedler, deutscher Historiker
- Christian Seibert, deutscher Pianist
- Martin A. Seidl, deutscher Musiktherapeut, Musiker und Komponist
- Katharina Seidlitz, deutsche Malerin und Grafikerin
- Aaron Joseph Seigo, kanadischer Informatiker und KDE-Entwickler
- Albrecht Selge, deutscher Schriftsteller
- Evrim Sen, deutscher Softwareentwickler und Autor
- Sylvia Serfaty, französische Mathematikerin
- Jan Serner, deutscher Leichtathlet
- Shelvis, deutscher Imitator, Musiker und Radiomoderator
- Derek Shirley, kanadischer Jazzbassist
- Gena Showalter, US-amerikanische Schriftstellerin
- Adrian Sieber, deutscher Komponist und Musiker
- Daniel Siemens, deutscher Historiker und Hochschullehrer
- Harald Sievers, deutscher Kommunalpolitiker
- Anne-Catherine Simon, österreichische Autorin und Journalistin
- Daniel Simon, deutscher Automobildesigner
- Oliver Simon, deutscher Schauspieler
- IronE Singleton, US-amerikanischer Schauspieler und Komiker
- Natiq Şirinov, aserbaidschanischer Trommler
- Agnė Širinskienė, litauische Politikerin
- Curtis Sittenfeld, amerikanische Schriftstellerin
- Kasper Skårhøj, dänischer Informatiker, Schöpfer von TYPO3
- Anna Skryleva, russische Pianistin und Dirigentin
- Dima Slobodeniouk, russisch-finnischer Dirigent
- Nick Smart, britischer Jazzmusiker
- Goce Smilevski, mazedonischer Schriftsteller
- Adam Soboczynski, deutscher Journalist und Schriftsteller
- Stefan Soder, österreichischer Schriftsteller
- Adnan Softić, bosnischer Videokünstler und Autor
- Caroline Sommerfeld-Lethen, deutsche Philosophin und Autorin
- Dawn Song, chinesisch-US-amerikanische Informatikerin
- Cláudia Sousa, portugiesische Biologin und Primatologin († 2014)
- David Spaeth, deutscher Filmregisseur und Autor
- Michael Spencer, schottischer Komponist und Musikpädagoge
- Sibylle Springer, deutsche Künstlerin
- David Stahel, neuseeländischer Militärhistoriker
- Christian Stang, deutscher Postbeamter, Fachbuchautor und Linguist
- Arlette Stanschus, deutsche Schauspielerin und Synchronsprecherin
- Alexandros Stefanidis, deutscher Autor und Journalist
- Frederik Steiner, deutscher Regisseur und Drehbuchautor
- Jens Steiner, Schweizer Schriftsteller
- Flo Stoffner, Schweizer Jazzmusiker
- Stanislawa Stojtschewa, bulgarische Sopranistin
- Holger Stolz, deutscher Schauspieler
- Christine Streuli, Schweizer Malerin
- Darren Styles, englischer DJ und Musikproduzent
- Julia Sukmanova, deutsche Sängerin
- Thomas Sünder, deutscher Buchautor
- Sung Shi-yeon, südkoreanische Dirigentin
- Leonie Swann, deutsche Krimiautorin
- Sabine Swoboda, deutsche Juristin und Hochschullehrerin

#### T
- Chaim Tabakman, israelischer Regisseur
- Christopher Tainton, deutscher Pianist
- Kōki Tanaka, japanischer Installations- und Videokünstler
- Christian Tapp, deutscher römisch-katholischer Theologe
- Henning Tappe, deutscher Rechtswissenschaftler und Hochschullehrer
- Amadeus Templeton, deutscher Cellist und Kulturmanager
- Tensnake, deutscher DJ und Musikproduzent
- Tenzin Tsundue, tibetischer Schriftsteller und Freiheitsaktivist
- Sibel Susann Teoman, deutsche Schriftstellerin
- Jörg Philipp Terhechte, deutscher Jurist und Hochschullehrer († 2024)
- Lydia Teuscher, deutsche Opern-, Konzert- und Liedsängerin
- Christina Teuthorn-Mohr, deutsche Moderatorin und Journalistin
- Thomas Thiel, deutscher Journalist
- Helge Thielking, deutscher Autor
- Hans Thomalla, deutscher Komponist
- Stefan Thomas, deutscher Rechtswissenschaftler
- Ines Thomsen, deutsche Kamerafrau, Regisseurin und Drehbuchautorin
- Florent Thouvenin, Schweizer Jurist und Hochschullehrer
- Sven Tietzer, deutscher Radio und Fernsehmoderator
- Neco Tiglioglu, Musikproduzent, Songwriter, Multiinstrumentalist und Grafikdesigner
- Markus Tillmanns, deutscher Autor von Fantasy- und Kriminalromanen
- Tobias Timm, deutscher Journalist und Sachbuchautor
- Zoltán Toepler, ungarischer Filmemacher
- Murat Topal, deutsch-türkischer Kabarettist
- João Tordo, portugiesischer Schriftsteller, Journalist, Übersetzer und Drehbuchautor
- Christian Torkewitz, deutscher Jazzmusiker
- Marco Tschirpke, deutscher Musik-Kabarettist
- Oscar Tuazon, US-amerikanischer Installationskünstler und Bildhauer
- Ebru Tüfenk, türkisch-deutsche Karateka

#### U
- Shams Ul Haq, pakistanischer Enthüllungsjournalist, Autor und Terrorexperte
- Torsten Uhlig, deutscher Theologe
- Silja Ukena, deutsche Schriftstellerin und Journalistin
- Sebastian Ullrich, deutscher Historiker
- Wolf-Christian Ulrich, deutscher Journalist und Fernsehmoderator
- Murat Ünal, deutsch-türkischer Betriebswirt, Filmregisseur, Drehbuchautor, Filmproduzent
- Sebastian Unger, deutscher Jurist und Hochschullehrer
- Simon Urban, deutscher Autor
- Bernardo Uribe, kolumbianischer Mathematiker
- Jūratė Usonienė, litauische Juristin, Zivilrechtlerin und Professorin

#### V
- Simon Van Booy, britischer Schriftsteller und Essayist
- Éric Van Hove, belgischer Konzeptkünstler und Autor
- Ethan Van Sciver, US-amerikanischer Comiczeichner
- Lucian Vărșăndan, rumänischer Intendant und Autor
- Veit, deutscher rechtsextremer Liedermacher
- Daniel Veit, deutscher Wirtschaftswissenschaftler und Hochschullehrer
- Dirk Verbeuren, belgischer Schlagzeuger
- Željko Vidović, deutsch-bosnischer Zeichner, Filmemacher, Autor, Schauspieler und Produzent
- Guillaume Viltard, französischer Jazz- und Improvisationsmusiker
- Manjinder Virk, britische Filmschauspielerin, Filmregisseurin und Drehbuchautorin indischer Abstammung
- Marco Vitale, Schweizer Althistoriker
- William Vivanco, kubanischer Sänger und Songwriter
- Michael Voigtländer, deutscher Ökonom
- Frédéric Vonhof, deutscher Theater-, Film- und Fernsehschauspieler und Synchronsprecher

#### W
- Matthias Walter, deutscher Schauspieler
- Franz Wanner, deutscher Künstler
- Hyun Wanner, deutscher Schauspieler und Gastronom
- Alex Waterman, US-amerikanischer Cellist und Komponist
- Andy Wauman, belgischer bildender Künstler
- Emma Weaver, englische Schauspielerin und Hörbuchsprecherin
- Barbara Weber, Schweizer Regisseurin und Intendantin
- Hugh Welchman, britischer Filmproduzent
- Isabell M. Welpe, deutsche Wirtschaftswissenschaftlerin und Hochschullehrerin
- Laurent Wéry, belgischer DJ und Musikproduzent
- Yvo Wettstein, Schweizer Violinist
- Hagen Wiel, deutscher Filmregisseur, Videokünstler, Drehbuchautor und Filmproduzent
- Dorothee Wieser, deutsche Fachdidaktikerin
- Claudia Wohlgenannt, österreichische Filmproduzentin
- Karsten Woldeit, deutscher Politiker
- Rob van de Wouw, niederländischer Jazztrompeter
- Markus Wustmann, deutscher Fotograf und Filmemacher

#### Y

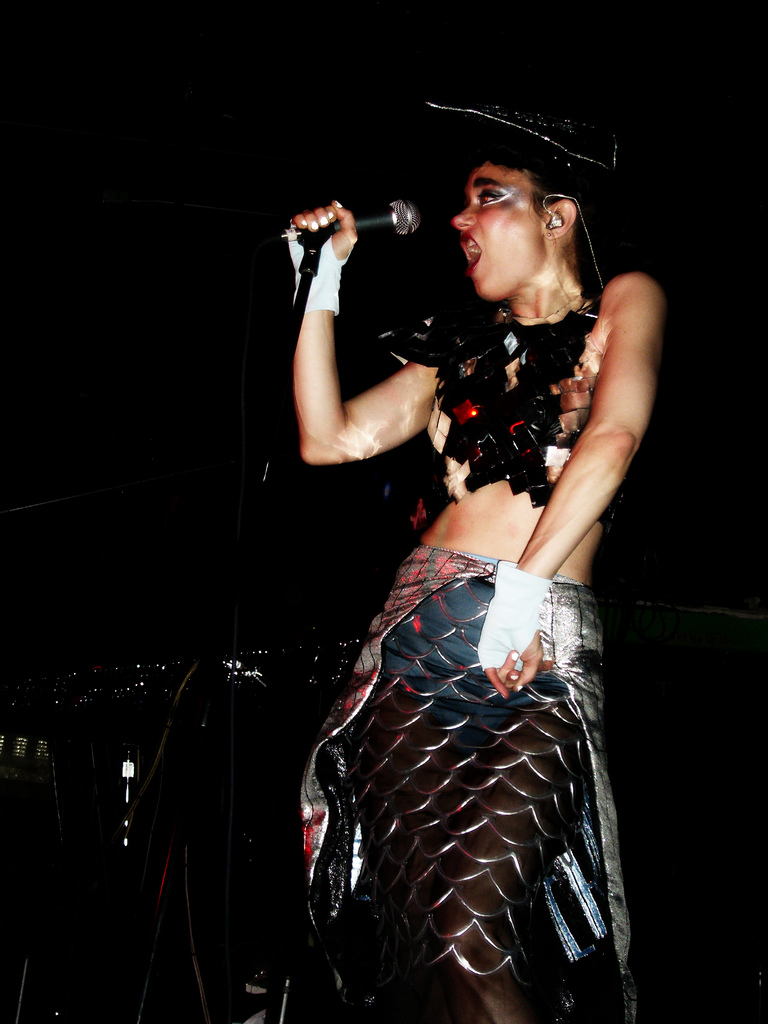
Kristeen Young

- Kristeen Young, US-amerikanische Sängerin
- Yu Yamei, chinesische Violinistin

#### Z
- Alejandro Zambra, chilenischer Schriftsteller, Lyriker und Literaturkritiker
- Mussie Zerai, eritreischer katholischer Priester
- Michael Zichy, österreichischer Philosoph
- Jakob Ziemnicki, deutsch-polnischer Regisseur und Drehbuchautor
- Julia Ziffer, deutsche Synchronsprecherin
- Mhlengwa Zikode, südafrikanischer Serienmörder
- Merit Zloch, deutsche Musikerin
- Andre Zogholy, österreichischer Soziologe, Künstler und Musiker

## Gestorben

### Januar
- 01. Januar: Kaarlo Johan Jalmari Anttila, finnischer Ringer (* 1887)
- 02. Januar: Helene Fernau-Horn, deutsche Logopädin und Philologin (* 1892)
- 02. Januar: Fritz Polcar, österreichischer Politiker (* 1909)
- 02. Januar: Walter Roos, deutscher General (* 1914)
- 03. Januar: Margot Antillano, venezolanische Theater-, Fernseh- und Filmschauspielerin (* 1916)
- 03. Januar: Victor Kraft, österreichischer Wissenschaftstheoretiker (* 1880)
- 03. Januar: Robert Neumann, österreichisch-britischer Schriftsteller (* 1897)

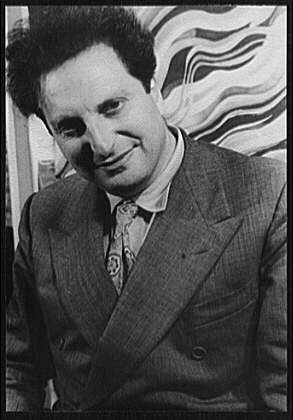
Carlo Levi

- 04. Januar: Carlo Levi, italienischer Schriftsteller, Maler und Politiker (* 1902)
- 05. Januar: Gottlob Berger, deutscher General, SA- und SS-Mitglied (* 1896)
- 05. Januar: Víctor Piñero, venezolanischer Sänger (* 1923)
- 06. Januar: George R. Price, US-amerikanischer Biologe (* 1922)
- 07. Januar: Fritz Erpenbeck, deutscher Schriftsteller, Publizist und Schauspieler (* 1897)
- 09. Januar: Johann Schuster, deutscher Politiker (* 1912)
- 09. Januar: Fernán Silva Valdés, uruguayischer Schriftsteller (* 1887)
- 11. Januar: Kurt Planck, österreichischer Polizeijurist (* 1911)
- 15. Januar: Friedrich Oertel, deutscher Althistoriker (* 1884)
- 16. Januar: Frank Hanson, kanadischer Musikpädagoge und Komponist (* 1899)
- 16. Januar: Homer A. Holt, US-amerikanischer Politiker (* 1898)
- 17. Januar: Pieter Adrianus Kooijman, niederländischer Autor und Anarchist (* 1891)
- 21. Januar: Mascha Kaléko, deutschsprachige Dichterin (* 1907)
- 22. Januar: Ernst Schmidt, technischer Thermodynamiker (* 1892)
- 23. Januar: Albert Johannsen, deutscher Maler (* 1890)
- 24. Januar: Larry Fine, US-amerikanischer Komiker und Schauspieler (* 1902)
- 25. Januar: Max Hess, deutscher Hornist (* 1878)
- 25. Januar: Yvonne Georgi, deutsche Ballett-Tänzerin und Choreographin (* 1903)
- 26. Januar: Josef Andreas Jungmann, Jesuit, Liturgiker und Konzilsberater (* 1889)
- 26. Januar: Helmut Koch, deutscher Dirigent und Chorleiter (* 1908)
- 26. Januar: Fritz Selbmann, Schriftsteller, Minister und Parteifunktionär in der DDR (* 1899)
- 27. Januar: Heinz Klevenow, deutscher Schauspieler (* 1908)
- 27. Januar: Georg Schäfer, deutscher Unternehmer, Kunstsammler und -mäzen (* 1896)
- 28. Januar: Antonín Novotný, tschechoslowakischer Politiker, Präsident (* 1904)
- 30. Januar: Boris Blacher, deutscher Musikwissenschaftler und Komponist (* 1903)
- 30. Januar: František Čech, tschechischer Komponist und Dirigent (* 1907)
- 30. Januar: Kurt Helbig, deutscher Gewichtheber (* 1901)
- 31. Januar: Otto Andres, deutscher Politiker (* 1902)
- 31. Januar: Traugott Vogel, Schweizer Schriftsteller (* 1894)

### Februar
- 02. Februar: Paul Bromme, deutscher Politiker (* 1906)
- 02. Februar: Karl Maron, Minister des Inneren der DDR (* 1903)
- 03. Februar: William David Coolidge, US-amerikanischer Physiker (* 1873)
- 04. Februar: Louis Jordan, US-amerikanischer Saxophonist (* 1908)
- 06. Februar: Keith Park, Luftmarschall der britischen Royal Air Force (* 1892)
- 10. Februar: Nikos Kavvadias, griechischer Schriftsteller (* 1910)
- 12. Februar: Carl Lutz, Schweizer Diplomat (* 1895)
- 14. Februar: P. G. Wodehouse, britischer Schriftsteller, Erfinder von Figuren wie Jeeves, Bertie Wooster und Lord Emsworth, (* 1881)
- 14. Februar: Julian Huxley, erster Generaldirektor der UNESCO (* 1887)
- 15. Februar: Hans Kienle, deutscher Astronom und Astrophysiker (* 1895)
- 15. Februar: Eck Robertson, US-amerikanischer Country-Musiker (* 1887)
- 17. Februar: Paul Böttcher, deutscher Politiker, Abgeordneter und Journalist (* 1891)
- 17. Februar: Margot von Heyden-Linden, deutsche Malerin (* 1895)
- 18. Februar: Franz Hofer, Gauleiter von Tirol und Vorarlberg (* 1902)
- 19. Februar: Luigi Dallapiccola, italienischer Komponist (* 1904)
- 20. Februar: Kurt Batt, deutscher Literaturwissenschaftler, Kritiker und Lektor (* 1931)
- 20. Februar: Ernest Haley, britischer Leichtathlet (* 1885)

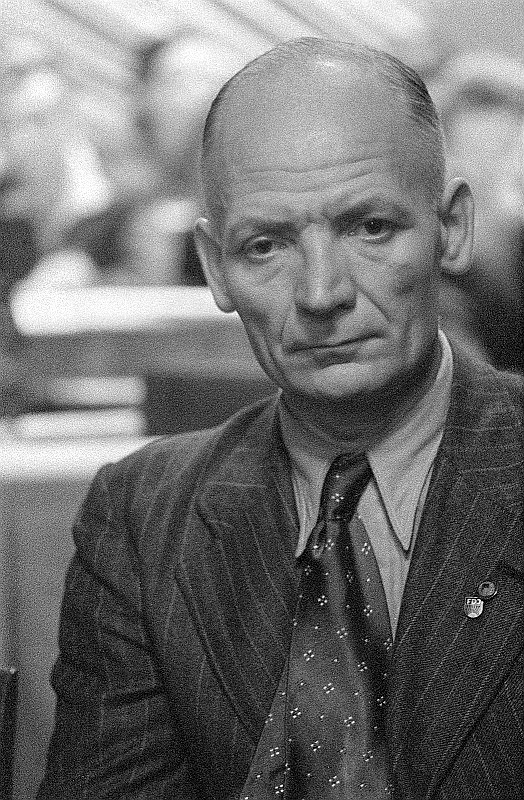
Adolf Hennecke

- 21. Februar: Jean Georges Baer, Schweizer Naturforscher (* 1902)
- 22. Februar: Adolf Hennecke, Bergmann (* 1905)
- 22. Februar: Oskar Perron, deutscher Mathematiker (* 1880)
- 23. Februar: Anton Arland, deutscher Pflanzenbauwissenschaftler (* 1895)
- 23. Februar: Sigmund Haringer, deutscher Fußballspieler (* 1908)
- 23. Februar: Alejandro Tobar, kolumbianischer Komponist und Violinist (* 1907)
- 24. Februar: Nikolai Alexandrowitsch Bulganin, sowjetischer Staatsmann (* 1895)
- 24. Februar: Hans Bellmer, deutscher Fotograf, Bildhauer, Maler und Autor (* 1902)
- 24. Februar: Marcel Georges Lucien Grandjany, französischer Harfenist, Lehrer, Komponist und Dichter (* 1891)
- 24. Februar: Luigi Malipiero, deutscher Theaterregisseur und -intendant, Schauspieler und Bühnenbildner (* 1901)
- 25. Februar: Elijah Muhammad, Gründer und langjähriger Leiter der Nation of Islam (* 1897)
- 27. Februar: Muriel Hazel Wright, US-amerikanische Historikerin und Kämpferin für die Rechte der Indianer (* 1889)
- 28. Februar: Robert Lips, Schweizer Comiczeichner (* 1912)

### März
- 01. März: Kurt Bauch, deutscher Kunsthistoriker (* 1897)
- 01. März: Günther Lüders, deutscher Schauspieler (* 1905)
- 02. März: Josiah Mwangi Kariuki, kenianischer Politiker (* 1929)
- 02. März: Milagros Leal, spanische Schauspielerin (* 1902)
- 02. März: Murano Shirō, japanischer Lyriker (* 1901)
- 03. März: Karl Fabel, deutscher Schachproblemkomponist (* 1905)
- 03. März: Jean Kurt Forest, deutscher Komponist und Musiker (* 1909)

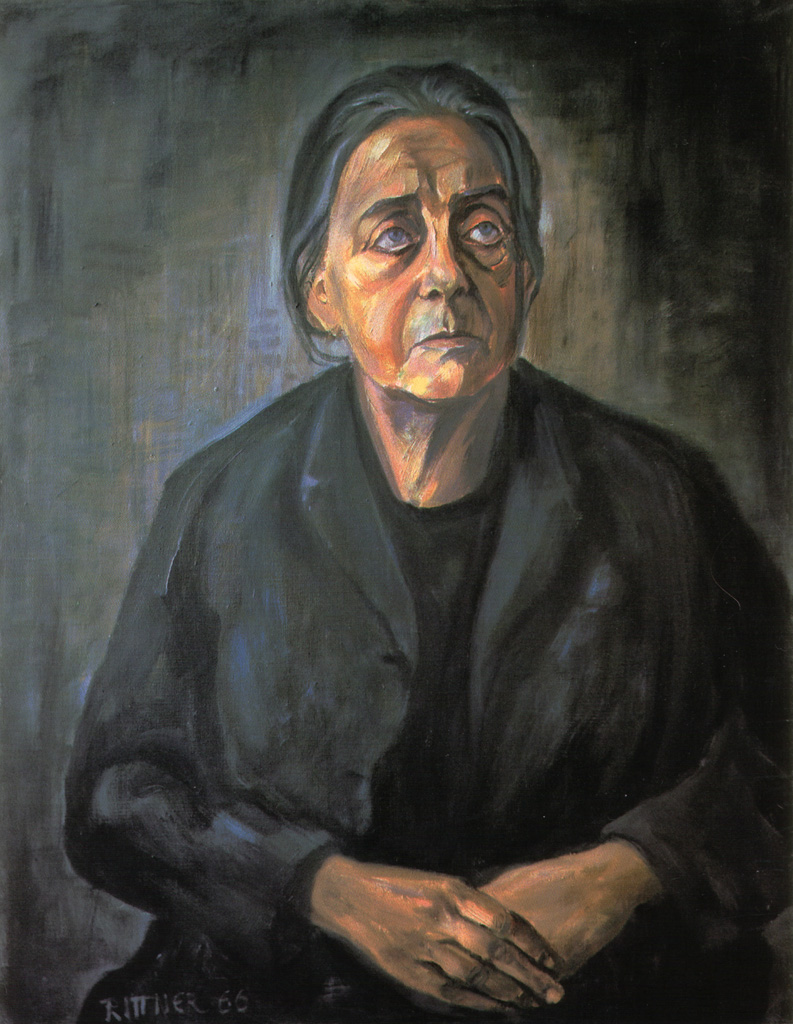
Therese Giehse

- 03. März: Therese Giehse, deutsche Schauspielerin (* 1898)
- 03. März: Otto Winzer, Minister für Auswärtige Angelegenheiten der DDR (* 1902)
- 05. März: Erwin Balzer, deutscher evangelisch-lutherischer Theologe (* 1901)
- 07. März: Erika Abels d’Albert, österreichische Malerin, Grafikerin und Modedesignerin (* 1896)
- 07. März: Michail Michailowitsch Bachtin, russischer Philosoph, Literaturwissenschaftler und Kunsttheoretiker (* 1895)
- 08. März: Joseph Bech, Luxemburger Staatsmann und Politiker (* 1887)
- 08. März: George Stevens, US-amerikanischer Regisseur (* 1904)
- 09. März: Joseph Guillemot, französischer Leichtathlet und Olympiasieger (* 1899)
- 09. März: Alfred E. Driscoll, US-amerikanischer Politiker (* 1902)
- 12. März: Paul Fitzgibbon, US-amerikanischer American-Football-Spieler (* 1903)
- 12. März: Olga Hepnarová, tschechische Massenmörderin (* 1951)
- 12. März: Eugen Hund, deutscher politischer Funktionär (* 1901)
- 13. März: Jeannie Robertson, schottische Folk-Sängerin (* 1908)
- 13. März: Ivo Andrić, bosnischer Schriftsteller (* 1892)
- 13. März: Ruth Schaumann, deutsche Lyrikerin, Schriftstellerin, Bildhauerin und Zeichnerin (* 1899)
- 14. März: Susan Hayward, US-amerikanische Filmschauspielerin (* 1917)
- 14. März: Carl Wery, deutscher Schauspieler (* 1897)
- 15. März: John H. Auer, US-amerikanischer Regisseur und Produzent (* 1906)

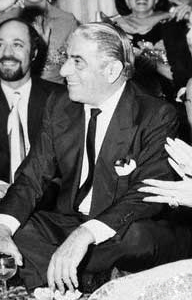
Aristoteles Onassis

- 15. März: Aristoteles Onassis, griechischer Reeder (* 1906)
- 16. März: T-Bone Walker, US-amerikanischer Blues-Musiker (* 1910)
- 18. März: Alain Grandbois, kanadischer Lyriker, Novellist und Essayist (* 1900)
- 22. März: Paul Verhoeven, deutscher Schauspieler, Regisseur und Theaterdirektor (* 1901)
- 23. März: Walter Auerbach, deutscher Politiker und Widerstandskämpfer (* 1905)
- 25. März: Faisal ibn Abd al-Aziz, König von Saudi-Arabien (1964–1975) (* 1906)
- 25. März: Pancho Barnes, die erste amerikanische Stuntpilotin in dem Film „Hells Angels“ von 1929 (* 1901)
- 26. März: Herbert Warnke, Vorsitzender des FDGB und Mitglied des Politbüros des ZK der SED in der DDR (* 1902)
- 27. März: Arthur Bliss, englischer Komponist (* 1891)
- 28. März: Sophie Dorothea Eckener, deutsche Malerin, Grafikerin und Porträtmalerin (* 1884)
- 28. März: Ernst Fraenkel, deutscher Politikwissenschaftler (* 1898)
- 29. März: Lucien Daveluy, kanadischer Organist, Komponist und Musikpädagoge (* 1892)
- 30. März: Peter Bamm, deutscher Schriftsteller (* 1897)
- 31. März: Virginio Rosetta, italienischer Fußballspieler (* 1902)

### April
- 01. April: Georg Baur, deutscher Politiker (* 1895)
- 01. April: Lorenz Jaeger, Erzbischof von Paderborn und Kardinal (* 1892)
- 02. April: Arnold Brügger, Schweizer Maler (* 1888)
- 02. April: Fritz Domina, deutscher Pianist, Arrangeur und Filmkomponist (* 1902)
- 04. April: Albert Chamberland, kanadischer Violinist und Komponist (* 1886)
- 04. April: Herbert List, deutscher Fotograf (* 1903)
- 05. April: John Anthony Burns, US-amerikanischer Politiker (* 1909)

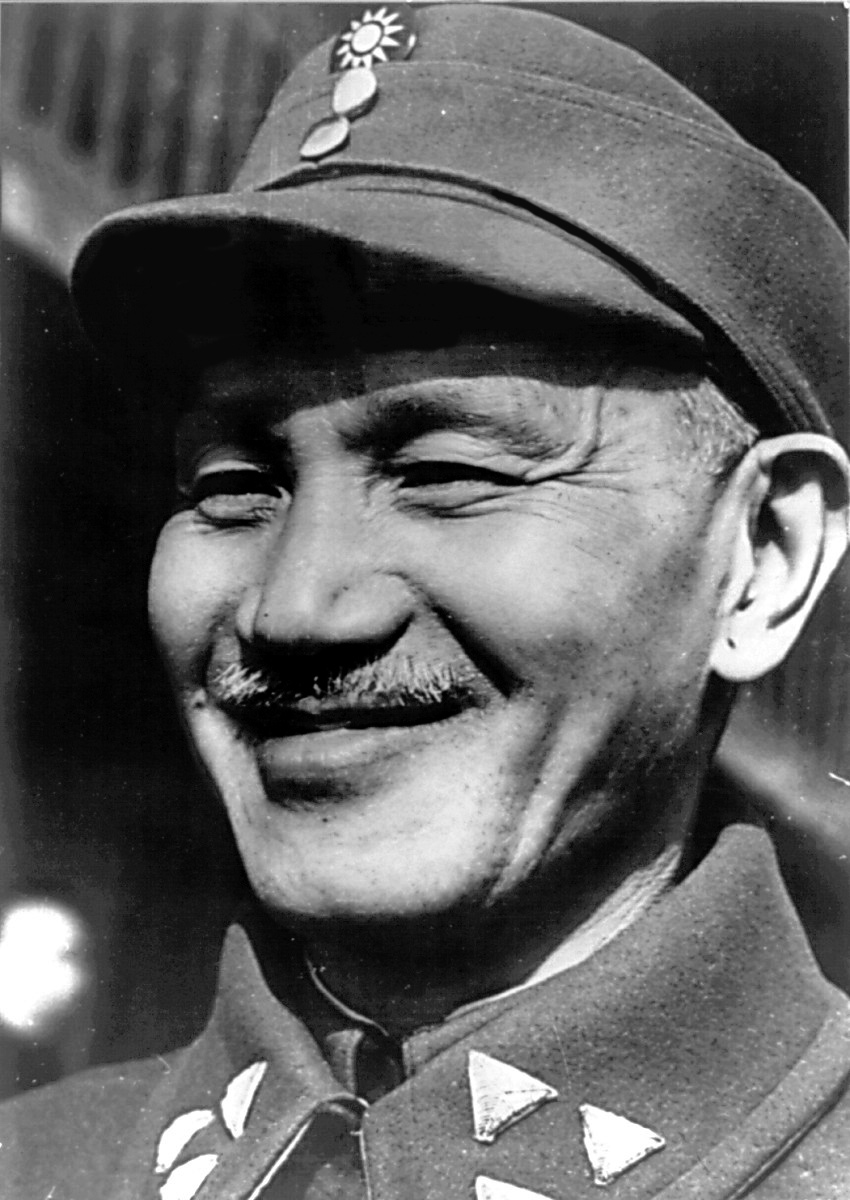
Chiang Kai-shek

- 05. April: Chiang Kai-shek, chinesischer Politiker, Präsident der Republik China (* 1887)
- 08. April: Santiago Arrieta, uruguayischer Schauspieler (* 1897)
- 10. April: Walker Evans, US-amerikanischer Dokumentarfotograf (* 1903)
- 11. April: John Simms, US-amerikanischer Politiker (* 1916)
- 12. April: Alf Steen Andersen, norwegischer Skispringer (* 1906)

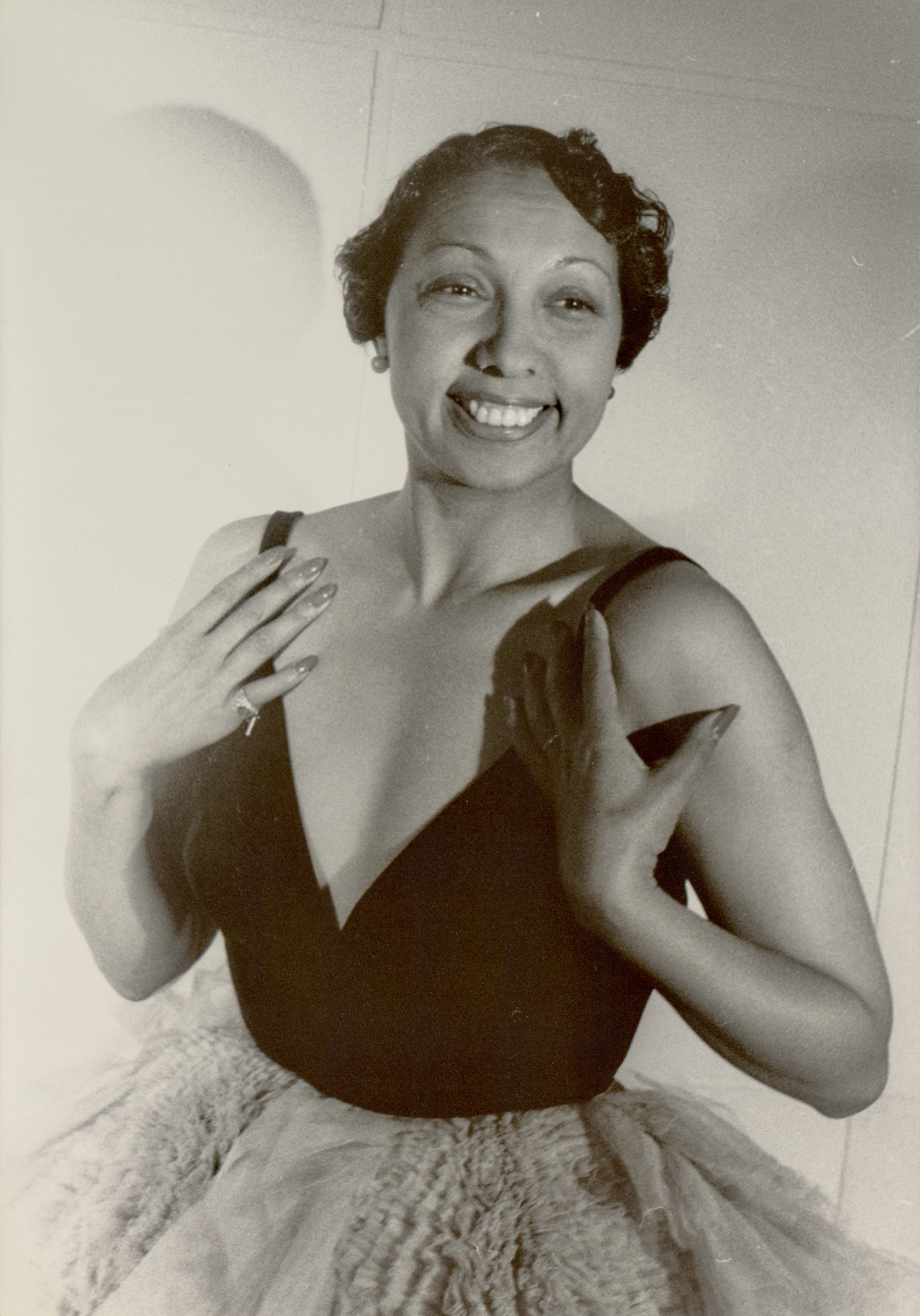
Josephine Baker

- 12. April: Josephine Baker, US-amerikanische Tänzerin, Sängerin und Schauspielerin (* 1906)
- 13. April: François Tombalbaye, Präsident des Tschad (* 1918)
- 13. April: Lee Man-hee, südkoreanischer Regisseur (* 1931)
- 14. April: Fredric March, US-amerikanischer Schauspieler (* 1897)
- 15. April: Philipp II. Albrecht von Württemberg, deutscher Adliger (* 1893)
- 15. April: Fritzmartin Ascher, deutscher Lehrer und Politiker (* 1895)
- 15. April: Richard Conte, US-amerikanischer Film- und Theaterschauspieler sowie Filmregisseur (* 1910)
- 15. April: Charles Journet, Kardinal der römisch-katholischen Kirche (* 1891)
- 15. April: Marjorie Stinson, US-amerikanische Flugpionierin (* 1895)
- 16. April: Richard Rudolf Walzer, deutsch-britischer Altphilologe, Philosoph und Orientalist (* 1900)
- 17. April: Sarvepalli Radhakrishnan, indischer Philosoph, Politiker und Staatspräsident (* 1888)
- 19. April: Robert Aron, französischer Historiker und Essayist (* 1898)
- 19. April: Aksel Schiøtz, dänischer Sänger und Musikpädagoge (* 1906)
- 21. April: Melchior Vischer, deutscher Schriftsteller (* 1895)
- 22. April: Walter Vinson, US-amerikanischer Blues-Musiker (* 1901)
- 23. April: Rolf Dieter Brinkmann, deutscher Lyriker und Erzähler (* 1940)
- 23. April: Pete Ham, britischer Rocksänger und -gitarrist (* 1947)
- 23. April: William Hartnell, britischer Schauspieler (* 1908)
- 24. April: Heinz Hillegaart, deutscher Diplomat, Mordopfer der RAF (* 1911)
- 24. April: Andreas von Mirbach, deutscher Offizier und Diplomat (* 1931)
- 24. April: Carl Schneiders, deutscher Maler (* 1905)
- 25. April: Enrico Anselmi, italienischer Automobilrennfahrer (* 1915)
- 25. April: Walter Adolph, deutscher Priester (* 1902)
- 25. April: Alphonso Ainsworth, englischer Fußballspieler (* 1913)
- 25. April: Ulrich Wessel, RAF-Terrorist (* 1946)
- 26. April: Karl Wagler, sächsischer Stillleben- und Landschaftsmaler (* 1887)
- 28. April: Lothar Metz, deutscher Brigadegeneral der Bundeswehr und Unterabteilungsleiter im Bundesnachrichtendienst (* 1908)
- 28. April: Sonya Noskowiak, deutsch-amerikanische Fotografin (* 1900)

### Mai
- 02. Mai: Shantaram Govind Athavale, indischer Liedtexter, Filmregisseur, Dokumentarfilmer, Dichter und Autor (* 1910)
- 03. Mai: Sarah Fischer, kanadische Sängerin und Musikpädagogin (* 1896)
- 03. Mai: Richard Gölz, Kirchenmusiker und Theologe (* 1887)
- 03. Mai: Hermann Runge, deutscher Politiker (* 1902)

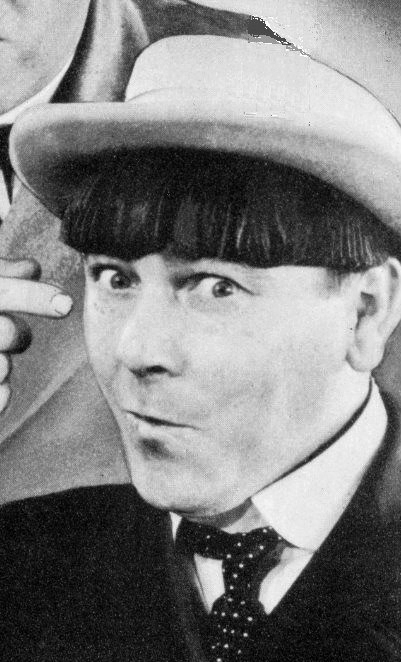
Moe Howard

- 04. Mai: Moe Howard, US-amerikanischer Komiker (The Three Stooges) (* 1897)
- 04. Mai: Karl Otto Paetel, deutscher Journalist und Publizist, Nationalbolschewist (* 1906)
- 04. Mai: Horst Strempel, deutscher Grafiker und Maler (* 1904)
- 05. Mai: Siegfried Hausner, deutscher Terrorist, Mitglied der RAF (* 1952)
- 05. Mai: Ladislao Mittner, italienischer Germanist (* 1902)
- 07. Mai: Rex Waite, britischer Luftwaffenoffizier (* 1901)
- 08. Mai: Avery Brundage, 5. Präsident des IOC (* 1887)
- 08. Mai: Roider Jackl, bayerischer Volkssänger (* 1906)
- 09. Mai: Antonio Vojak, italienischer Fußballspieler und -trainer (* 1904)
- 10. Mai: Ernst August Farke, deutscher Politiker (* 1895)
- 13. Mai: Marguerite Perey, französische Chemikerin und Physikerin (* 1909)
- 13. Mai: Bob Wills, Country-Musiker, Bandleader und Begründer des Western Swing (* 1905)
- 14. Mai: Ernst Alexanderson, schwedisch-amerikanischer Elektroingenieur (* 1878)
- 17. Mai: S. O. Wagner, deutscher Schauspieler, Autor, Hörspielsprecher, Hörspiel- und Theaterregisseur (* 1902)
- 18. Mai: Leroy Anderson, US-amerikanischer Komponist (* 1908)
- 18. Mai: Günther Hermann Richard Arndt, deutscher Politiker (* 1894)
- 18. Mai: Kasimir Fajans, polnisch-amerikanischer Chemiker (* 1887)
- 18. Mai: Christian Lahusen, deutscher Komponist (* 1886)
- 18. Mai: Aníbal Troilo, argentinischer Musiker, Arrangeur, Bandleader und Komponist (* 1914)
- 19. Mai: Robert E. Quinn, US-amerikanischer Politiker (* 1894)
- 20. Mai: Barbara Hepworth, britische Bildhauerin (* 1903)
- 20. Mai: Raymond Saladin, französischer Automobilrennfahrer (* 1889)
- 22. Mai: Paul Dölz, deutscher Politiker (* 1887)
- 22. Mai: George W. F. Hallgarten, US-amerikanischer Historiker (* 1901)
- 23. Mai: Karl-Otto Kiepenheuer, deutscher Astronom und Astrophysiker (* 1910)
- 28. Mai: Lung Chien, chinesischer Filmregisseur, Produzent und Schauspieler (* 1916)
- 30. Mai: Steve Prefontaine, US-amerikanischer Leichtathlet (* 1951)
- 30. Mai: Michel Simon, Schweizer Schauspieler (* 1895)

### Juni
- 01. Juni: Friedrich Griese, deutscher Schriftsteller (* 1890)
- 01. Juni: Ernst Schneider, österreichischer Erfinder (* 1894)
- 03. Juni: Hermann Busch, deutscher Cellist (* 1897)
- 03. Juni: Satō Eisaku, 61. bis 63. Premierminister von Japan (* 1901)
- 04. Juni: Walentin Ferdinandowitsch Asmus, russischer Philosoph, Logiker und Logikhistoriker (* 1894)
- 05. Juni: Margherita Cagol, italienische Terroristin der Roten Brigaden (* 1945)
- 05. Juni: Paul Keres, estnisch-sowjetischer Schachspieler (* 1916)
- 06. Juni: Hugo Launicke, Widerstandskämpfer gegen den Nationalsozialismus und später SED-Politiker (* 1909)
- 11. Juni: Ralph B. Atkinson, US-amerikanischer Filmtechniker und Filmproduzent (* 1907)
- 11. Juni: Floro Ugarte, argentinischer Komponist (* 1884)
- 12. Juni: Rafael Arévalo Martínez, guatemaltekischer Novellist, Essayist und Dichter (* 1884)
- 12. Juni: Alfred Kurella, deutscher Schriftsteller, Kulturfunktionär der SED in der DDR (* 1895)
- 13. Juni: Arturo Tabera, Erzbischof von Pamplona und Kardinal (* 1903)
- 14. Juni: Raphaël Manso de Zuñiga, spanischer Automobilrennfahrer (* 1898)
- 15. Juni: William Crosby Pierce Austin, britischer Schauspieler (* 1884)
- 16. Juni: Edward S. Aarons, US-amerikanischer Schriftsteller (* 1916)
- 17. Juni: Alfred Aufdenblatten, schweizerischer Skilangläufer (* 1897)
- 17. Juni: Max Barthel, deutscher Schriftsteller (* 1893)
- 18. Juni: Samuel Hugo Bergman, tschechischer Philosoph (* 1883)
- 19. Juni: Omar del Carlo, argentinischer Dramatiker (* 1918)
- 20. Juni: Maurice Baumer, britischer Automobilrennfahrer (* 1900)
- 20. Juni: Karel Gleenewinkel Kamperdijk, niederländischer Fußballspieler (* 1883)
- 20. Juni: Daniel Ayala Pérez, mexikanischer Komponist (* 1906)
- 21. Juni: Max Braubach, deutscher Historiker (* 1899)
- 22. Juni: Per Wahlöö, schwedischer Schriftsteller (* 1926)
- 24. Juni: Luigi Raimondi, Kardinal der römisch-katholischen Kirche (* 1912)
- 24. Juni: Louis „Luigi“ Marie Van Hege, belgischer Fußballspieler und Bobfahrer (* 1889)
- 25. Juni: Nene Ambrois, uruguayischer Fußballspieler (* 1932)
- 26. Juni: Basil Cameron, englischer Geiger und Dirigent (* 1884)
- 25. Juni: Antonio Romera, chilenischer Kunstwissenschaftler und -kritiker, Zeichner und Karikaturist (* 1908)
- 26. Juni: Josemaría Escrivá, spanischer Theologe, Gründer des Opus Dei (* 1902)
- 27. Juni: Alfonso Gómez-Mena, kubanischer Automobilrennfahrer (* 1913)
- 27. Juni: Robert Stolz, österreichischer Komponist und Dirigent (* 1880)
- 27. Juni: Geoffrey Ingram Taylor, britischer Physiker (* 1886)
- 28. Juni: Karl Ludwig Gerok, deutscher Organist, Komponist und Autor (* 1906)
- 28. Juni: Rod Serling, US-amerikanischer Drehbuchautor und Produzent (* 1924)
- 28. Juni: Rolf Thiele, deutscher Motorradrennfahrer (* 1952)
- 29. Juni: Tim Buckley, US-amerikanischer Singer/Songwriter (* 1947)
- 29. Juni: Hans Furler, deutscher Politiker (* 1904)
- 29. Juni: Oskar Rümmele, deutscher Politiker (* 1890)
- 30. Juni: Angelo Kramel, Vorsitzender des Deutschen Beamtenbundes (* 1903)

### Juli
- 01. Juli: August Arthur Ambrosi, österreichischer Bildhauer und Lyriker (* 1893)
- 02. Juli: Werner Schütz, deutscher Politiker (* 1900)
- 04. Juli: Otto Dowidat, deutscher Politiker (* 1896)
- 05. Juli: Otto Skorzeny, Offizier der Waffen-SS (* 1908)
- 05. Juli: Rudolf Smend, deutscher Staats- und Kirchenrechtler (* 1882)
- 06. Juli: Margret Boveri, deutsche Journalistin (* 1900)
- 07. Juli: Vito Frazzi, italienischer Komponist und Musikpädagoge (* 1888)
- 07. Juli: William Vallance Douglas Hodge, britischer Mathematiker (* 1903)
- 07. Juli: Hermann Kupferschmid, deutscher Maler und Radierer (* 1885)
- 08. Juli: Raffaele Scorzoni, italienischer Fußballschiedsrichter und -funktionär (* 1902)
- 10. Juli: Ernst Fischer, deutscher Komponist (* 1900)
- 11. Juli: Kurt Pinthus, deutscher Schriftsteller (* 1886)
- 14. Juli: Hermann Ahrens, deutscher Politiker und MdB (* 1902)
- 14. Juli: Jehan Mayoux, französischer Schriftsteller (* 1904)
- 17. Juli: Konstantine Gamsachurdia, georgischer Schriftsteller (* 1893)
- 17. Juli: Claude Perry, US-amerikanischer American-Football-Spieler (* 1901)
- 18. Juli: Vaughn Bodē, US-amerikanischer Comiczeichner und Autor (* 1941)
- 19. Juli: Lefty Frizzell, US-amerikanischer Country-Sänger (* 1928)
- 19. Juli: Arnold Kellerhals, Schweizer Verwaltungsdirektor (* 1905)
- 19. Juli: Karl Schleinzer, österreichischer Politiker und Minister (* 1924)
- 21. Juli: Carl Troll, deutscher Geograph, Bruder von Wilhelm Troll (* 1899)
- 24. Juli: Roland Gagnier, kanadischer Fagottist und Musikpädagoge (* 1905)
- 24. Juli: Charlotte von Kirschbaum, deutsche Theologin (* 1899)
- 24. Juli: Nicolas Rossolimo, französisch-US-amerikanischer Schachspieler (* 1910)
- 28. Juli: Walter Hellman, schwedisch-US-amerikanischer Weltmeister im Damespiel (* 1916)
- 29. Juli: James Blish, US-amerikanischer Science-Fiction-Schriftsteller (* 1921)
- 30. Juli: Jimmy Hoffa, US-amerikanischer Gewerkschaftsführer, bis heute spurlos verschwunden (* 1913)

### August
- 02. August: Fernando Soucy, kanadischer Sänger und Fiddlespieler (* 1927)
- 03. August: Robert O. Blood, US-amerikanischer Politiker (* 1887)
- 03. August: Jack Molinas, US-amerikanischer Basketballspieler (* 1931)
- 04. August: Albrecht Appelhans, deutscher Maler, Grafiker und Illustrator (* 1900)
- 06. August: Gérard Favere, belgischer Komponist und Dirigent (* 1903)
- 07. August: Ruth Stephan, deutsche Schauspielerin und Kabarettistin (* 1926)
- 08. August: Cannonball Adderley, US-amerikanischer Jazz-Saxophonist (* 1928)
- 09. August: Dmitri Schostakowitsch, russischer Komponist und Pianist (* 1906)
- 10. August: Maurice Zundel, Schweizer Geistlicher, Theologe und Philosoph (* 1897)
- 13. August: Eva Speyer, deutsche Schauspielerin (* 1882)
- 15. August: Percy Cerutty, australischer Leichtathletiktrainer (* 1895)

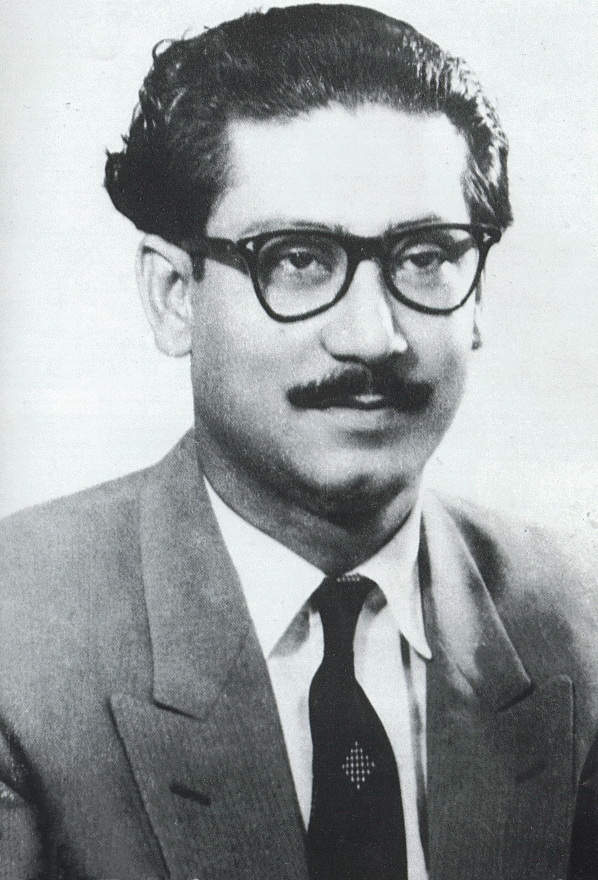
Mujibur Rahman

- 15. August: Mujibur Rahman, Politiker, Gründer von Bangladesch (* 1920)
- 16. August: Wolodymyr Kuz, Leichtathlet aus der Sowjetunion (* 1927)
- 16. August: Friedrich Sämisch, deutscher Schachspieler (* 1896)
- 17. August: Siegfried Arno, deutscher Schauspieler, Komiker, Sänger und Tänzer (* 1895)
- 17. August: Georges Dandelot, französischer Komponist (* 1895)
- 17. August: Elsa Wagner, deutsche Schauspielerin (* 1881)
- 19. August: Mark Donohue, US-amerikanischer Formel-1-Rennfahrer (* 1937)
- 19. August: Konrad Swinarski, polnischer Theaterregisseur (* 1929)
- 21. August: Antonia Dietrich, deutsche Schauspielerin (* 1900)
- 21. August: Sam McGee, US-amerikanischer Gitarrist und Banjo-Spieler (* 1894)
- 26. August: Juliette Béliveau, kanadische Schauspielerin (* 1889)
- 27. August: Efraín Orozco, kolumbianischer Komponist, Dirigent und Instrumentalist (* 1897)

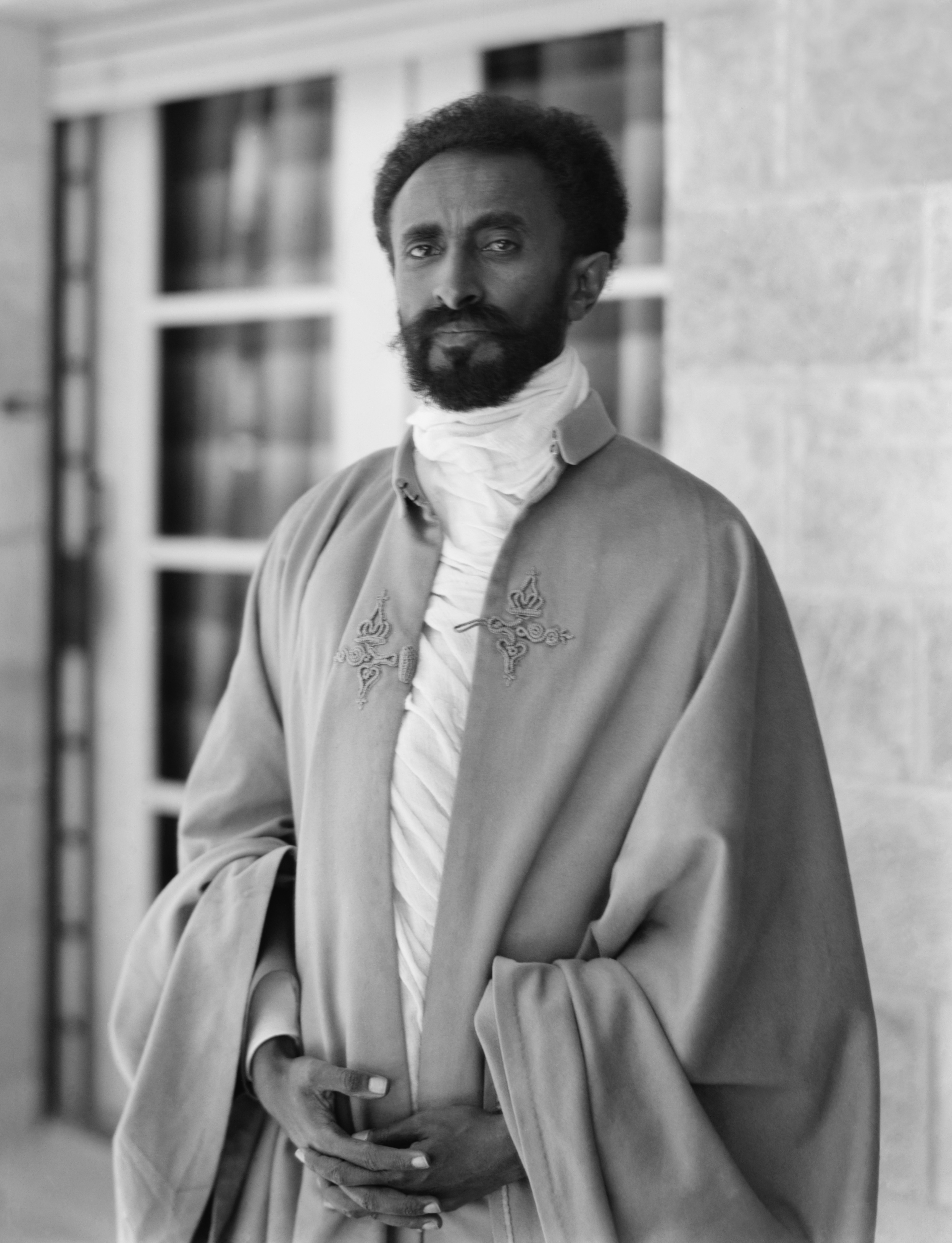
Haile Selassie

- 27. August: Haile Selassie I., letzter Kaiser von Äthiopien (* 1892)
- 28. August: Fritz Wotruba, österreichischen Bildhauer (* 1907)
- 29. August: Eamon de Valera, irischer Politiker, Premierminister und Staatspräsident (* 1882)

### September
- 03. September: Hermann Krawinkel, deutscher Jurist (* 1895)
- 04. September: Tsuboi Shigeji, japanischer Schriftsteller (* 1898)
- 04. September: Iwan Michejewitsch Sarjanow, sowjetischer Richter am Militärkollegium des Obersten Sowjets und des Militärgerichtshof für den Fernen Osten (* 1894)
- 05. September: Ruth Parnitzke, deutsche Malerin (* 1889)
- 05. September: Friedrich Schumacher, deutscher Geologe, Mineraloge und Professor (* 1884)
- 07. September: Liliane Roehrs, deutsche Automobilrennfahrerin und Mitbegründerin sowie Präsidentin des Deutschen Damen Automobilclubs (* 1900)
- 08. September: Erik Willam „Loppan“ Adlerz, schwedischer Wasserspringer (* 1892)
- 10. September: Hibino Shirō, japanischer Schriftsteller (* 1903)
- 10. September: George Paget Thomson, englischer Physiker (* 1892)
- 12. September: Joe Alexander, US-amerikanischer Arzt, American-Football-Spieler und -Trainer (* 1898)
- 12. September: Gösta Andersson, schwedischer Ringer (* 1917)
- 13. September: Jack Dunfee, britischer Automobilrennfahrer (* 1901)
- 13. September: Paul Ohnsorge, deutscher Künstler (* 1915)
- 14. September: Theodor Siebel, deutscher Politiker (* 1897)
- 15. September: Leon Abbey, US-amerikanischer Jazzviolinist und Bandleader (* 1900)
- 15. September: Antoine Abed, libanesischer Erzbischof (* 1896)
- 15. September: Pawel Ossipowitsch Suchoi, russischer Flugzeugkonstrukteur (* 1895)
- 16. September: Françoise Cotron-Henry, französische Pianistin und Komponistin (* 1936)
- 18. September: Luis Concha Córdoba, Erzbischof von Bogotá und Kardinal (* 1891)
- 19. September: Heinrich Addicks, deutscher Politiker (* 1887)
- 20. September: Saint-John Perse, französischer Dichter, Diplomat und Nobelpreisträger für Literatur (* 1887)
- 22. September: George Lamsa, assyrischer Lehrer, Schriftsteller und Bibelübersetzer (* 1892)
- 23. September: René Thomas, französischer Automobilrennfahrer und Flugpionier (* 1886)
- 24. September: Elisabeth Castonier, deutsche Schriftstellerin (* 1894)
- 26. September: Jacob Paludan, dänischer Schriftsteller (* 1896)
- 27. September: Mary Achenbach, britisch-deutsche Malerin (* 1883)
- 27. September: Maurice Feltin, Erzbischof von Paris und Kardinal (* 1883)
- 28. September: Agnes Windeck, deutsche Schauspielerin (* 1888)
- 30. September: Reinhold Bicher, deutscher Maler und Graphiker (* 1895)

### Oktober
- 03. Oktober: Guy Mollet, französischer Politiker (* 1905)
- 04. Oktober: Salvador Sturla, dominikanischer Komponist und Musiker (* 1891)
- 04. Oktober: May Sutton, US-amerikanische Tennisspielerin (* 1886)
- 08. Oktober: Josef Traxel, deutscher Tenor (* 1916)
- 08. Oktober: Walter Felsenstein, österreichischer Regisseur (* 1901)
- 09. Oktober: Hayashi Fusao, japanischer Schriftsteller (* 1903)
- 10. Oktober: August Dvorak, US-amerikanischer Psychologe und Pädagogikprofessor (* 1894)
- 12. Oktober: Philipp Wüst, deutscher Dirigent und Komponist (* 1894)
- 15. Oktober: Jean Odin, französischer Politiker (* 1889)
- 16. Oktober: Hugh Adcock, britischer Fußballspieler (* 1903)
- 16. Oktober: Don Barclay, US-amerikanischer Schauspieler (* 1892)
- 16. Oktober: Johan Goslings, niederländischer Mediziner (* 1903)
- 18. Oktober: Al Lettieri, US-amerikanischer Schauspieler (* 1928)
- 19. Oktober: Jossyp Bokschaj, ukrainischer Maler (* 1891)
- 21. Oktober: Charles Reidpath, US-amerikanischer Stadtbaumeister, Leichtathlet und Olympiasieger (* 1889)
- 22. Oktober: Arnold J. Toynbee, britischer Kulturtheoretiker und Geschichtsphilosophen (* 1889)
- 23. Oktober: Rudolf Basedau, deutscher Politiker (* 1897)
- 24. Oktober: Alfred Adam, deutscher Theologe und Hochschullehrer (* 1899)
- 24. Oktober: Friedrich Karl Florian, Gauleiter der NSDAP von Düsseldorf (* 1894)
- 27. Oktober: Juan Peregrino Anselmo, uruguayischer Fußballspieler (* 1902)
- 29. Oktober: Harry Frommermann, deutscher Musiker (* 1906)

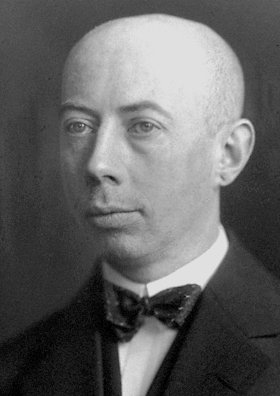
Gustav Hertz

- 30. Oktober: Gustav Hertz, deutscher Physiker und Nobelpreisträger (* 1887)
- 30. Oktober: Kurt Roth, deutscher Maler (* 1899)

### November
- 01. November: Jérôme Rakotomalala, Erzbischof von Antananarivo und Kardinal (* 1914)
- 01. November: Wilhelm Schürer, deutscher Architekt (* 1886)
- 02. November: Pier Paolo Pasolini, italienischer Filmregisseur und Dichter (* 1922)
- 05. November: Otto Dannebom, deutscher Politiker und MdB (* 1904)
- 05. November: Annette Kellerman, australische Kunstschwimmerin und Filmschauspielerin (* 1886)
- 05. November: Edward Lawrie Tatum, US-amerikanischer Genetiker (* 1909)
- 05. November: Lionel Trilling, US-amerikanischer Literaturkritiker (* 1905)
- 06. November: Ernst Hanfstaengl, früher finanzieller Unterstützer Hitlers, späterer Pressechef der NSDAP (* 1887)
- 06. November: Suzanne Lacore, französische Politikerin (* 1875)
- 07. November: Piero Dusio, italienischer Fußballspieler, -funktionär, Automobilrennfahrer und Geschäftsmann (* 1899)
- 07. November: John Carmel Heenan, Erzbischof von Westminster und Kardinal (* 1905)
- 11. November: Clinton Presba Anderson, US-amerikanischer Politiker (* 1895)
- 11. November: Mina Witkojc, niedersorbische Dichterin und Publizistin (* 1893)
- 14. November: Max Ackermann, deutscher Maler und Grafiker (* 1887)
- 14. November: Salomon Adler-Rudel, Sozialpolitiker (* 1894)
- 14. November: Harry Jacob Anslinger, US-amerikanischer Diplomat (* 1892)
- 16. November: Alexander Pawlowitsch Winogradow, Vizepräsident der Akademie der Wissenschaften der UdSSR (* 1895)
- 18. November: August Anhalt, deutscher Maler, Zeichner und Grafiker (* 1899)
- 18. November: Max Dominicé, Schweizer evangelischer Geistlicher (* 1901)
- 18. November: Ernst Meyer, Schweizer Althistoriker (* 1898)
- 19. November: Roger Branigin, US-amerikanischer Politiker (* 1902)
- 19. November: Rudolf Kinau, niederdeutscher Schriftsteller (* 1887)
- 20. November: Herbert Aschmann, deutscher Maler (* 1913)

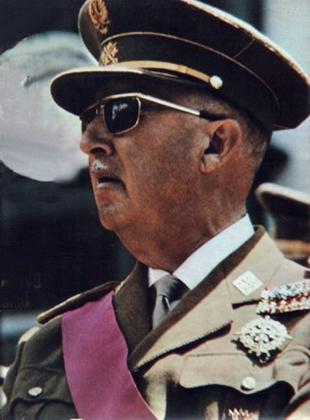
Francisco Franco

- 20. November: Francisco Franco, spanischer General und Diktator (* 1892)
- 21. November: Richard Freudenberg, deutscher Politiker und Fabrikant (* 1892)
- 23. November: Arvo Askola, finnischer Leichtathlet (* 1909)
- 24. November: Friedrich Beermann, deutscher Politiker (* 1912)
- 25. November: Karl Peter Röhl, deutscher Maler, Grafiker und Designer (* 1890)
- 26. November: Anton Storch, deutscher Politiker (* 1892)
- 26. November: Wolfram Dörinkel, deutscher Politiker und MdB (* 1907)
- 27. November: Leopold Arnsperger, deutscher Kaufmann (* 1906)
- 29. November: Tony Brise, britischer Automobilrennfahrer (* 1952)
- 29. November: Graham Hill, britischer Automobilrennfahrer (* 1929)

### Dezember
- 01. Dezember: Ernesto Maserati, italienischer Automobilrennfahrer, Ingenieur und Unternehmer (* 1898)
- 01. Dezember: Hans Schweikart, deutscher Regisseur und Schauspieler (* 1895)
- 02. Dezember: Hans Johner, Schweizer Schachspieler und Musiker (* 1889)
- 04. Dezember: Hannah Arendt, Politologin und Philosophin (* 1906)
- 04. Dezember: Wendell Phillips, US-amerikanischer Archäologe (* 1925)
- 05. Dezember: Peter Bratschi, Schweizer Politiker, Hörspielautor und Mundartdichter (* 1886)
- 06. Dezember: Kurt Jaeger, deutscher Numismatiker (* 1909)

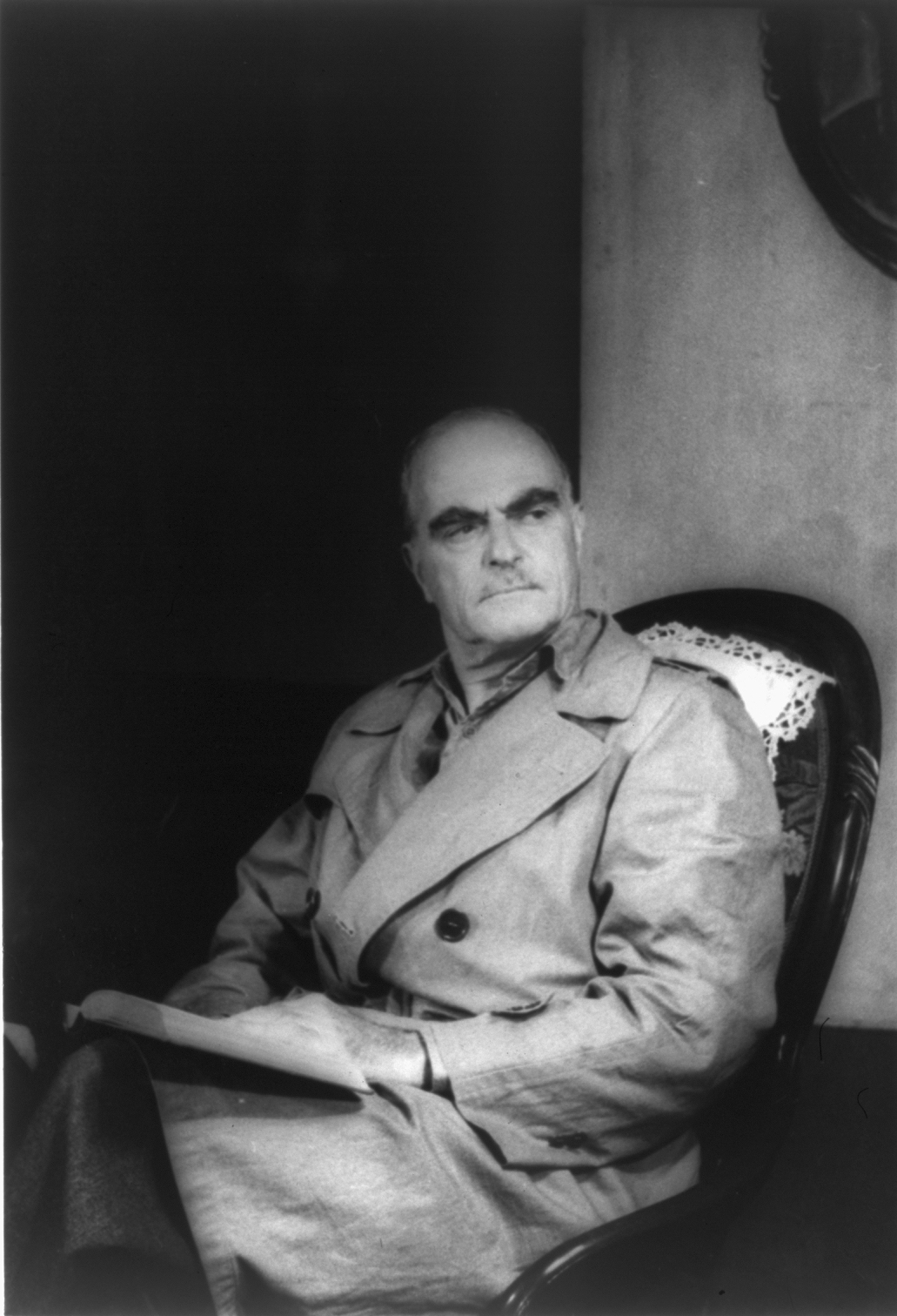
Thornton Wilder

- 07. Dezember: Thornton Wilder, US-amerikanischer Schriftsteller (* 1897)
- 07. Dezember: Francisco Borja da Costa, osttimoresischer Journalist, Freiheitskämpfer und Dichter (* 1946)
- 09. Dezember: Carlo Graaff, deutscher Politiker (* 1914)
- 09. Dezember: William A. Wellman, US-amerikanischer Filmregisseur (* 1896)
- 10. Dezember: Andrew Charlton, australischer Schwimmer (* 1907)
- 11. Dezember: Hüseyin Nihâl Atsız, türkischer Autor, Historiker und Dichter (* 1905)
- 13. Dezember: Wolfgang Bartels, deutscher Politiker, MdB (* 1903)
- 14. Dezember: Johannes Brockmann, deutscher Politiker (* 1888)
- 14. Dezember: Tillie Voss, US-amerikanischer American-Football-Spieler (* 1897)
- 15. Dezember: Muchtar Aschrafi, usbekisch-sowjetischer Komponist (* 1912)
- 15. Dezember: Chester Ray Longwell, US-amerikanischer Geologe (* 1887)
- 15. Dezember: Karl Pündter, deutscher Schauspieler, Regisseur, Hörspielsprecher und nach 1945 Leiter der Abteilung Schulfunk beim NWDR in Hamburg (* 1883)
- 17. Dezember: Noble Sissle, afro-amerikanischer Sänger und Liedtext-Lyriker (* 1889)
- 17. Dezember: Hound Dog Taylor, US-amerikanischer Sänger, Pianist und Gitarrist (* 1915)
- 18. Dezember: Josef Trischler, deutscher Politiker (* 1903)
- 18. Dezember: Theodosius Dobzhansky, russisch-US-amerikanischer Biologe, Genetiker (* 1900)
- 21. Dezember: Jean Bertin, französischer Ingenieur der Luftfahrttechnik (* 1917)
- 22. Dezember: Marcel Foucret, französischer Automobilrennfahrer (* 1904)
- 22. Dezember: John Lee Pratt, US-amerikanischer Unternehmer und Kunstsammler (* 1878)
- 24. Dezember: Franz Wittmann, deutscher Politiker (* 1895)
- 24. Dezember: Hans-Georg Lindenstaedt, deutscher Tischtennisspieler (* 1904)
- 24. Dezember: Bernard Herrmann, US-amerikanischer Komponist (* 1911)
- 27. Dezember: Friedrich Wührer, deutsch-österreichischer Pianist (* 1900)
- 30. Dezember: Julio Cueva, kubanischer Trompeter und Komponist (* 1897)
- 30. Dezember: Hermann Paul Müller, deutscher Motorrad- und Automobilrennfahrer (* 1909)
- 000Dezember: Anna Mae Pictou Aquash, indianische Aktivistin (* 1945)

### Tag unbekannt
- Ernst Anliker, schweizerischer Politiker (* 1892)
- Phyllida Ashley, US-amerikanische Pianistin (* 1894)
- Joseph Cattaneo, italienischer Unternehmer und Automobilrennfahrer (* 1888)
- Riccardo Malipiero, italienischer Cellist und Musikpädagoge (* 1886)
- Lewis Solon Rosenstiel, US-amerikanischer Mobster und Spirituosenproduzent (* 1891)

## Wissenschaftspreise

### Nobelpreise
- Physik: Aage Niels Bohr, Ben R. Mottelson und James Rainwater
- Chemie: John Cornforth und Vladimir Prelog
- Medizin: David Baltimore, Renato Dulbecco und Howard M. Temin
- Literatur: Eugenio Montale
- Friedensnobelpreis: Andrei Sacharow
- Wirtschaftswissenschaft: Leonid Witaljewitsch Kantorowitsch und Tjalling Koopmans

### Turing Award
- Allen Newell und Herbert A. Simon, für Künstliche Intelligenz, Psychologie menschlicher Erkenntnis und Listenverarbeitung.

## Musik
- Wish You Were Here von Pink Floyd
- Bohemian Rhapsody von Queen
- Pictures at an Exhibition (Synthesizerfassung) von Isao Tomita
- Die Gruppe Teach-In gewinnt am 22. März in Stockholm mit dem Lied Ding-A-Dong für die Niederlande die 20. Auflage des Eurovision Song Contest
- Liste der Nummer-eins-Hits in Deutschland (1975)
- Iron Maiden wird gegründet
- Motörhead wird gegründet